# Parc national de Khao Yai
Le parc national de Khao Yai (en thaï : อุทยานแห่งชาติเขาใหญ่, ; API : ʔùt.tʰā.jāːn hɛ̀ŋ t͡ɕʰâːt kʰǎw jàj) est un parc national situé en Thaïlande. Fondé en 1962, c'est le plus ancien et l'un des plus renommés des parcs nationaux du pays.
Il fait partie du Patrimoine National de l'ASEAN. Il constitue l'une des plus vastes forêts d'Asie.
Khao Yai (2 166 km2) fait partie, avec les parcs nationaux très proches de Thap Lan (en) (2 236 km2), Ta Phraya (594 km2), Pang Sida (844 km2) et le sanctuaire de faune de Dong Yai (313 km2), du  complexe forestier de Dong Phayayen-Khao Yai  (6 152 km2) situé dans les montagnes de Dong Phaya Yen et les monts de Sankamphaeng : cette vaste zone naturelle montagneuse protégée qui délimite au sud la région du Nord-Est de la Thaïlande appelée Isan et qui borde le plateau de Korat, longue de 230 km d'est en ouest et large en moyenne de 25 km, est reconnue au patrimoine mondial de l'humanité par l'UNESCO depuis 2005 en raison de sa biodiversité,,.

## Les lieux

### Localisation
Le parc se trouve essentiellement dans la province de Nakhon Ratchasima, avec une petite partie dans celles de Saraburi, de Prachinburi et de Nakhon Nayok.
Il se situe ainsi à environ 200 km de Bangkok.

### Météorologie
La pluviométrie moyenne est de 1 897 mm/an, sur la période 2008-2017.
La saison des pluies commence en mai-juin et se termine en octobre. Le vent de la mousson venant du Sud-Ouest, chaud et très humide après son passage au-dessus de la mer d'Andaman et le golfe de Thaïlande, apporte la pluie. Il pleut pendant ces 5-6 mois jusqu'à 84 % des précipitations de Khao Yai. Le mois le plus pluvieux est septembre où on a enregistré jusqu'à 353,44 mm.
La température moyenne annuelle est de 21,28 °C.
La saison froide commence en novembre et se termine en février : le vent change et vient du Nord-Est, apportant de l'air froid de la Chine continentale ; la température moyenne est d'environ 17 °C ; il pleut peu ; les nuits sont claires et froides, idéales pour observer les mammifères nocturnes.
La saison chaude et sèche commence en mars et finit en mai : la température moyenne est de 28 °C ; la plupart des animaux se réunissent près des points d'eau et des rivières pour boire et se rafraîchir pendant cette période torride et sont donc faciles à trouver et à observer. La température maximale atteint les 30,33 °C en avril et le minimum descend à 12,25 °C en janvier.
Selon les météorologistes locaux, la température moyenne annuelle et la pluviométrie devraient augmenter dans les prochaines années sous l'effet du réchauffement climatique global.

### Description générale
D'une superficie de 2 166 km2  avec approximativement 80 km de longueur est-ouest et 25 km de largeur nord-sud, il est constitué de trois types de forêts : forêts tropicales humides, forêts tropicales sèches et forêts de mousson avec quelques prairies.

### Topographie
Le parc est situé dans les monts de Sankamphaeng, où on trouve des sommets dépassant les 1 000 m d'altitude. Le Khao Khiaw (เขาเขียว ; montagne verte ou mont vert) avec ses 1 292 m d'altitude est le plus connu d'entre eux et le Khao Rom (เขาร่ม ; montagne ou mont parapluie) avec ses 1 351 m d'altitude le plus haut. L'altitude de la majeure partie du parc est comprise entre 400 et 1 000 m. 

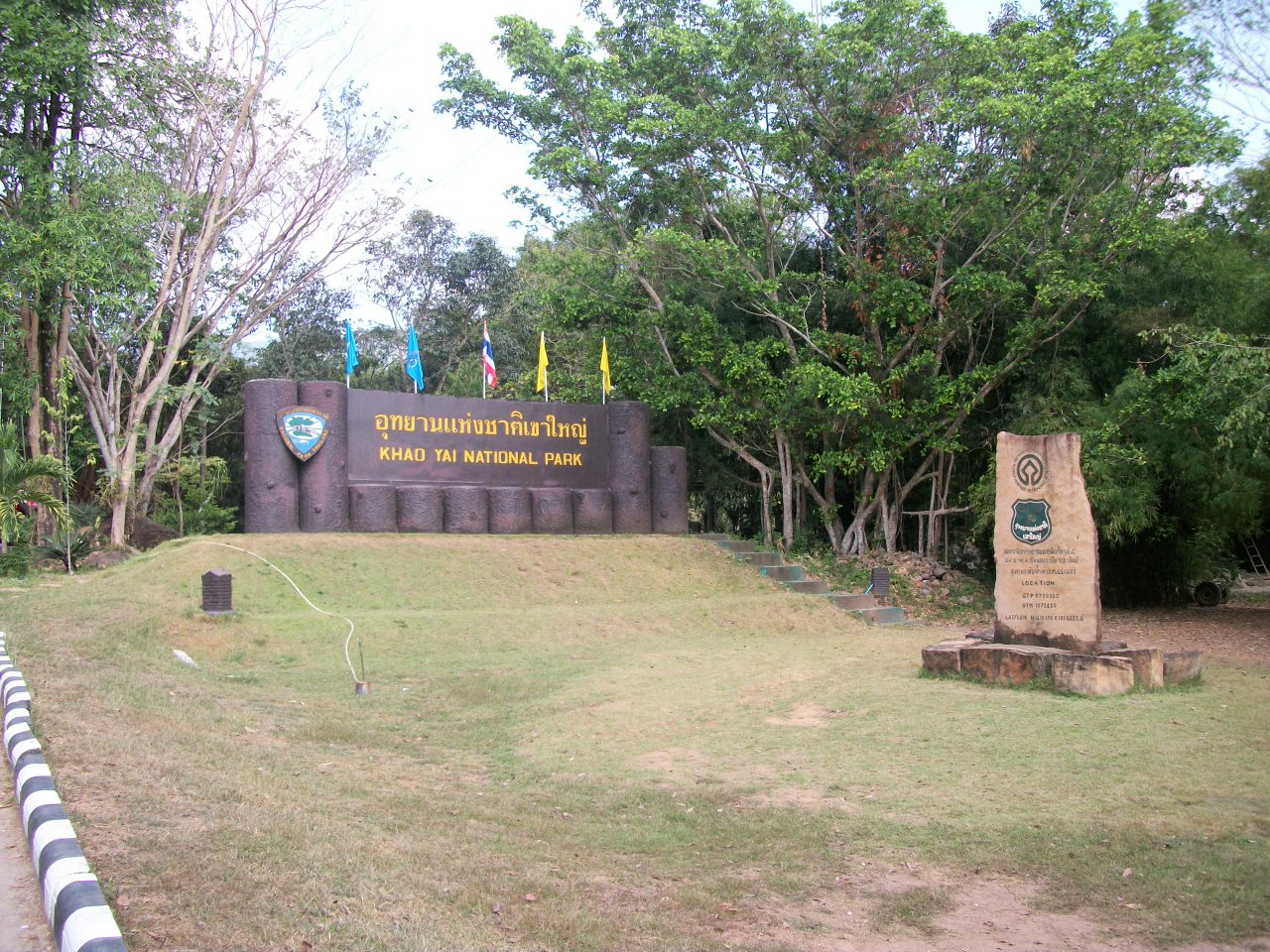
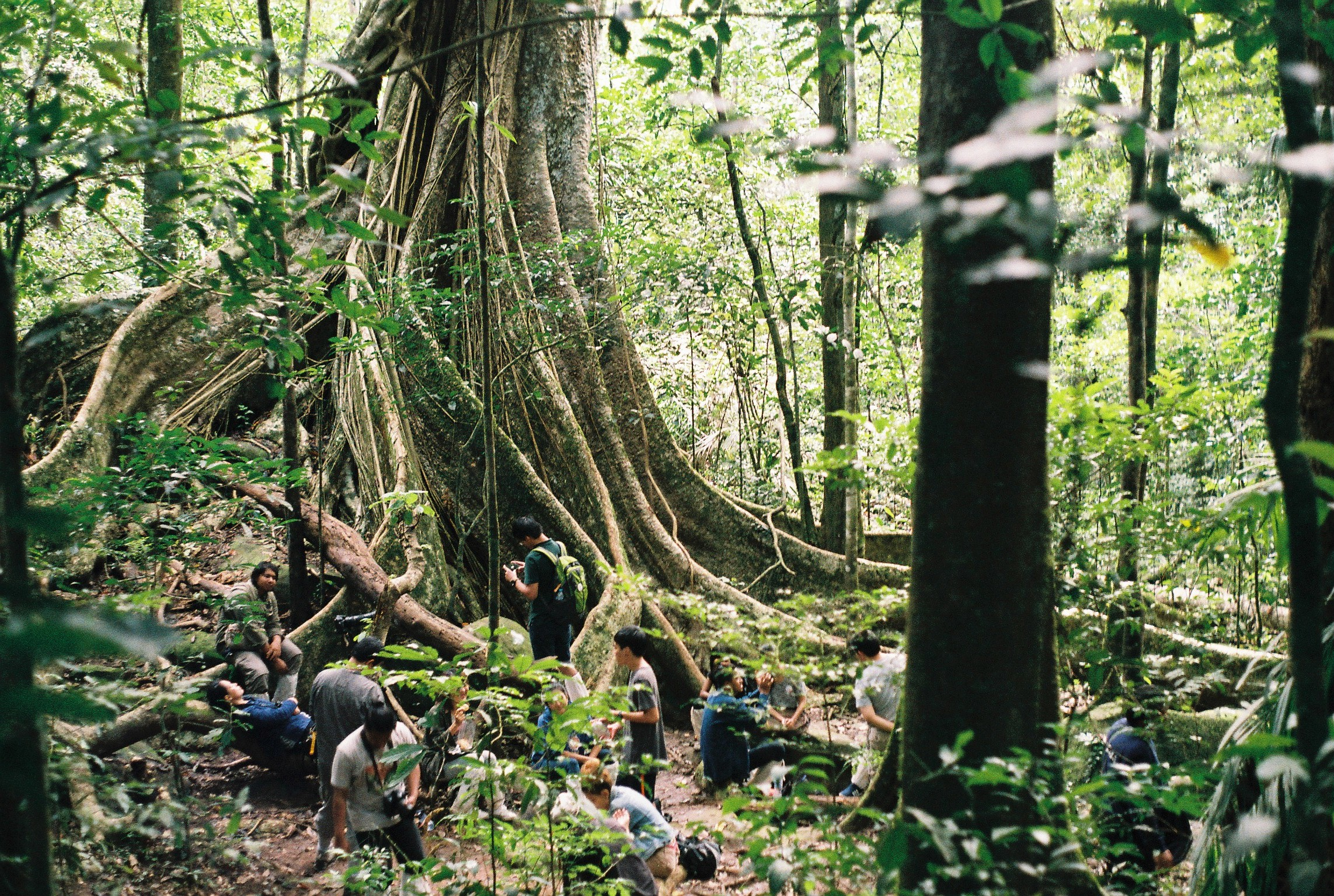
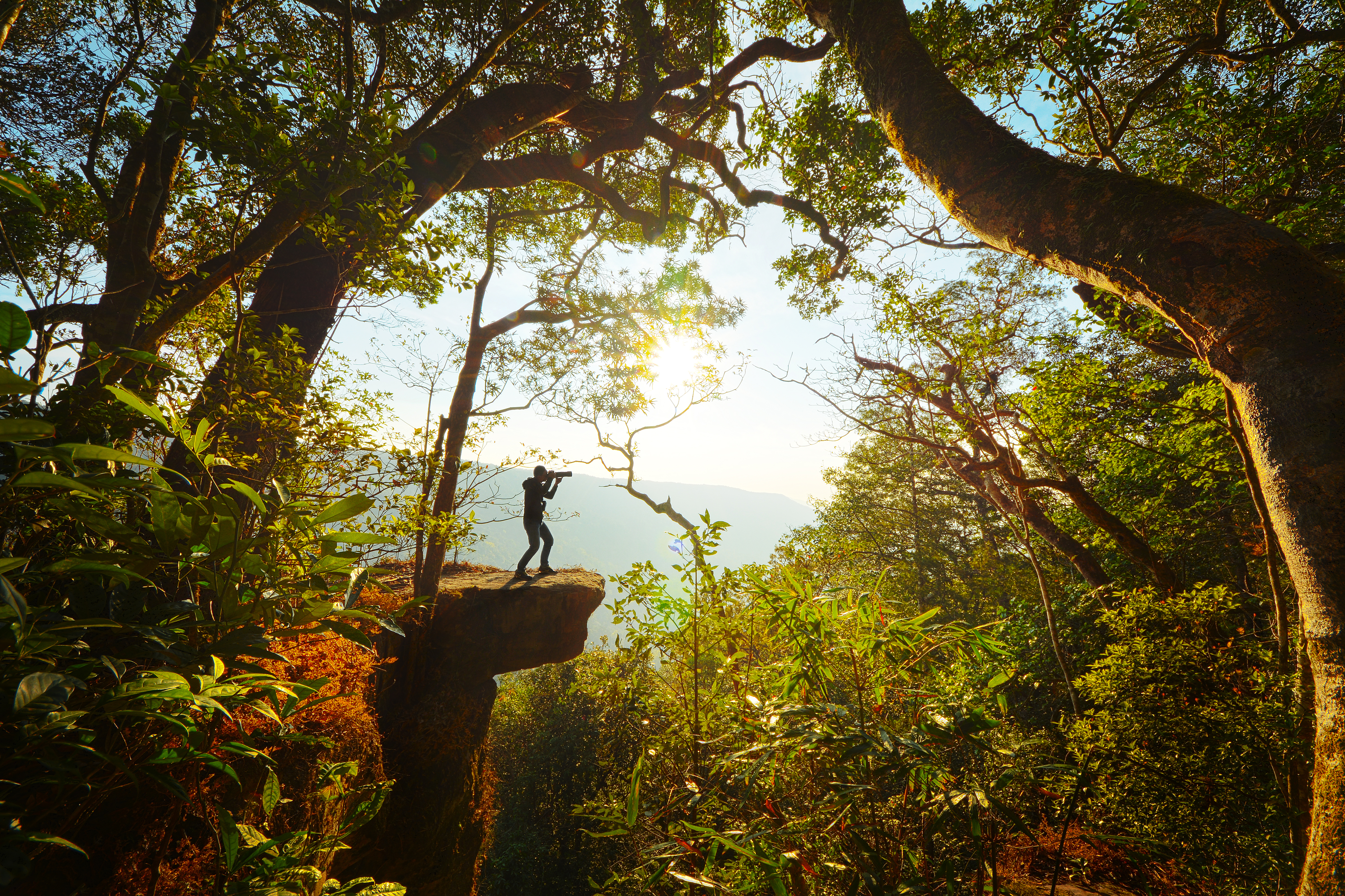
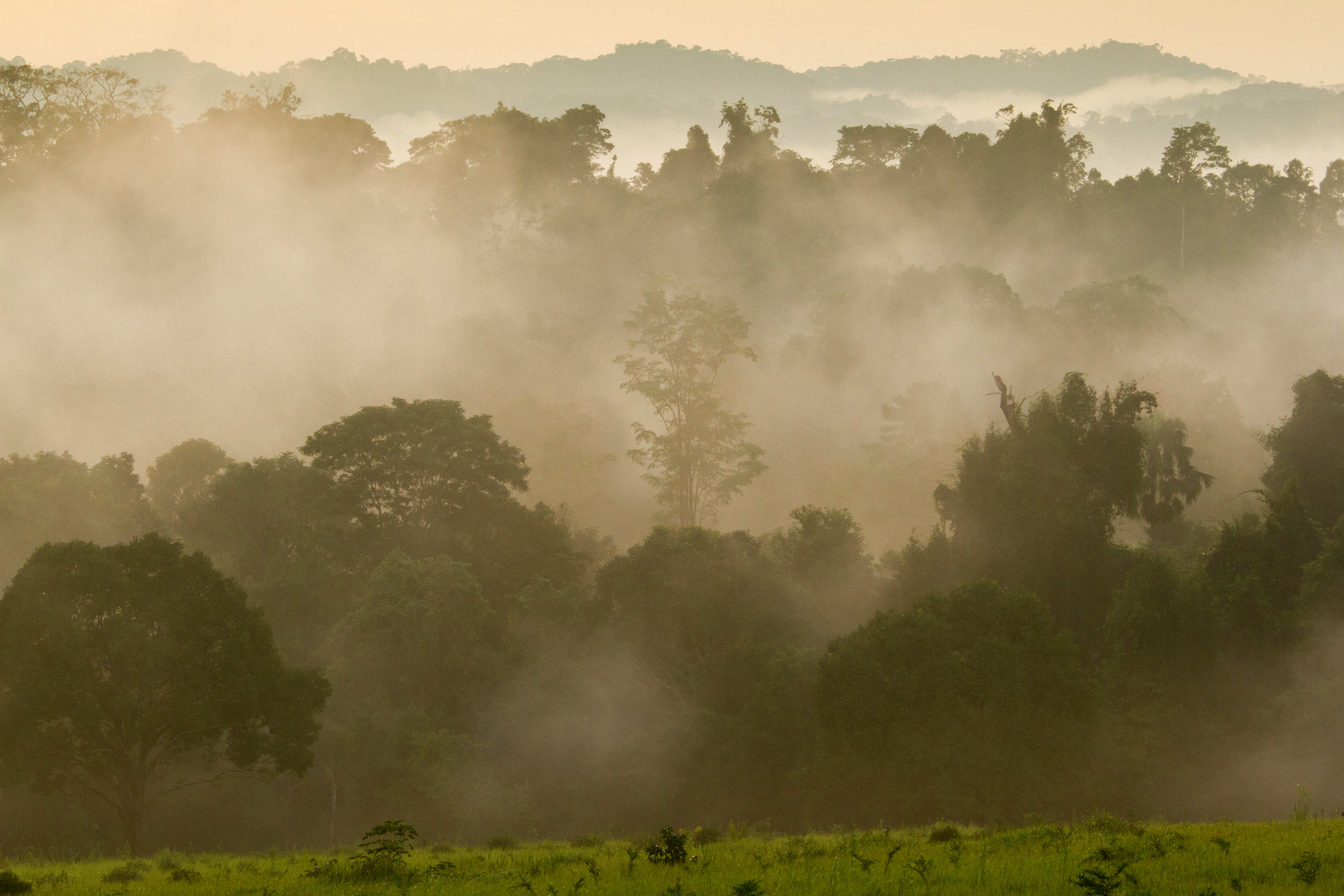
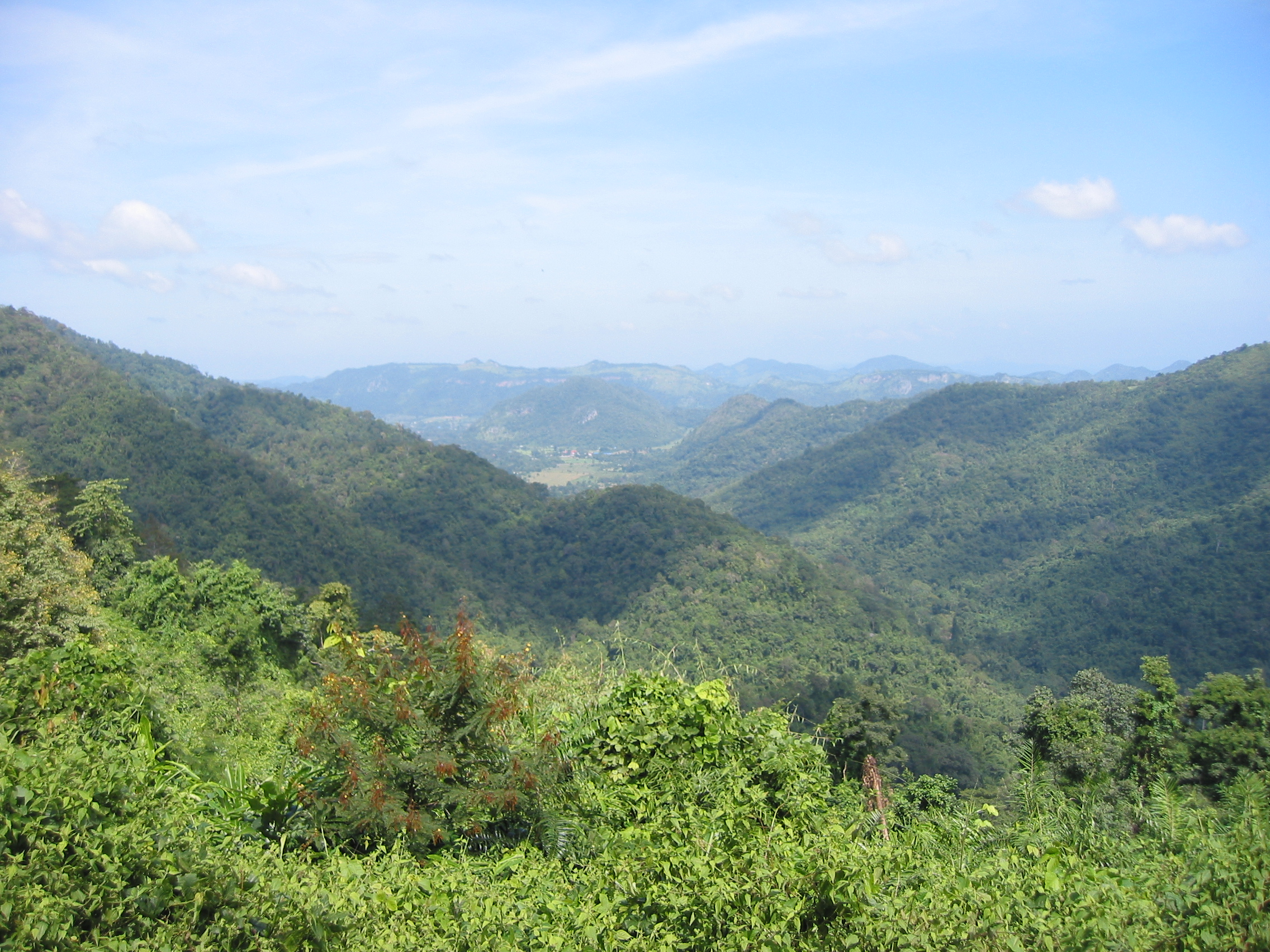
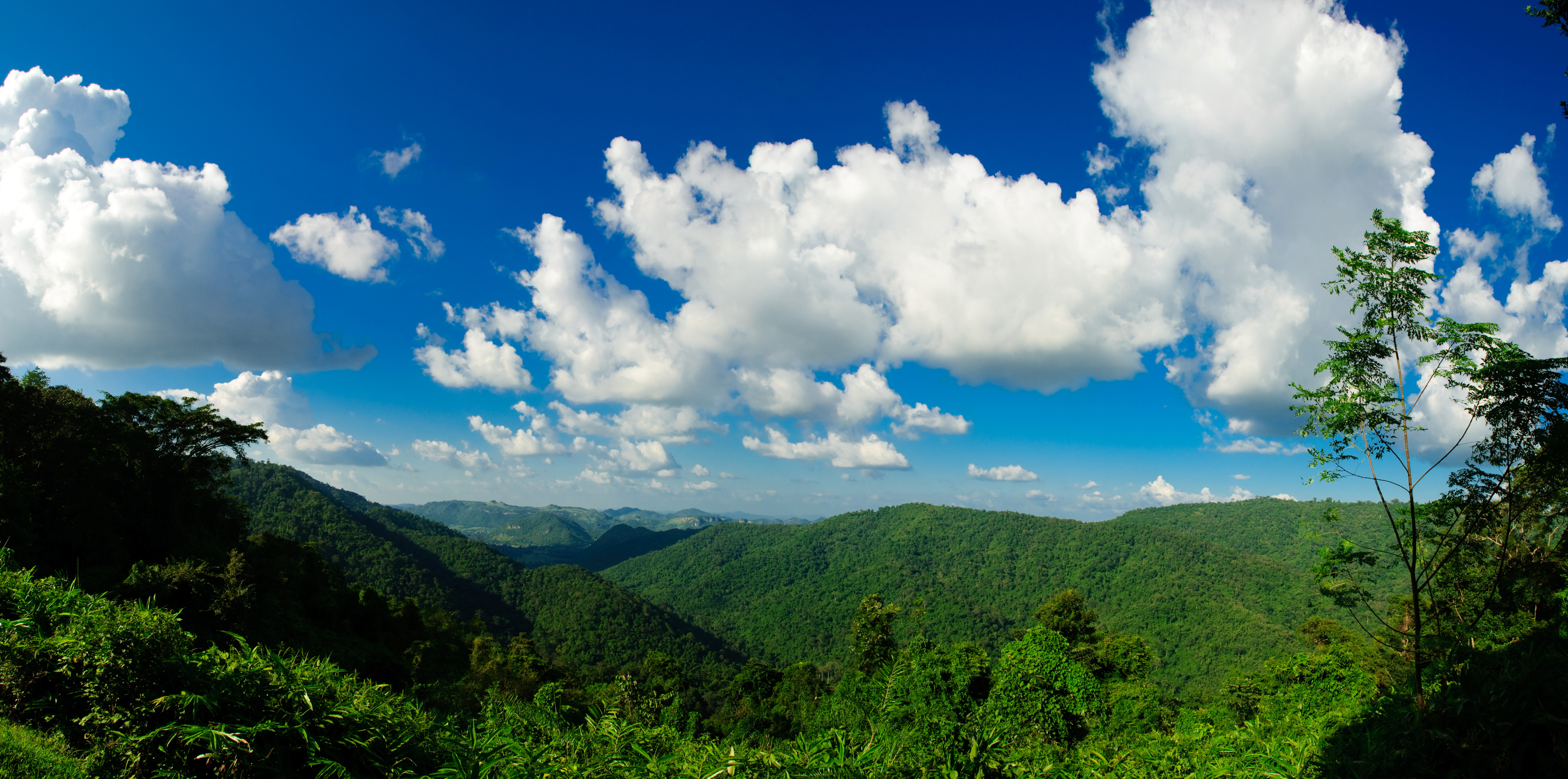
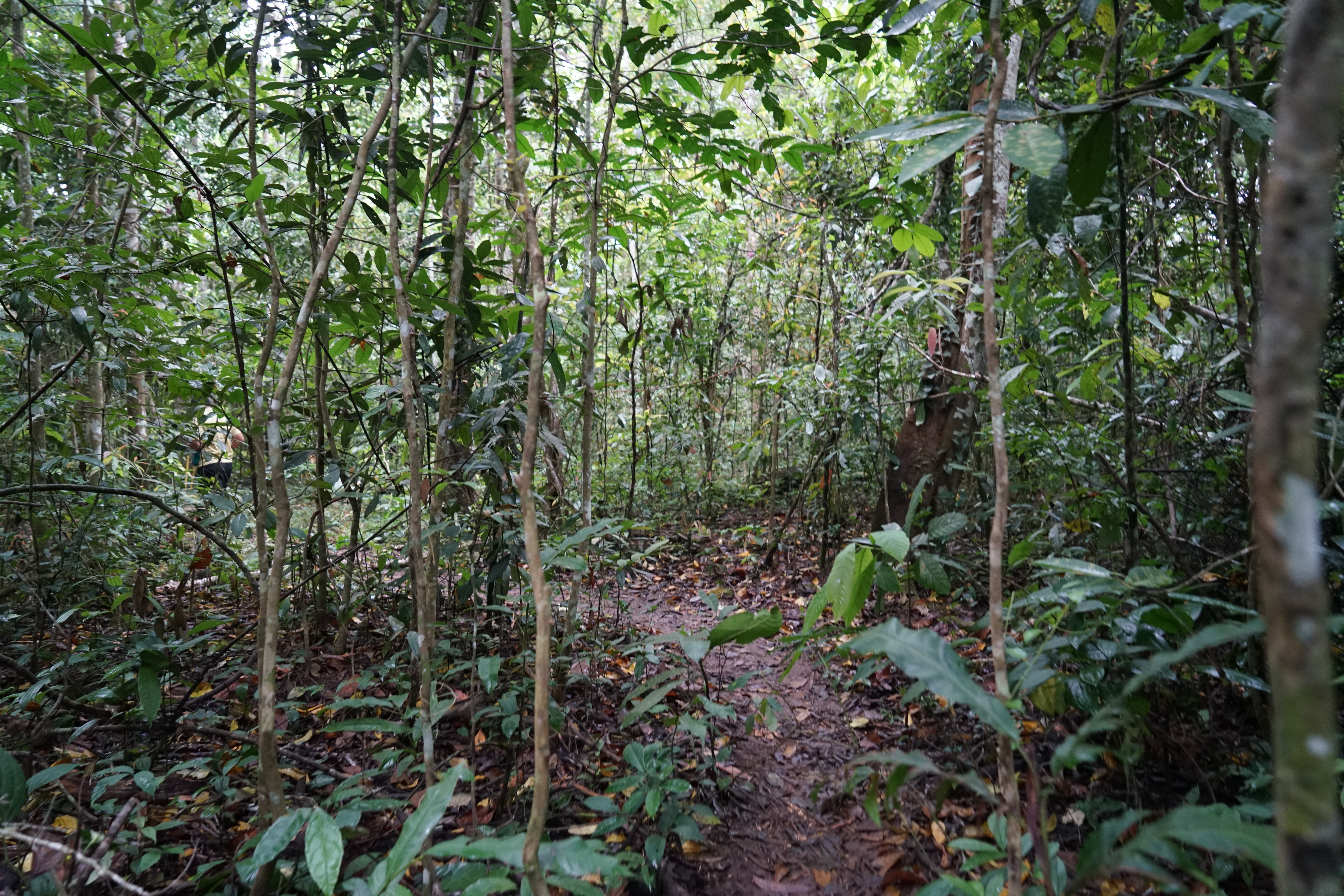
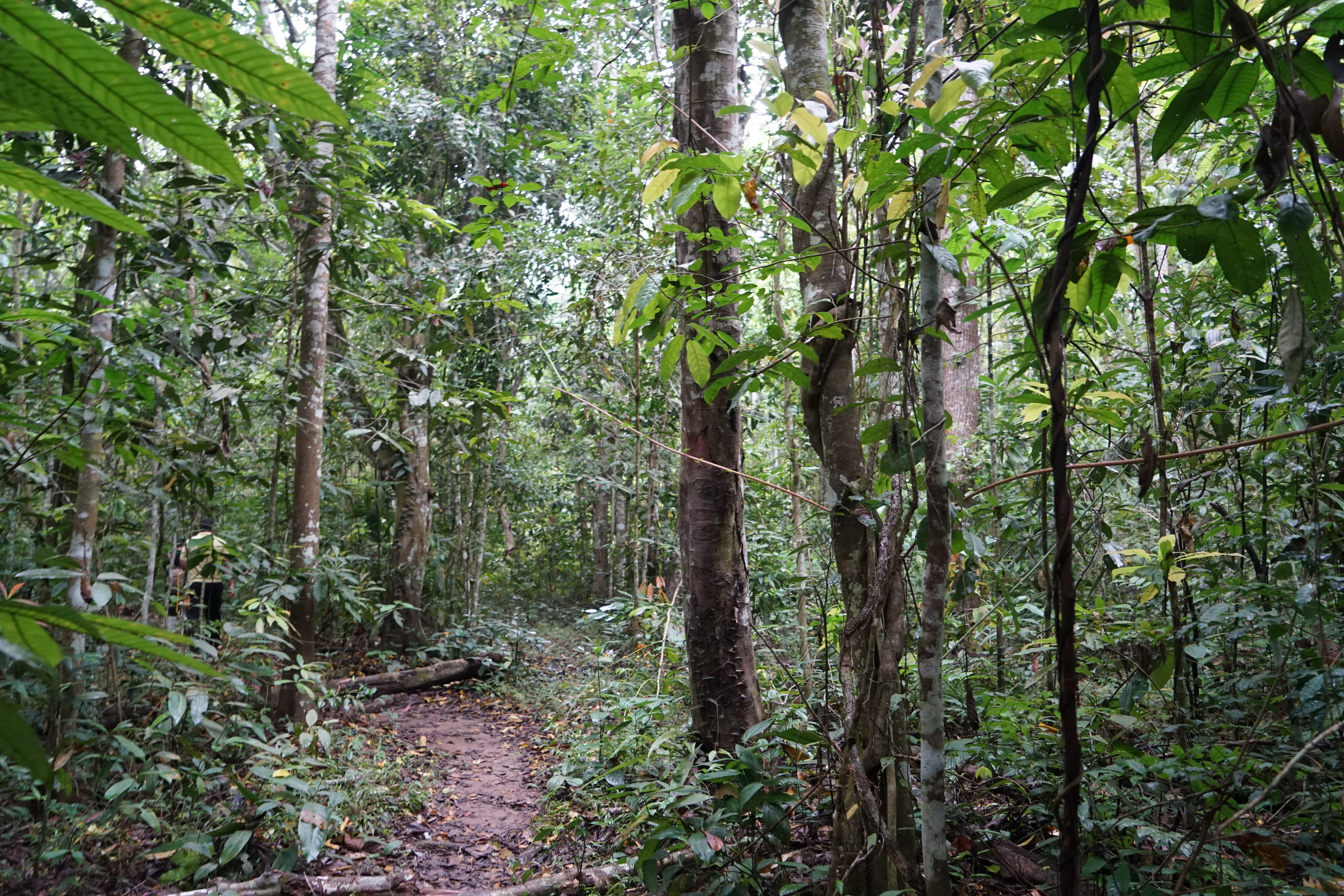
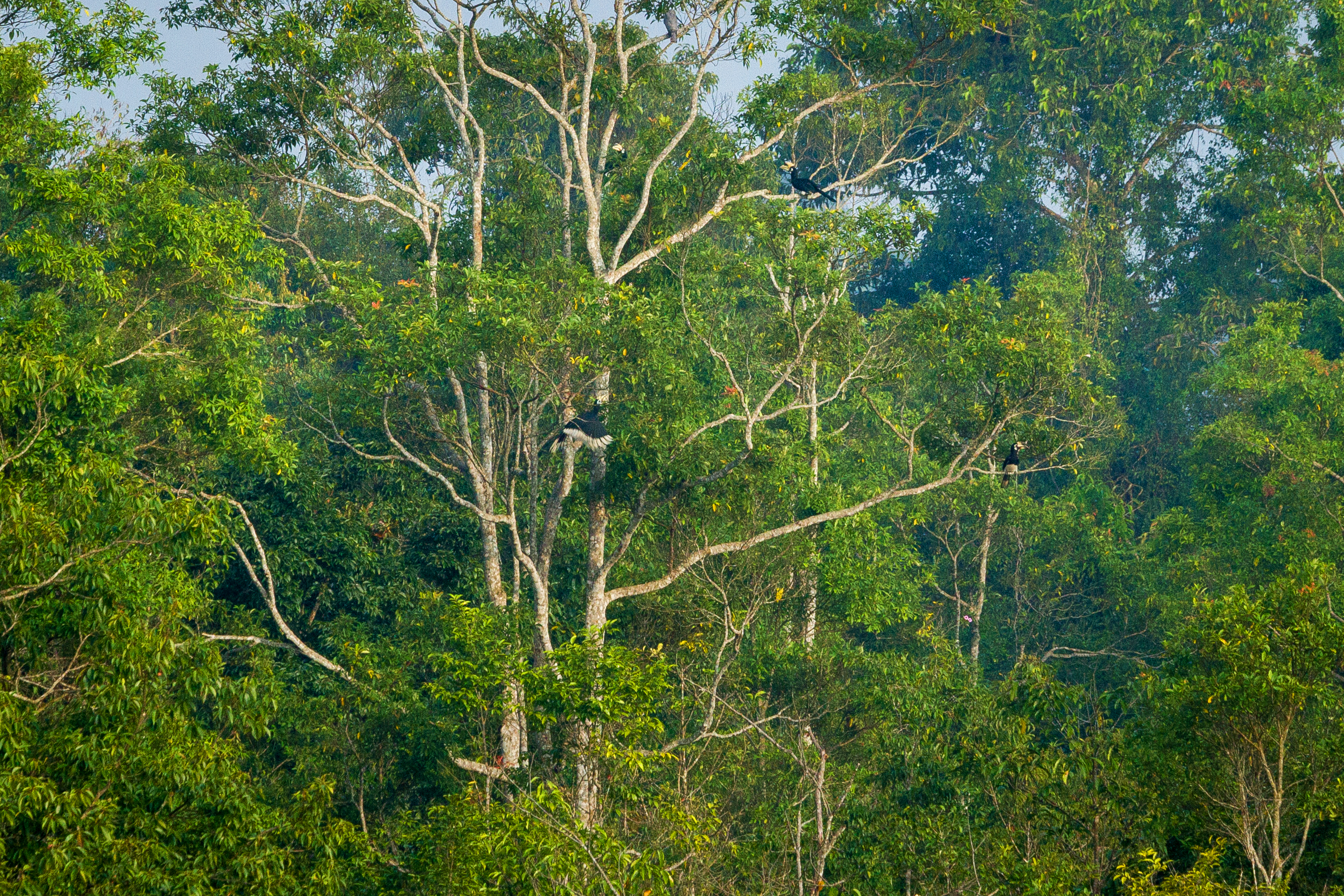
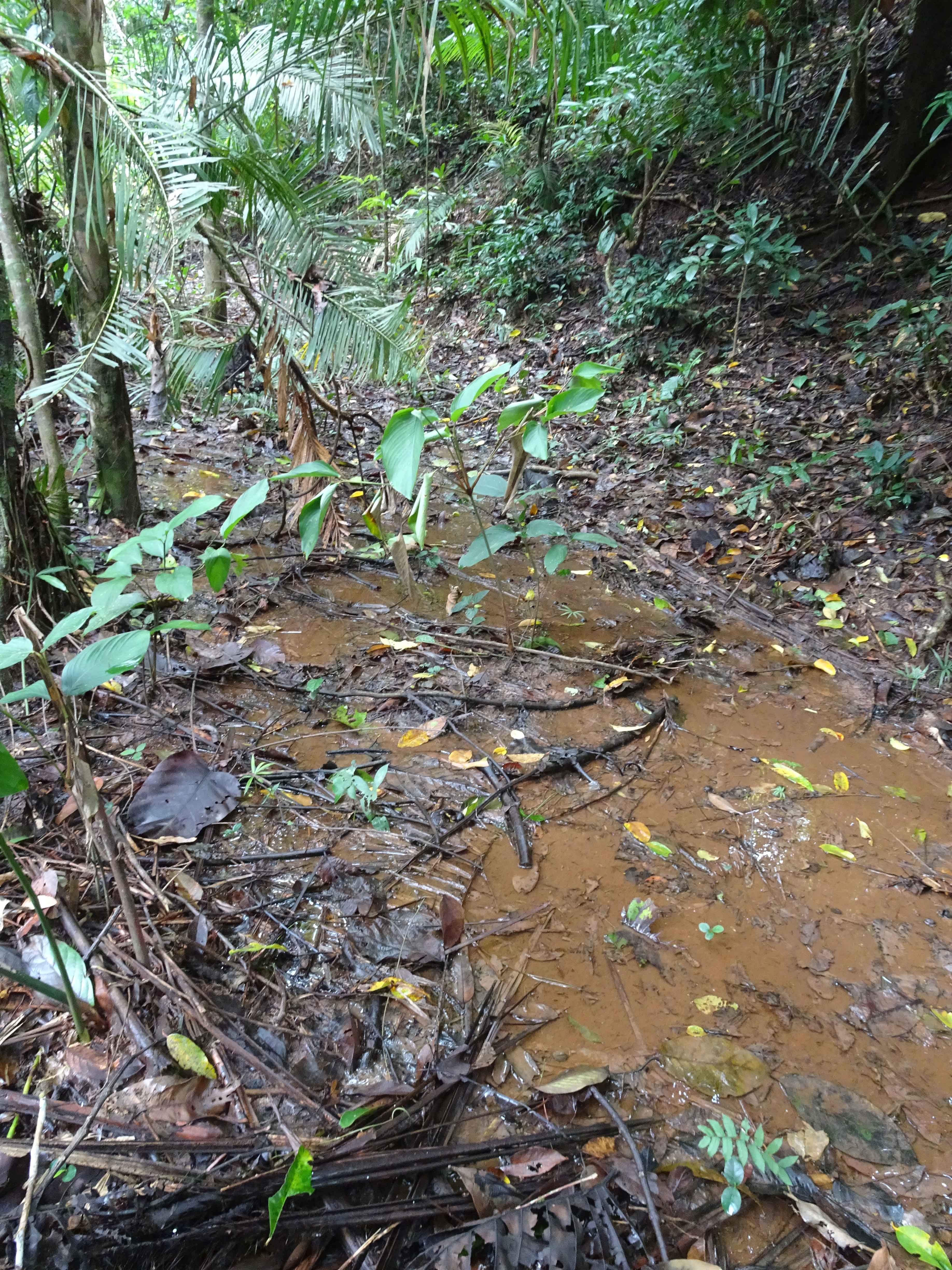
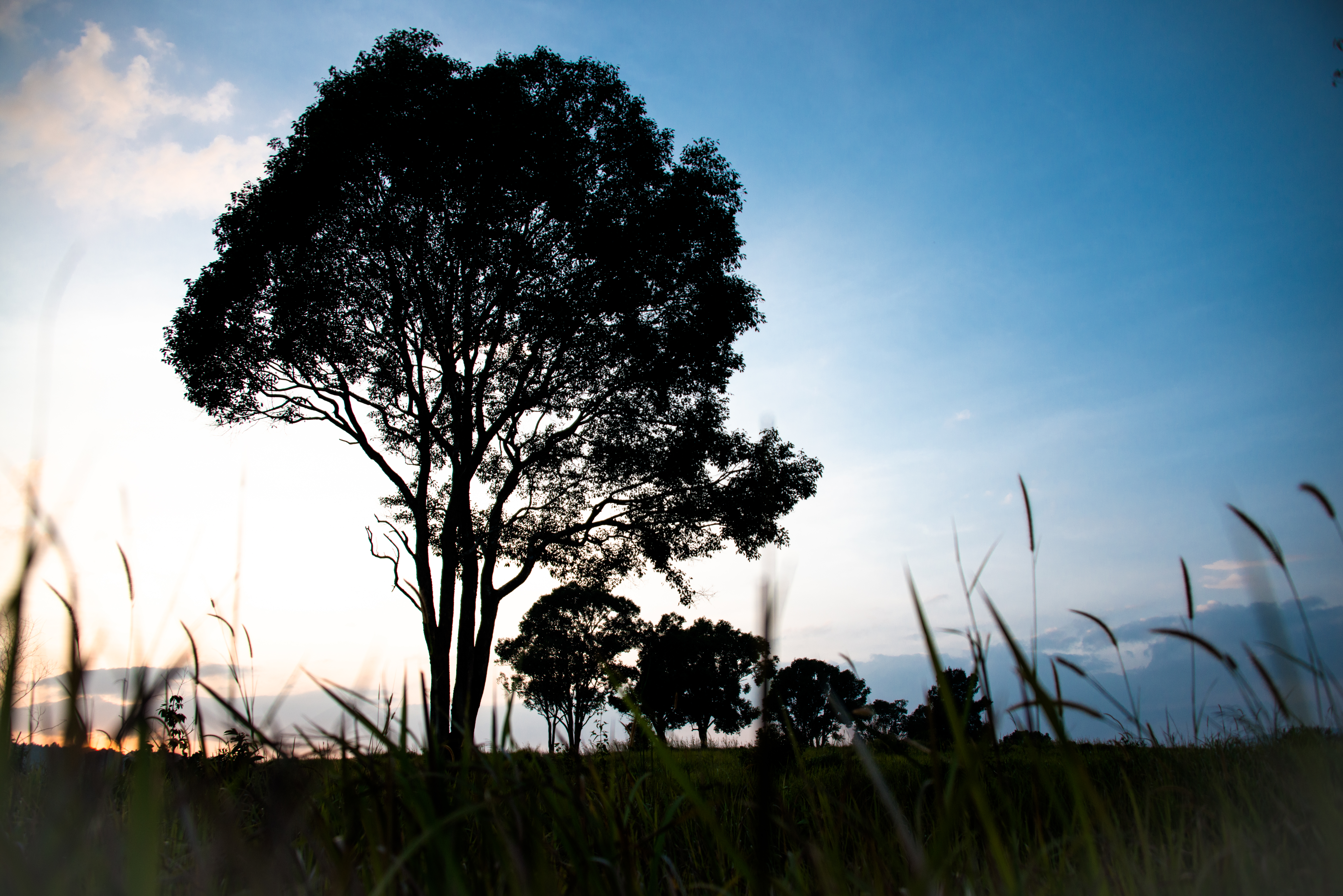

### Hydrographie

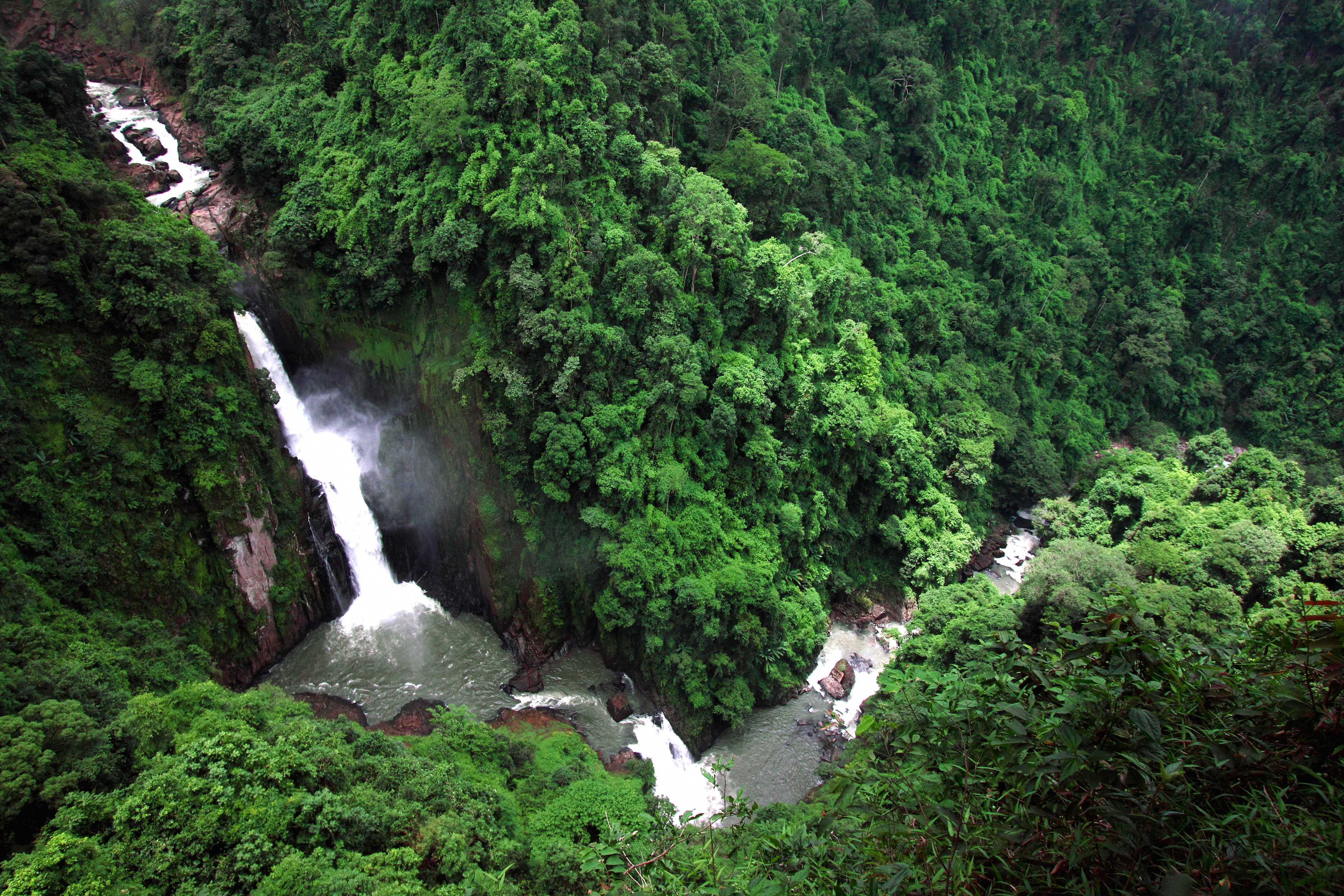
Cascade de l'Enfer (Narok)

Les monts de Sankamphaeng sont, dans le parc national de Khao Yai en particulier, la source de rivières importantes telles :
- la Nakhon Nayok ;
- et la rivière Mun, surnommée rivière de la lune, un des principaux affluents du fleuve Mékong.

Cours d'eau
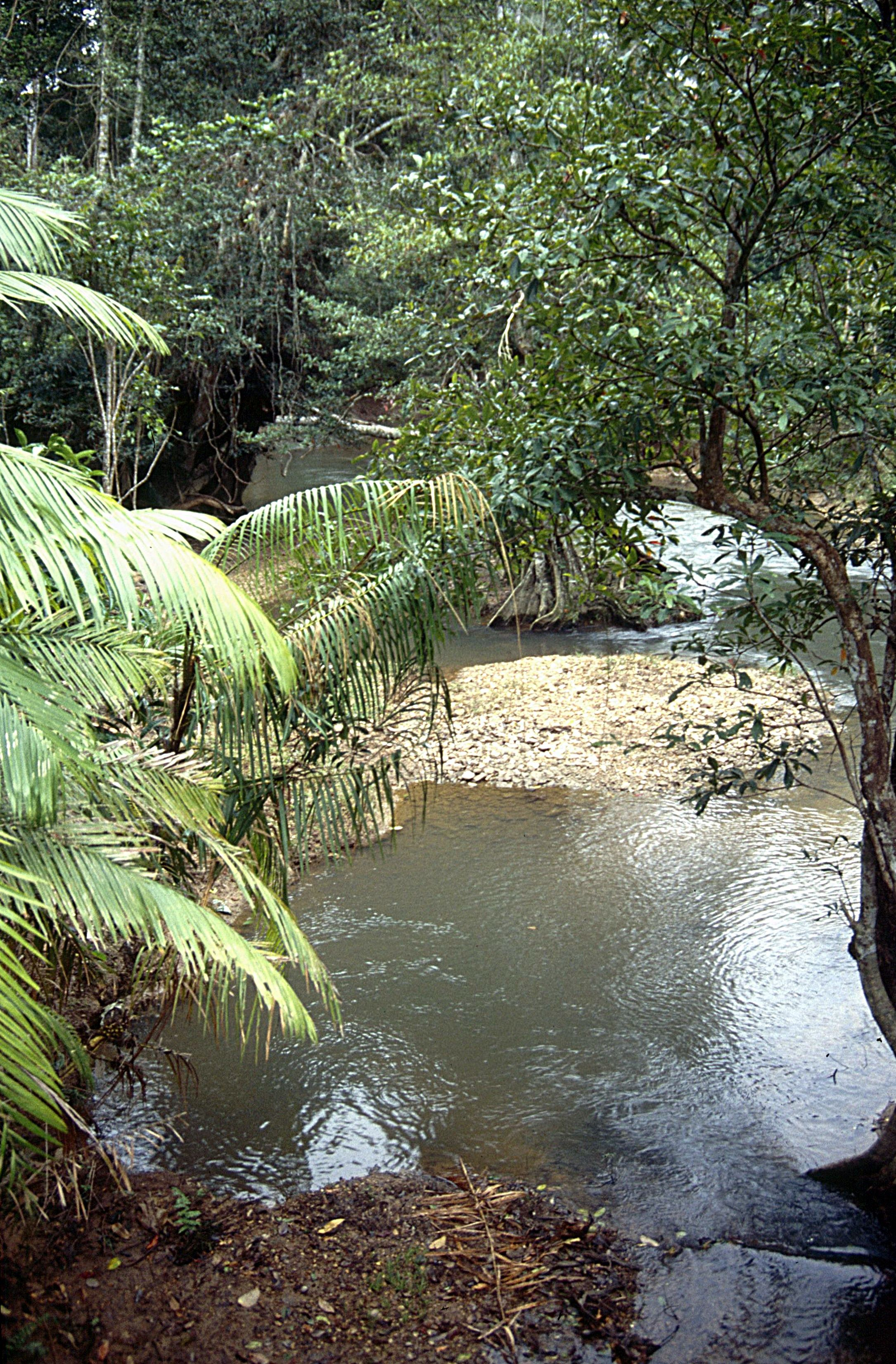
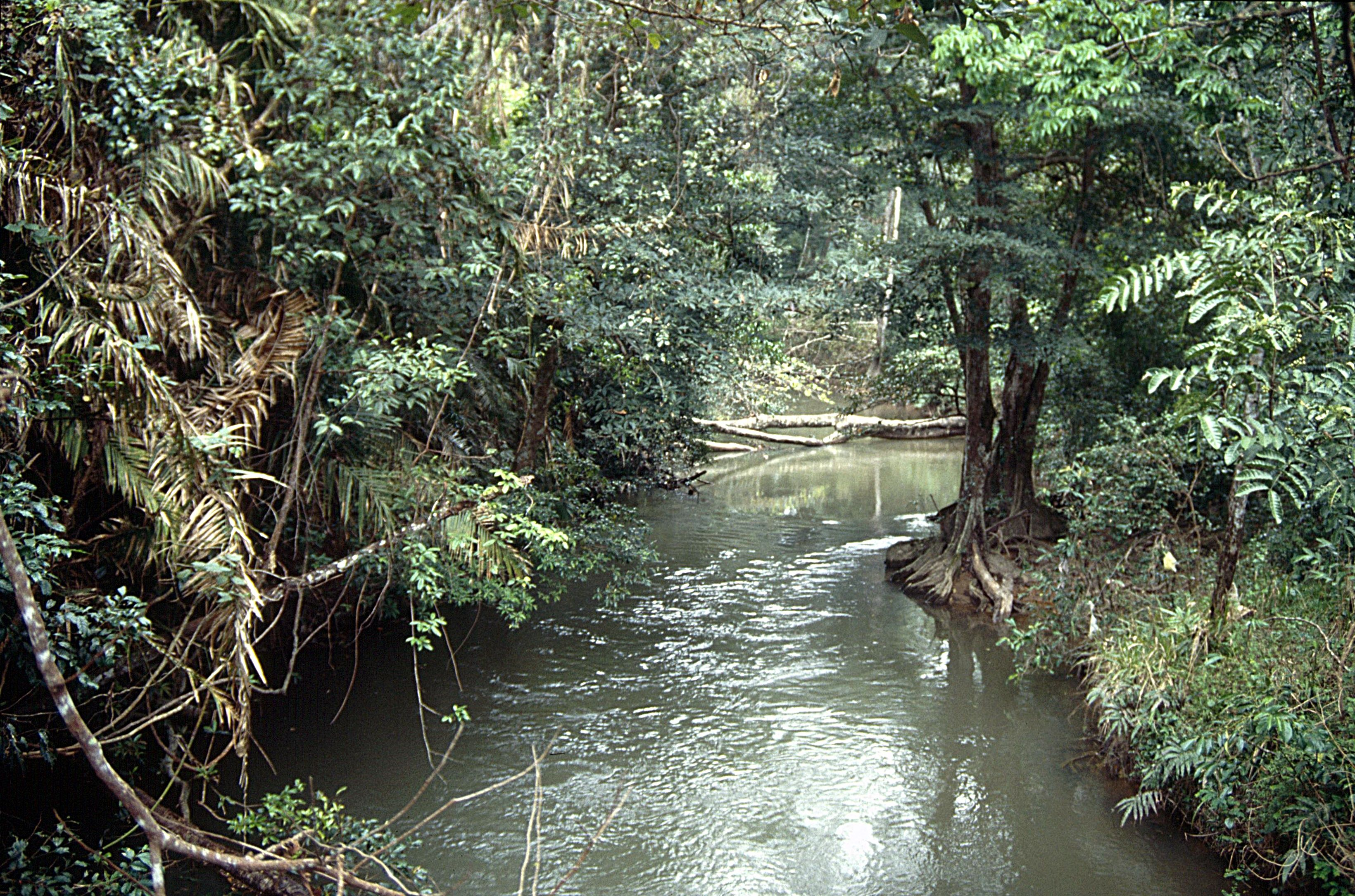
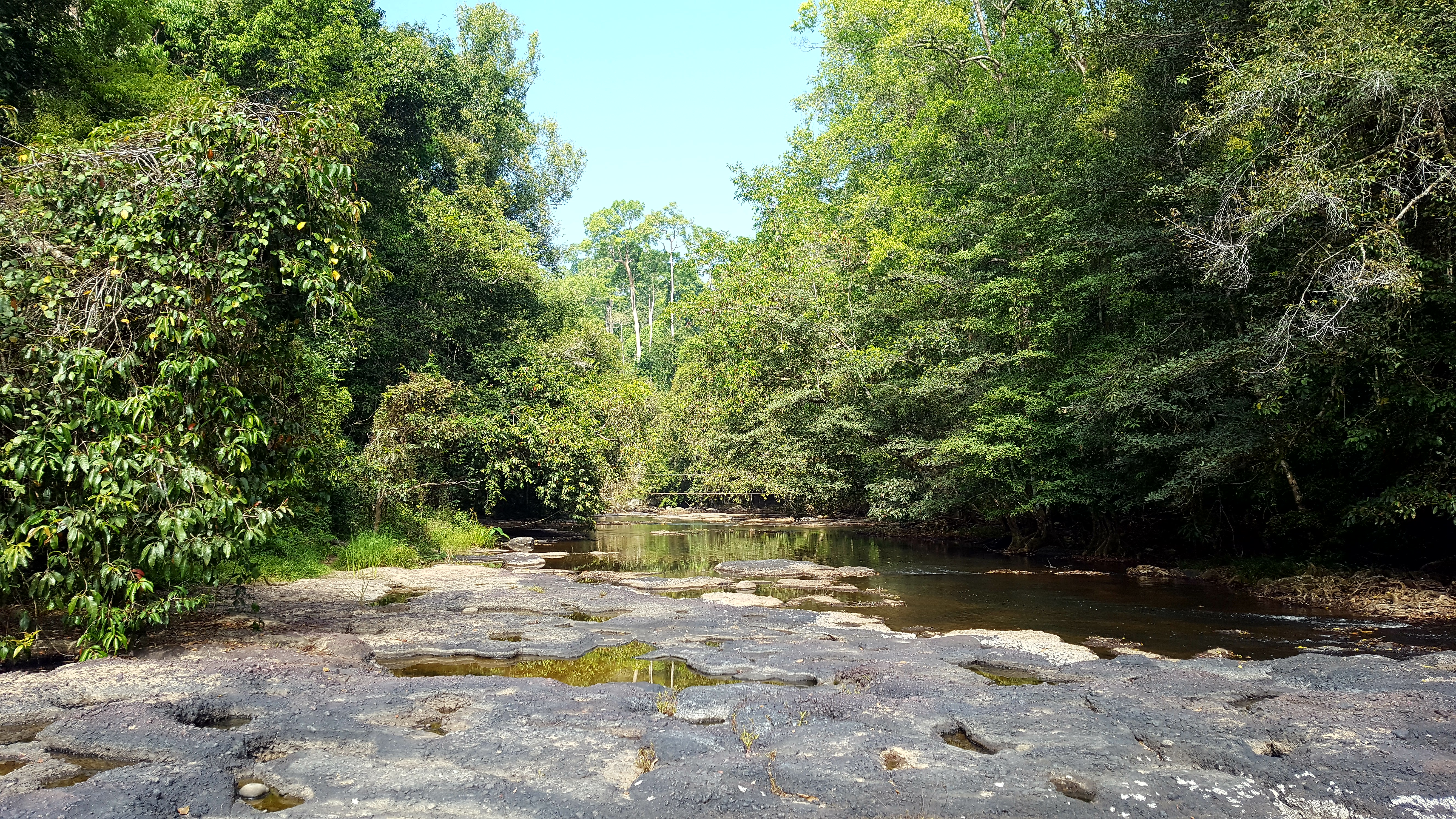
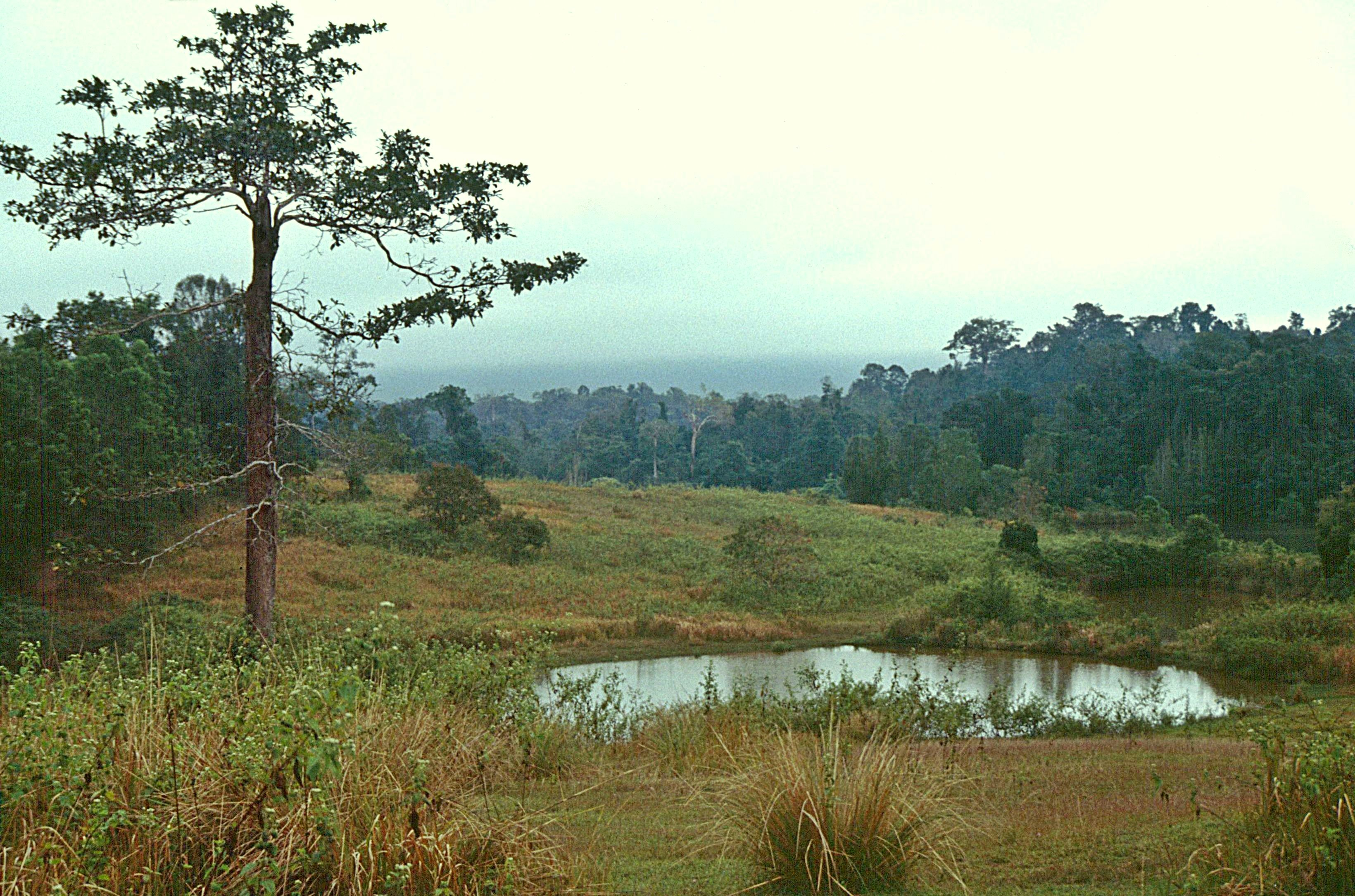
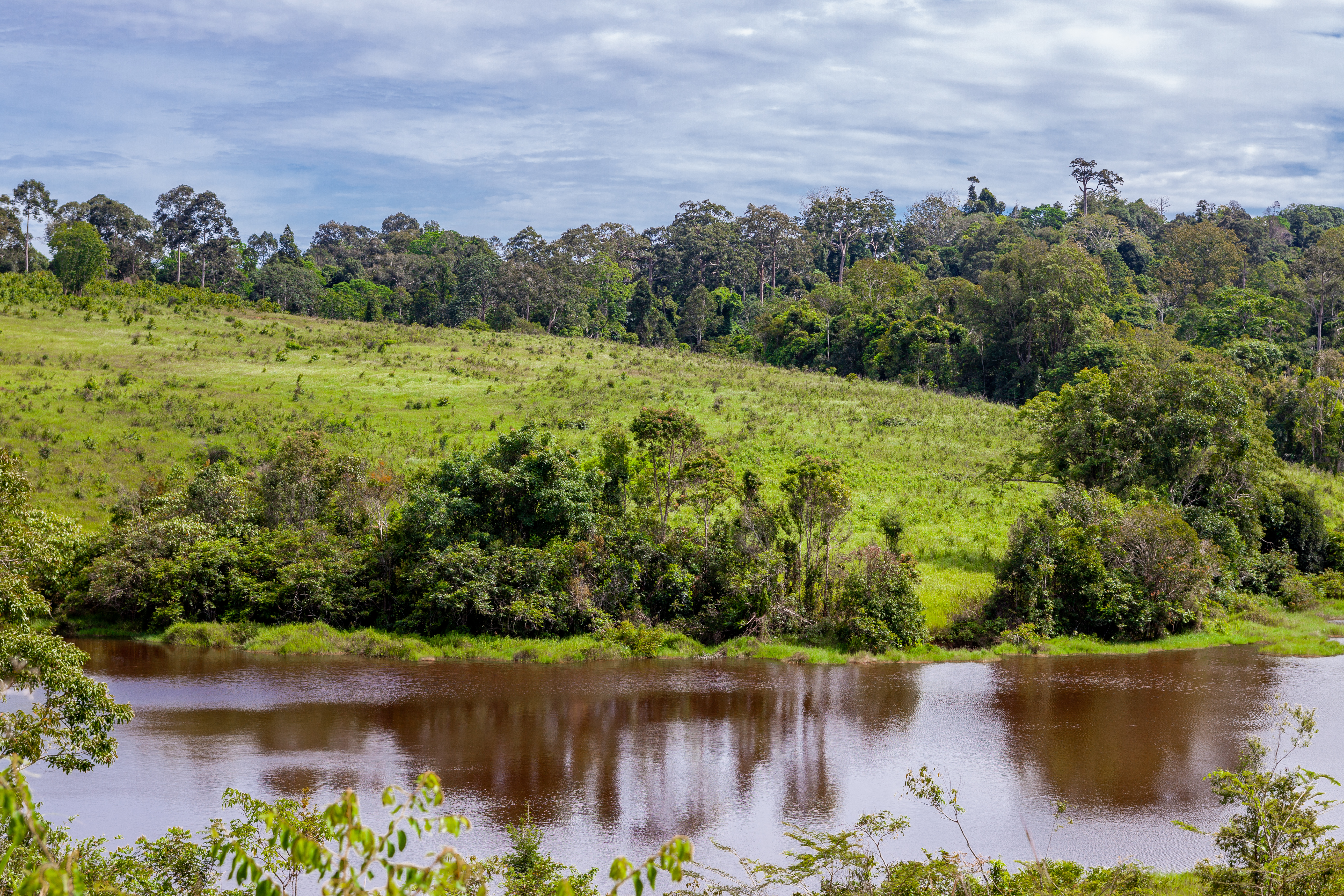

Il y a plus de 30 cascades à admirer : cascades de Chet Khot (น้ำตก เจ็ด คต), Nang Rong (น้ำตก นาง รอง), Sarika (น้ำตก สาริกา), Wang Muang, Than Thip (น้ำตก ธาร ทิพย์), Som Poi, Ta Khro (น้ำตก ตะคร้อ), Salatdi, Kong Kaeo (น้ำตก กอง แก้ว), Pha Kluay Mai (น้ำตก ผากล้วยไม้), Haew Suwat (น้ำตก เหว สุวัต)... L'impressionnante cascade de Haew Narok (น้ำตก เหว นรก ; chute d'eau de l'Enfer), haute d'environ 80 m, se trouve dans la montagne de Khao Rom. 

Cascades
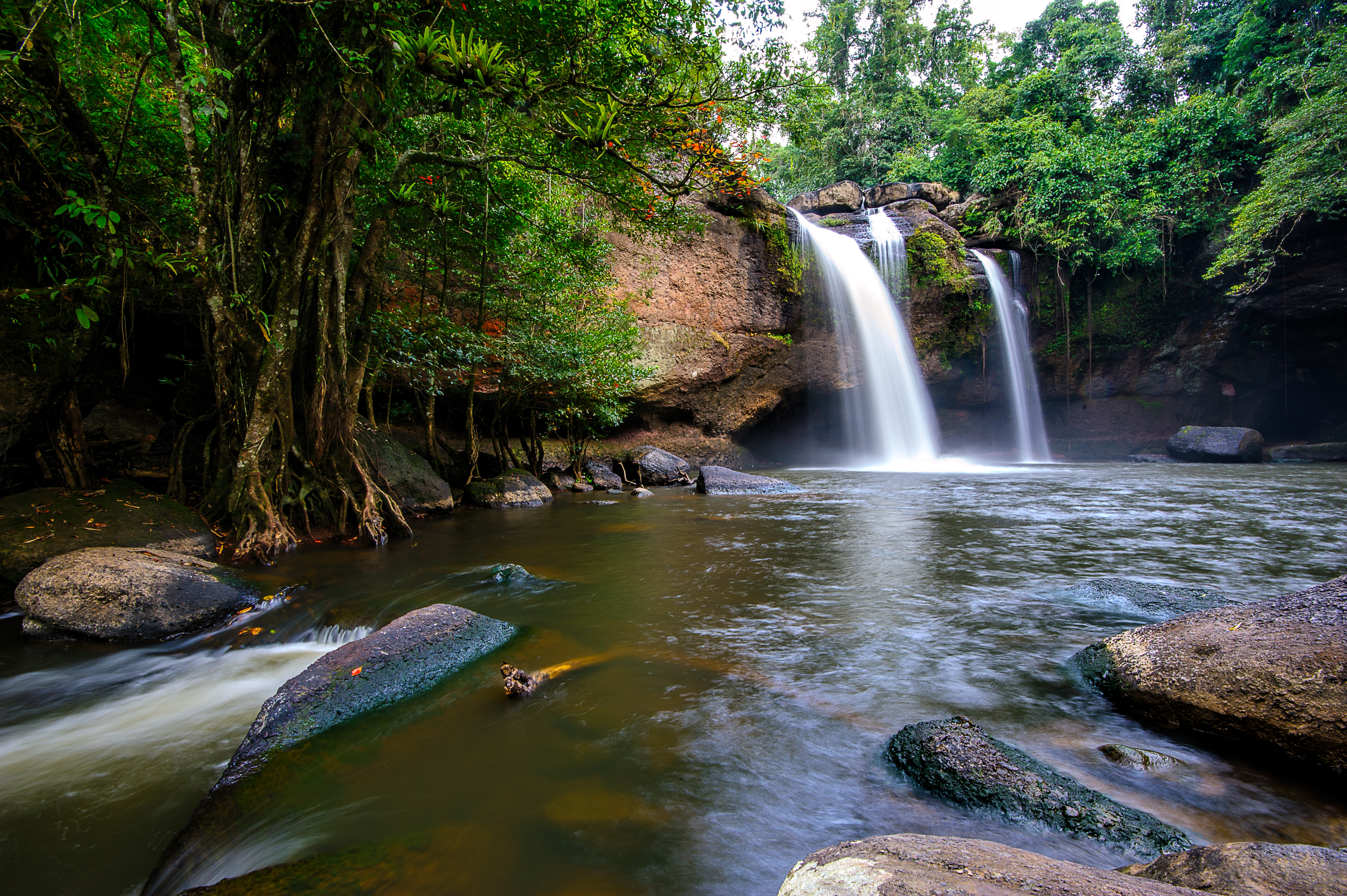
Cascade de Haew Suwat
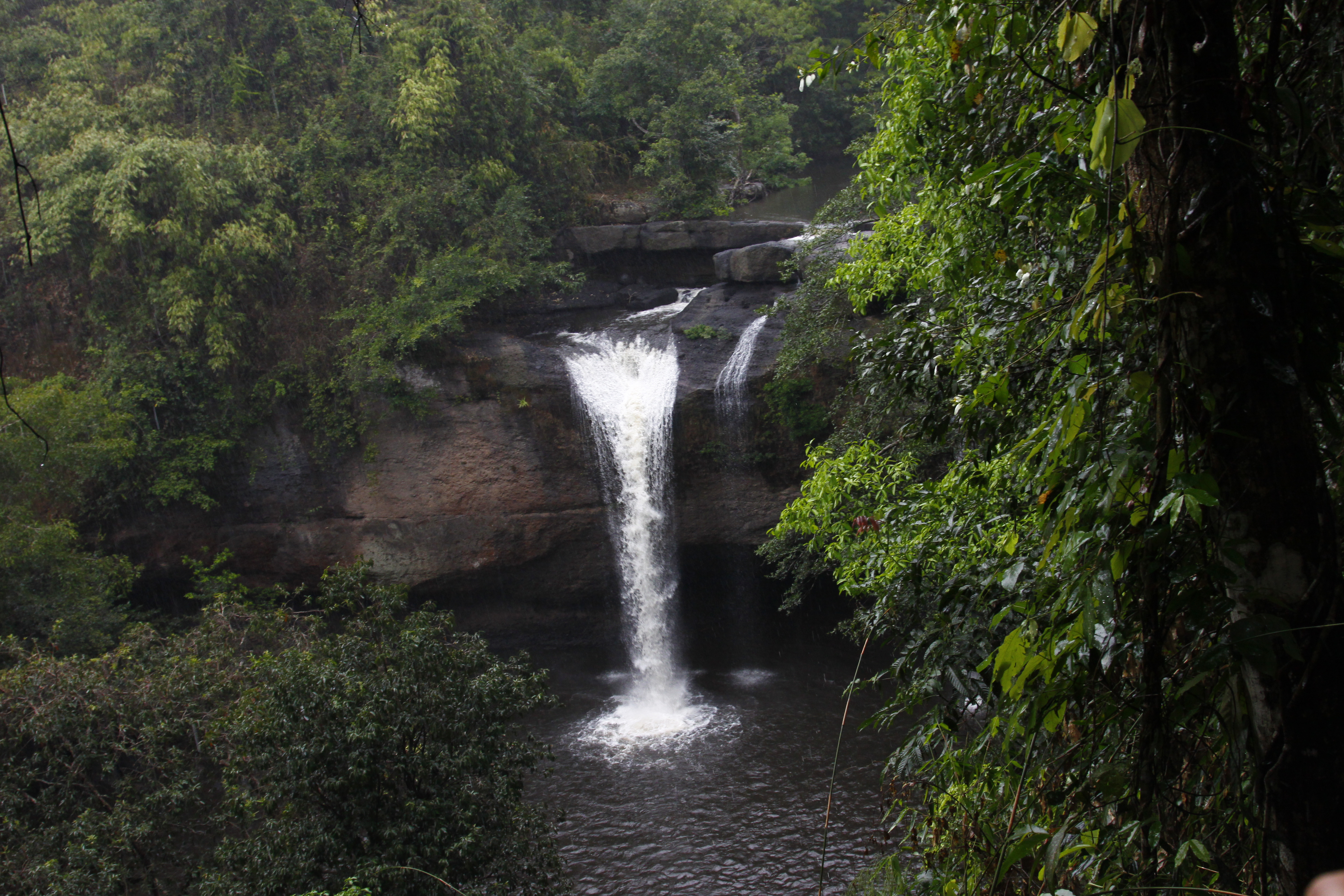
Cascade de Haew Suwat
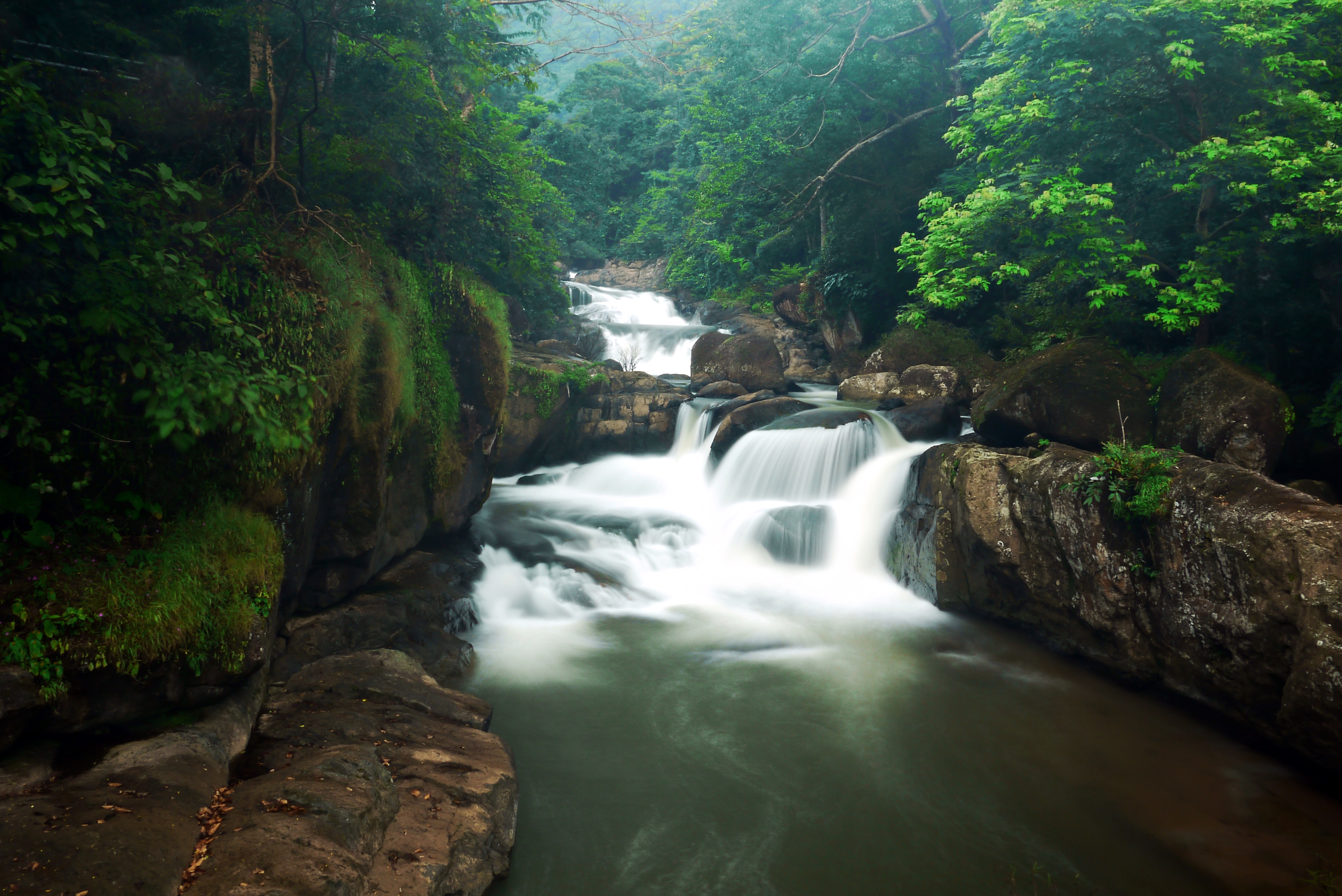
Cascade de Nang Rong
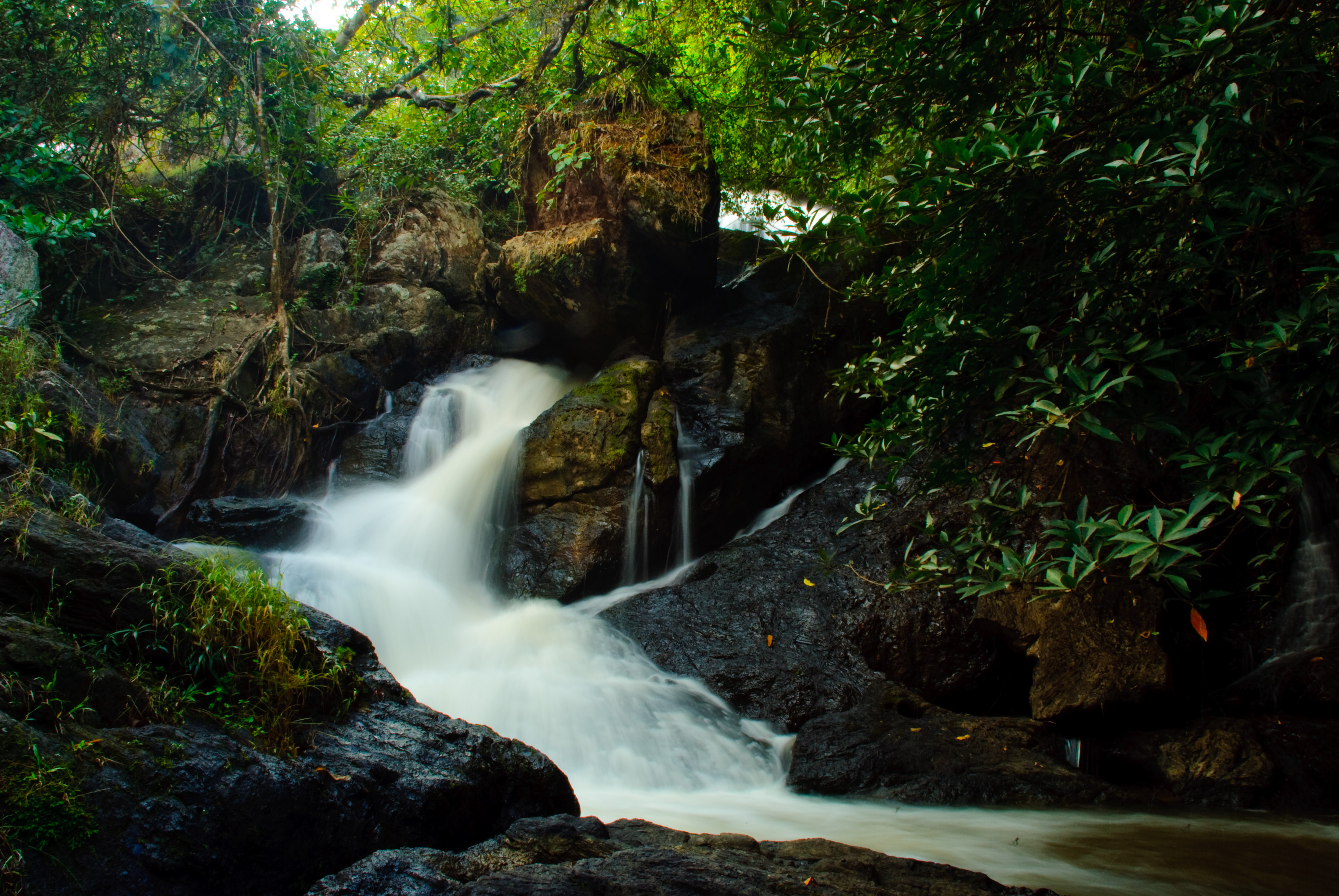
Chute d'eau de Pha Kluay Mai
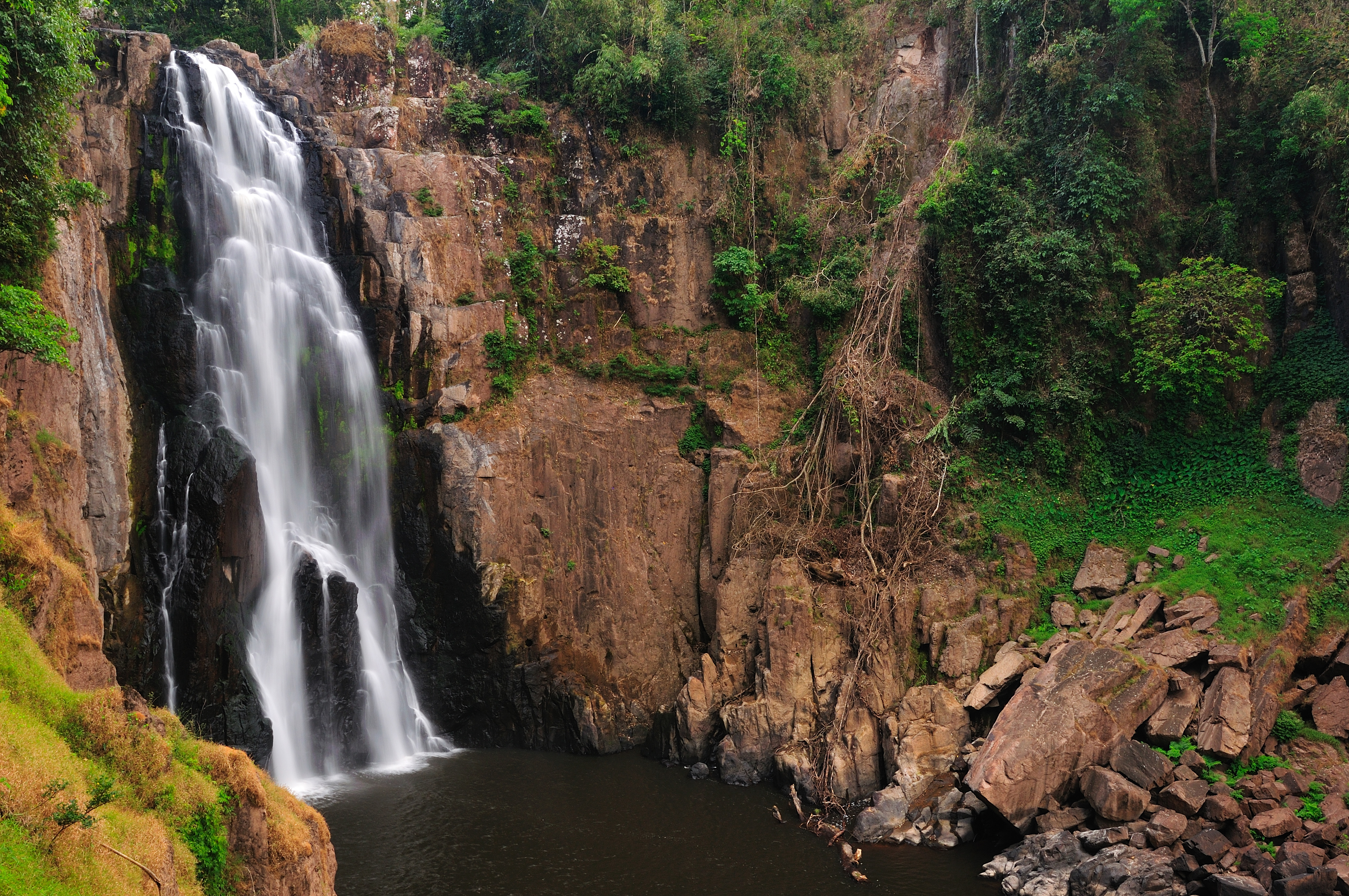
Cascade de Narok

### Aménagement humain
Les entrées du parc sont marquées par les « checkpoints », destinés à contrôler les véhicules et leur contenu. La route reliant Pak Chong à Prachinburi traverse le parc. Une courte route secondaire relie cette route principale à Khao Khiaw, une autre à la chute d'eau de Haew Suvat (น้ำตกเหวสุวัต).
Le parc comprend une dizaine de parcours de randonnée d'une longueur de 2 à 8 kilomètres chacun.

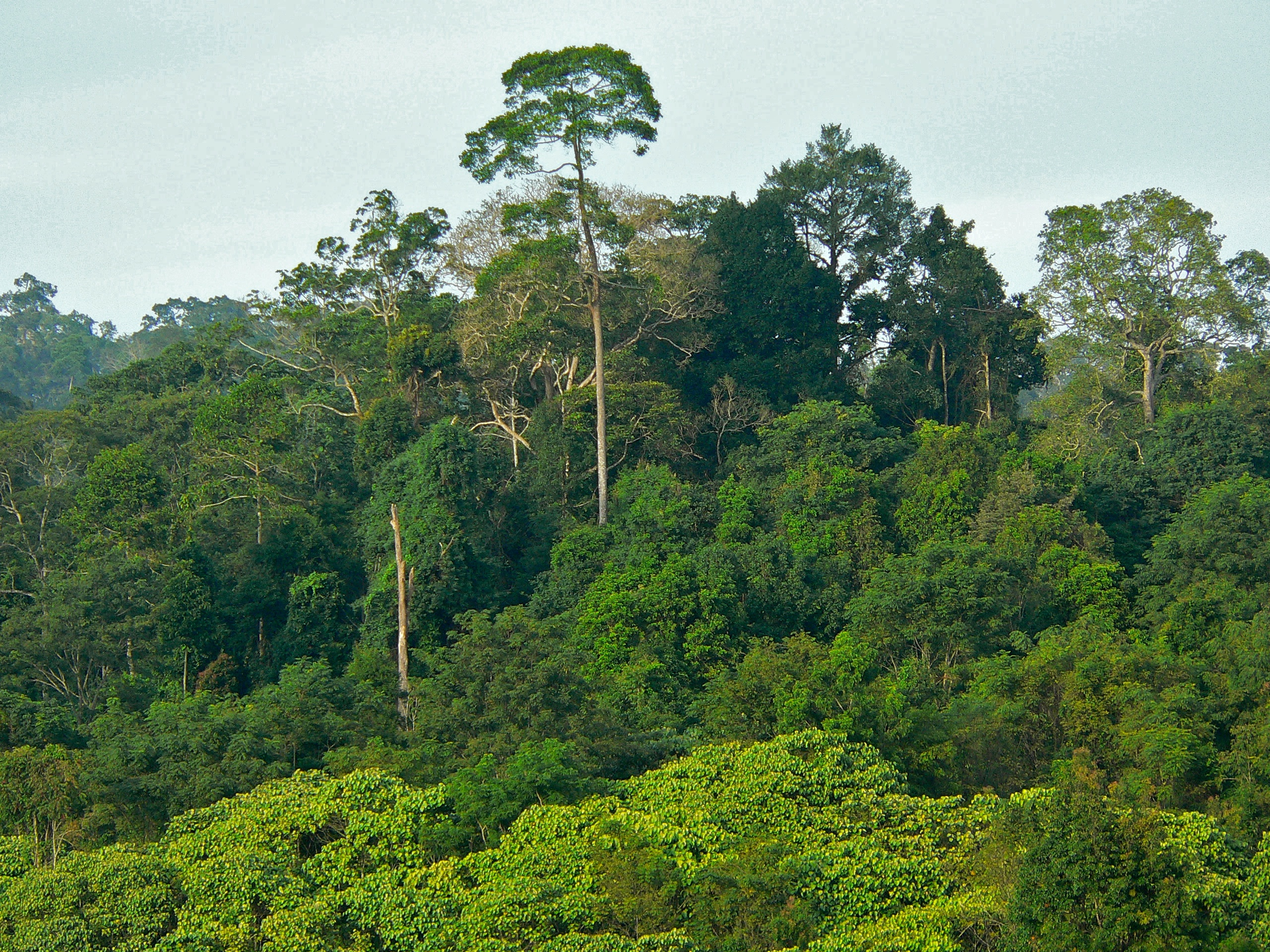
Forêt tropicale et arbre géant qui émerge de la canopée, vue de la tour d'observation

Enfin, deux tours destinées à l'observation de la faune (Nong Pak Chi หนองผักชี et Mo Singto มอสิงโต) sont à l'usage des gardes forestiers comme des visiteurs.

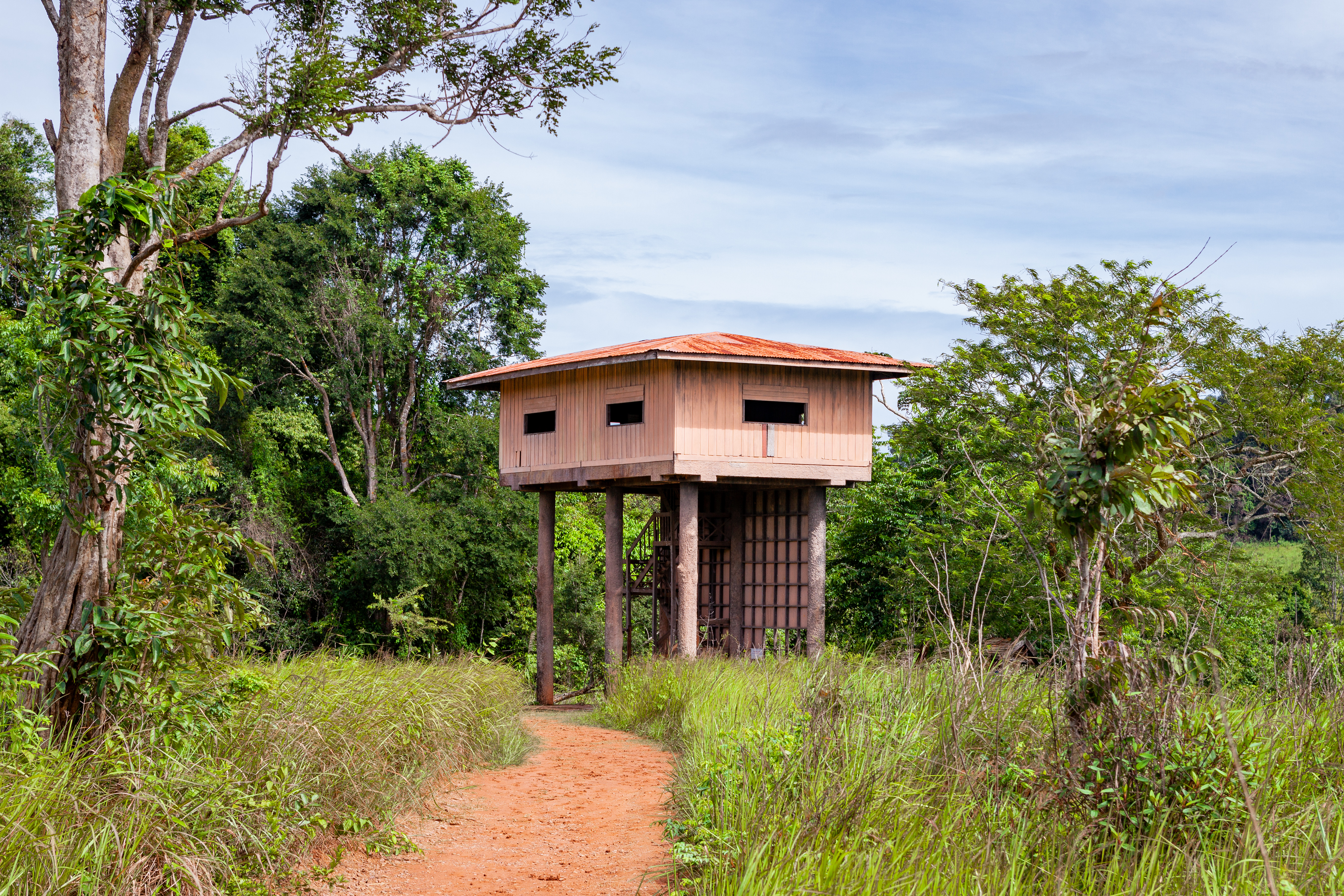
Tour d'observation de Nong Pak Chi

## Flore

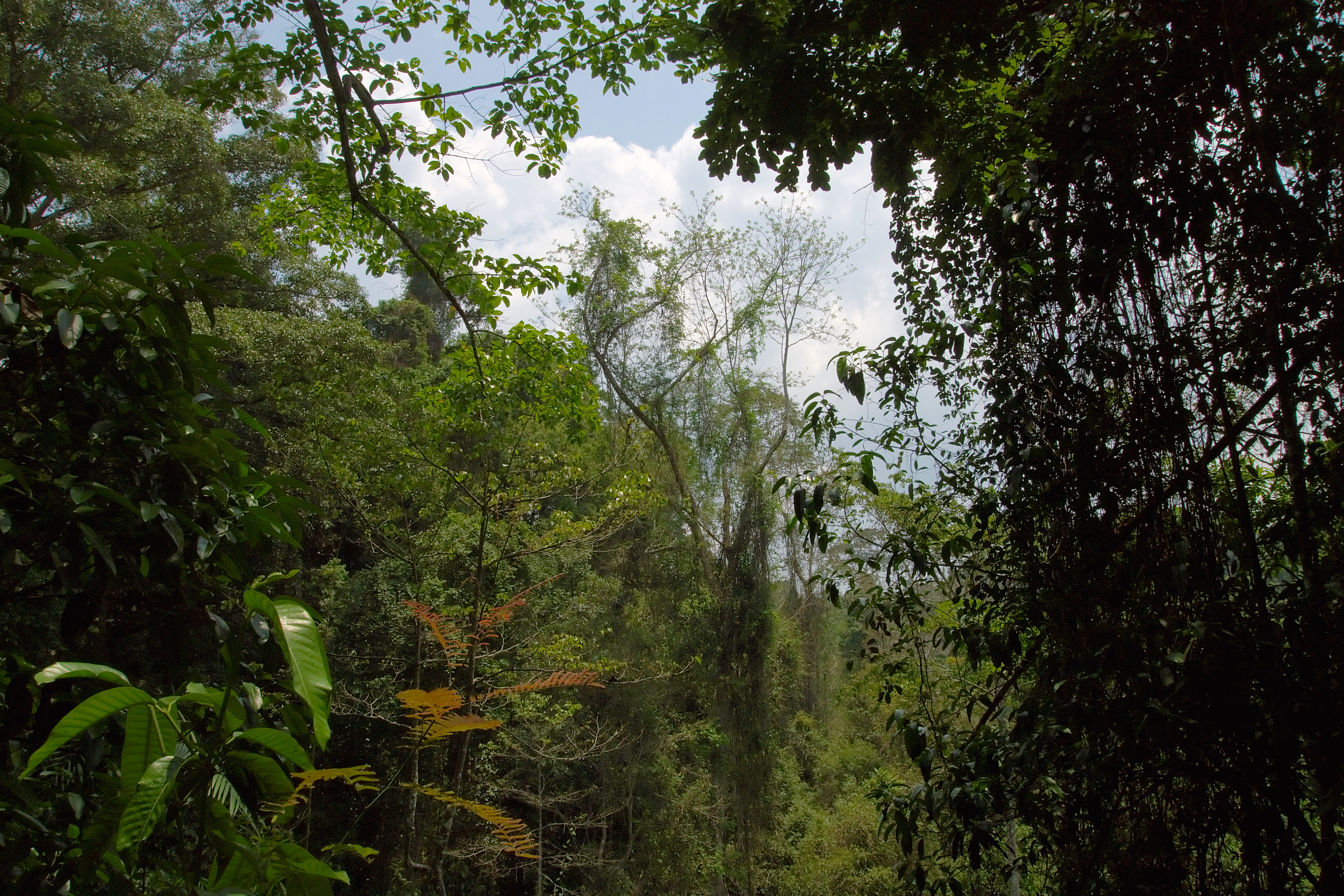
Forêt tropicale humide

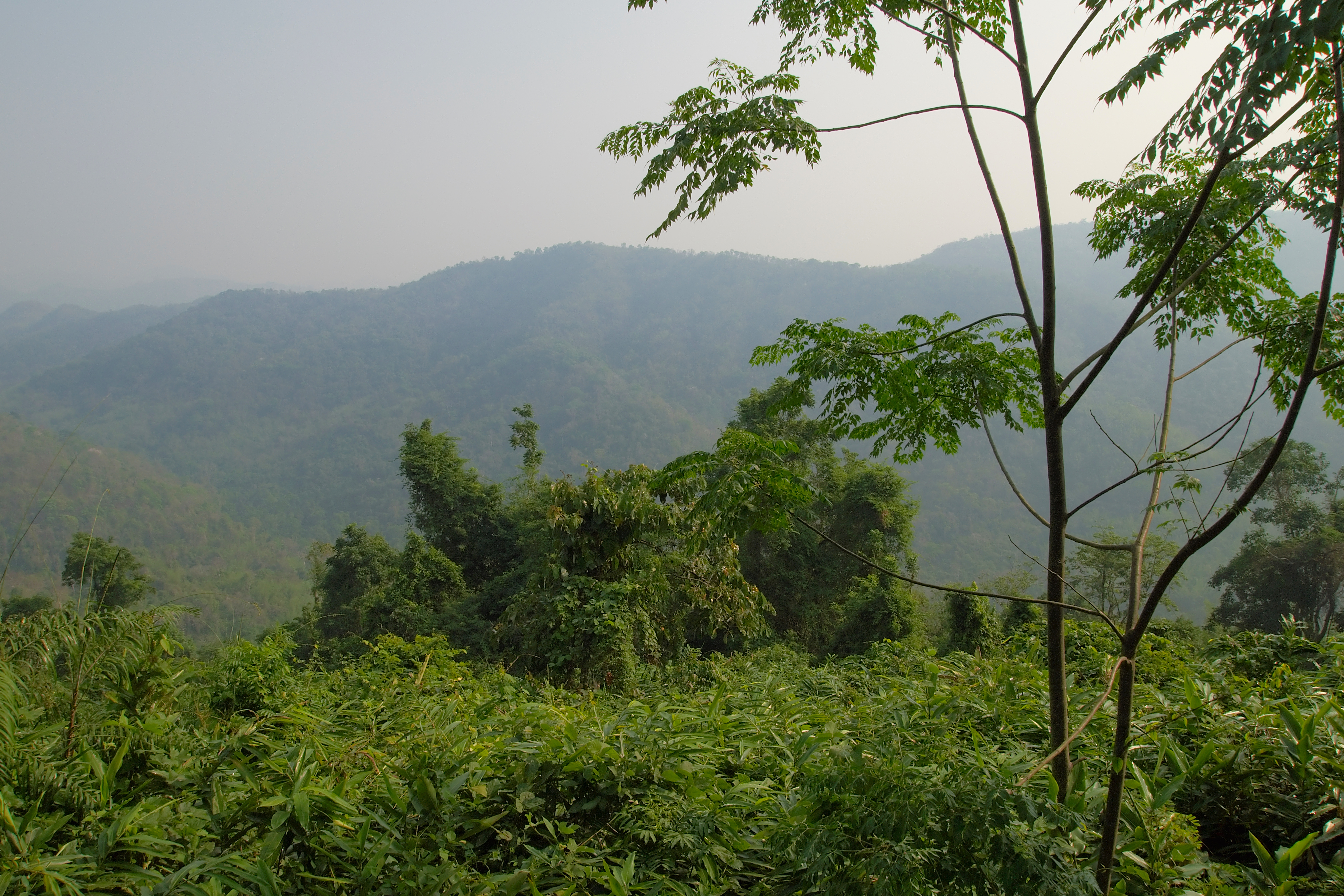
Forêt tropicale sèche

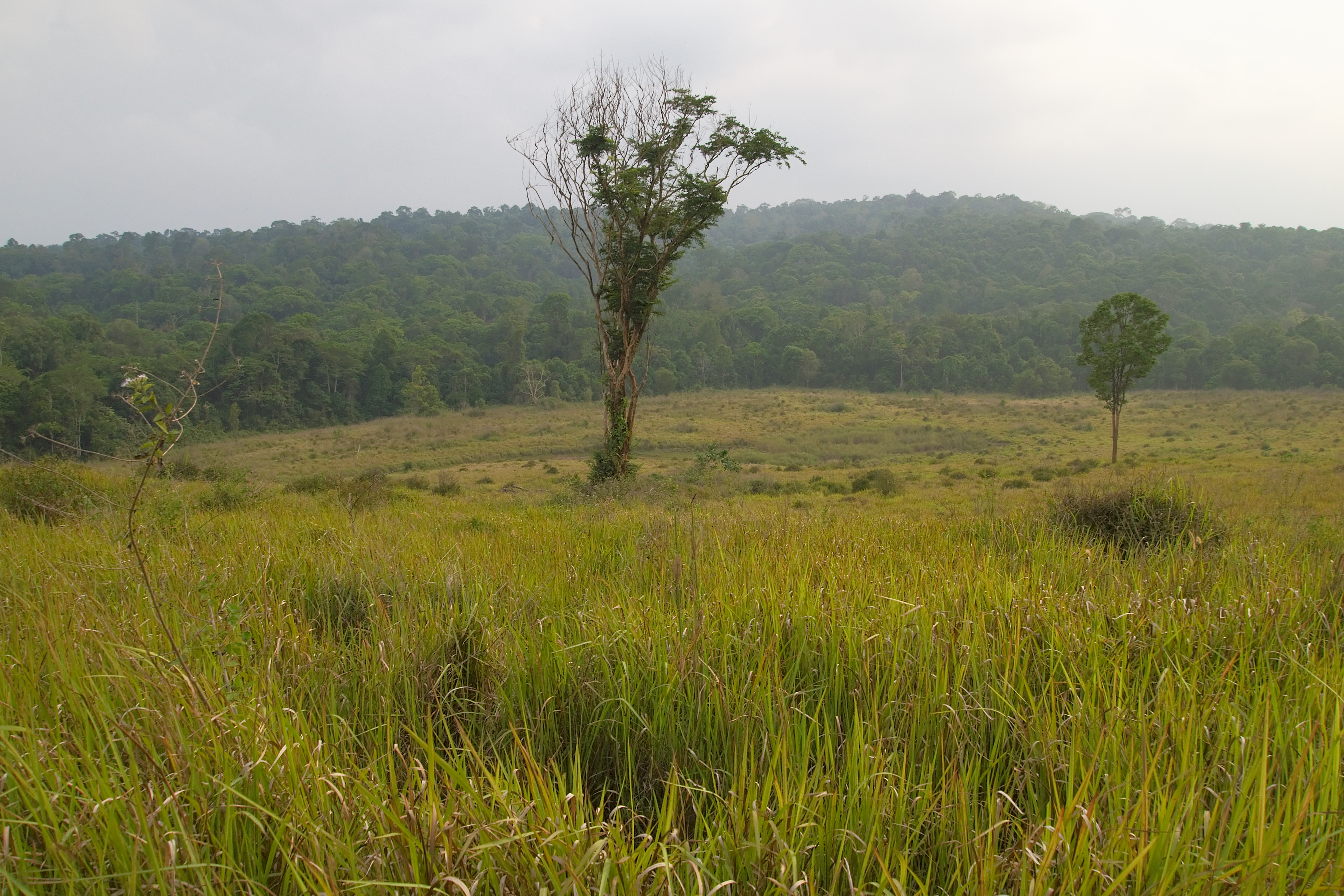
Forêt de mousson / Jungle

Le parc national de Khao Yai abrite une grande biodiversité de plantes : environ 2 000 espèces.
- Dans les forêts tropicales sèches à humides toujours vertes de basse et moyenne altitude (100-200 à 600 mètres) poussent des arbres de la famille des dipterocarpaceae (dipterocarpus alatus, dipterocarpus costatus et dipterocarpus turbinatus ; hopea ferrea et hopea odorata ; shorea henryana et shorea roxburghii ; vatica cinerea et vatica odorata...), des tetrameles nudiflora entre autres. Il y pousse aussi des palmiers areca triandra et corypha Lecomtei ainsi que des plantes herbacées et des lianes dont des plantes à fleurs de la famille des zingiberaceae (qui comprend des espèces dont les rhizomes ou les graines des fruits sont utilisés comme épices ou condiments : gingembre, curcuma, cardamone, galanga).

Ces forêts tropicales sèches à humides toujours vertes de basse et moyenne altitude couvrent près de 1 352 km2 (840 000 rais) soit environ 61 % du parc national de Khao Yai.
- Dans les forêts tropicales sèches mixtes de moyenne altitude (400 à 600 mètres) poussent des arbres de la famille des fabaceae (légumineuses) (afzelia xylocarpa, pterocarpus macrocarpus ou padouk de Birmanie, etc.), des lagerstroemia calyculata et des lagerstroemia floribunda (le lilas des Indes et le lilas d'été sont aussi des lagerstroemia) et des pterocymbium tinctorium, des anogeissus accuminata (ou terminalia phillyreifolia), des nephelium hypoleucum[16], des gmelina arborea, des melia azedarach... De plus il y pousse des bambous géants.

Ces forêts tropicales sèches mixtes de moyenne altitude couvrent près de 460 km2 (287 000 rais) soit environ 21 % du parc national de Khao Yai.
- Dans les forêts tropicales humides de moyenne altitude (400 à 1 000 mètres) se trouvent aussi des arbres de la famille des dipterocarpaceae (dipterocarpus baudii, dipterocarpus dyeri et dipterocarpus gracilis ; hopea...), des plantes de la famille des pandanaceae (freycinetia...) qui ressemblent à des arbres et des arbustes, des fougères (dont des fougères de la famille des blechnaceae et la stenochlaena palustris aux feuilles comestibles) et des bambous (comme des dendrocalamus longispathus).

Ces forêts tropicales humides de moyenne altitude couvrent près de 95 km2 (59 000 rais) soit environ 4,3 % du parc national de Khao Yai.
- Dans les forêts tropicales de montagne, au-dessus de 1 000 mètres d'altitude, on trouvent des arbustes et arbres conifères comme des podocarpus imbricatus et des podocarpus neriifolius, des nageia wallichiana, des pins à queue de vache de Griffith cephalotaxus griffithii, des dacrydium elatum ainsi que des fagaceae...

Ces forêts tropicales de montagne couvrent de 75 km2 (7 500 ha) à 178 km2 (111 187 rais) soit de 3,5 à 4,8 % du parc national de Khao Yai selon les sources.
- et il y a aussi de la forêt de mousson / jungle / savane résultant de la déforestation, avant la création du parc national en 1962, par des paysans soucieux d'obtenir des terres à cultiver. Cette jungle est constituée d'herbes, de prairies et d'arbres clairsemés : herbes vivaces imperata cylindrica et espèce proche parente de la canne à sucre saccharum procerum ; roseaux phragmites karka et espèce proche du roseau fimbristylis insignis...

Ces forêts de mousson ou jungle couvrent de 83 km2 (51 835 rais) à 130 km2 (13 000 ha) soit de 3,7 % à 6 % du parc national de Khao Yai selon les sources.

### Arbres
On a recensé très précisément, rien que dans la forêt tropicale humide de moyenne altitude du site de Mo Singto, sur une surface de 30 hectares (600 × 500 m) :
- plus de 130 000 arbres et arbustes, soit 4 300 par hectare ;
- 262 espèces différentes d'arbres et arbustes (aquilaria, choerospondias axillaris...) dont 16 espèces d'arbres géants dont le tronc mesure plus d'un mètre de diamètre (le plus grand est un diptérocarpus gracilis de 54 m de haut ; les arbres de 35-40 m de haut sont nombreux et communs) ;
- et plus de 120 espèces de lianes[18].

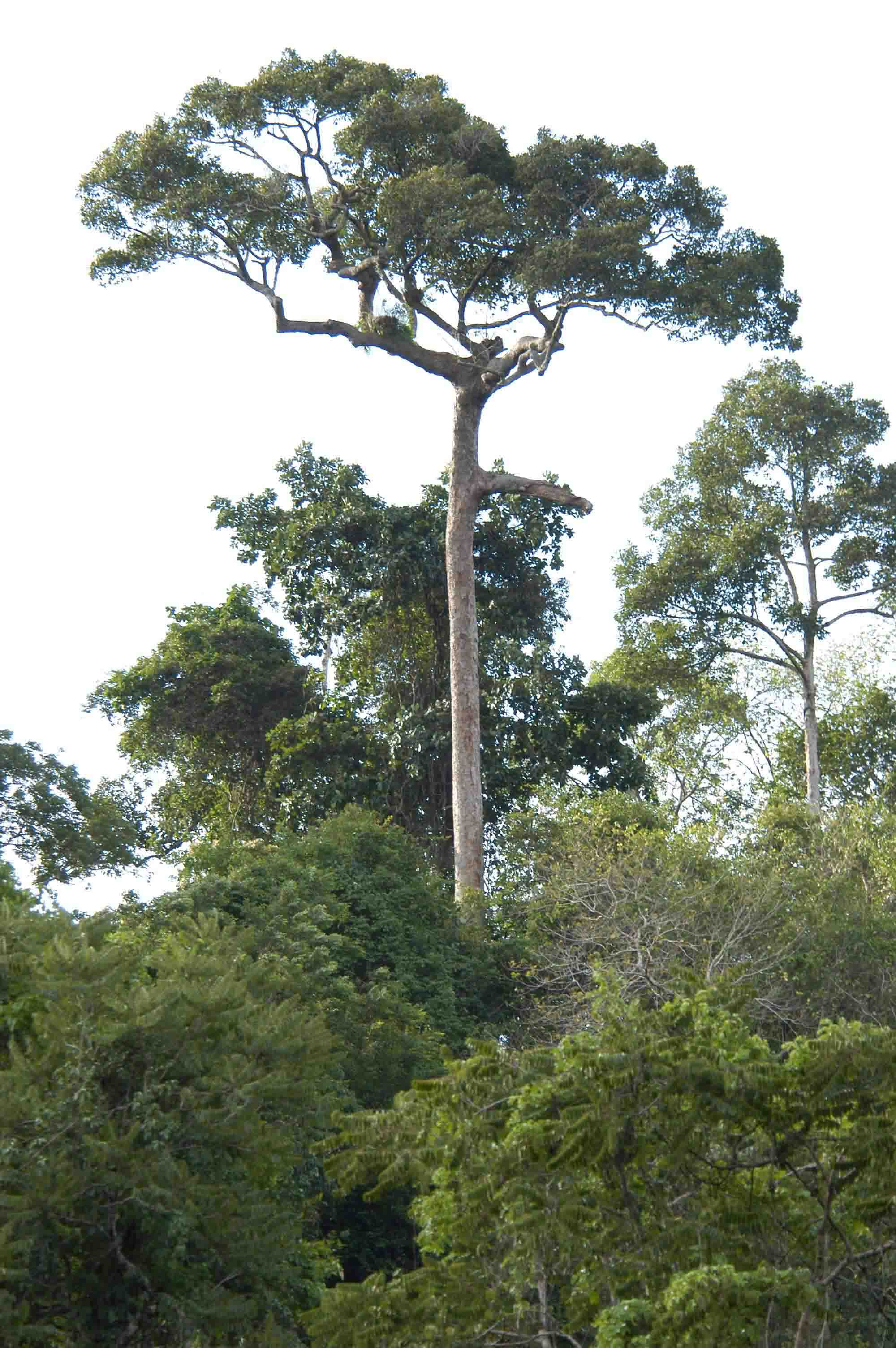
Dipteracarpus, arbre géant dit émergent dont le fût et la frondaison émergent de la canopée
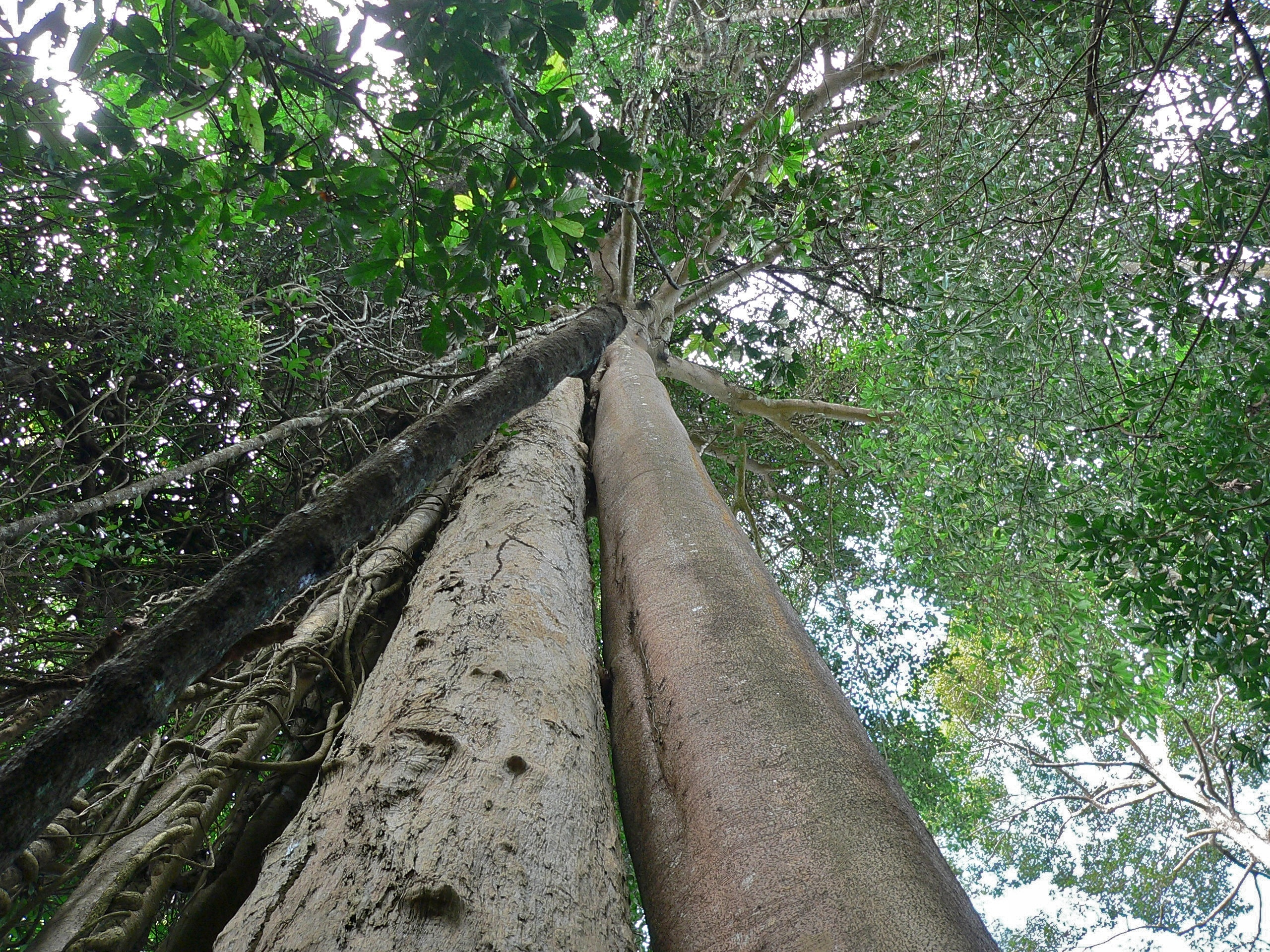
Figuier étrangleur (à gauche)
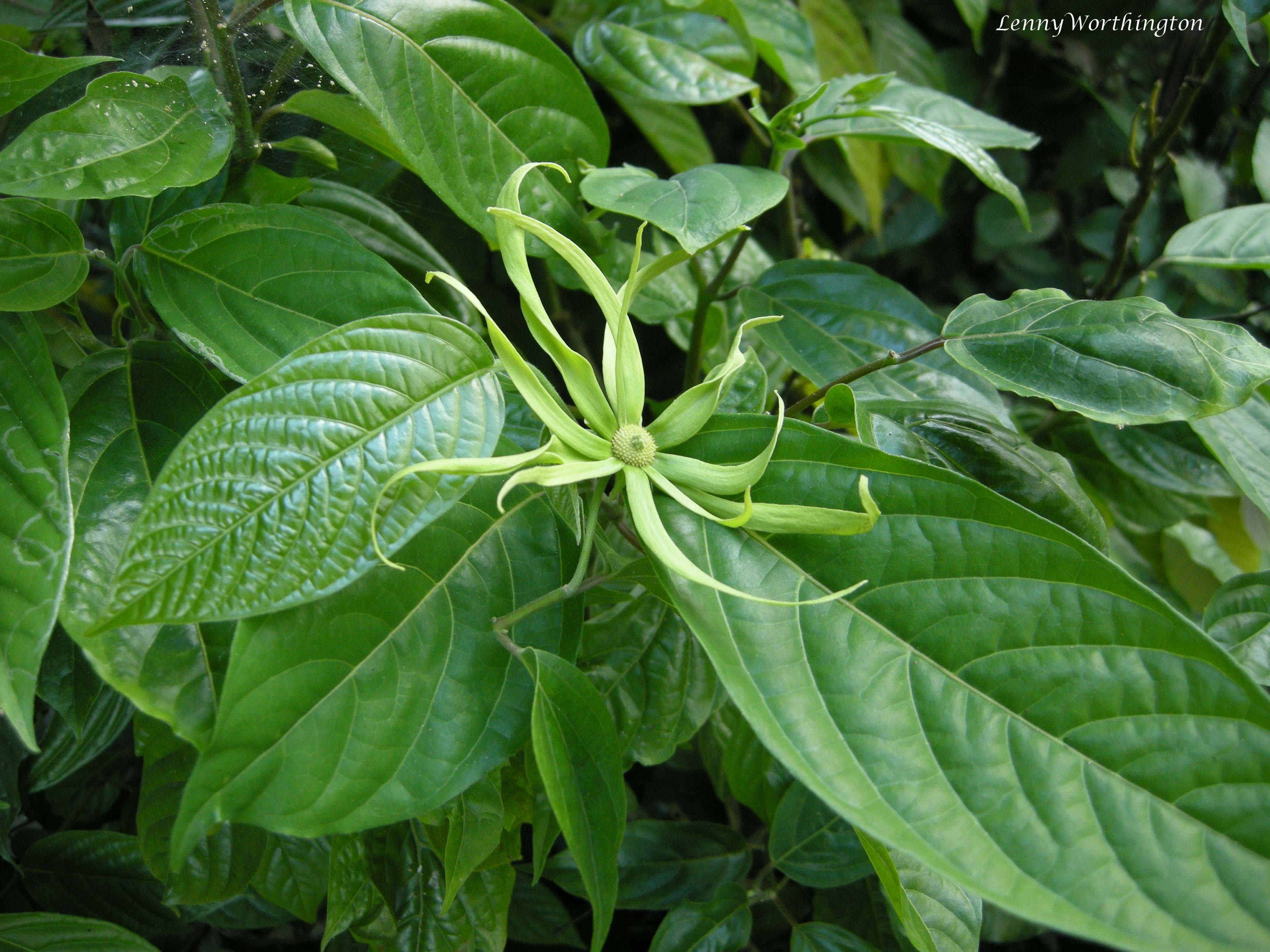
Ylang-ylang (arbre dont on extrait des fleurs une huile essentielle très utilisée en parfumerie)
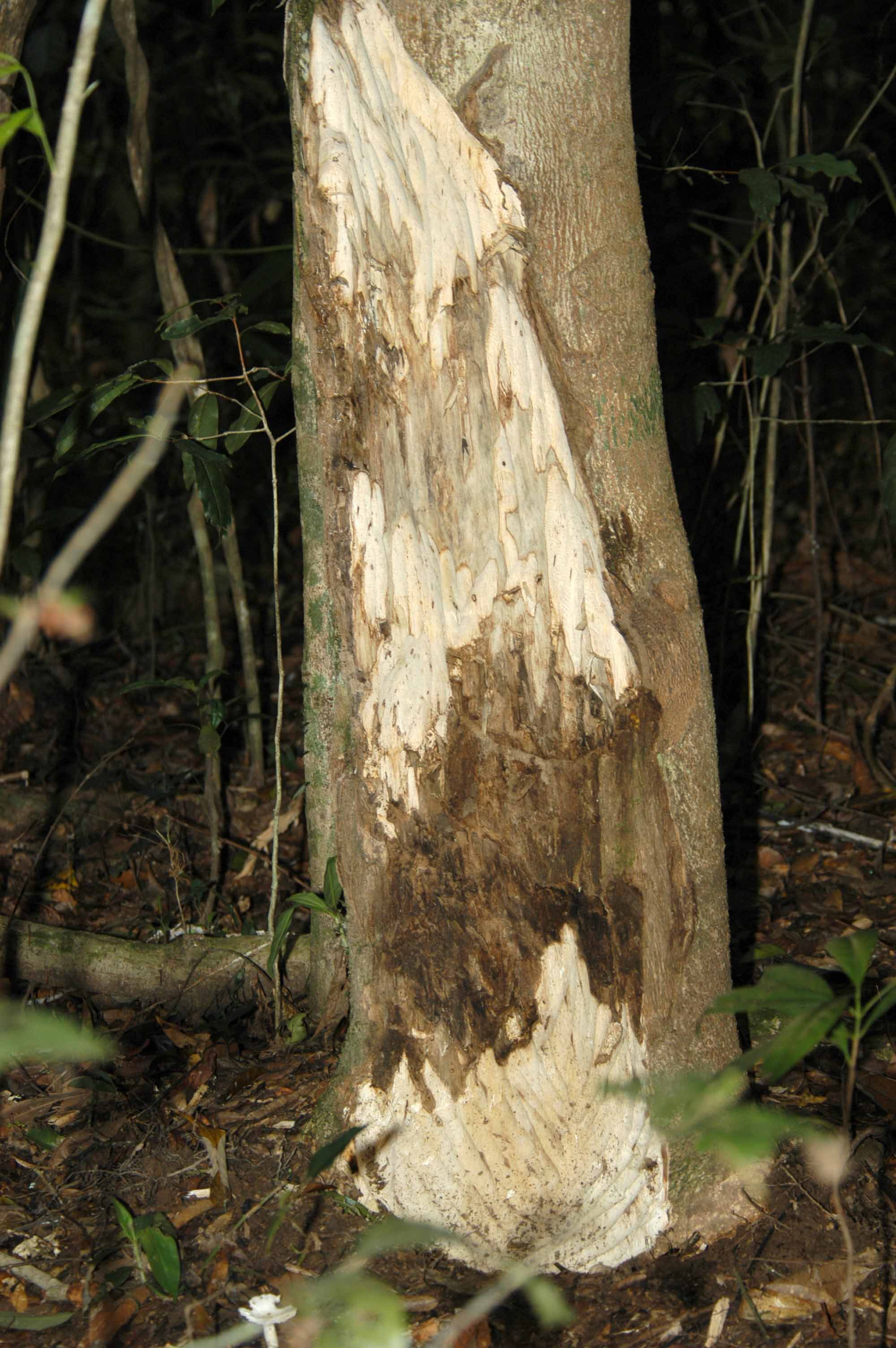
Aquilaria crassna dont l'écorce a été braconnée (on tire de la résine une huile essentielle très rare)
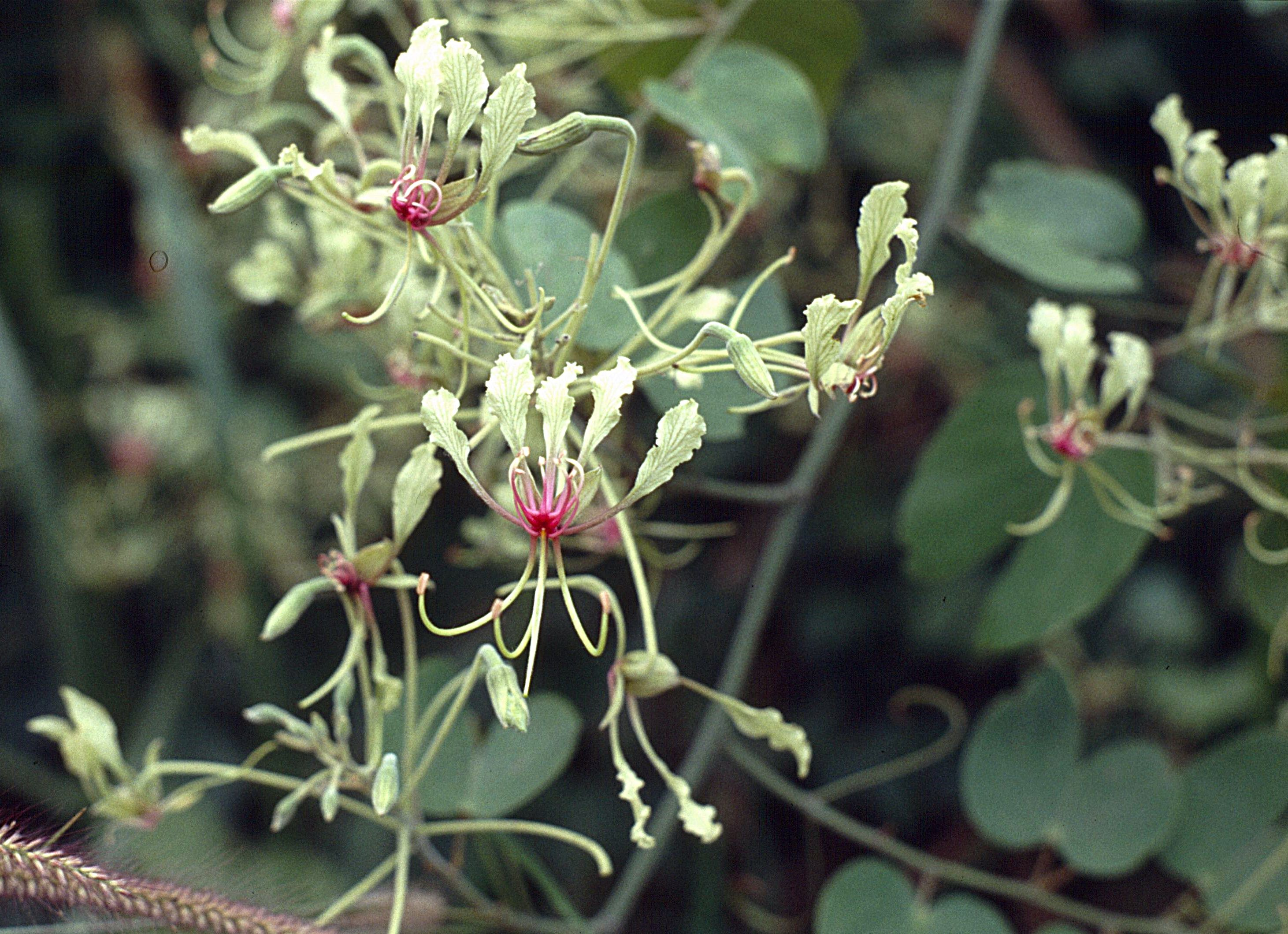
Arbre à orchidées Bauhinia similis

### Palmiers, lianes, fougères, plantes herbacées et plantes à fleurs

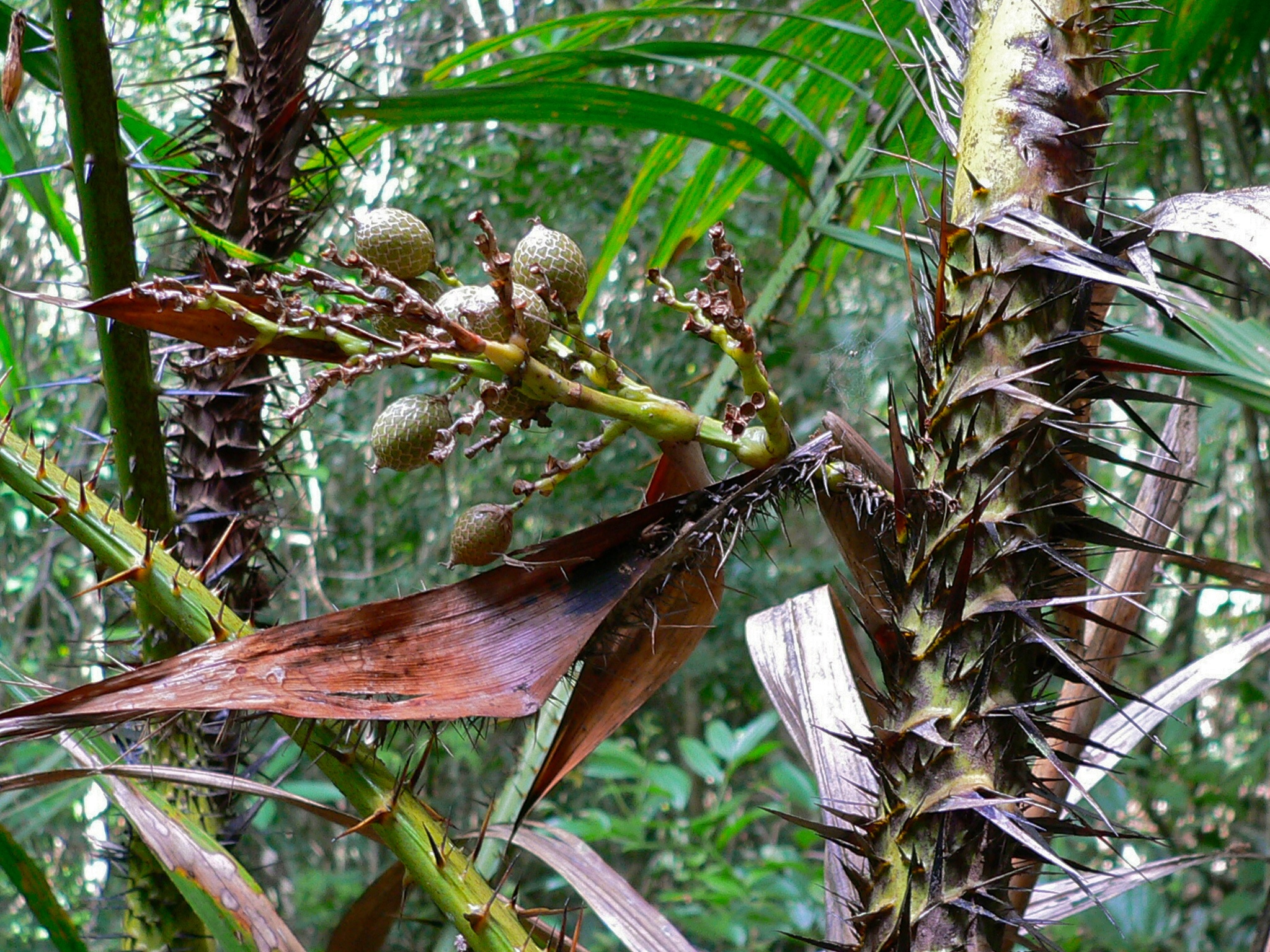
Palmier Calamus rotang (dont on utilise le rotin en vannerie)
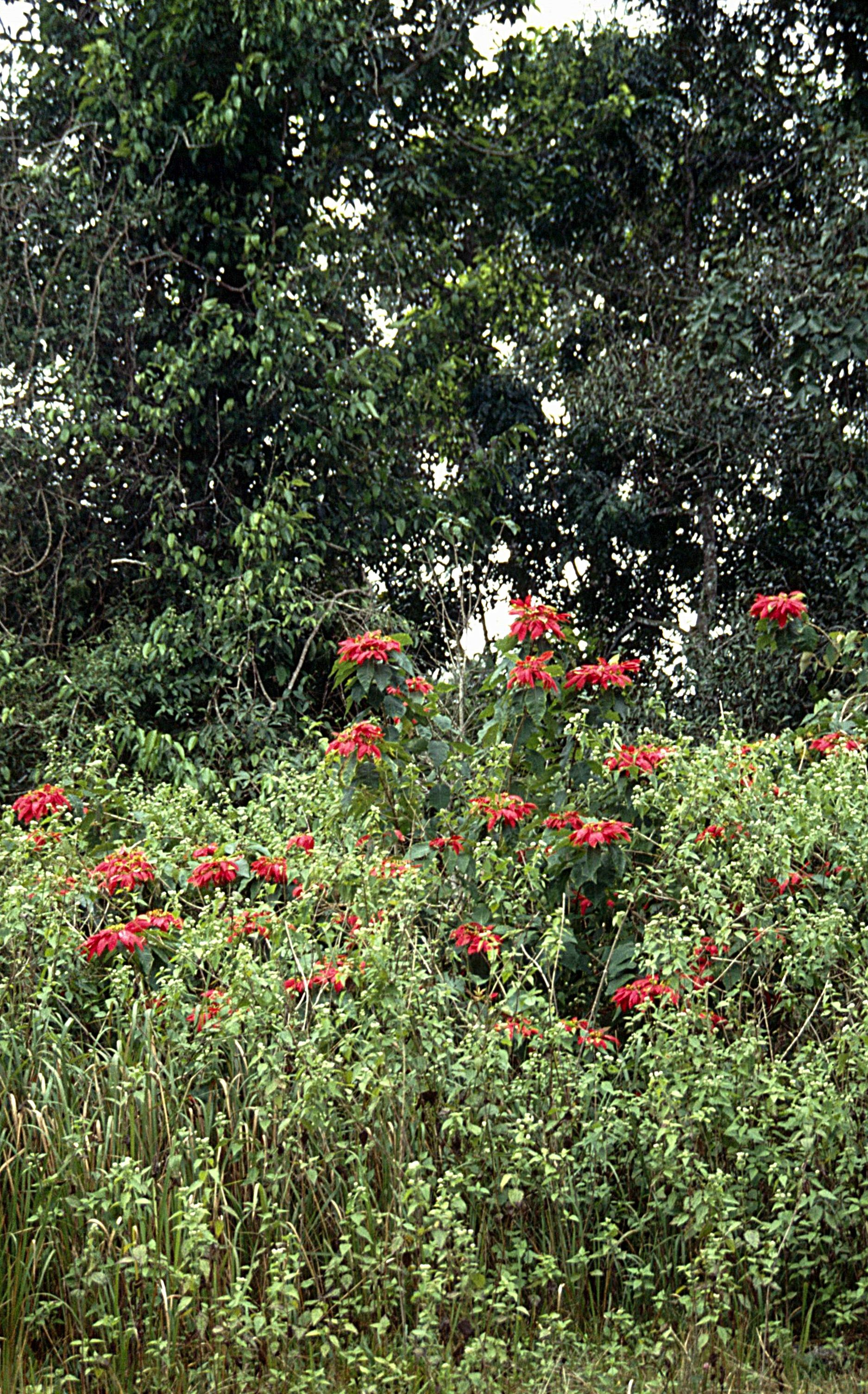
Euphorbia pulcherrima
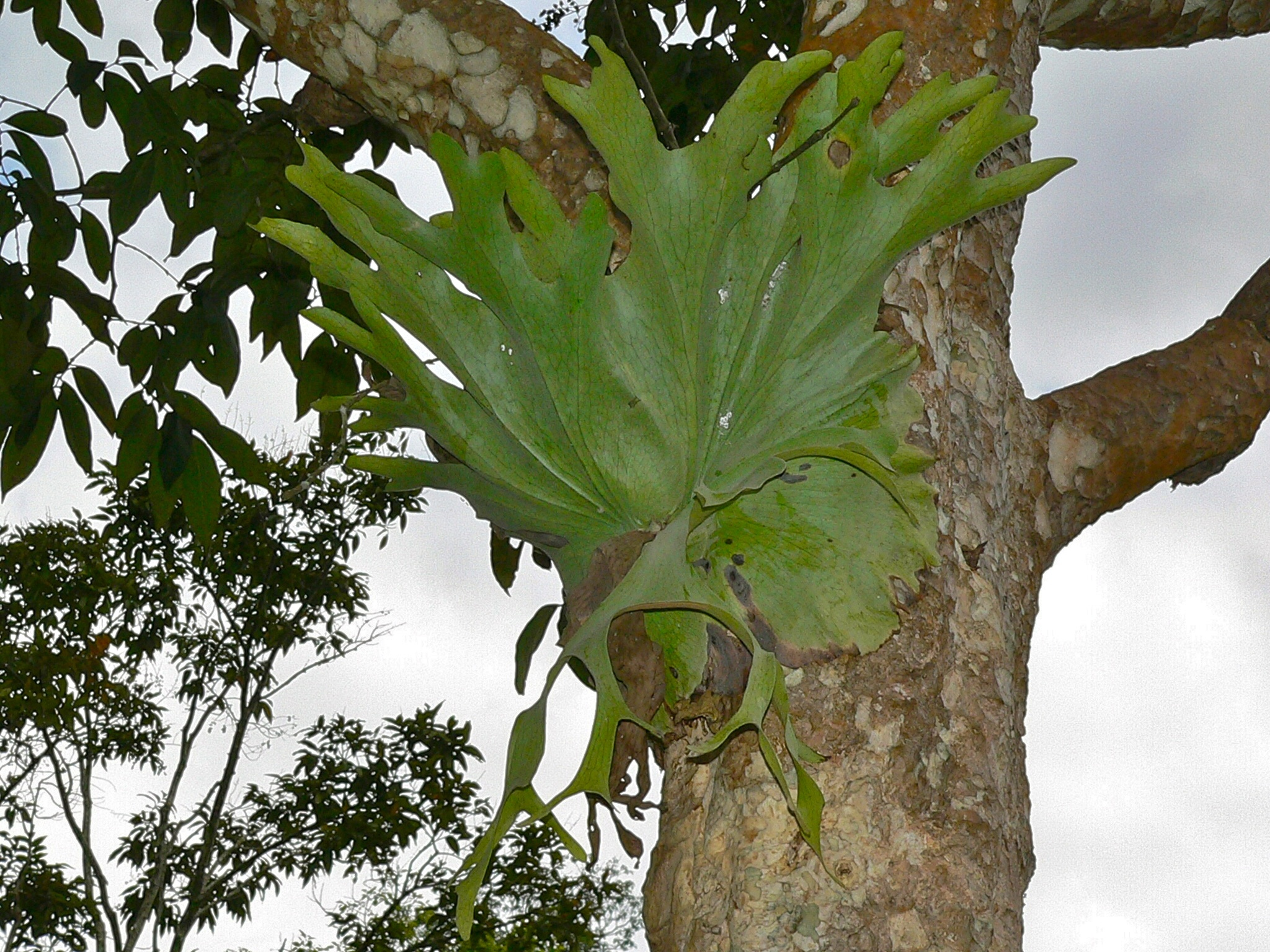
Fougère épiphite "cornes de cerf" Platycerium holttumii
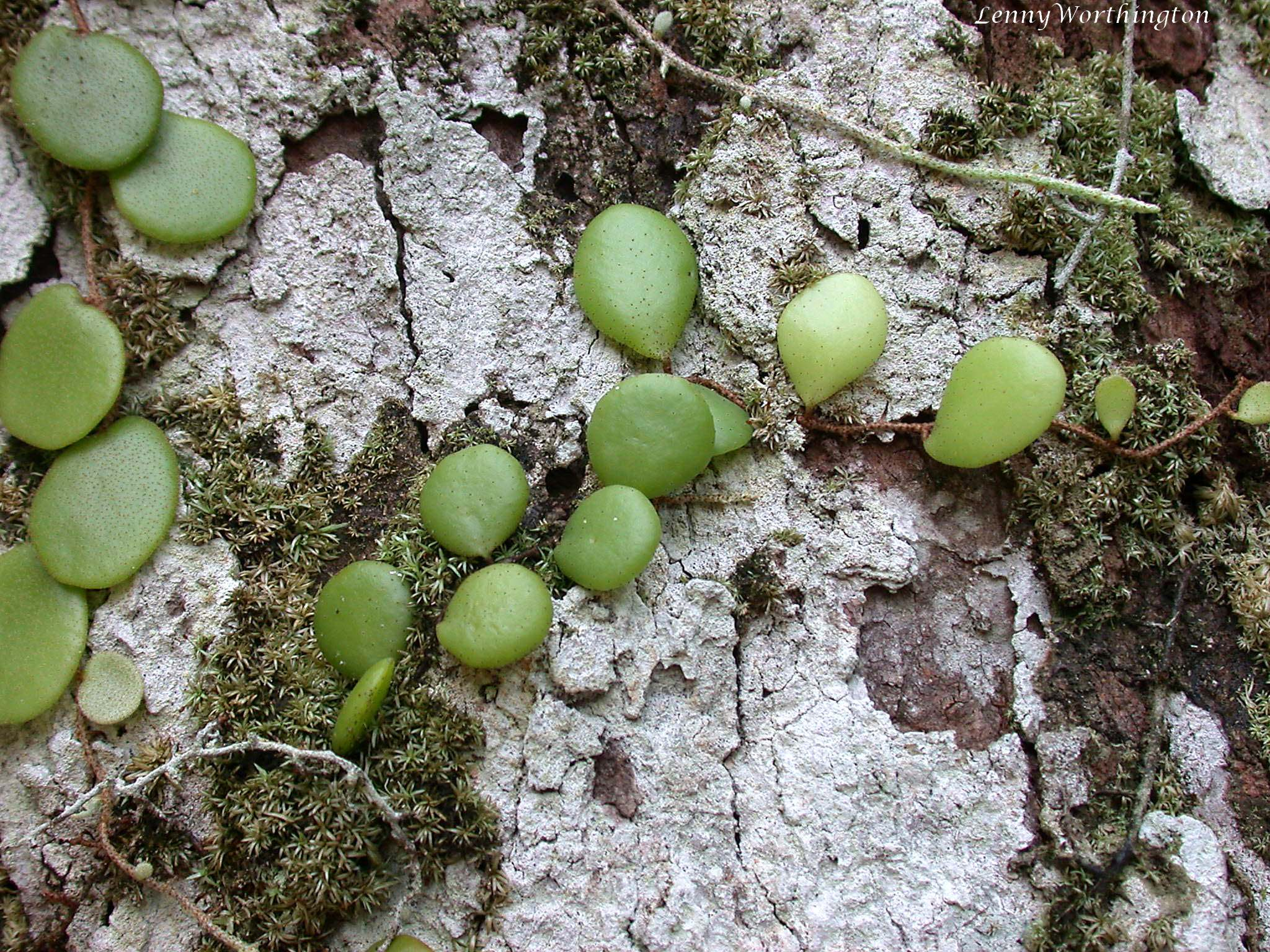
Fougère épiphite Pyrrosia piloselloides
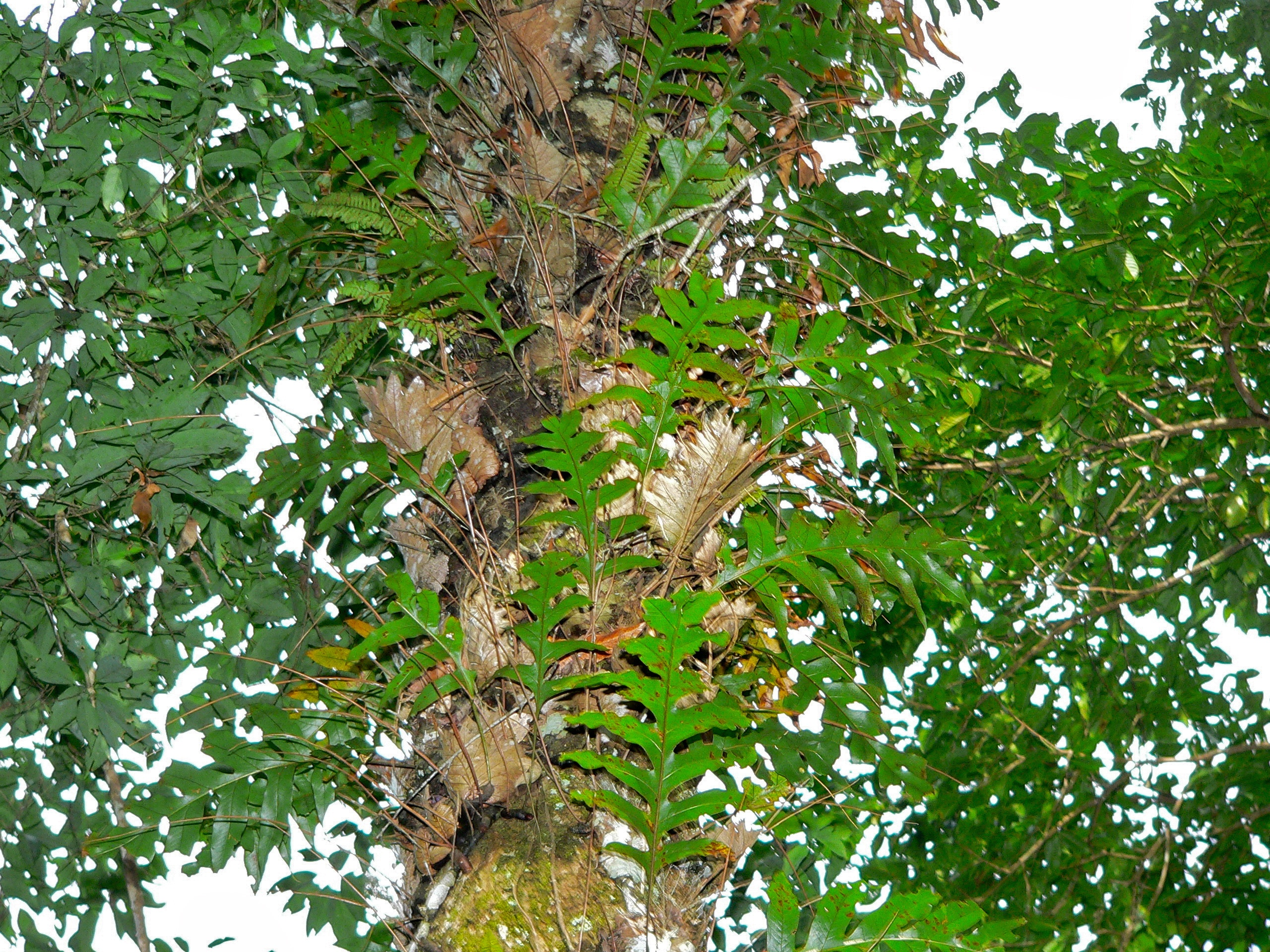
Fougères épiphites et épipétriques Drynaria quercifolia
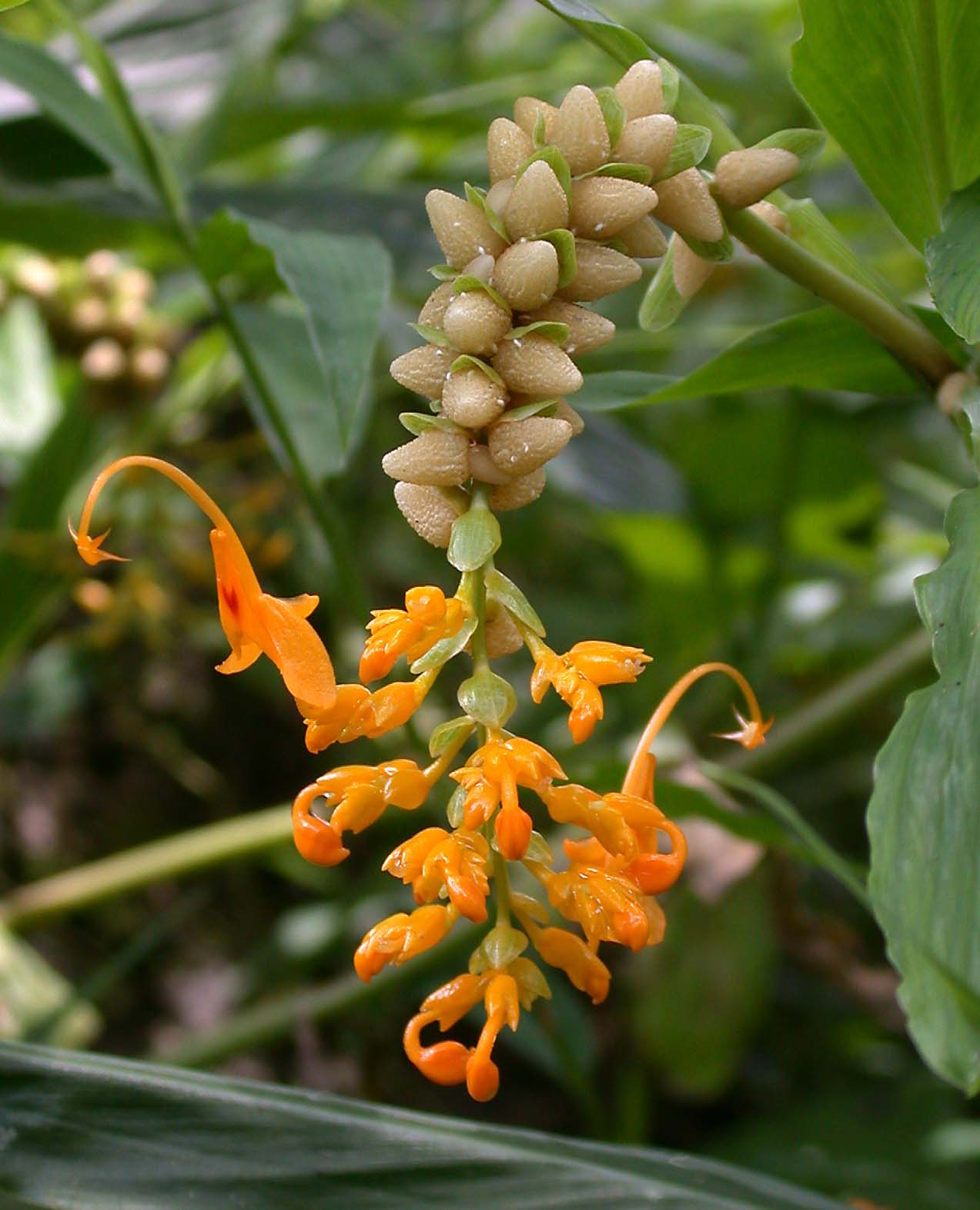
Globba obscura (plante herbacée Zingiberaceae productrice d'huile essentielle)
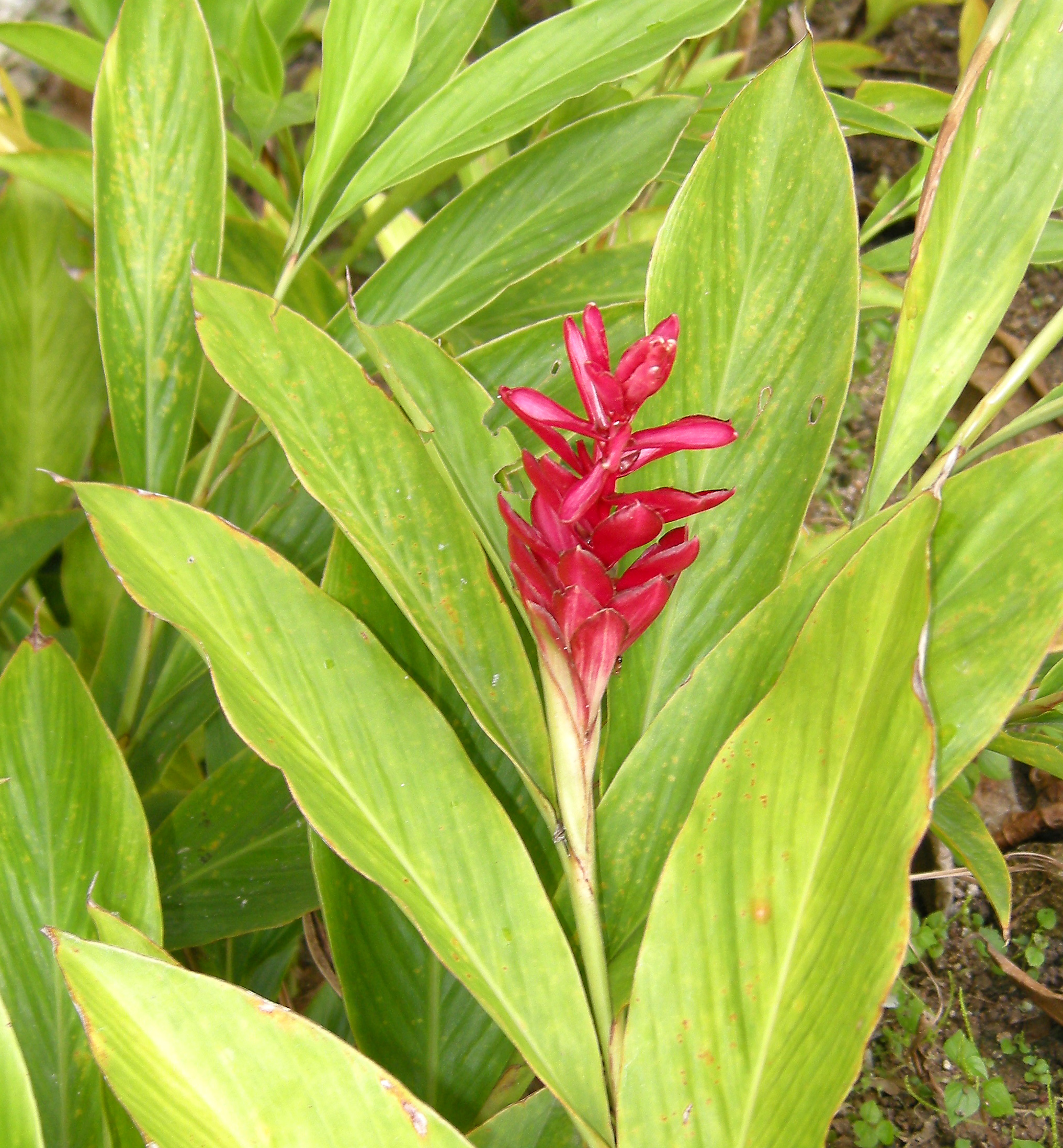
Gingembre rouge (plante herbacée Zingiberaceae dont le rhizome est utilisée comme épice)...
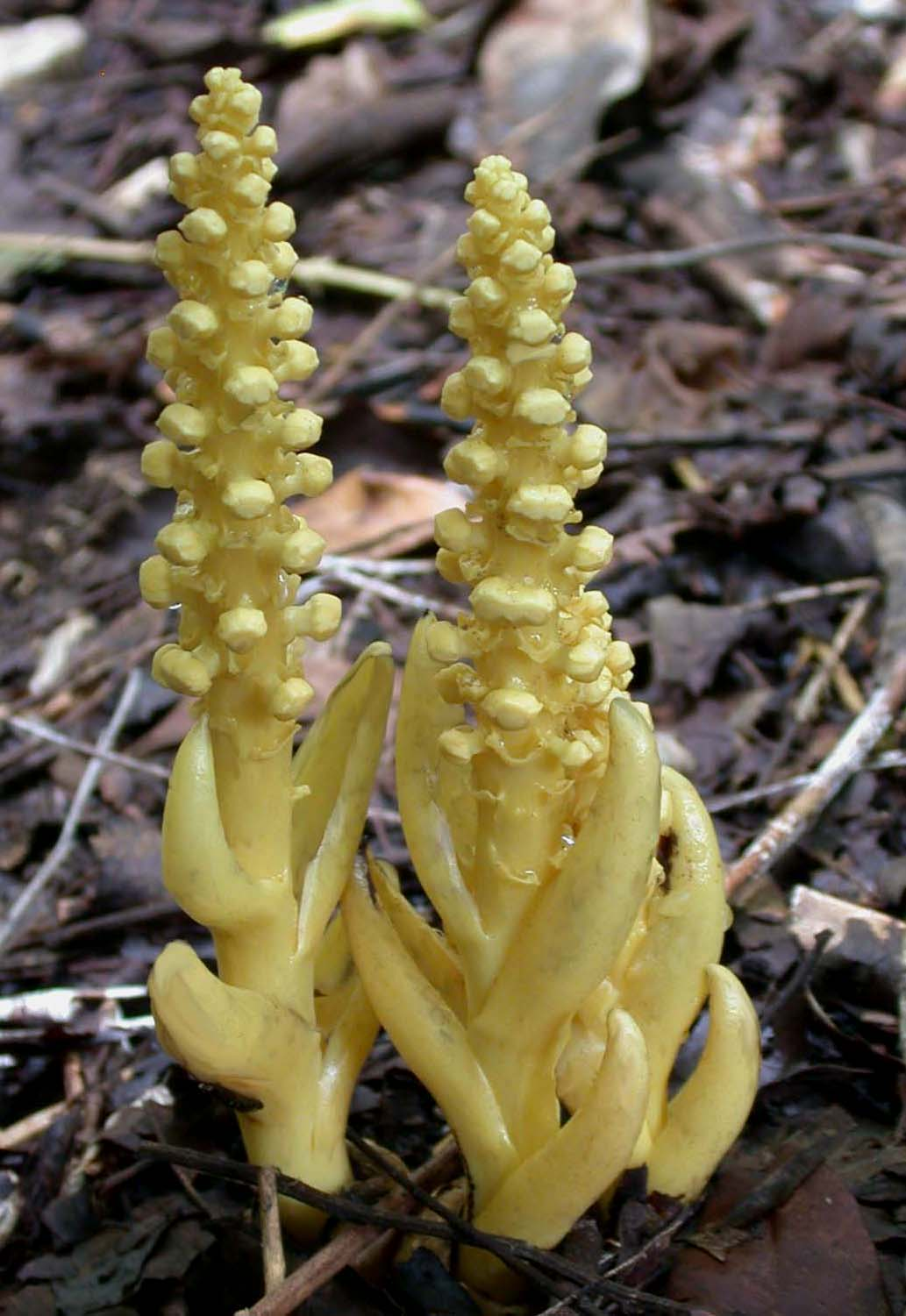
Balanophora latiepala (Balanophoraceae) (plante utilisée comme médicament populaire en Thaïlande)
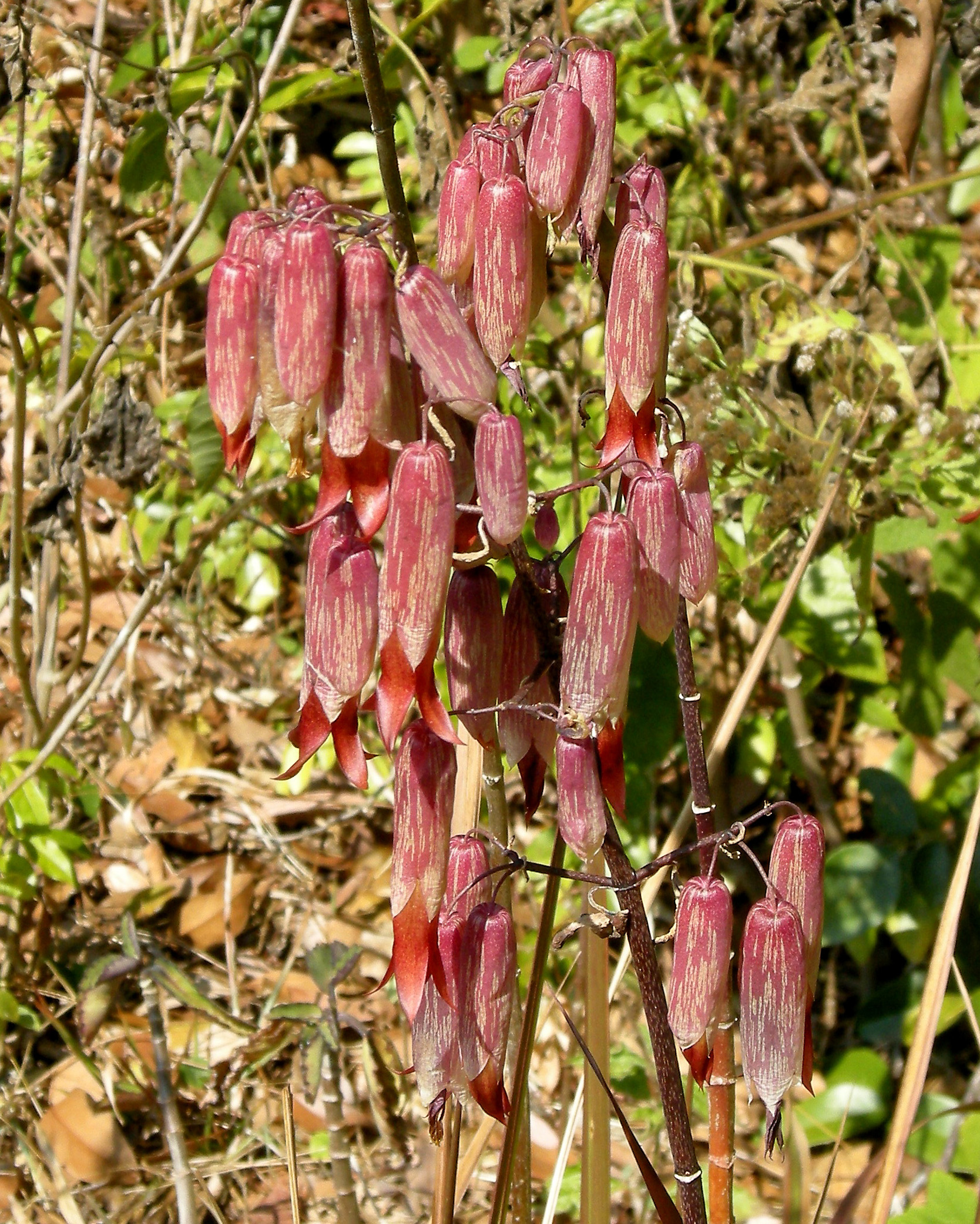
Kalanchoé penné (plante médicinale et ornementale)
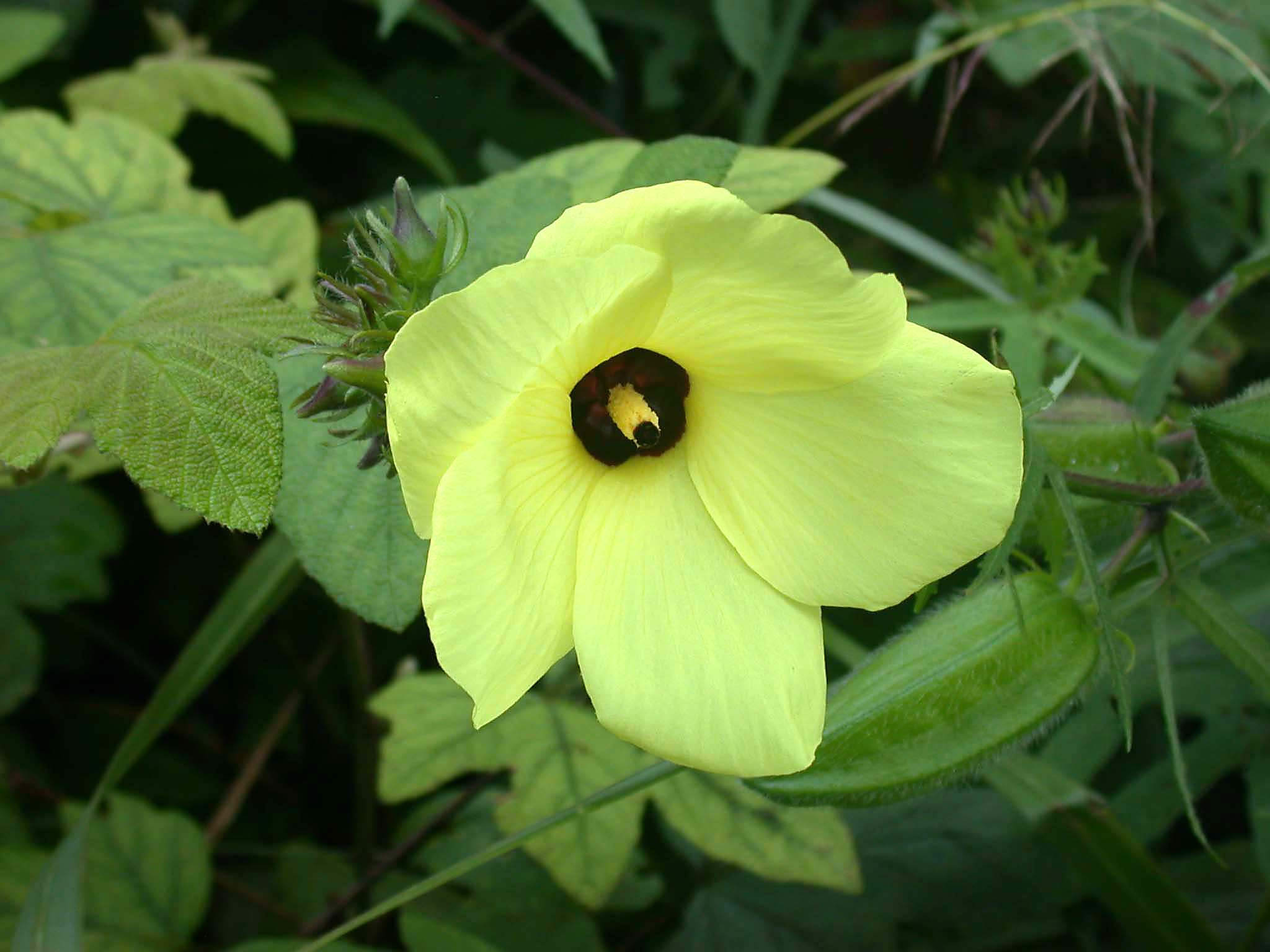
Ambrette (plante herbacée dont on tire des graines une huile essentielle à odeur musquée)
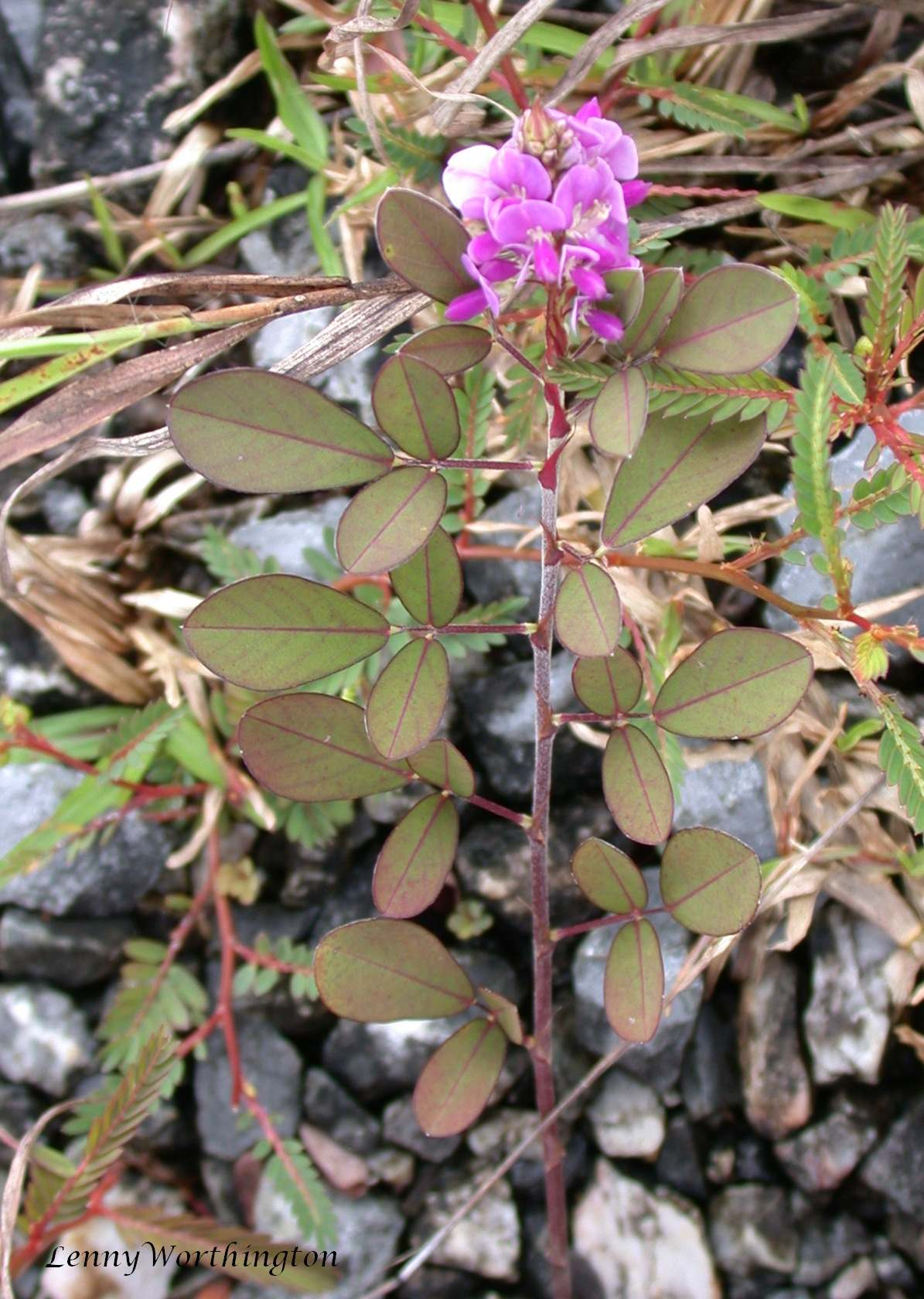
Desmodium heterocarpon, plante repoussant les insectes
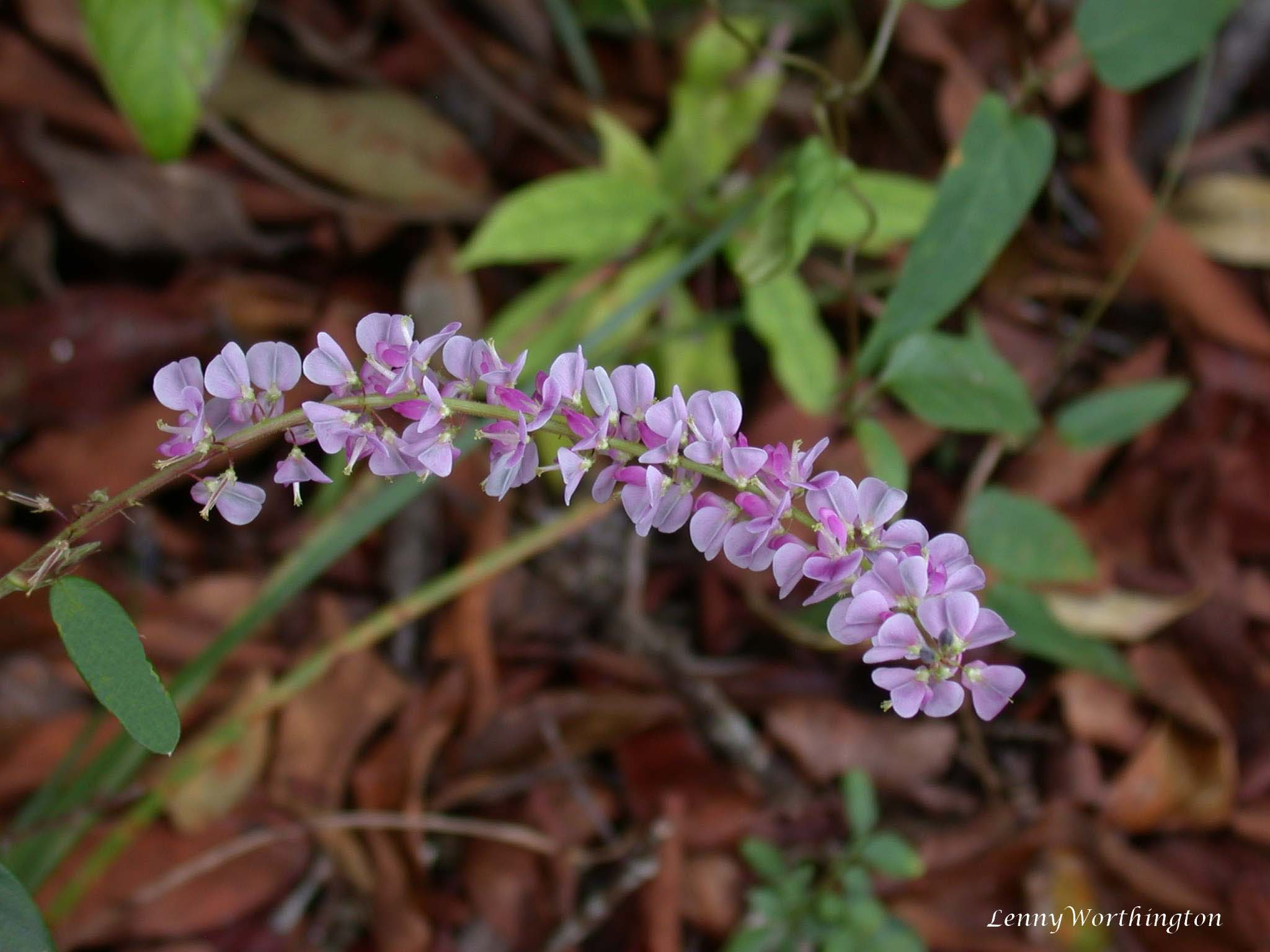
Desmodium heterocarpon
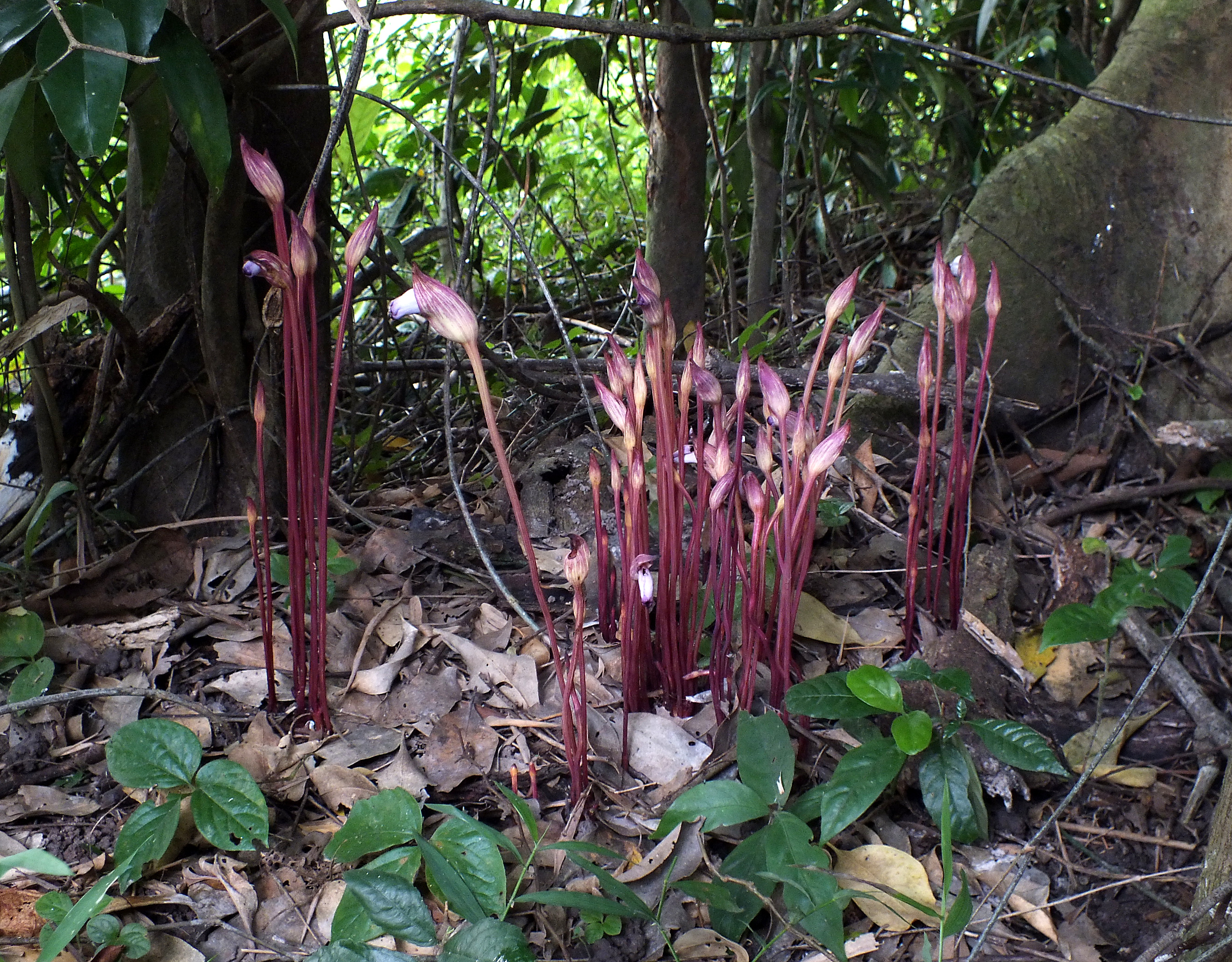
Herbe Aeginetia indica (plante herbacée)

### Champignons

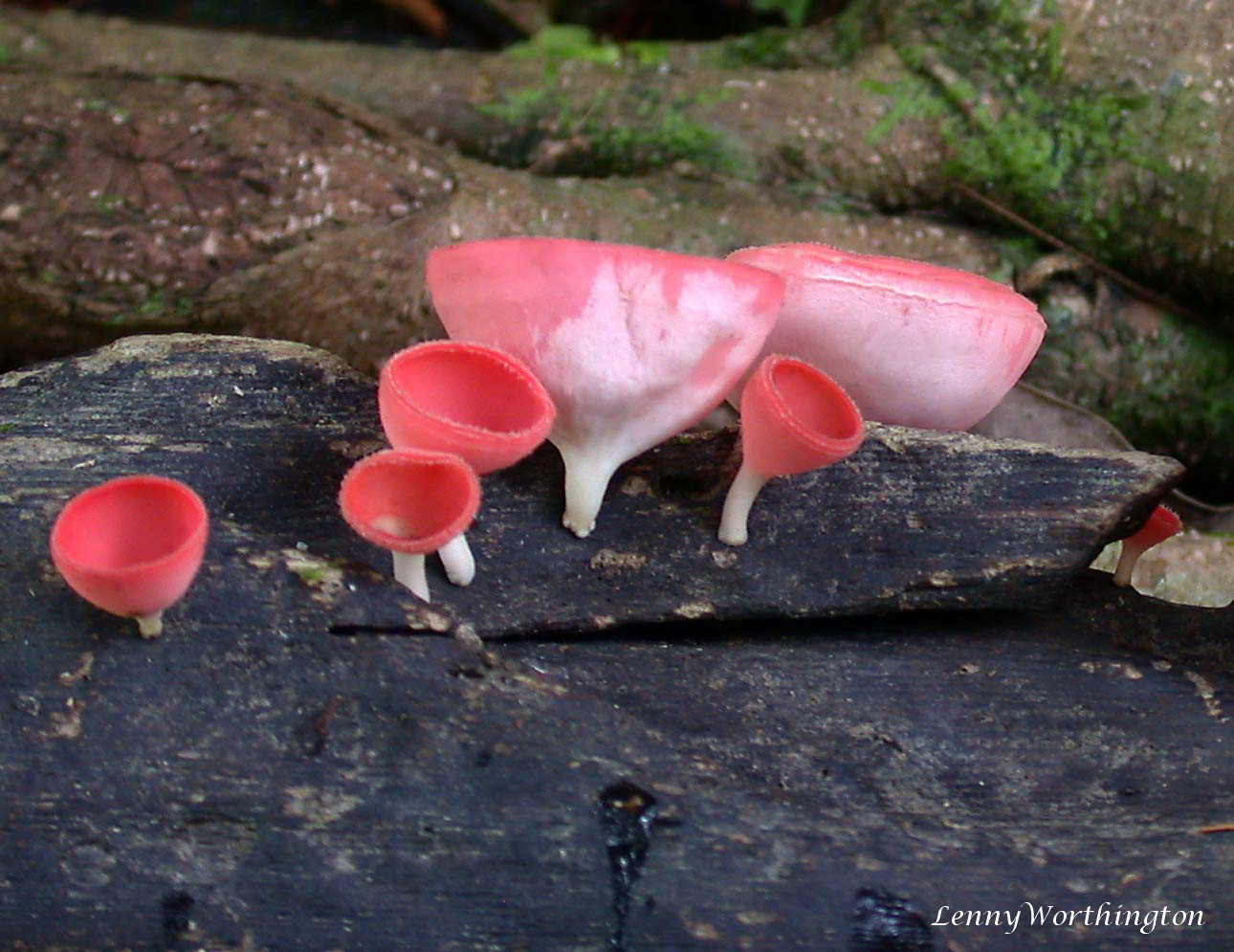
Cookeina sulcipes
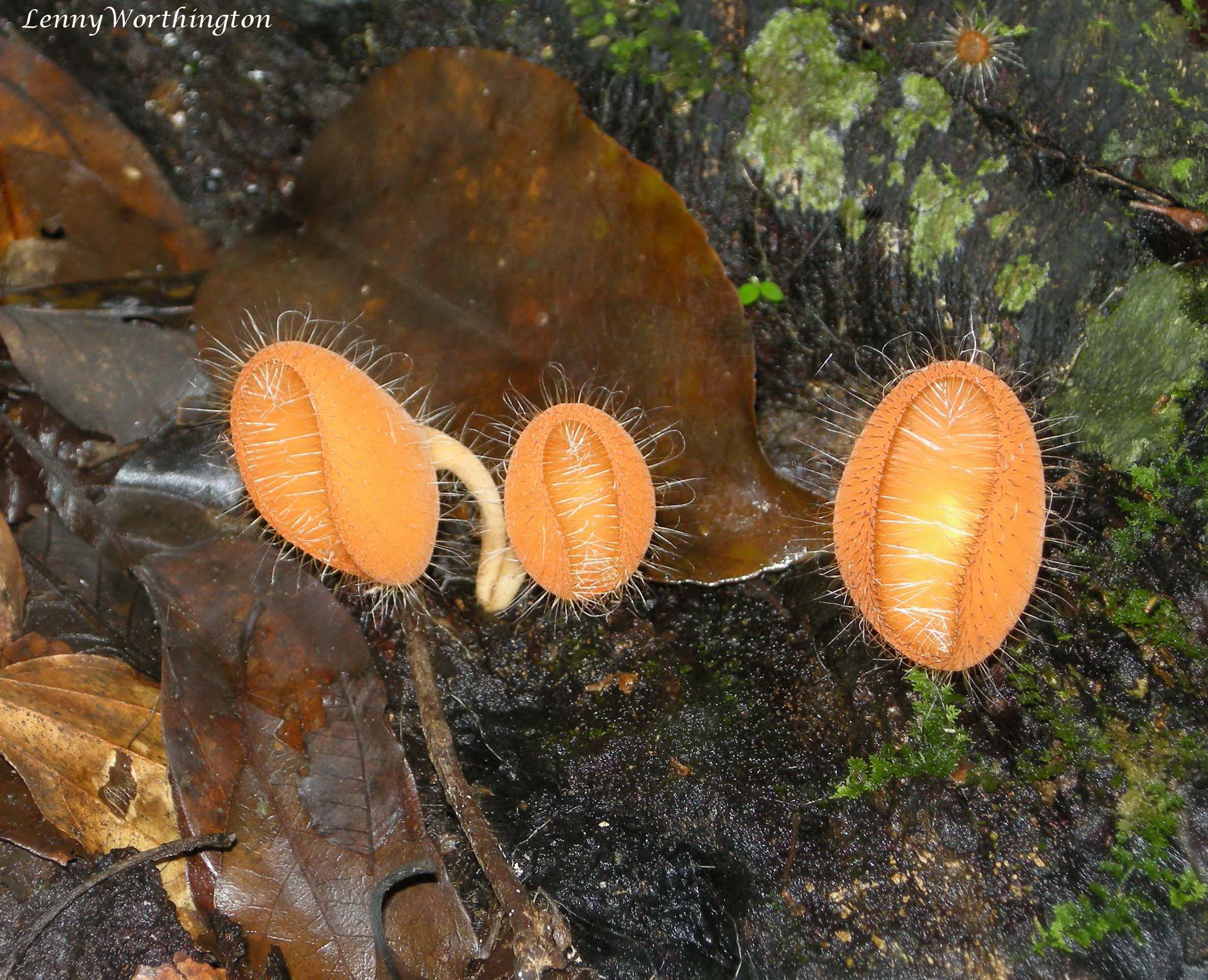
Cookeina tricholoma
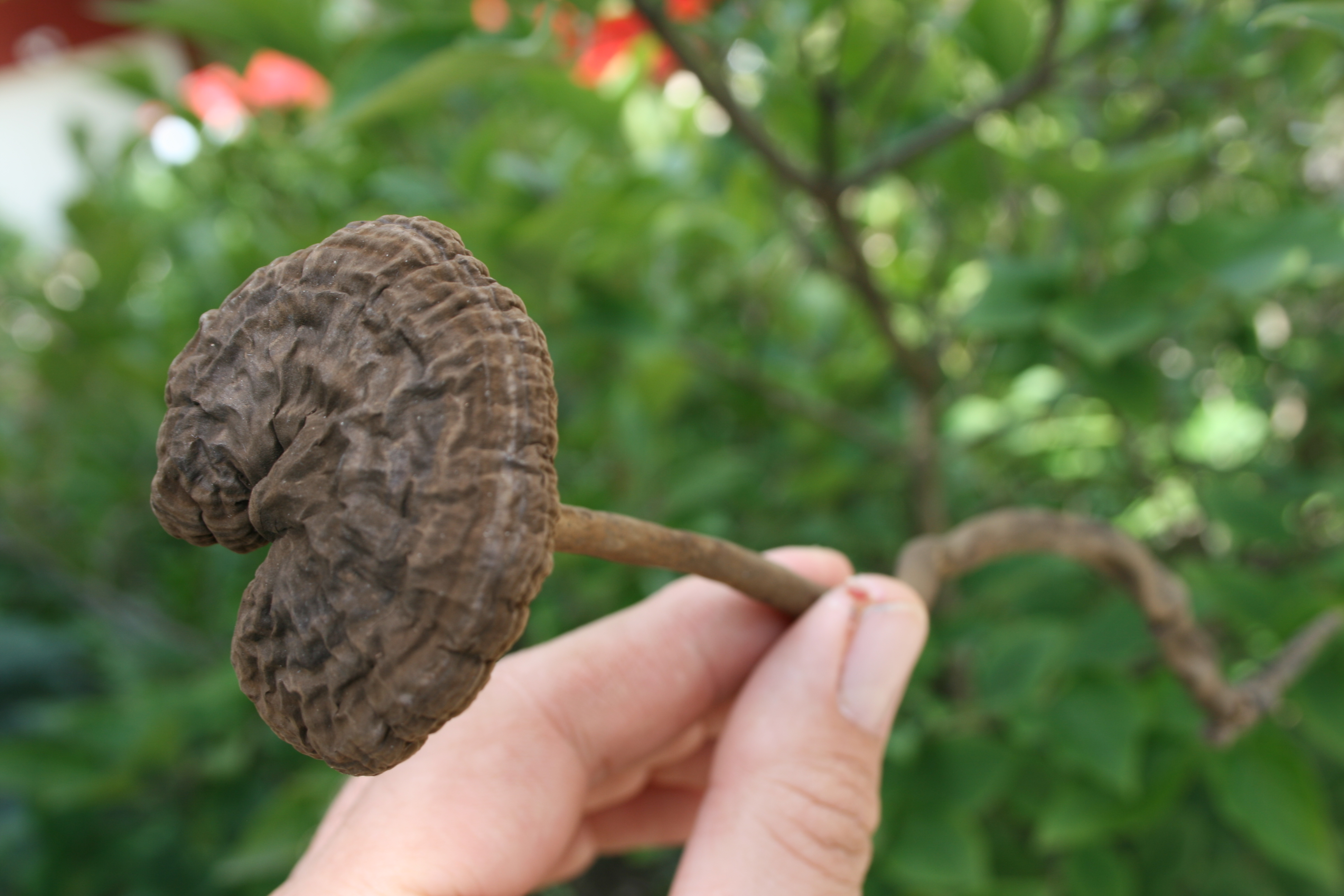
Amauroderma rugosum (Ganodermataceae)
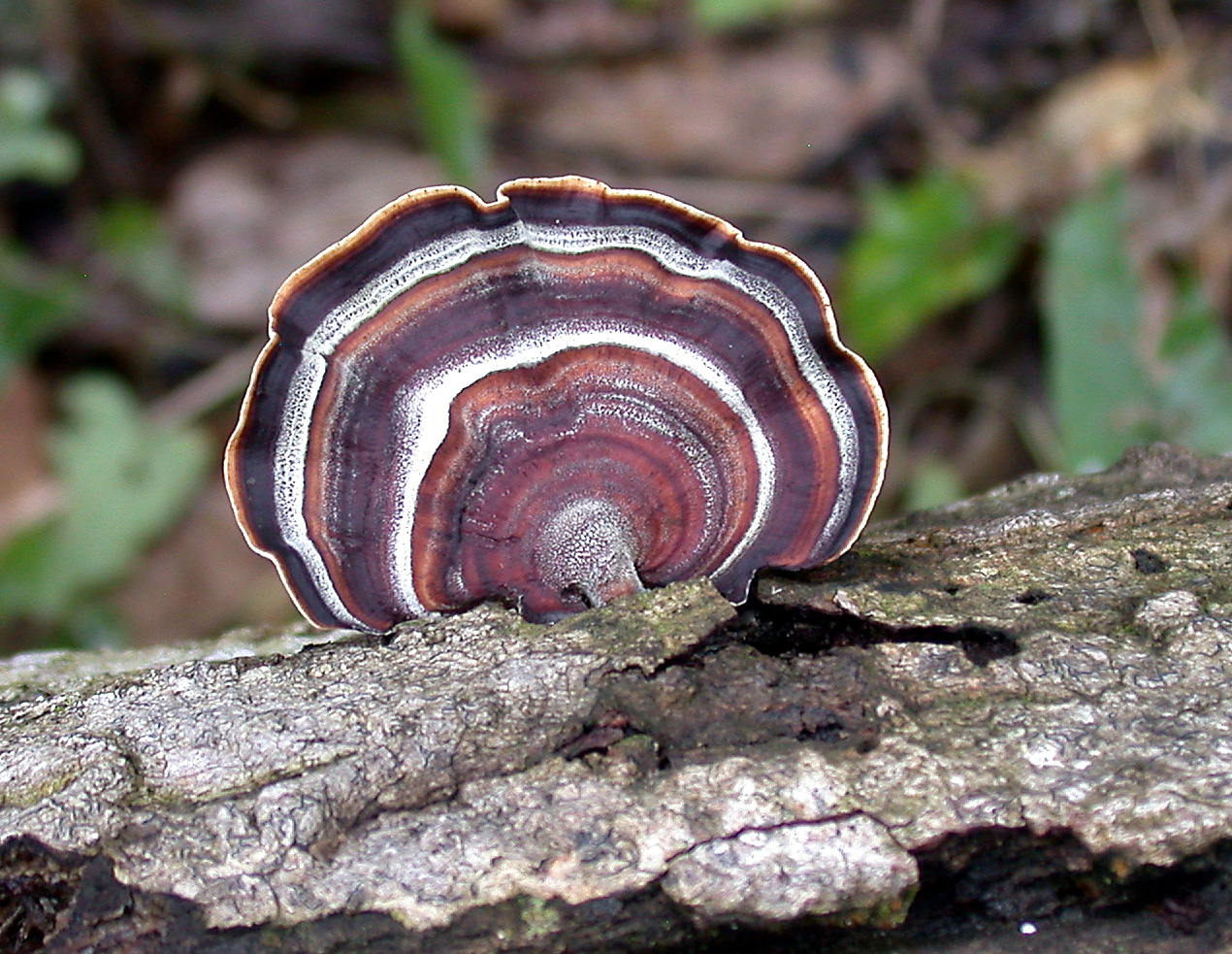
Microporus affinis (polyporaceae)
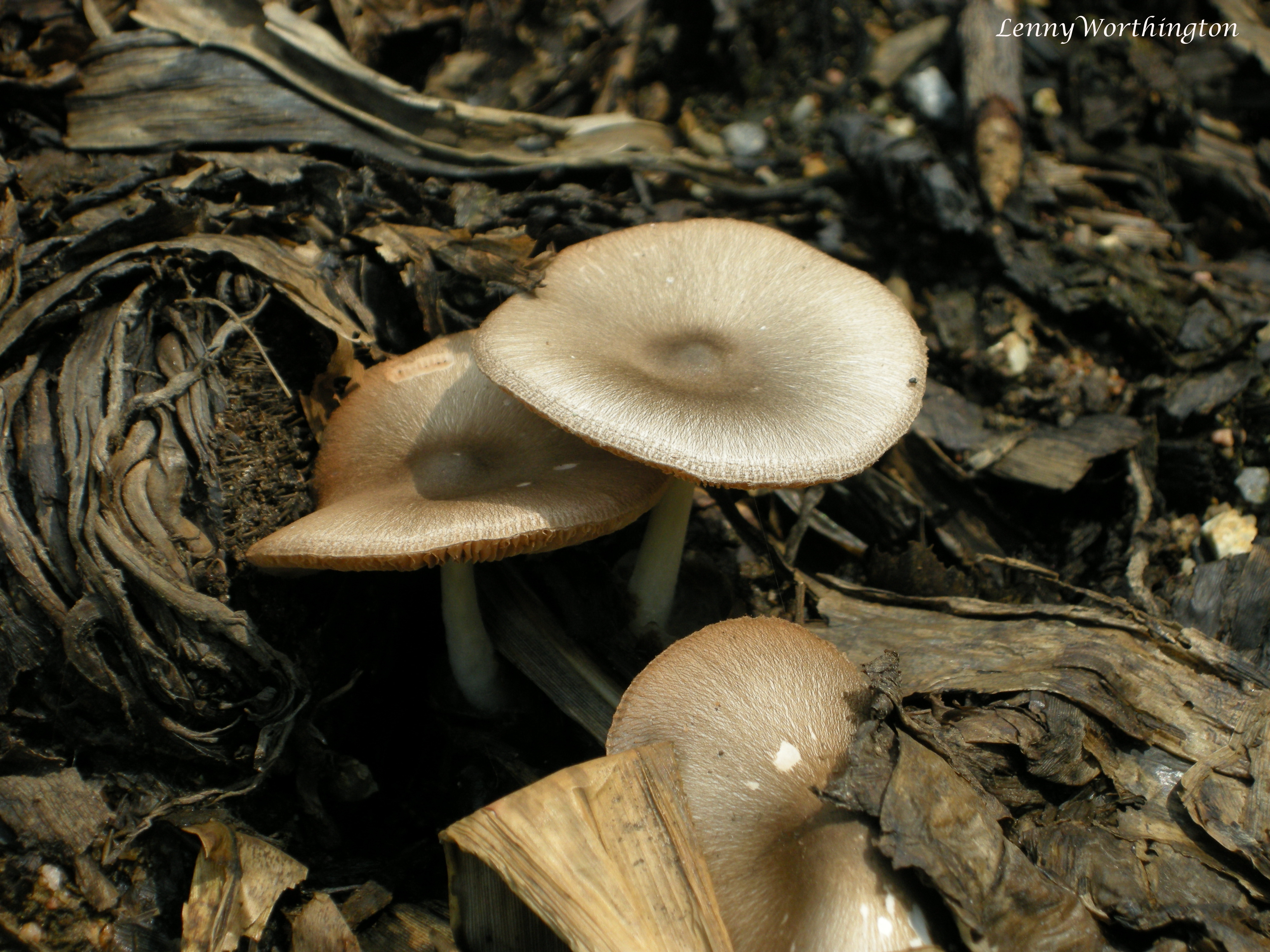
Plutées

## Faune
La faune de Khao Yai y vit en liberté. Chaque animal détermine donc son territoire dans les lieux qui lui sont propres (plaine, forêt, etc).
L'UNESCO recense dans le Complexe forestier de Dong Phayayen-Khao Yai près de 800 espèces d'animaux remarquables parmi lesquelles 112 espèces de mammifères, 392 espèces d’oiseaux et 200 de reptiles et d’amphibiens.
Le parc national de Khao Yai (2 168 km2) recense dans son parc près de 800 espèces d'animaux remarquables, parmi lesquelles selon les sources : 71 espèces de mammifères, 340 espèces d'oiseaux, 48 espèces de reptiles et 23 espèces d'amphibiens ; ou 71 espèces de mammifères, 448 espèces d'oiseaux et un peu plus de 100 de reptiles et amphibiens.

### 71 espècesde mammifères

#### 4 espècesde primates
Les singes et autres primates, espèces très souvent en danger, au mieux vulnérables, sont fréquents à Khao Yai. On y voit aisément :
- des macaques à queue de cochon du nord ; des gibbons à bonnet[22] et des gibbons à mains blanches[23](à noter que c'est le seul lieu où l'aire de répartition des gibbons à bonnet et des gibbons à mains blanches se chevauchent ; et à noter aussi que ces deux espèces s'hybrident[24]) ; ainsi que des loris lents du Bengale ;

Primates
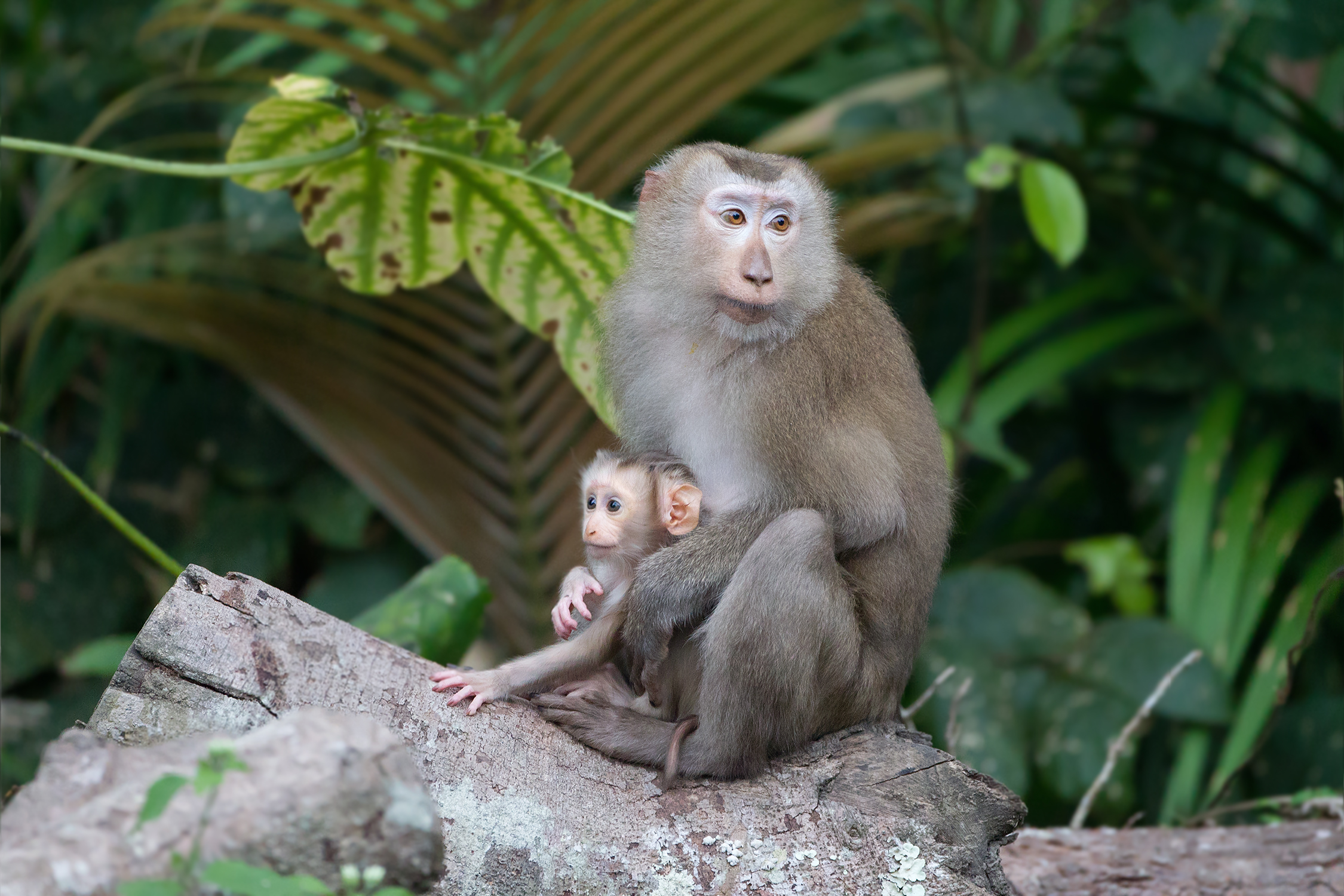
Macaque à queue de cochon du nord avec son bébé
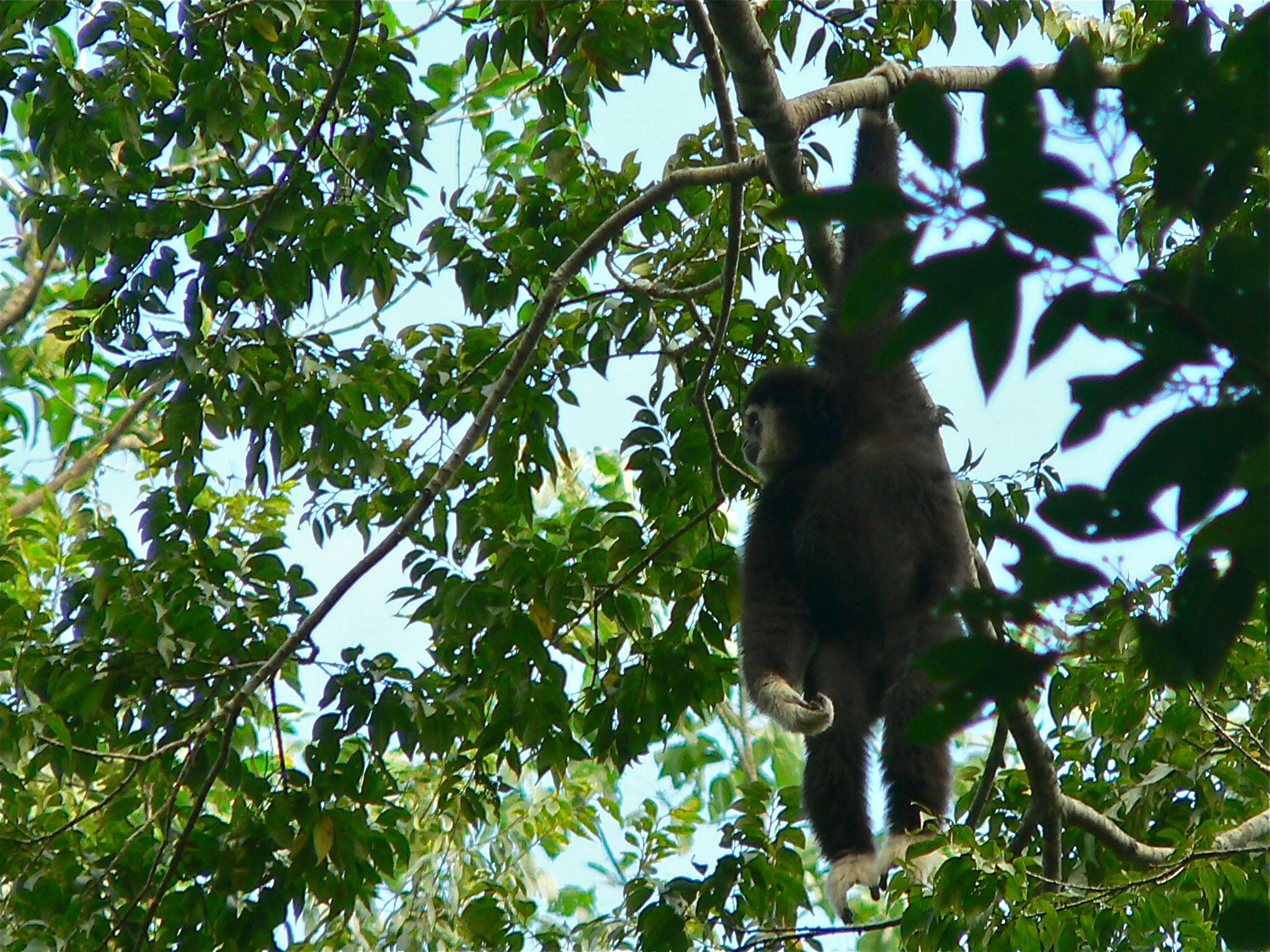
Gibbon à mains blanches mâle (gibbon lar)
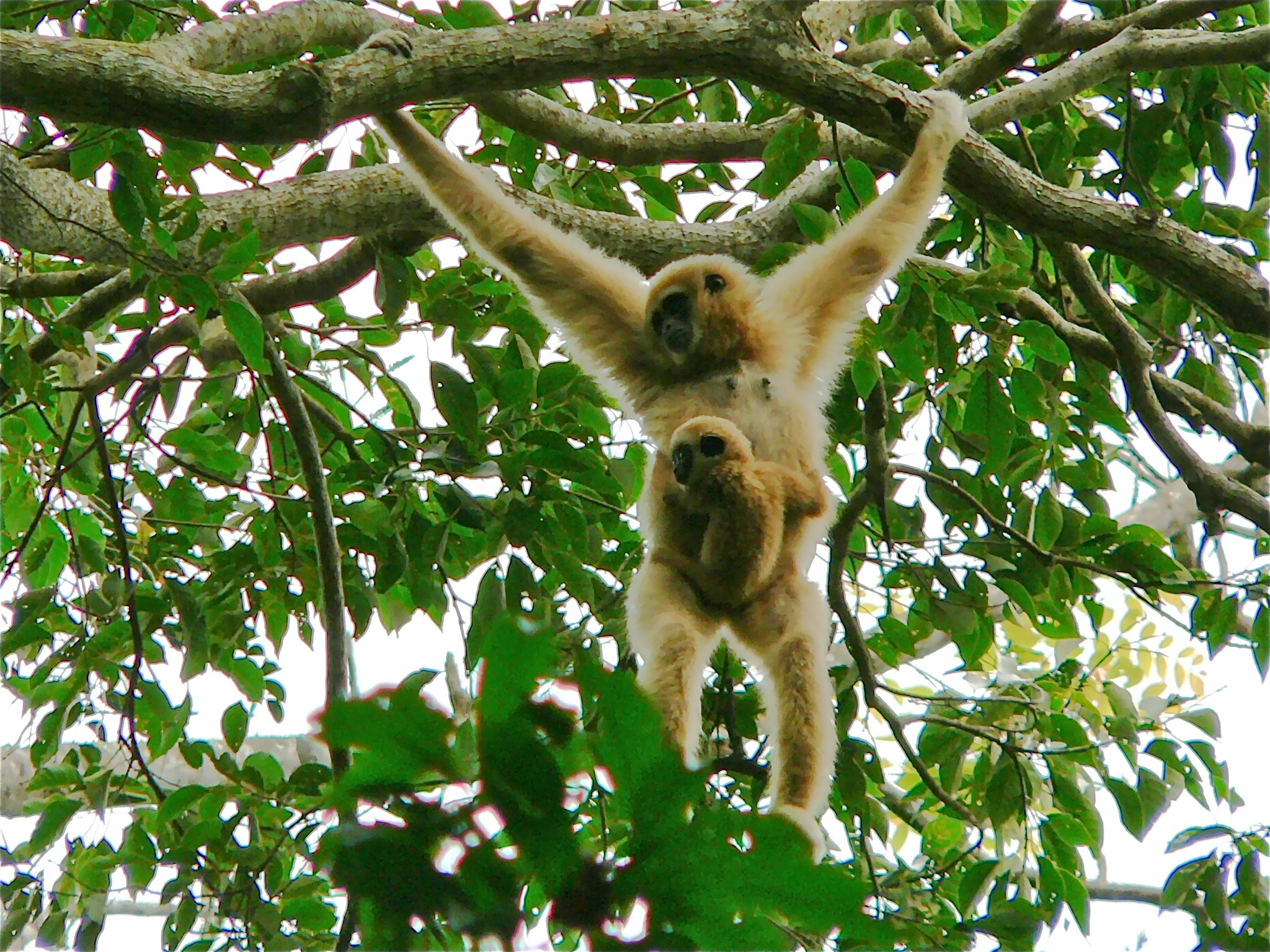
Gibbon à mains blanches femelle avec son petit
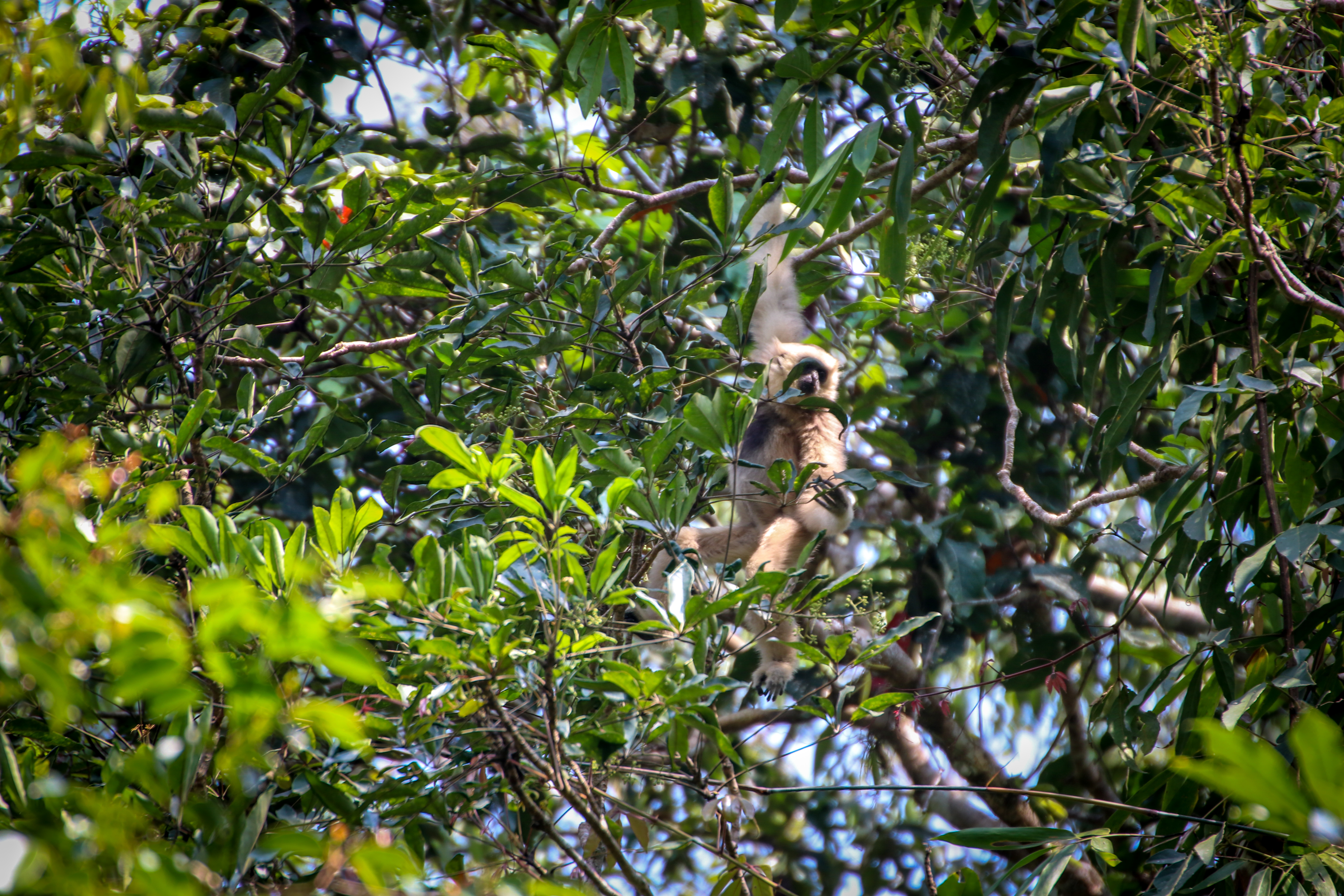
Gibbon à identifier

#### Plus de22 espècesde carnivores

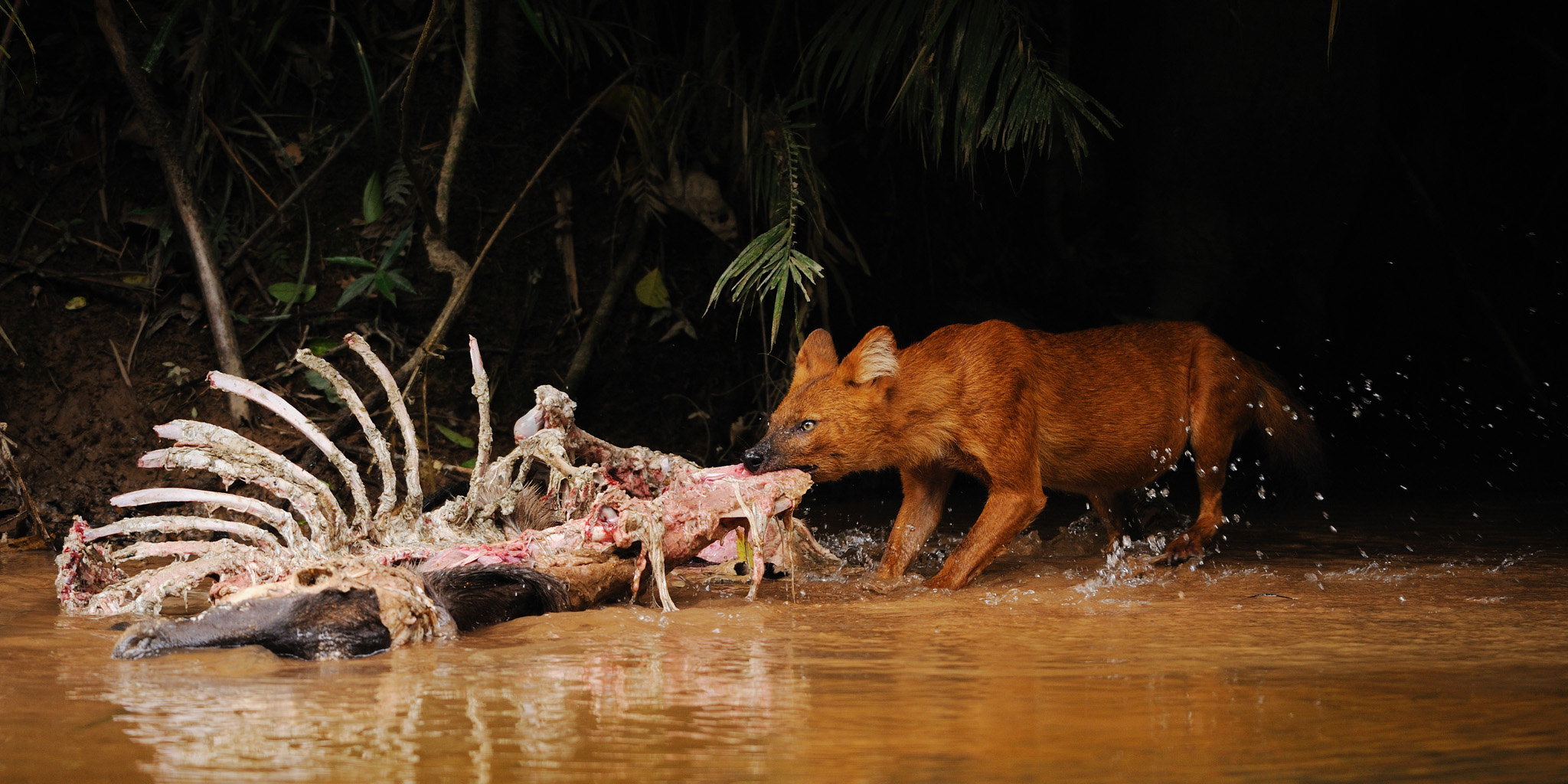
Dhole mangeant une carcasse de grand cerf sambar

Au total 19 espèces de carnivores ont été recensées, dans une étude publiée en 2020, basée sur l'utilisation de pièges photographiques et divers signes de présences :
- les dholes (ou "chien sauvage d'Asie")[25], une espèce pourtant menacée classée en danger, sont les carnivores les plus fréquents dans le parc national. Khao Yai est pour ces canidés l'habitat le plus important en Thaïlande[7].
- les autres carnivores rares en danger, vulnérables ou quasi menacés repérés sont les blaireaux à gorge blanche ; les loutres d'Asie et loutres cendrées ; les civettes viverra megaspila ; les chats marbrés et les chats de Temminck ; les binturongs ou chats-ours ; les panthères nébuleuses ; les ours mangeurs de miel et insectivores ours noirs d'Asie[26] et ours des cocotiers (ours malais)...

On observe aussi facilement des carnivores courants non menacés de disparition :
- chacals dorés et chats-léopards ; martres à gorge jaune ; blaireaux-furets de Birmanie; petites civettes de l'Inde, grandes civettes de l'Inde, civettes palmistes communes, civettes palmistes à trois bandes et civettes masquées ; mangoustes de Java et mangoustes mangeuses de crabes (herpestes urva)...

Carnivores
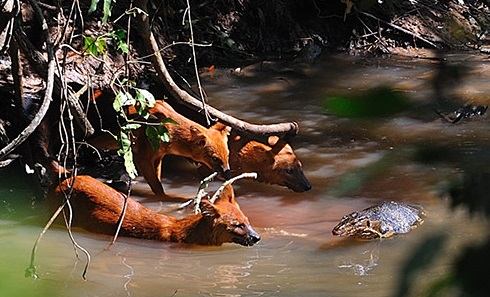
Dholes cherchant à tenir un varan malais à l'écart d'une carcasse de sambar
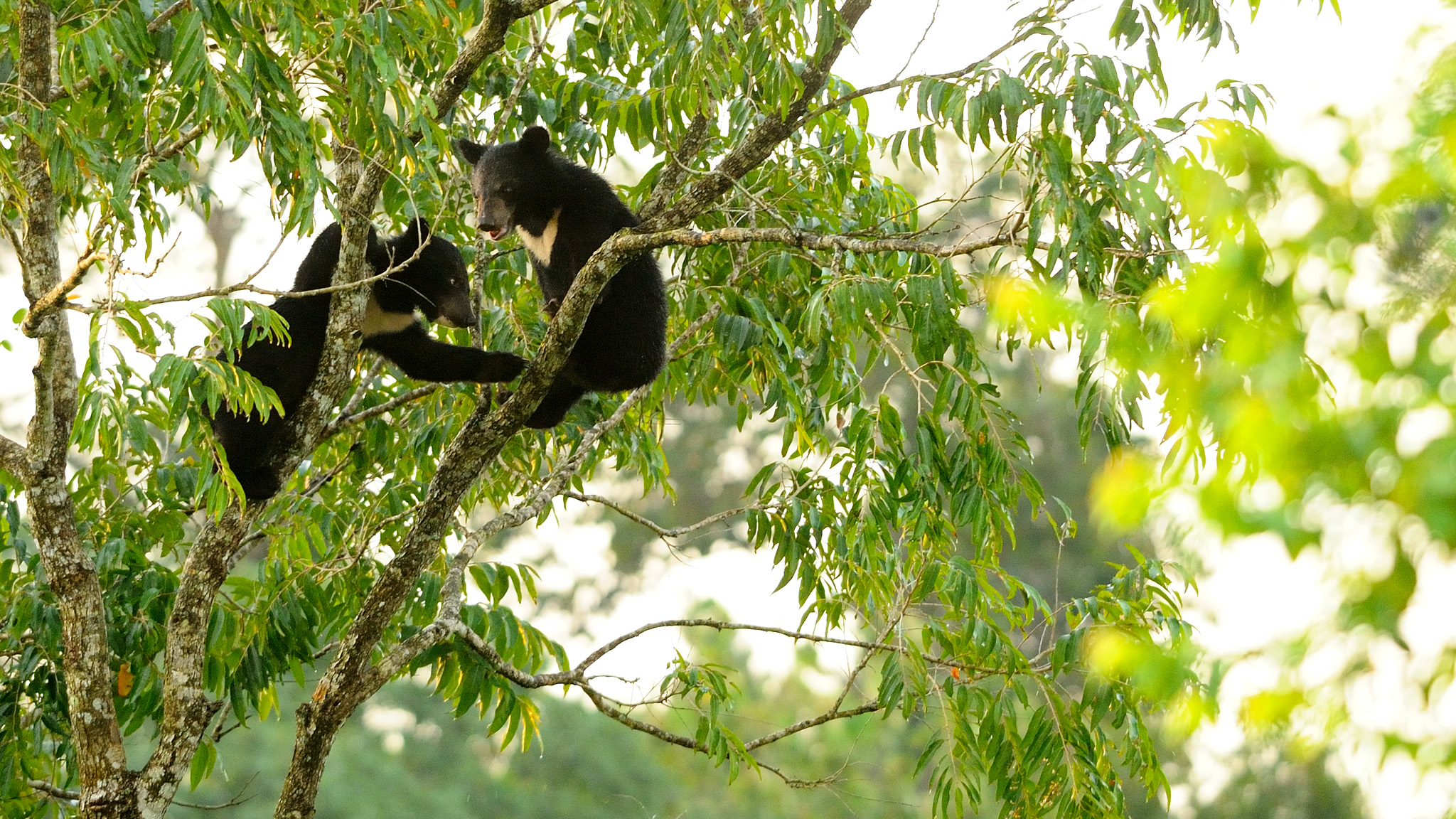
Ours noirs d'Asie
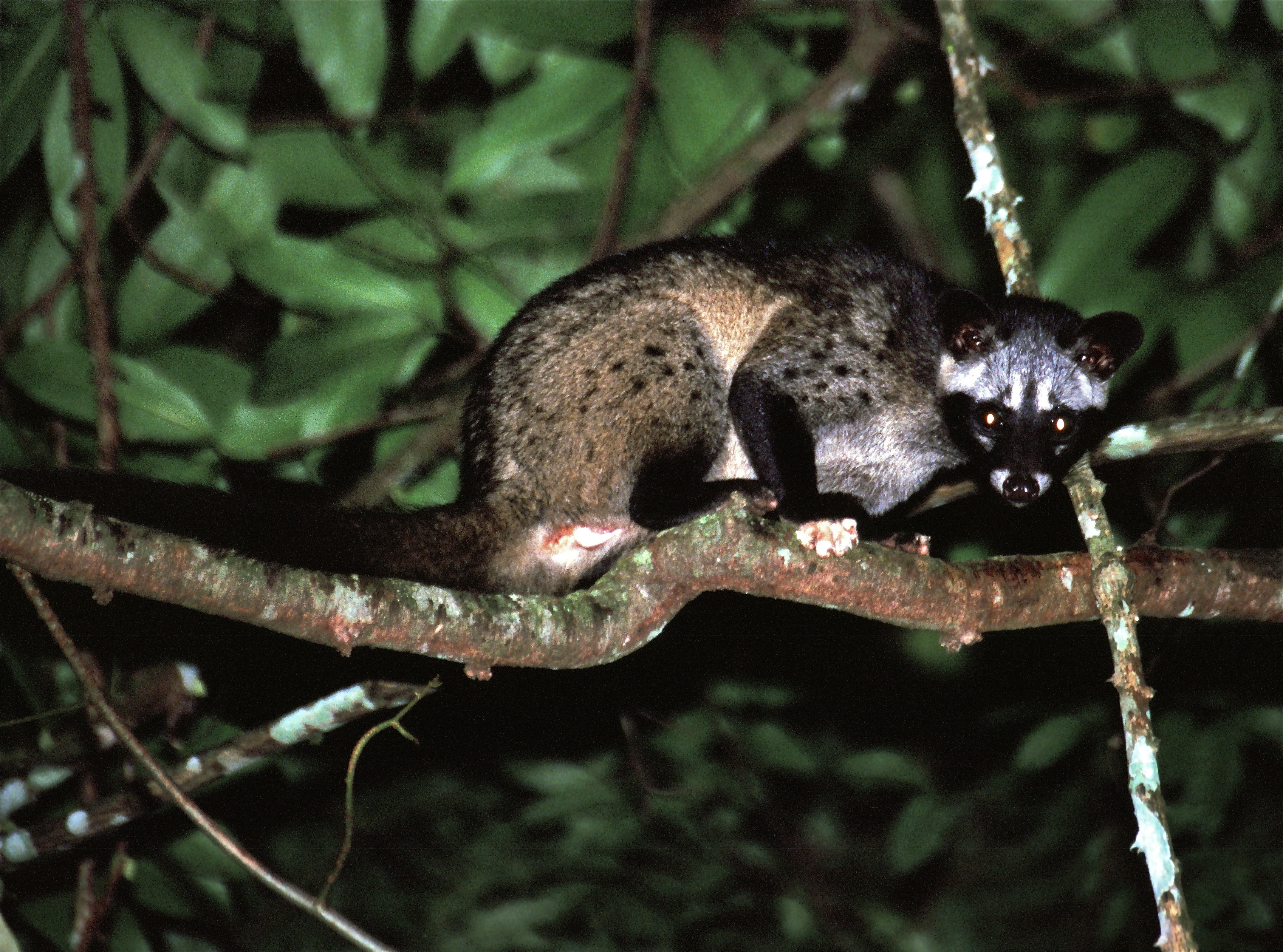
Civette palmiste commune
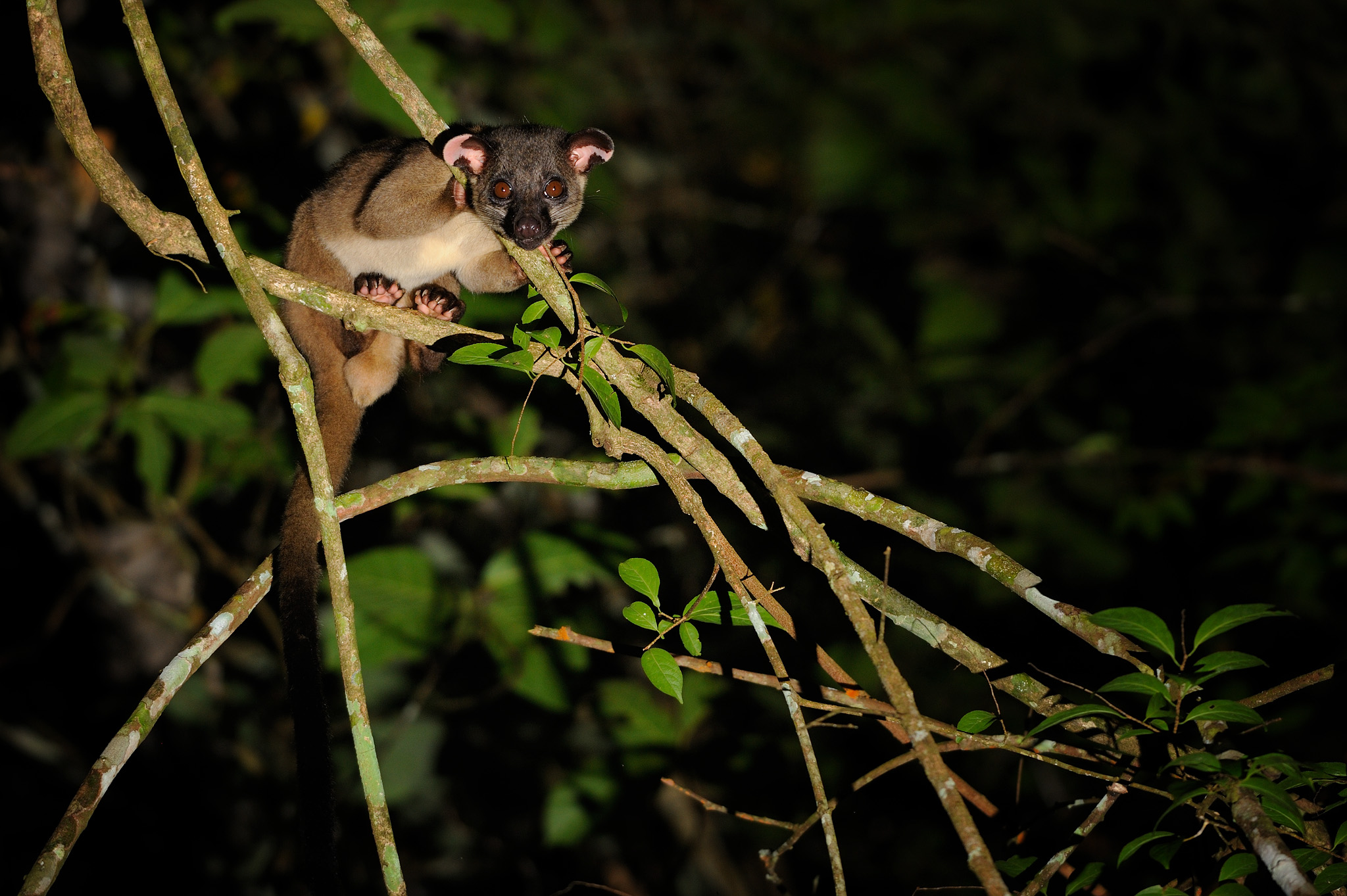
Civette palmiste à trois bandes
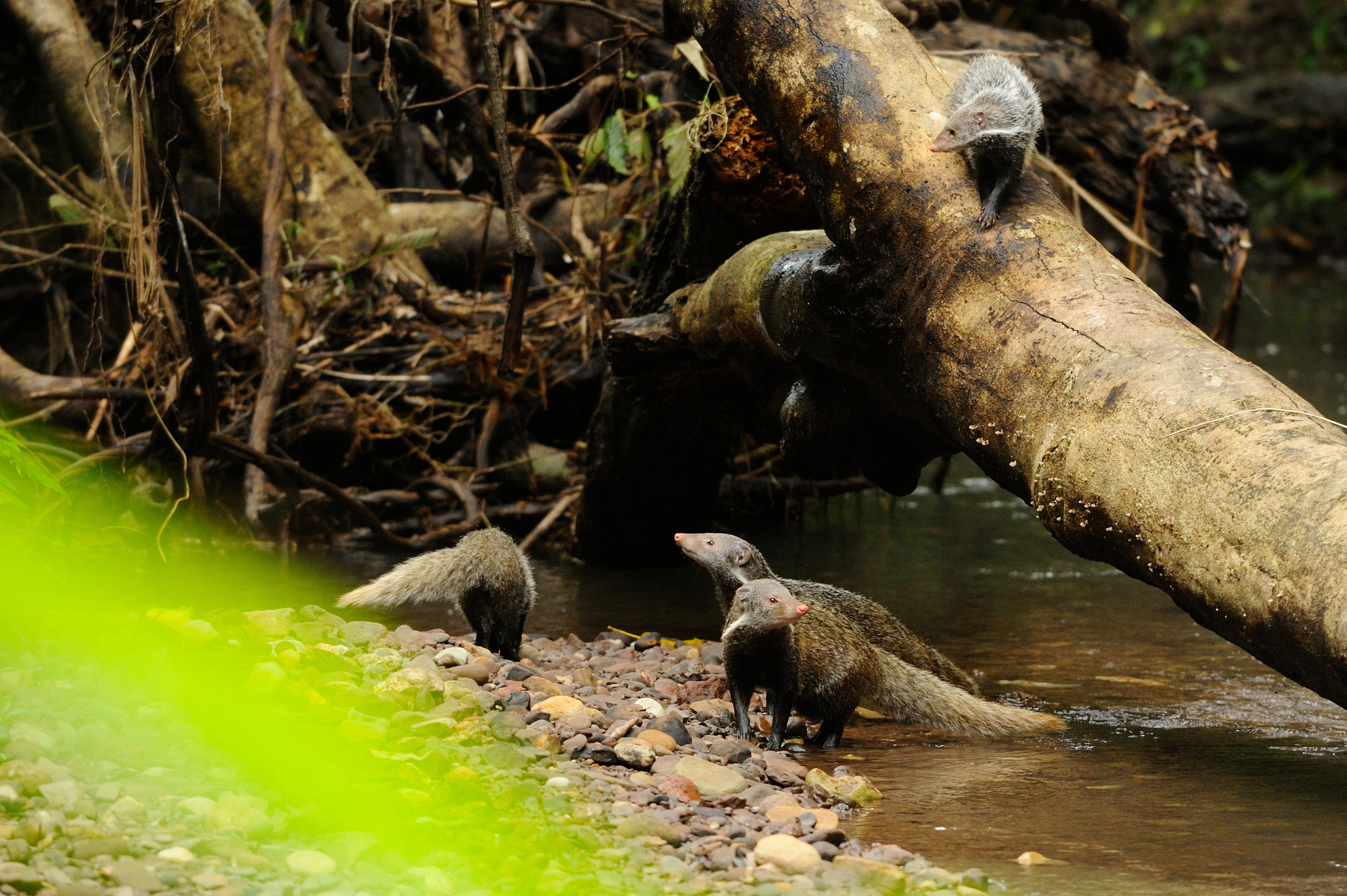
Mangoustes mangeuses de crabes

#### 6 espècesd'ongulés
- fréquents sont les sangliers (cochons sauvages) ; les petits cerfs-souris kanchil (petits chevrotains malais) et les petits cerfs aboyeurs (muntjacs indiens) ; fréquents aussi sont les grands cerfs sambars et les bovidés sauvages gaurs (ou seladangs ou gayals), deux espèces pourtant classées comme vulnérables...
- beaucoup plus rares sont les saros d'Indochine[27]...

Ongulés
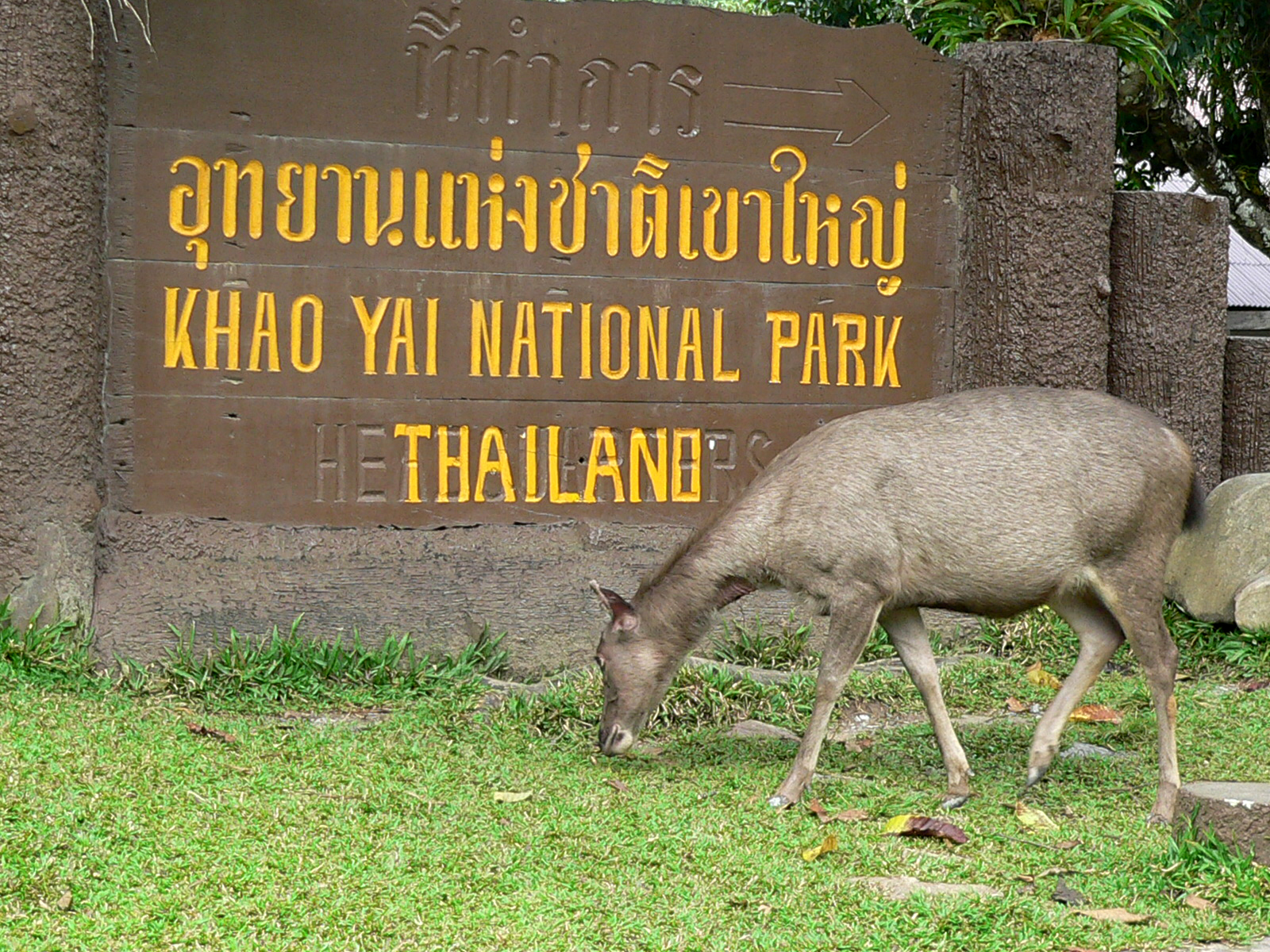
Cerf (biche) sambar femelle
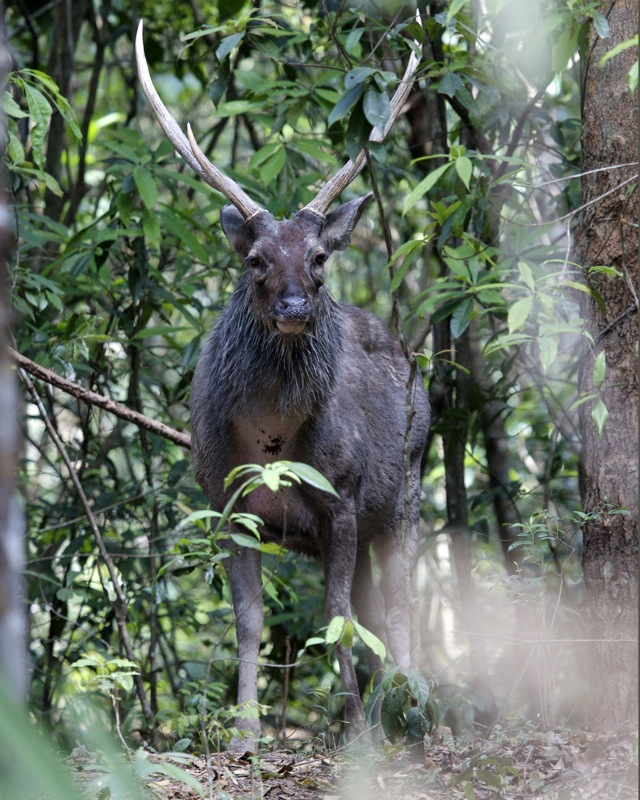
Cerf sambar mâle
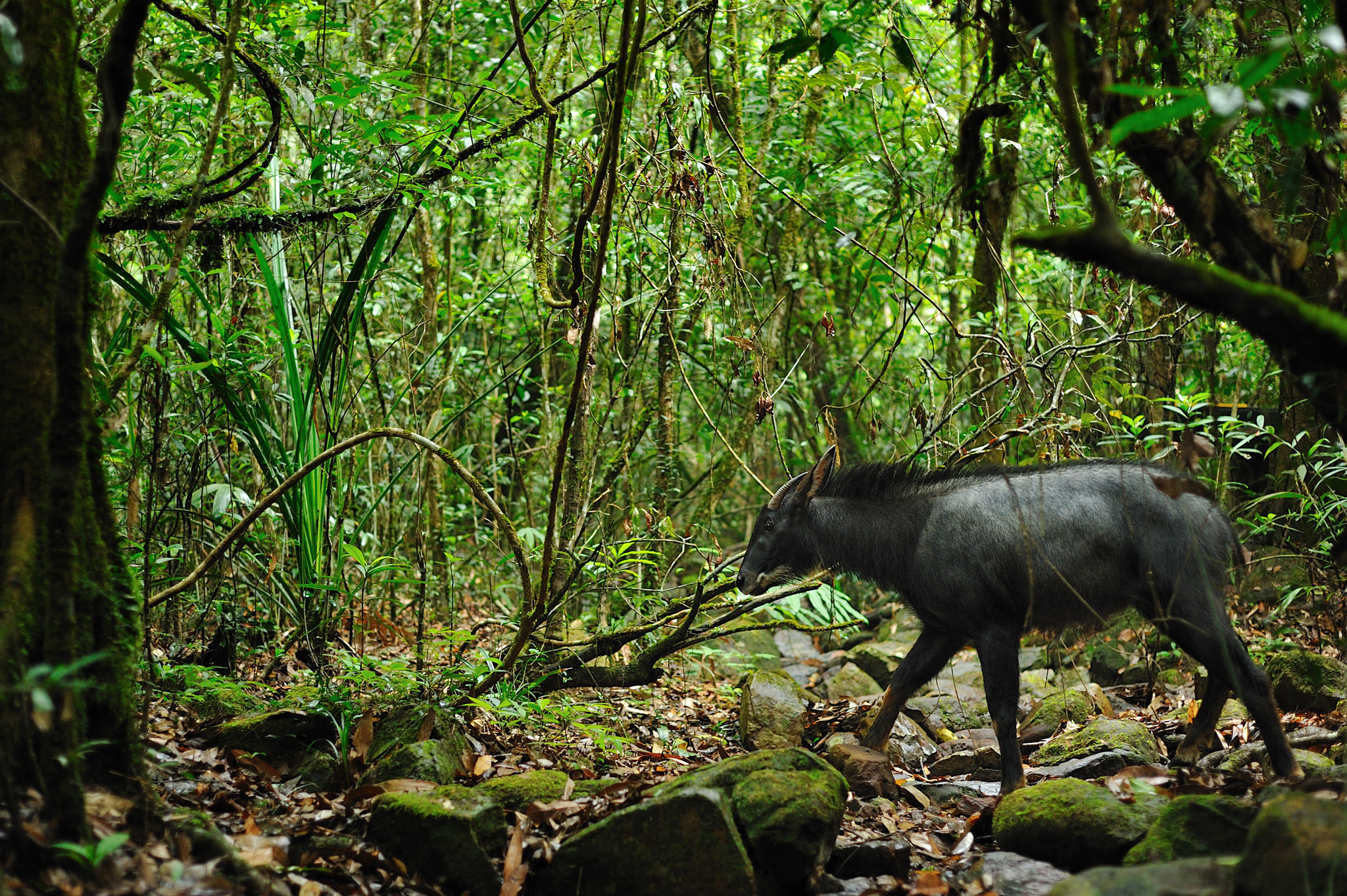
Saro d'Indochine
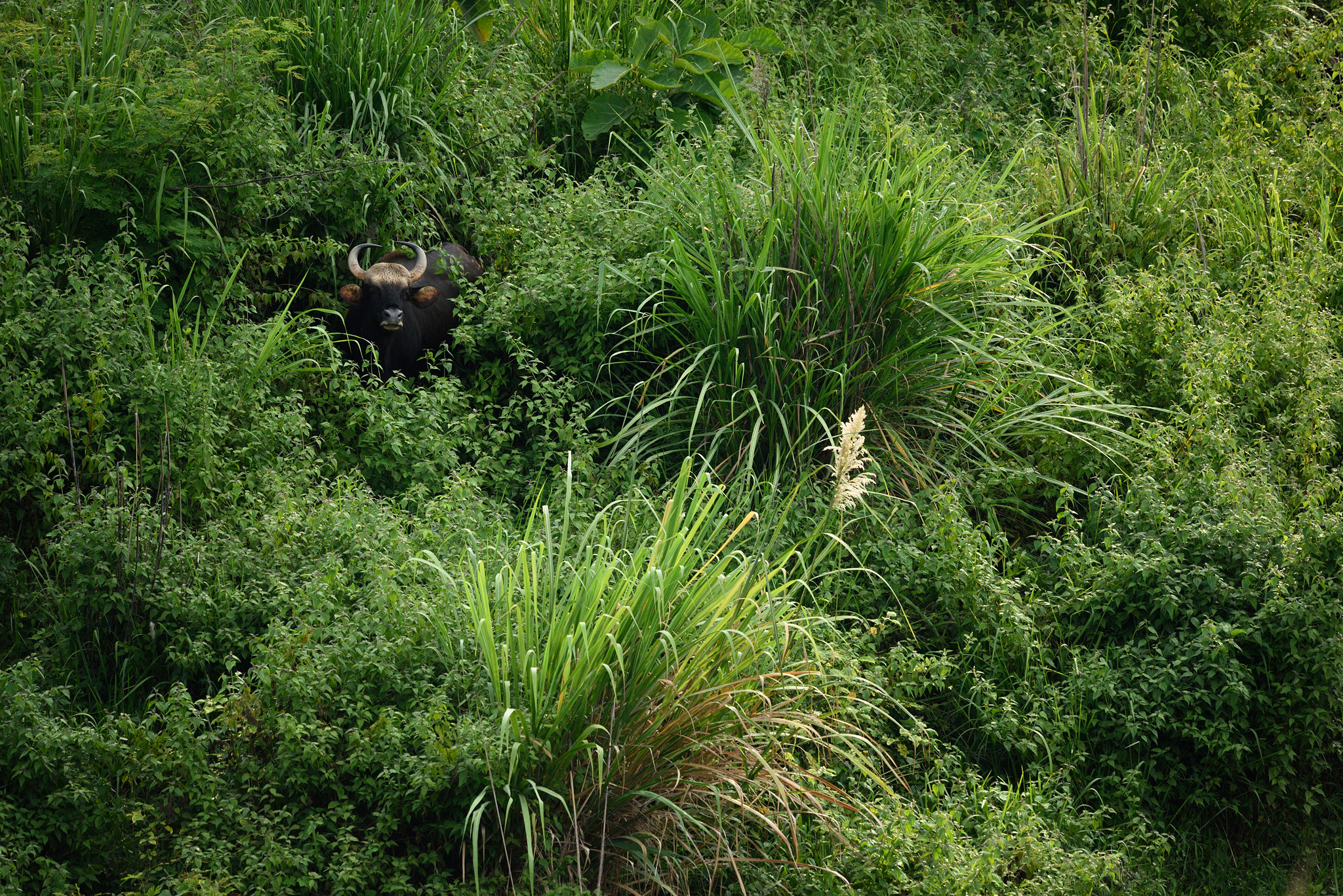
Gaur
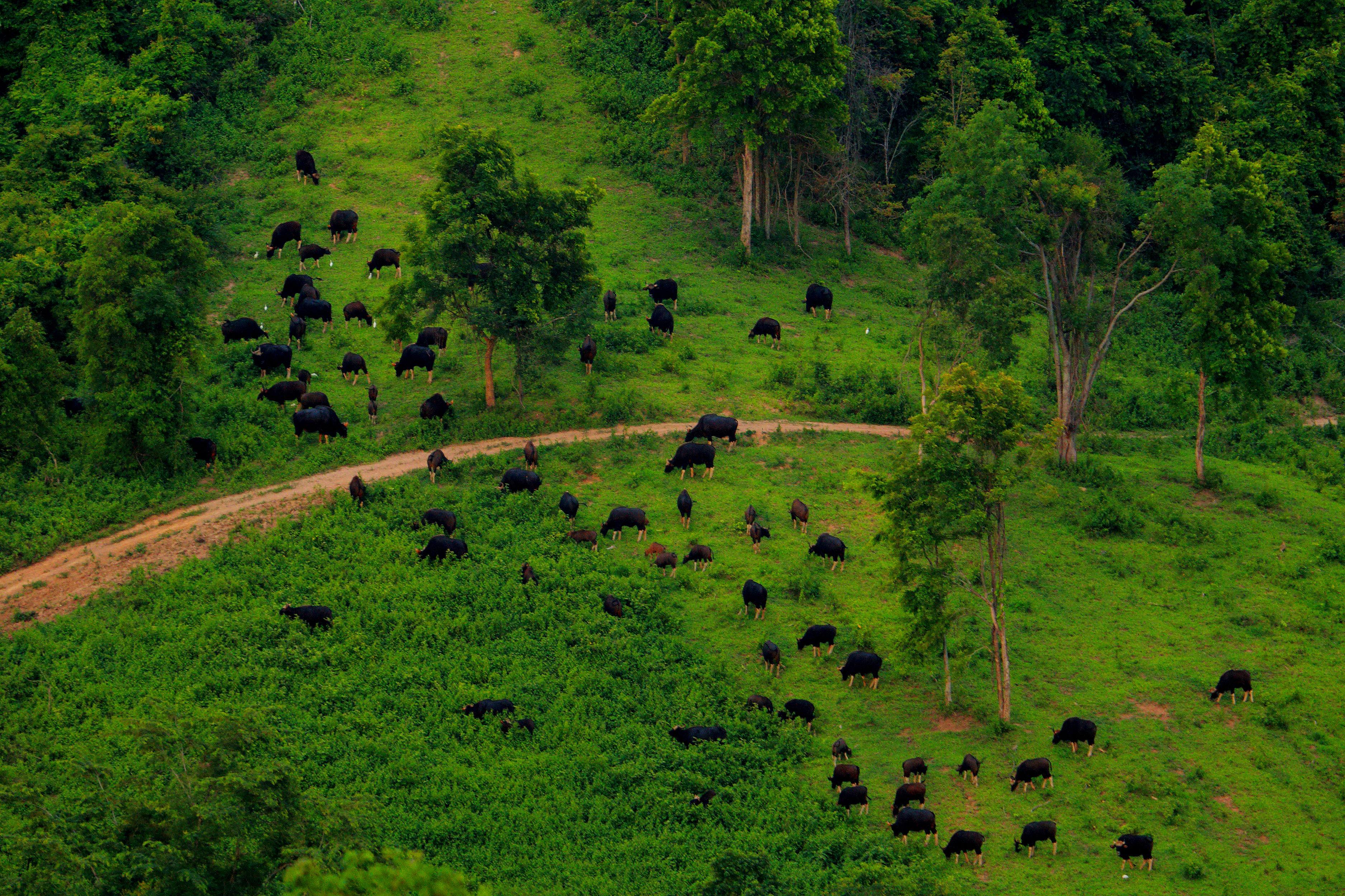
Troupeau de gaurs
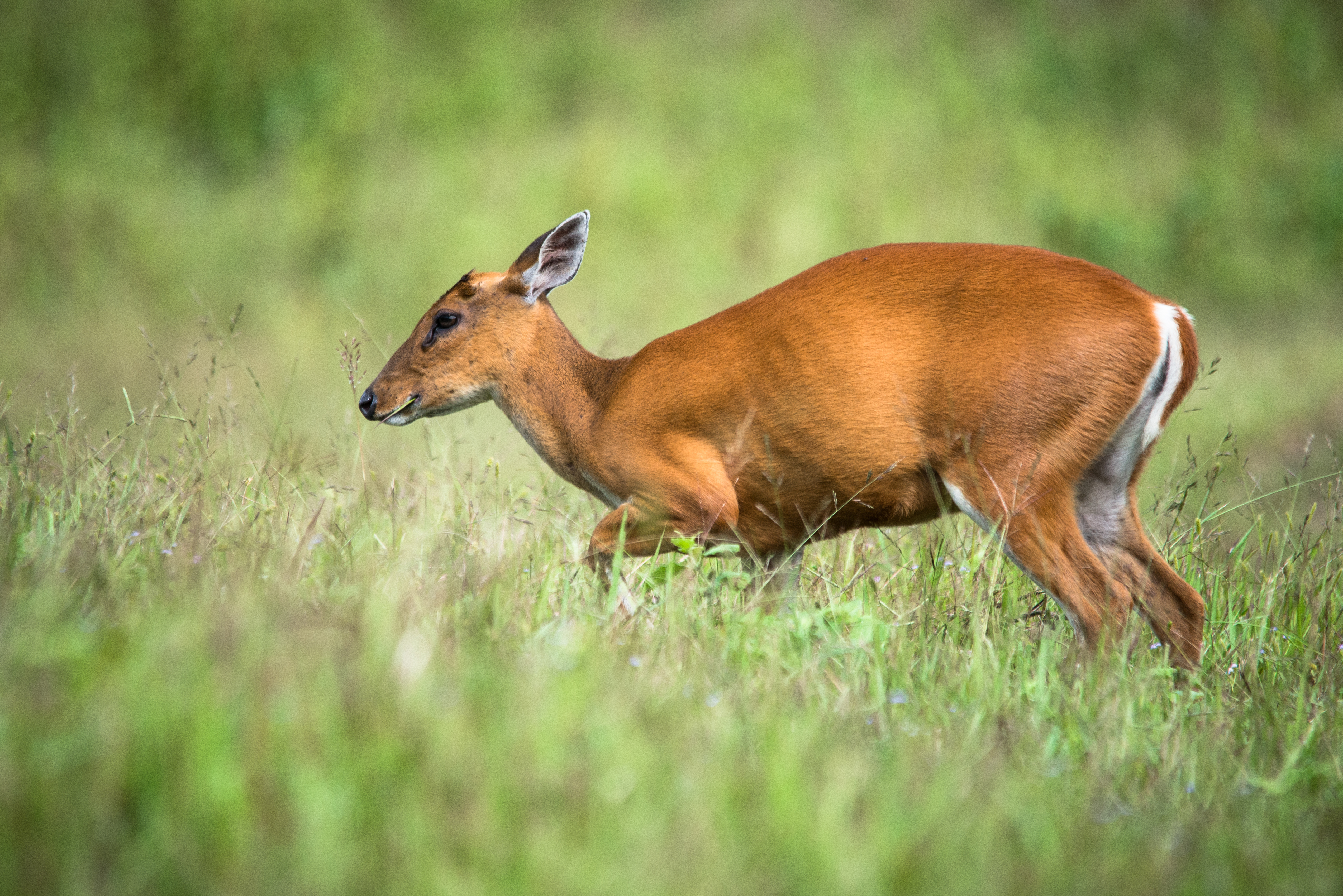
Cerf aboyeur femelle (biche Muntjac indien)
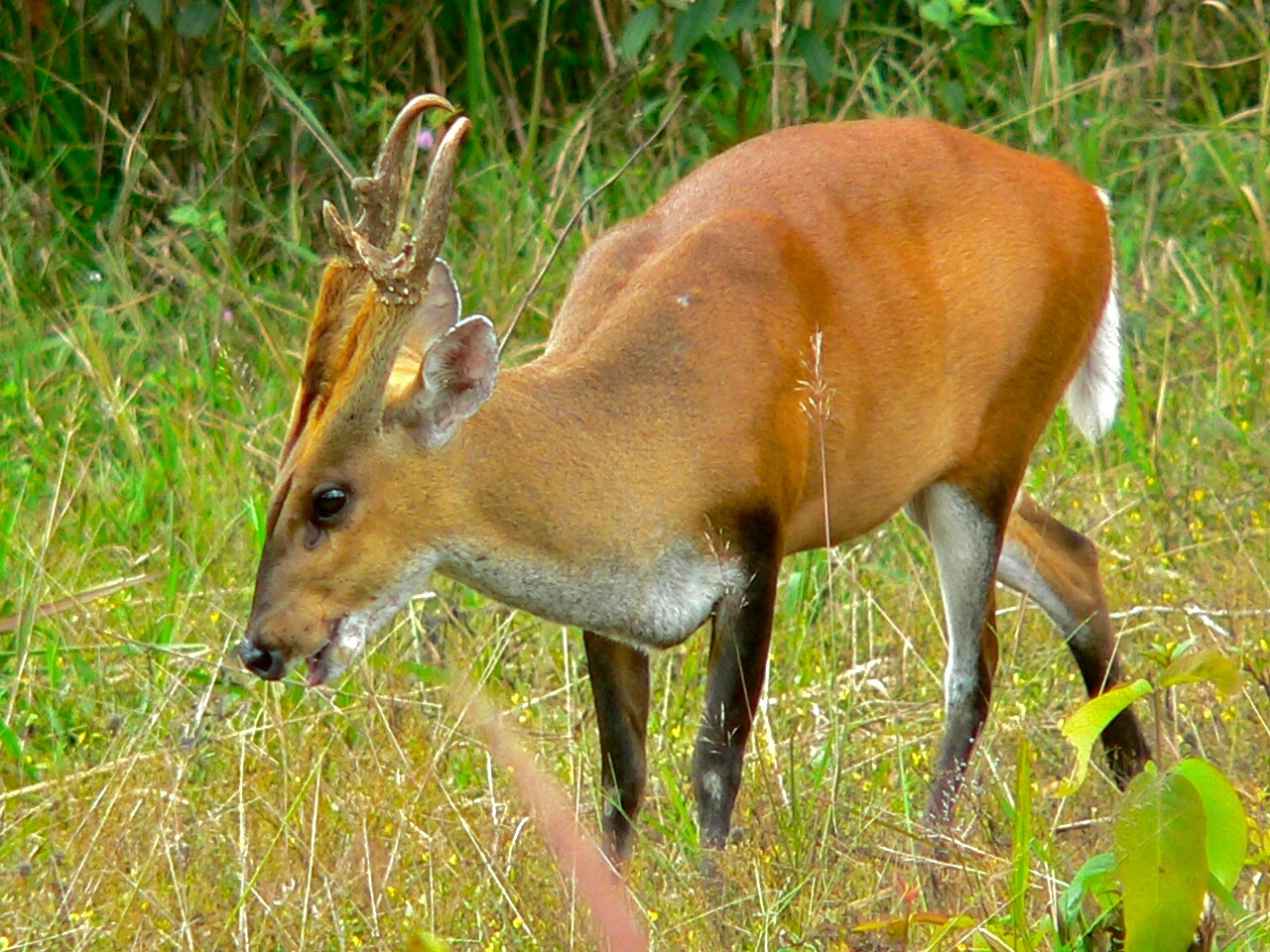
Cerf aboyeur mâle (Muntiacus muntjak curvostylis)
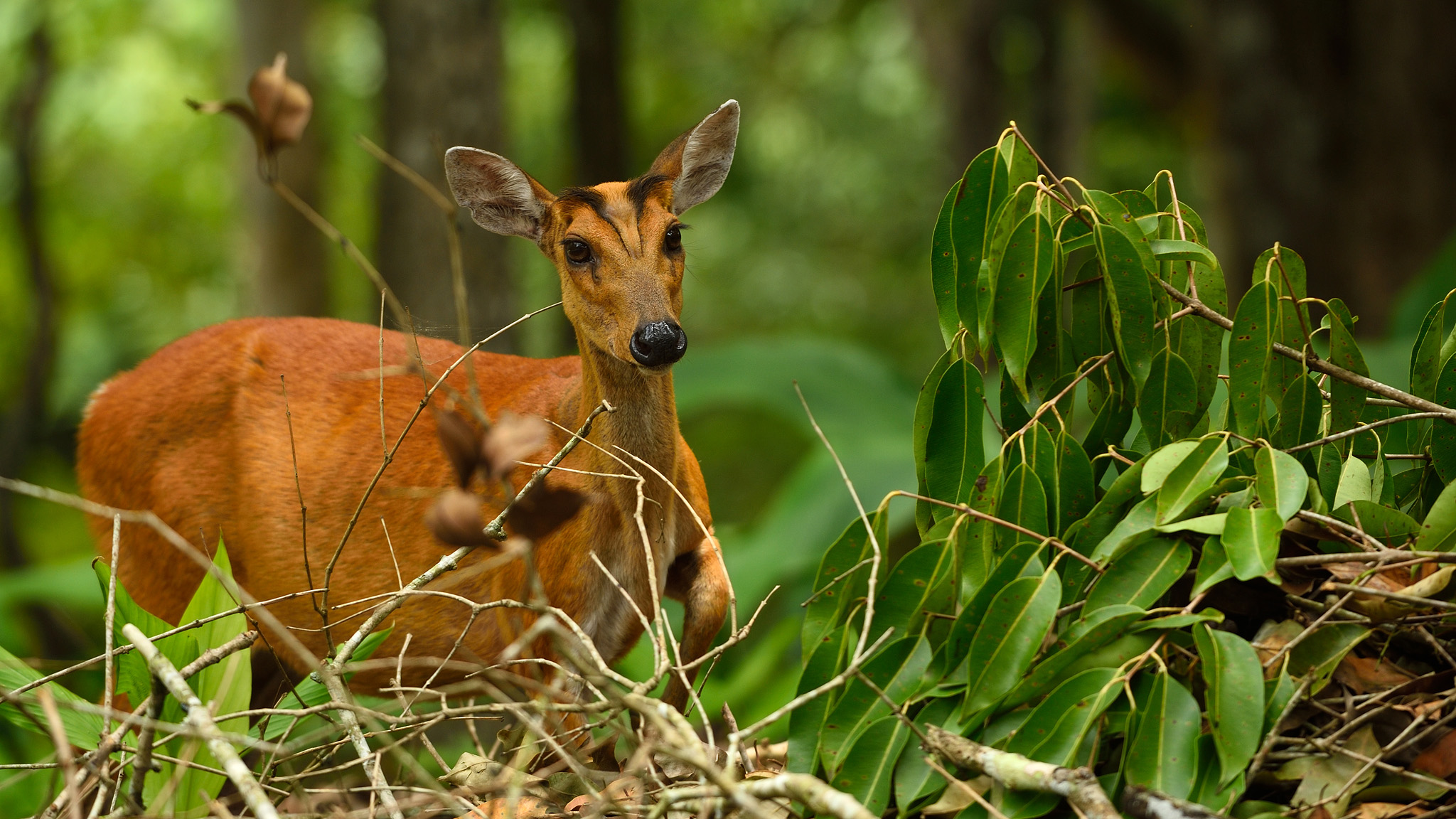
Cerf aboyeur femelle (biche Muntiacus muntjak vaginalis)
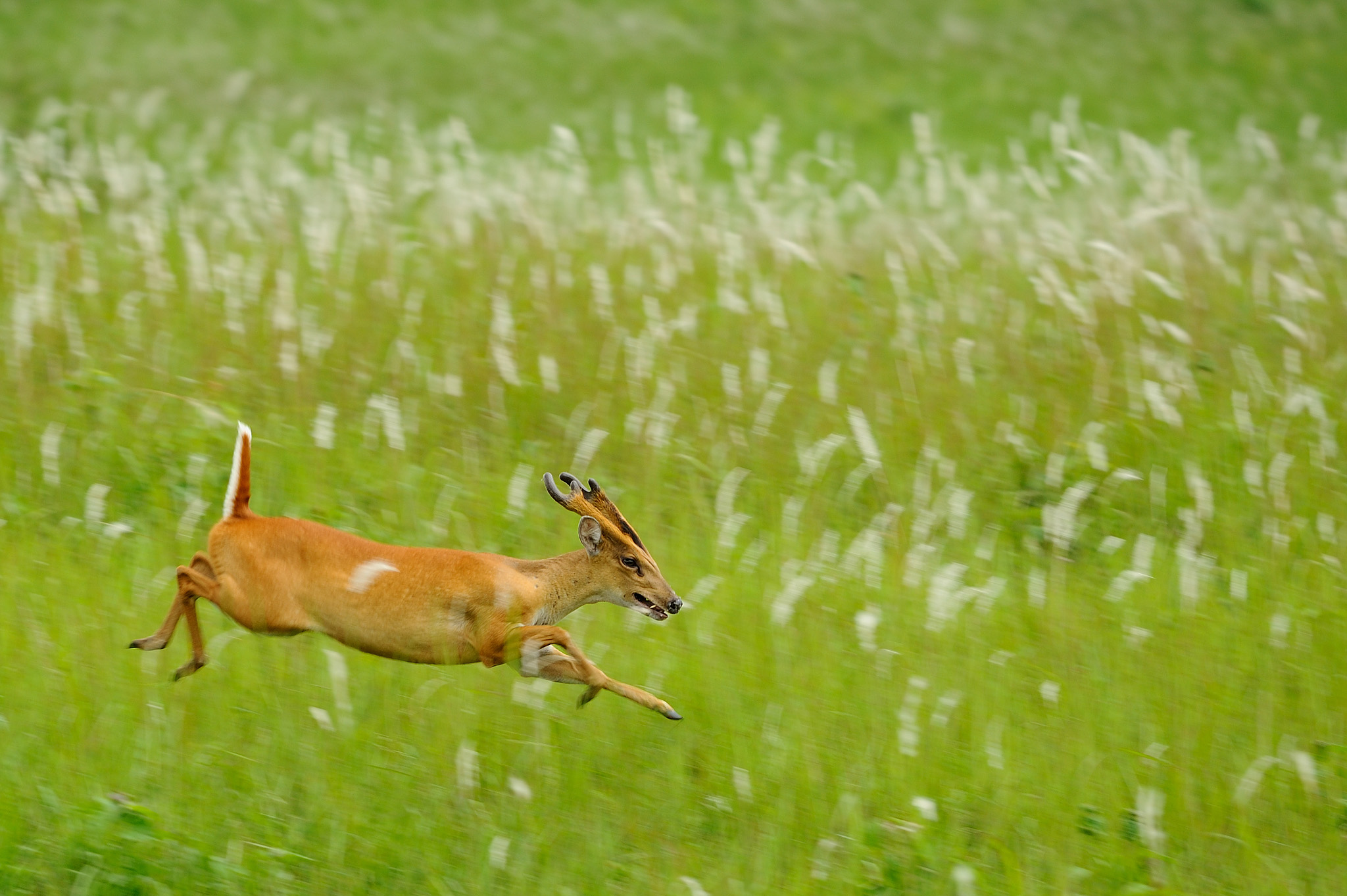
Cerf aboyeur mâle (Muntiacus muntjak vaginalis)

#### Près de20 espècesde rongeurs dont 9 d'écureuils
- écureuils géants orientaux, écureuils de Finlayson et écureuils Callosciurus caniceps, écureuils rayés de l'Himalaya, écureuils des palmiers Menetes berdmorei, Dremomys rufigeris et aussi écureuils volants hylopetes lepidus ou sagitta, Petaurista petaurista et Petinomys setosus ; porcs-épics de Malaisie et porc-épics athérure malais ; rat noir et Rattus sikkimensis, Bandicota savilei, Maxomys surifer et Maxomys whiteheadi, Niviventer fluvescens, Leopoldamys sabanus, souris des rizières (Mus caroli) etc[28].

Rongeurs
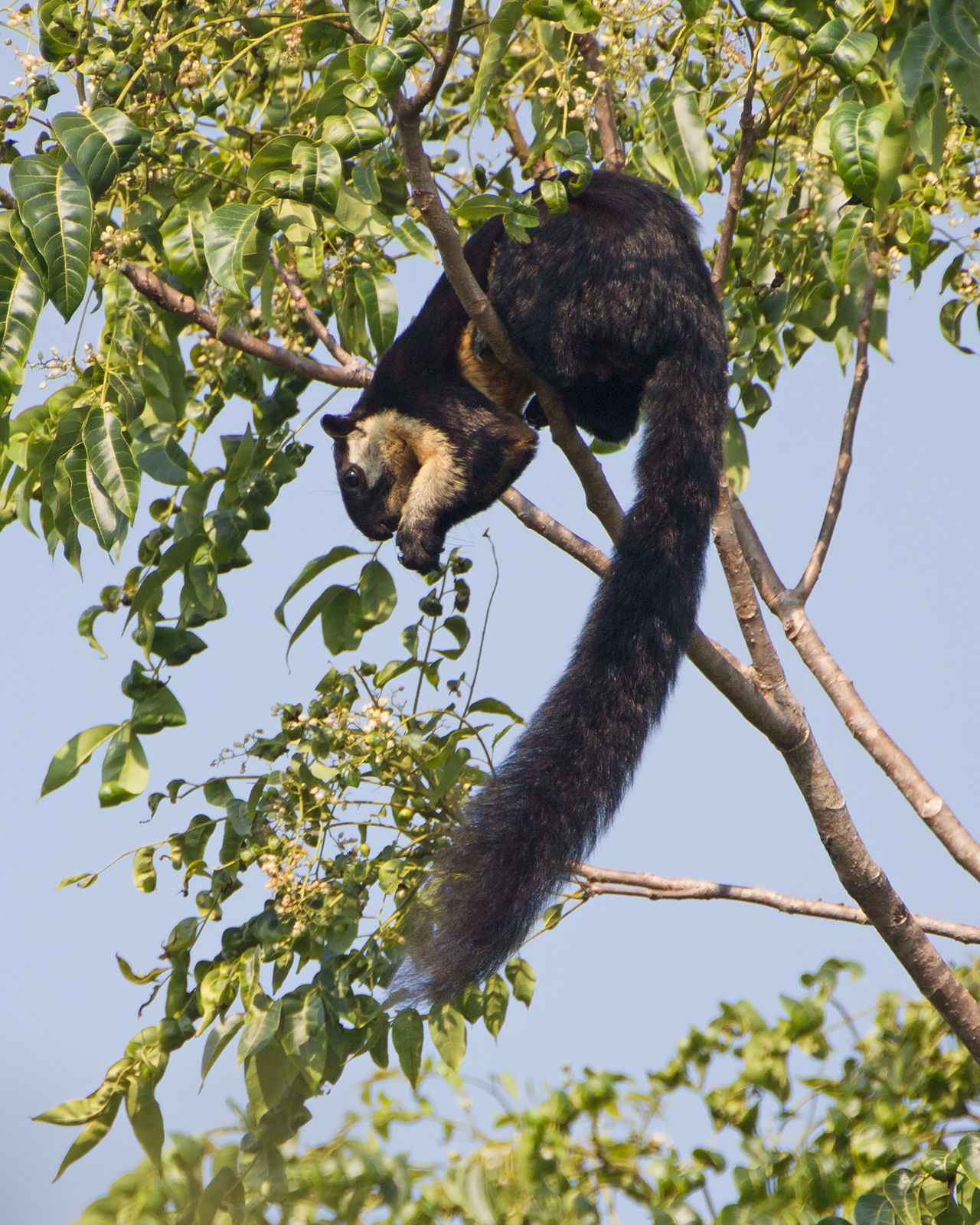
Écureuil géant oriental
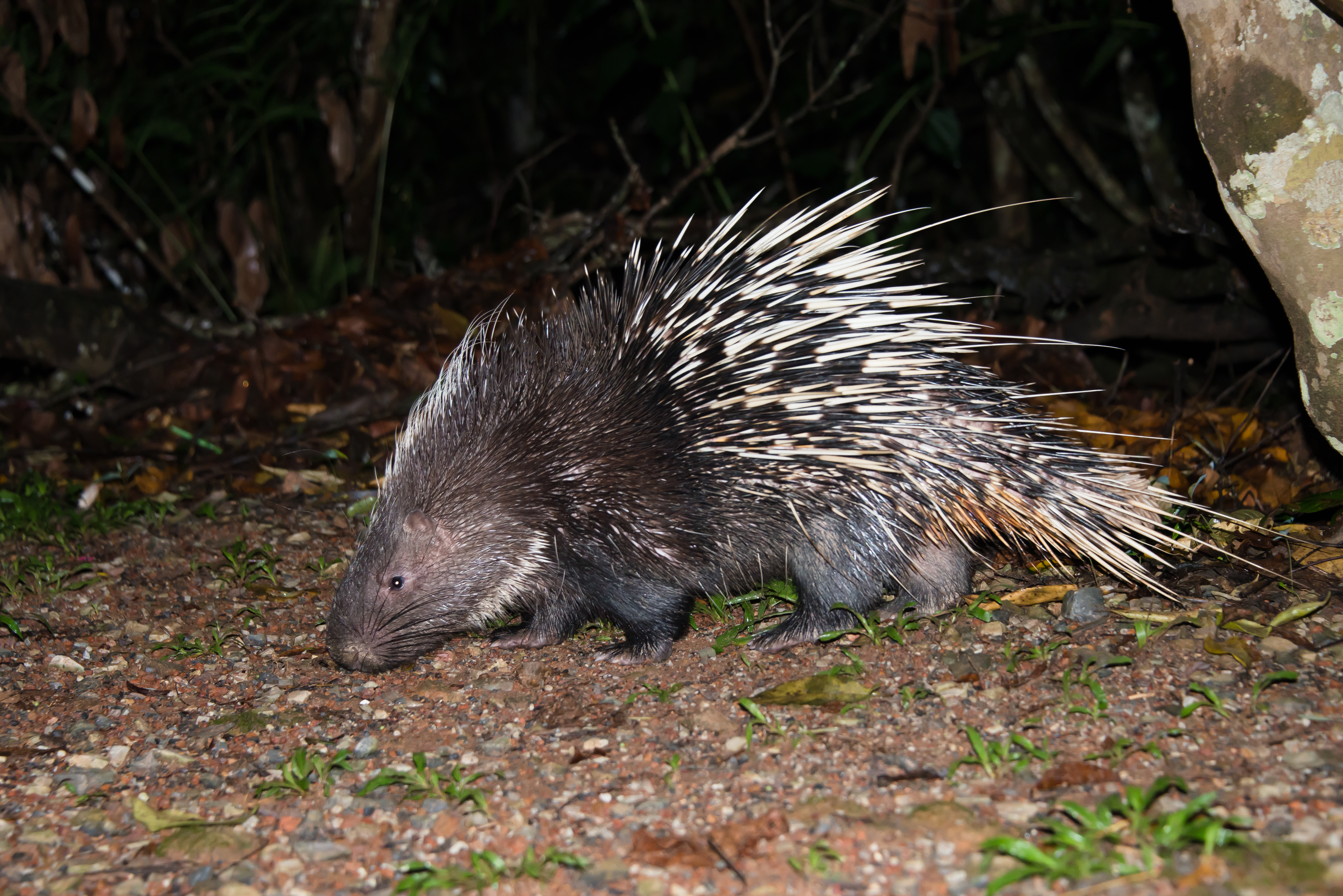
Porc-épic de Malaisie
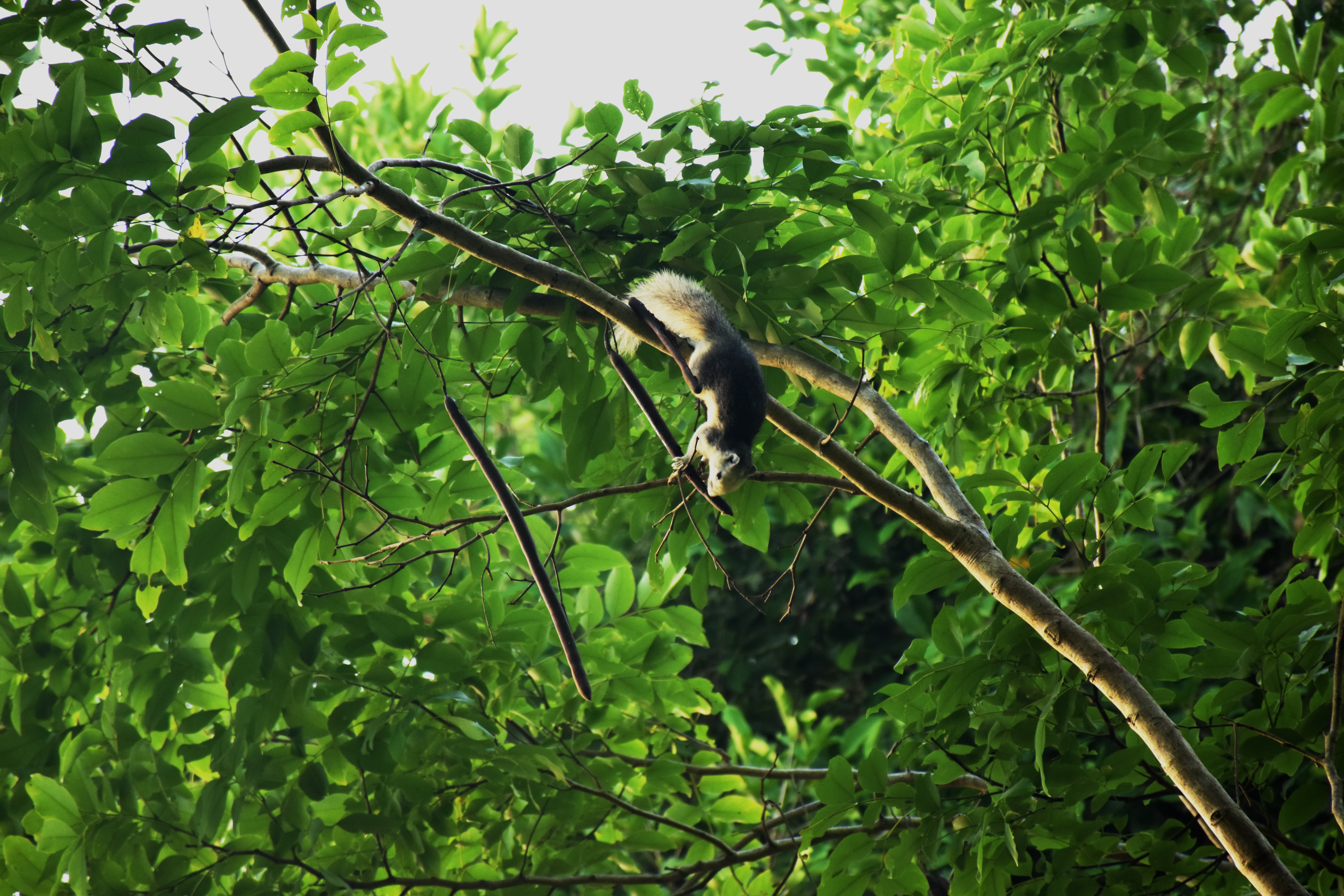
Écureuil de Finlayson
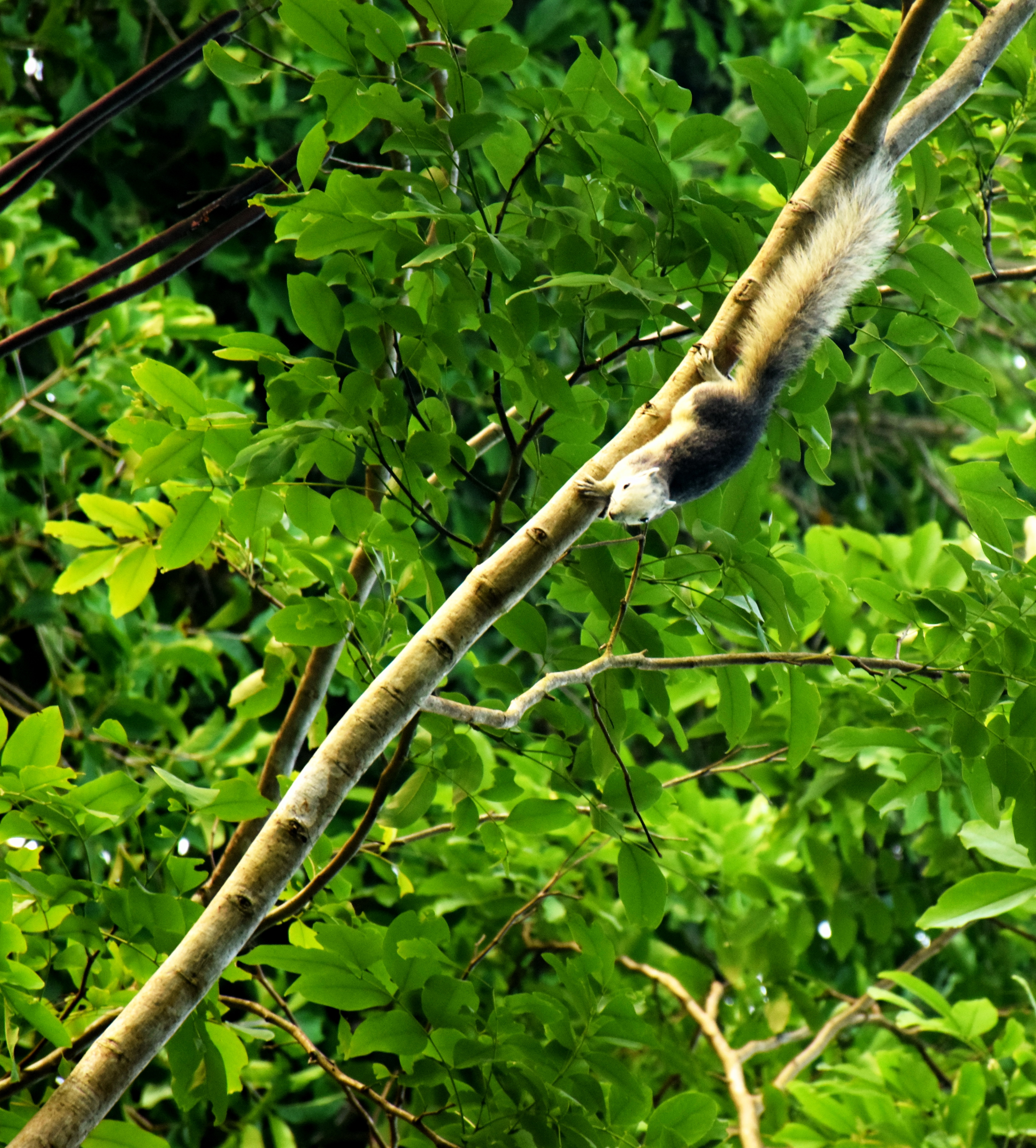
Écureuil de Finlayson
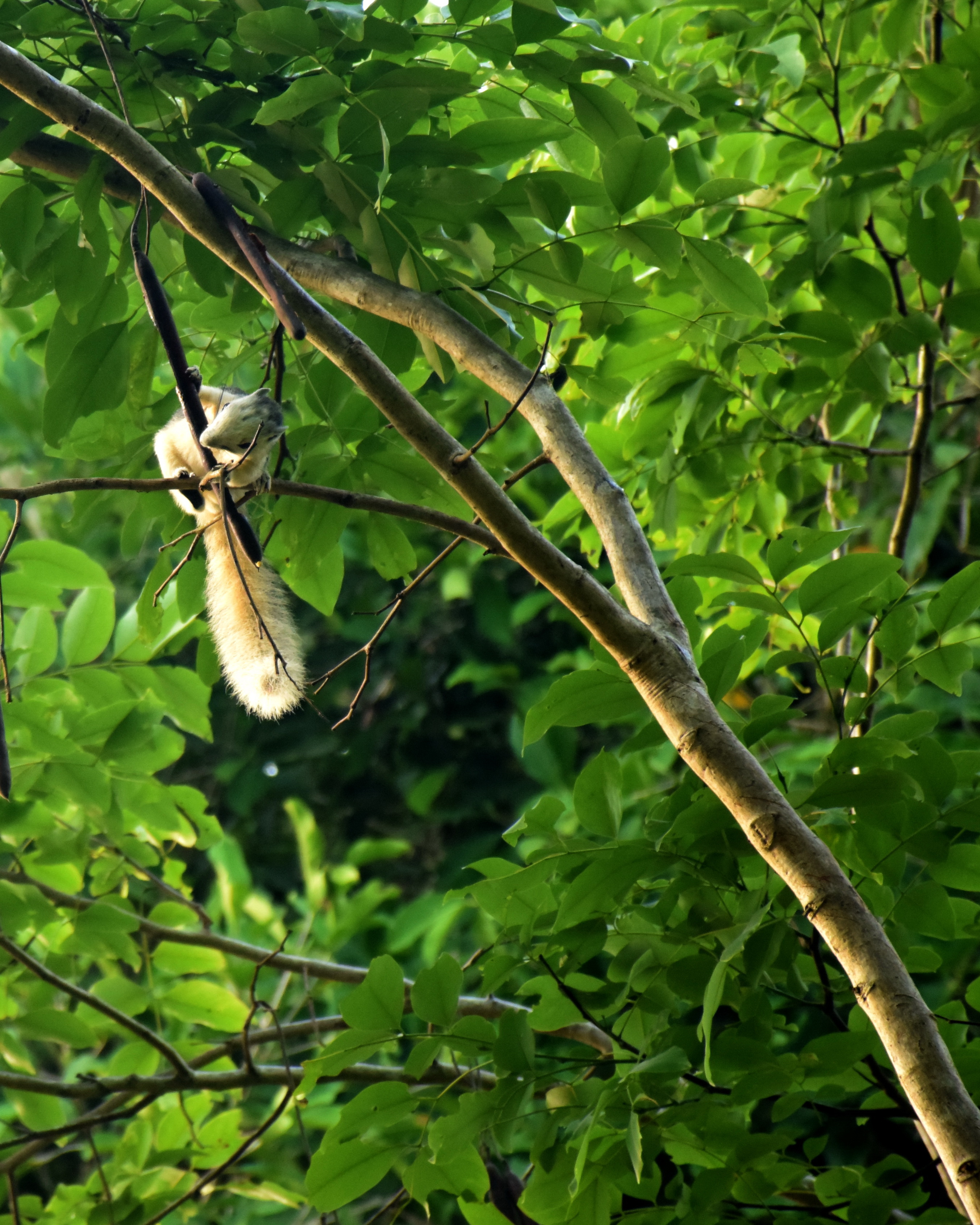
Écureuil de Finlayson

#### 1 espècede proboscidiens
- éléphants d'Asie[29],[30].

Une étude conduite entre janvier 2016 et mars 2017 estime la population des éléphants d'Asie dans le parc national de Khao Yai à environ 300 individus.

Proboscidiens : Éléphant d'Asie
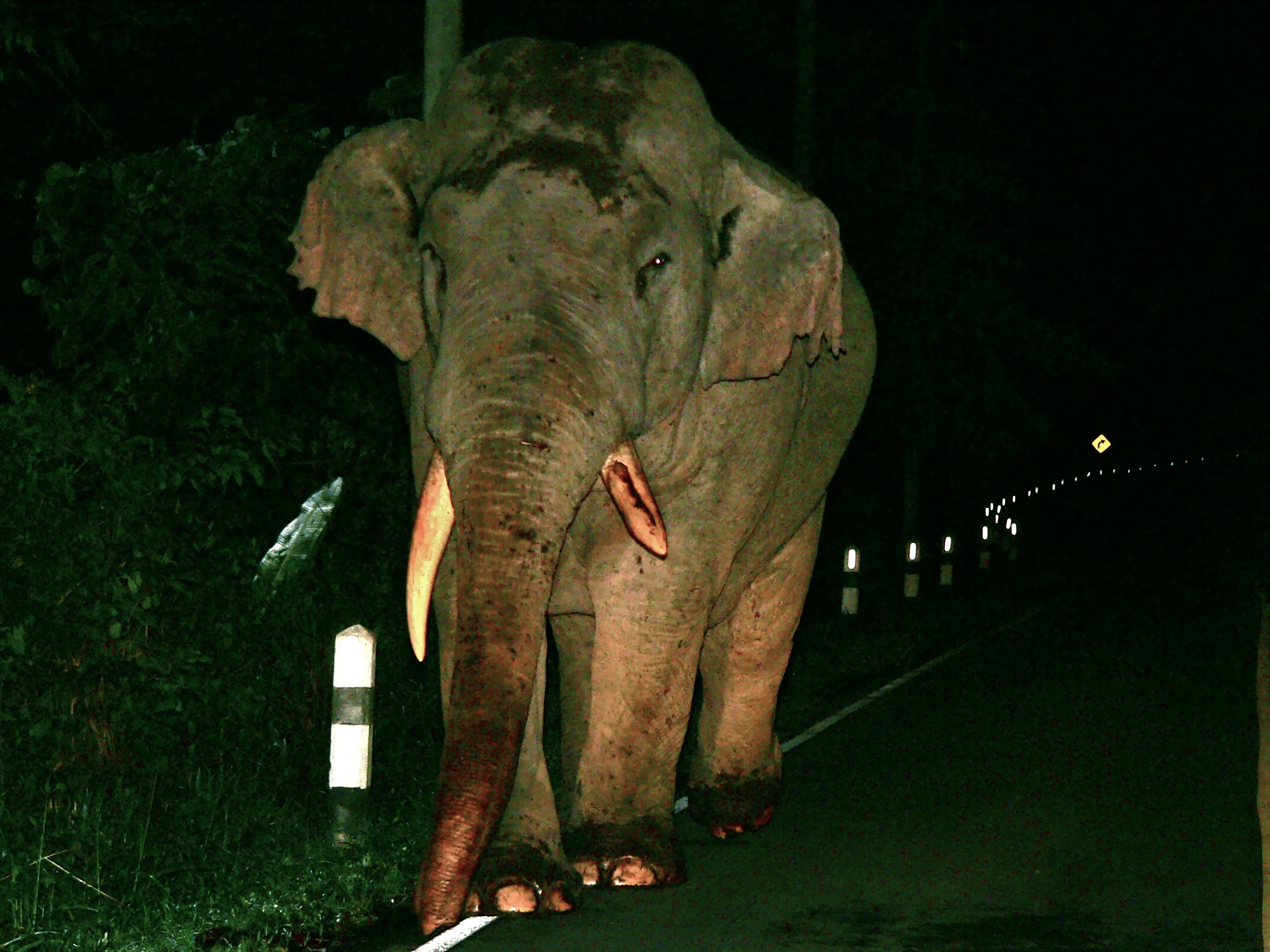
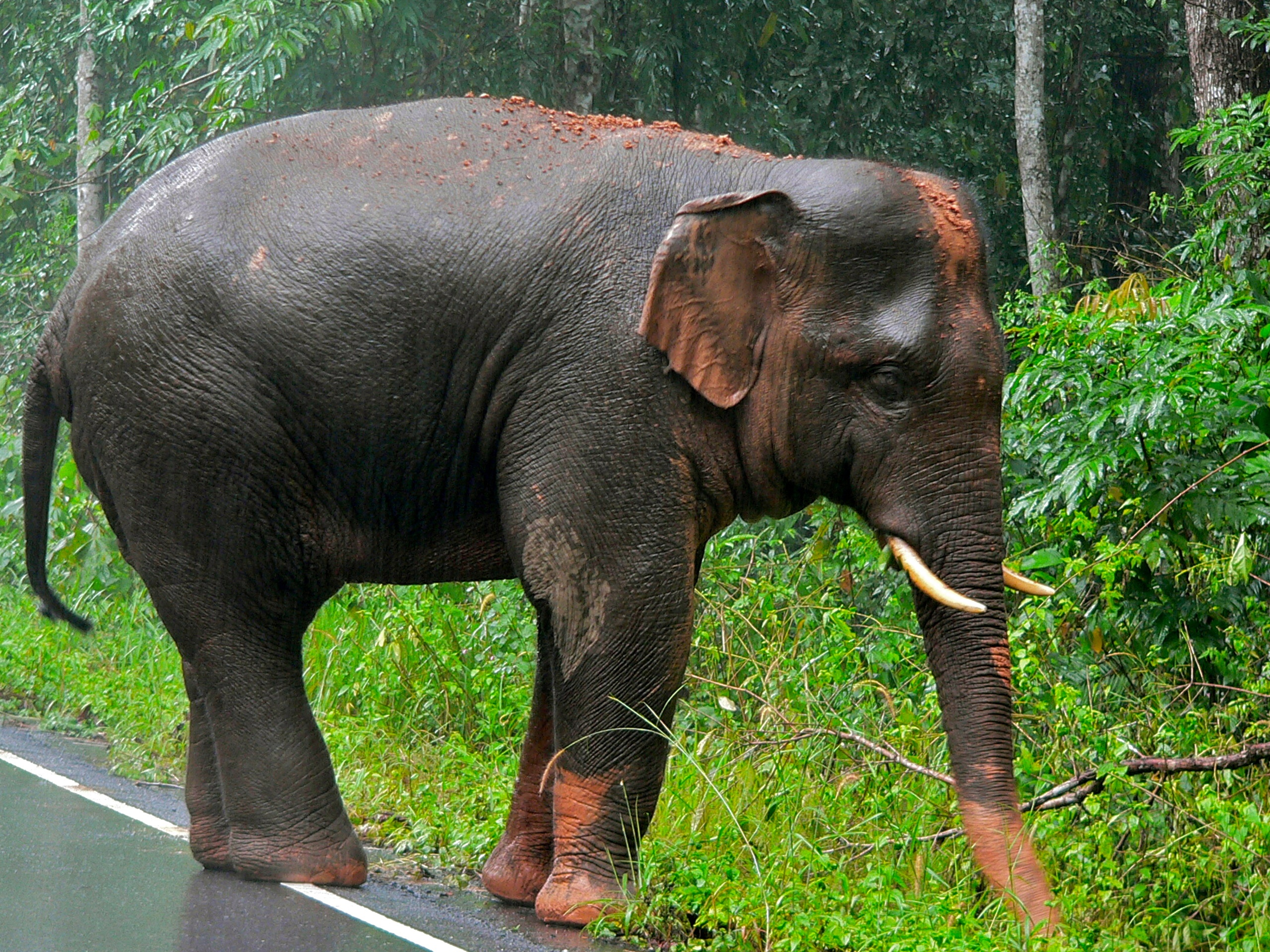
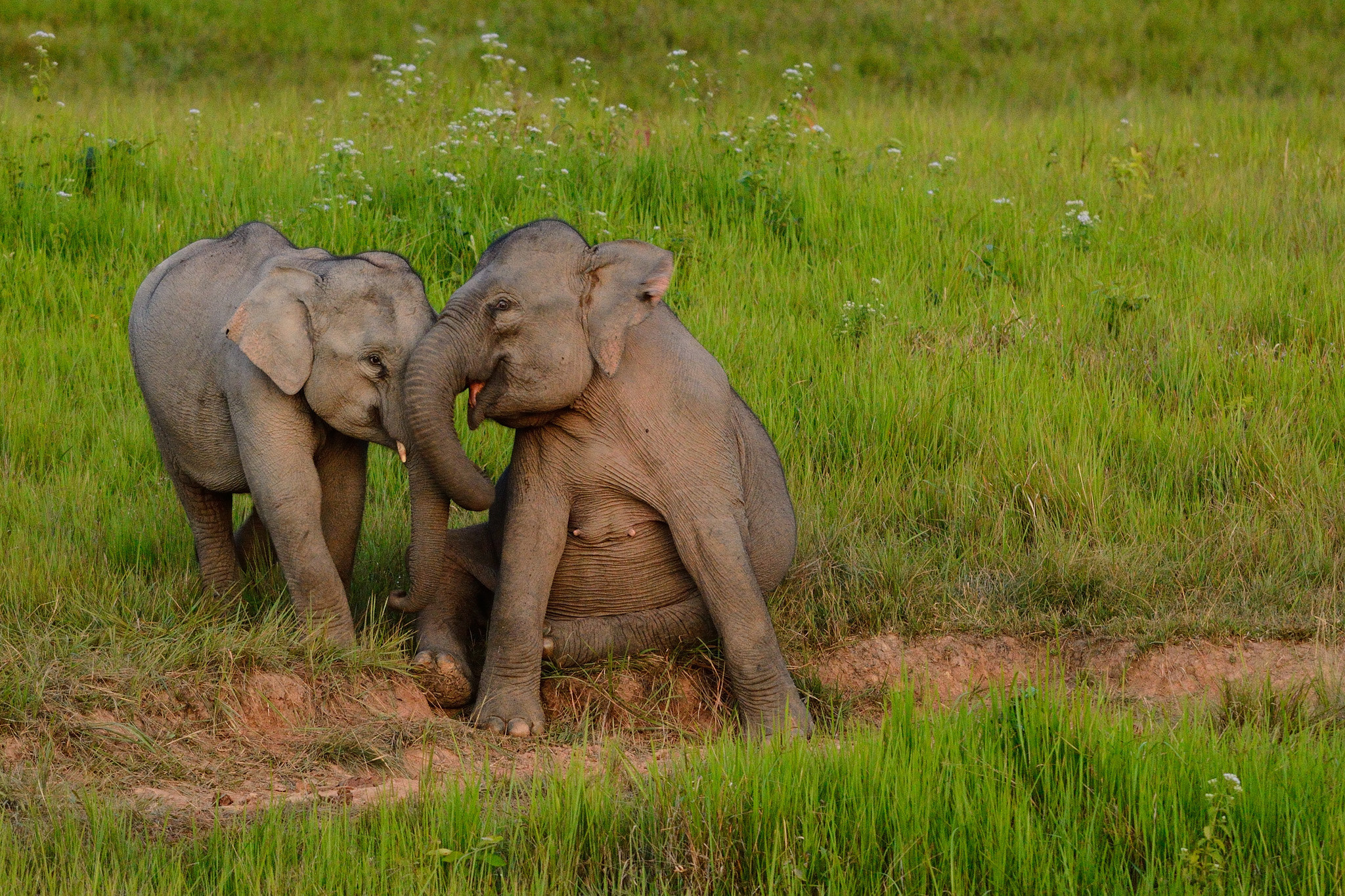
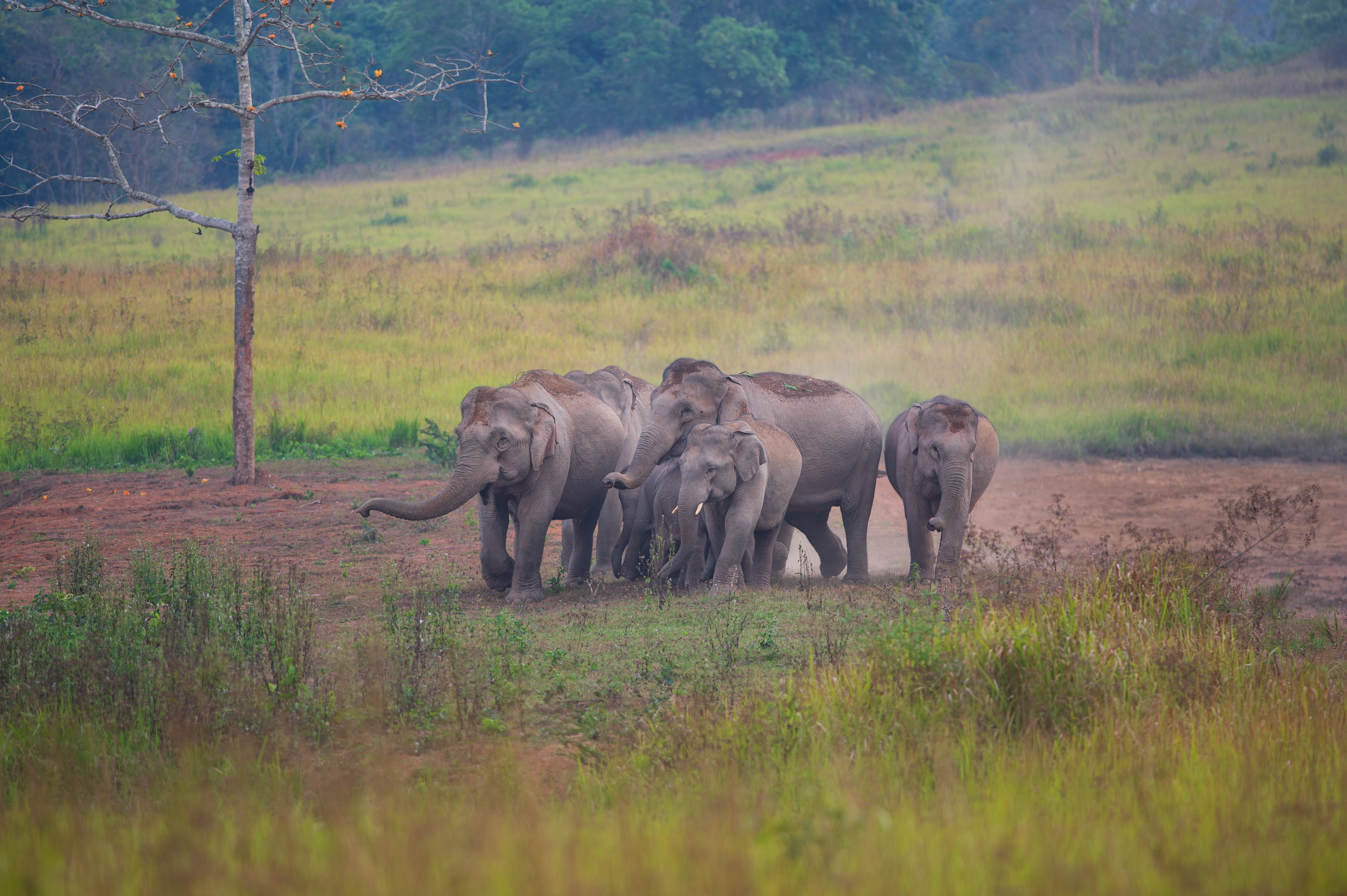
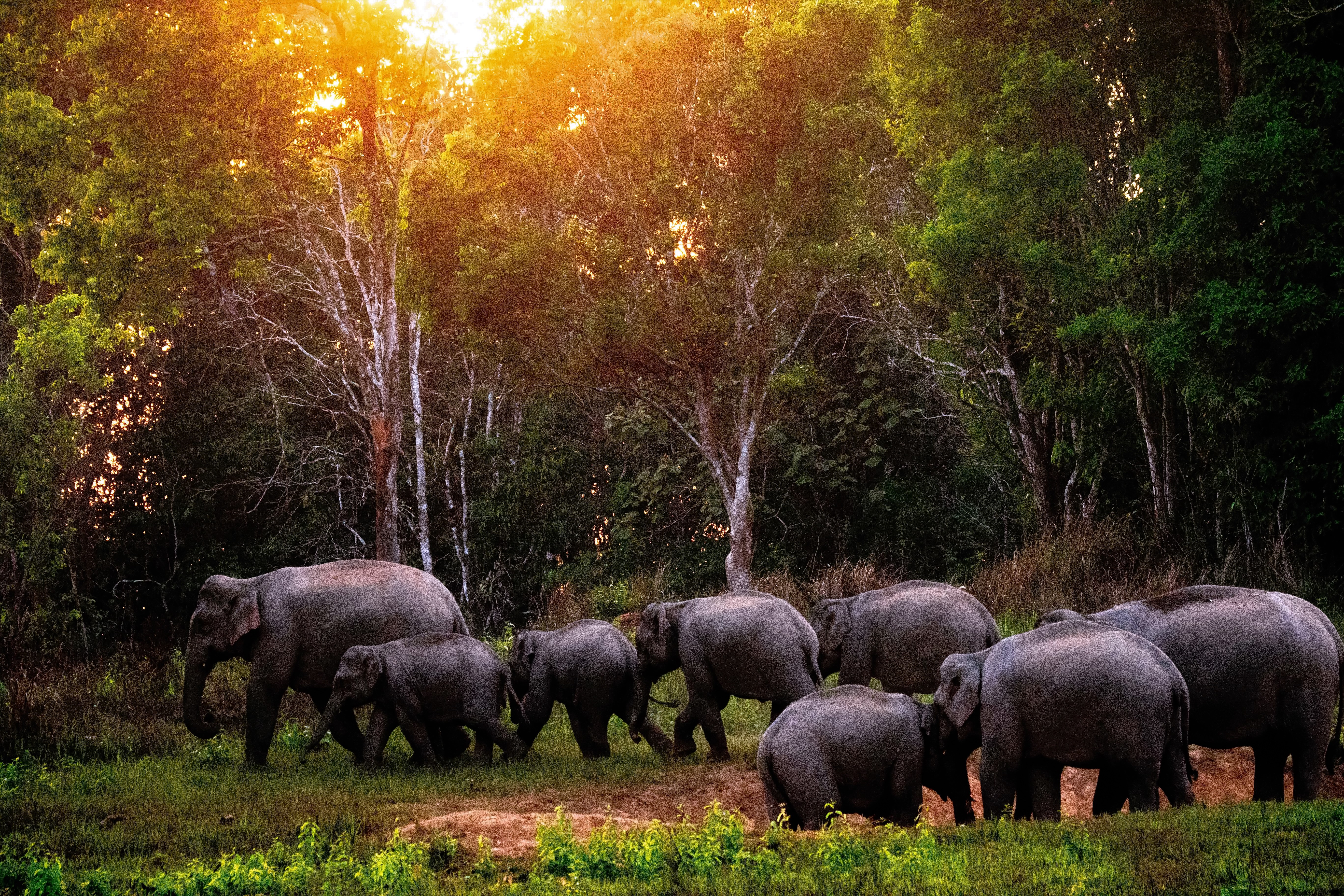

#### 5 espècesdiverses d'autres mammifères
- pangolins javanais ; petits gymnures Hylomys suillus ; musaraignes à dents blanches d'Horsfield ; lièvres du Siam (Lepus peguensis ou lièvre de Birmanie) et toupayes de Belanger.

#### 15 espècesde chiroptères
On peut voir des chauves-souris par millions. On estime par exemple que rien que dans la grotte aux chauves-souris de Khao Luk Chang (la montagne du bébé éléphant), située à 4,5 km de l'entrée nord du parc national de Khao Yai, vivent entre 1 et 3 millions de chiroptères Chaerephon plicata.
Les espèces actuellement présentes sont :
cynopterus sphinx, petits éonyctères, chauves-souris des tombeaux, 4 espèces de rhinolophes ou chauves-souris fer à cheval (Rhinolophus malayanus, Rhinolophus affinis, Rhinolophus pearsoni et Rhinolophus pearsoni), 4 espèces d'hipposideros (Hipposideros bicolor, Hipposideros diadema, Hipposideros armiger et Hipposideros larvatus), Chaerephon plicta, grand macroglosse, rousette de Lechenault (Rousettus leschenaulti) et petits faux vampires.

Chauves-souris
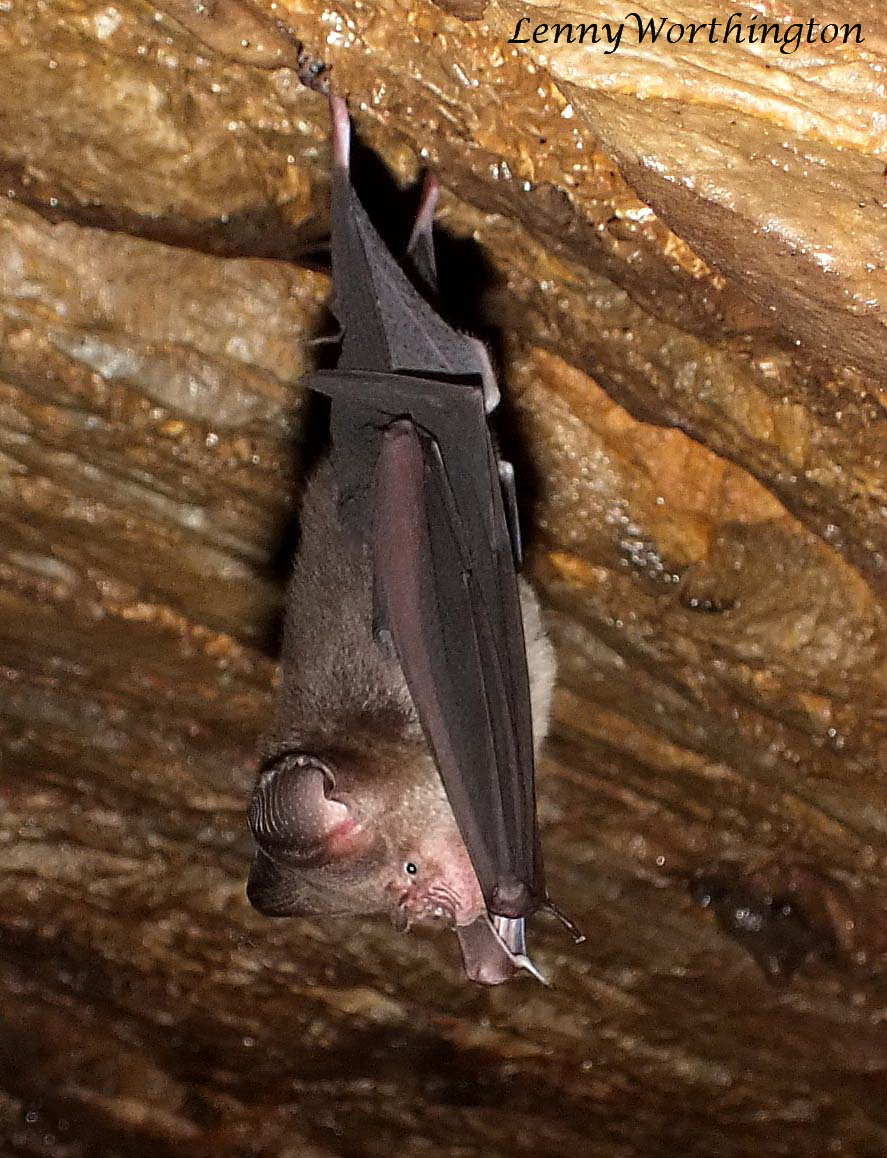
Hipposideros diadema
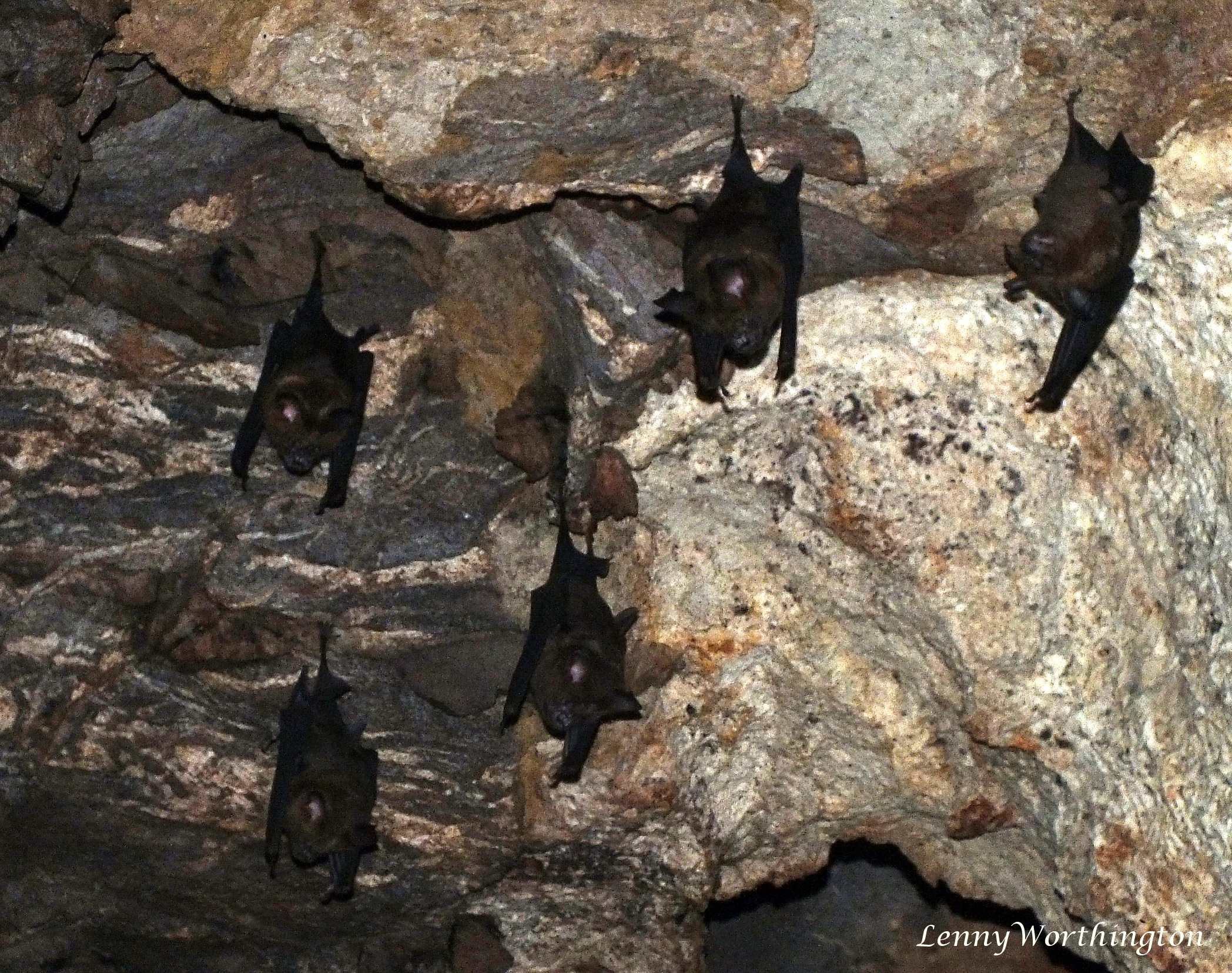
Hipposideros diadema

### Près de400 espècesd'oiseaux
On peut observer des centaines d'espèces d'oiseaux souvent très colorés et aux chants très variés ; certains de ces oiseaux sont présents toute l'année à Khao Yai ; d'autres sont des oiseaux migrateurs qui ne sont que de passage pendant quelques jours ou quelques semaines.

#### Plus de 100 oiseaux passereaux
il y a plus d'une centaine d'espèces de passereaux, souvent de taille petite ou moyenne et souvent oiseaux chanteurs :
- 4 espèces d'eurylaimes : eurylaime coridon, eurylaime de Horsfield et eurylaime psittacin... ;
- 4 espèces de brèves : brève à capuchon et brève bleue... ;
- 2 espèces de verdins : verdin à tête jaune et verdin à front d'or ;
- 13 espèces de bulbuls : bulbul à huppe noire, bulbul à tête noire, bulbul aux yeux gris, bulbul de Charlotte, bulbul de Finlayson, bulbul orphée et bulbul pâle... ;
- 19 espèces de pouillots : pouillot boréal et pouillot de Schwarz... ;

Oiseaux passereaux (début)
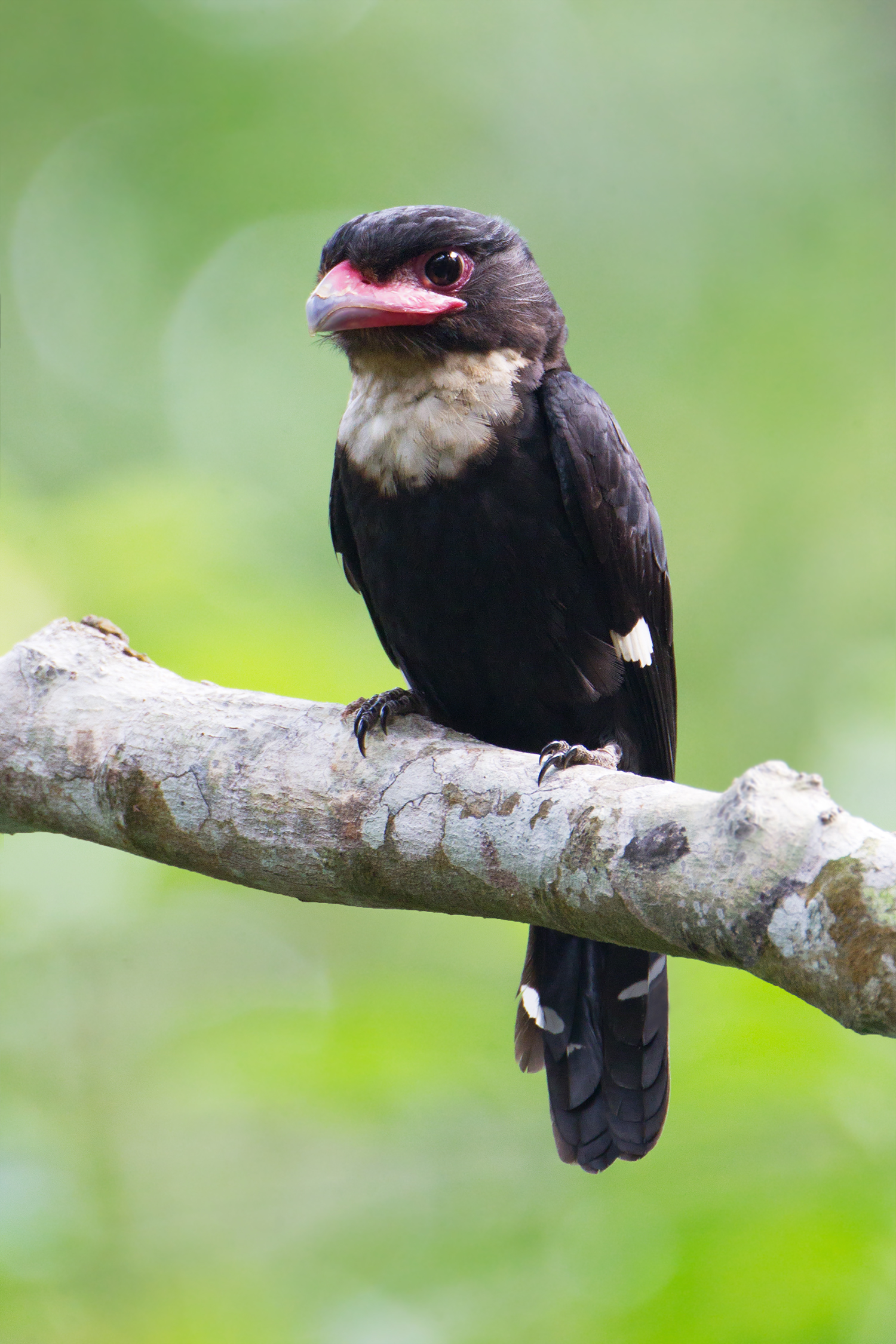
Eurylaime coridon
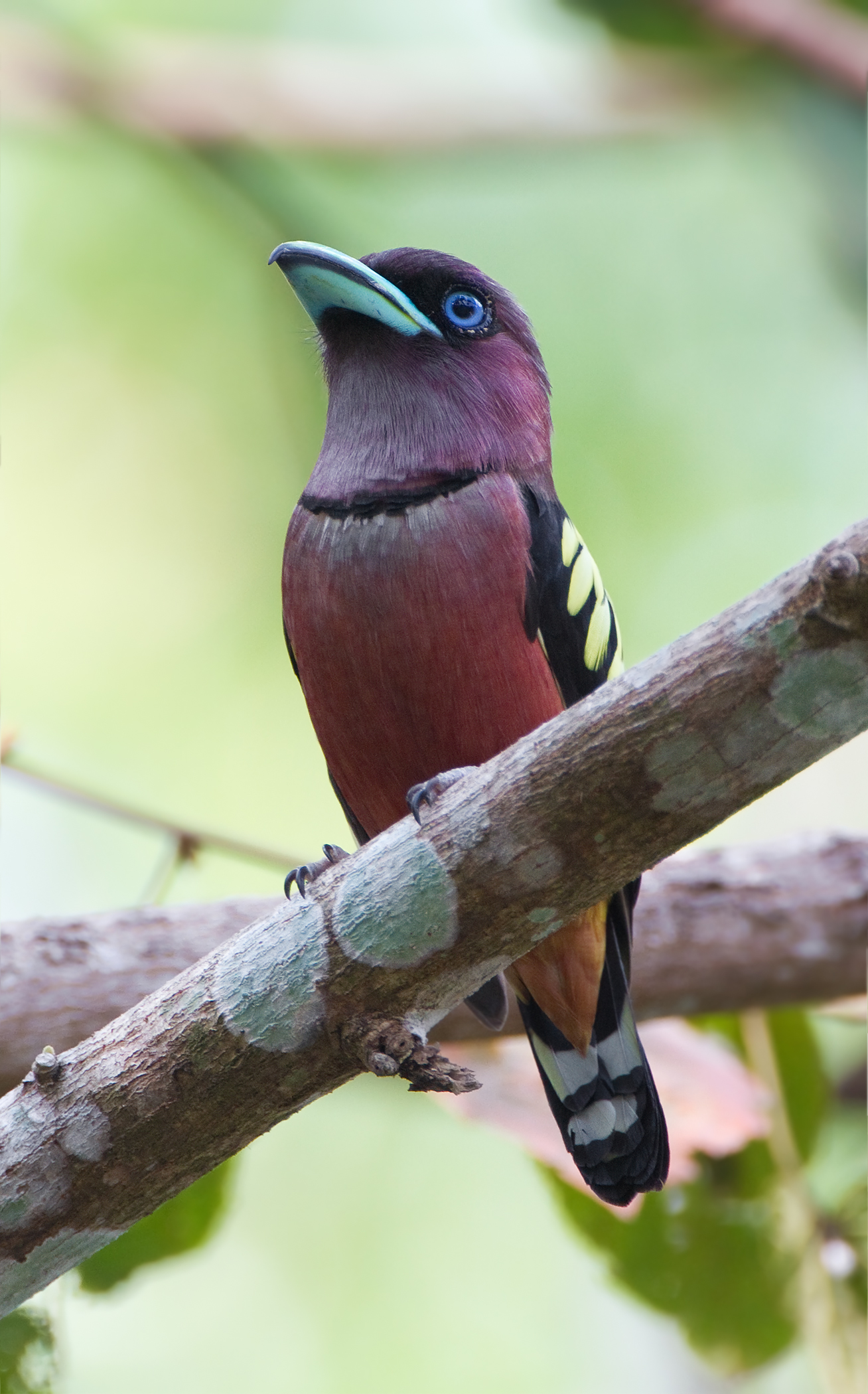
Eurylaime de Horsfield
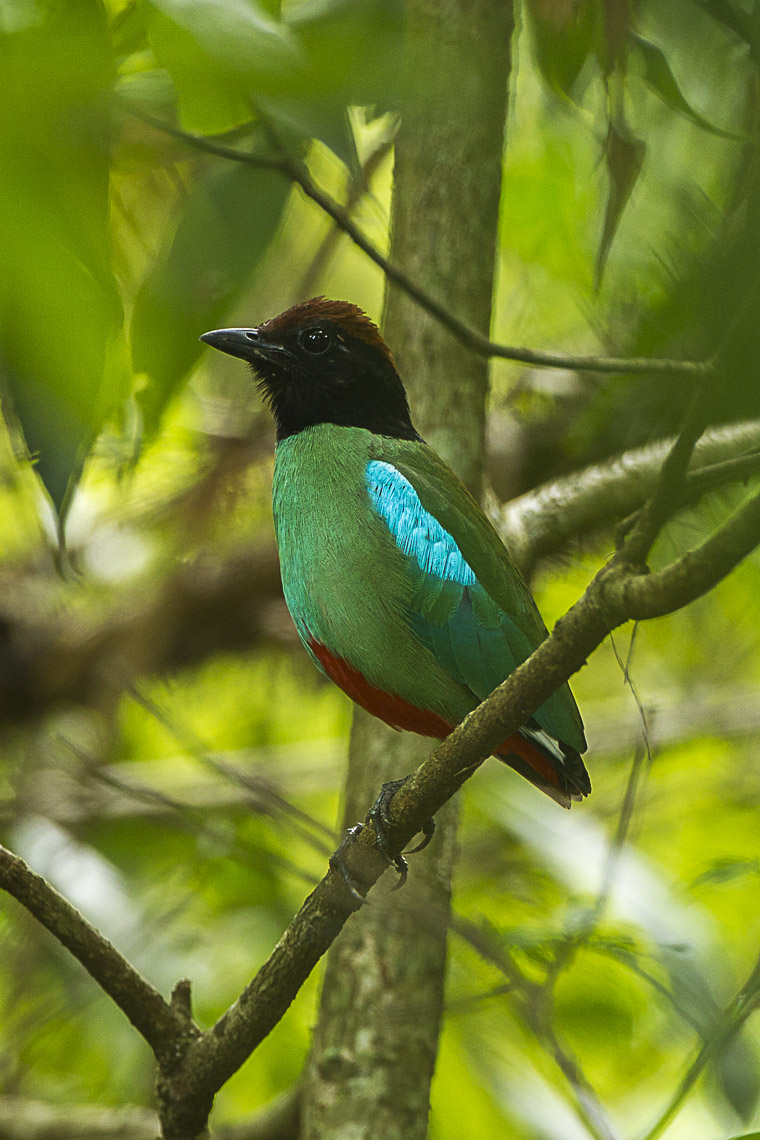
Brève à capuchon
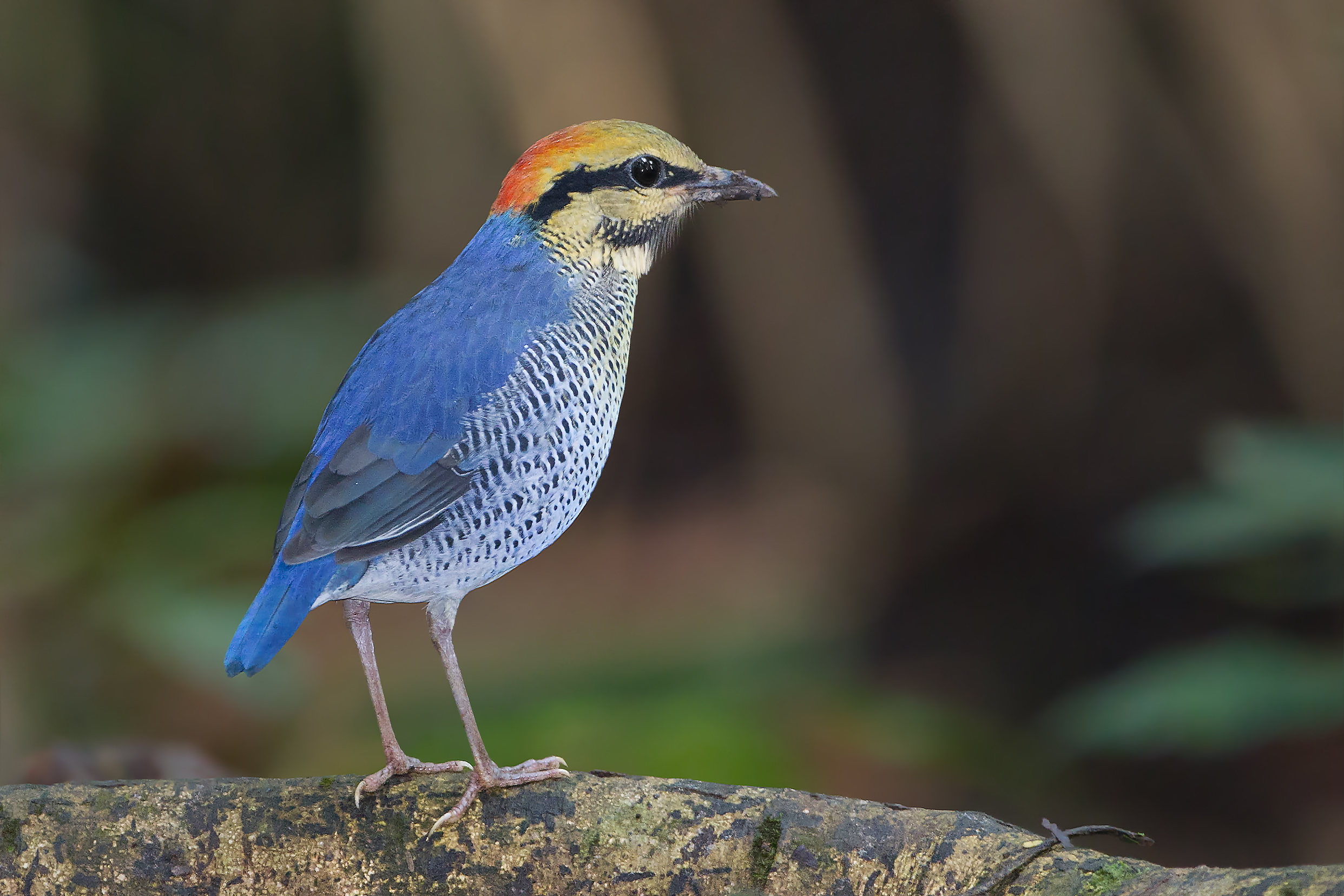
Brève bleue
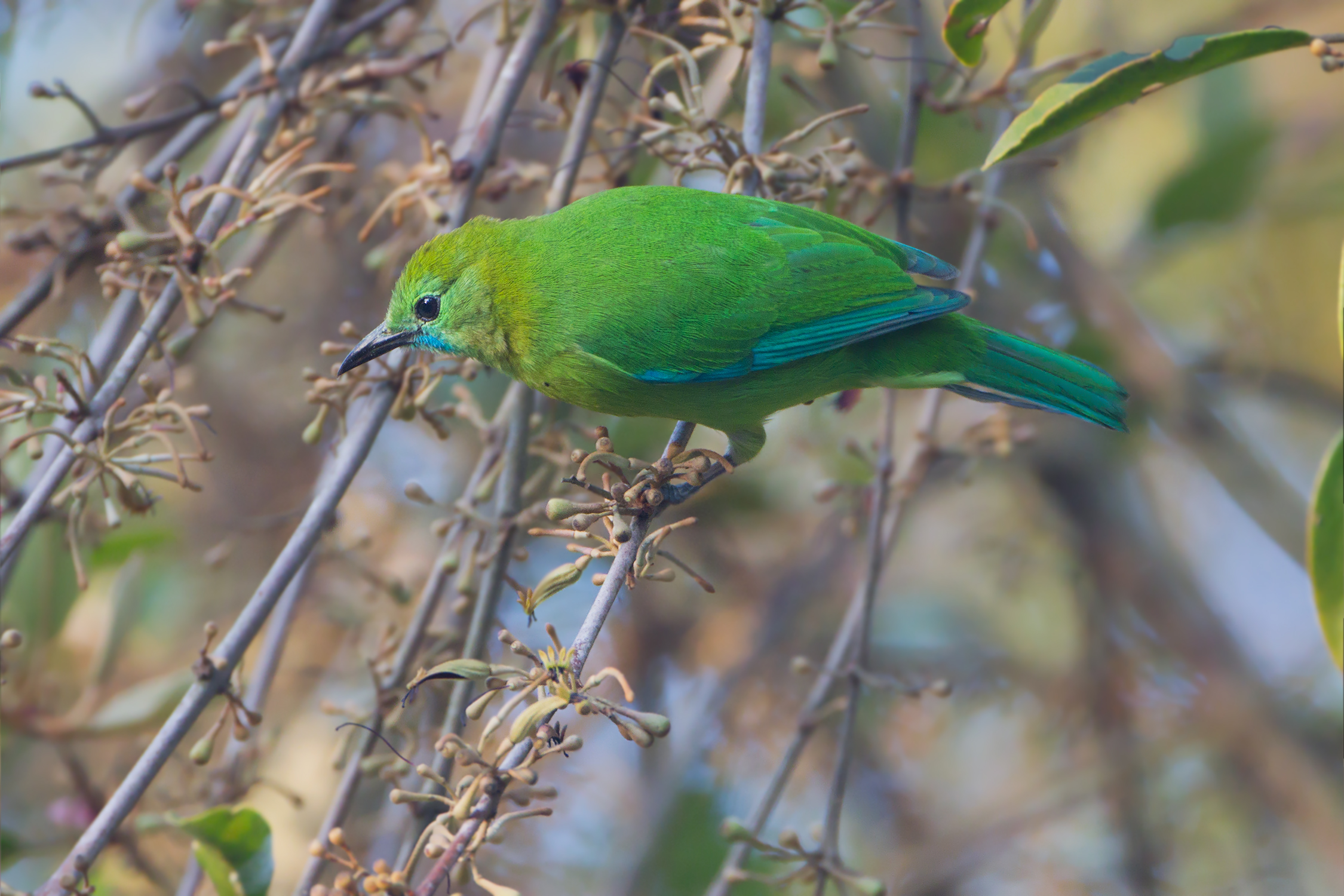
Verdin à tête jaune
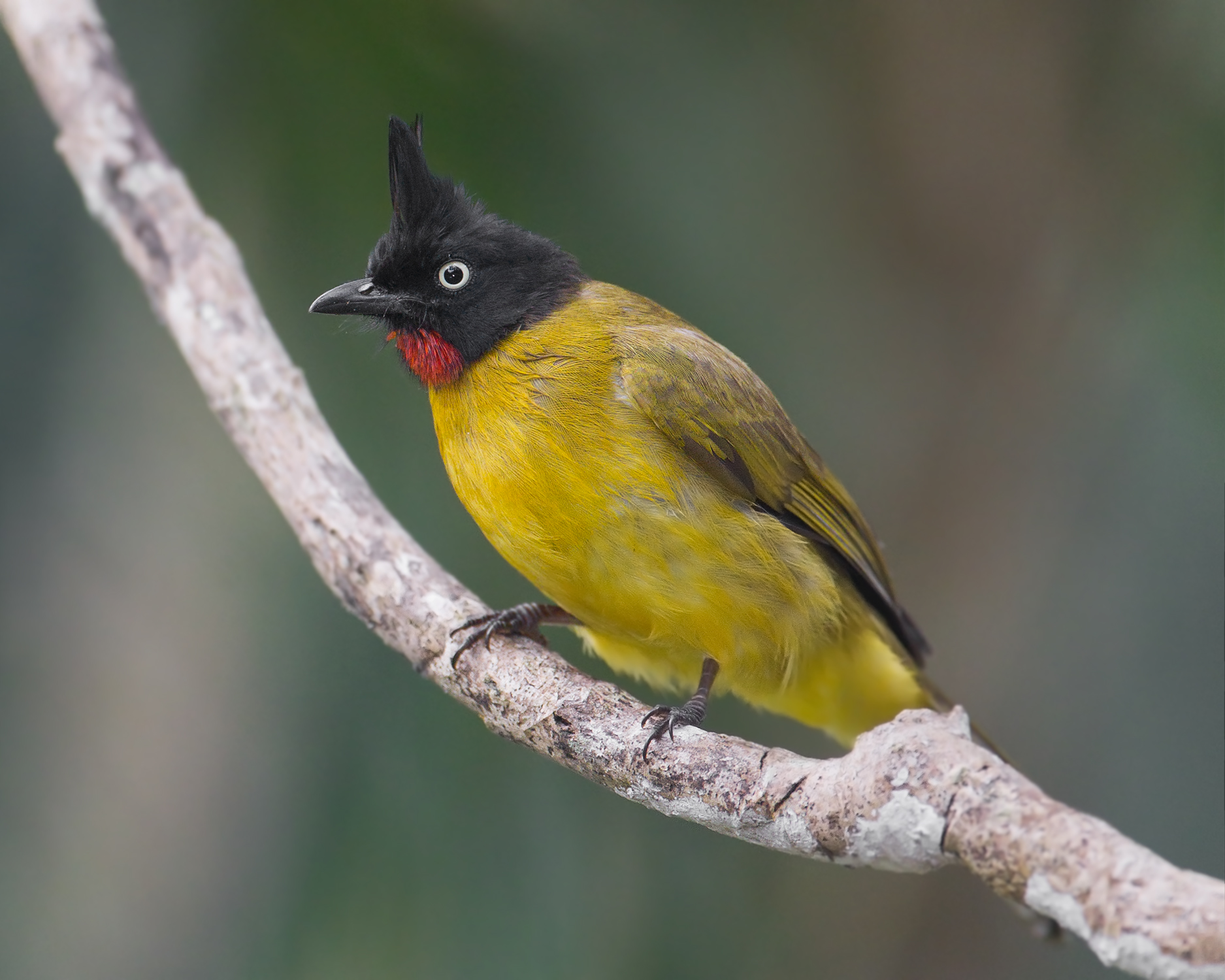
Bulbul à huppe noire
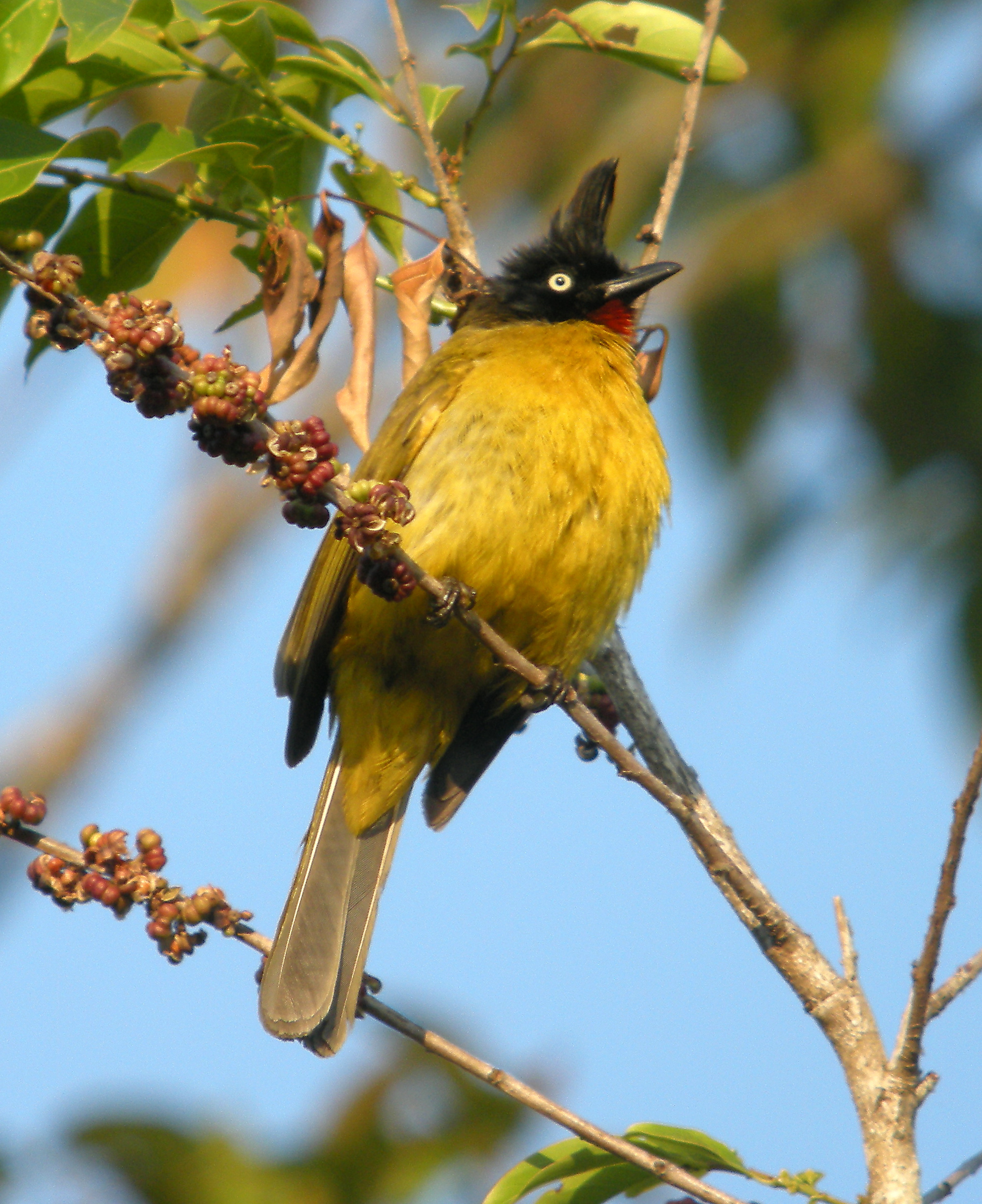
Bulbul à tête noire
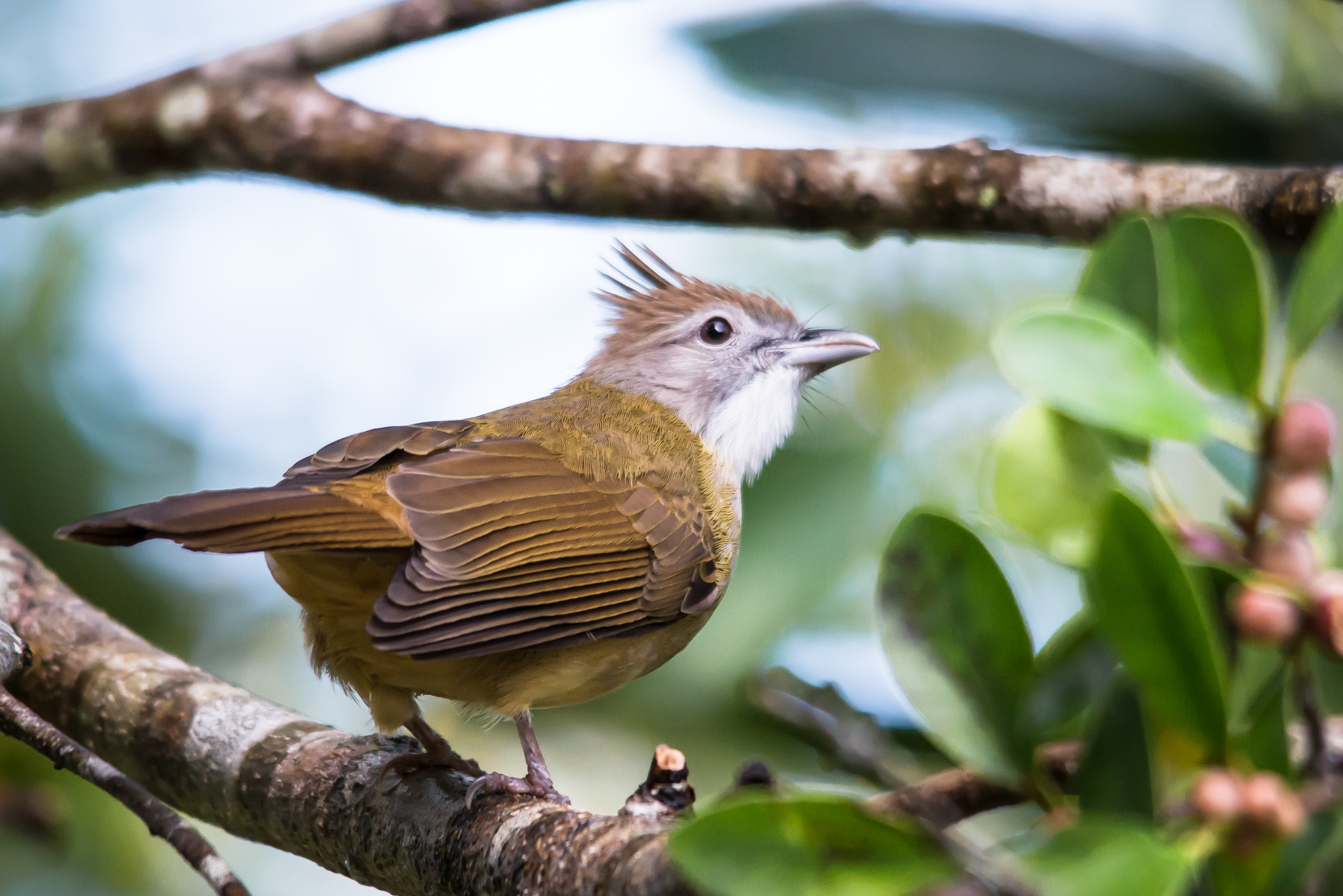
Bulbul aux yeux gris
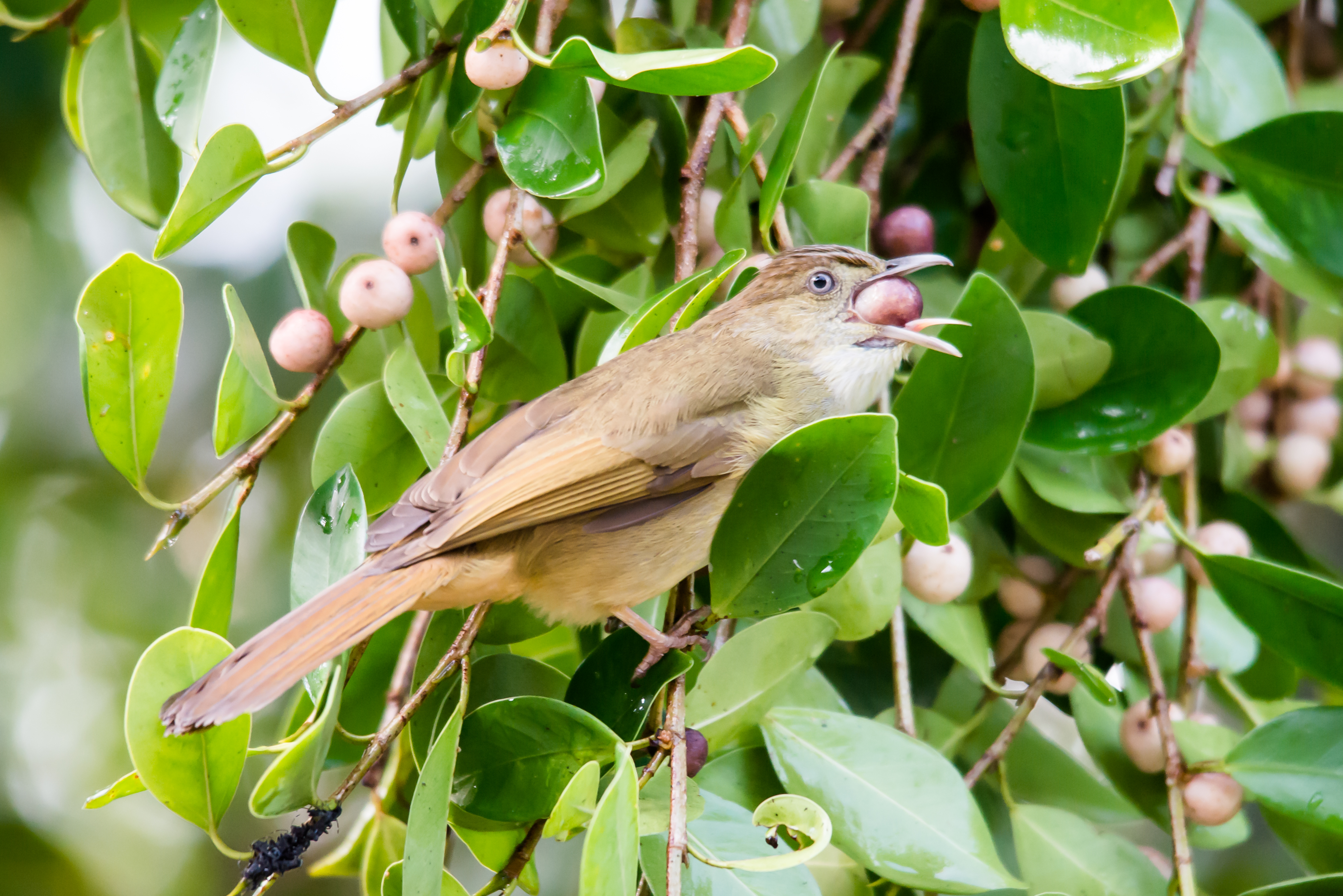
Bulbul de Charlotte
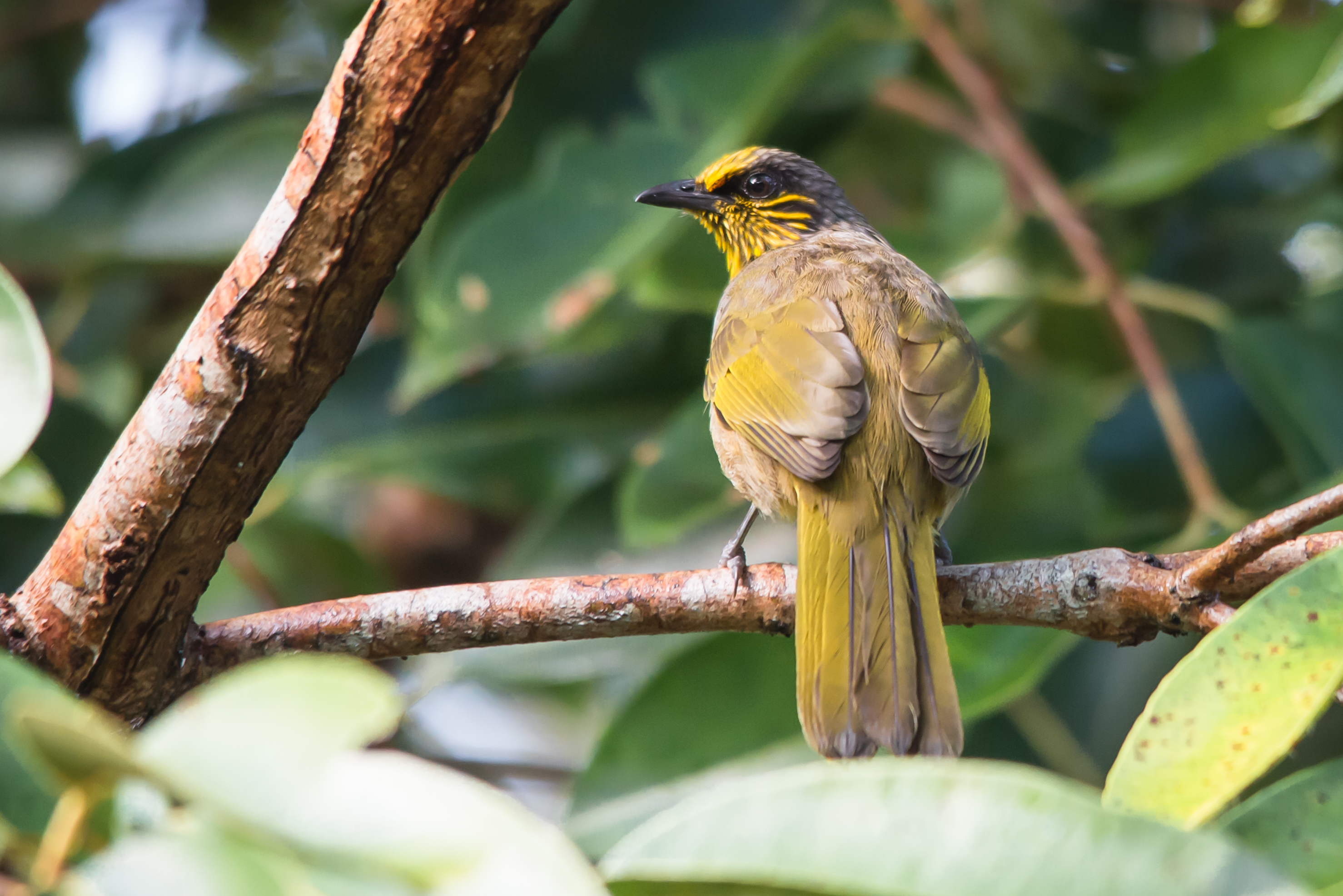
Bulbul de Finlayson
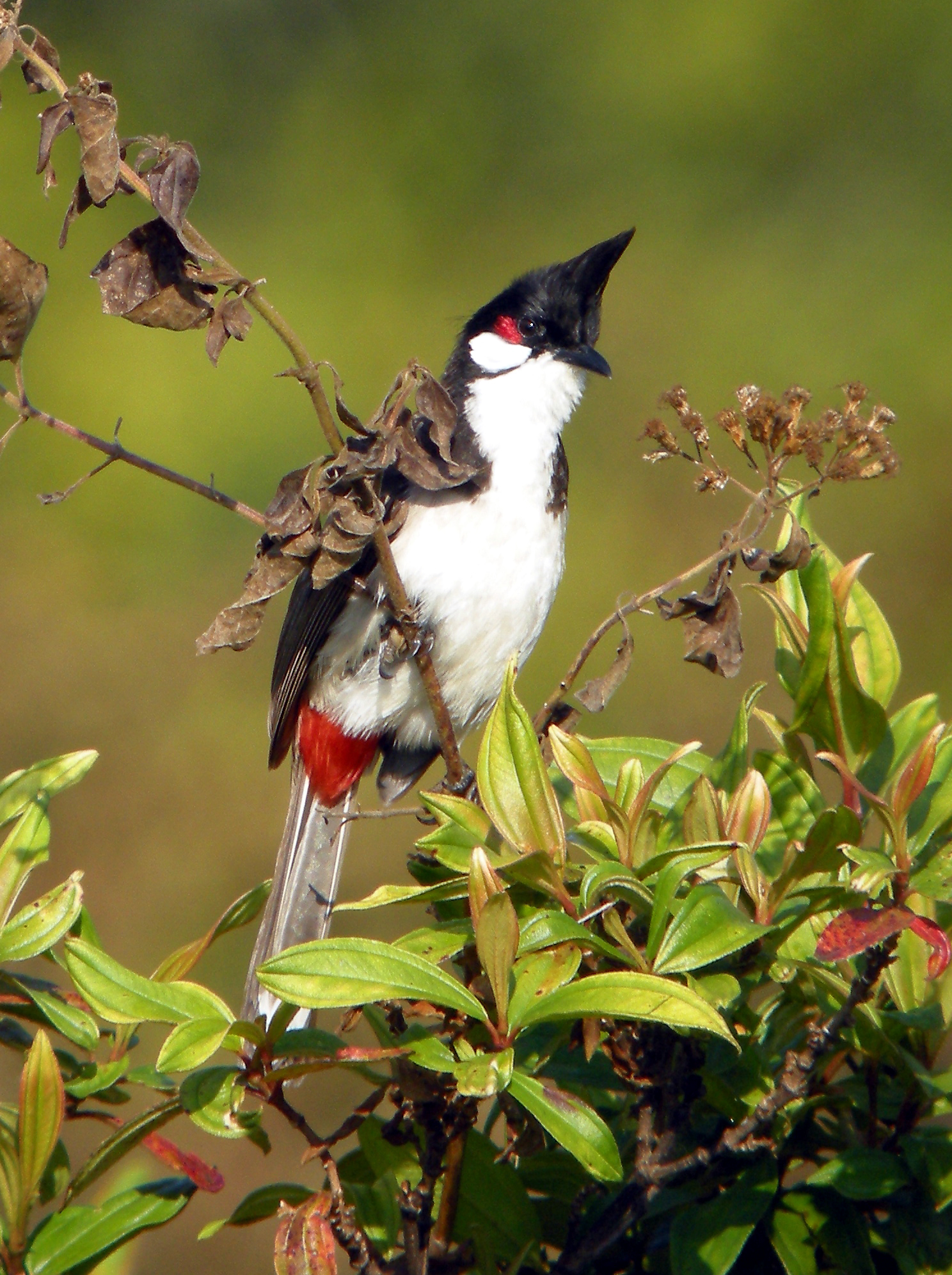
Bulbul orphée
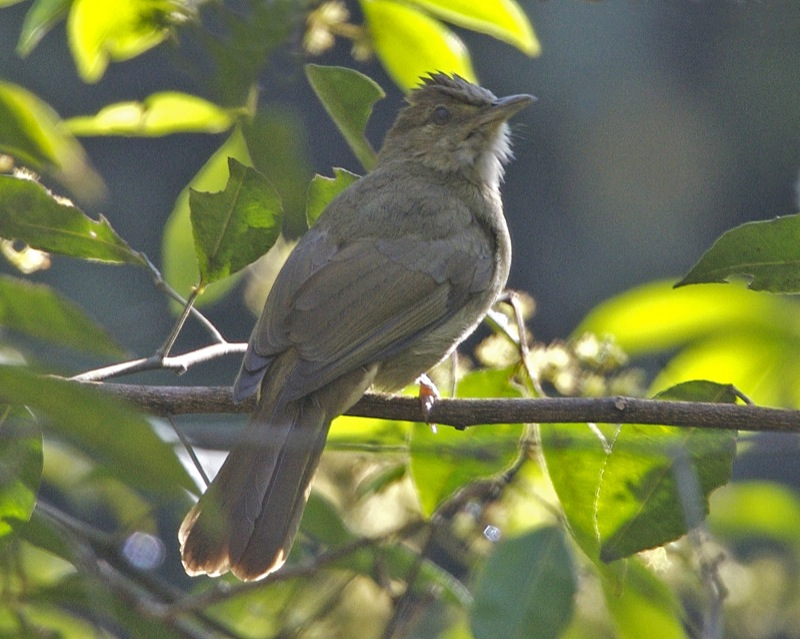
Bulbul pâle
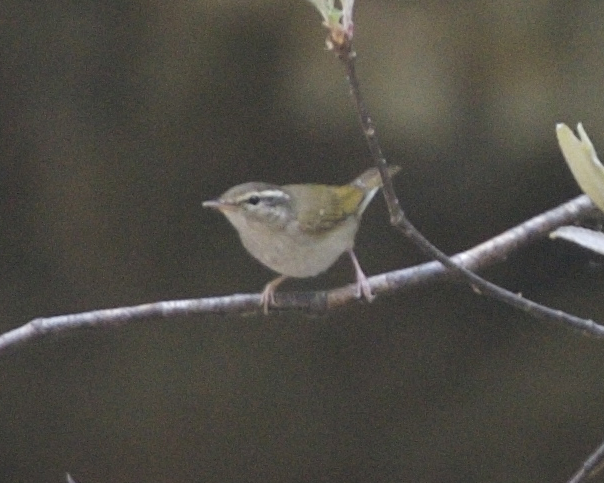
Pouillot boréal femelle
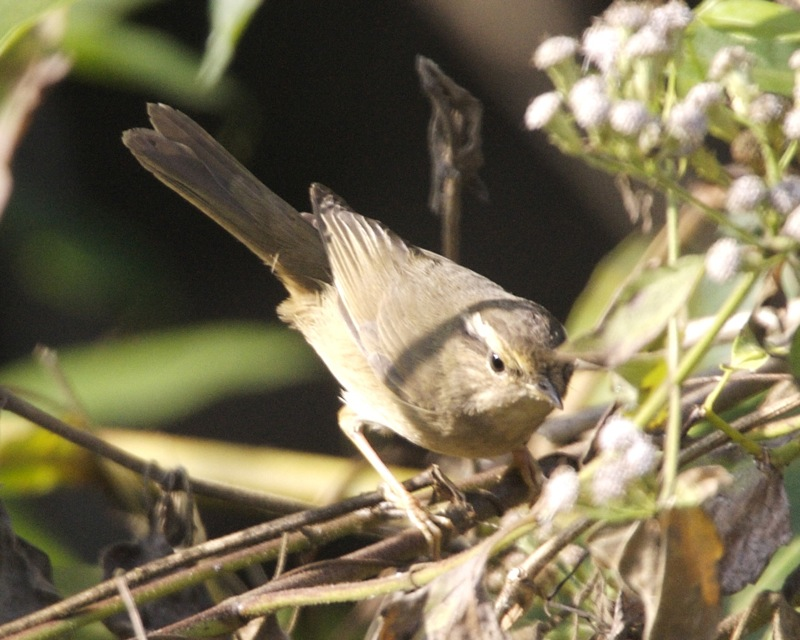
Pouillot de Schwarz

- - 36 espèces de "preneurs de mouches" : gobemouche brun, gobemouche de Hainan et gobemouche mugimaki ; rossignol bleu et rossignol siffleur, shama à croupion blanc (ou merle shama)... ;
  - et aussi d'autres espèces diverses : corbeau à gros bec ; couturière à longue queue ; dicée cul d'or ; drongo à raquettes ; minivet à croupion brun ; monticole à gorge blanche et monticole merle-bleu ; irène vierge ; pirolle verte ; tchitrec azuré (gobemouche monarque azuré) ; timalie à calotte rousse (ou timalie coiffée) et timalie à poitrine tachetée (akalat à poitrine tachetée) etc.

Oiseaux passereaux (fin)
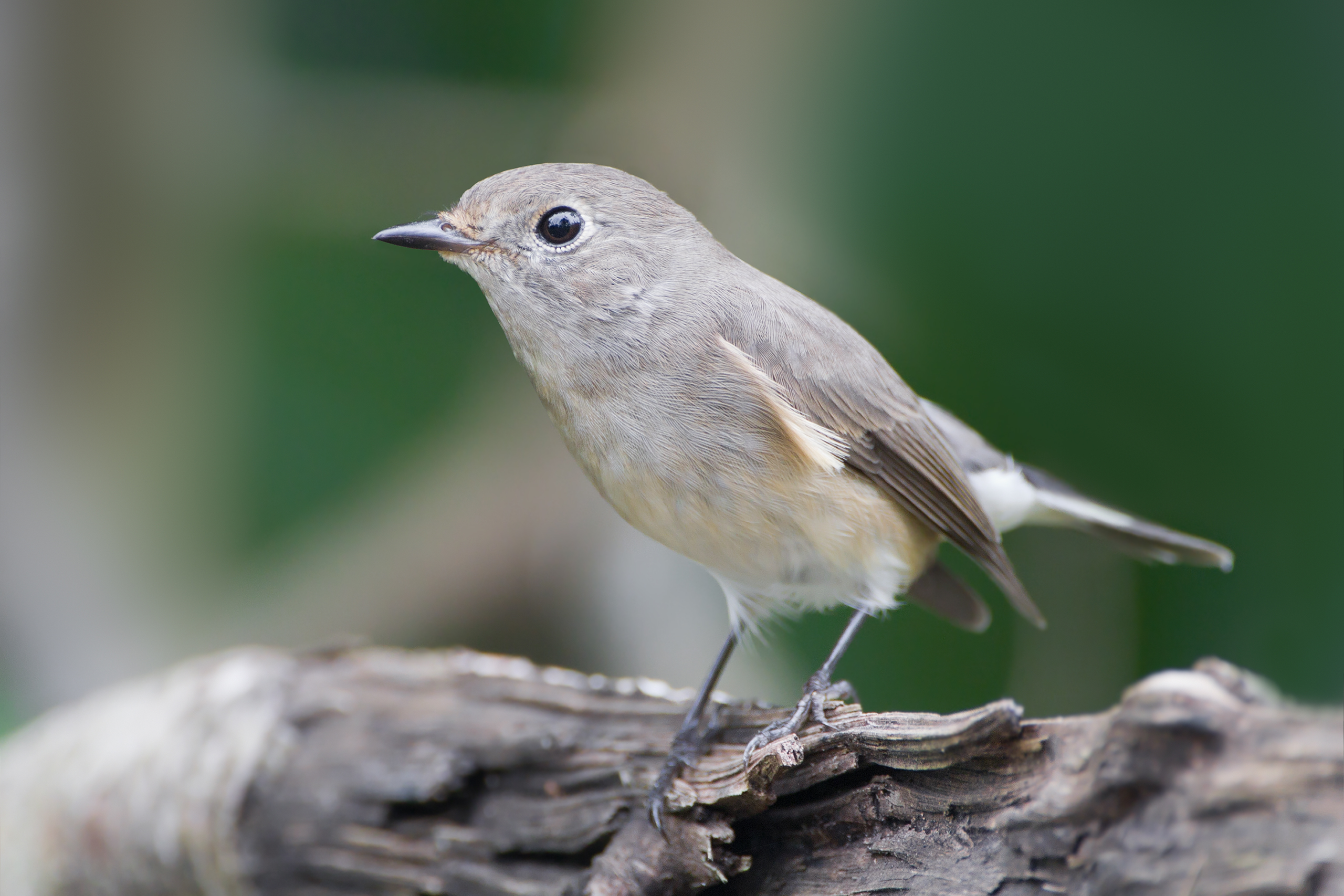
Gobemouche brun
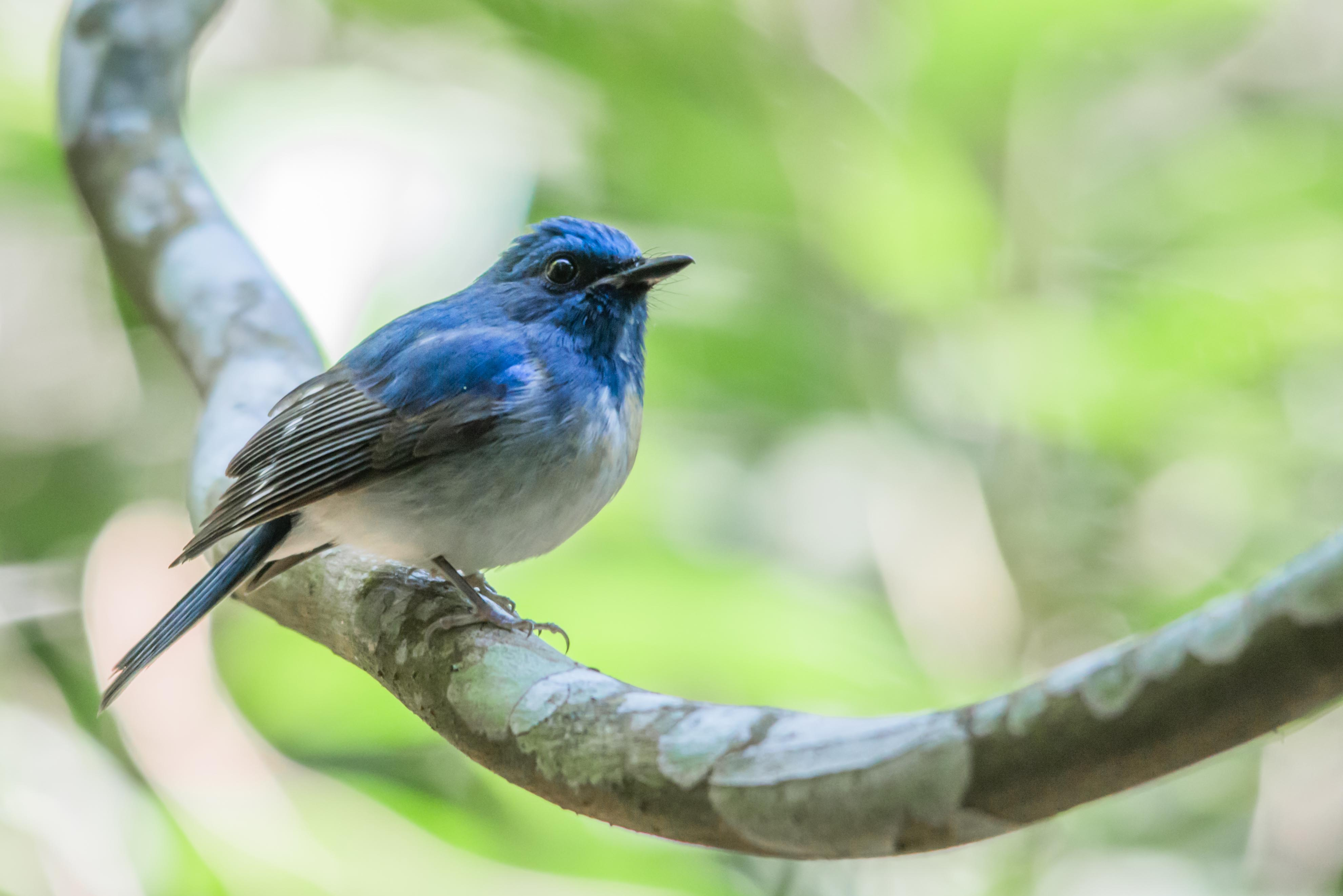
Gobemouche de Hainan
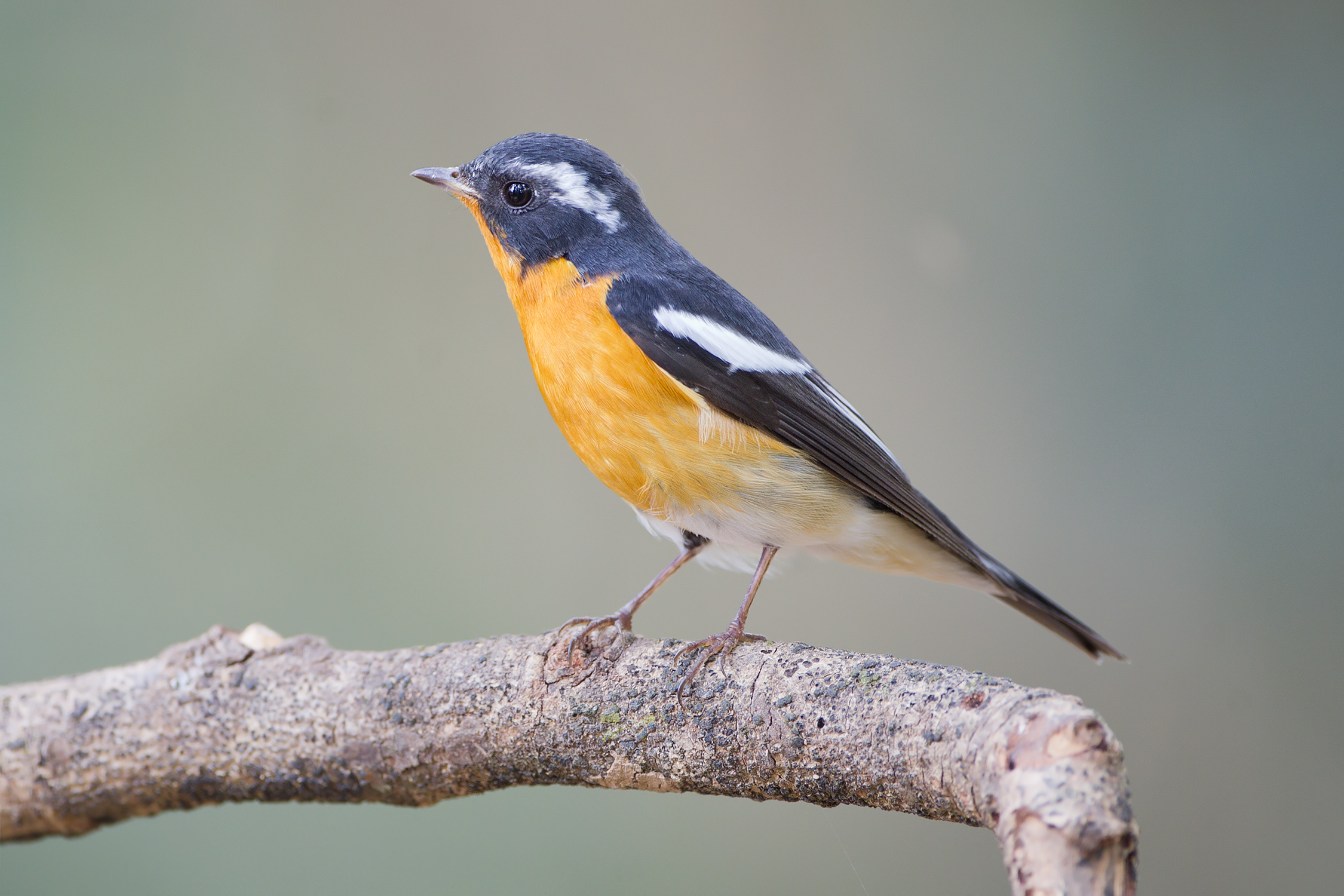
Gobe-mouche mugimaki
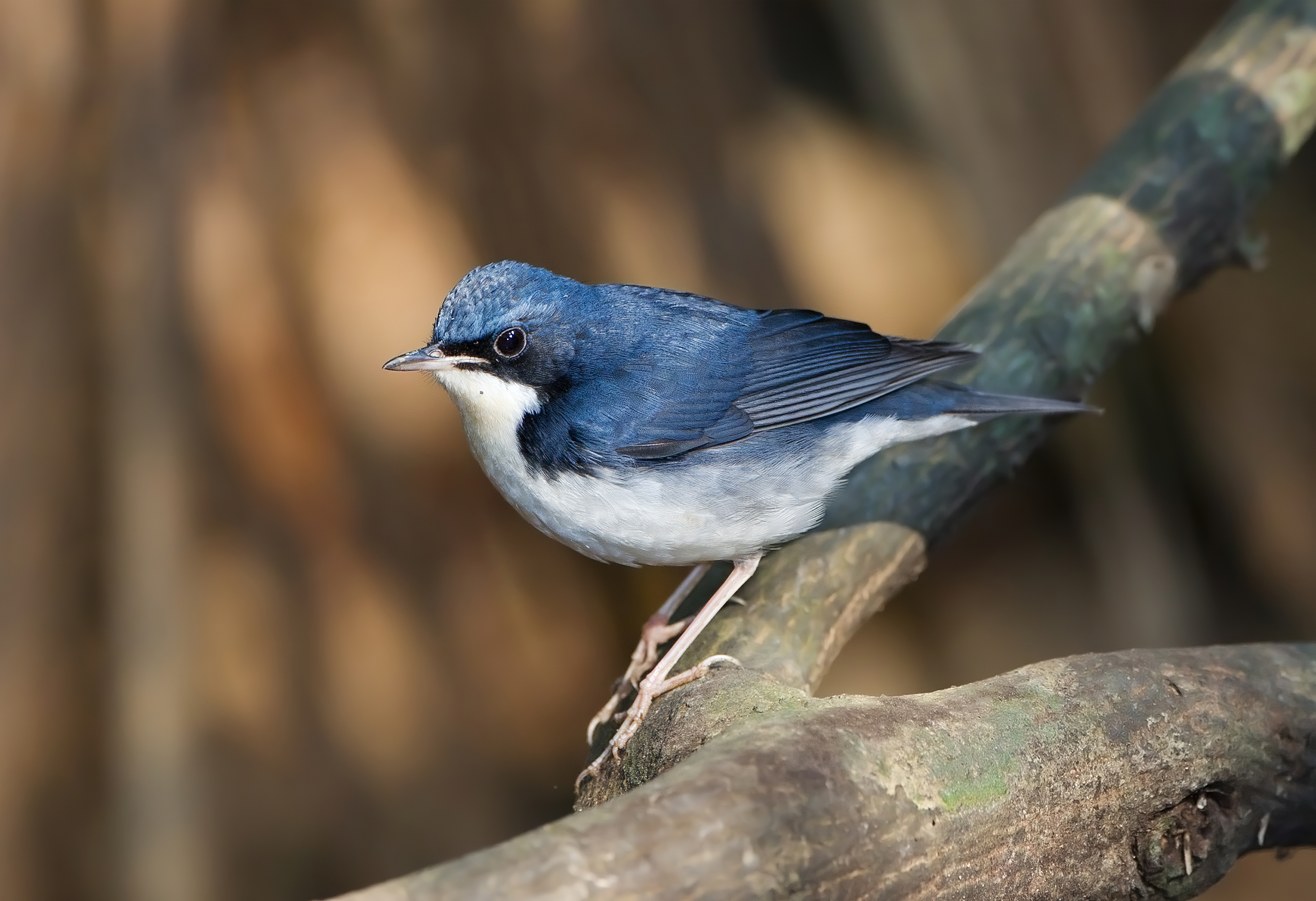
Rossignol bleu
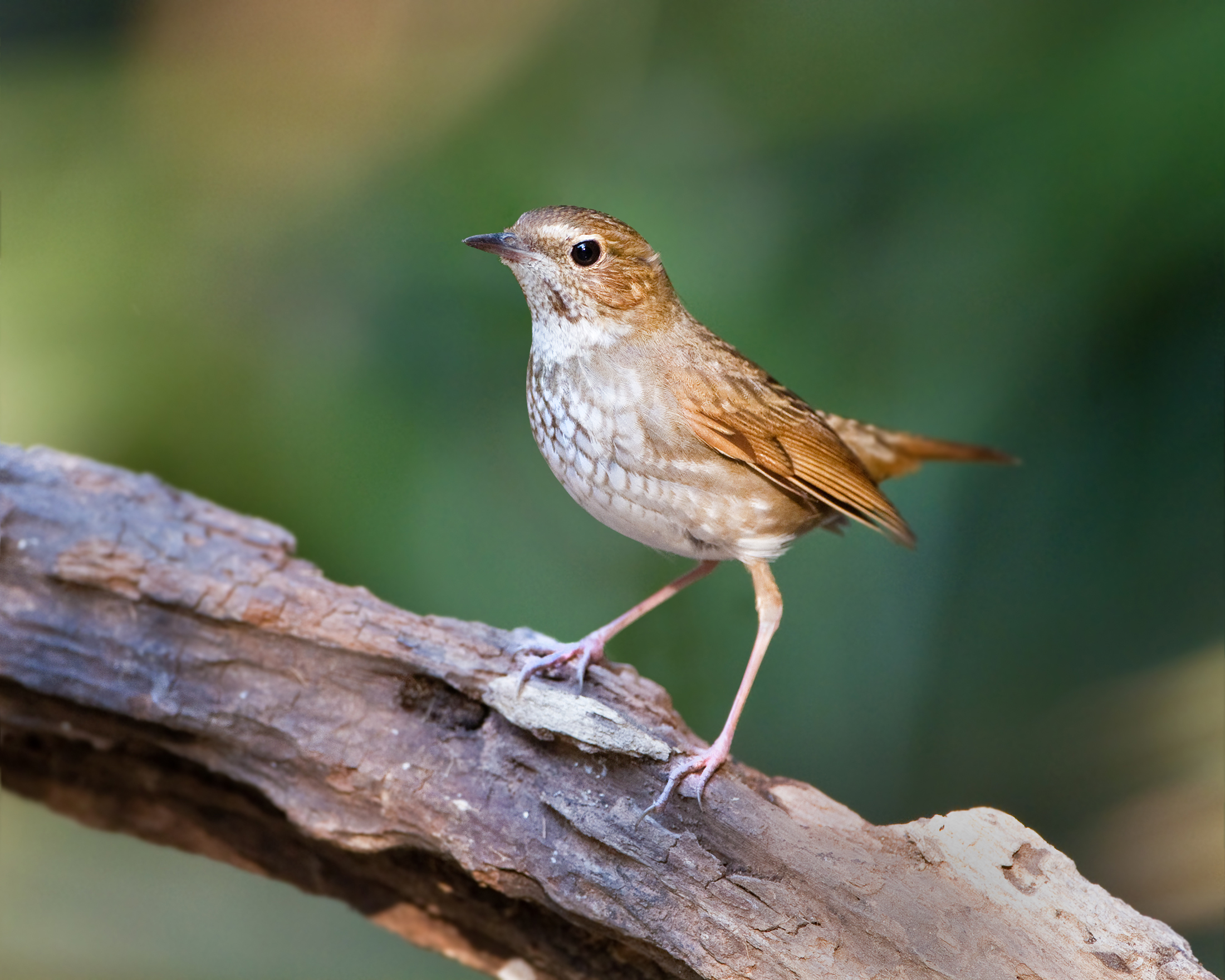
Rossignol siffleur
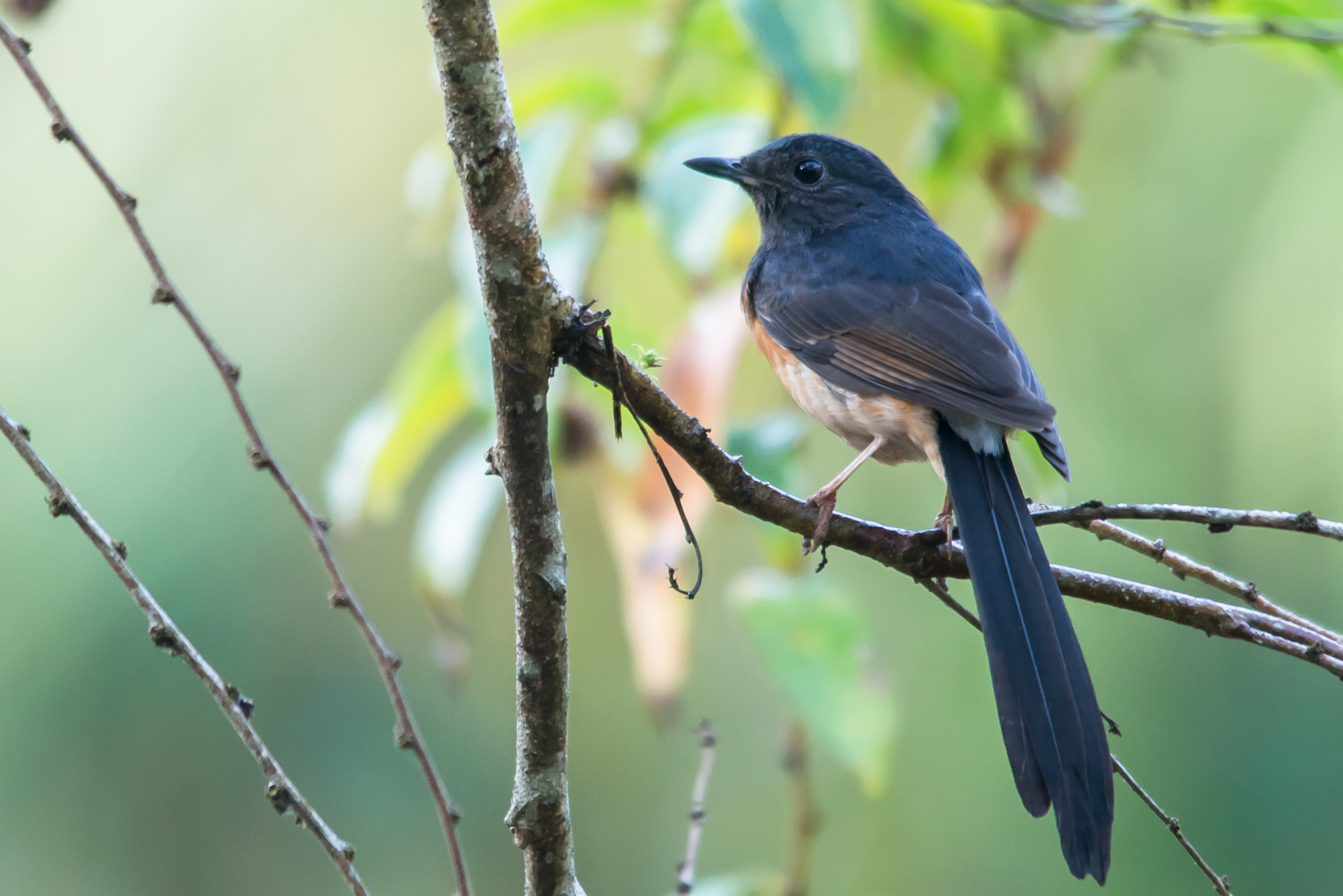
Shama à croupion blanc (ou Merle Shama) mâle
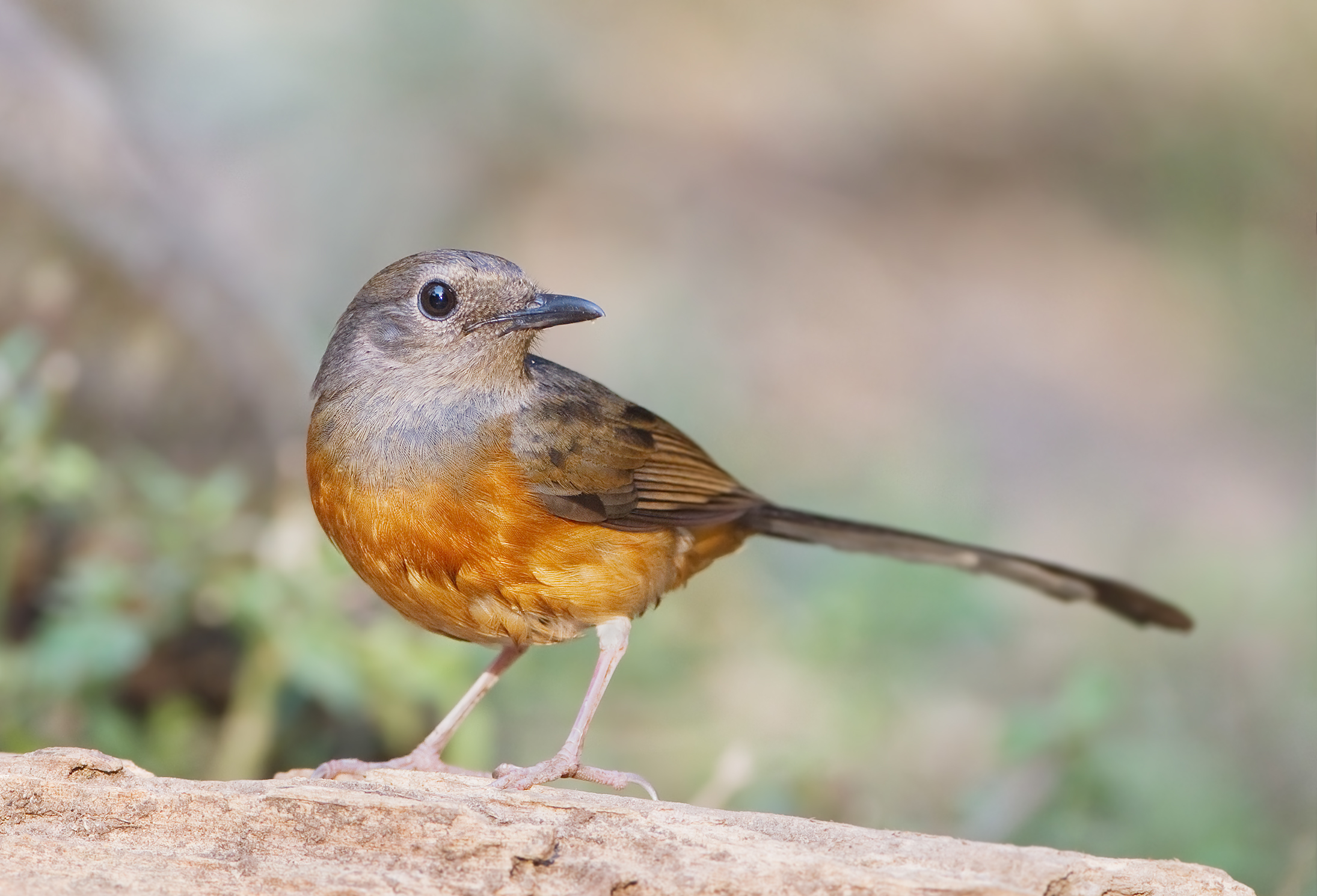
Shama à croupion blanc femelle
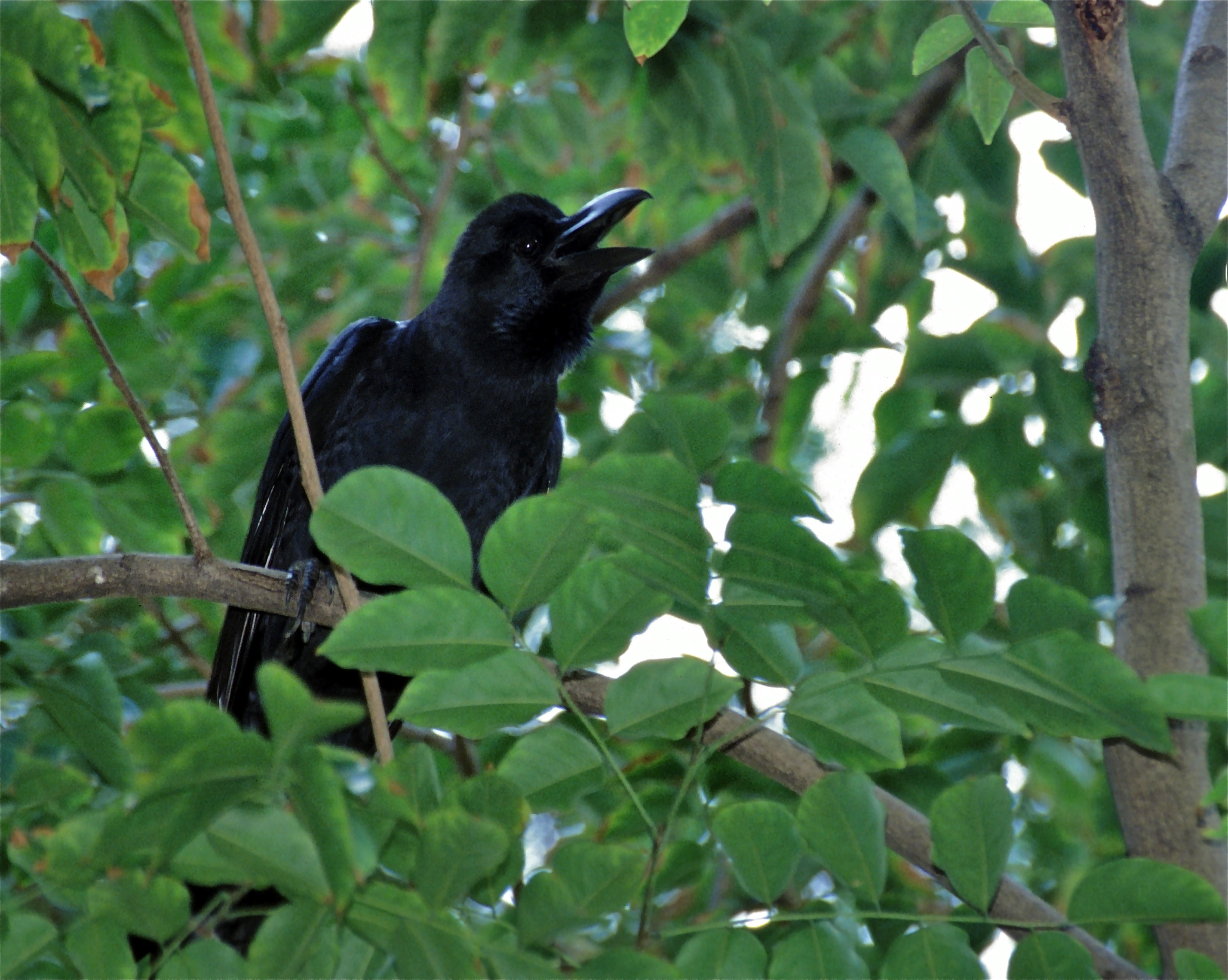
Corbeau à gros bec
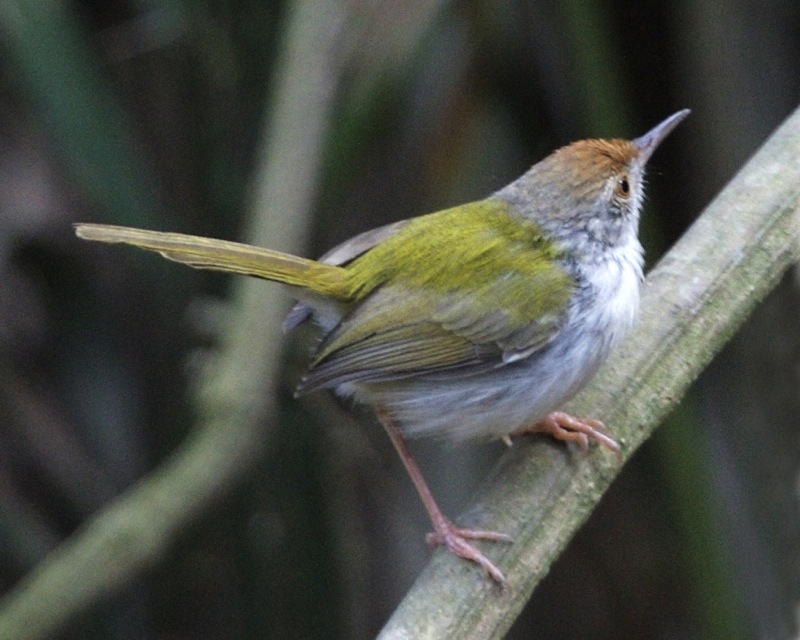
Couturière à longue queue
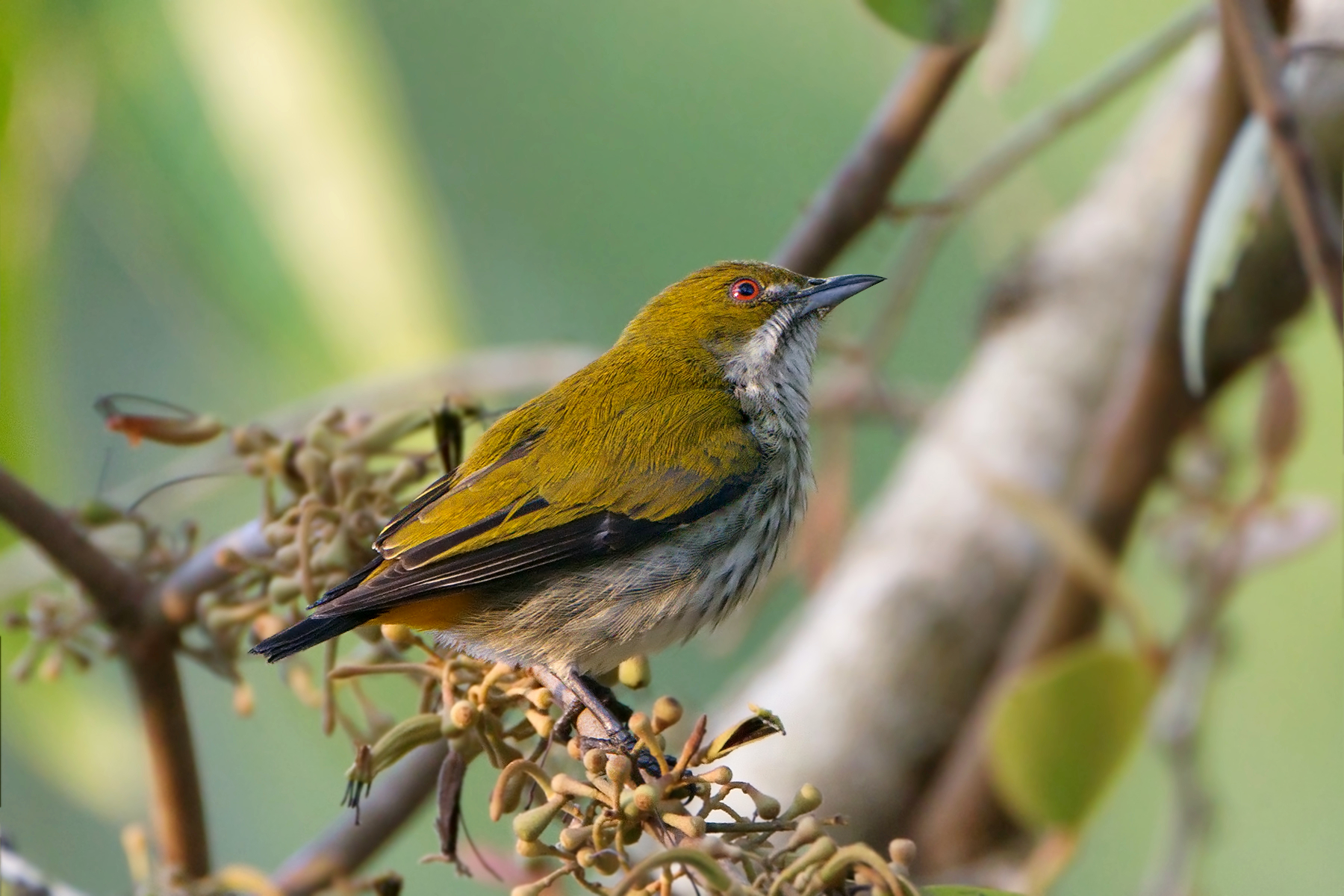
Dicée cul-d'or
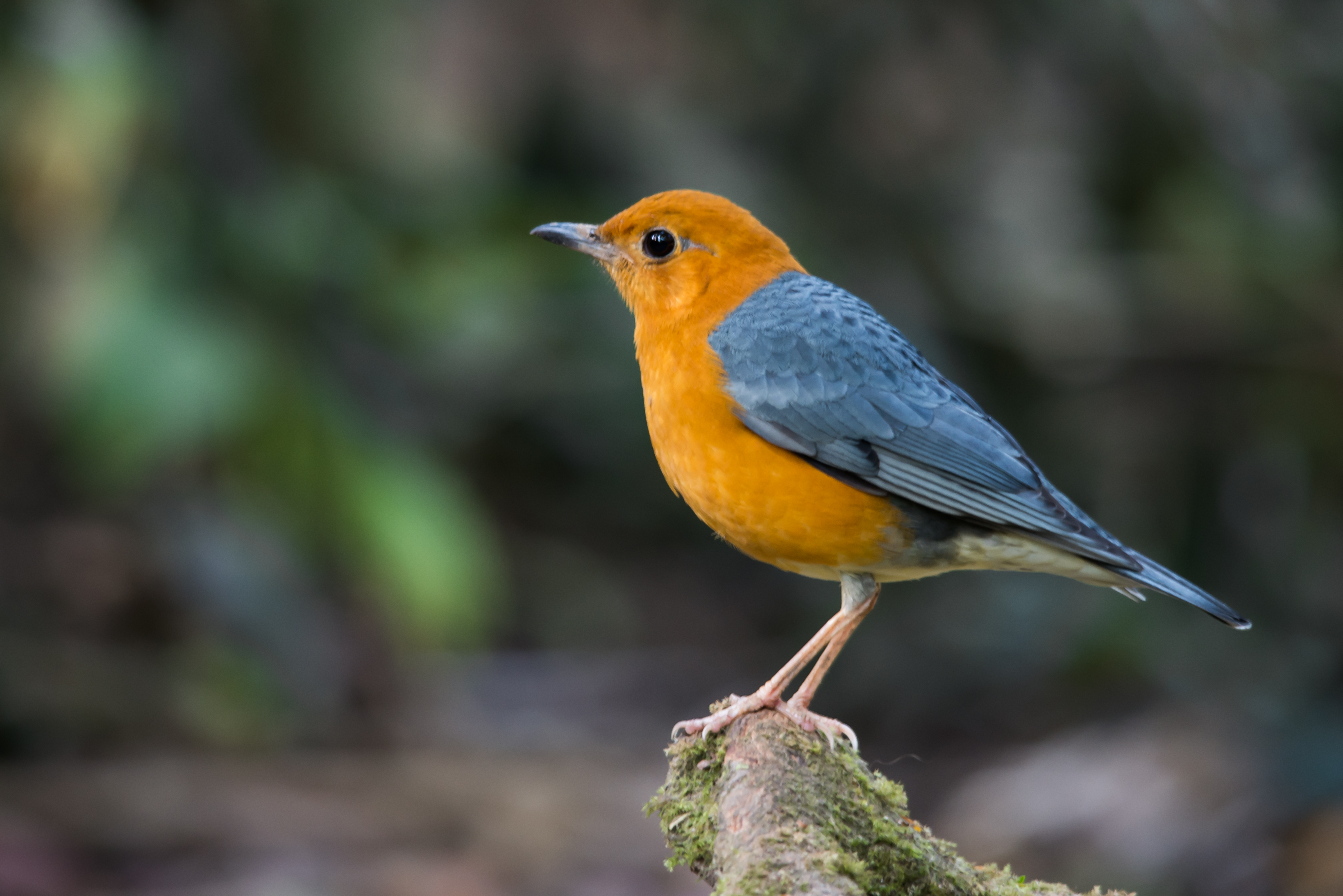
Grive à tête orange
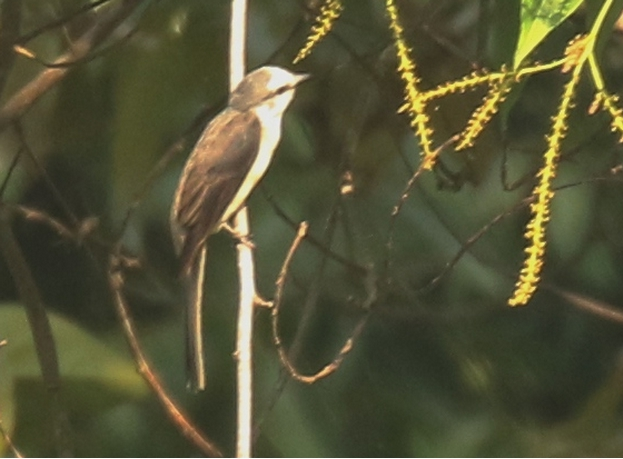
Minivet à croupion blanc
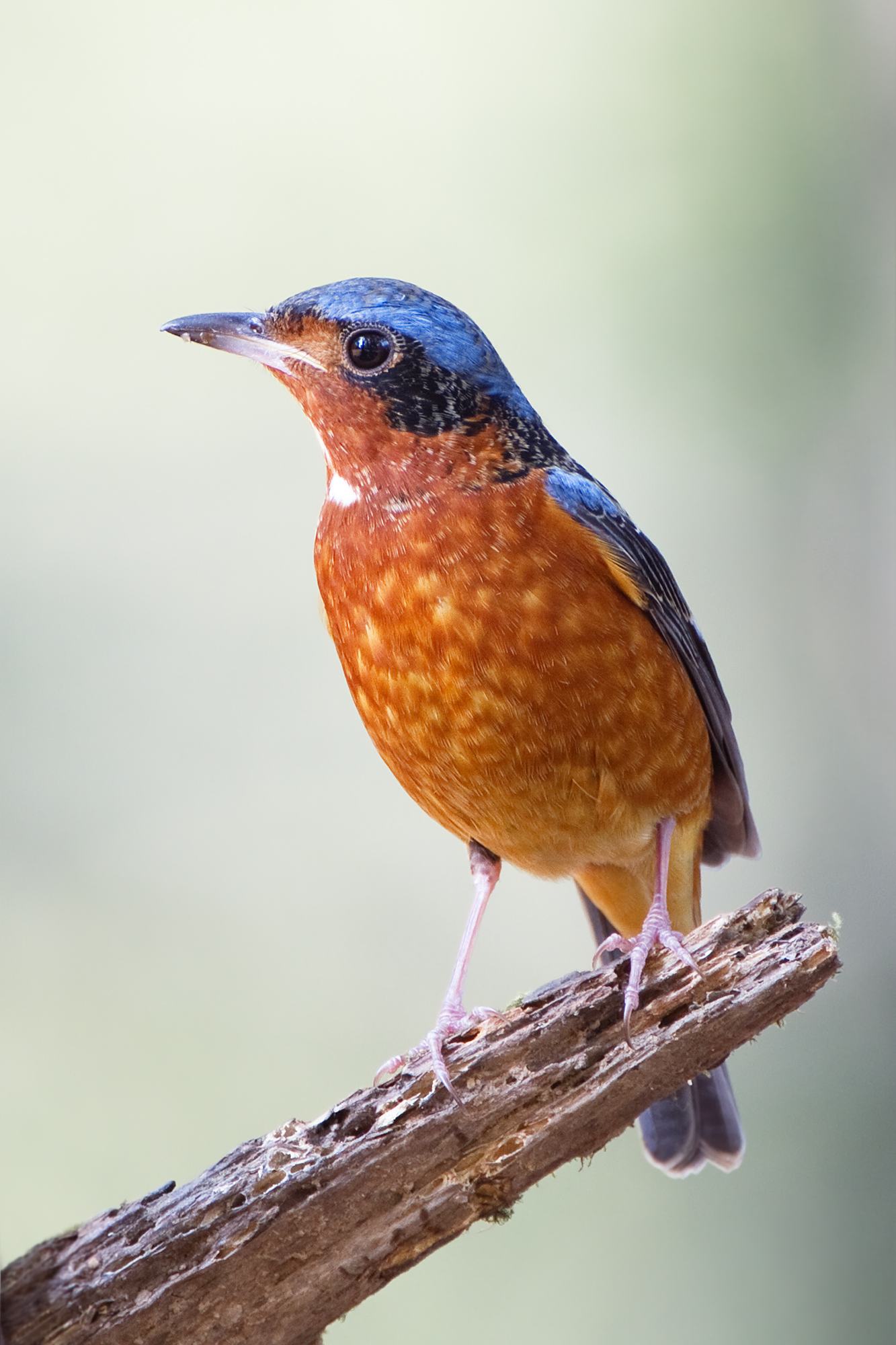
Monticole à gorge blanche
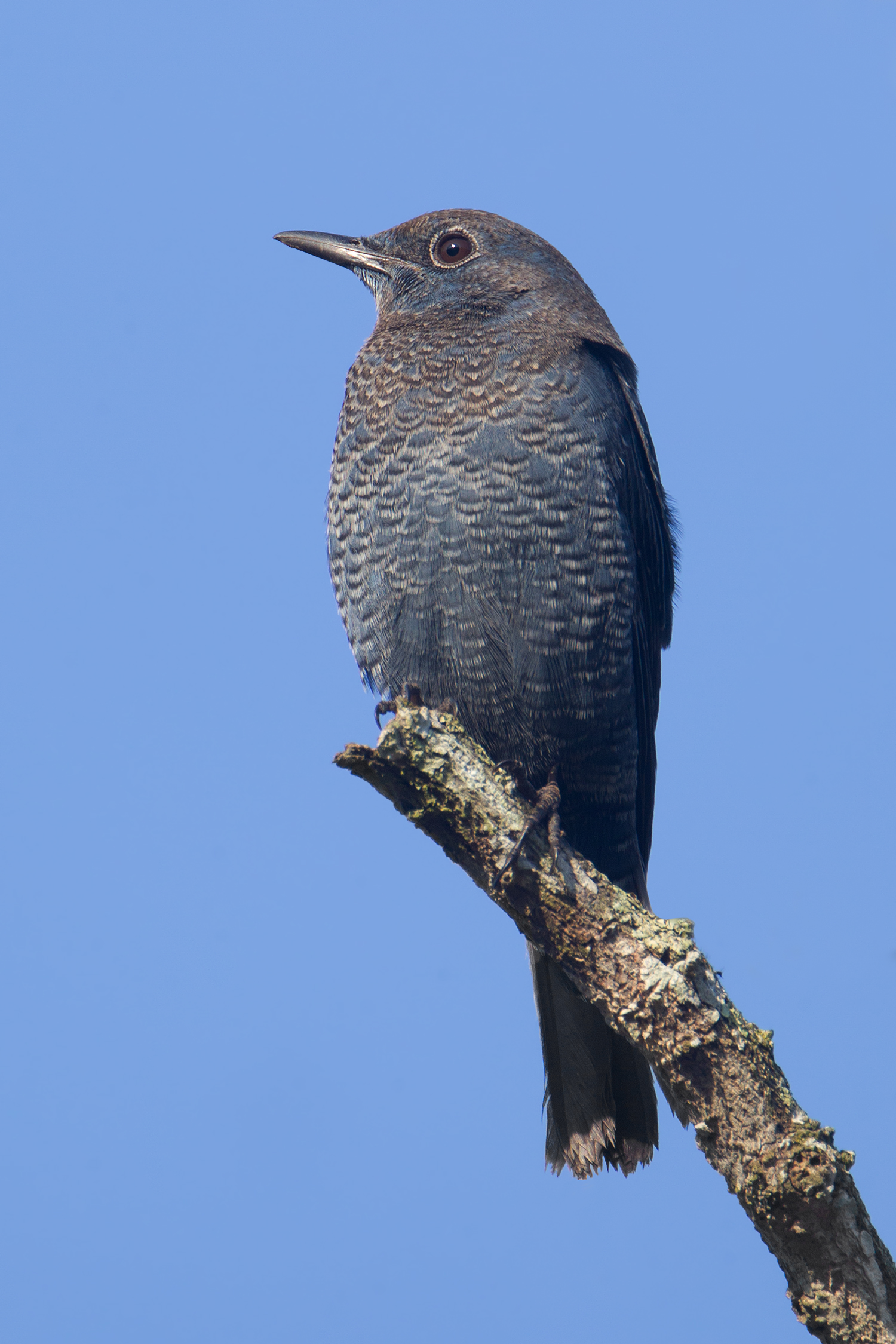
Merle-bleu (ou Monticole merle-bleu)
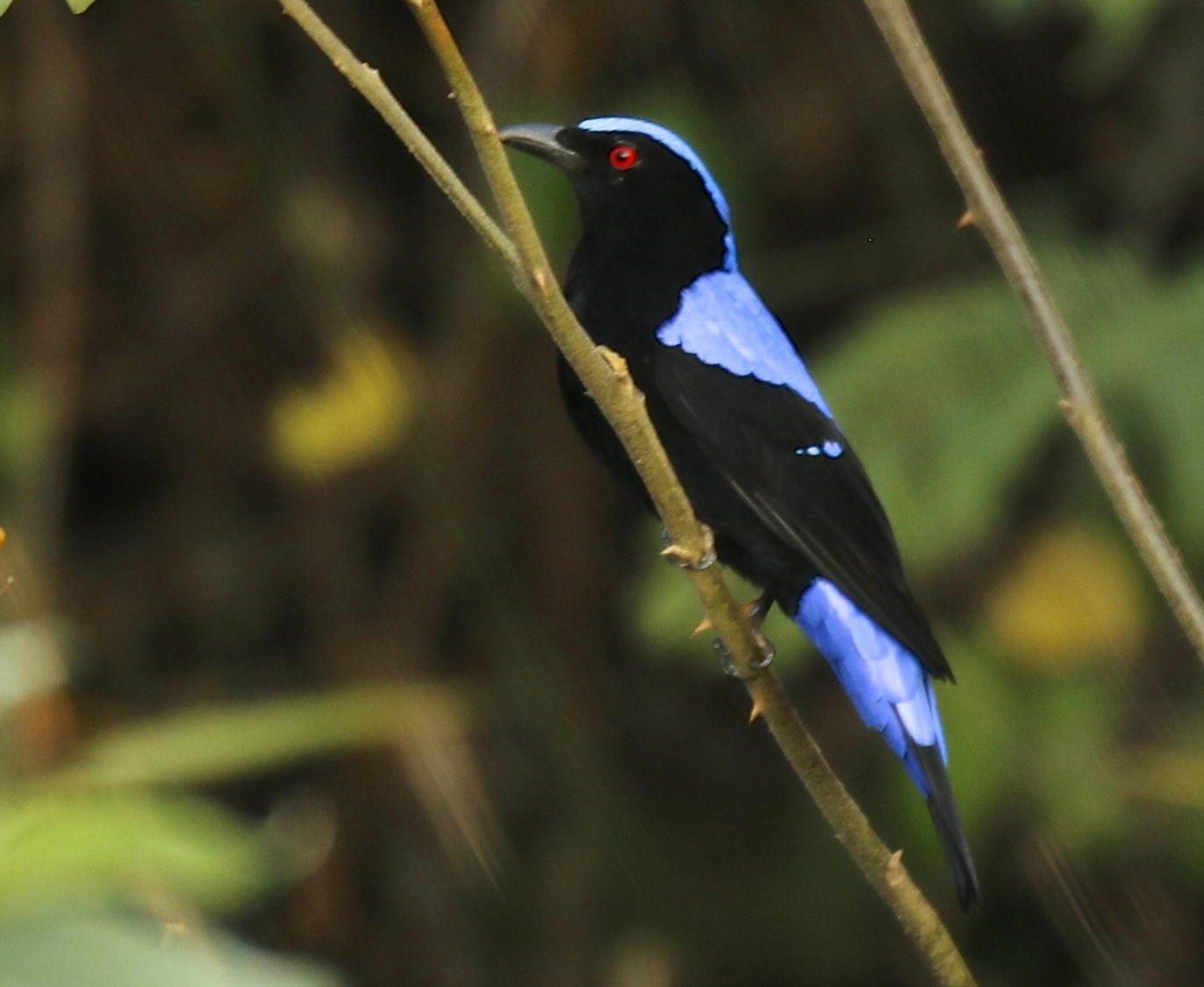
Irène vierge
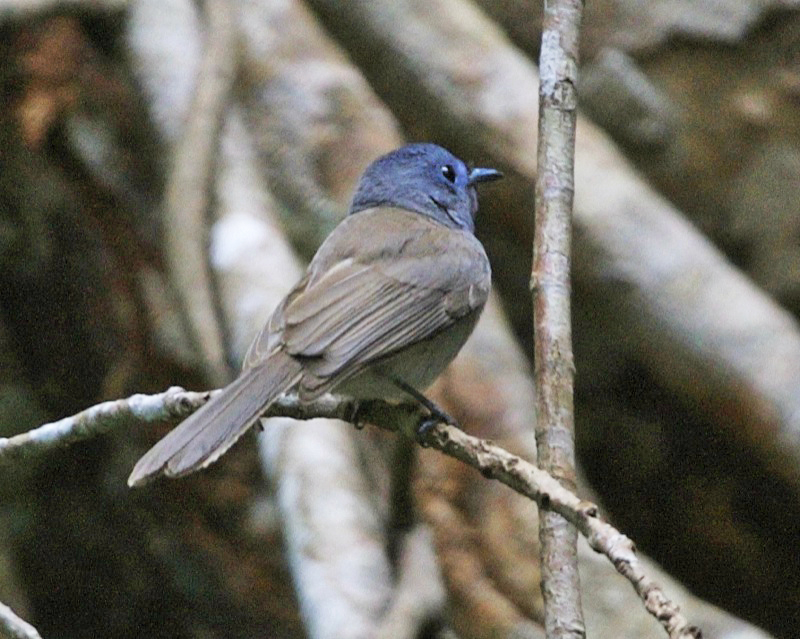
Tchitrec azuré femelle (gobemouche monarque azuré)
Timalie à calotte rousse
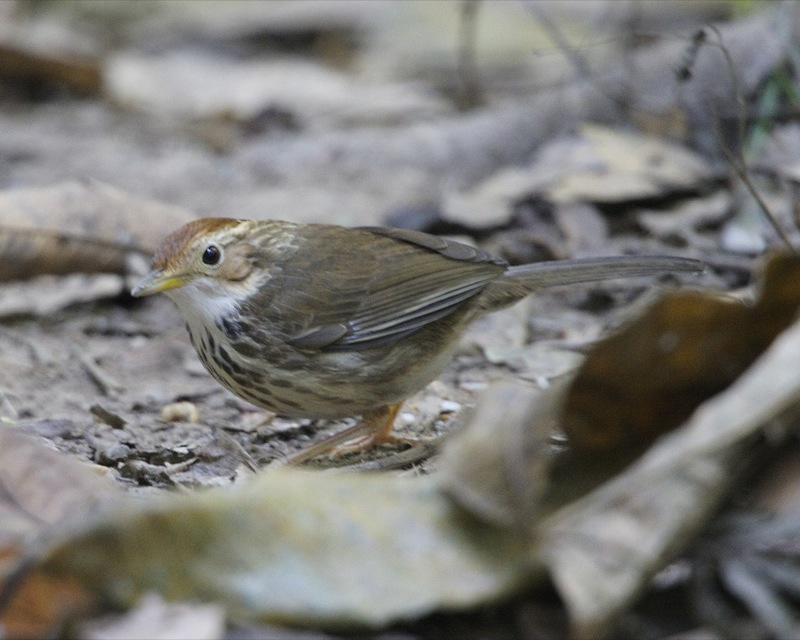
Timalie à poitrine tachetée (Akalat à poitrine tachetée)

#### Plus de 100 oiseaux non passereaux
Il y a plus d'une centaine d'espèces d'oiseaux non passereaux, généralement de taille moyenne ou grande :
- 3 espèces de cormorans : cormoran à cou brun, cormoran de Vieillot et grand cormoran ;
- 41 espèces de rapaces diurnes : buse variable ; épervier shikra... ;
- 8 espèces d'oiseaux gallinacés : coqs sauvages ; faisans argentés et  faisans prélats...;
- 17 espèces de pigeons et apparentés : colombe turvert (ou colombine turvert) ; colombar à gros bec... ;
- 15 espèces de coucous : coucou émeraude, coucou épervier, coucou de l'Himalaya, coucou surnicou (coucou drongo)... ;
- 14 espèces de rapaces nocturnes : phodile calong ; chevêchette cuculoïde... ;

Oiseaux non passereaux (début)
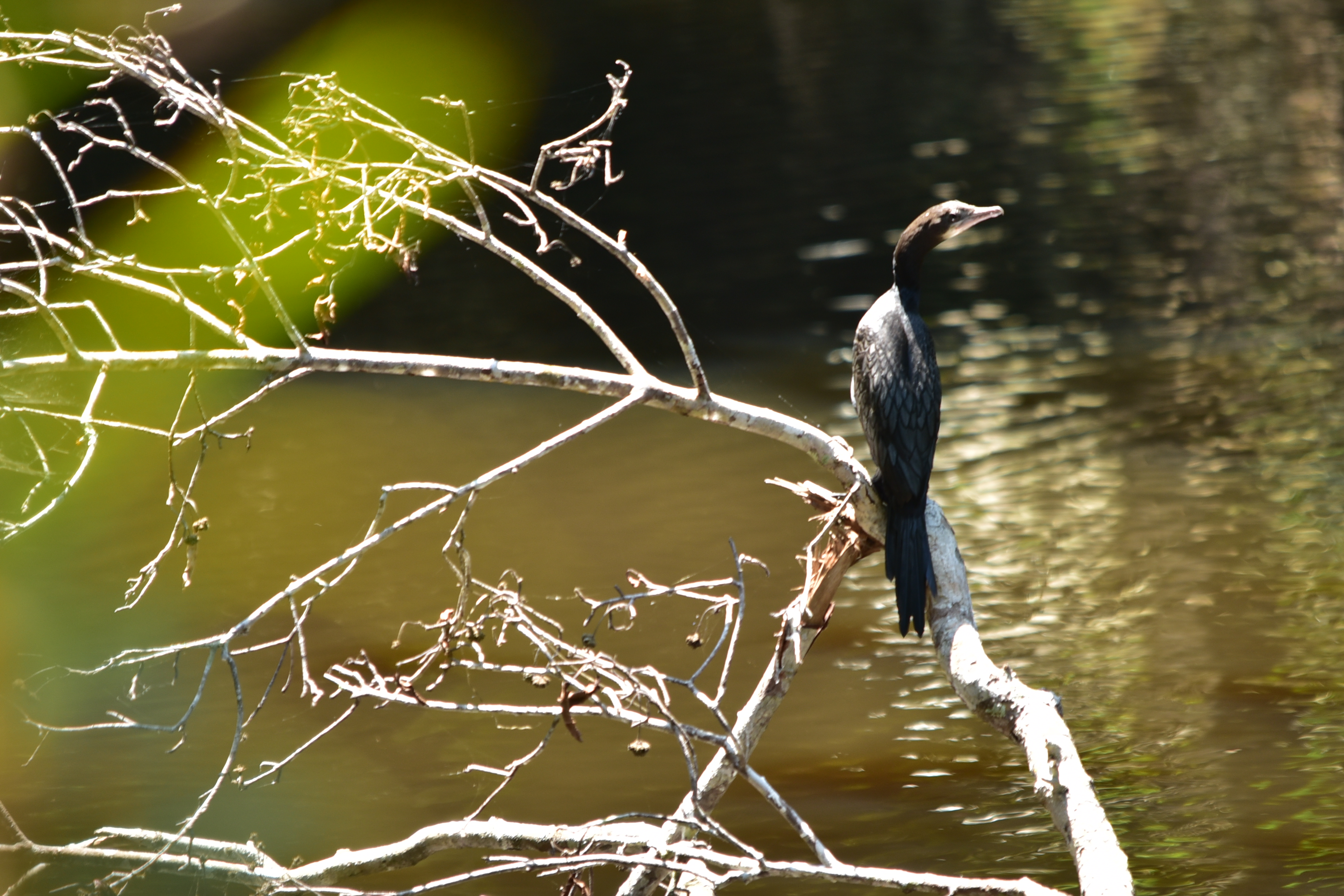
Cormoran
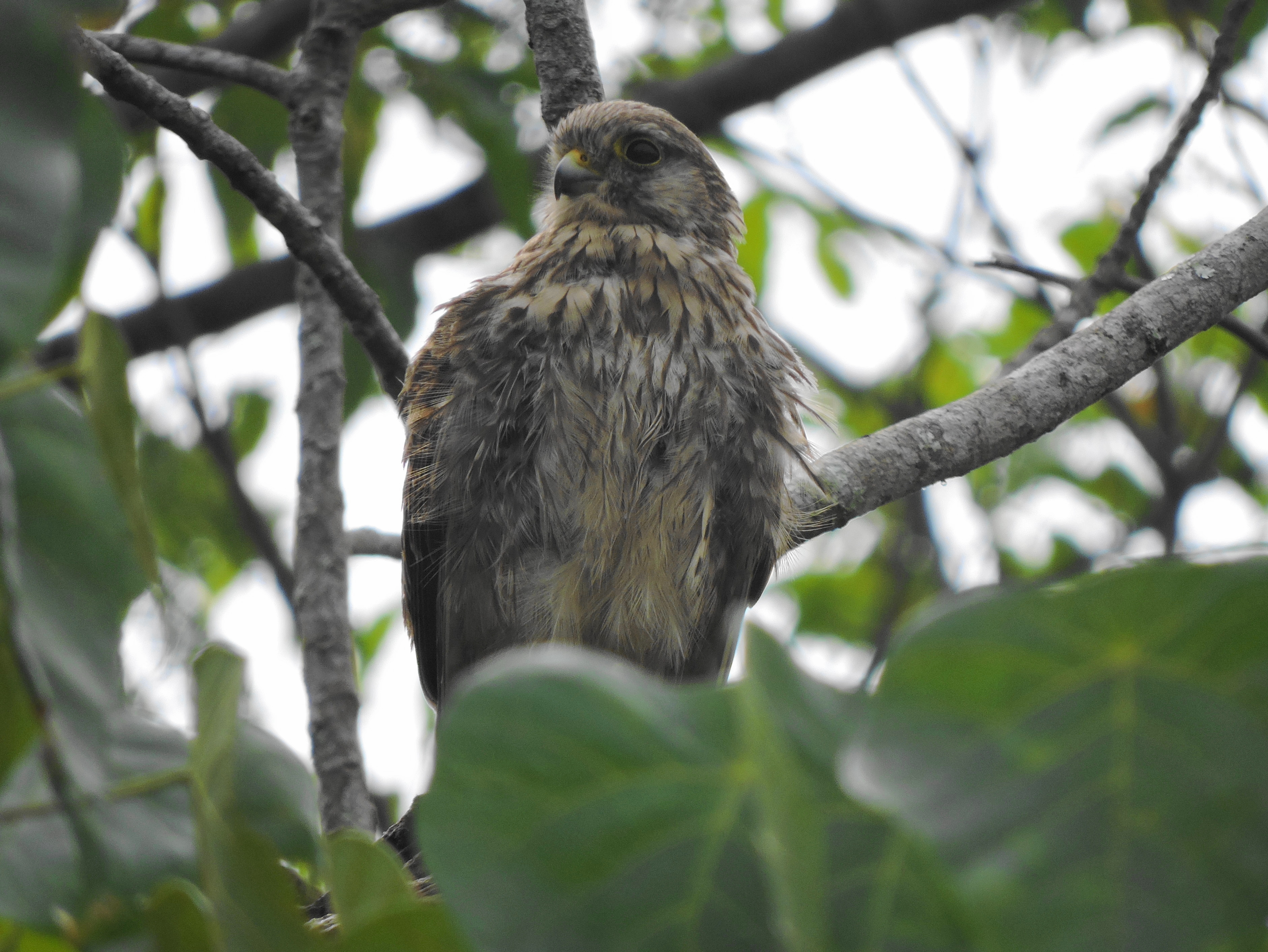
Buse variable
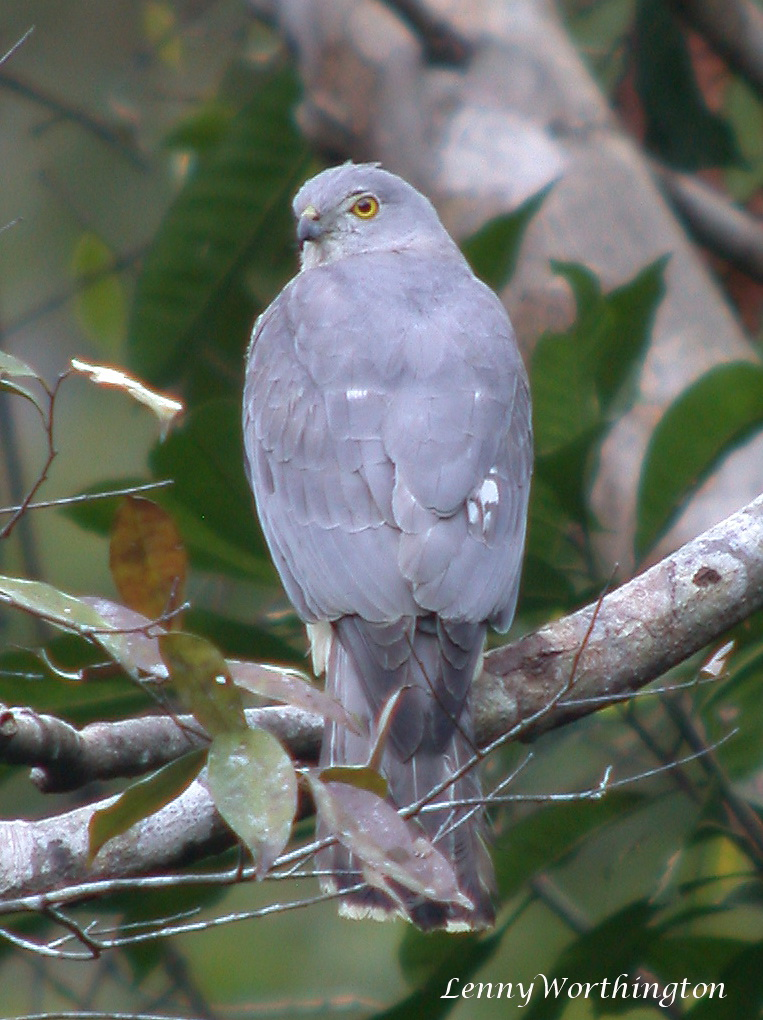
Épervier shirka
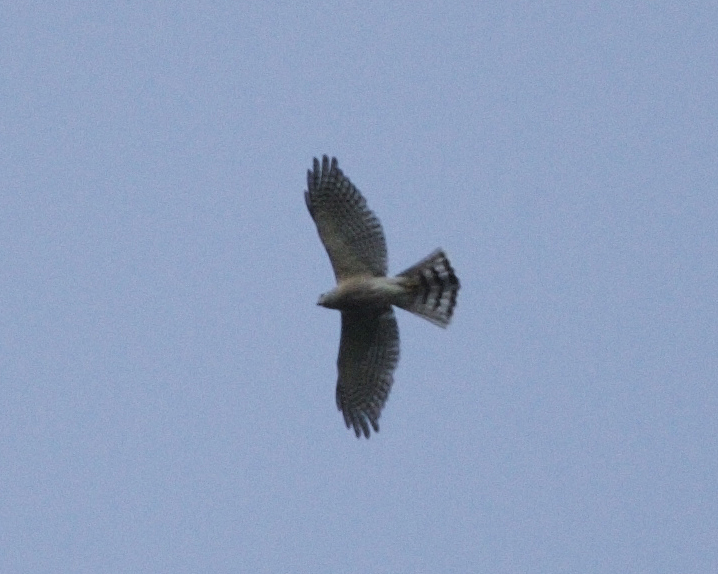
Épervier shikra en vol
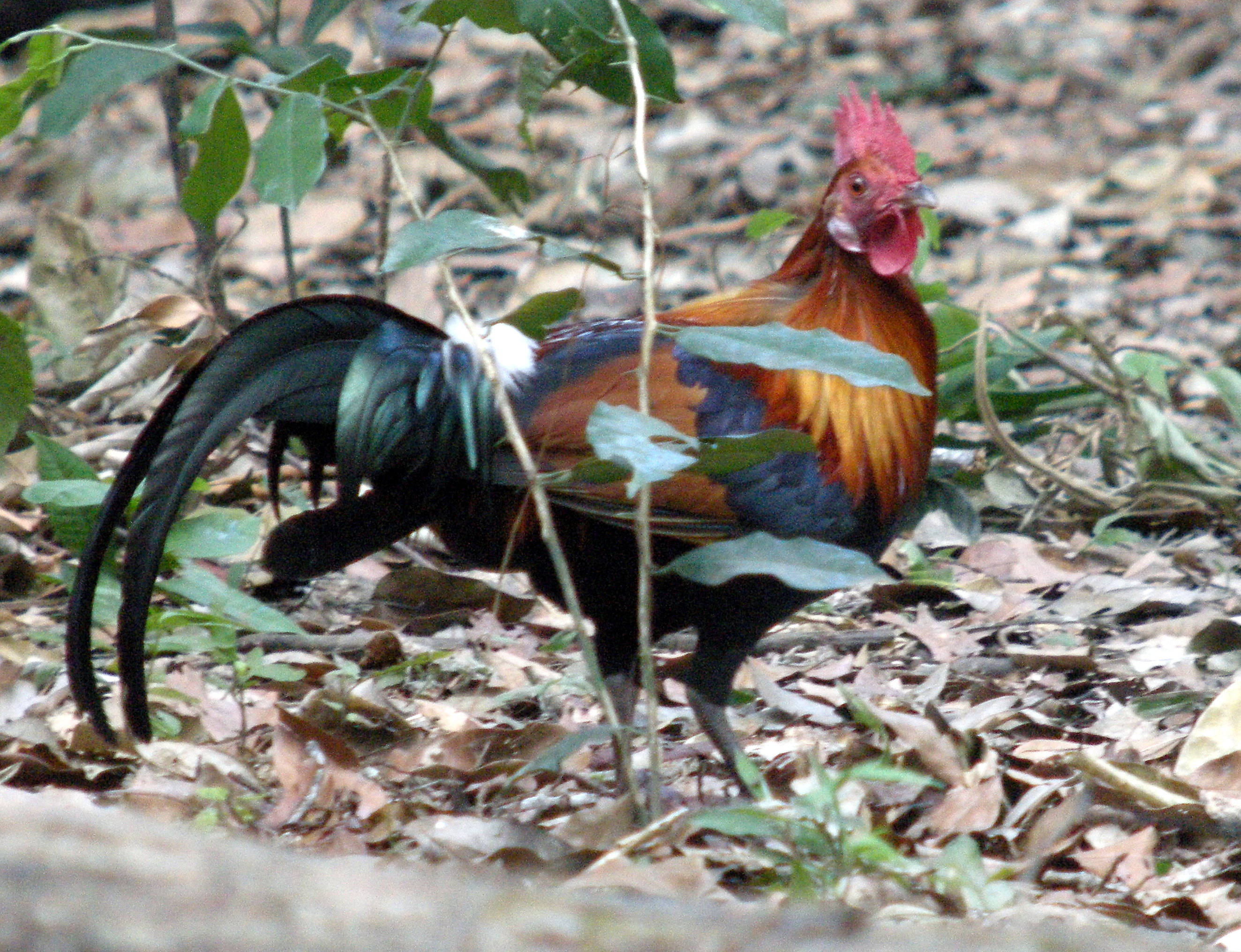
Coq sauvage
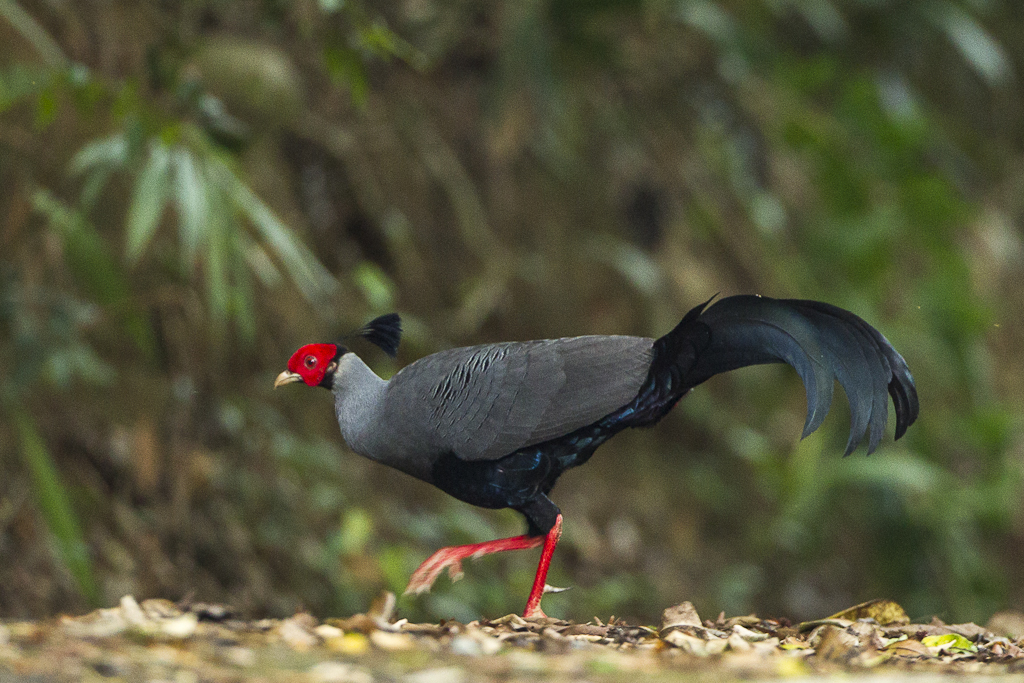
Faisan prélat
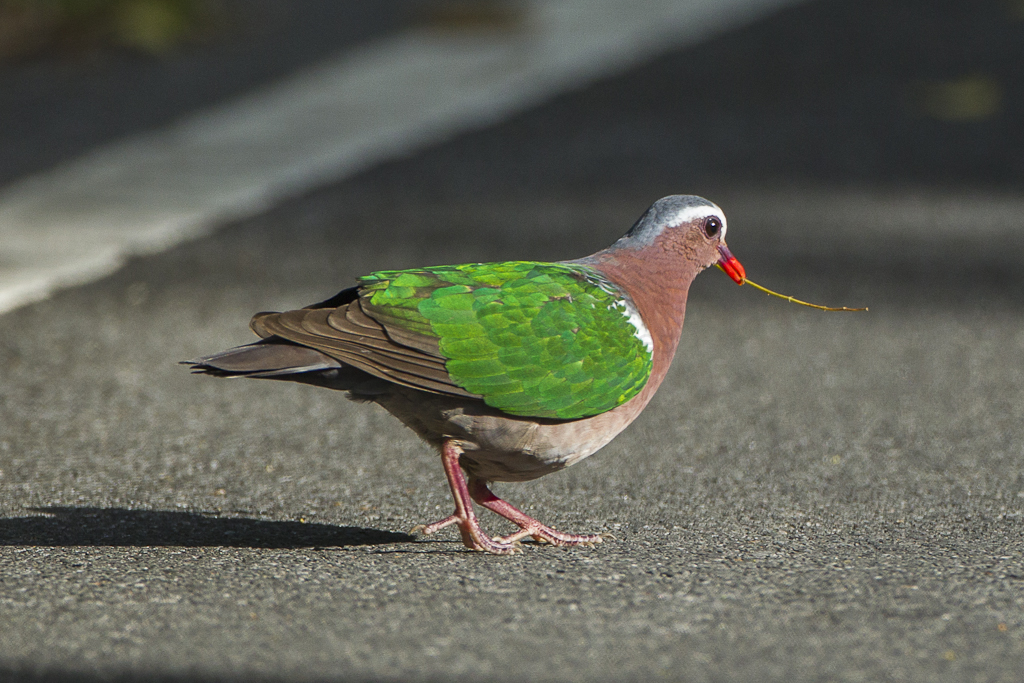
Colombe turvert (ou colombine turvert)
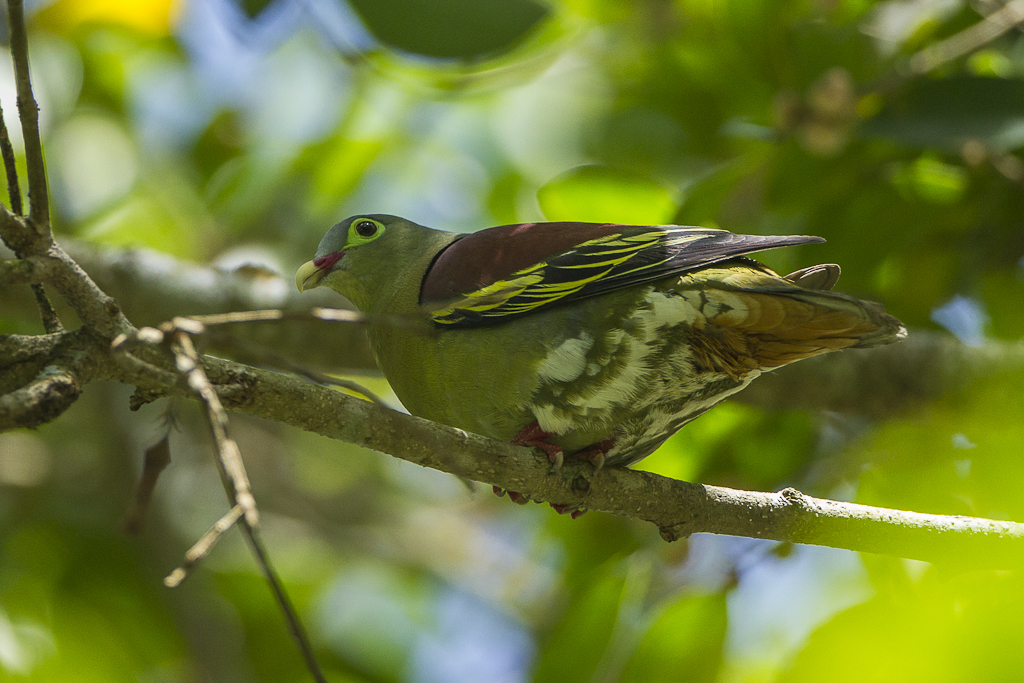
Colombar à gros bec
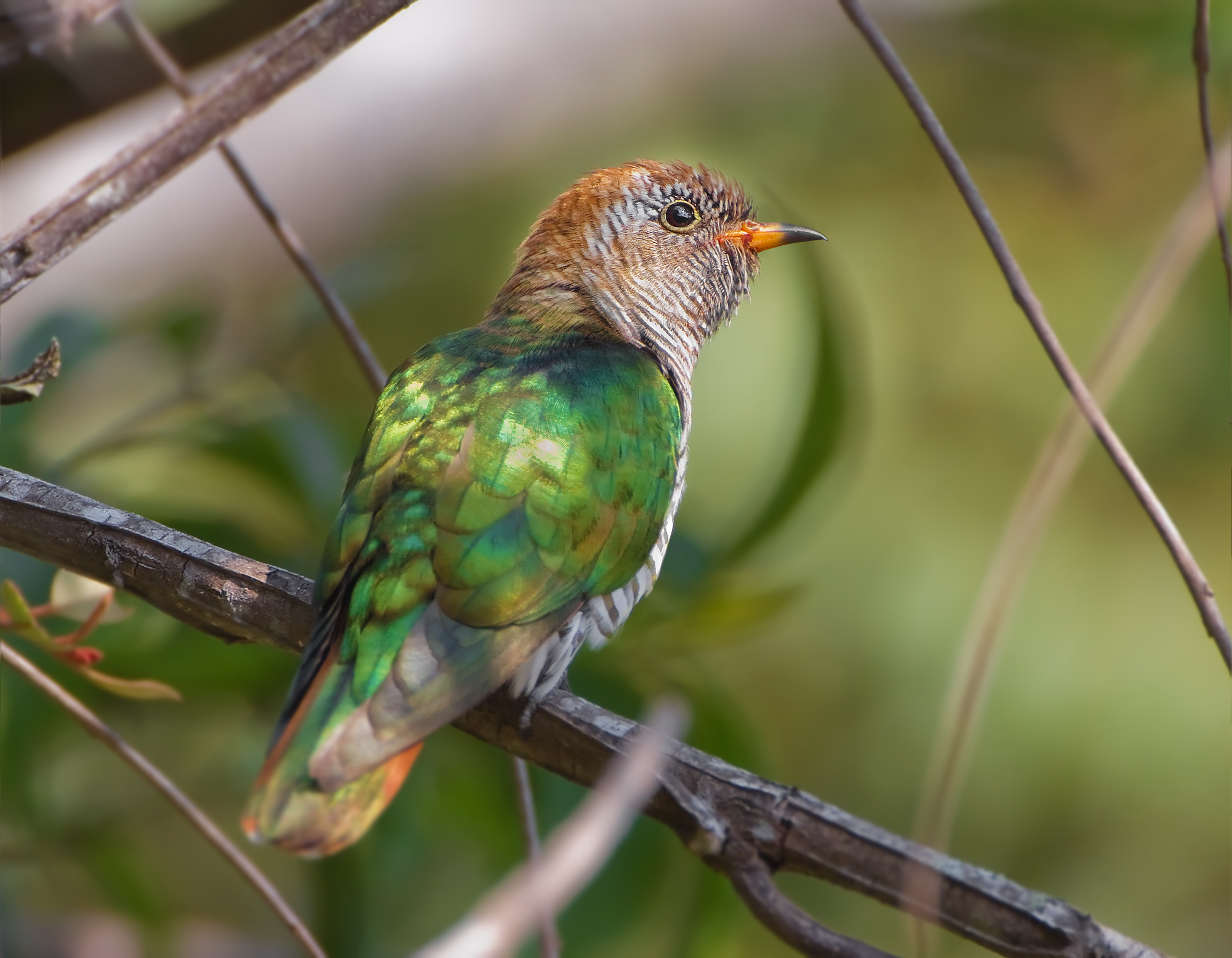
Coucou émeraude
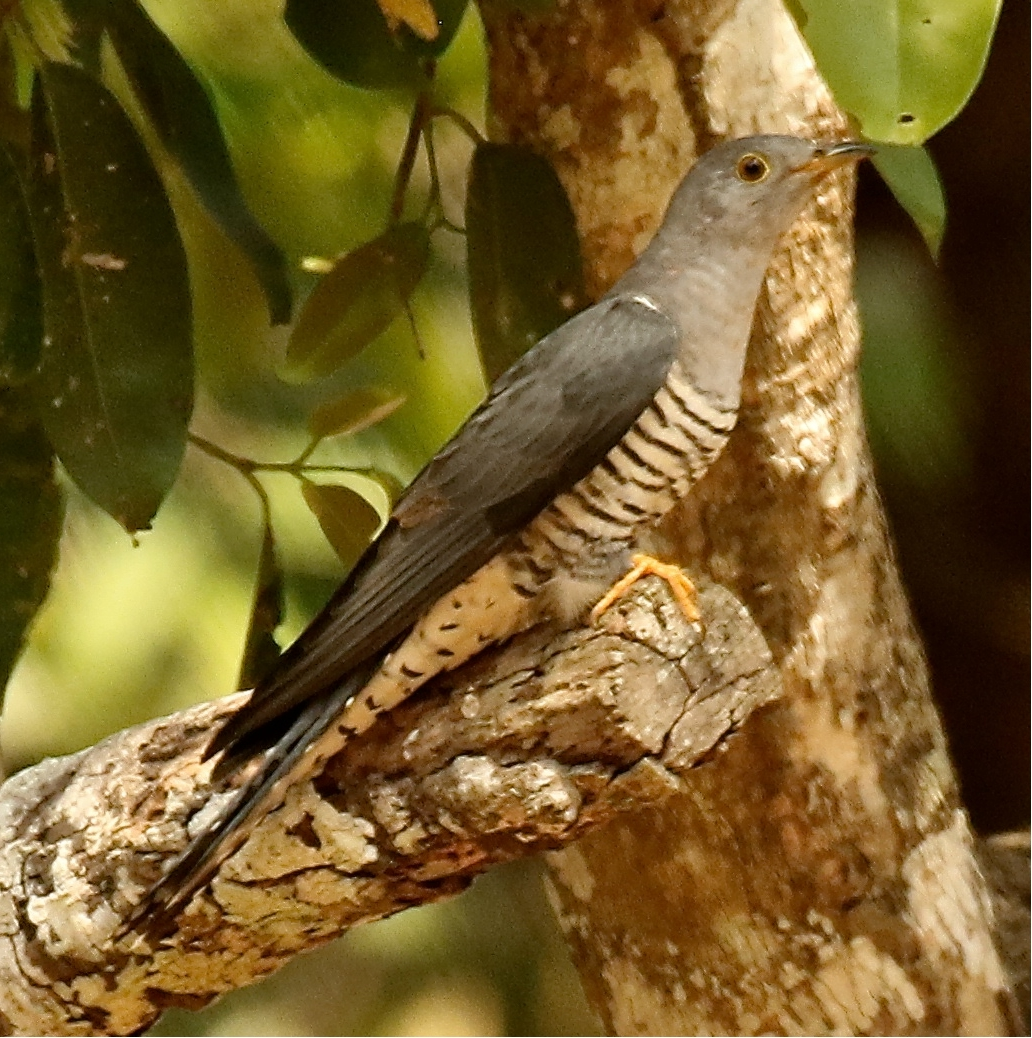
Coucou de l'Himalaya
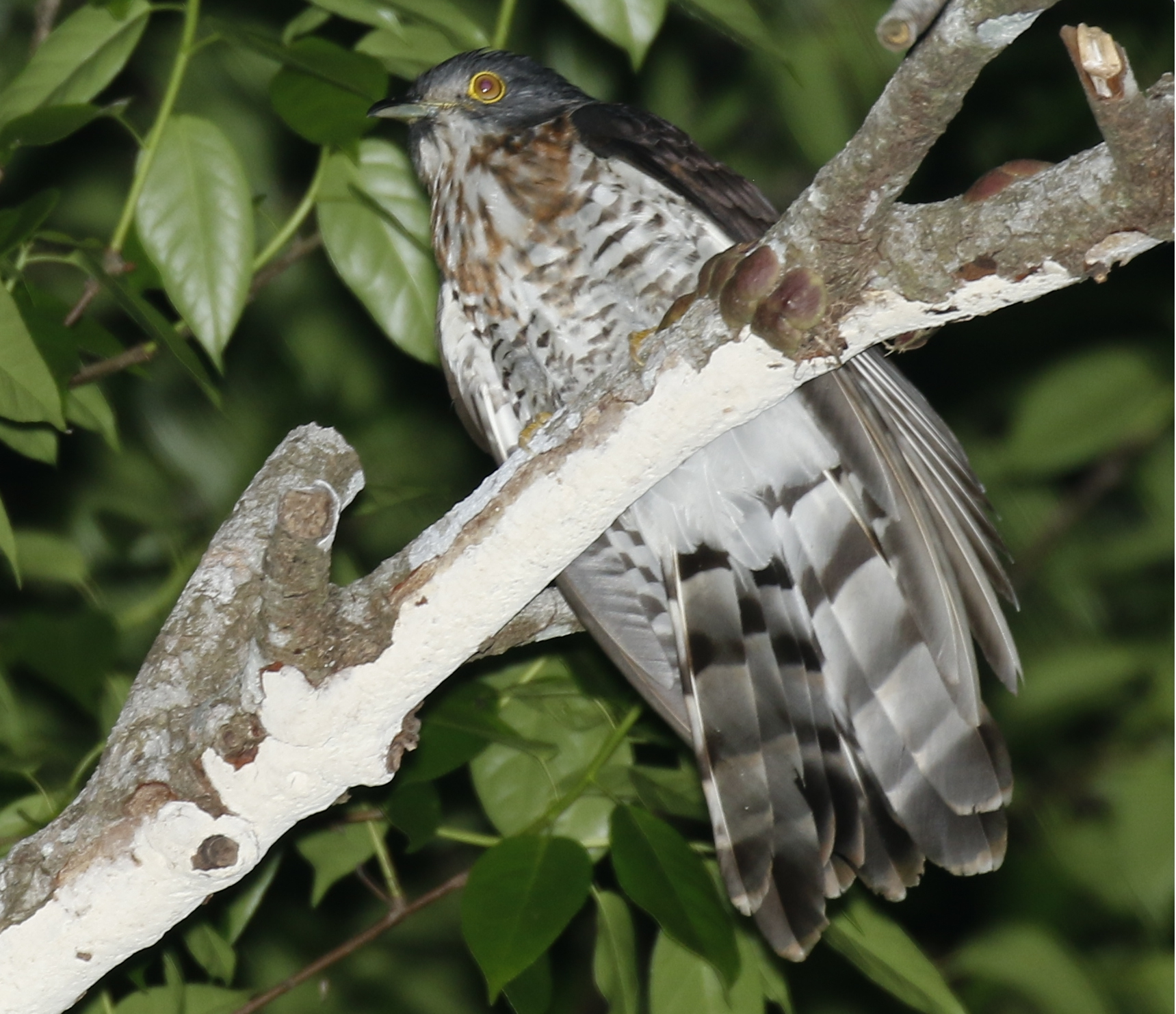
Coucou épervier
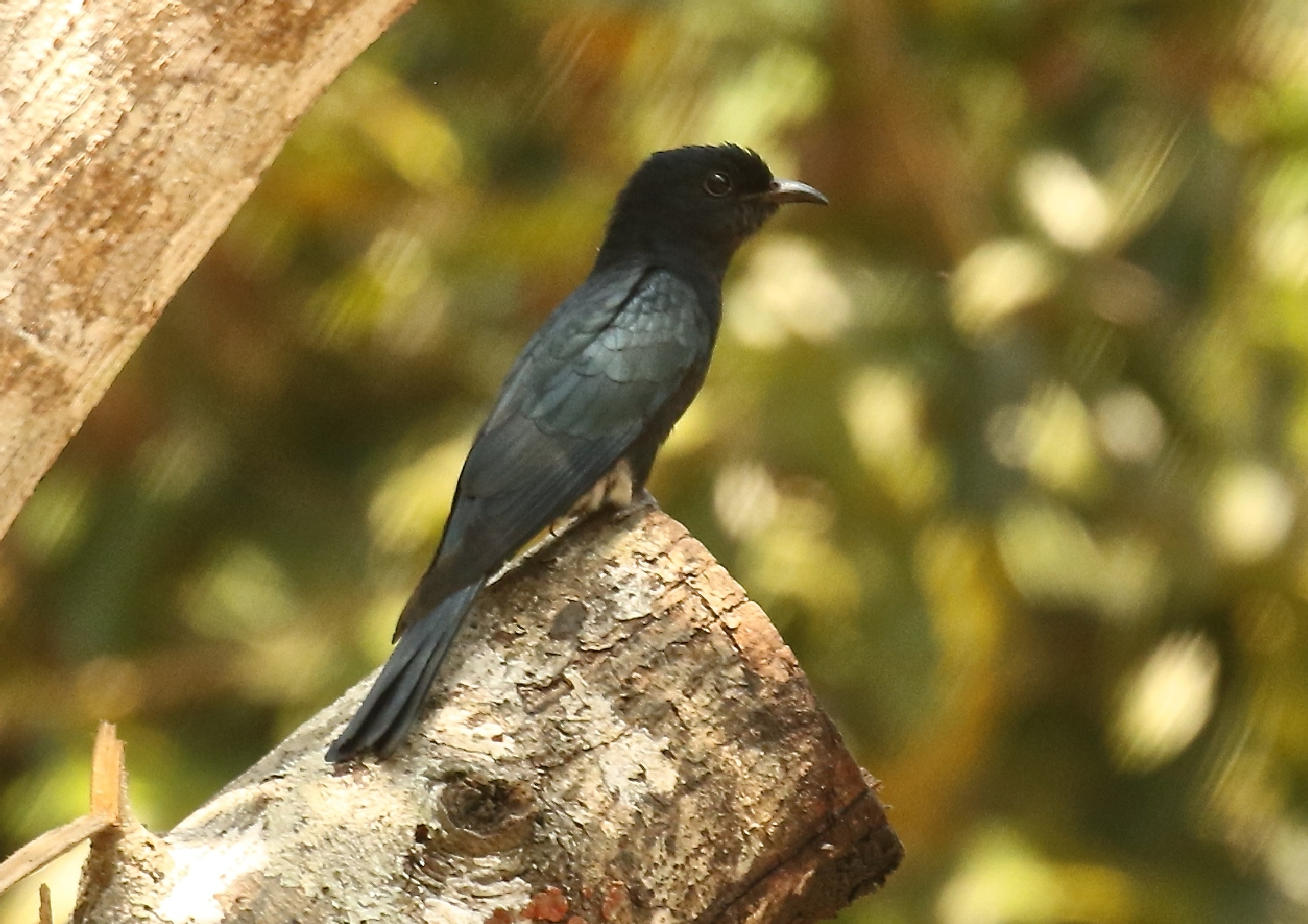
Coucou surnicou ou Coucou drongo
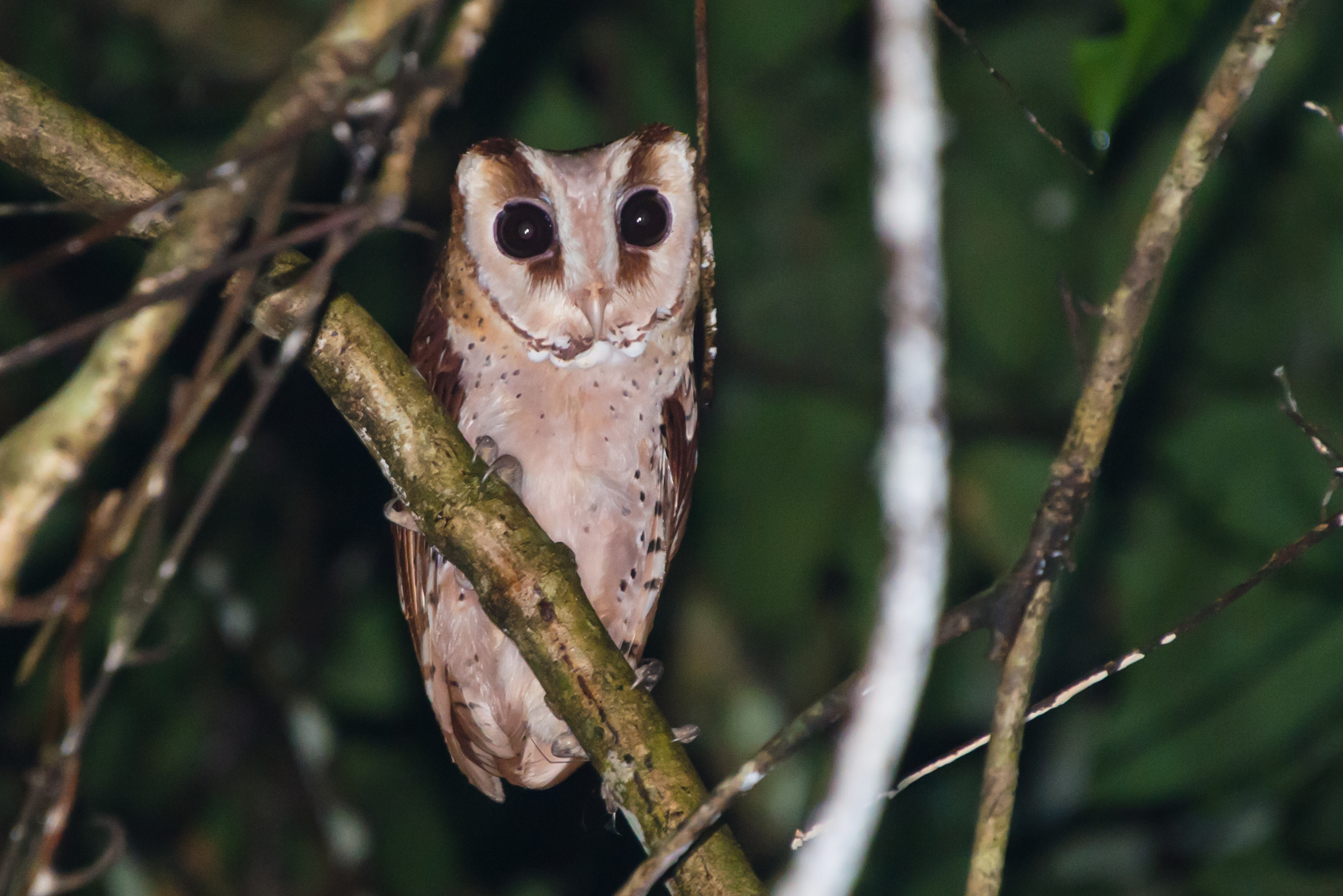
Phodile calong
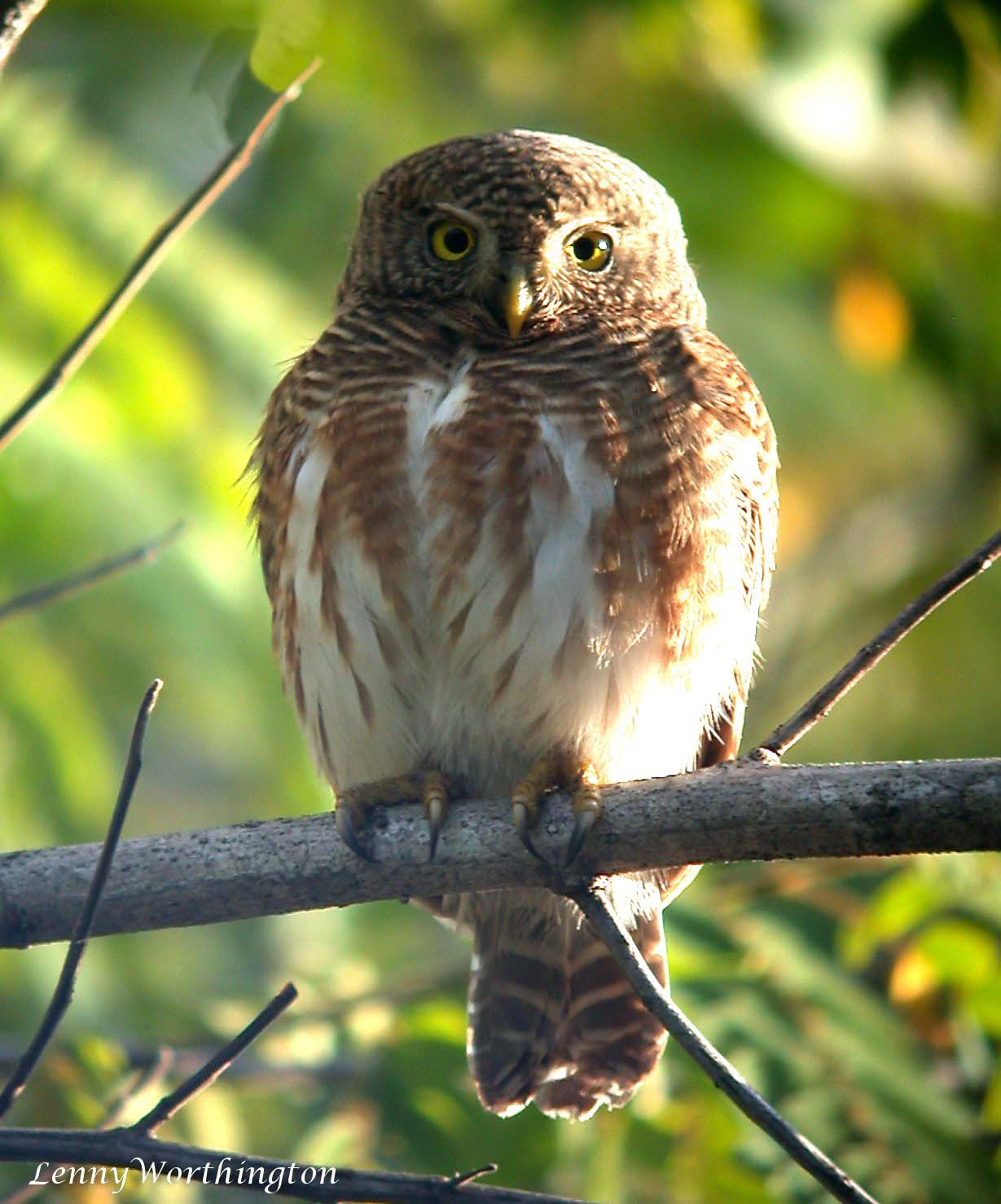
Chevêchette cuculoïde

- - 10 espèces de martins-pêcheurs et martins-chasseurs : martin-pêcheur d'Europe, martin-pêcheur méninting, martin-chasseur mignon... ;
  - 5 espèces de guêpiers : guêpier à barbe bleue, guêpier de Leschenault... ;
  - 2 espèces de rolliers et rolles : rollier indochinois coracias affinis et rolle oriental ;
  - 4 espèces de calaos : calao bicorne, calao festonné, calaos pies et calaos d'Austen[32] ;
  - 19 espèces de pics : pic à dos rouge (dinopium javenense) et pic canente... ;
  - et aussi bien d'autres espèces : martinet géant ; trogon à poitrine jaune et trogon à tête rouge ; barbus de hume et barbus grivelé ; vanneau indien ; perruche à moustaches ; grive à tête orange;...

Oiseaux non passereaux (fin)
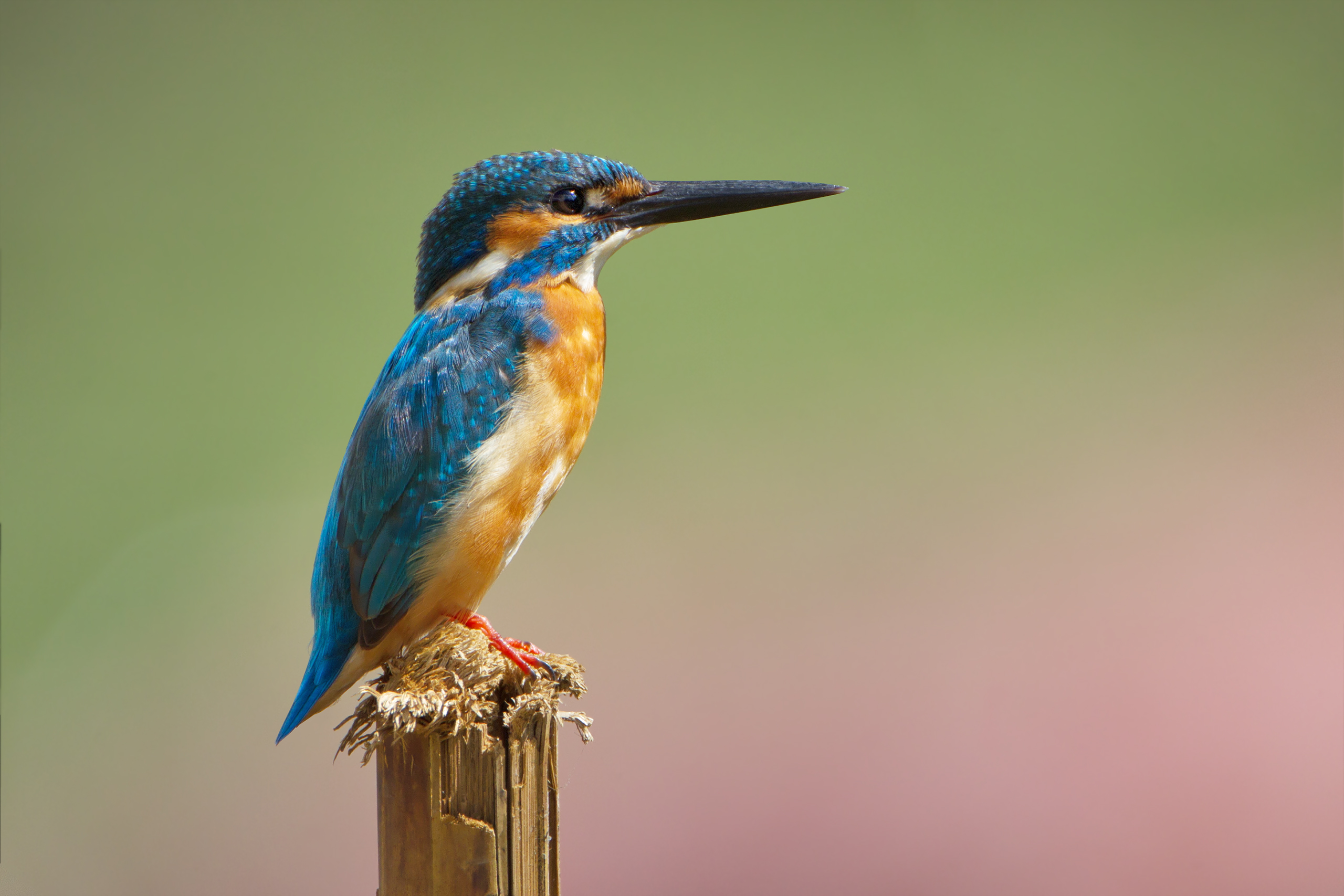
Martin-pêcheur d'Europe
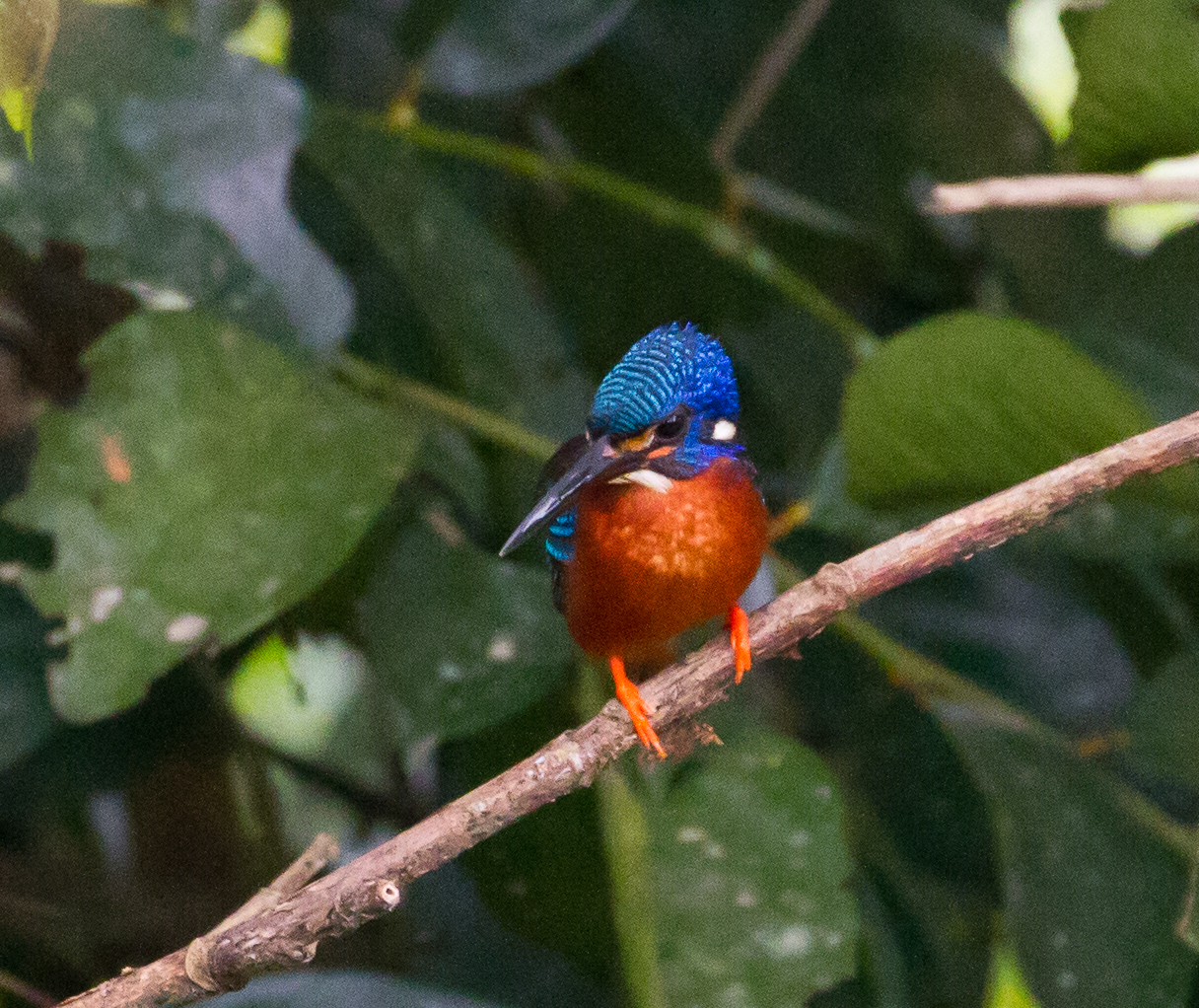
Martin-pêcheur méninting
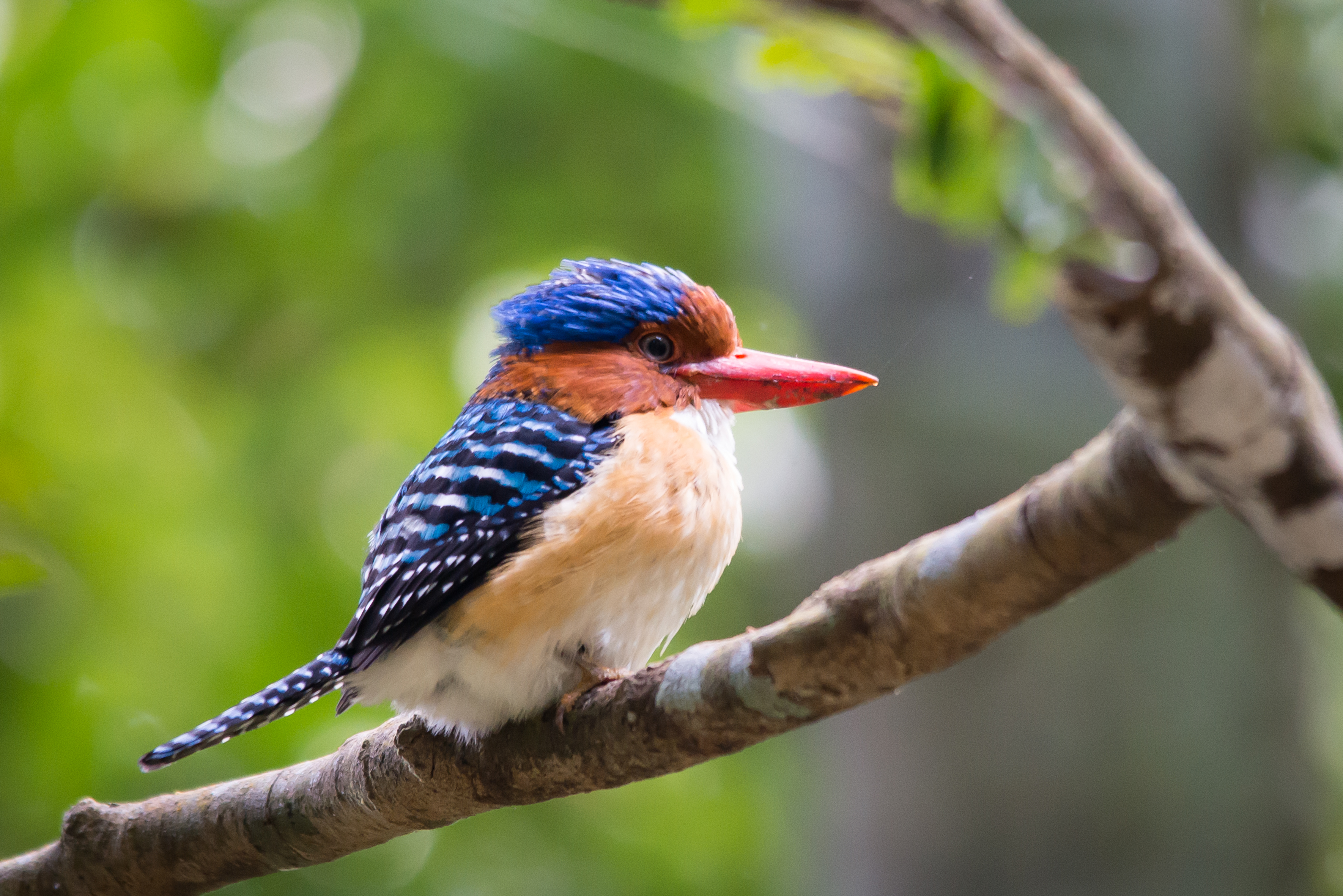
Martin-chasseur mignon
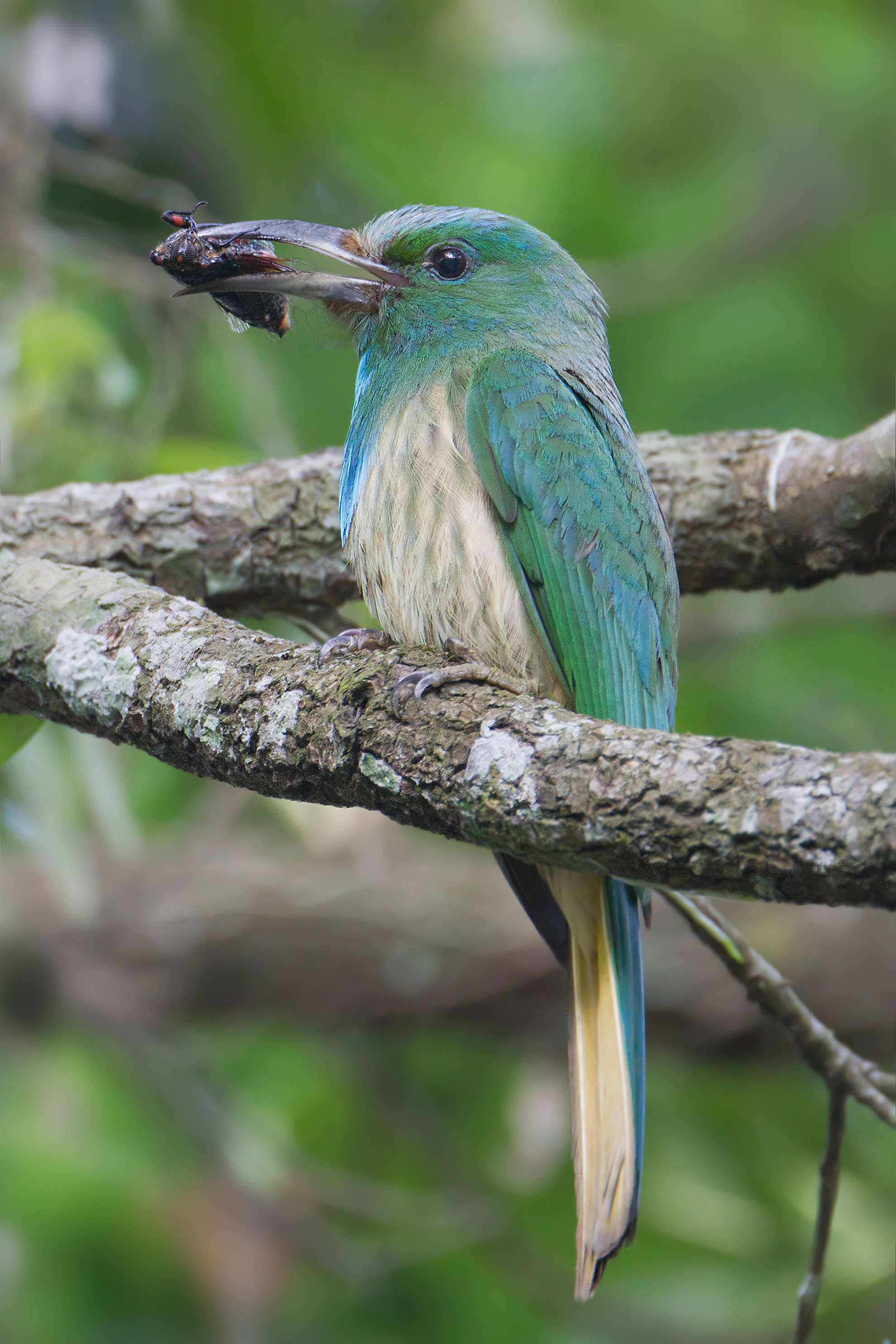
Guêpier à barbe bleue
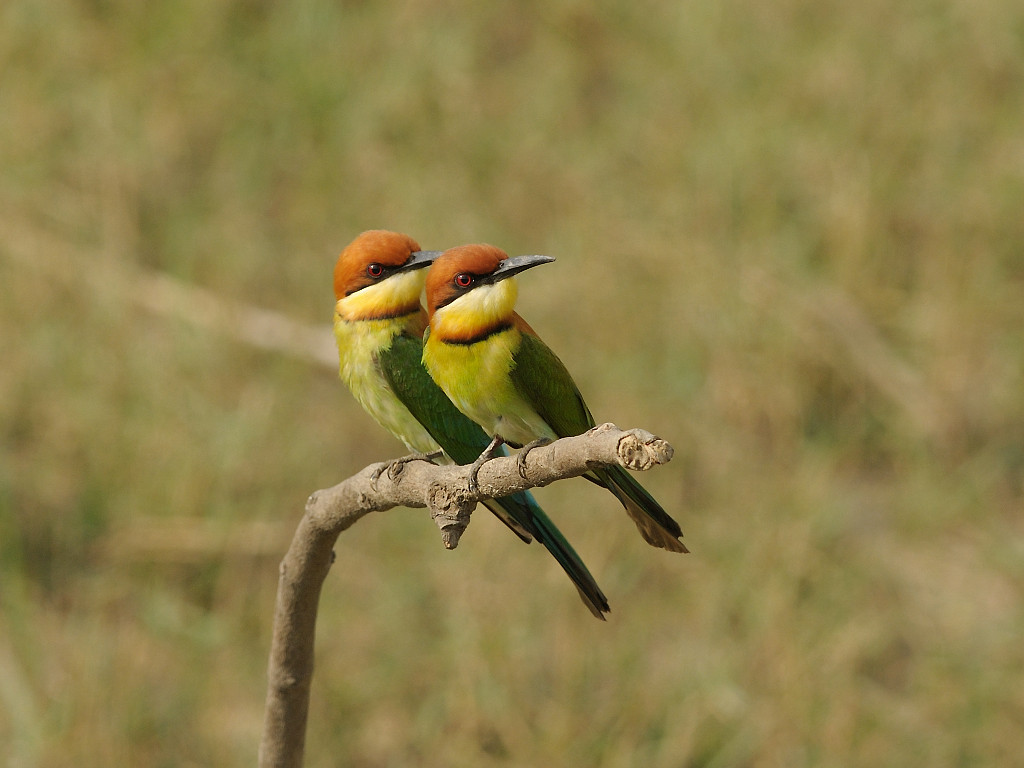
Guêpier de Leschenault
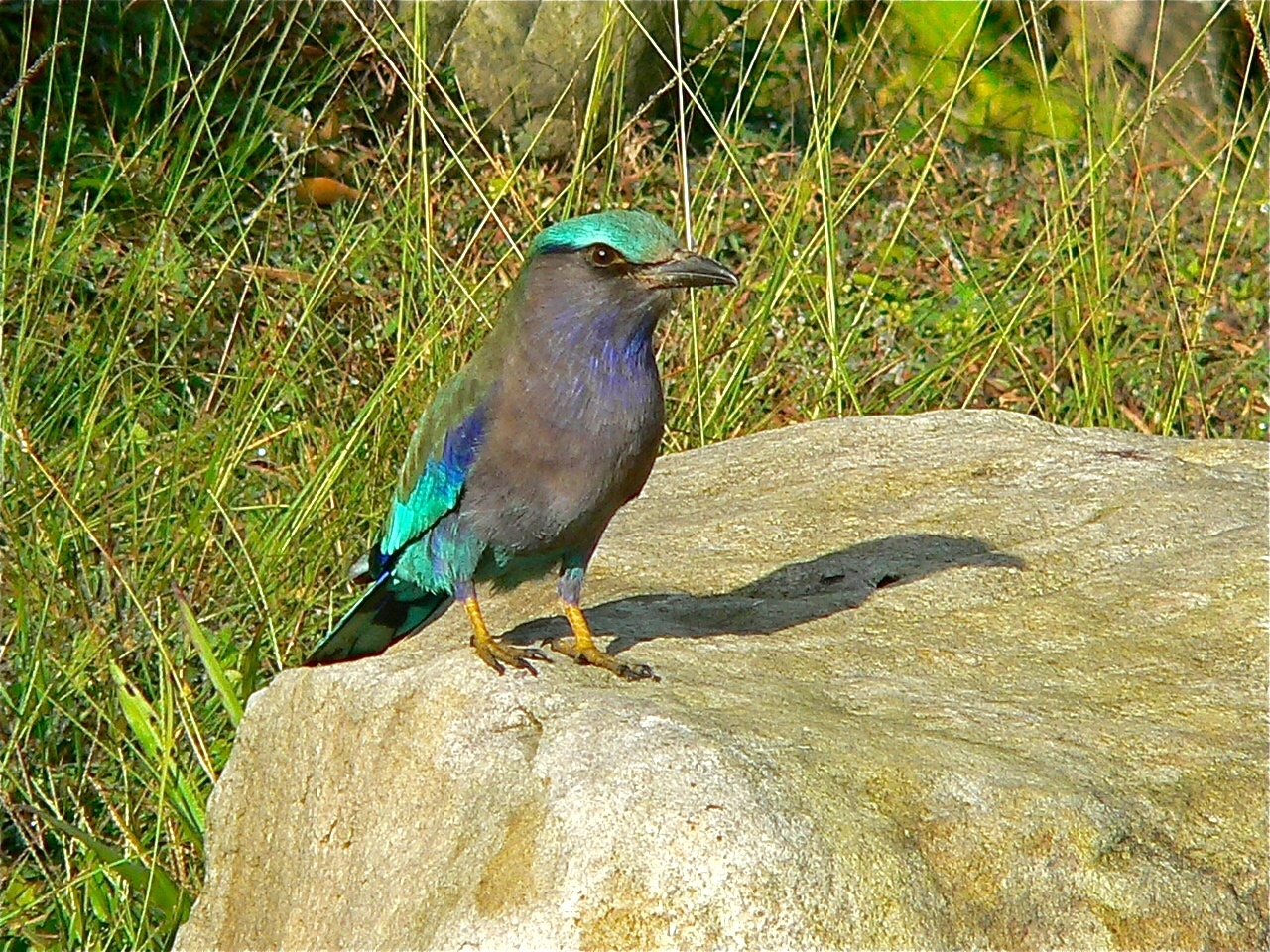
Rollier indochinois coracias affinis
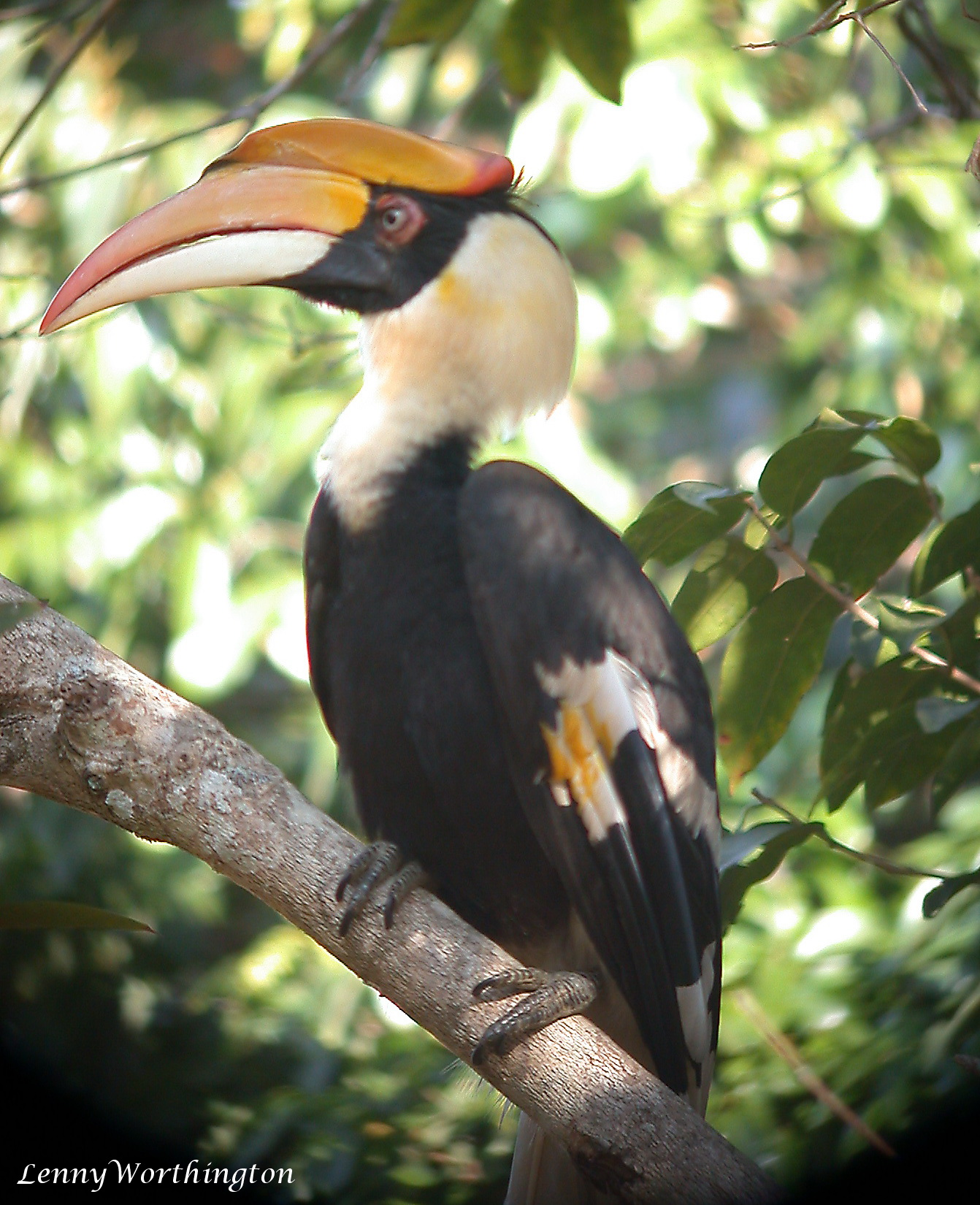
Calao bicorne
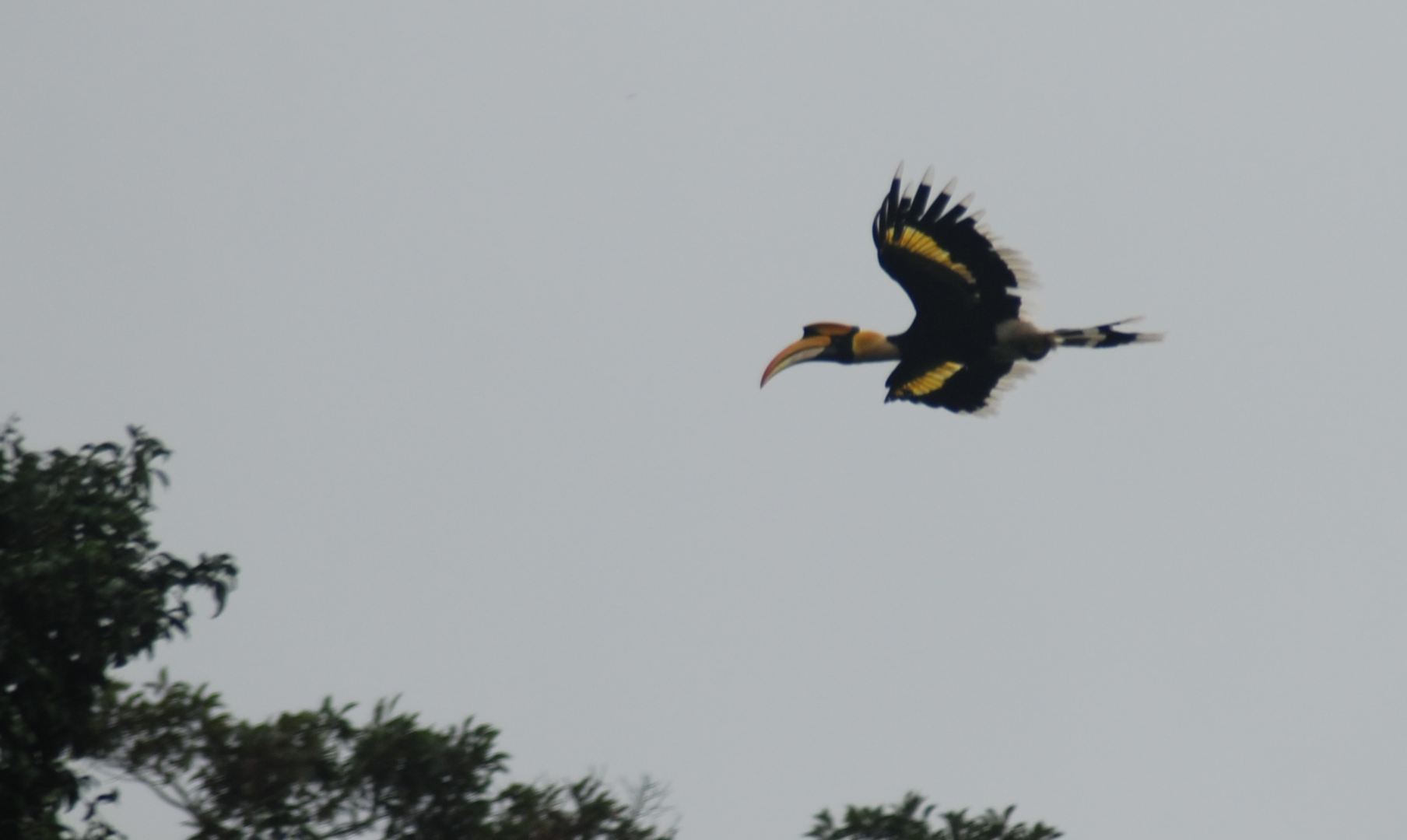
Calao bicorne en vol
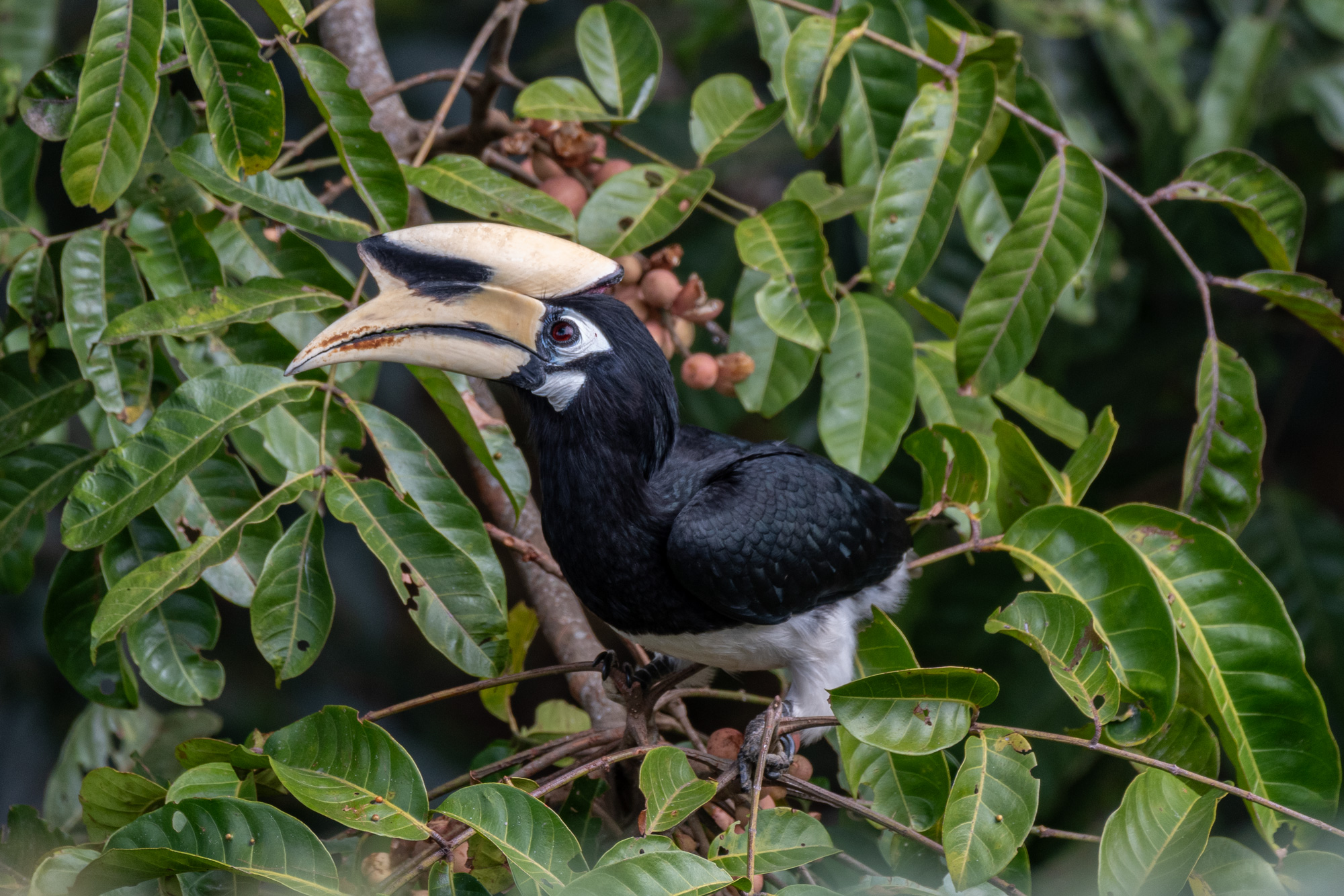
Calao pie
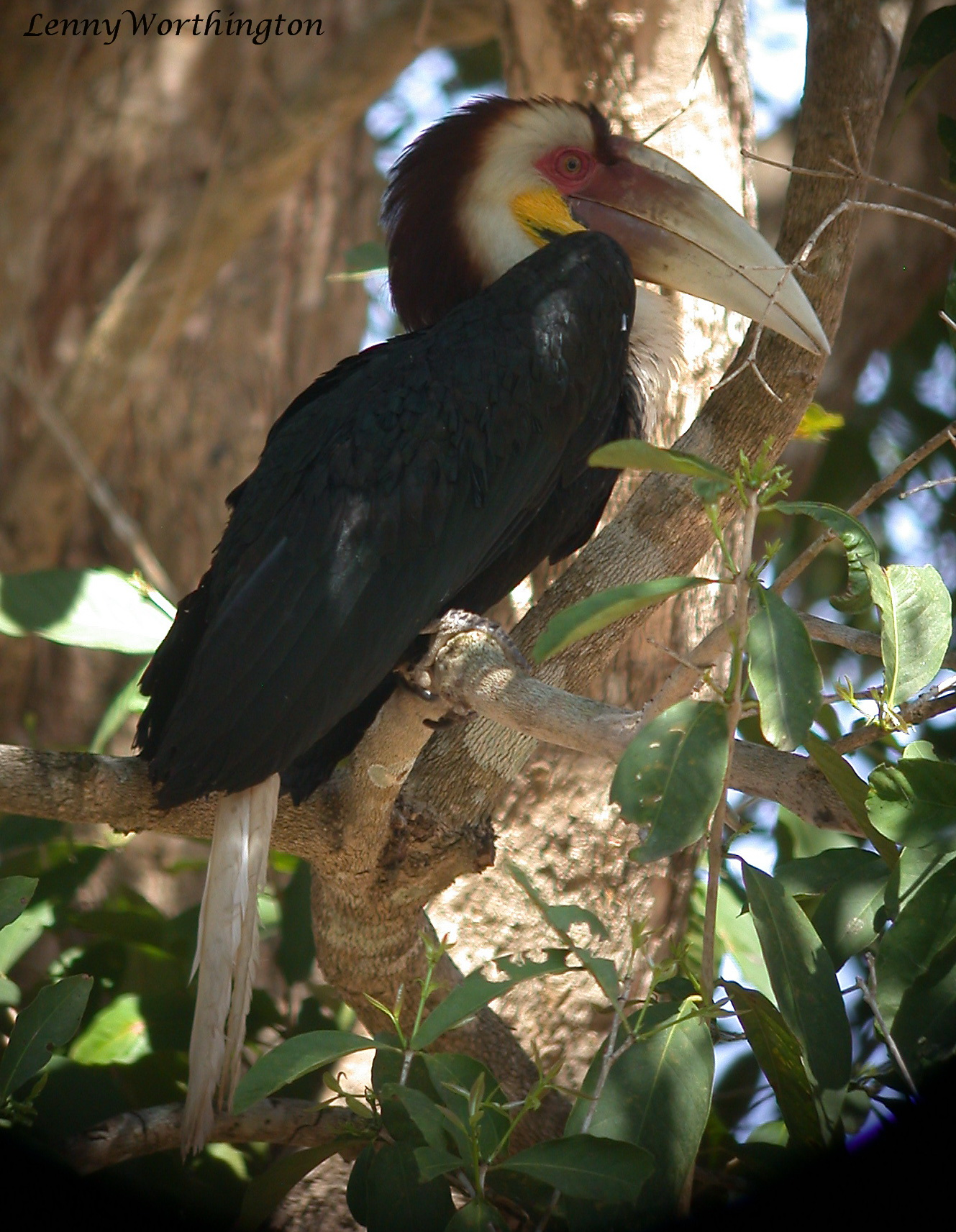
Calao festonné
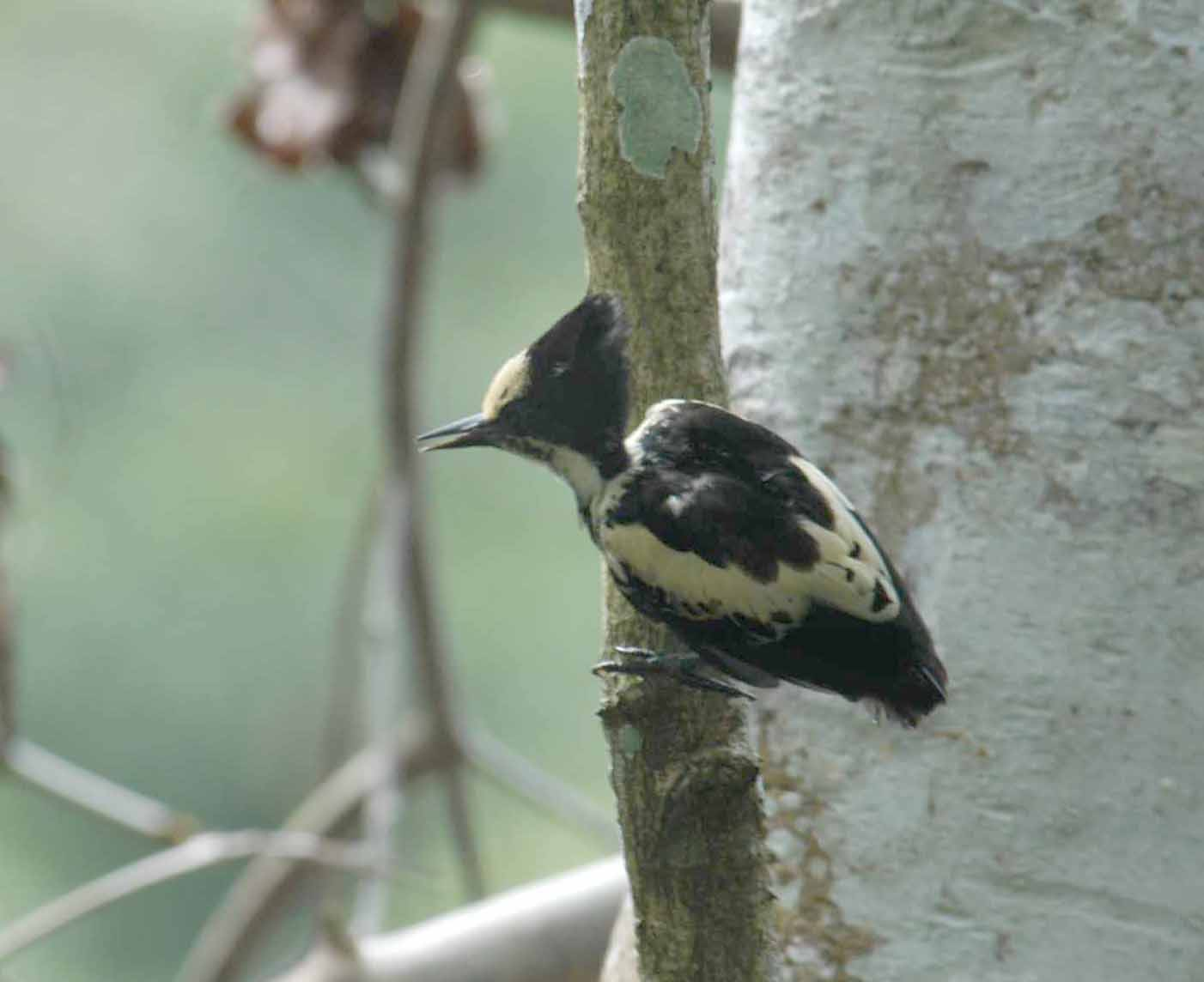
Pic canente
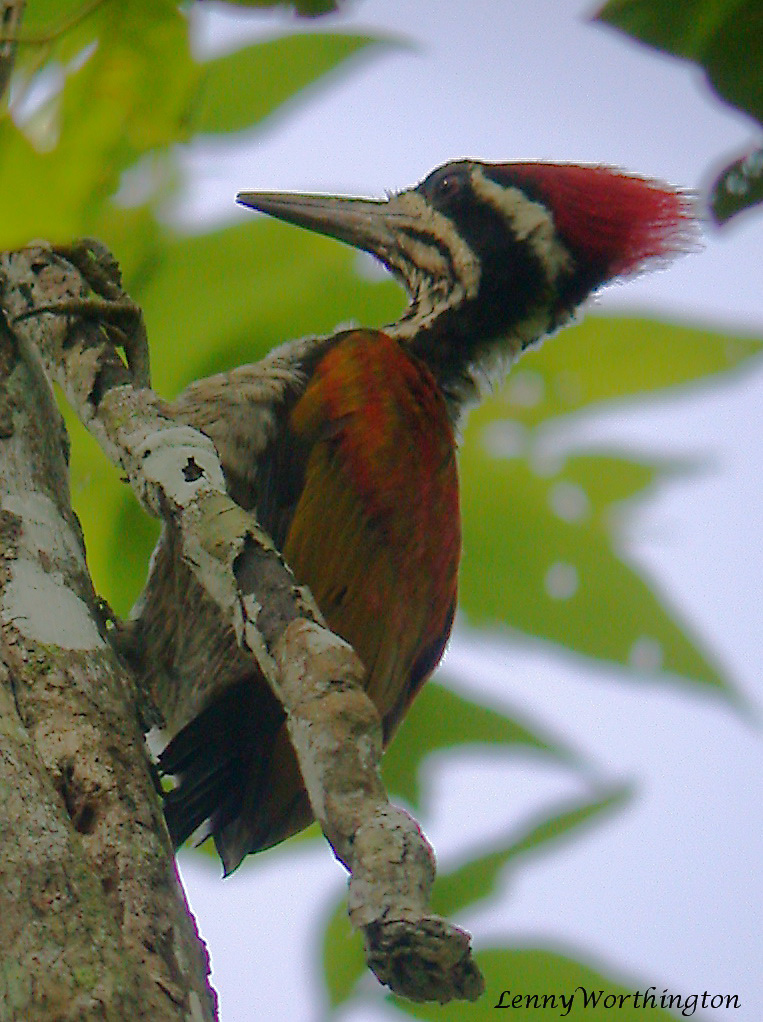
Pic à dos rouge (Dinopium javenense)
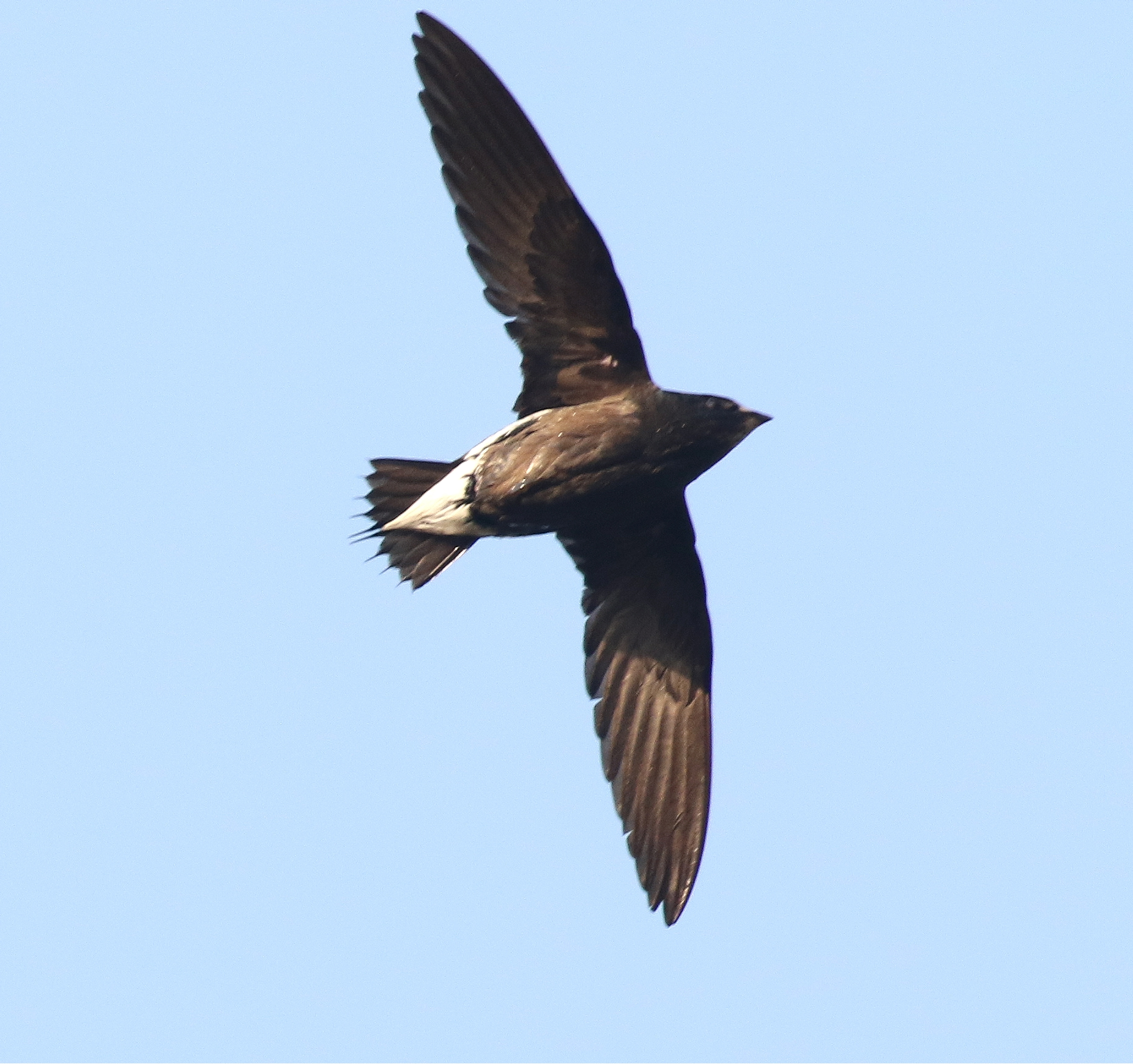
Martinet géant en vol
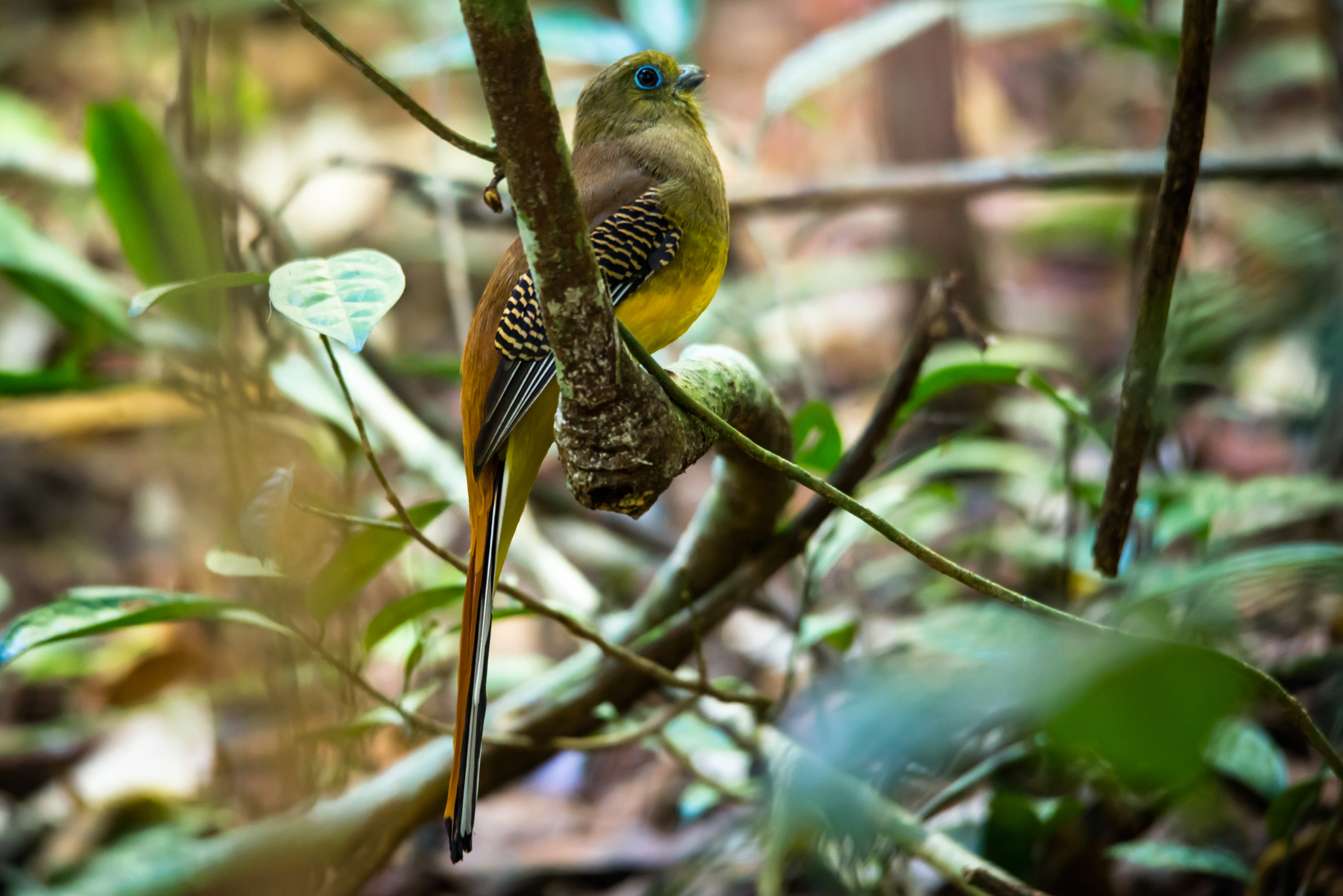
Trogon à poitrine jaune
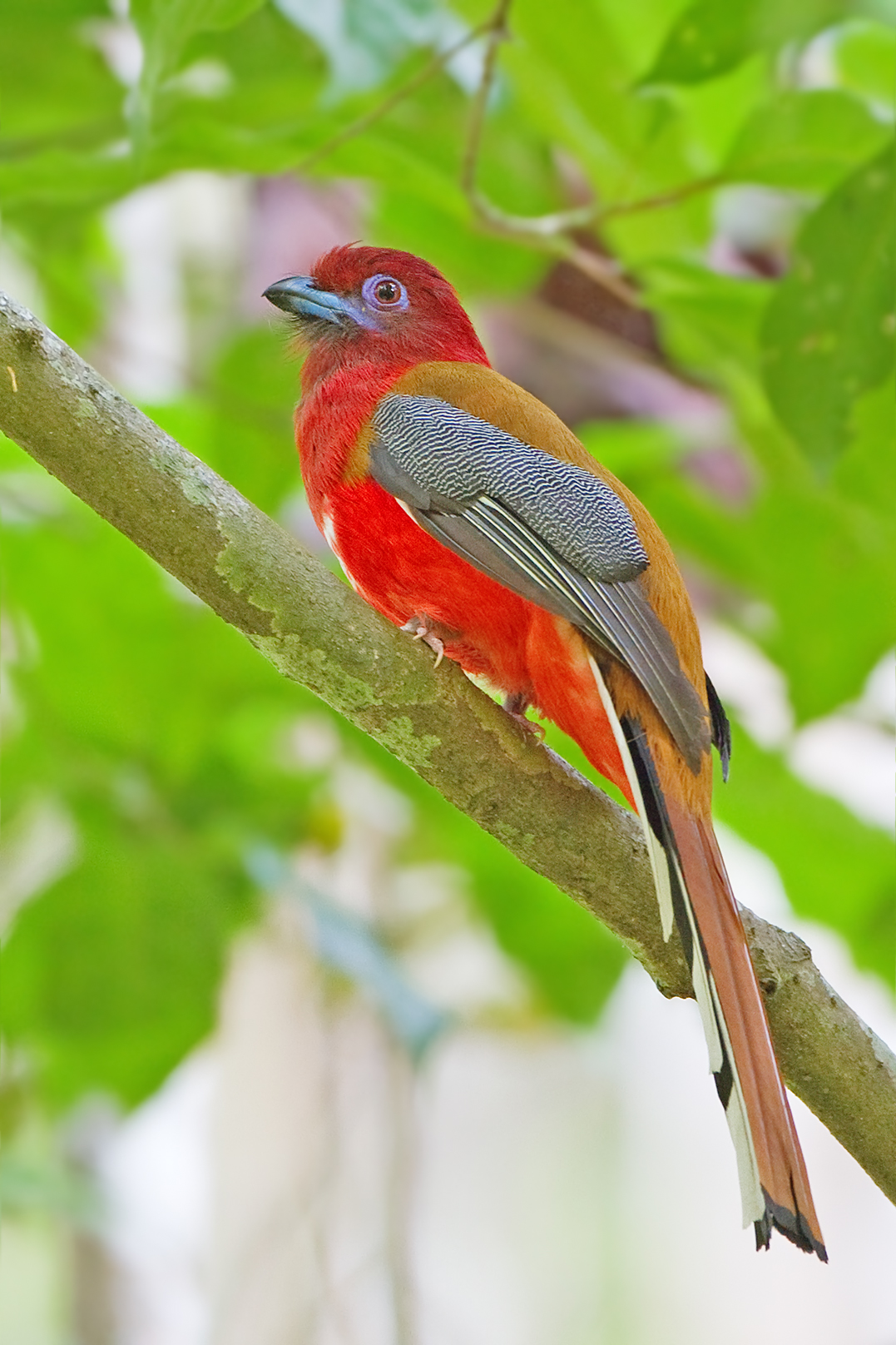
Trogon à tête rouge
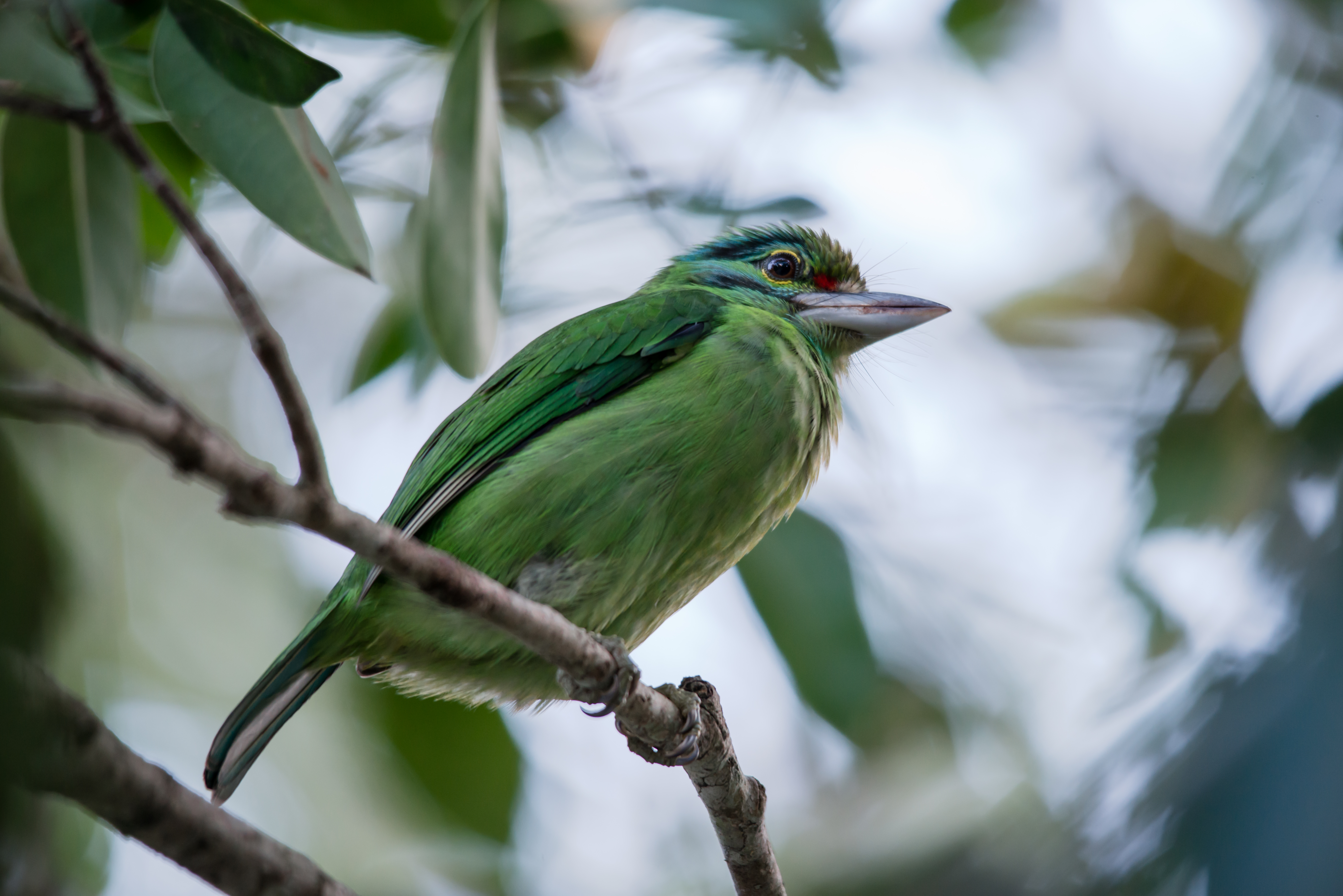
Barbu de Hume
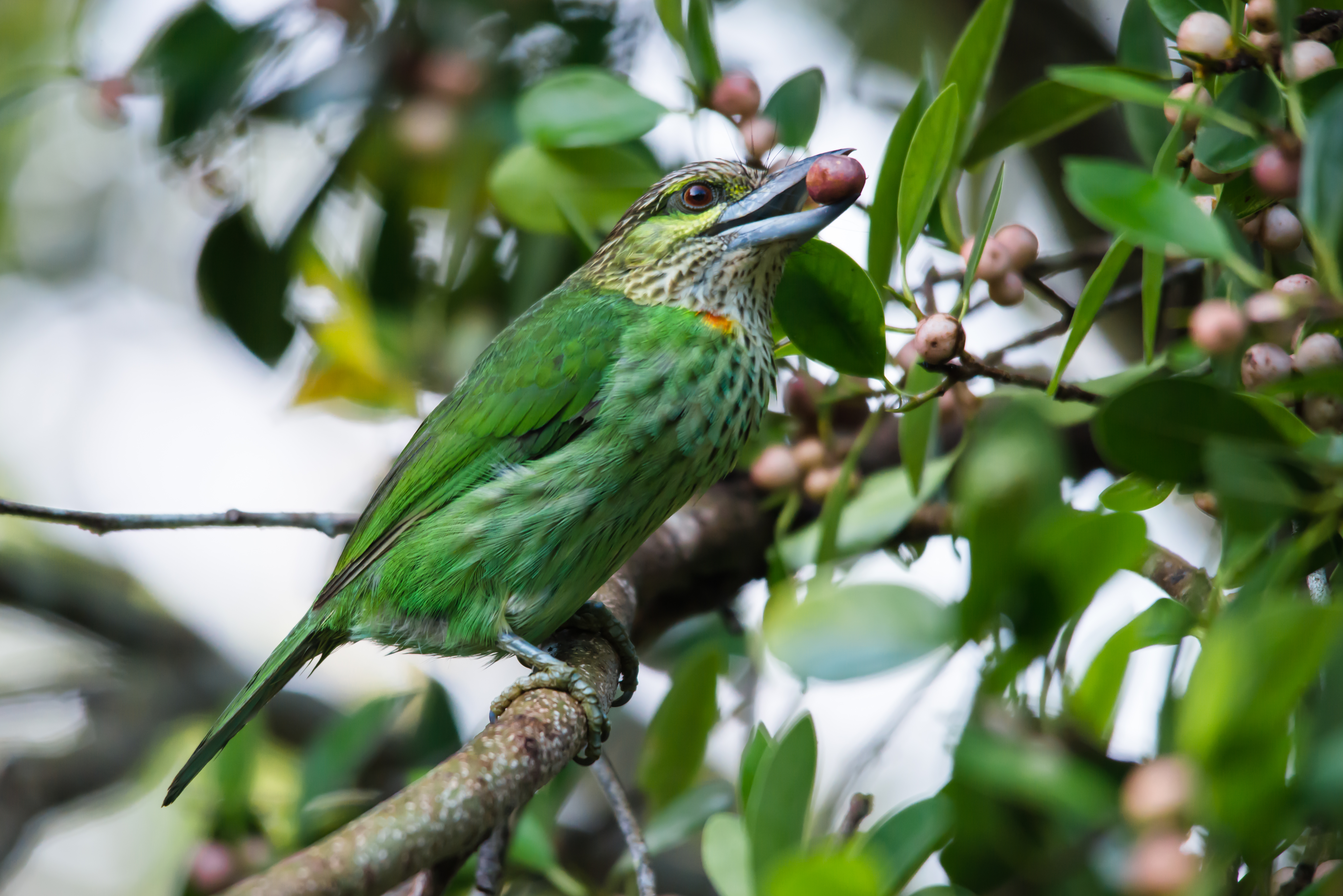
Barbu grivelé
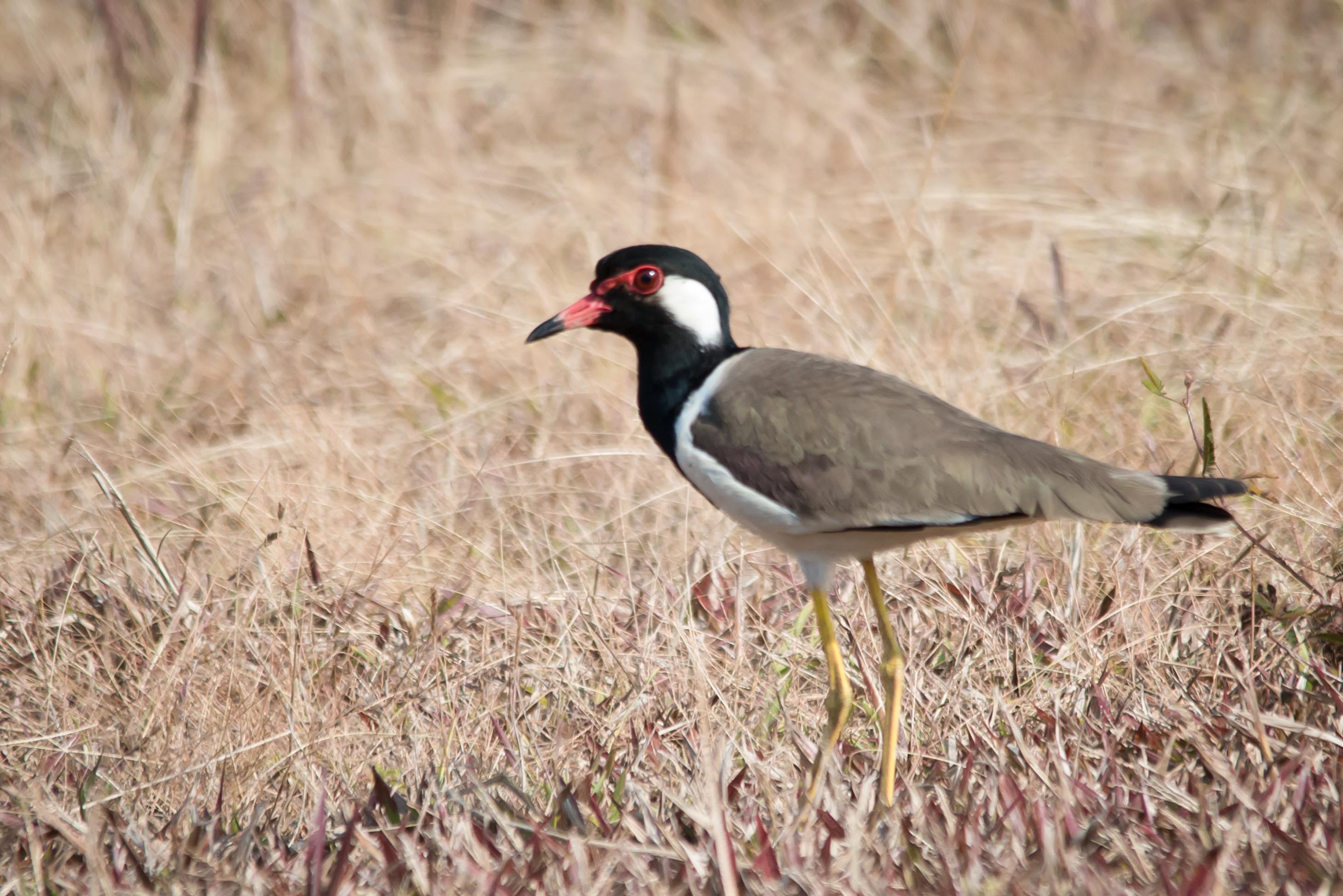
Vanneau indien
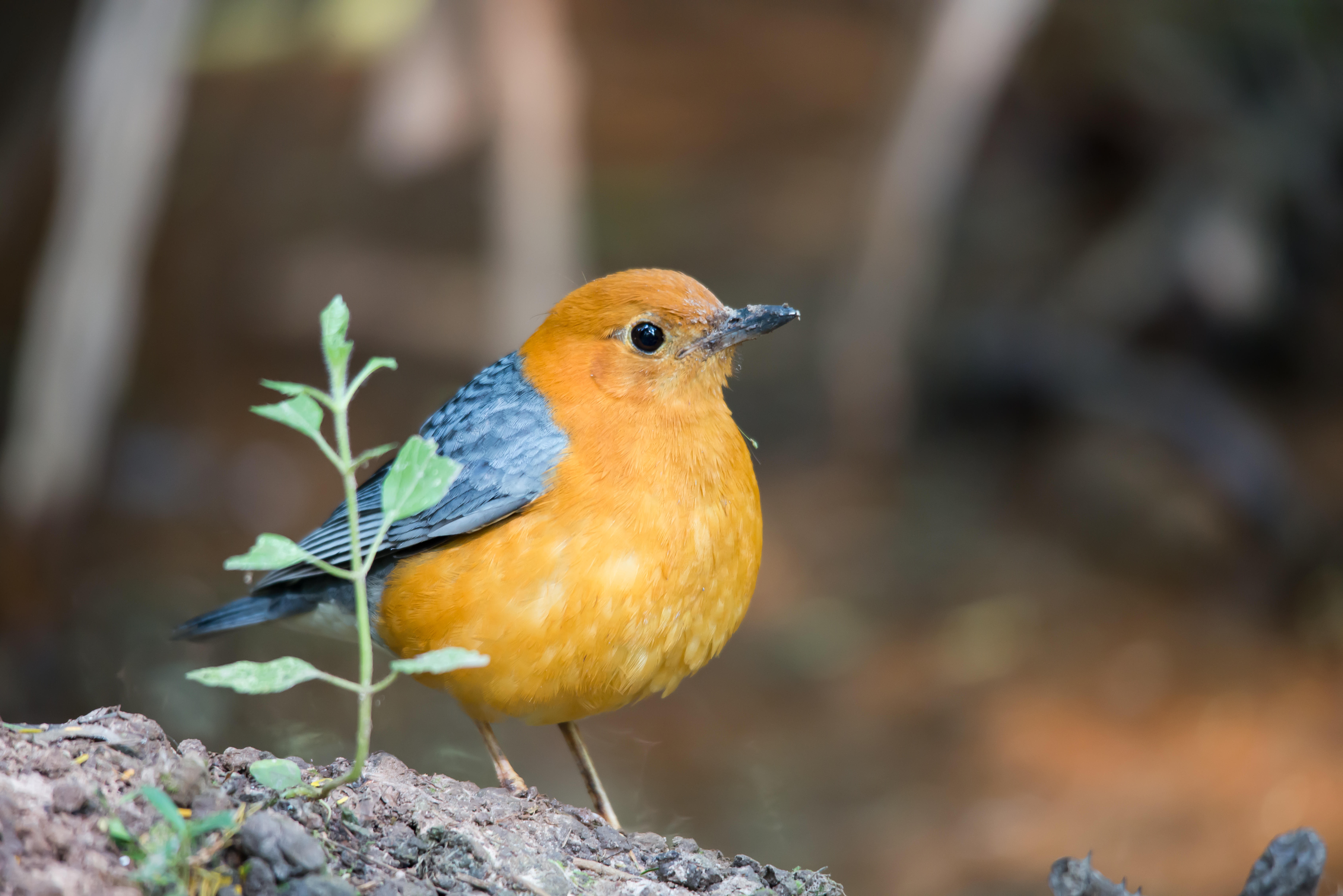
Grive à tête orange

### Plus de100 espècesde reptiles et d'amphibiens
- On dénombre une petite centaine d'espèces de reptiles :

#### 6 espècesde tortues
6 espèces de tortues : Cuora amboinensis ; tortue-feuille d'Asie ; Heosemys spinosa ; Malayemys subtrijuga...

Tortues
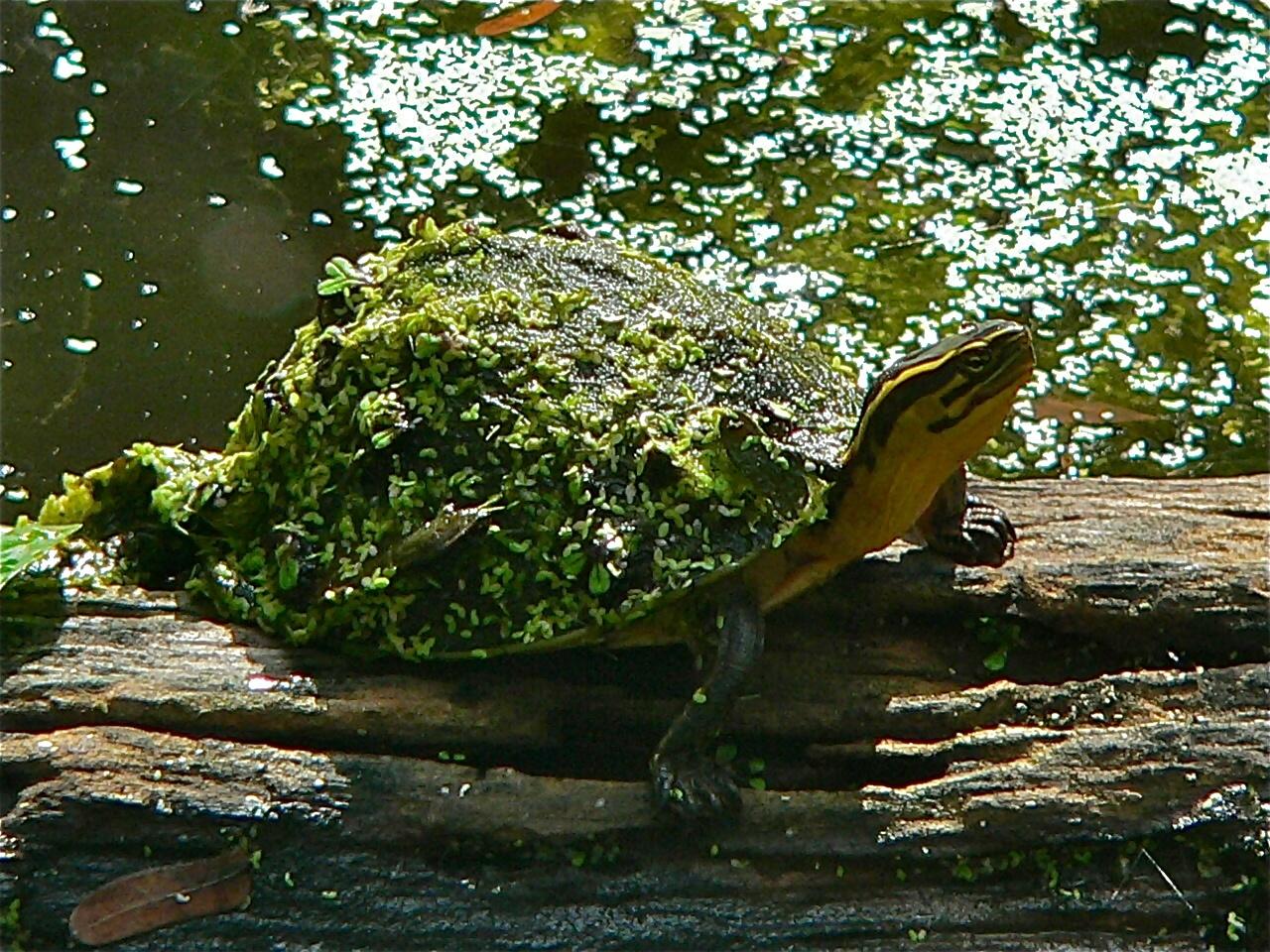
Cuora amboinensis
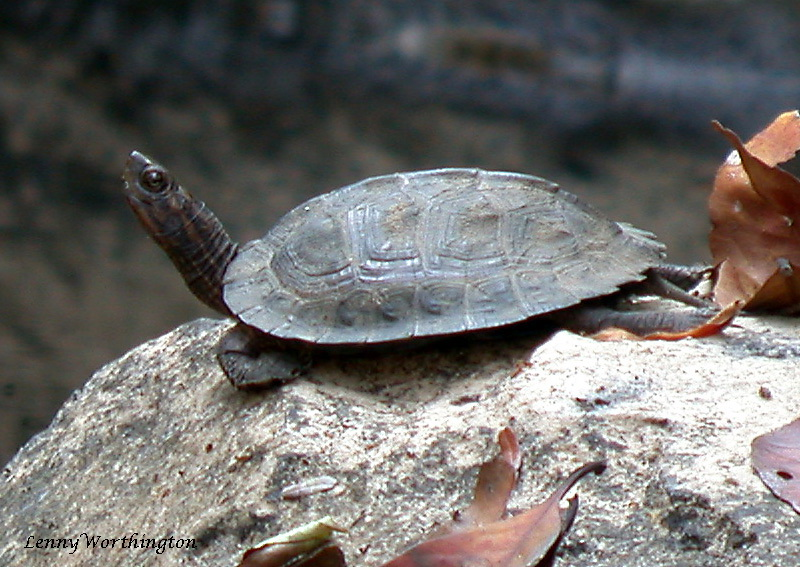
Tortue-feuille d'Asie
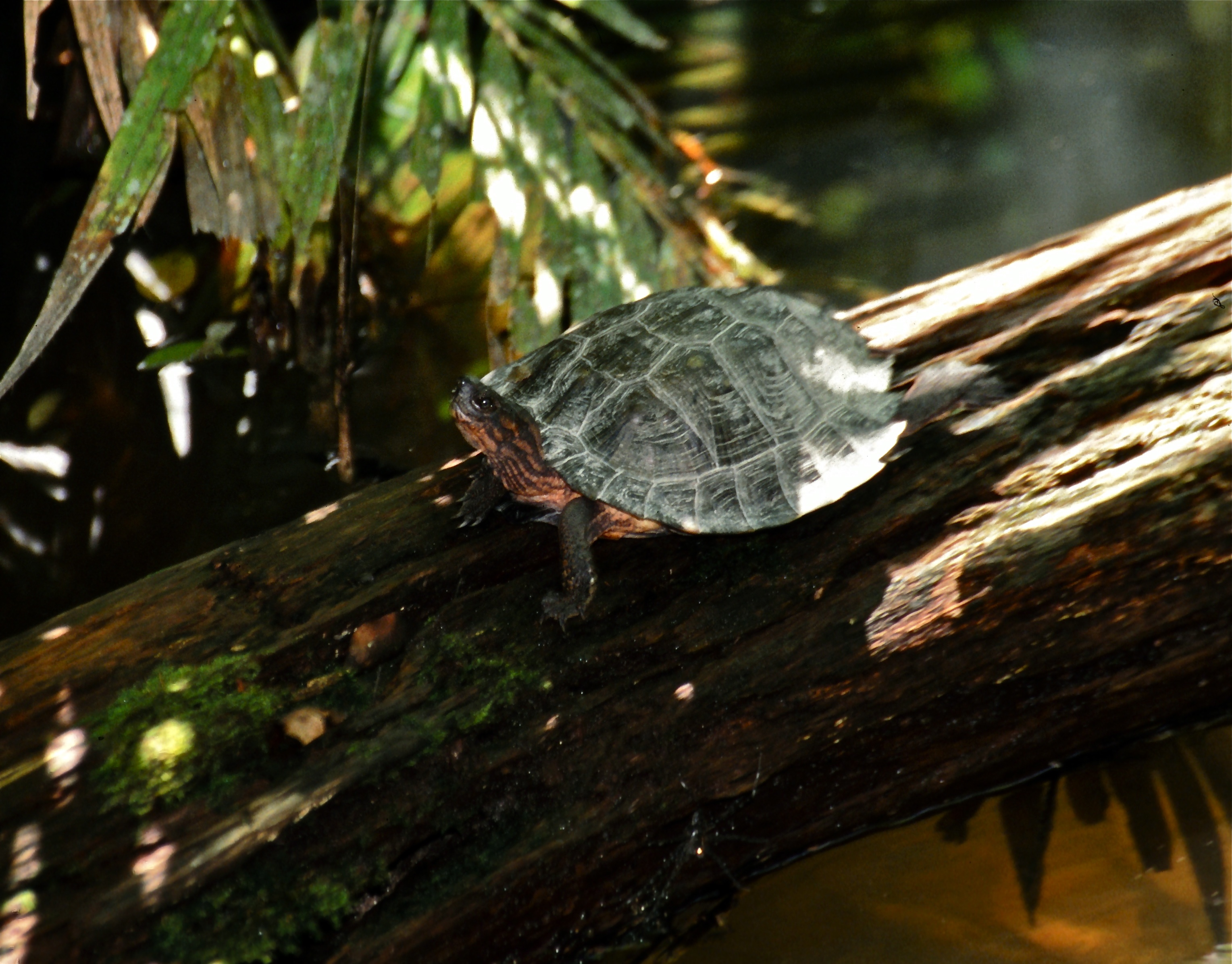
Heosemys spinosa
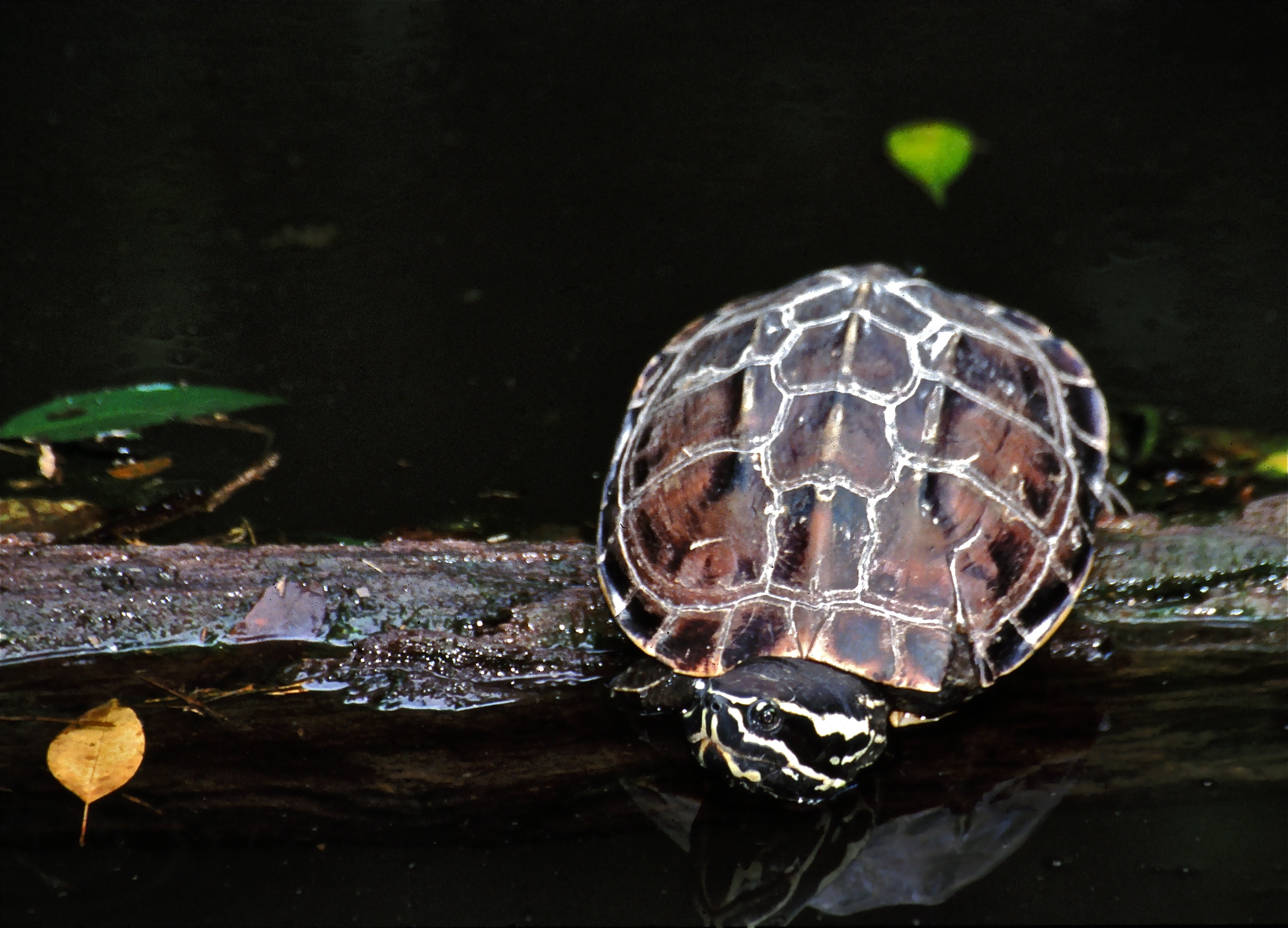
Malayemys subtrijuga

#### 30 espècesde lézards
30 espèces de lézards :
- des acanthosaures (dragons des montagnes) dont des acanthosaures de Boulenger (acanthosaura crugeria) et des acanthosaures lepidogaster;
- des agames dont des calotes emma et des calotes versicolores (agames arlequins ou lézards suceurs de sang) ;
- des dragons d'eau chinois ;
- des geckos dont des geckos cyrtodactylus intermedius, des geckos cyrtodactylus pulchellus, geckos tokay et geckos asiatiques ;
- des lipinia vittigera ; des sphenomorphus maculatus ; des scinques dorés entre autres ;
- des lézards volants ou dragons volant (draco) ;
- et des varans malais (varans aquatiques d'Asie) dont des varanus salvator macromaculatus...

Lézards
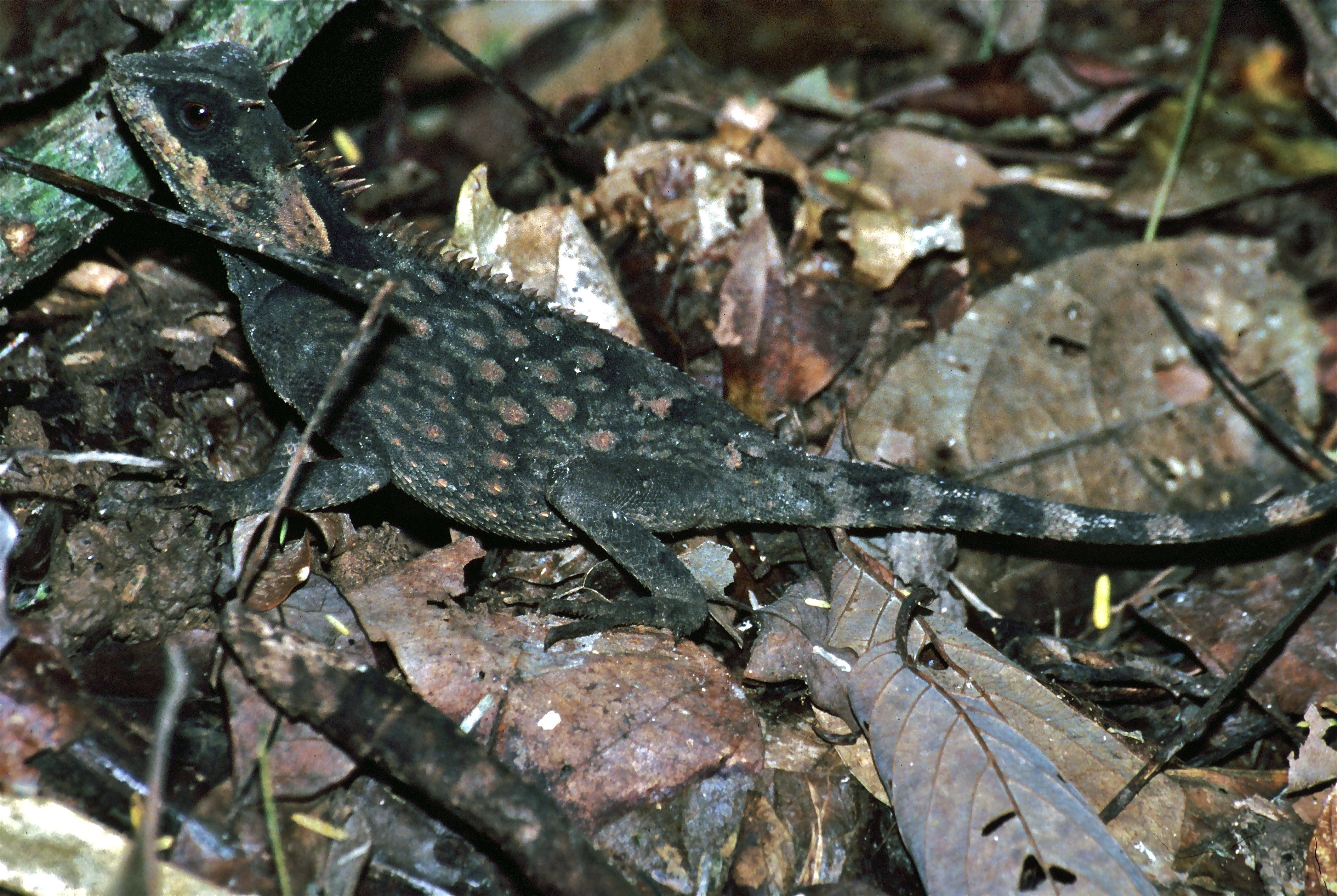
Acanthosaure de Boulenger
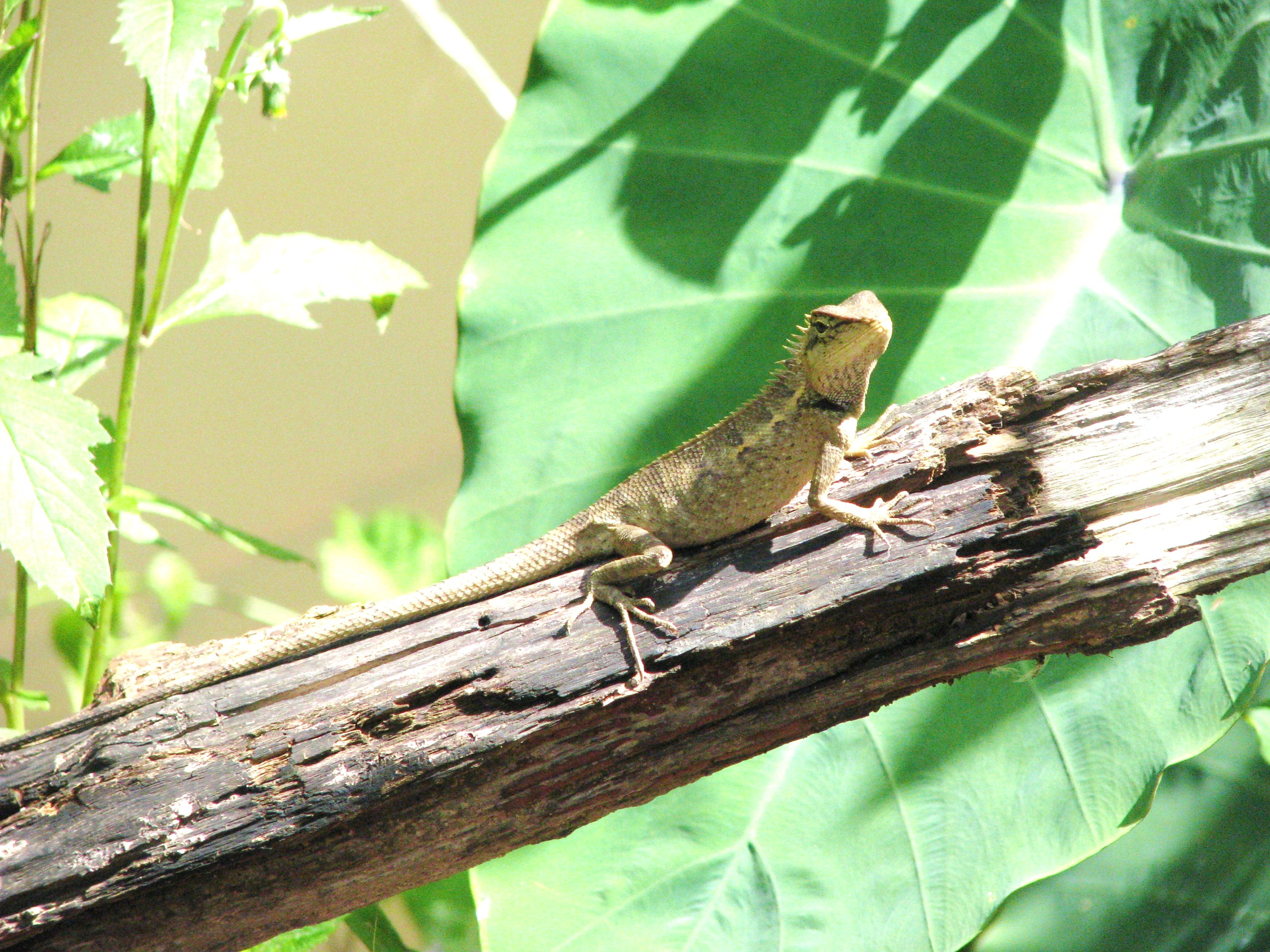
Agame
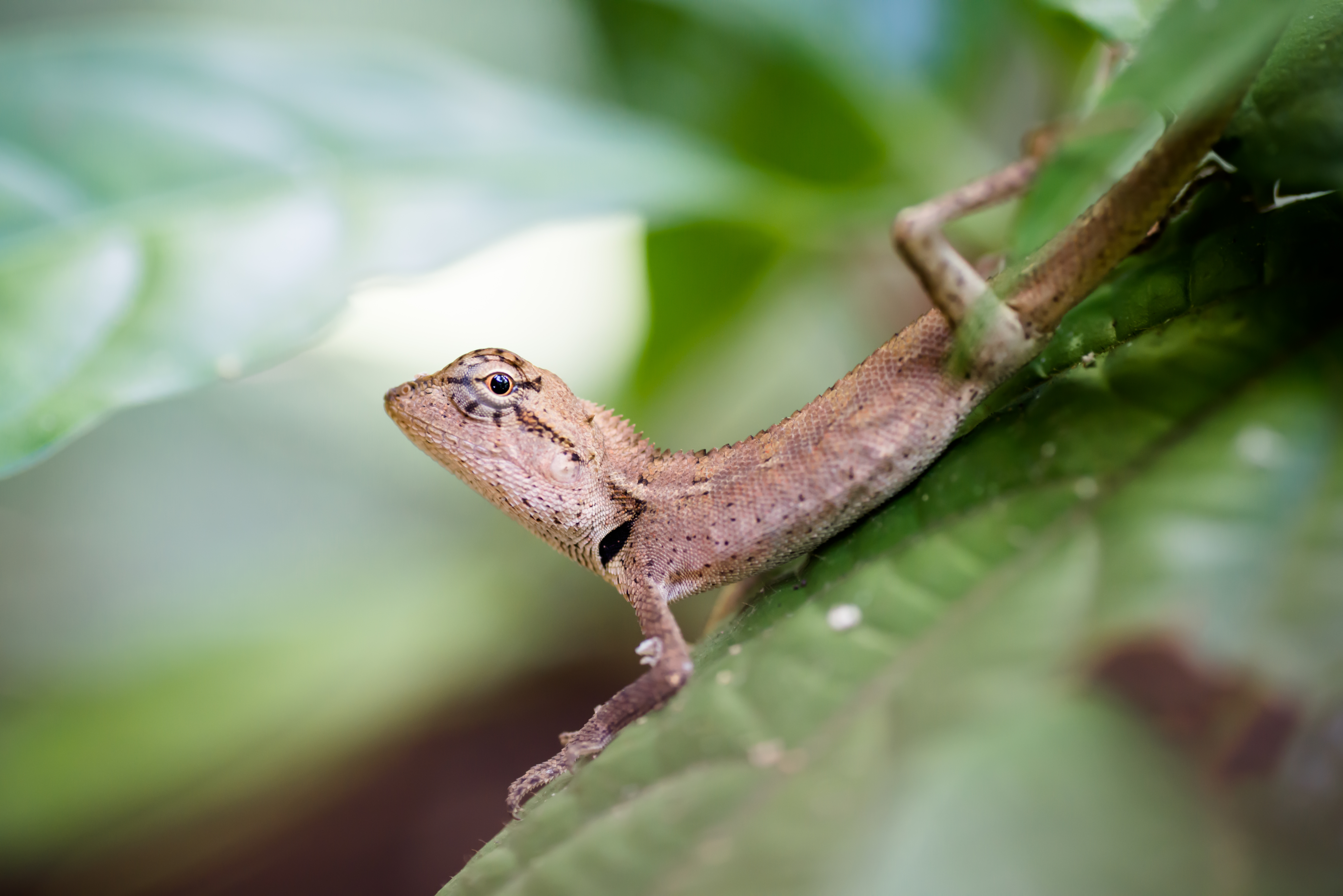
Agame arlequin
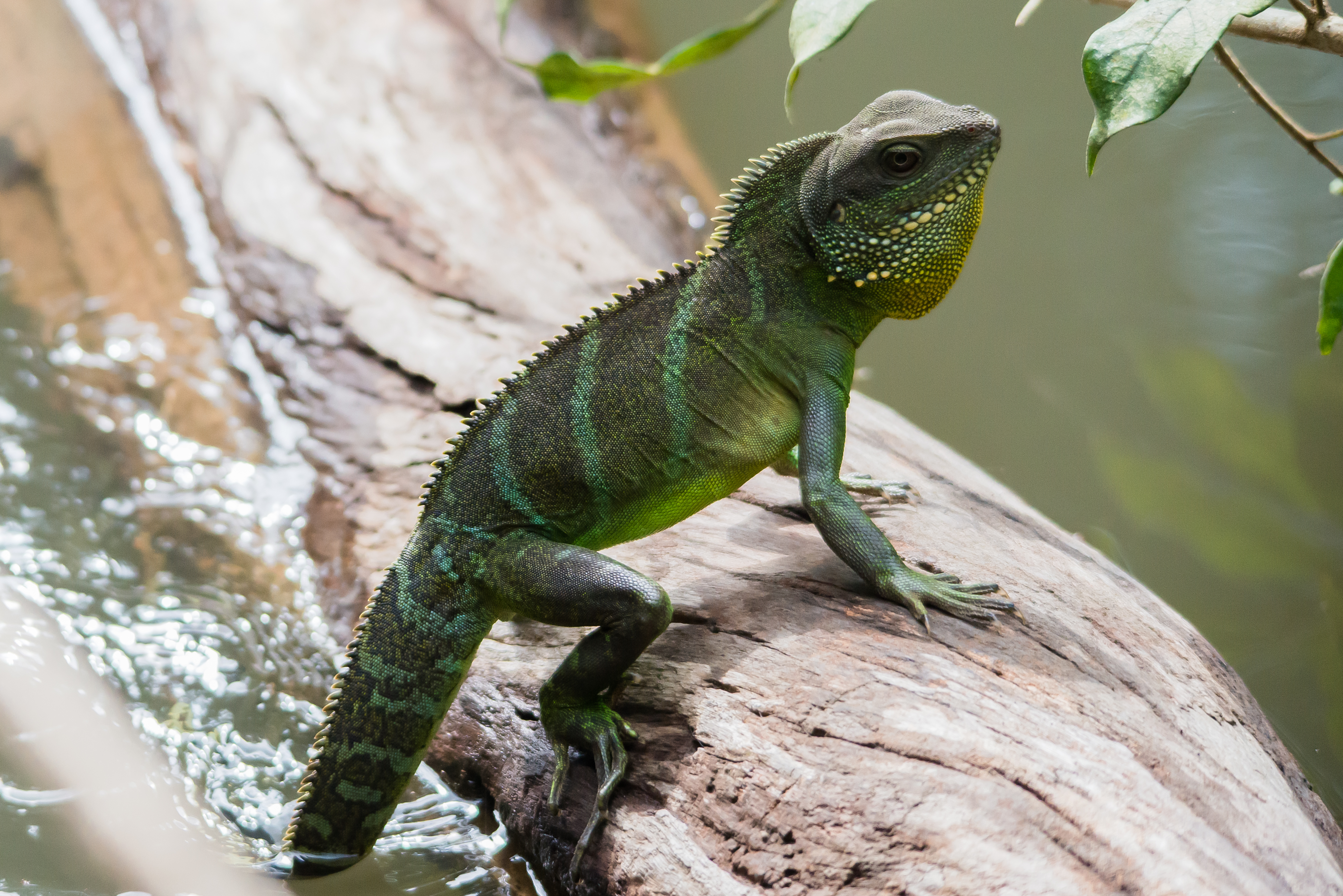
Dragon d'eau chinois
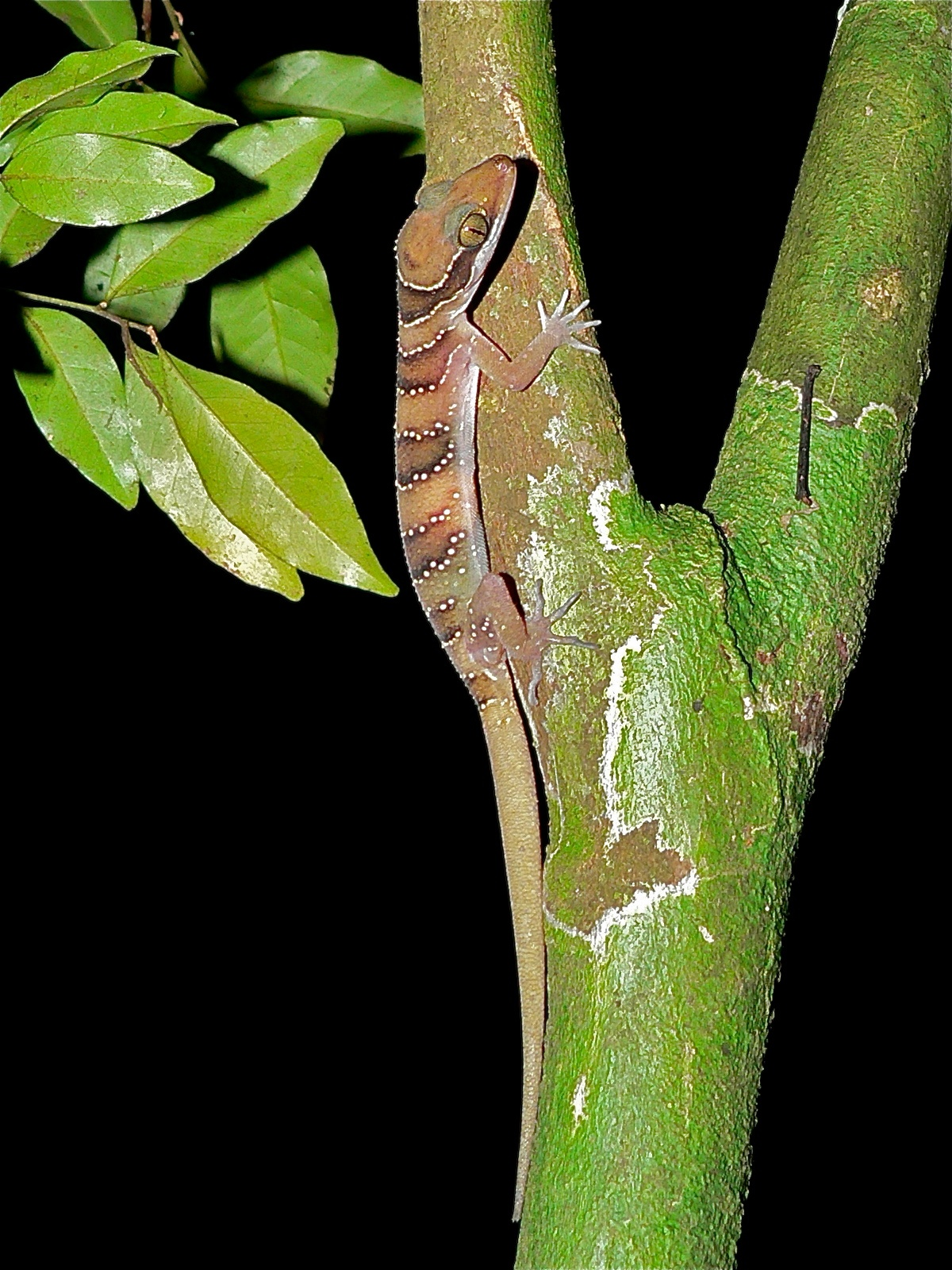
Gecko cyrtodactylus intermedius
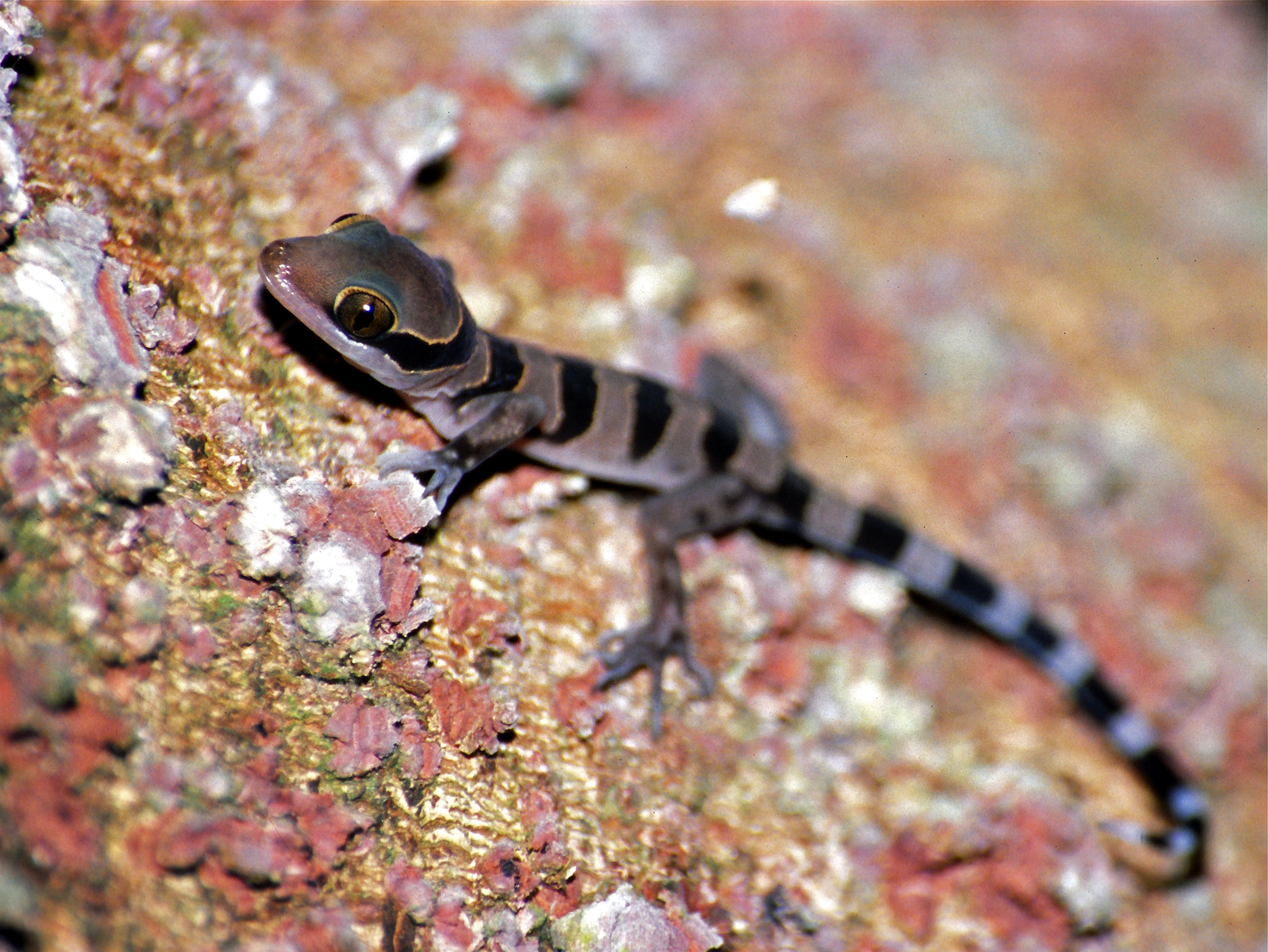
Gecko cyrtodactylus pulchellus
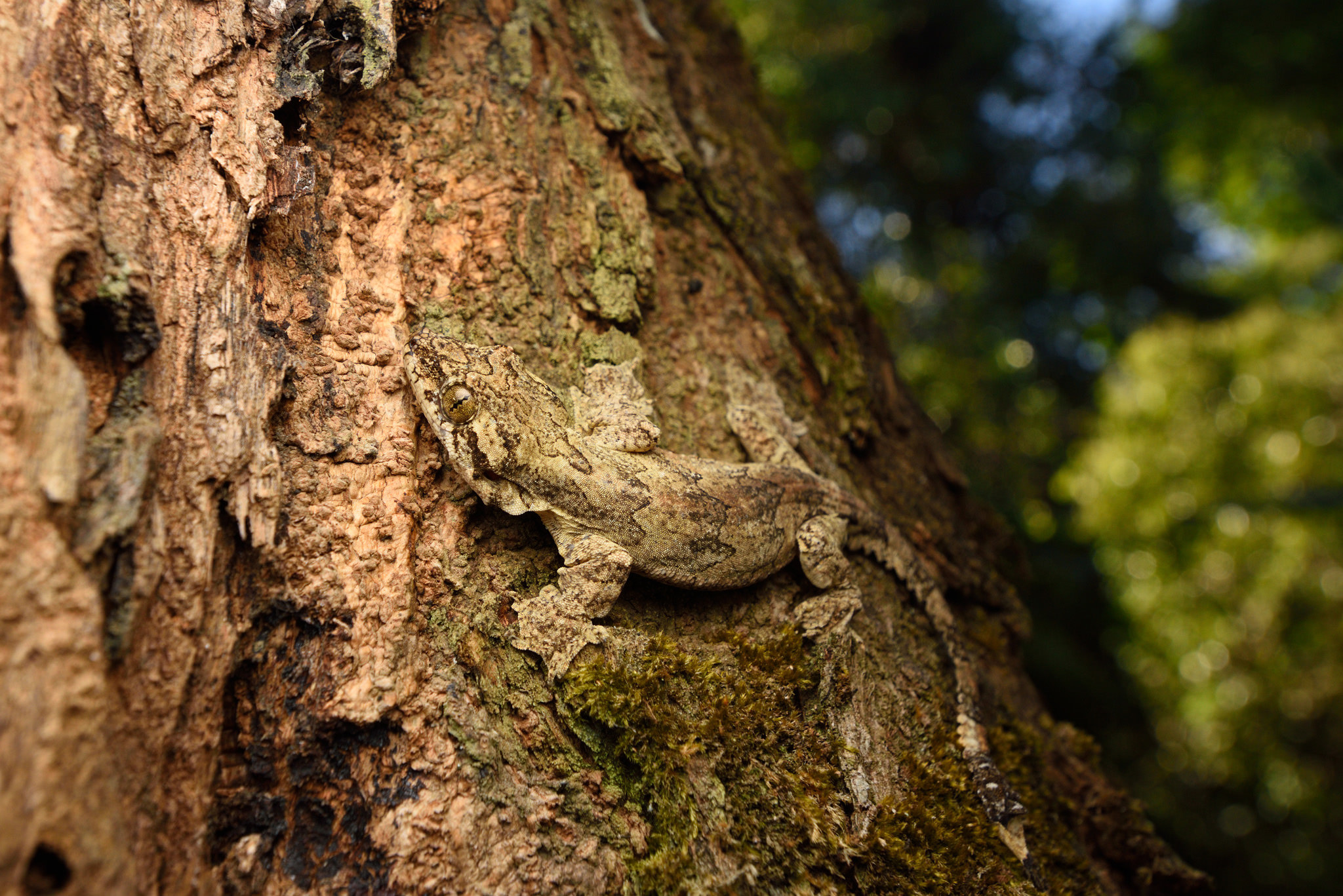
Gecko ptychozoon lionotum
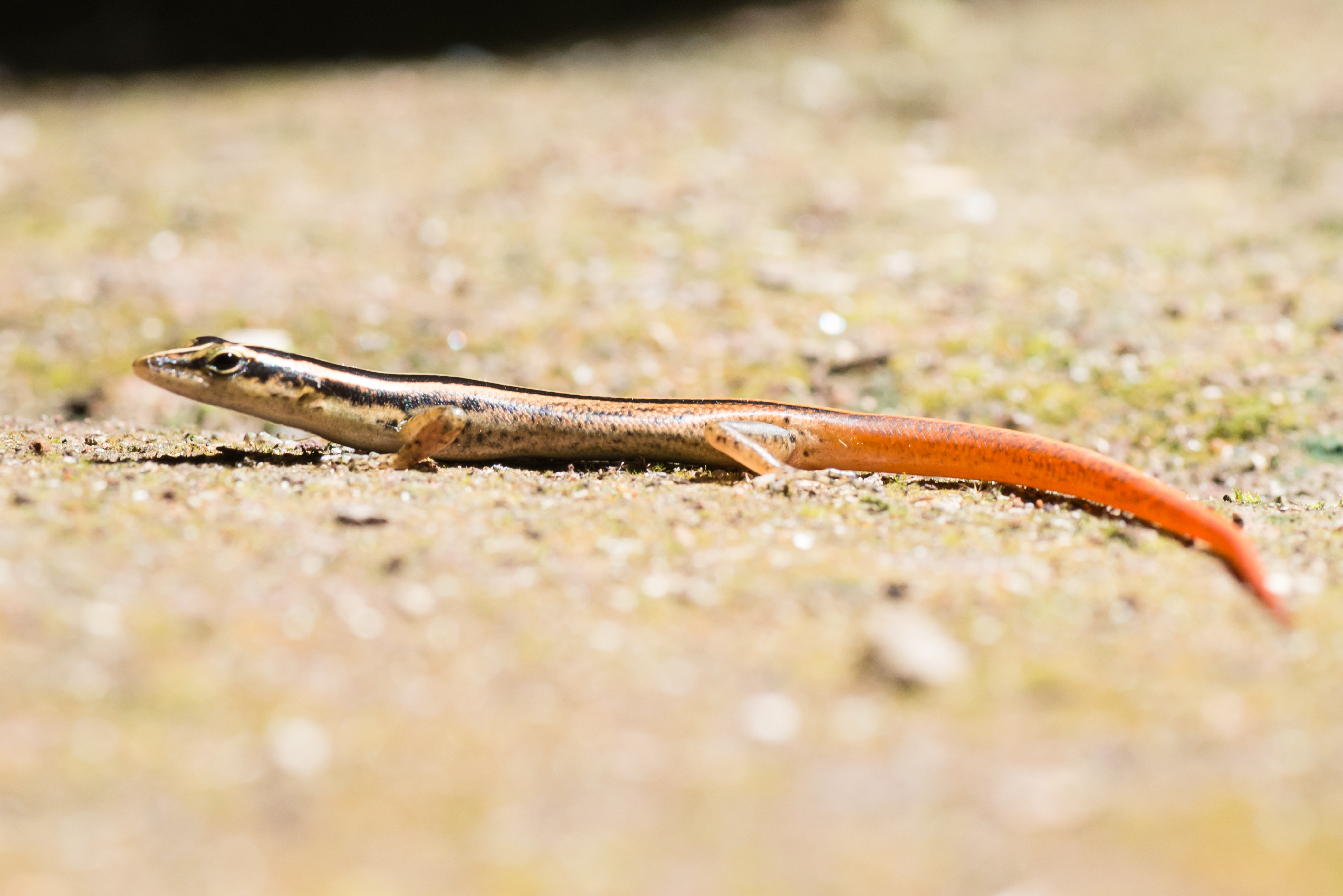
Lipinia vittigera
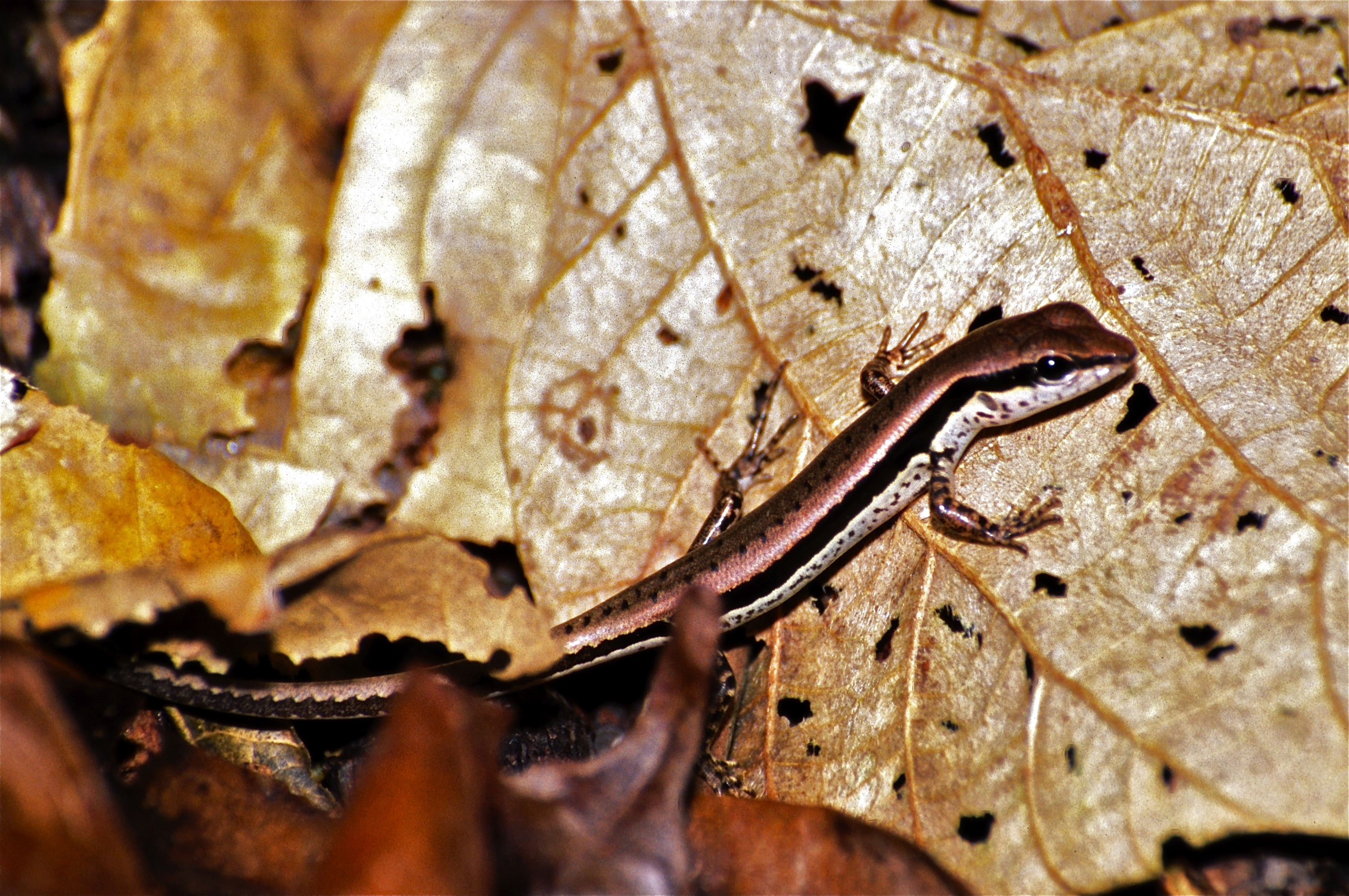
Sphenomorphus maculatus
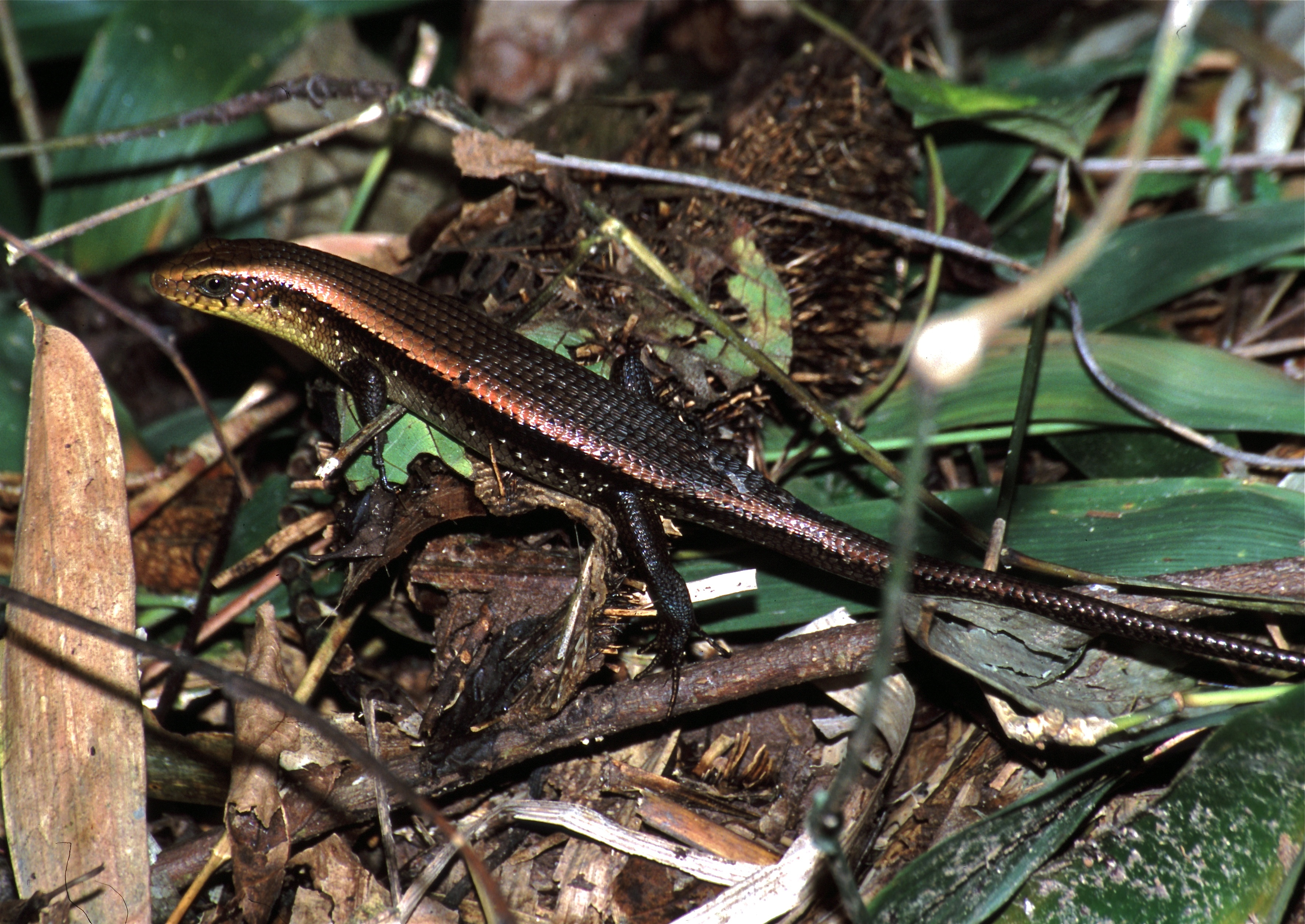
Scinque doré
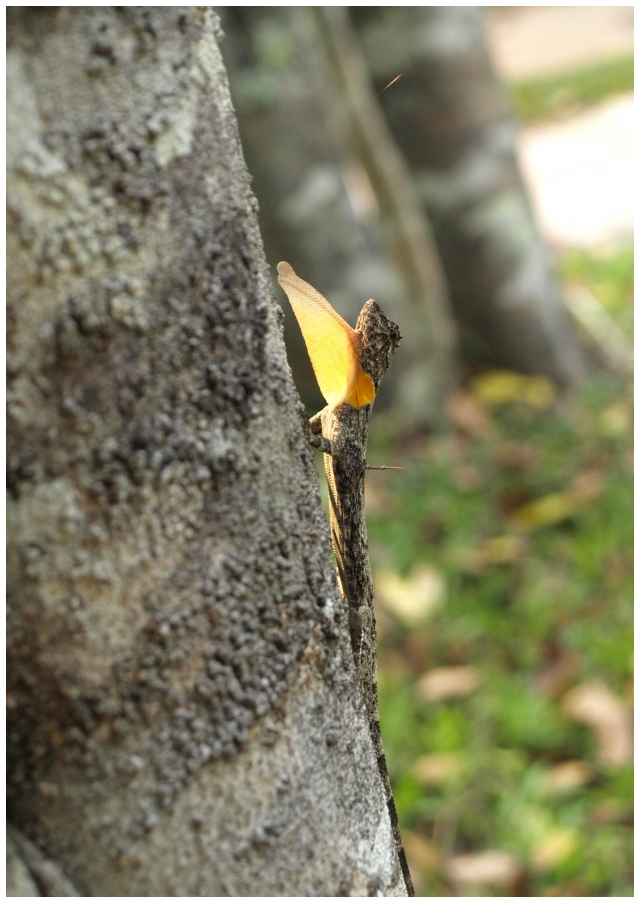
Lézard volant (ou dragon volant)
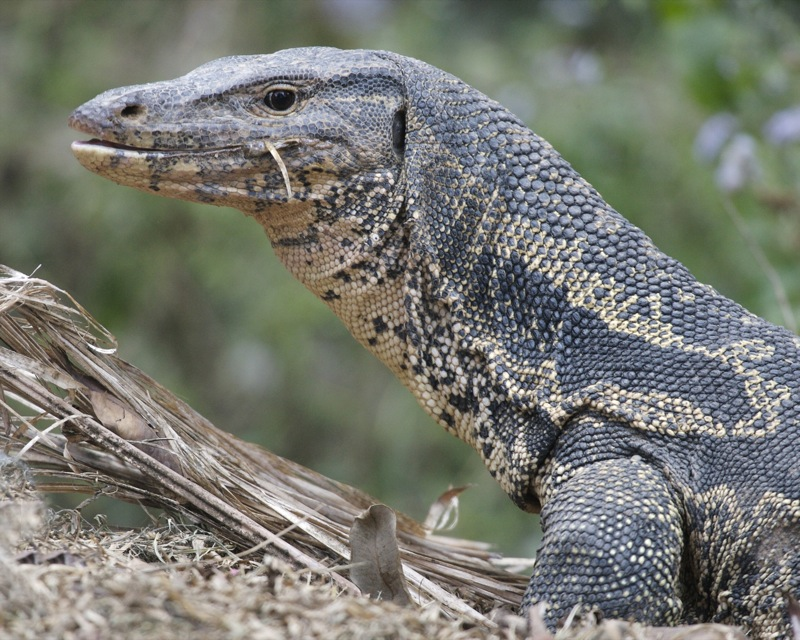
Varan malais
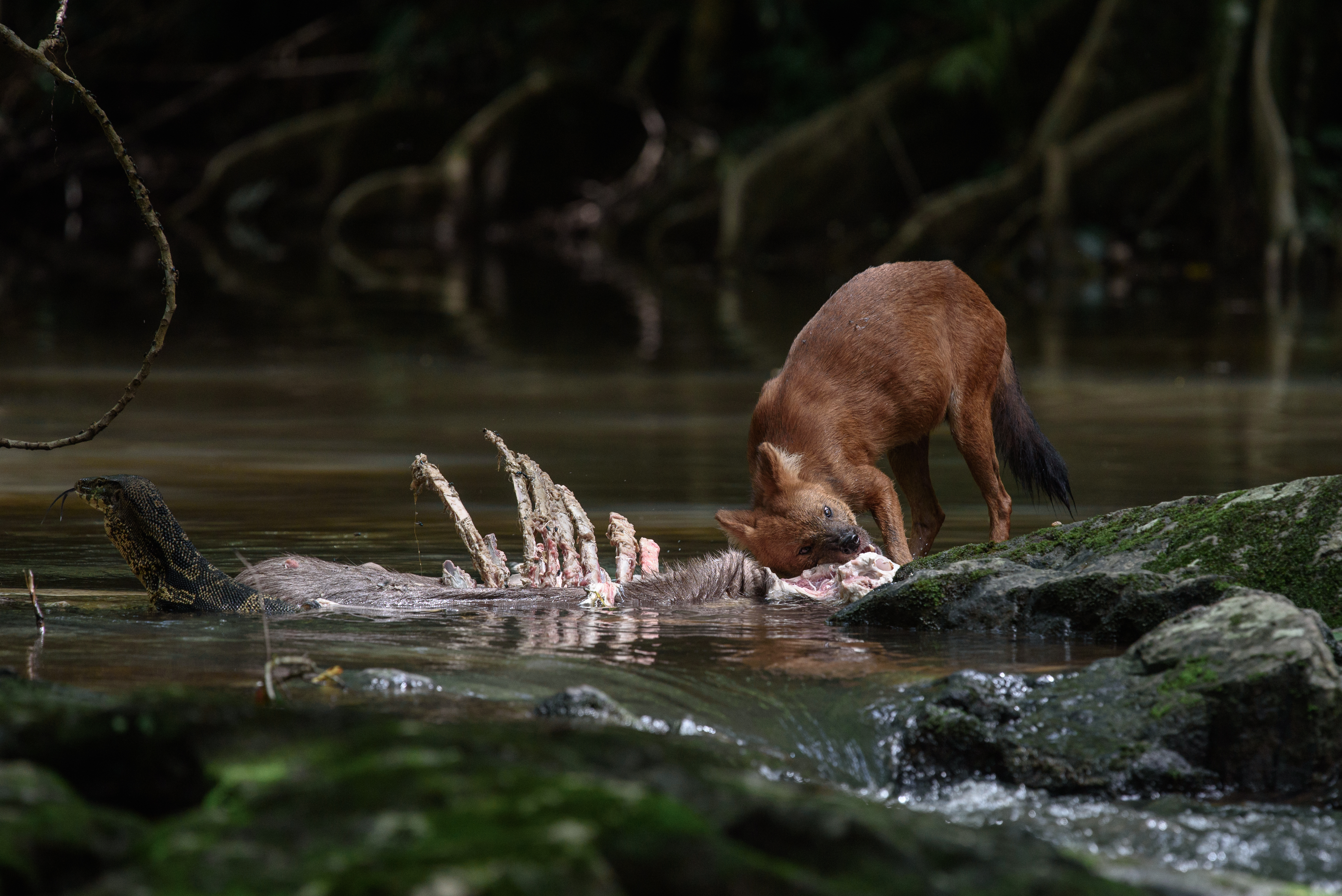
Varan malais et dhole partageant une carcasse de sambar
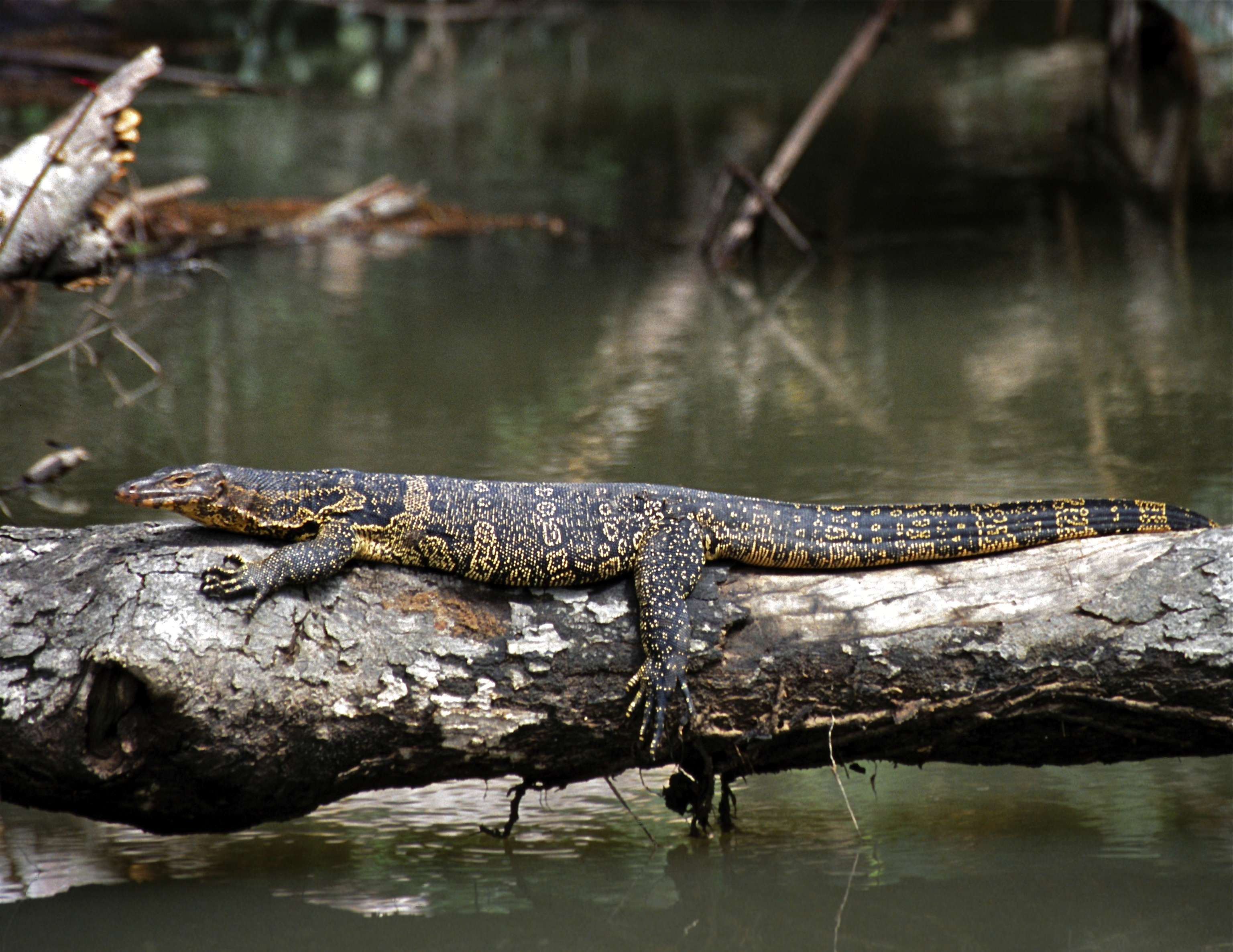
Varanus salvator macromaculatus

#### 1 ou peut-être2 espècesde crocodiles
1 ou 2 espèces de crocodiles : crocodiles marins et peut-être quelques très rares crocodiles du Siam

Crocodile marin et Crocodile du Siam
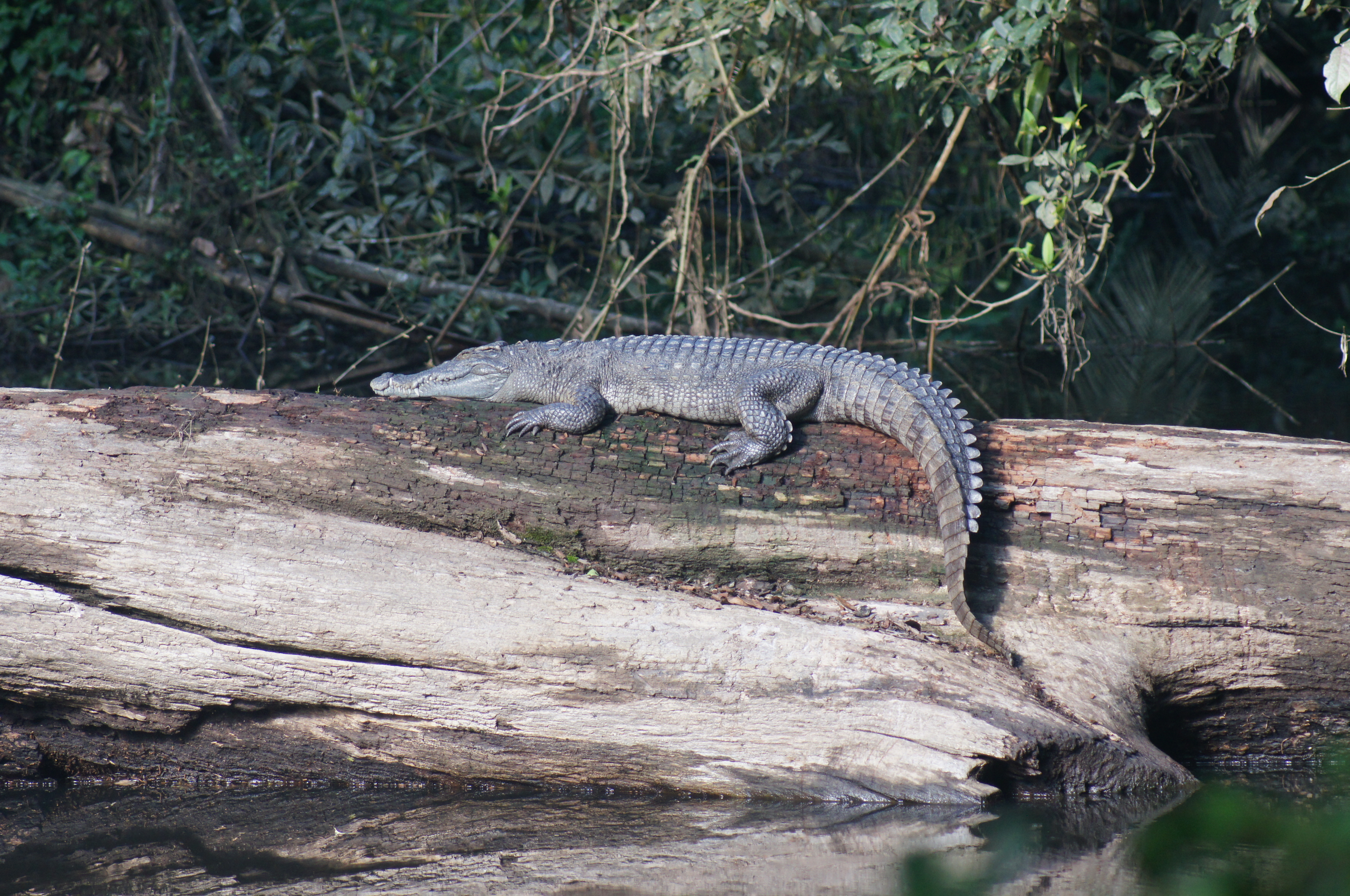
Crocodile marin
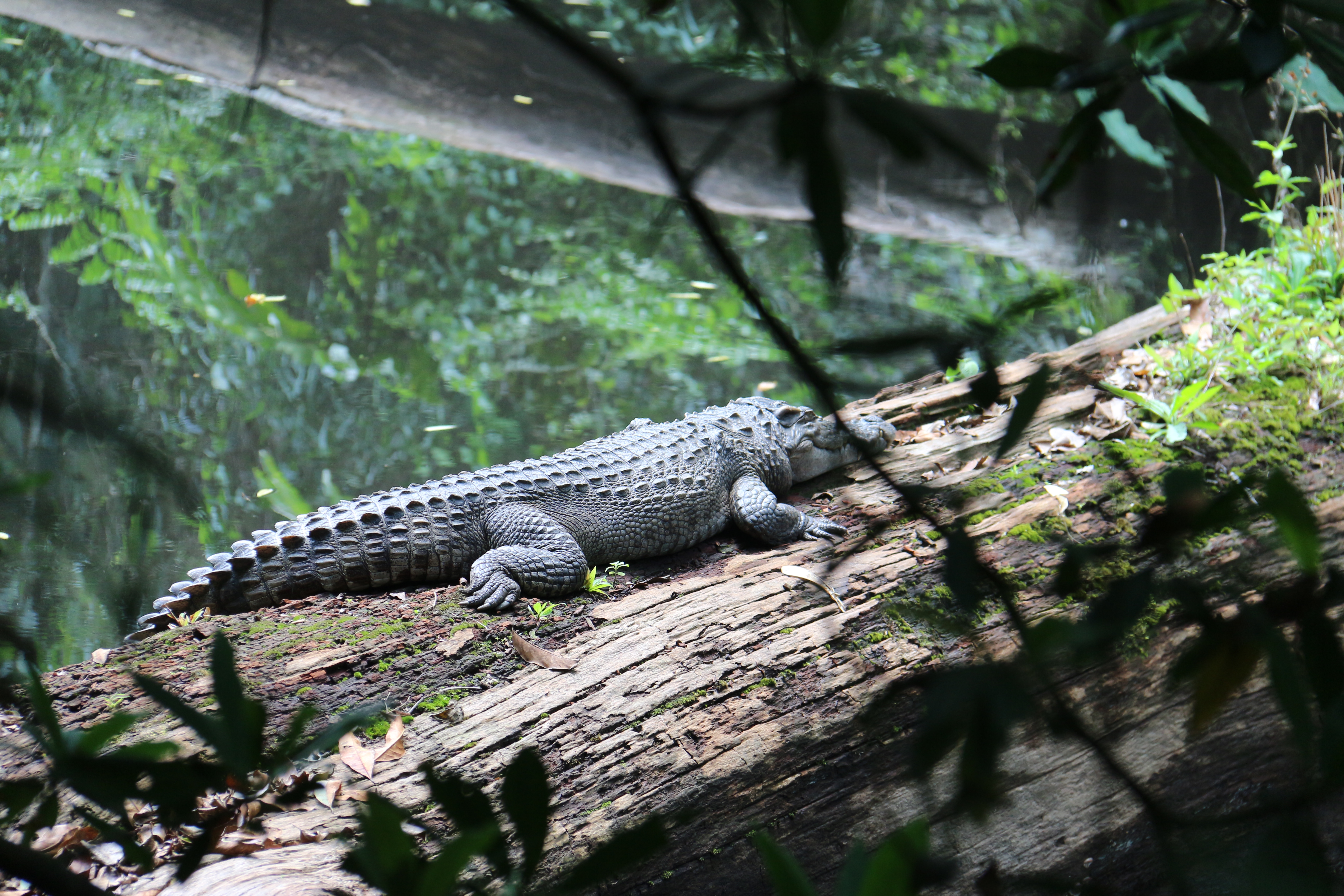
Crocodile marin
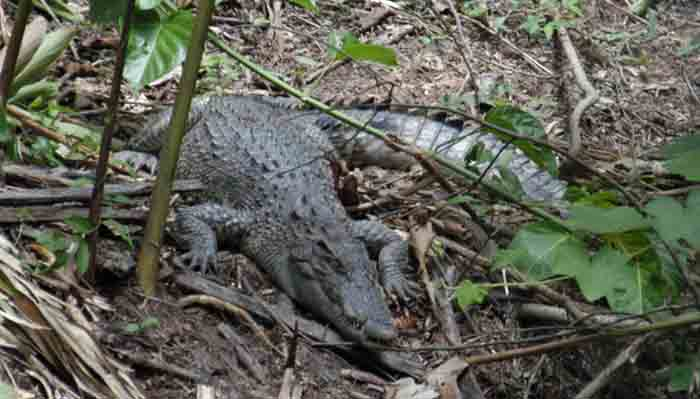
Crocodile du Siam
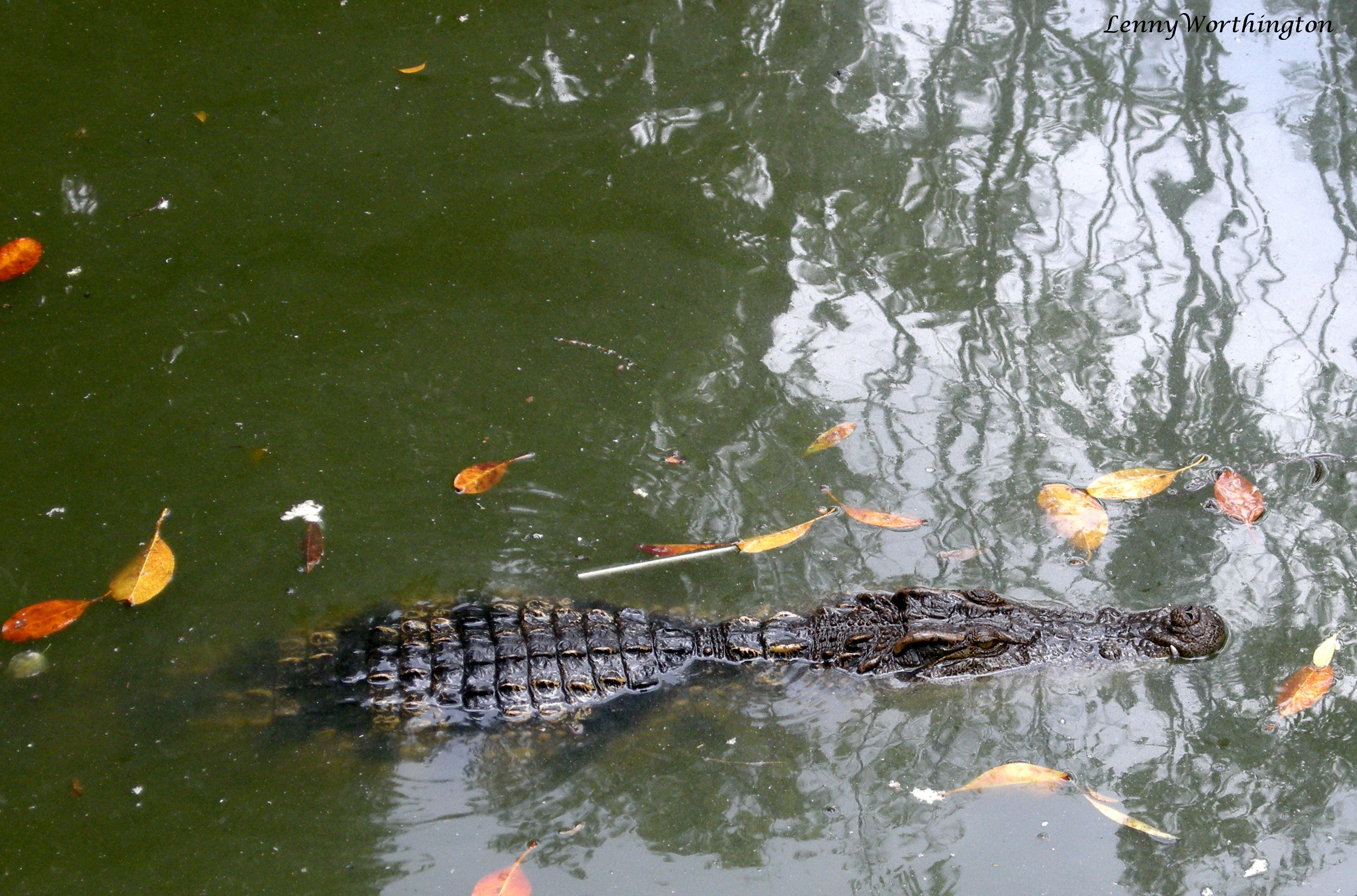
Crocodile du Siam

#### Plus de50 espècesde serpents

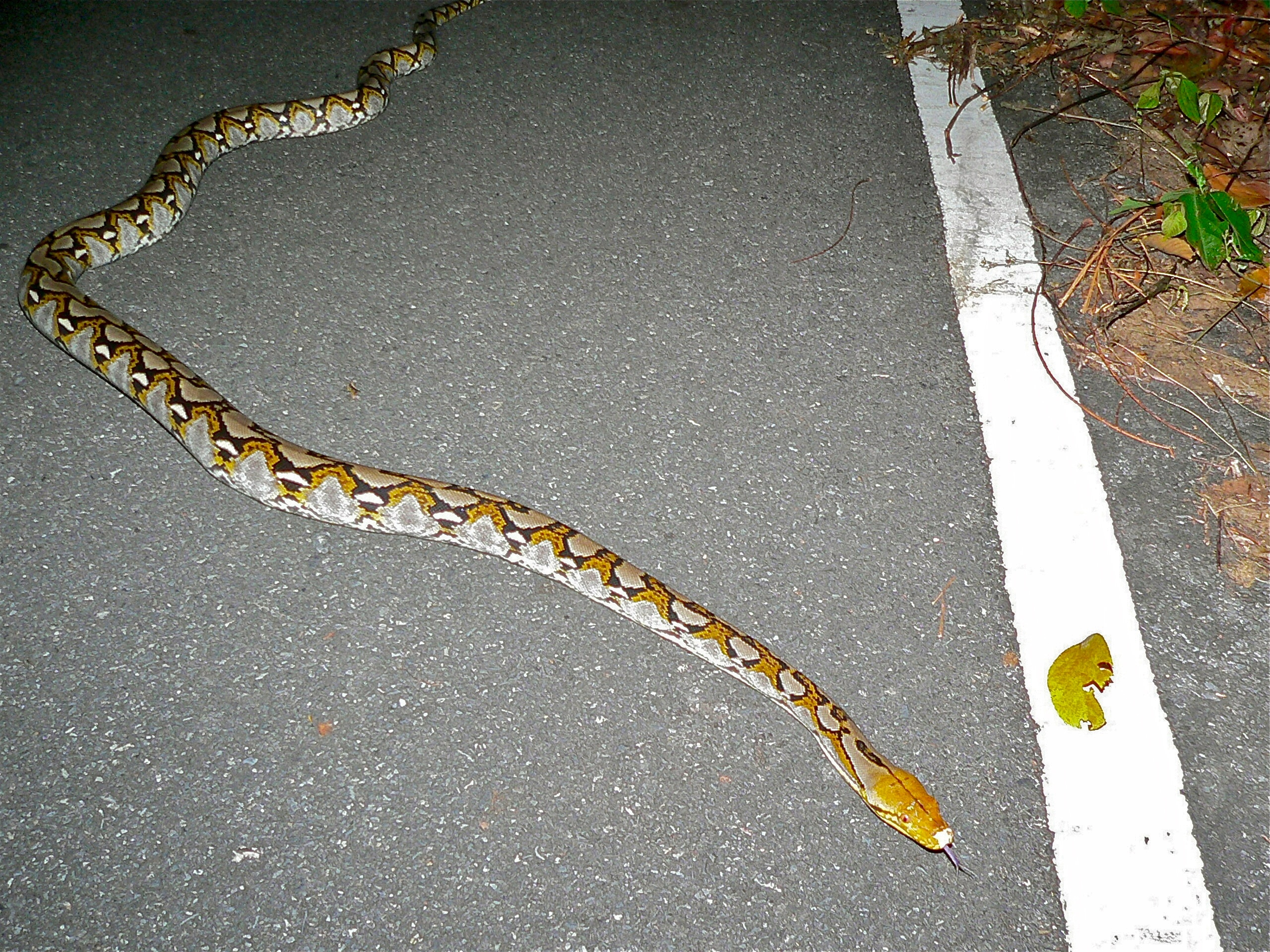
Python réticulé

52 espèces de serpents :
- famille des colubridae : serpents lianes nasiques (Ahaettulla nasuta) et Ahaetulla prasina ; serpents verts aux yeux de chat (boiga cyanea) ; Coelognatus radiatus ; Dendrelaphis pictus ;  Oligodon fasciolatus ; ptyas korros...
- famille des viperidae : trimeresurus macrops, trimeresurus vogeli (crotales verts arboricoles), trimeresurus albolabris (crotales des arbres à lèvres blanches ou crotales des bambous) et crotales verts de Gumprecht[33]...
- famille des natricidae : Hebius khasiense (ou Amphiesma khasiense) ; Rhabdophis nigrocinctus et Rhabdophis chrysargos...
- et bien d'autres espèces plus ou moins connues :  bongares candides et bongares fasciés (ou bongares annelés ou bungares) ;cobras royaux ;  enhydris enhydris ; pythons réticulés et pythons birmans ; serpents arc-en-ciel (xenopeltis unicolor) etc.

Colubridae
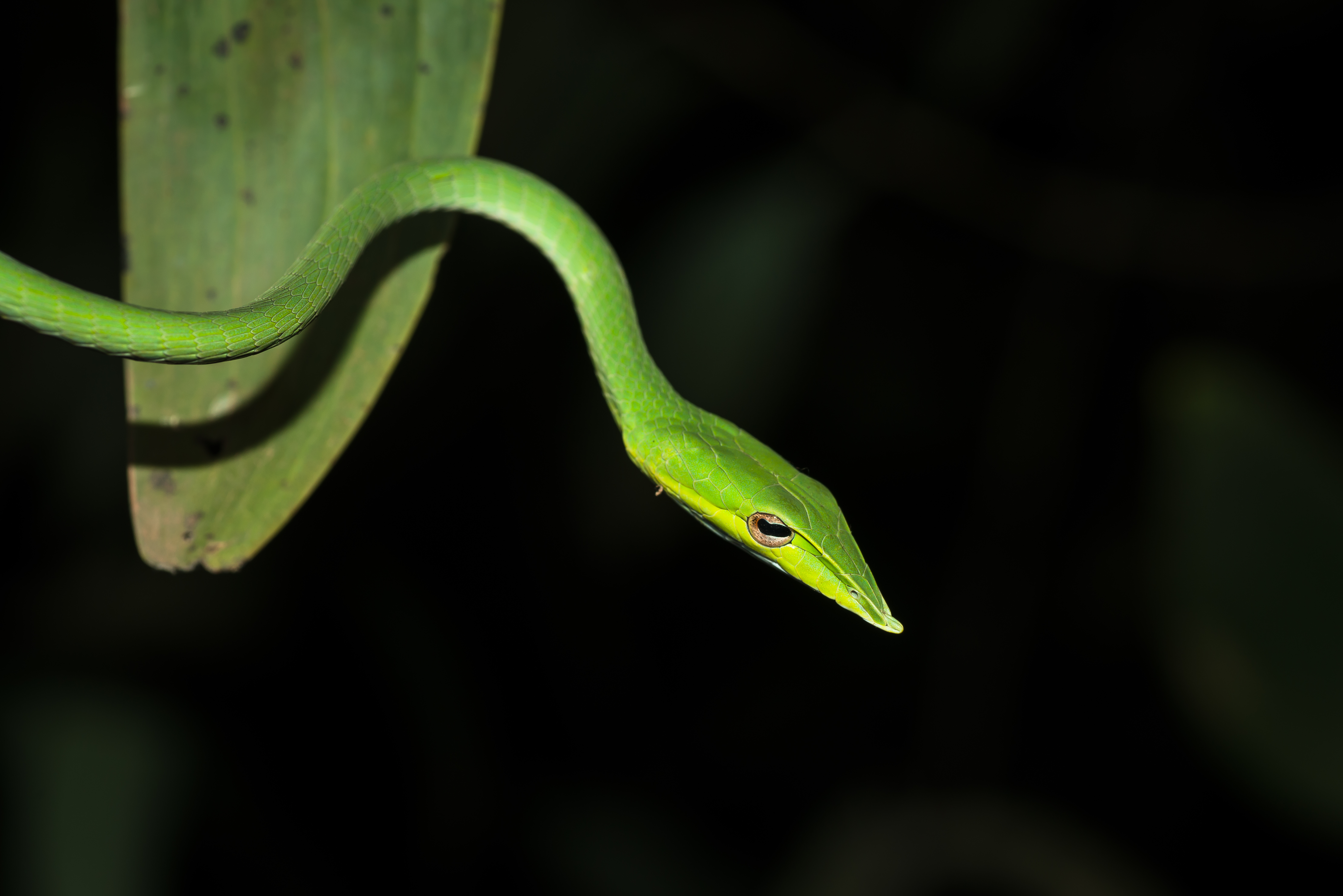
Serpent liane nasique (Ahaetulla nasuta)
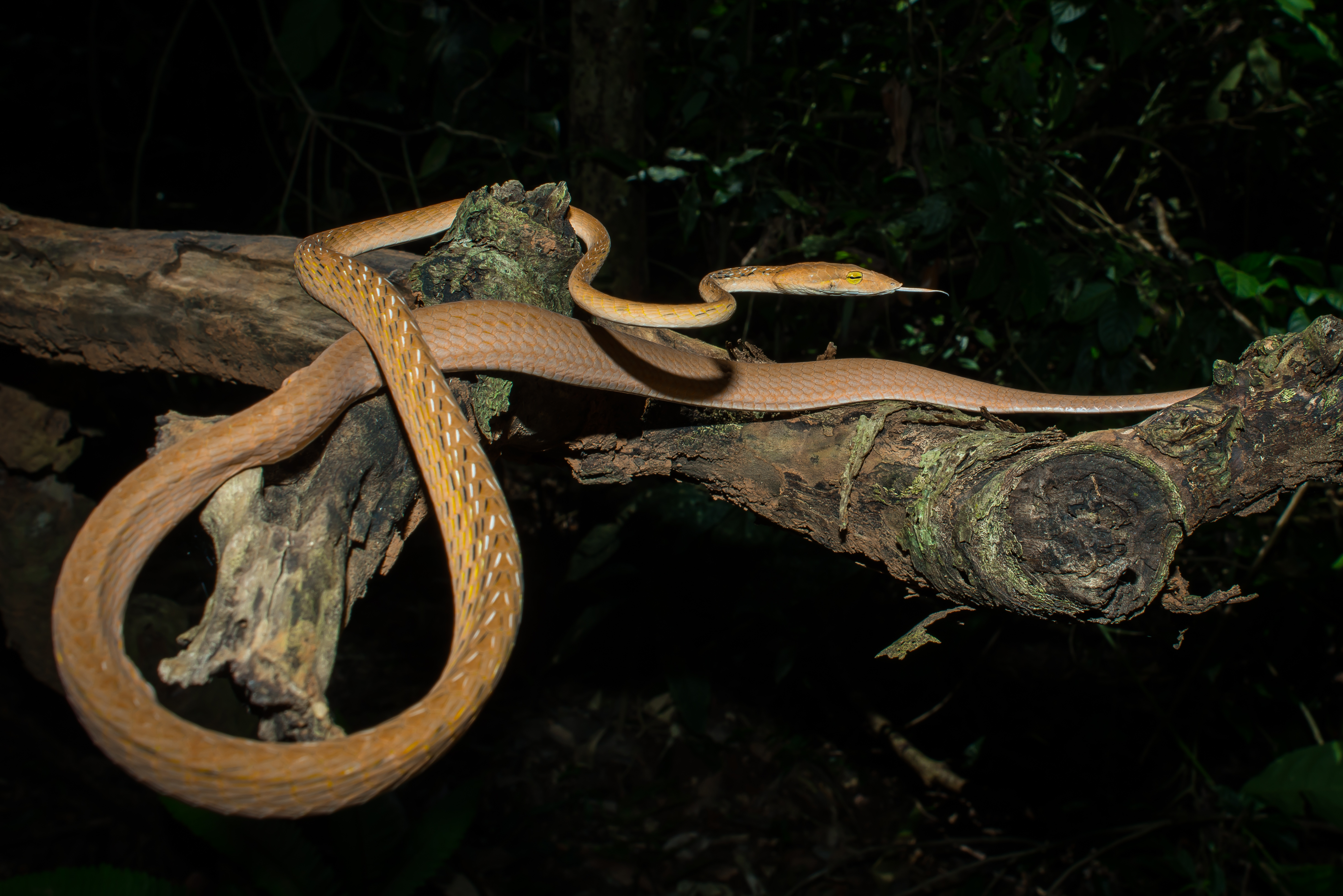
Ahaetulla prasina
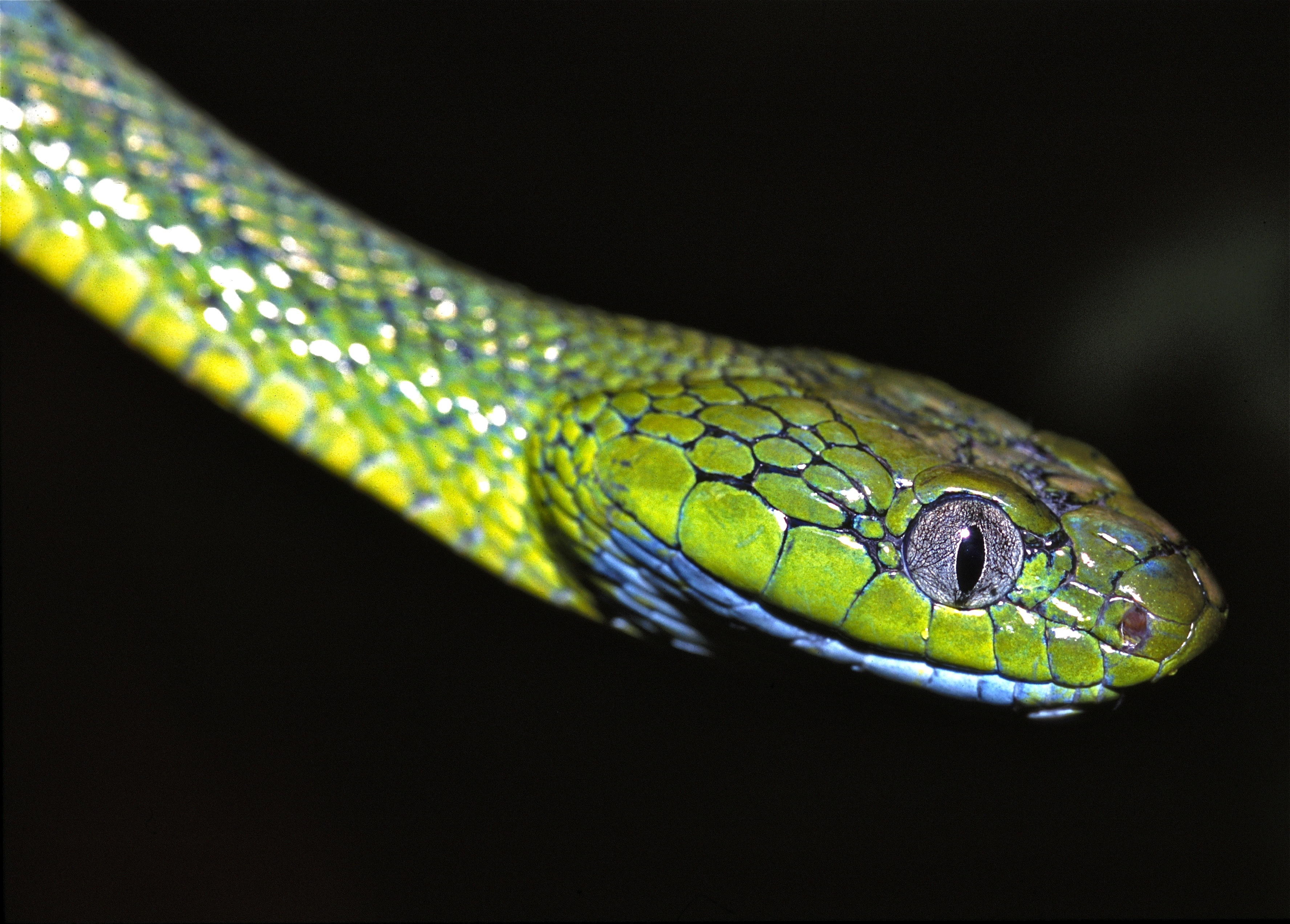
Serpent vert aux yeux de chat
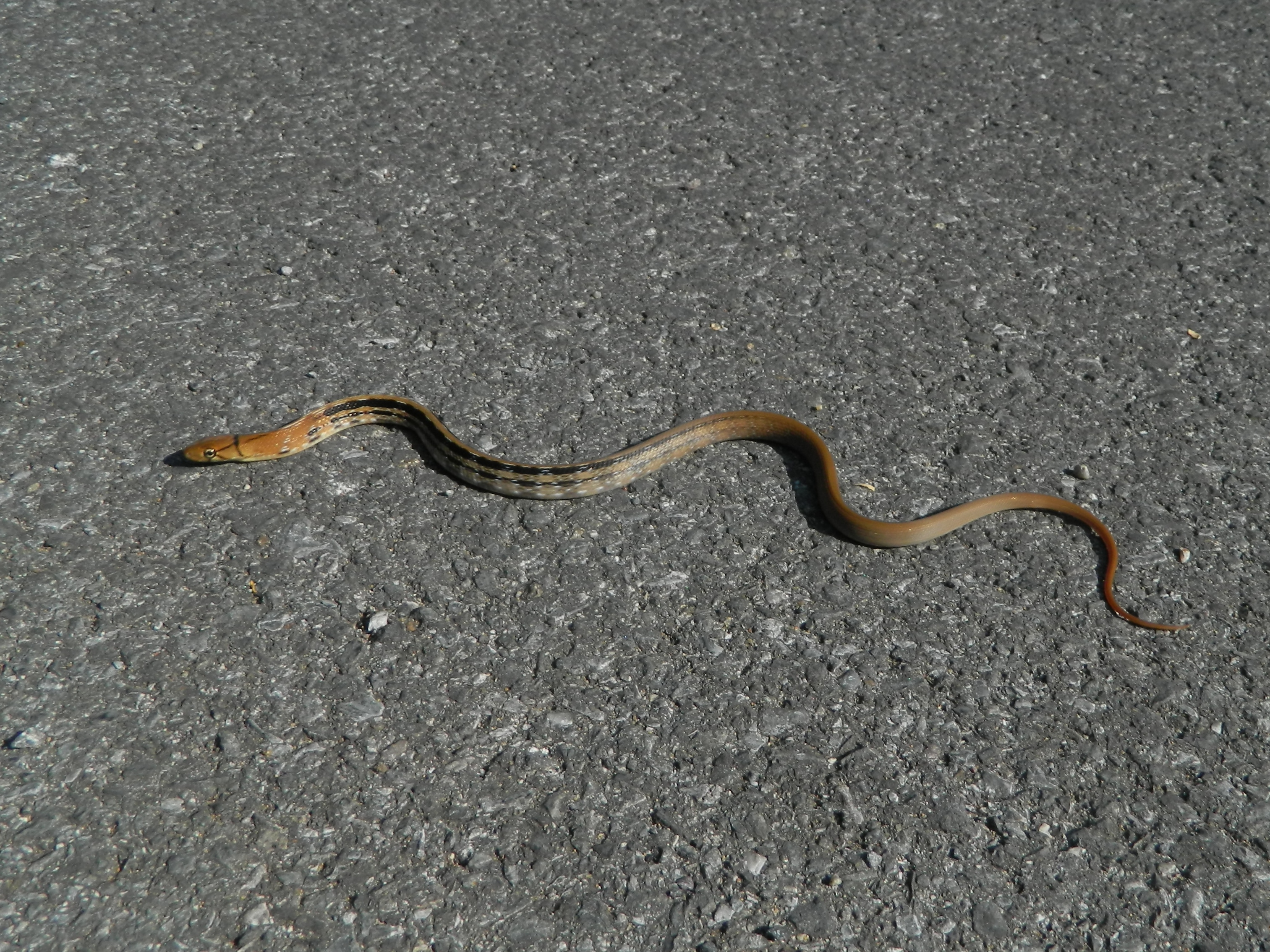
Coelognathus radiatus
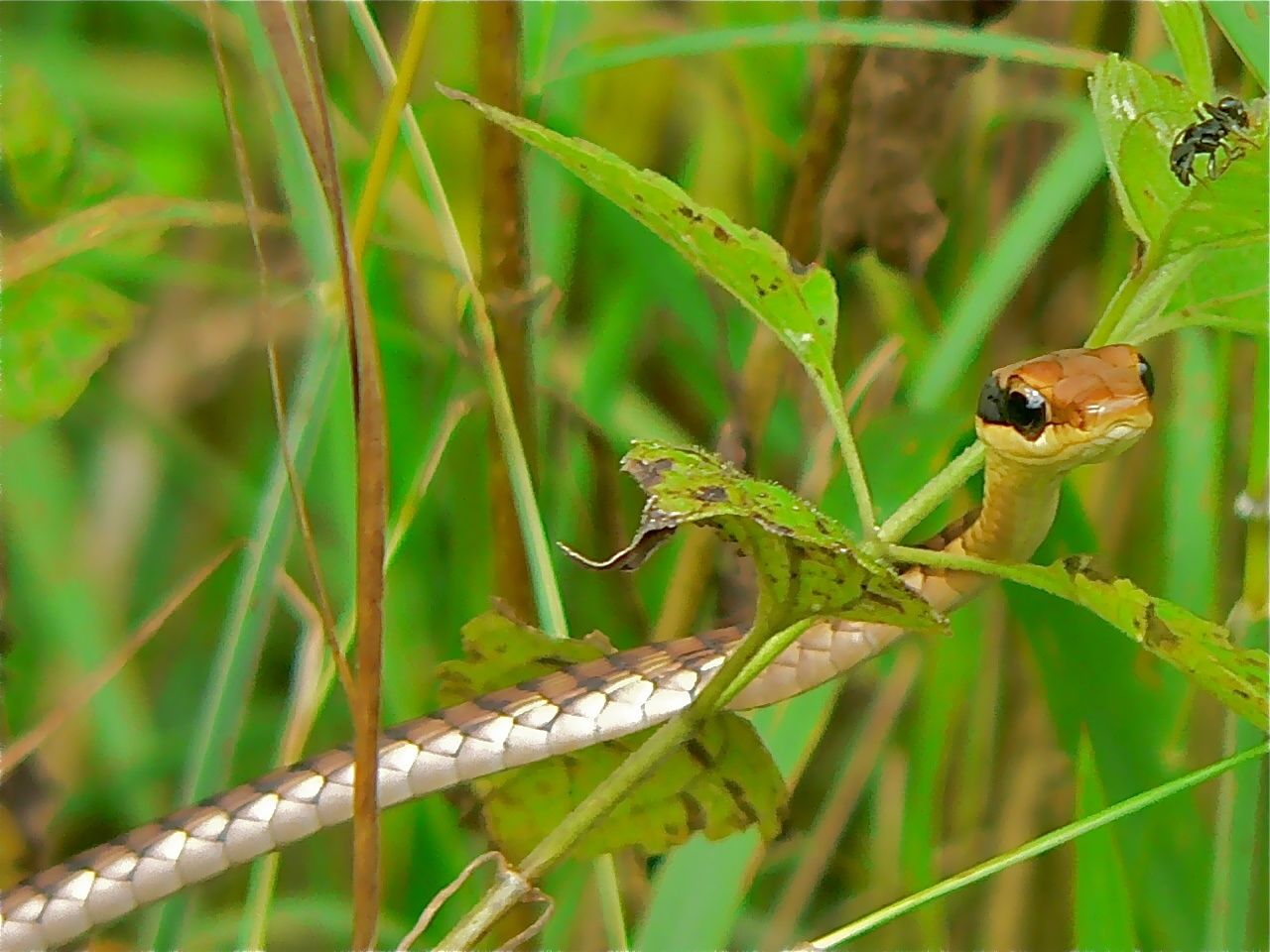
Dendrelaphis pictus
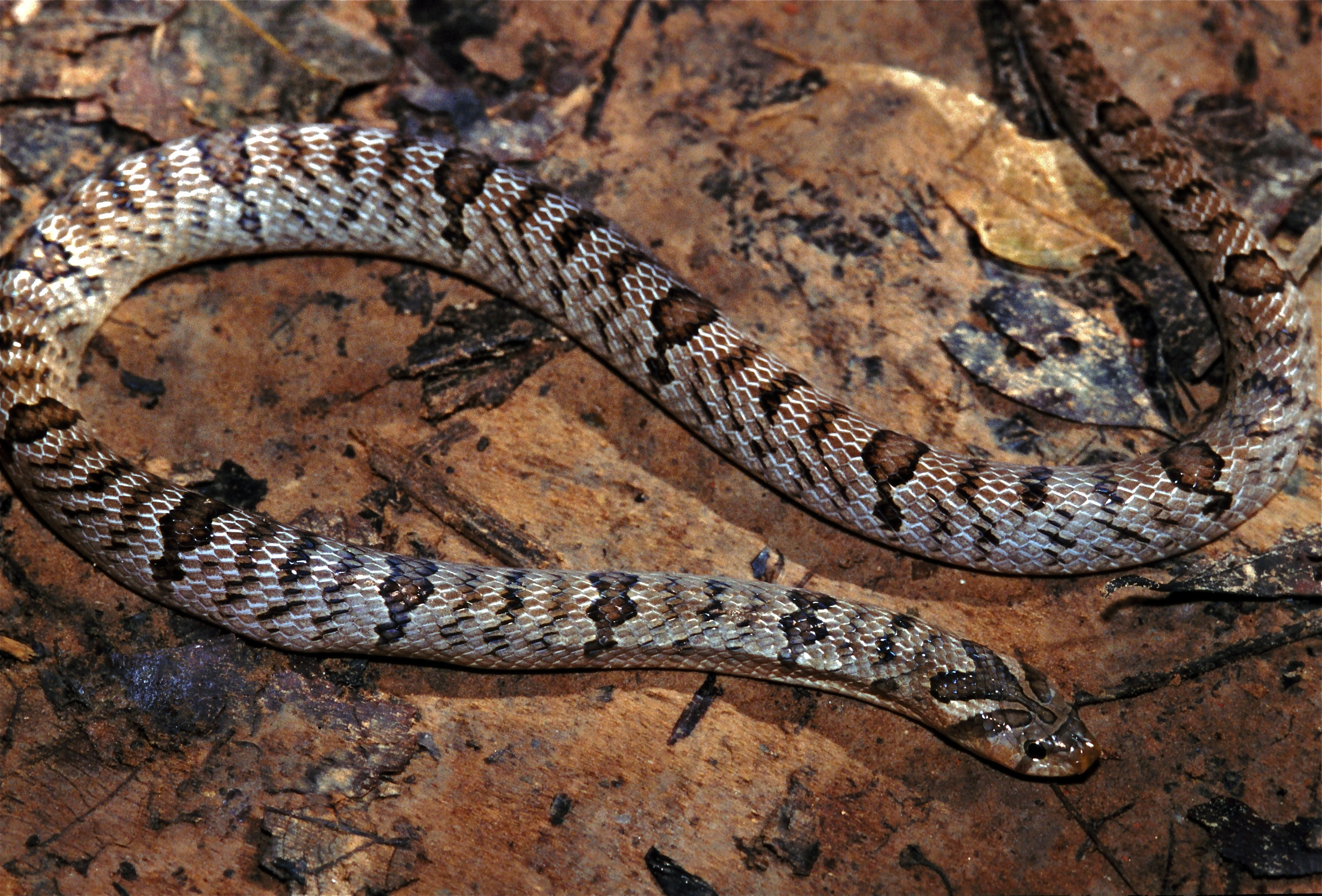
Oligodon fasciolatus
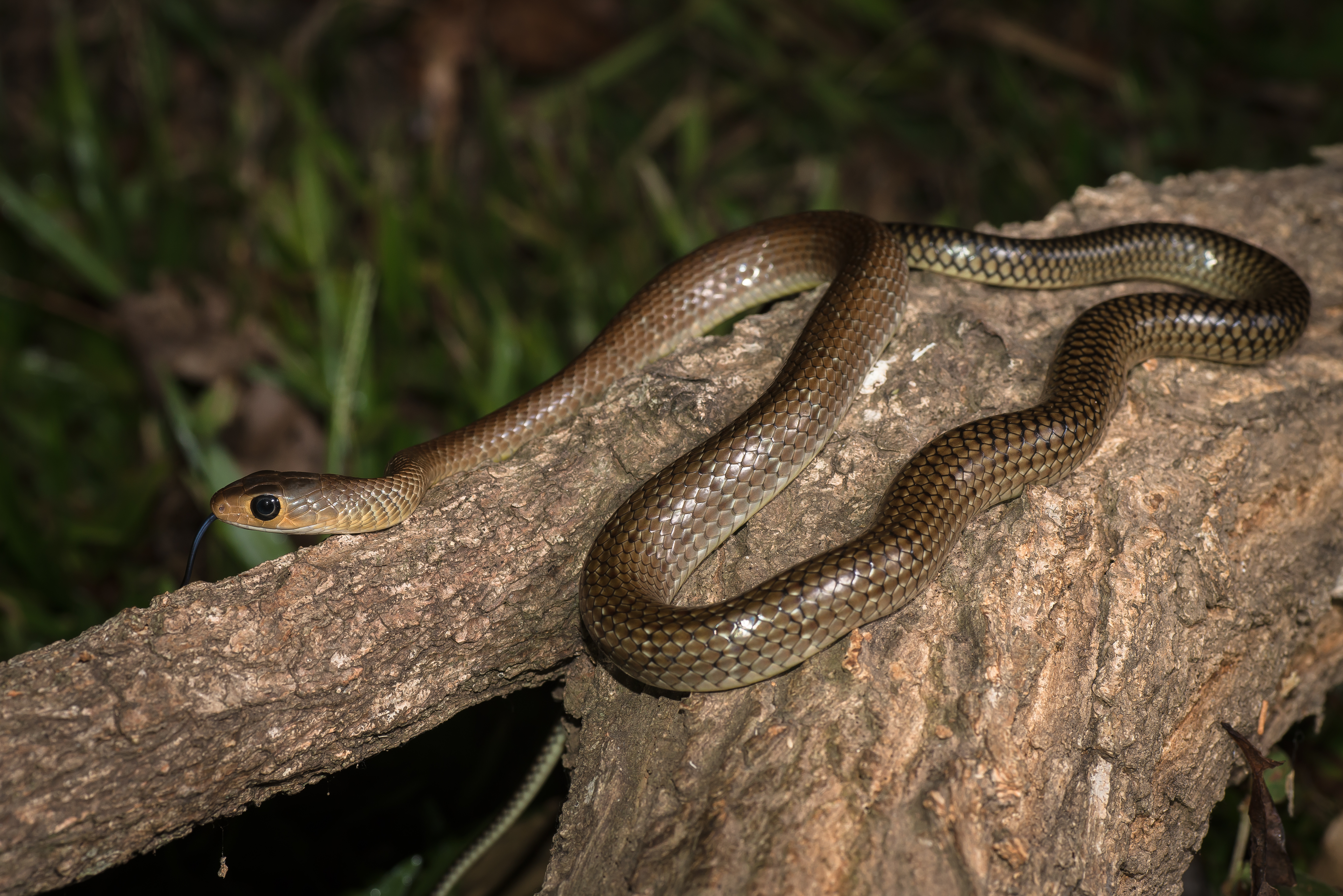
Ptyas korros

Viperidae
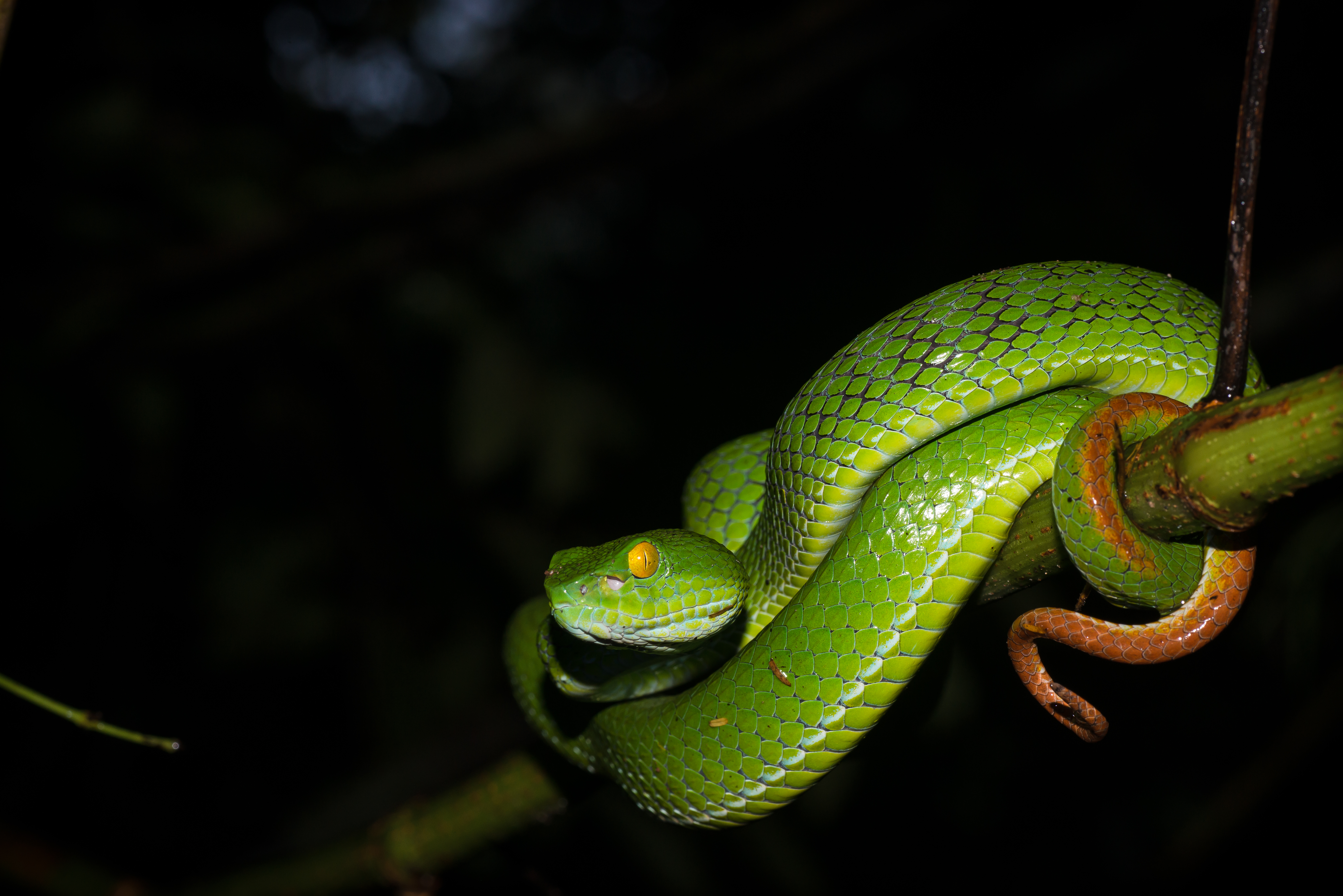
Trimeresurus macrops
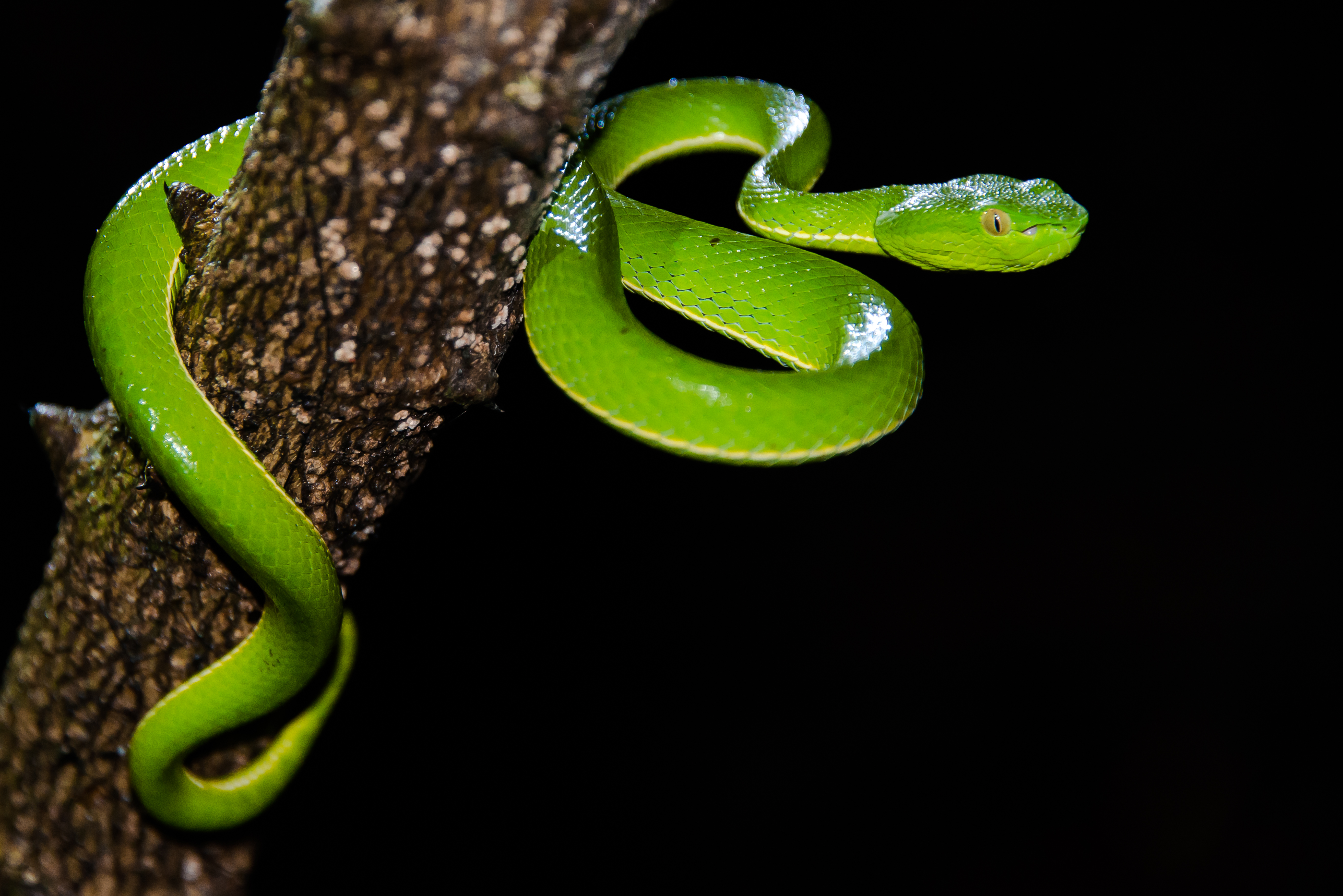
Crotale vert arboricole (Trimeresurus vogeli)

Natricidae
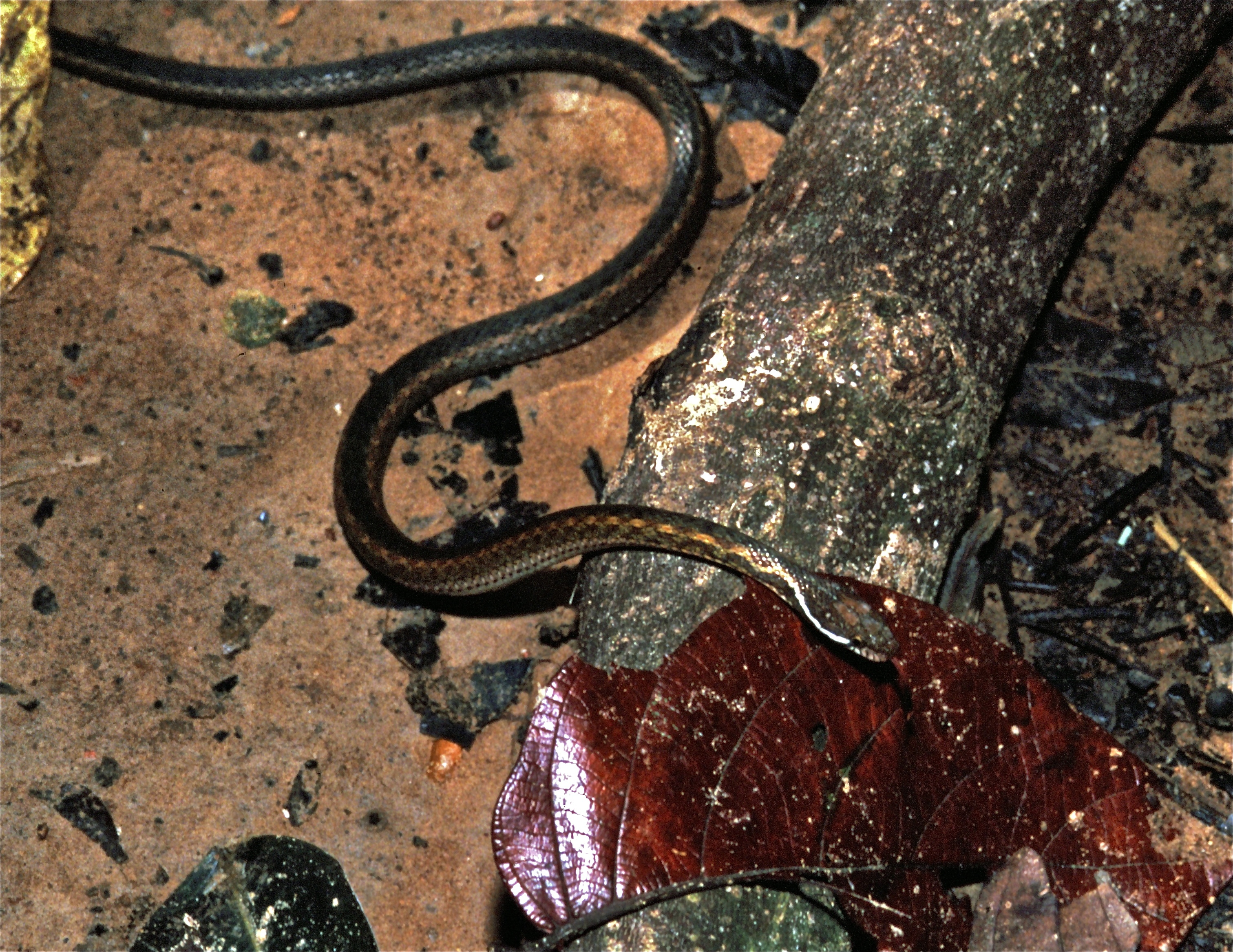
Hebius khasiense
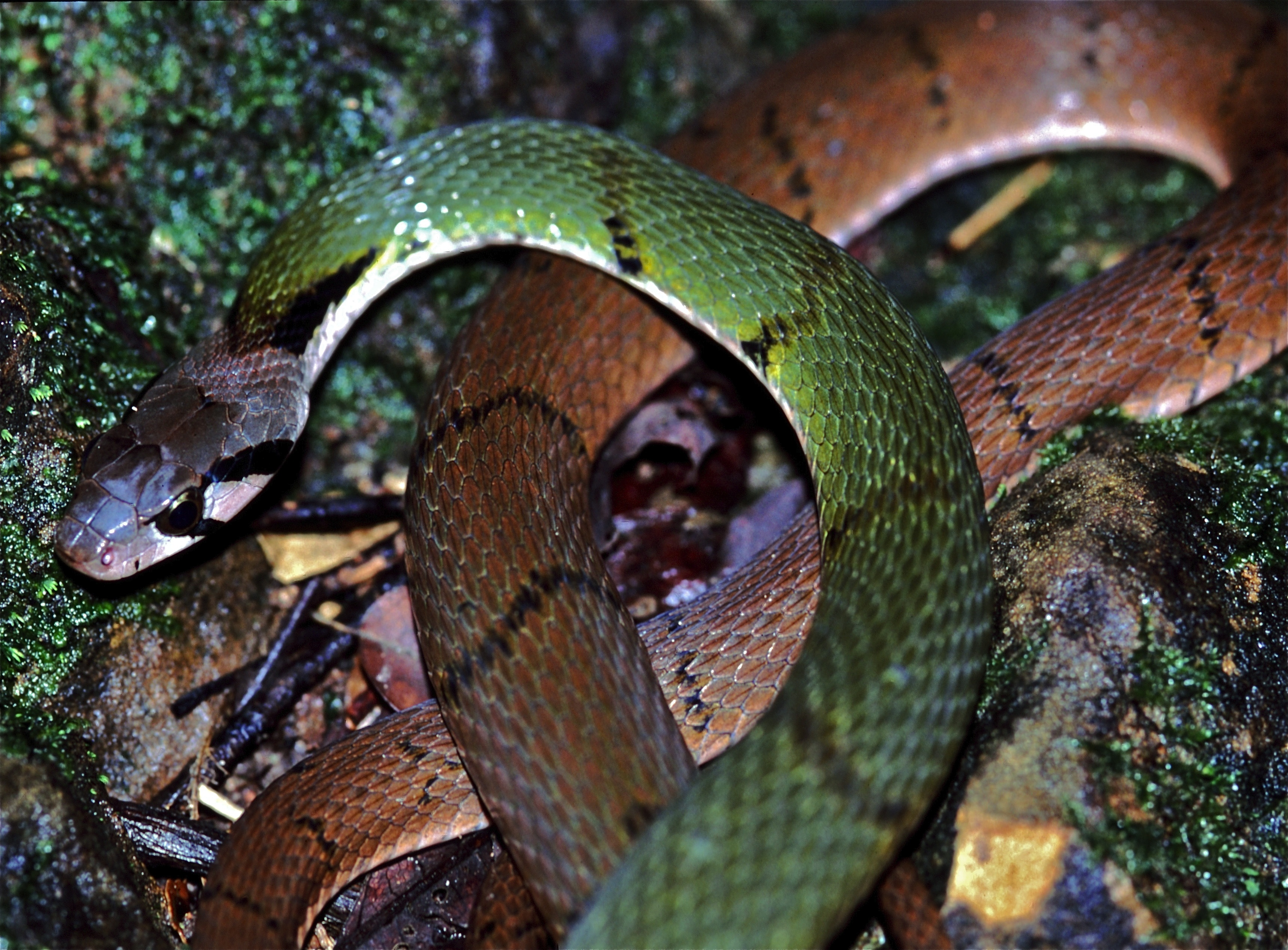
Rhabdophis nigrocinctus
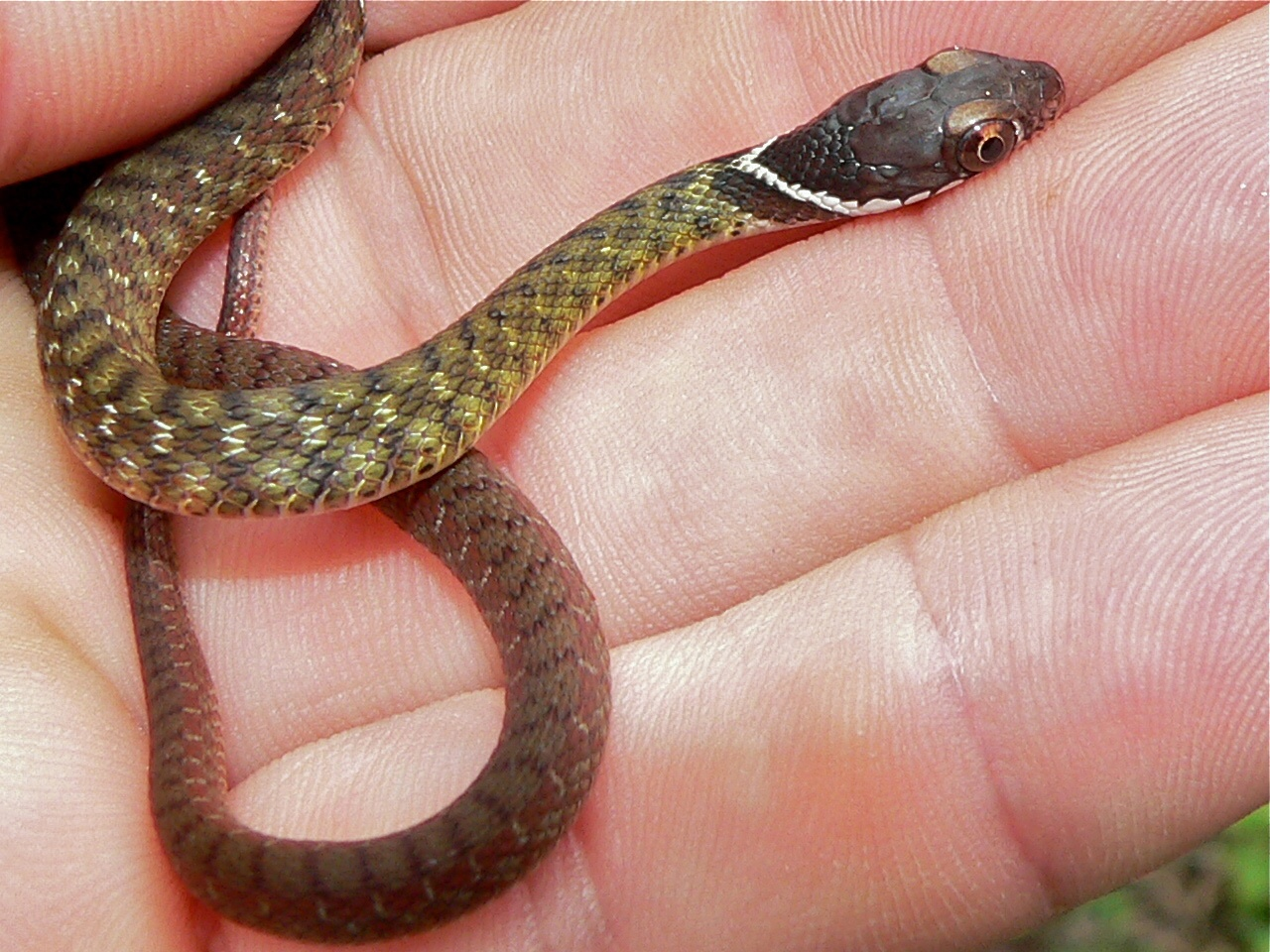
jeune Rhabdophis chrysargos

Serpents divers et variés
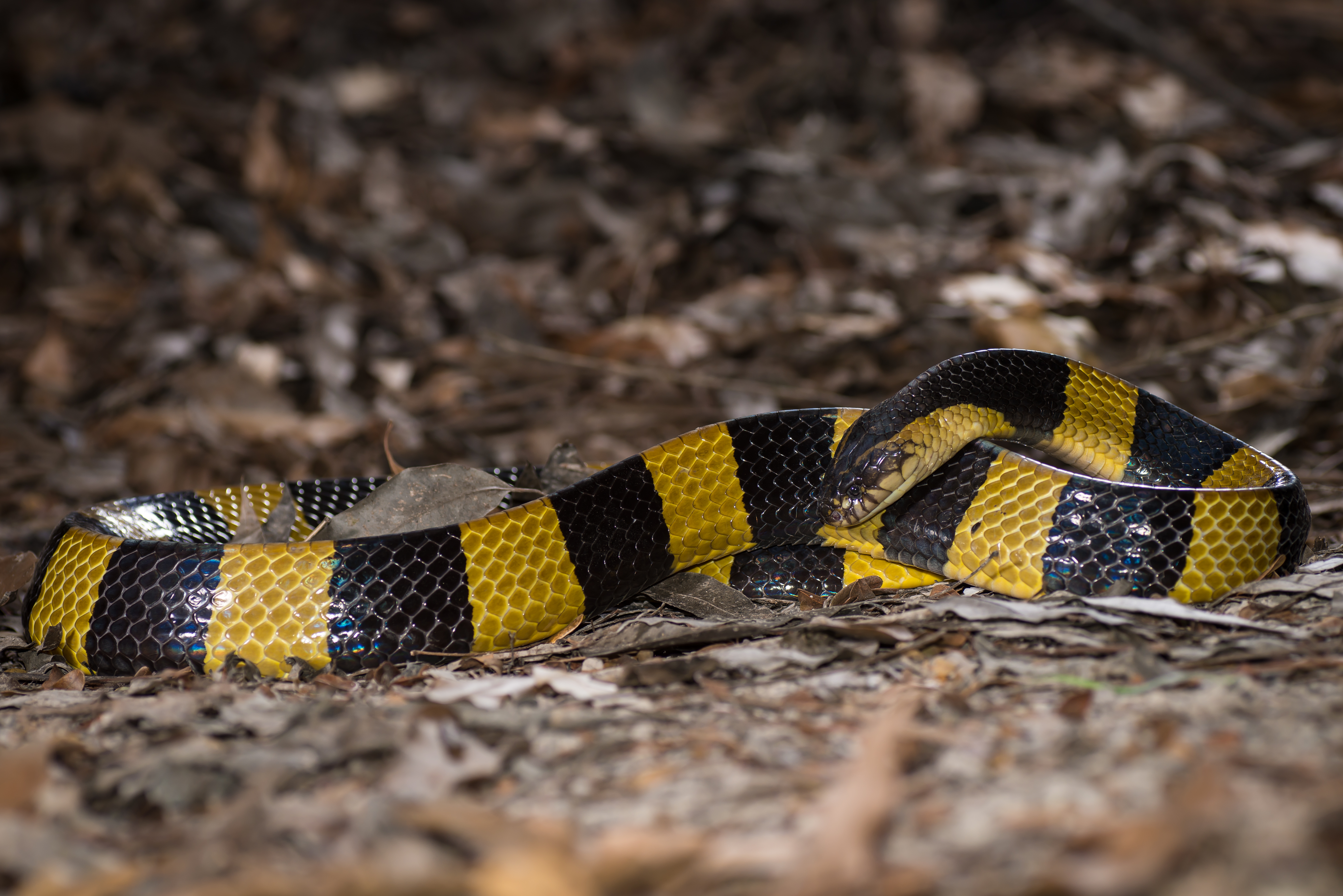
Bongare fascié ou bongare annelé
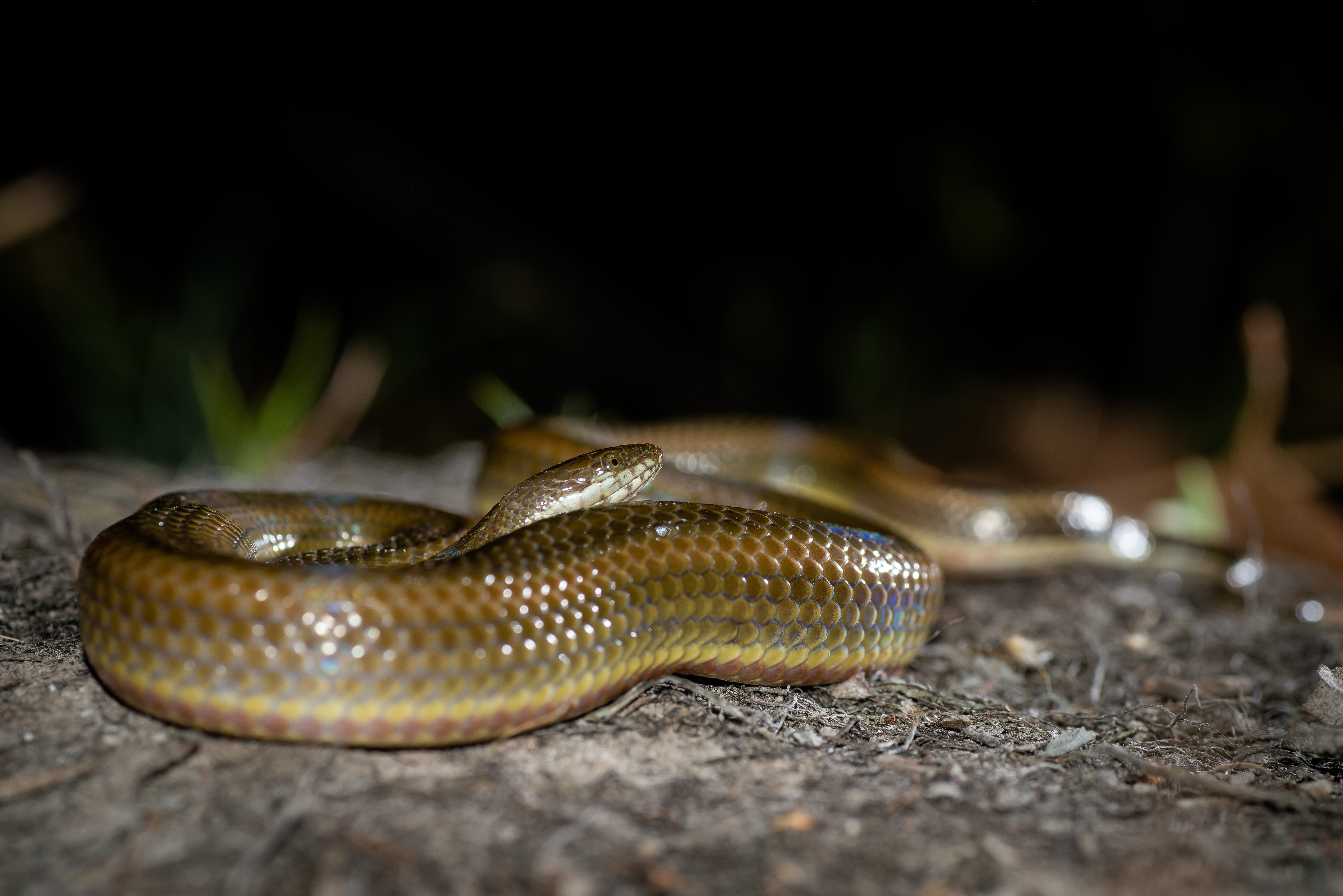
Enhydris enhydris
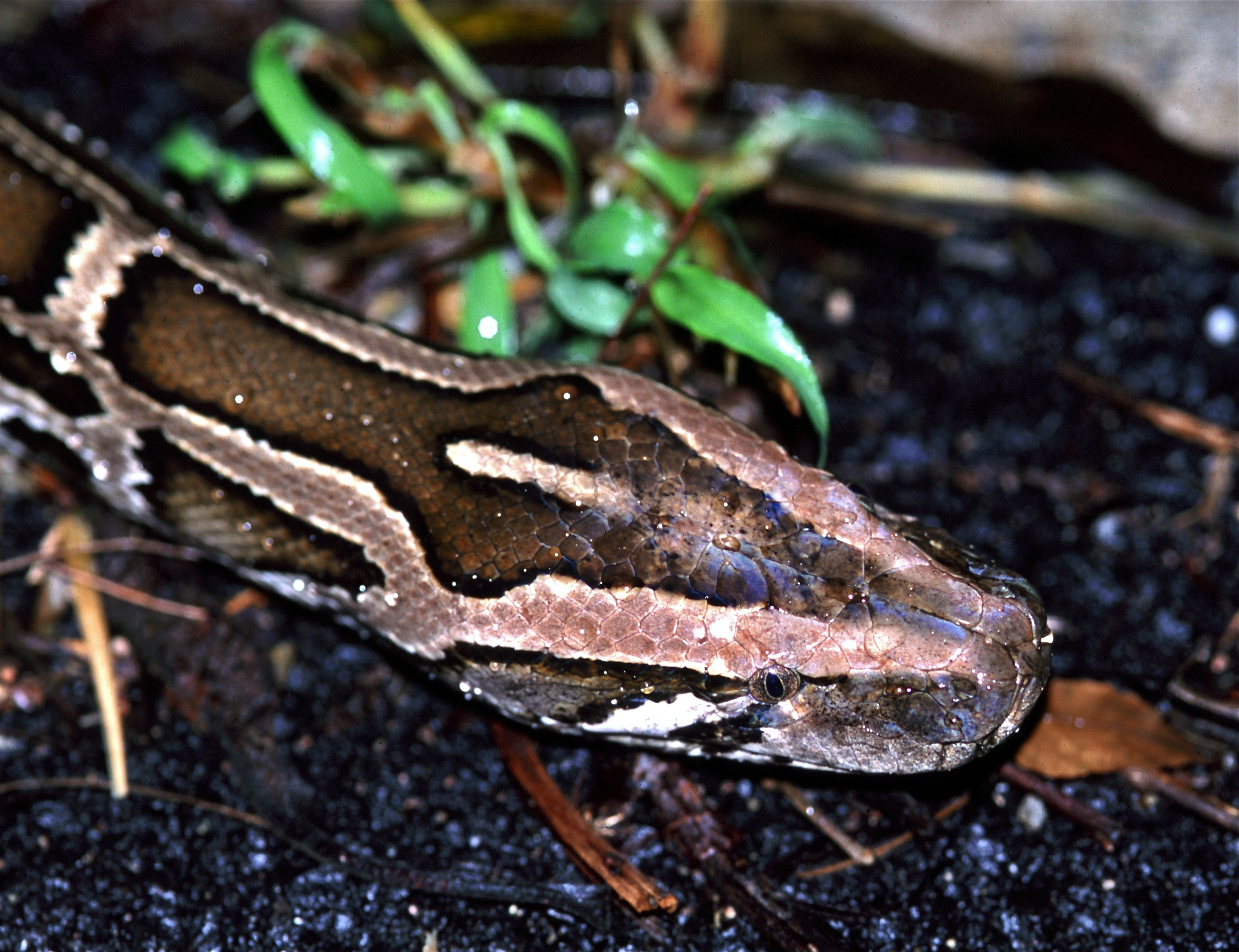
Python birman
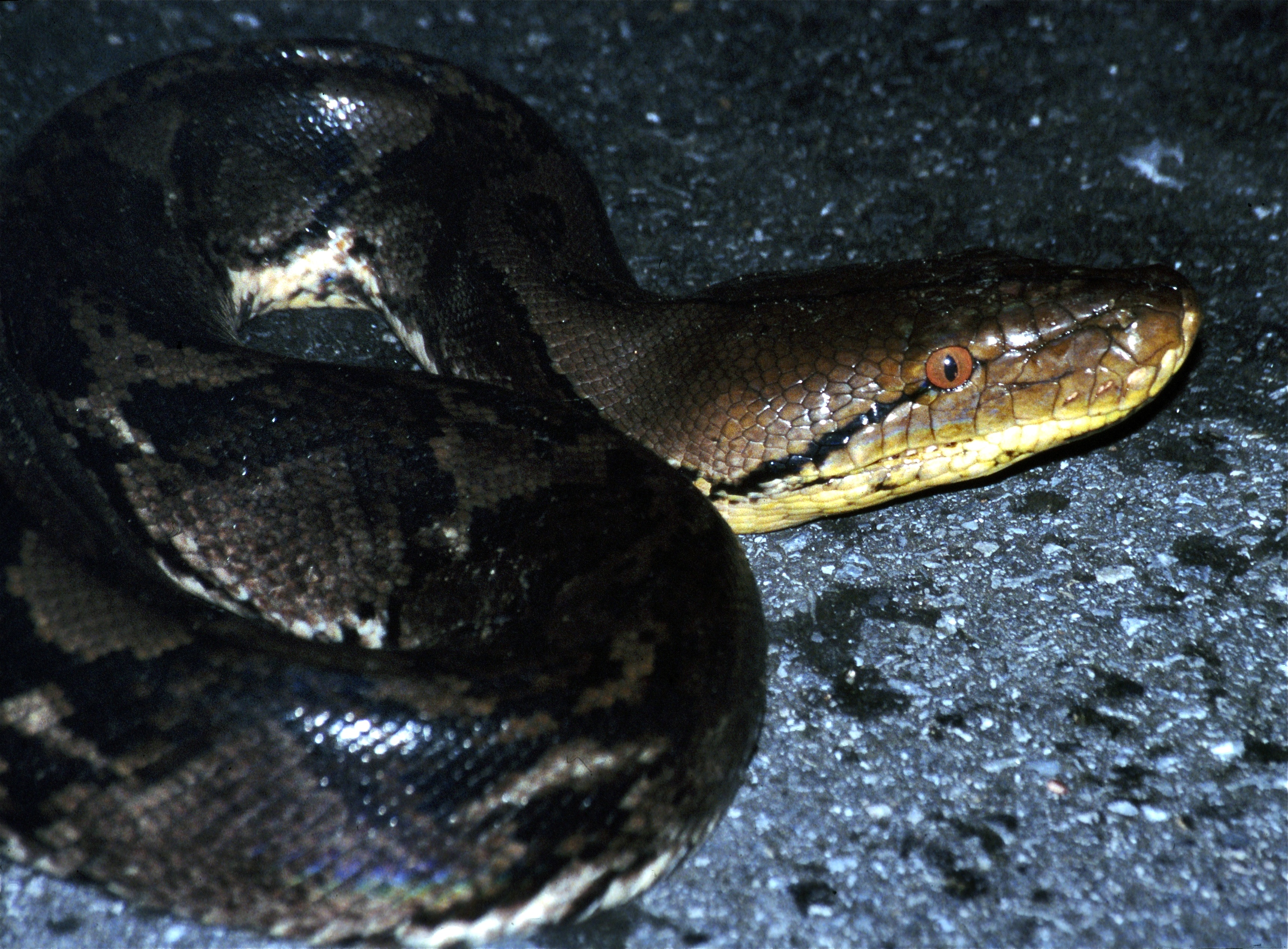
Python réticulé
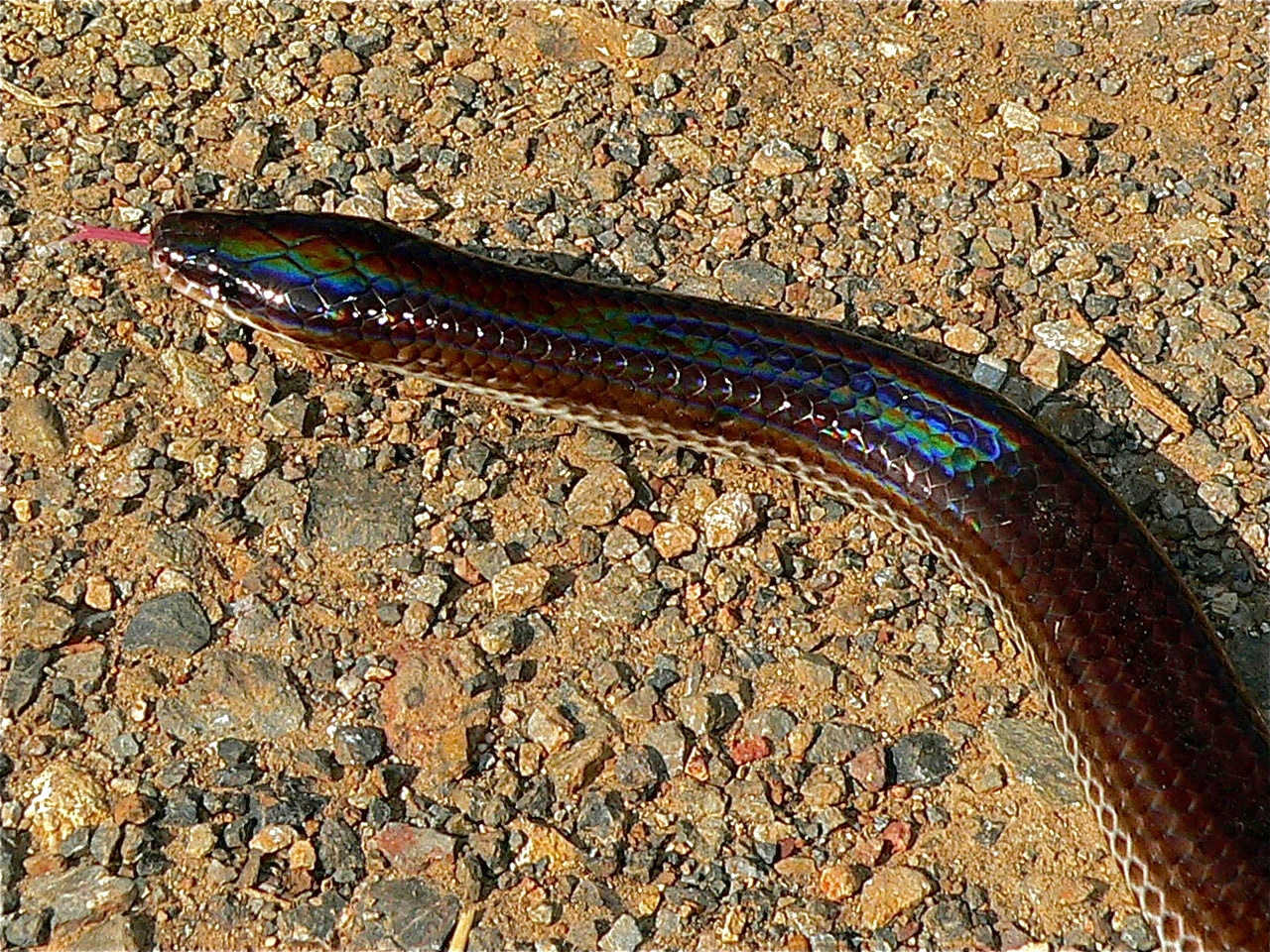
Serpent arc-en-ciel

#### 23 espècesd'amphibiens
Il y a aussi 23 espèces de crapauds, grenouilles et gymnophiones : crapaud masqué ; sylvirana mortenseni (hylarana mortenseni) et sylvirana nigrovittata (hylarana nigrovittata) ; limnonectes gyldenstolpei ; microhyla berdmorei etc.

Crapauds et grenouilles
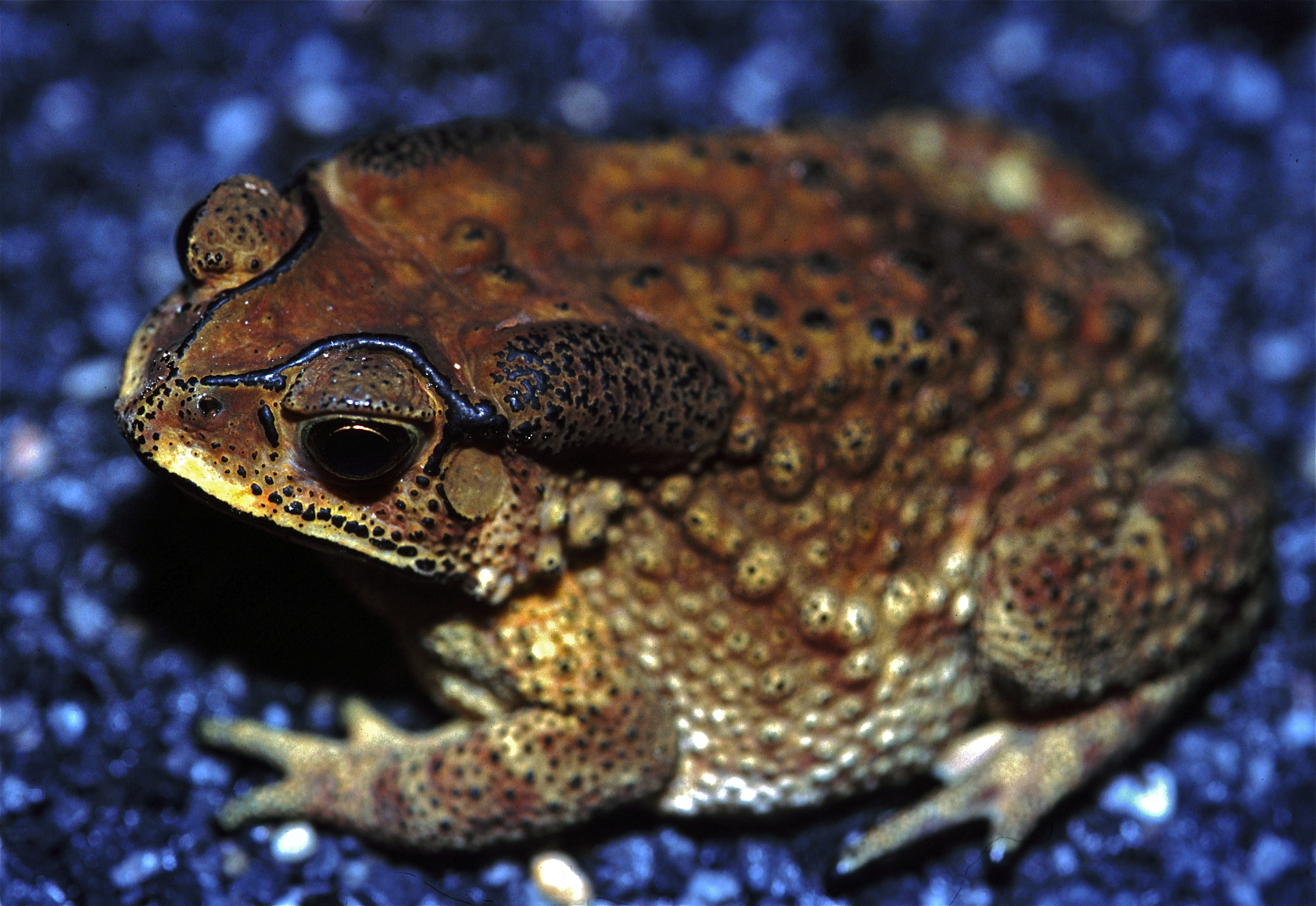
Crapaud masqué
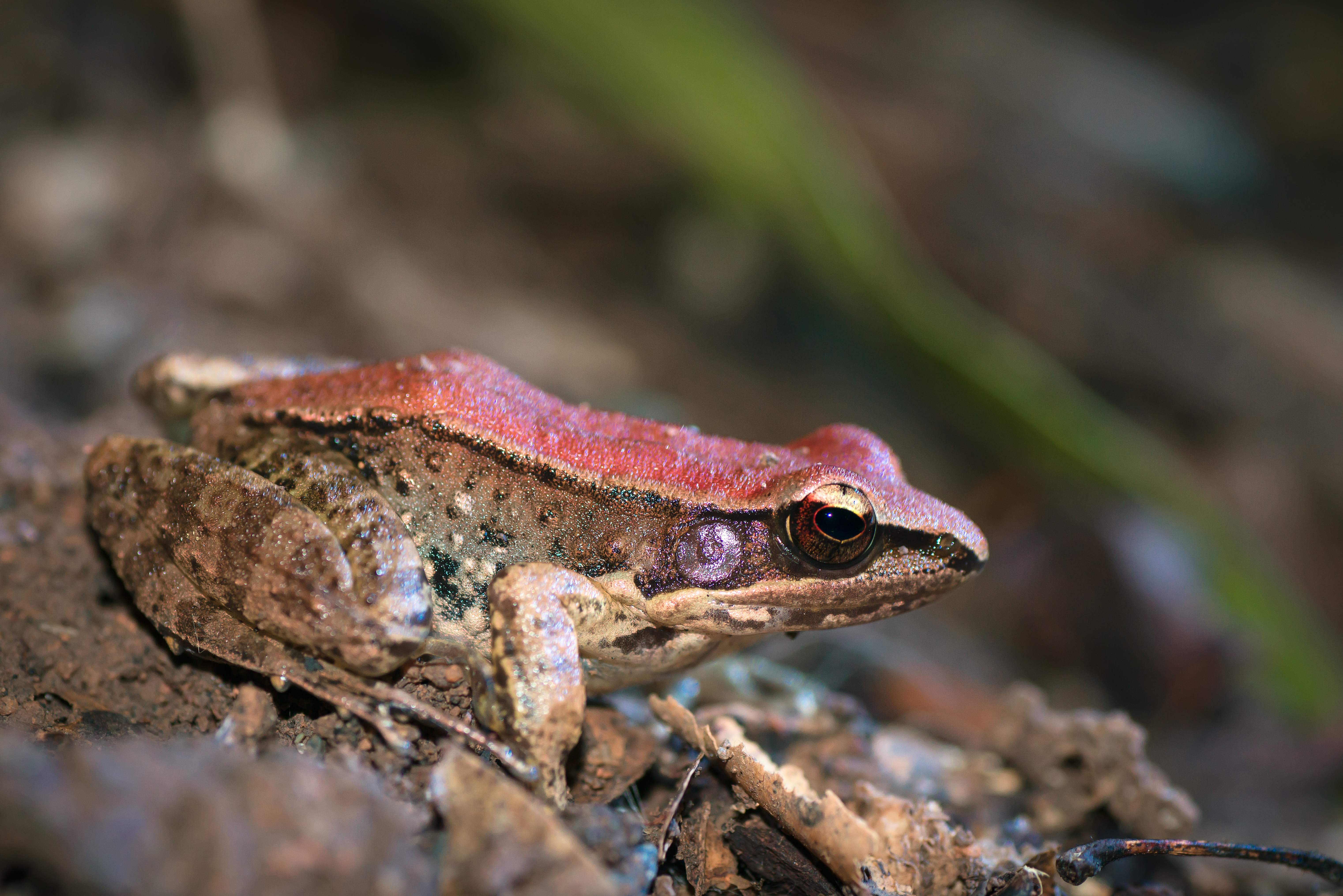
Hylarana mortenseni
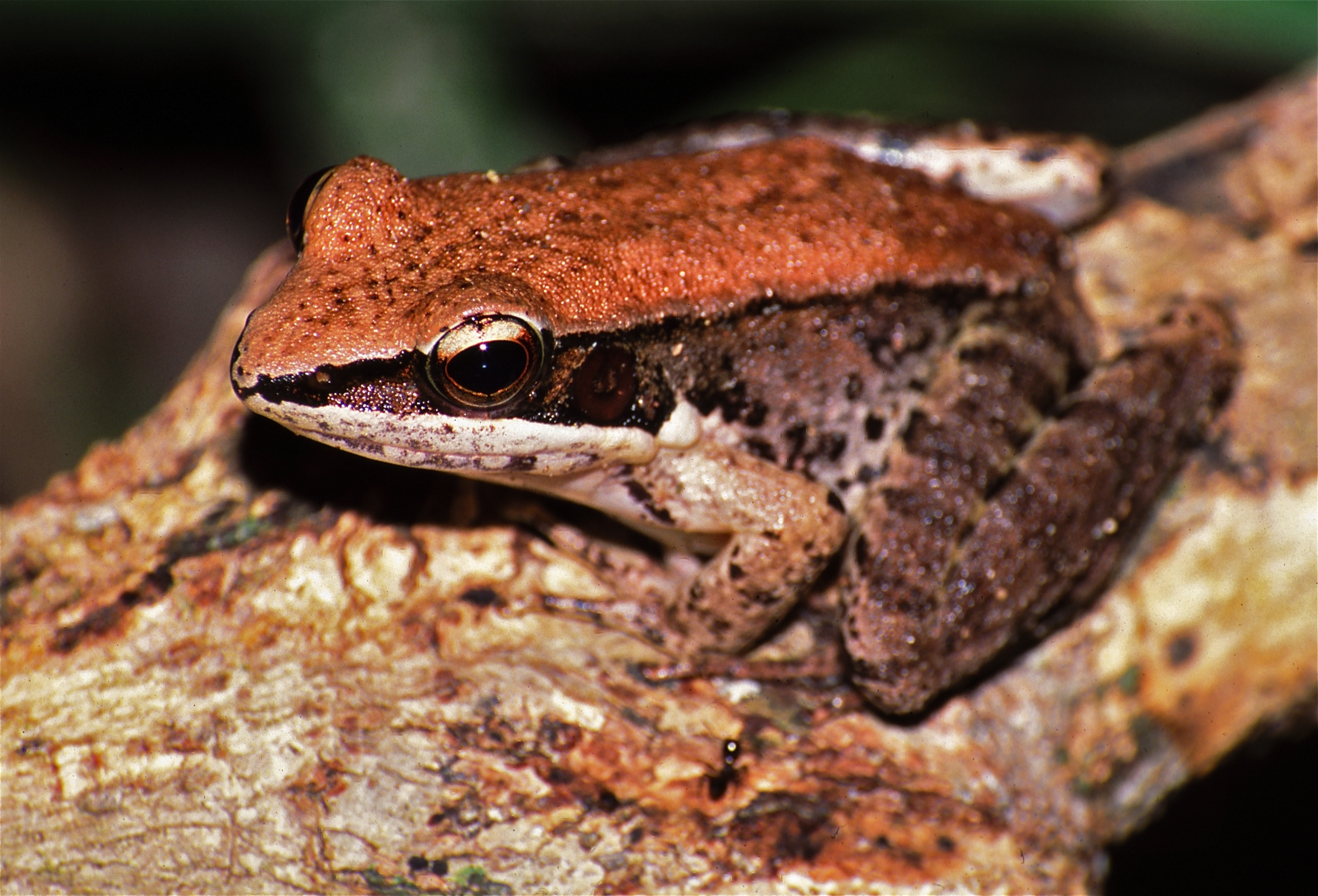
Hylarana nigrovittata
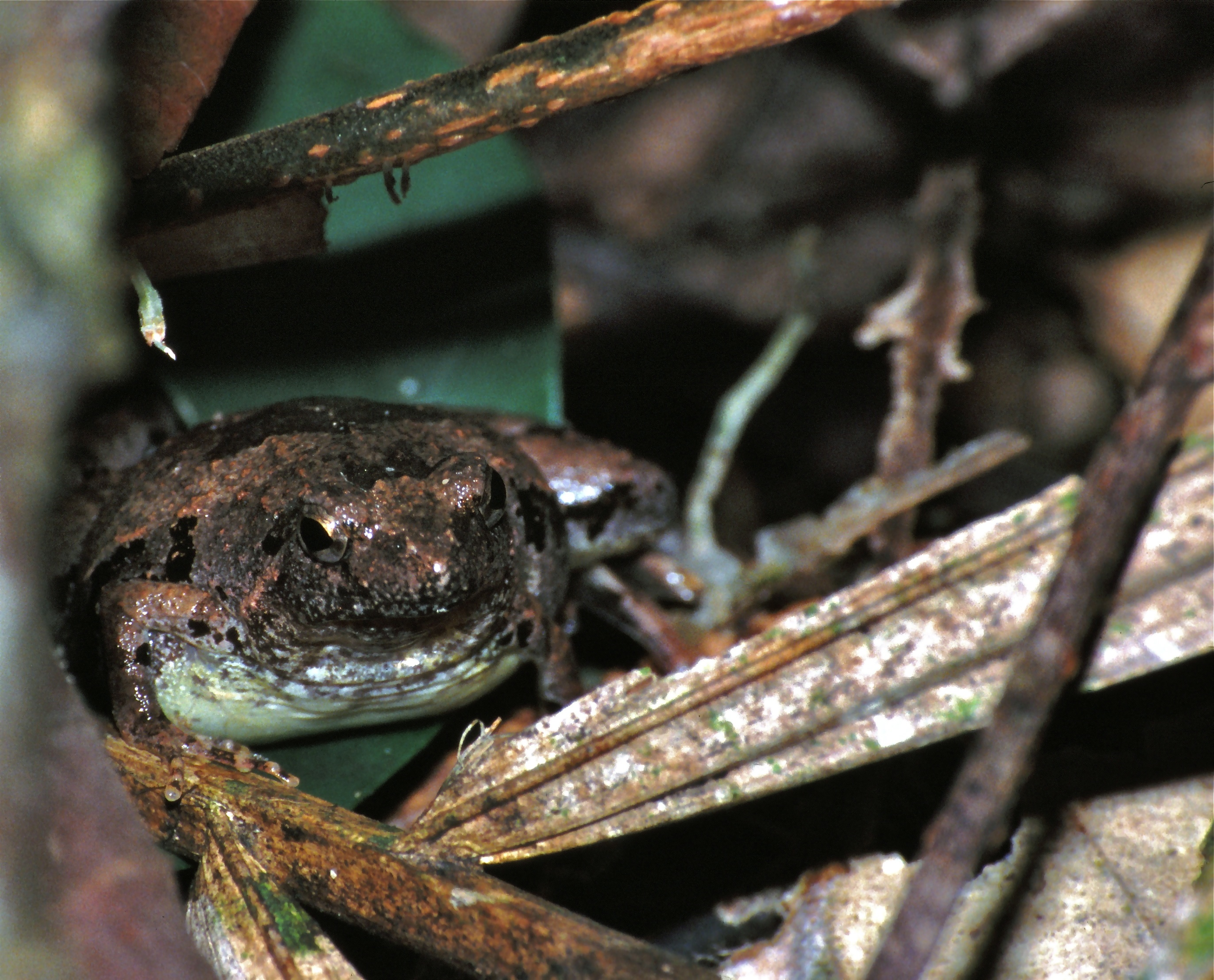
Microhyla berdmorei

### Et de très nombreuses autres espèces d'animaux

#### Des arthropodes
Enfin les forêts du parc abritent :
- de très nombreuses espèces d'araignées :
  - famille des araneidae : argiope catenulata et argiope trifasciata ; gasteracantha arcuata ; gea spinipes ; nephila pilipes...
  - famille des oonopidae : pelicinus khao...
  - famille des oxyopidae : oxyiopes lineatipes...
  - famille des araignées sauteuses salticidae :  harmochirus brachiatus ; portia sp....
  - famille des faucheurs ou faucheuses sclerosomatidae...
  - famille des sparassidae...

Araignées de la famille des araneidae
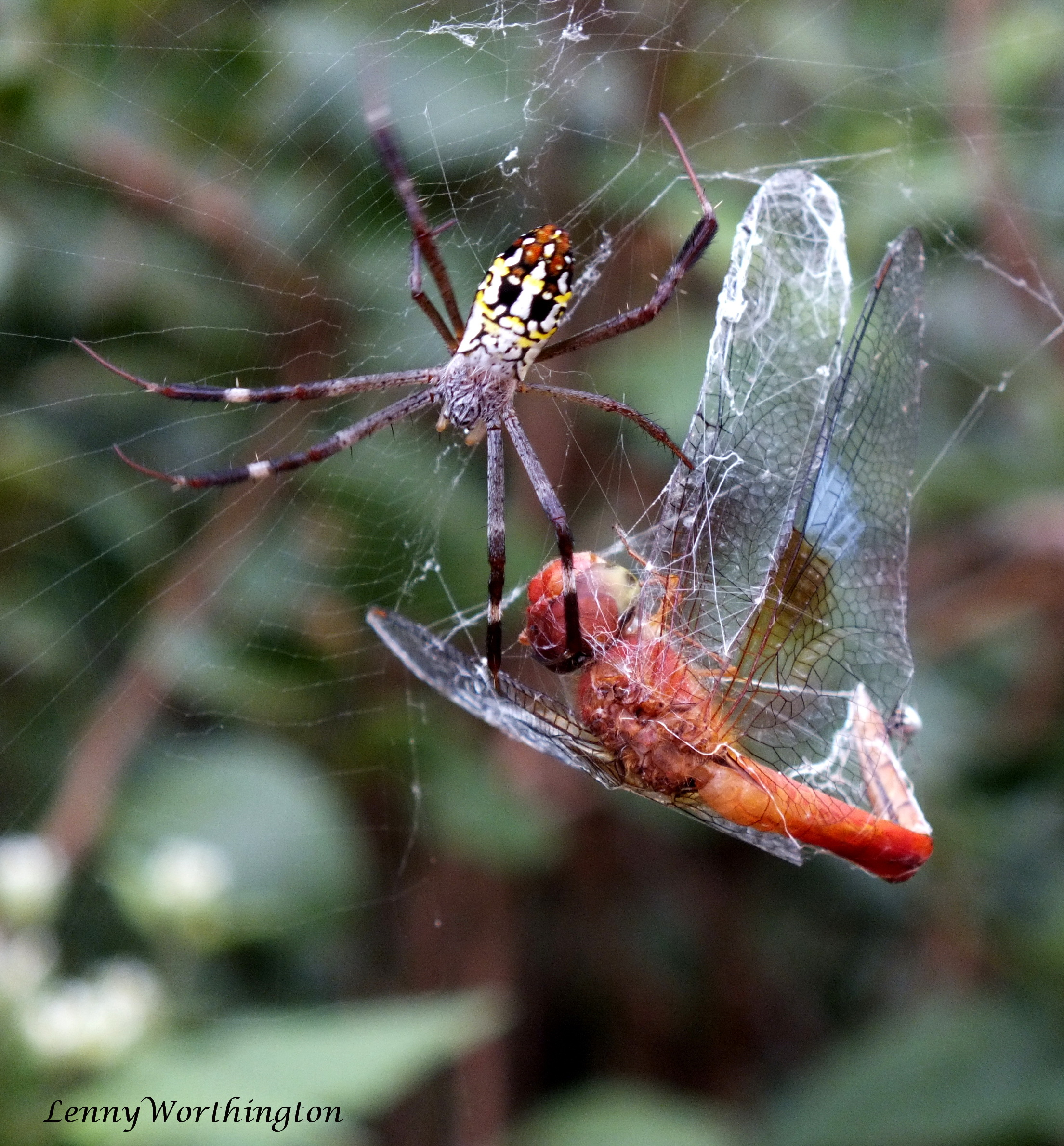
Argiope catenulata
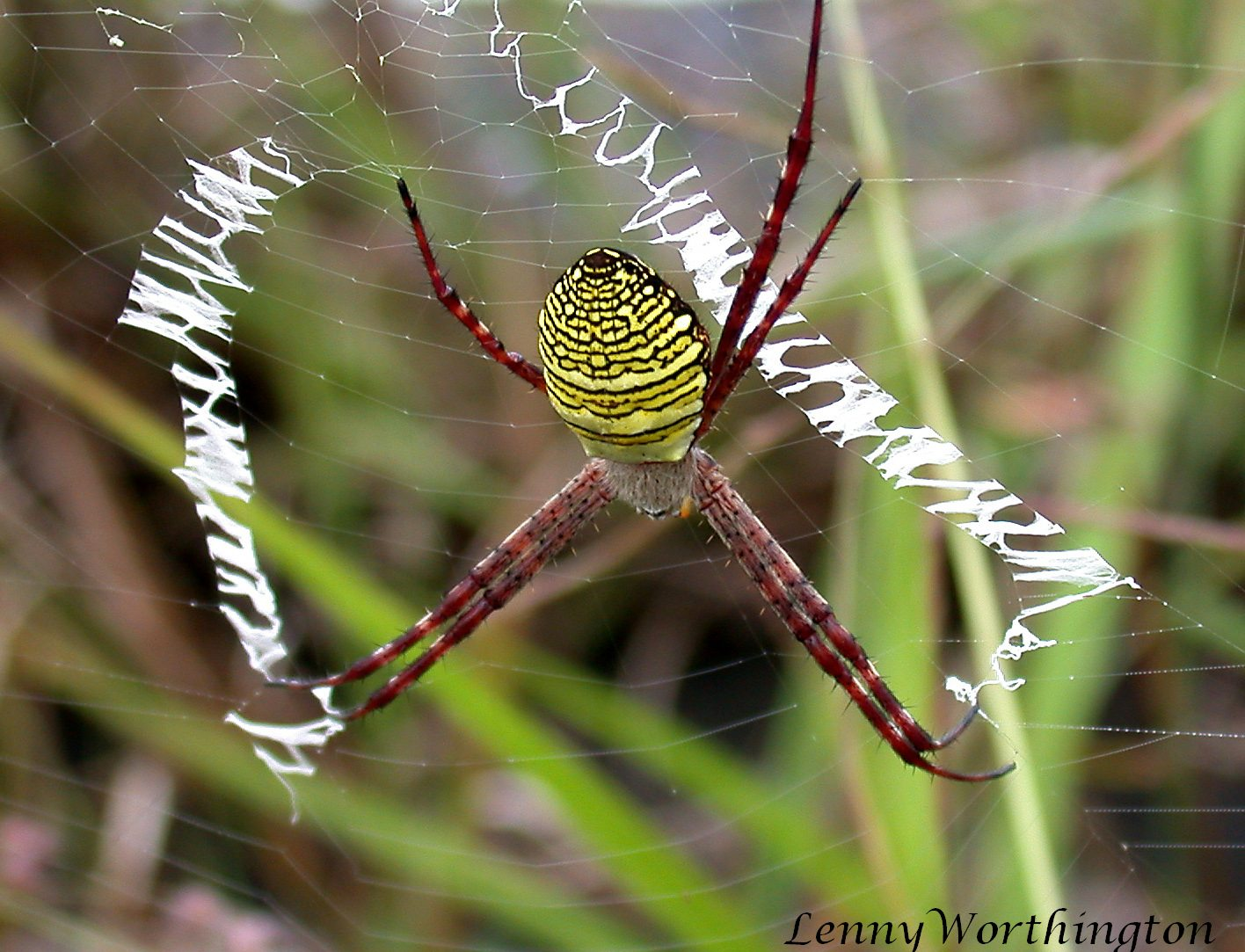
Argiope trifasciata
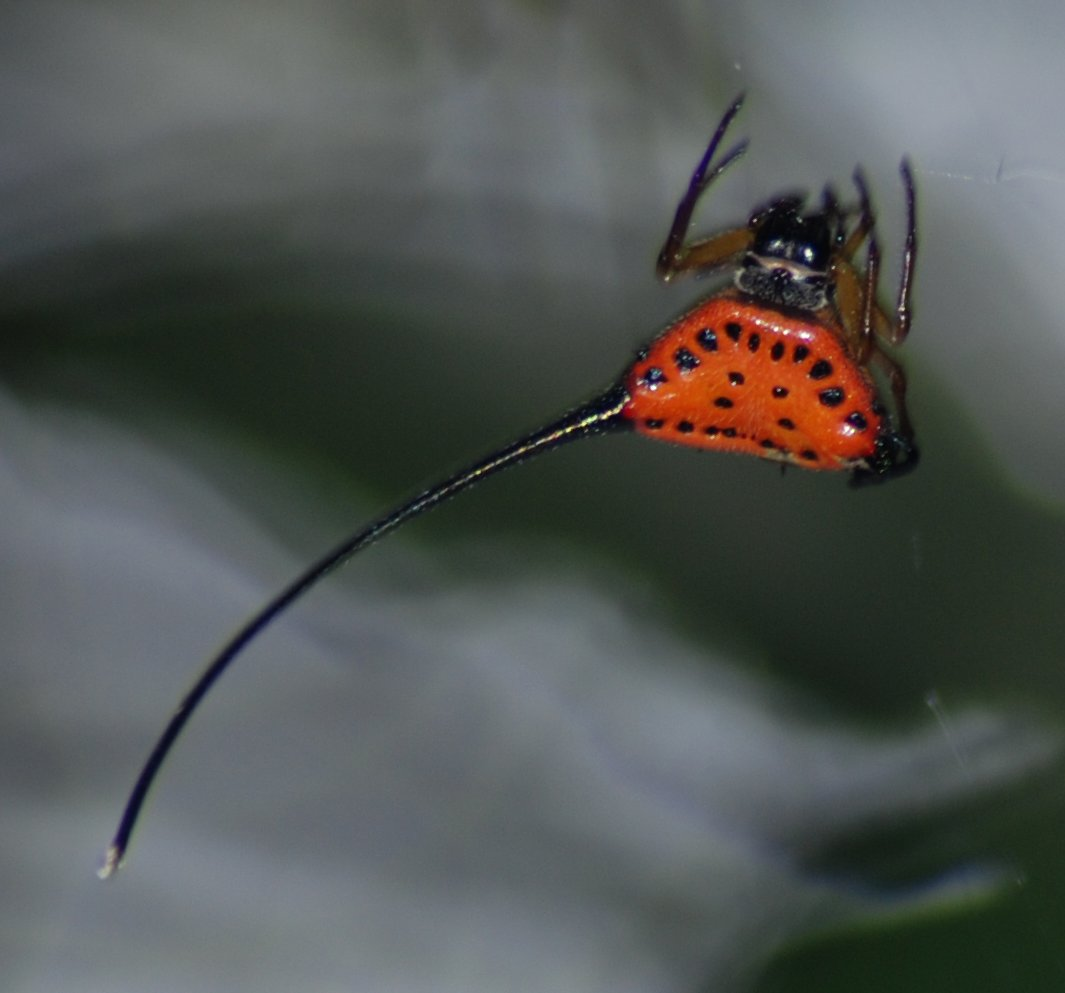
Gasteracantha arcuata (dont il manque l'épine latérale droite)
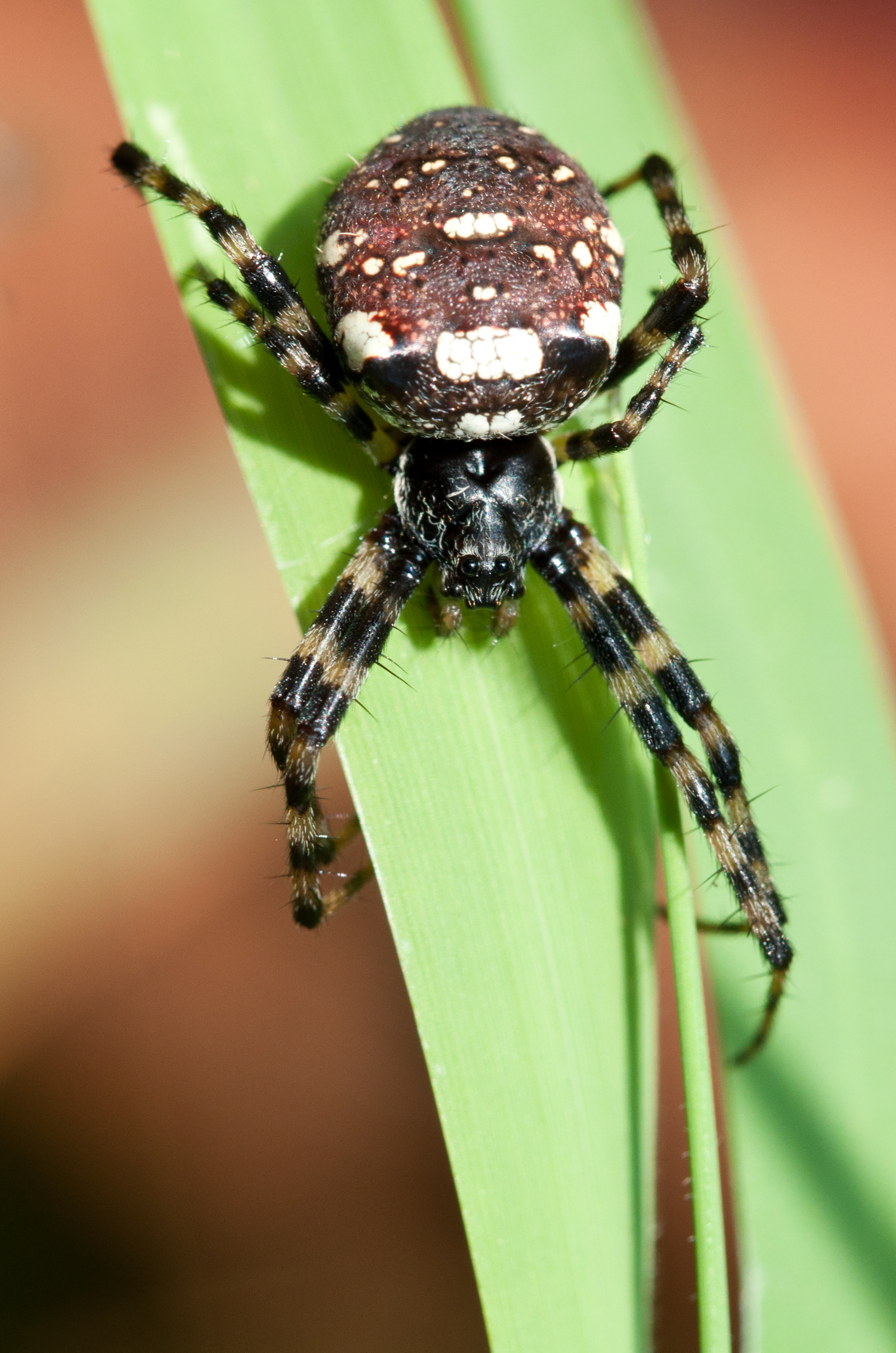
Gea spinipes
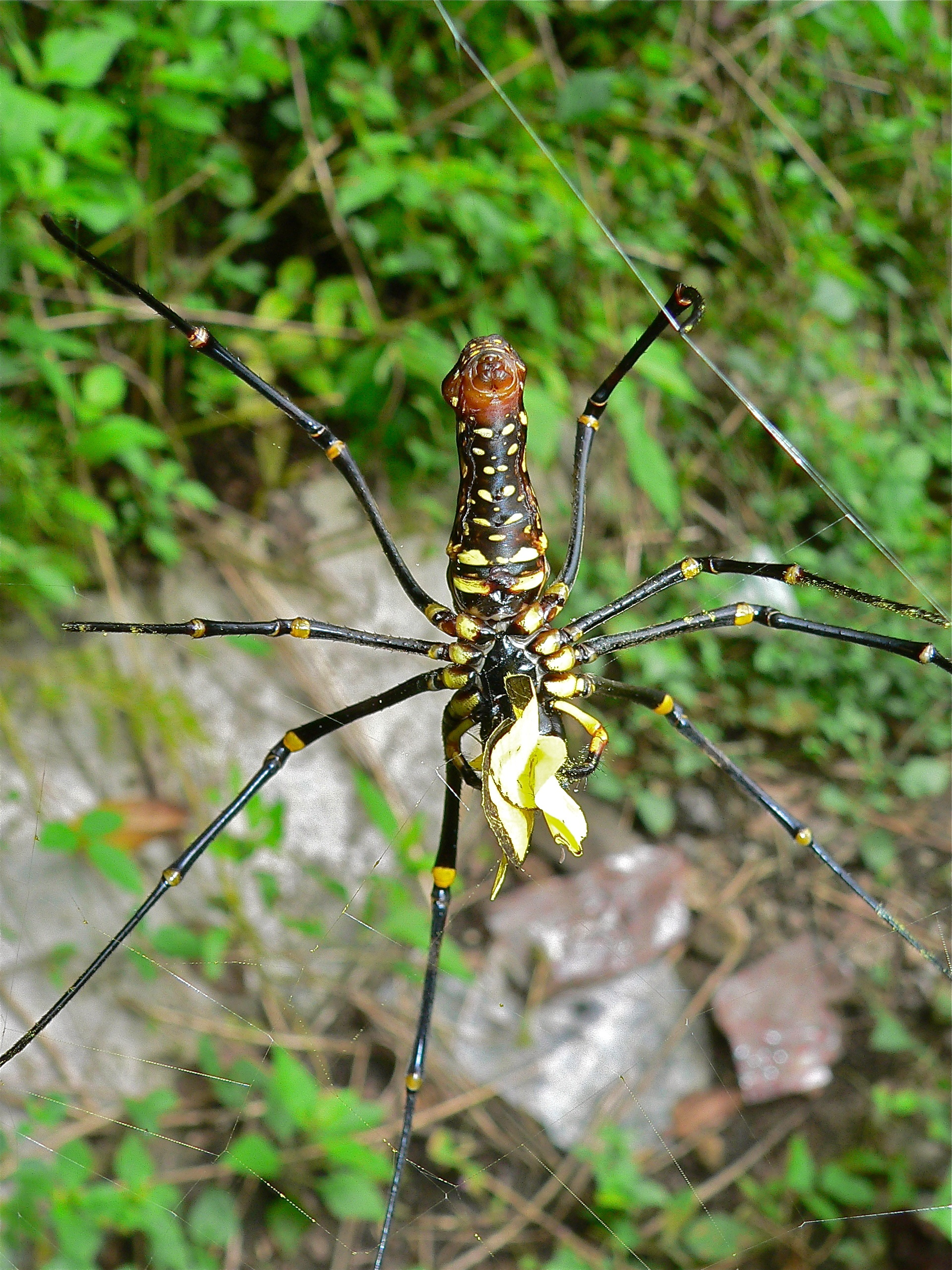
Nephila pilipes

Araignées sauteuses
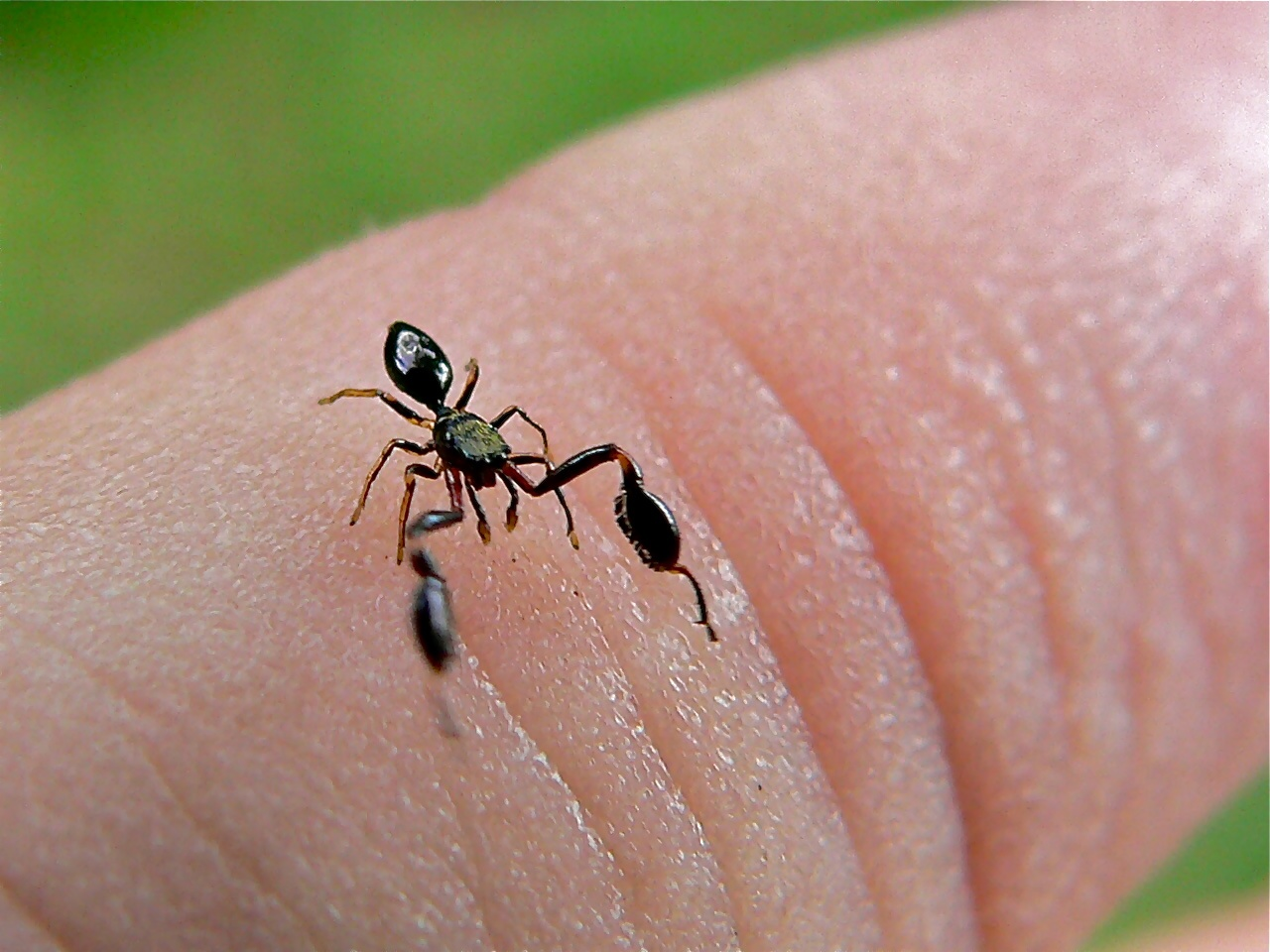
Harmochirus brachiatus
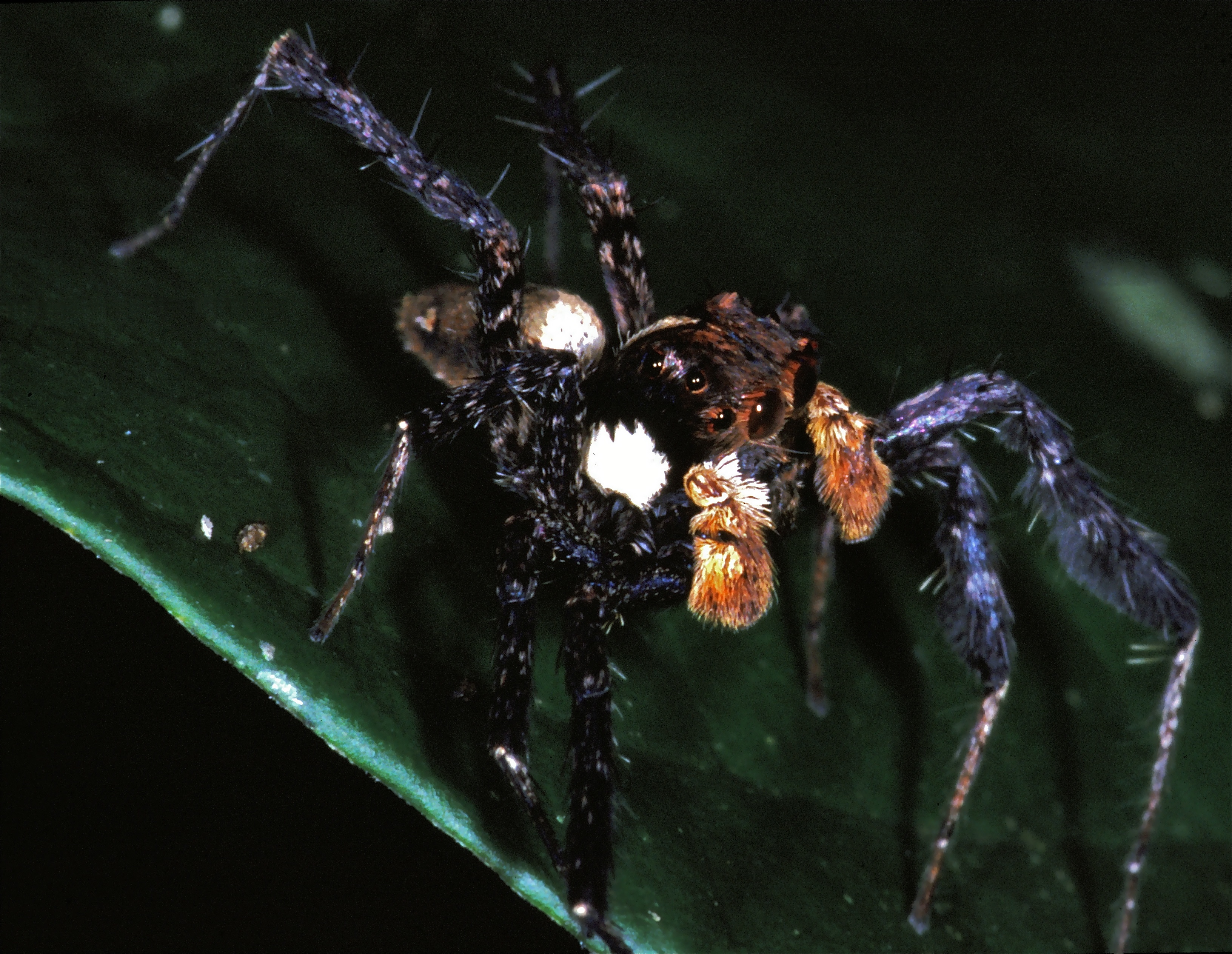
Portia sp.
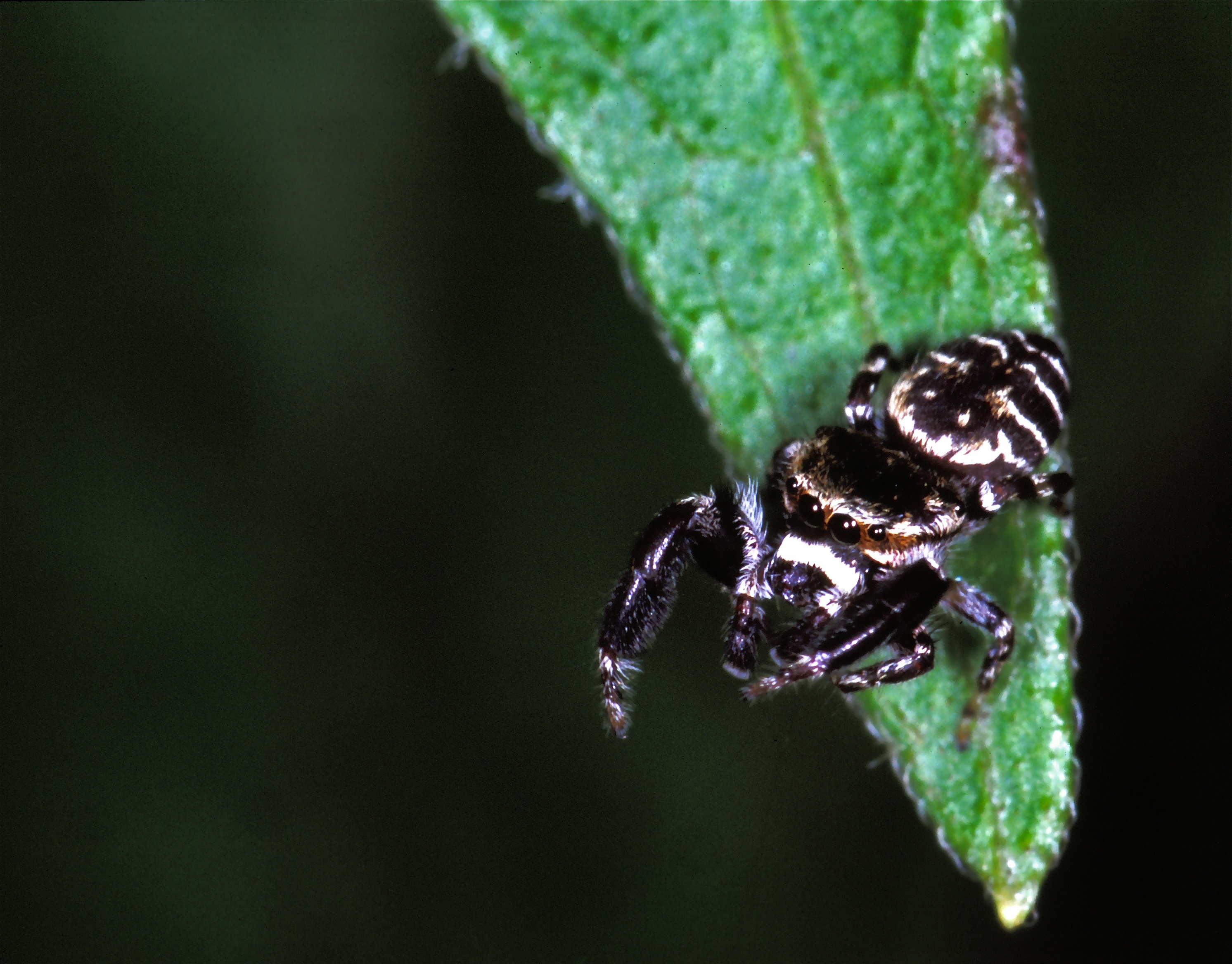
Salticidae sp.

Araignées diverses
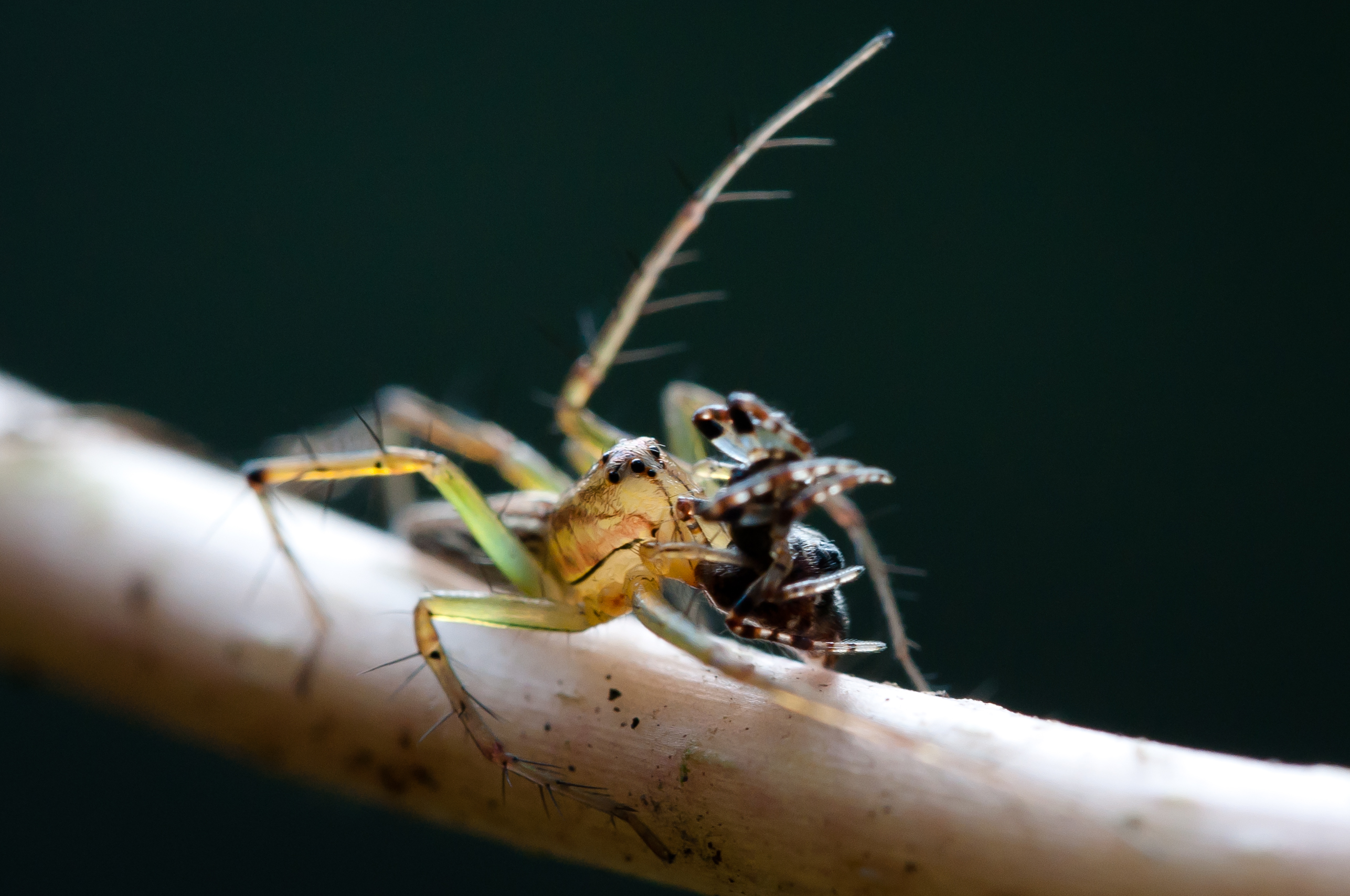
Araignée Oxyiopes lineatipes
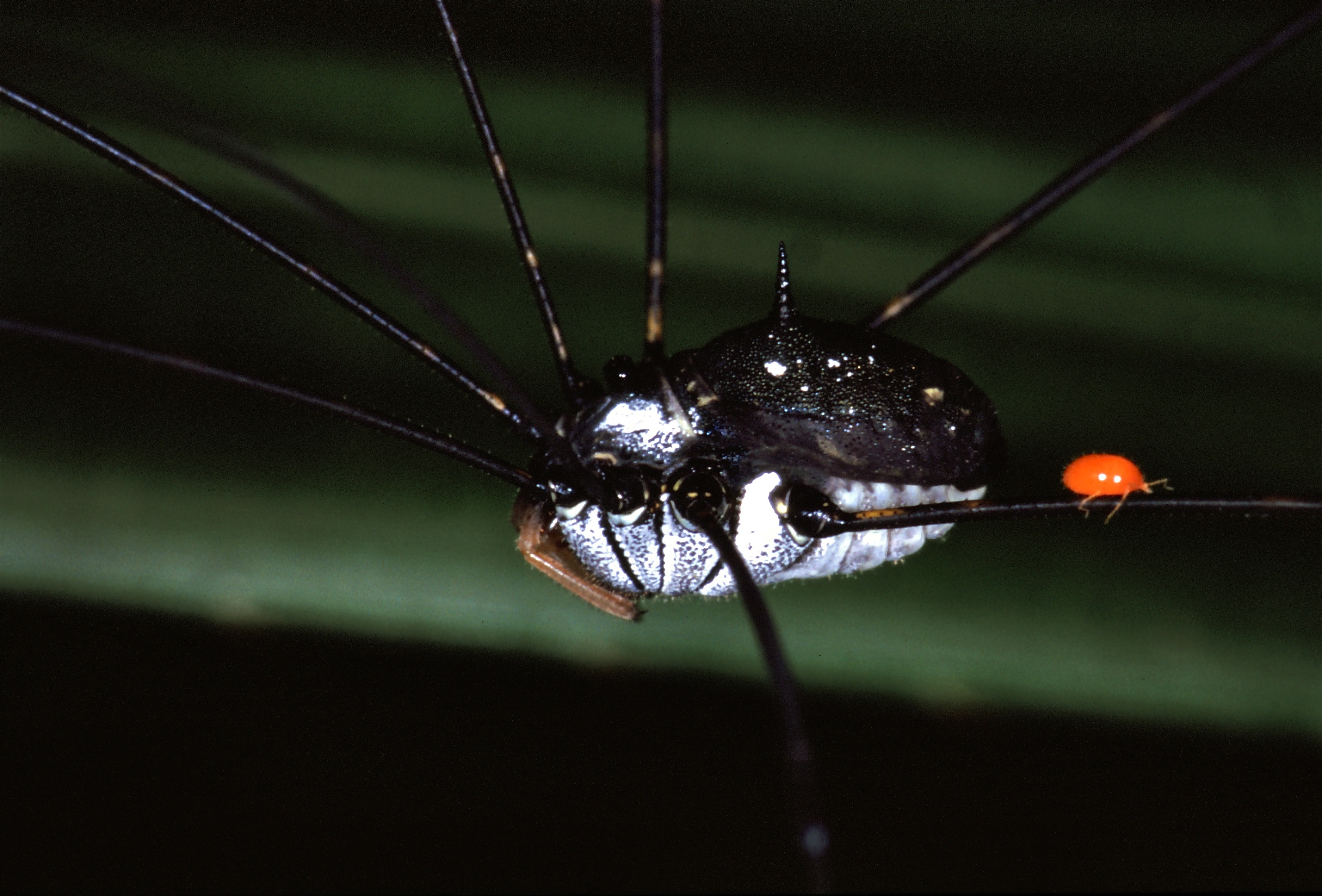
Faucheur ou faucheuse Sclerosomatidae sp.
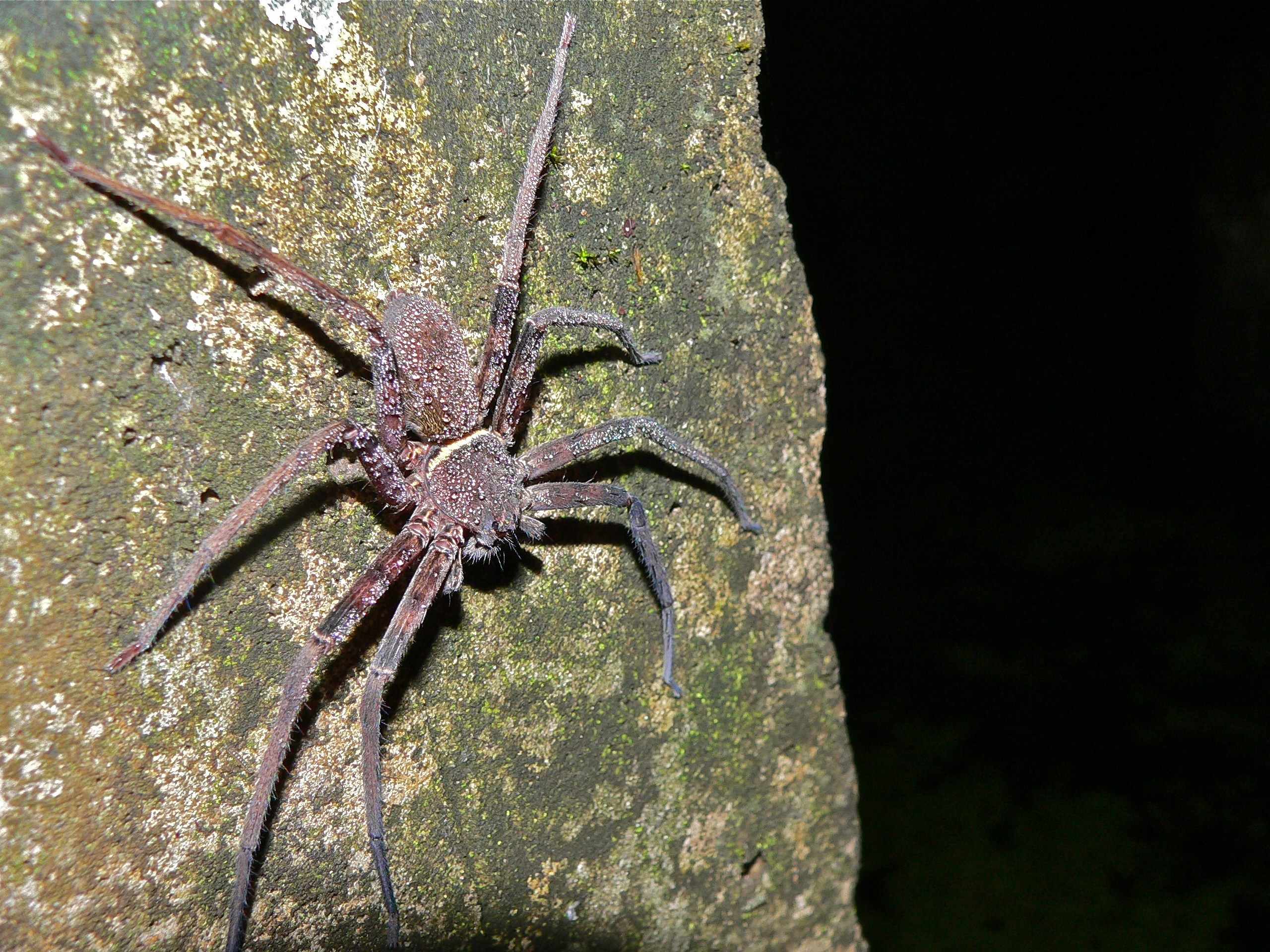
Araignée Sparassidae non identifiée

- et autres arthropodes :
  - mille pattes vietnamiens (scolopendra subspinipes) ; scorpions des forêts d'Asie (heterometrus laoticus) et scorpions noirs heterometrus spinifer, crabes...

Autres arthropodes
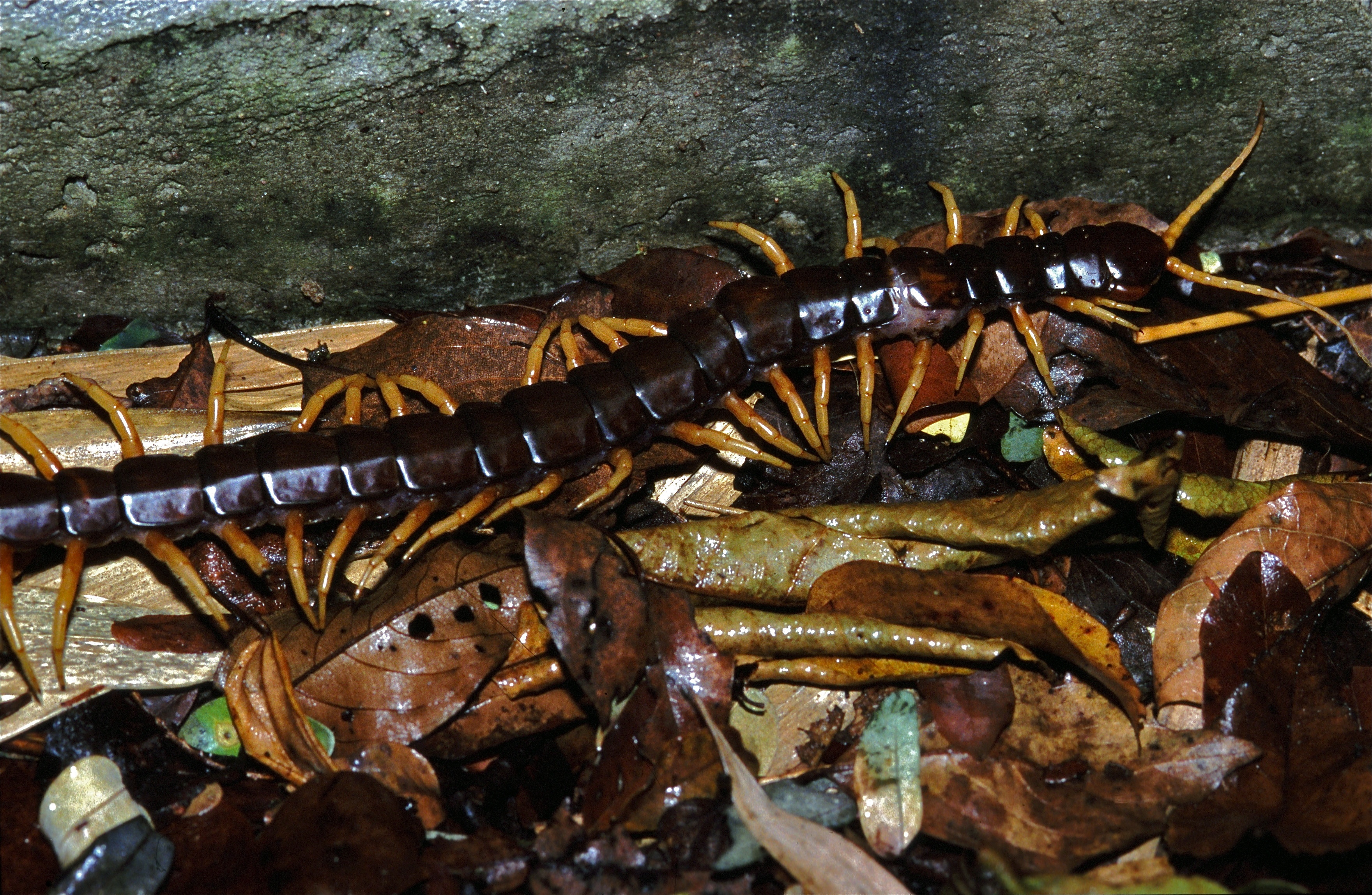
Mille pattes vietnamien (scolopendra subspinipes)
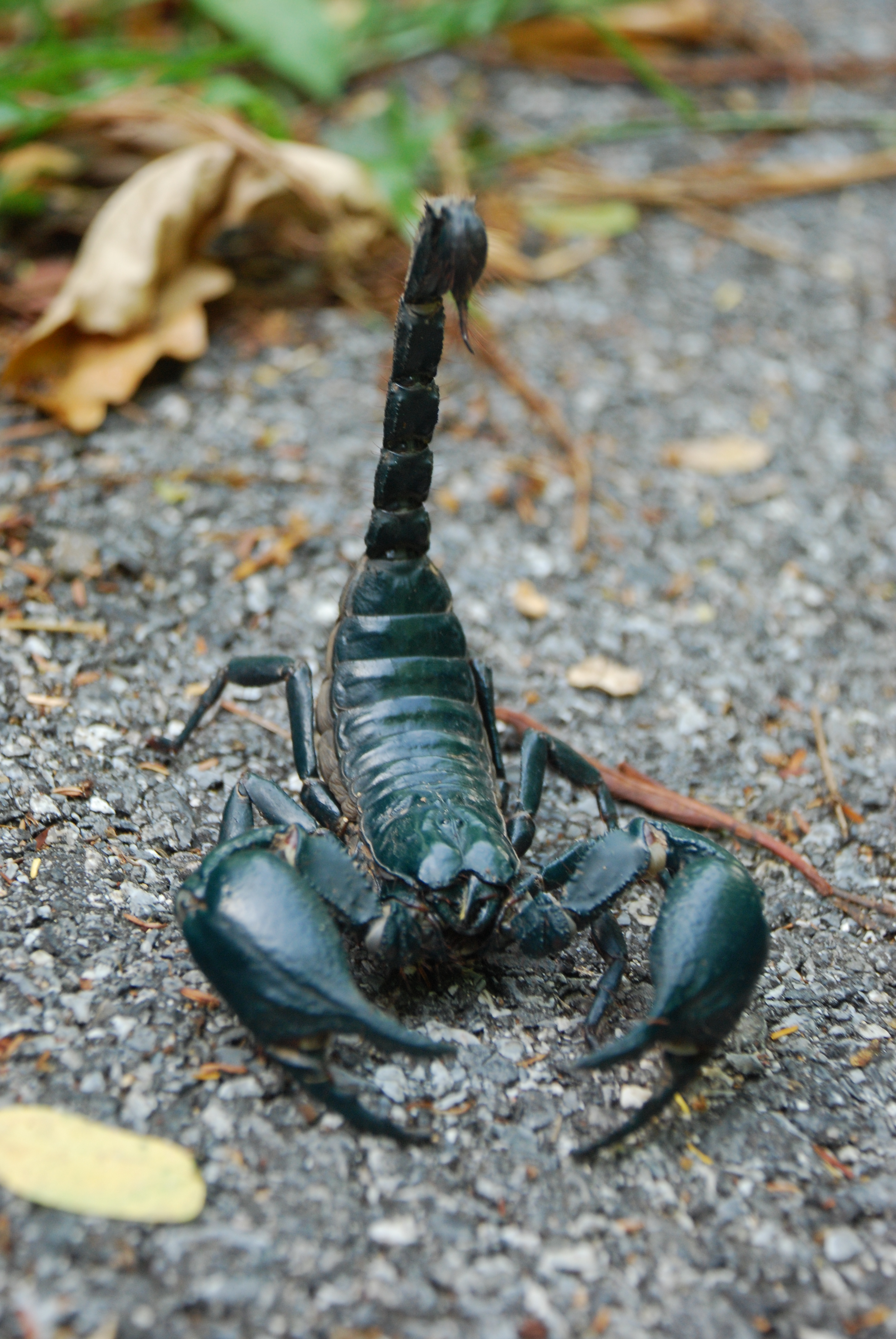
Scorpion des forêts d'Asie (Heterometrus laoticus)
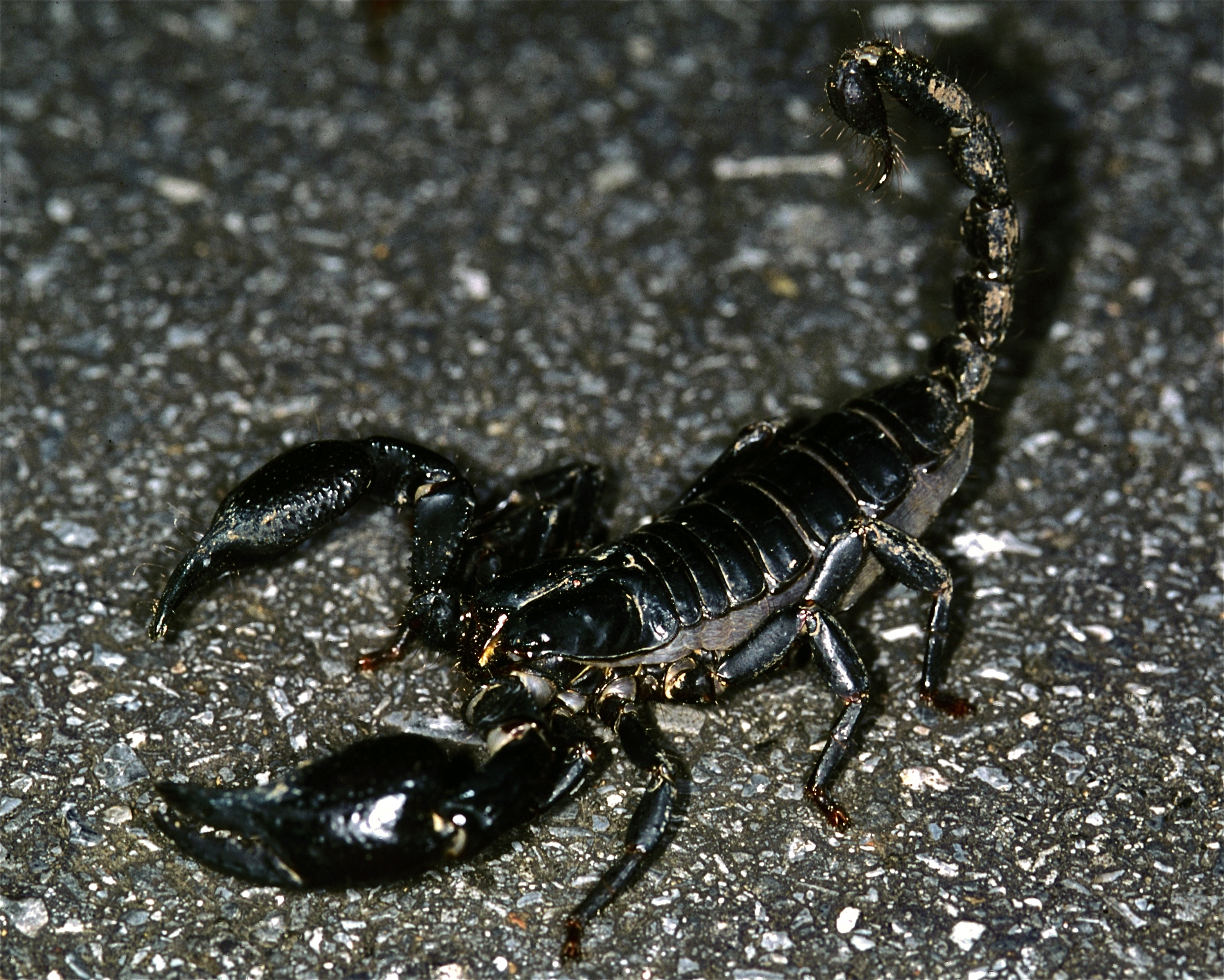
Heterometrus spinifer
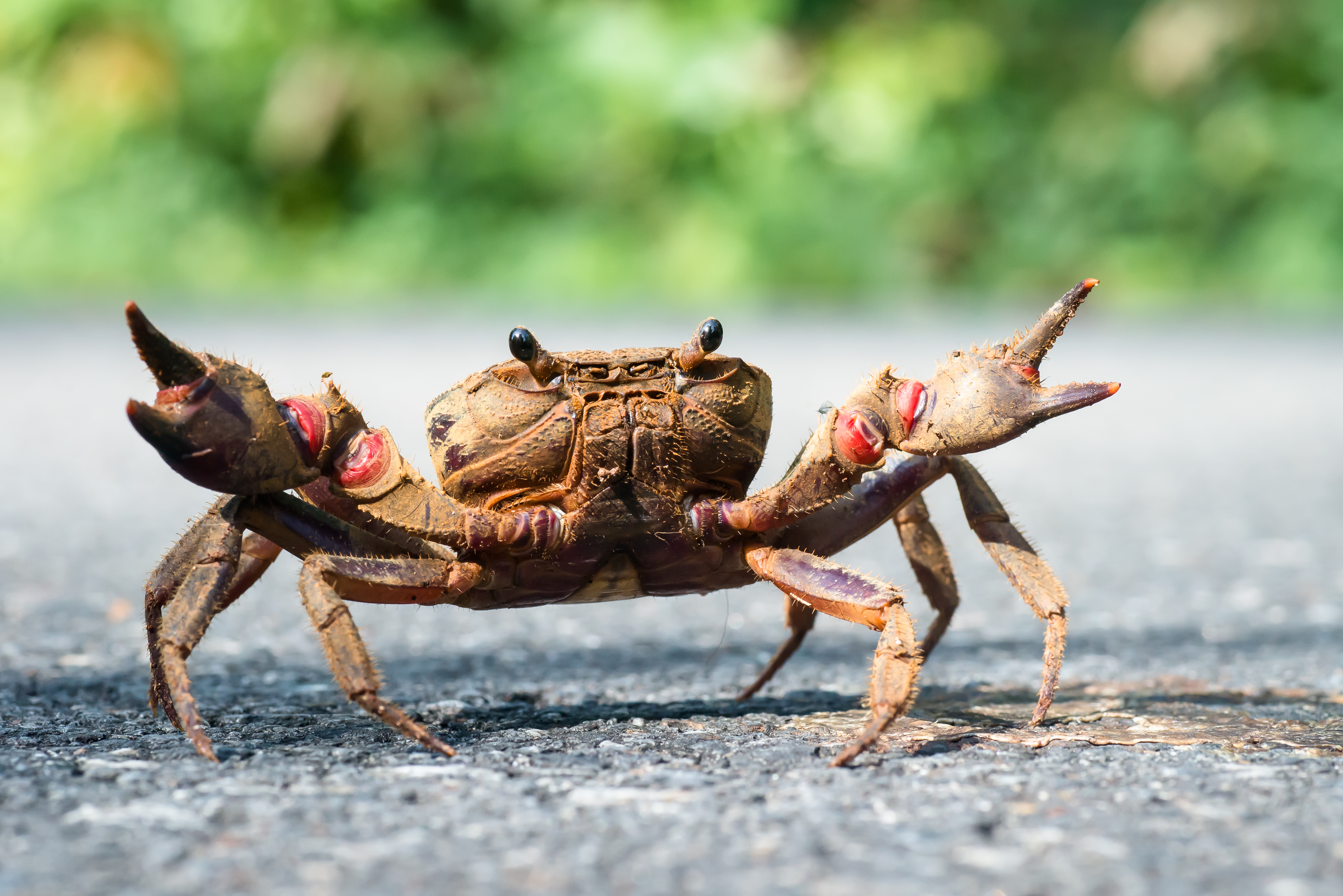
Crabe (non identifié)

#### Des vers de toutes sortes, de nombreuses sangsues

Sangsue
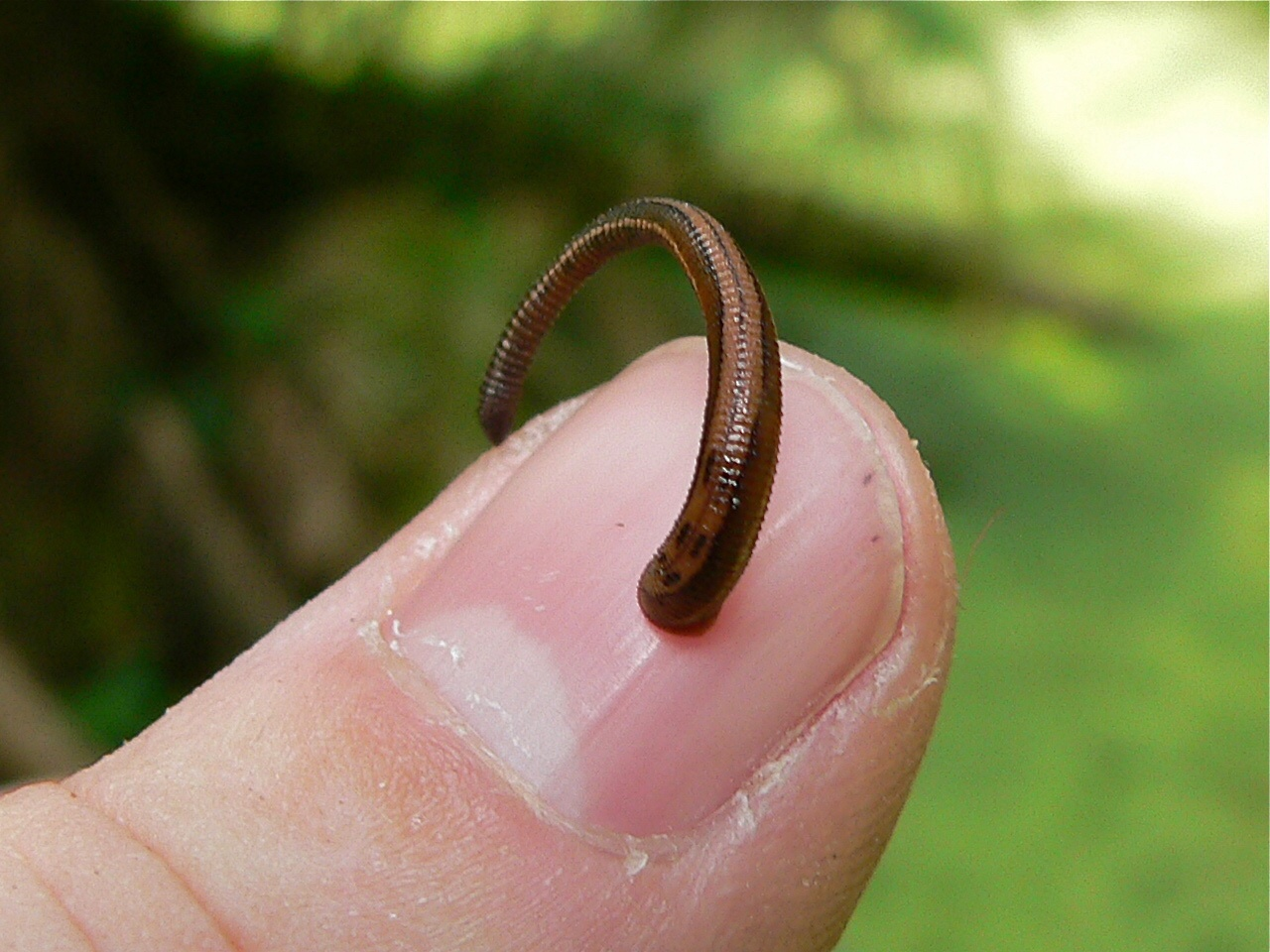
Sangsue de montagne japonaise, Hirudinea, Haemadipsa zeylanica

#### D'innombrables espèces d'insectes
des insectes sociaux :
- fourmis ;
- termites ;
  - abeilles asiatiques apis cerena, une des quatre espèces d'abeilles mellifères de la famille Apis présentes en Thaïlande avec l'abeille naine noire apis andreniformis, l'abeille géante apis dorsata et l'abeille naine rouge apis florea (auxquelles on peut sans doute ajouter l'abeille géante de l'Himalaya apis laboriosa observée récemment en 2023-2024 uniquement dans le parc national de Doi Pha Hom Pok[35],[36]) ;
- guêpes ropalidia fasciata ; guêpes frelons vespa soror...

Insectes sociaux
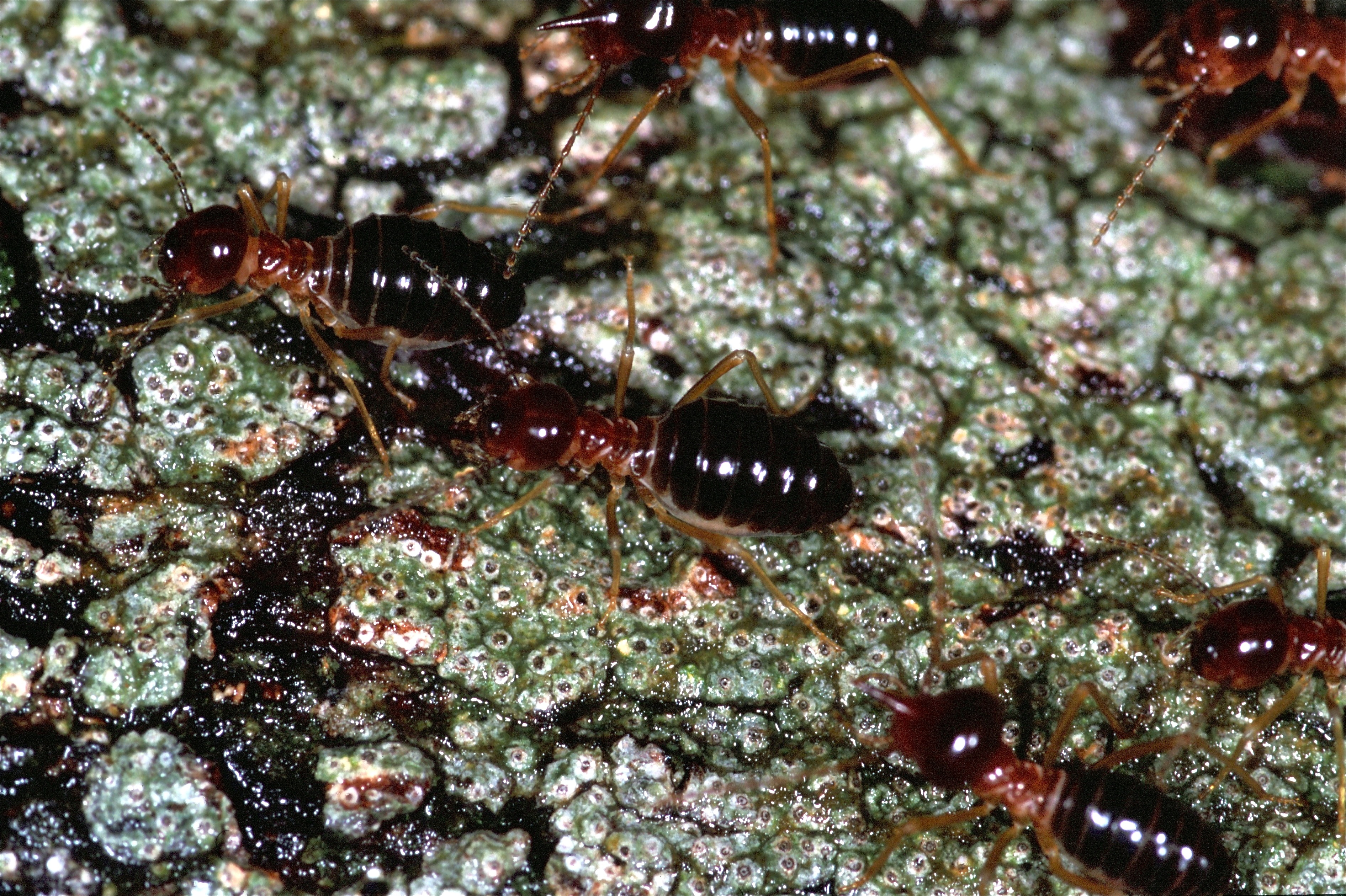
Termites
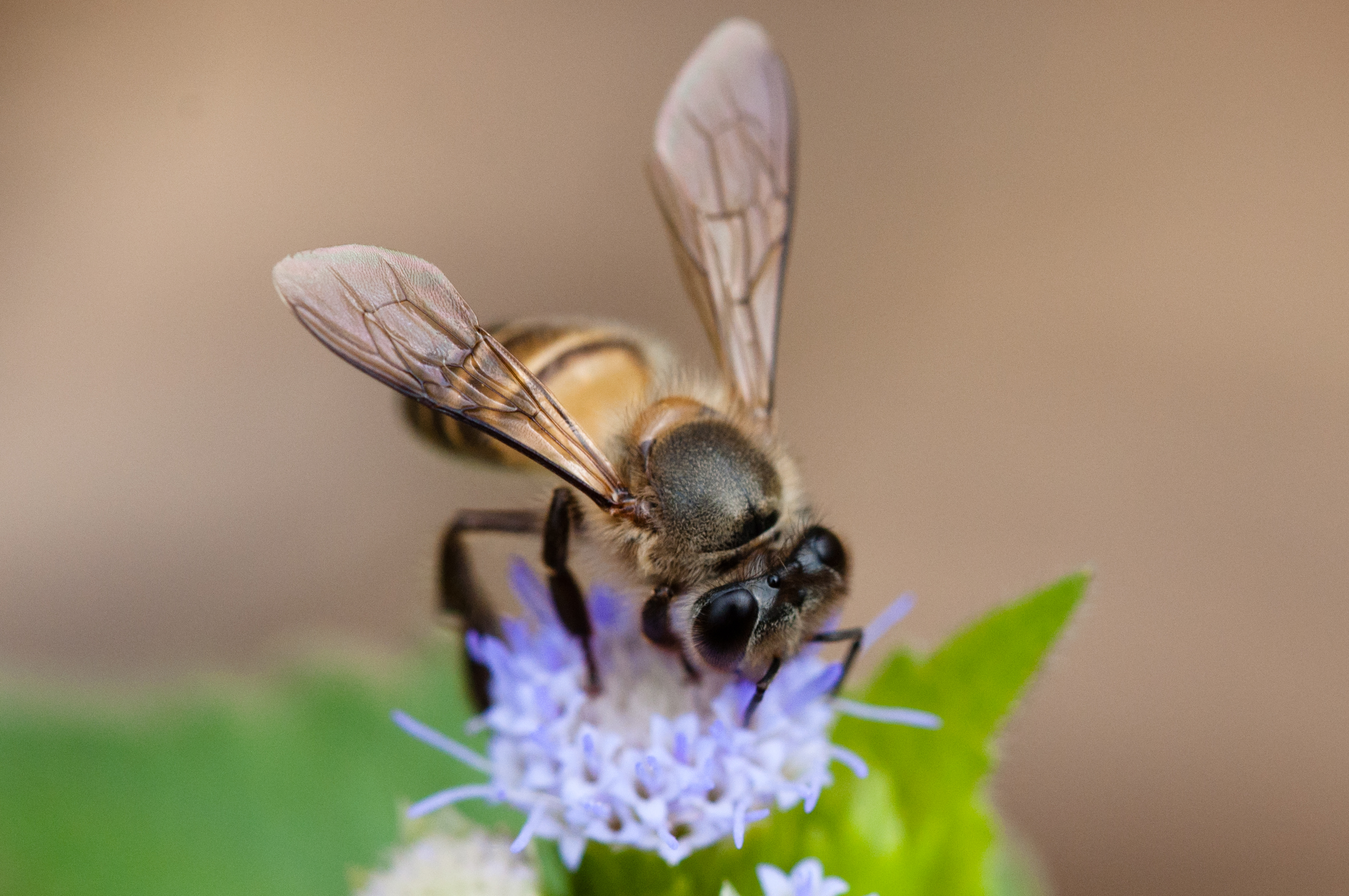
Abeille asiatique (Apis cerana)
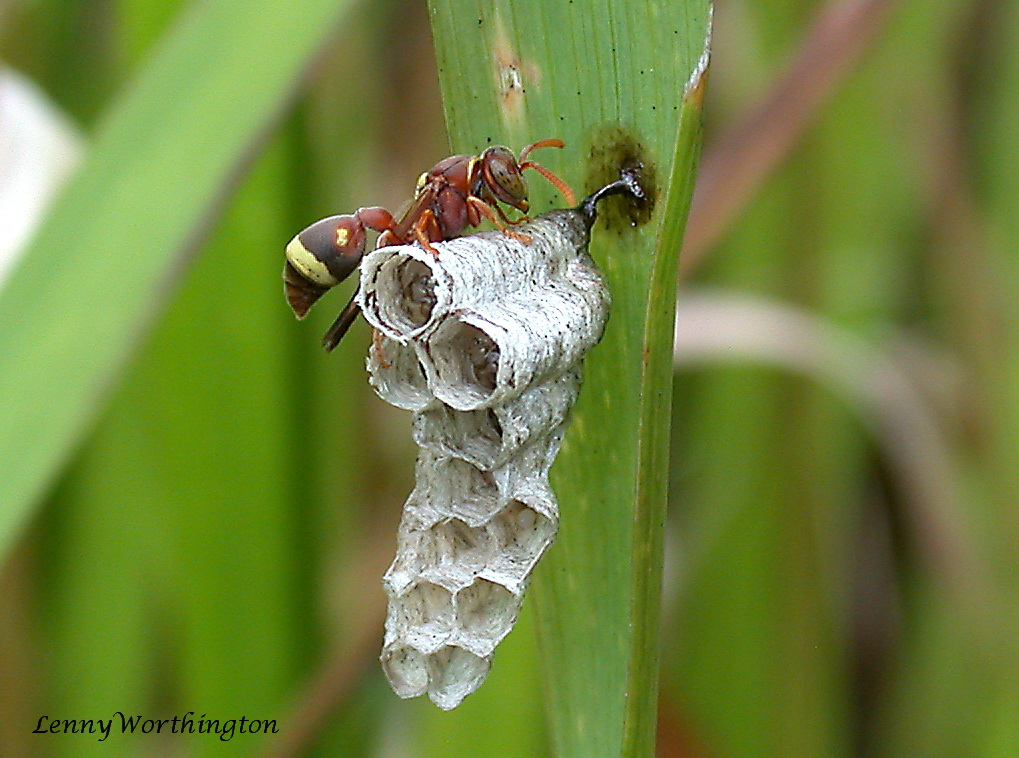
Guêpe Ropalidia fasciata
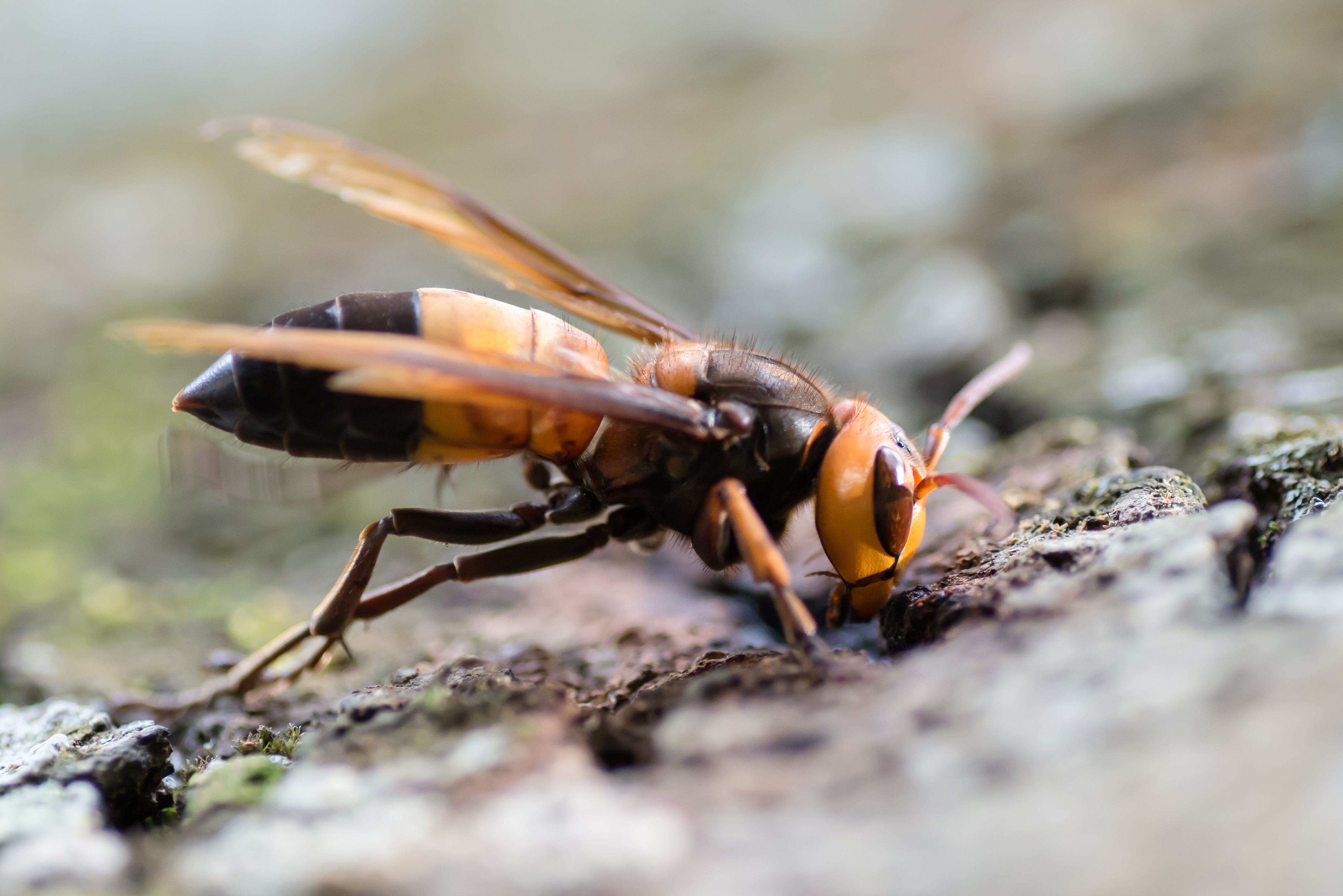
Frelon asiatique (Vespa soror)

et beaucoup d'autres insectes :
- anisoptères (libellules)...
- zygoptères (demoiselles) : vestalis amoena...
- hémiptères (cigales) : cicada... ; hémiptères (punaises) : dindymus pulcher, dindymus rubiginosus et  magarrhamphus truncatus ; hémiptères suceurs de sève pyrops ducalis ou laternia ducalis...
- neuroptères : mantispidés...
- orthoptères (criquets et sauterelles) : conophalus melaenus, tegra novaehollandia immunis, pseudophyllus titan...
- coléoptères ténébrionidés ; coléoptères scarabées scarabées atlas, cheirotonus parryi, heterorrhina micans et xylotrupes socrates ; coléoptères lucaninae hexartrius nigritus[37], odontolabis mouhoti elegans et odontolabis siva...
- mantodea (mantes) : mante creobroter gemmatus...

Autres insectes
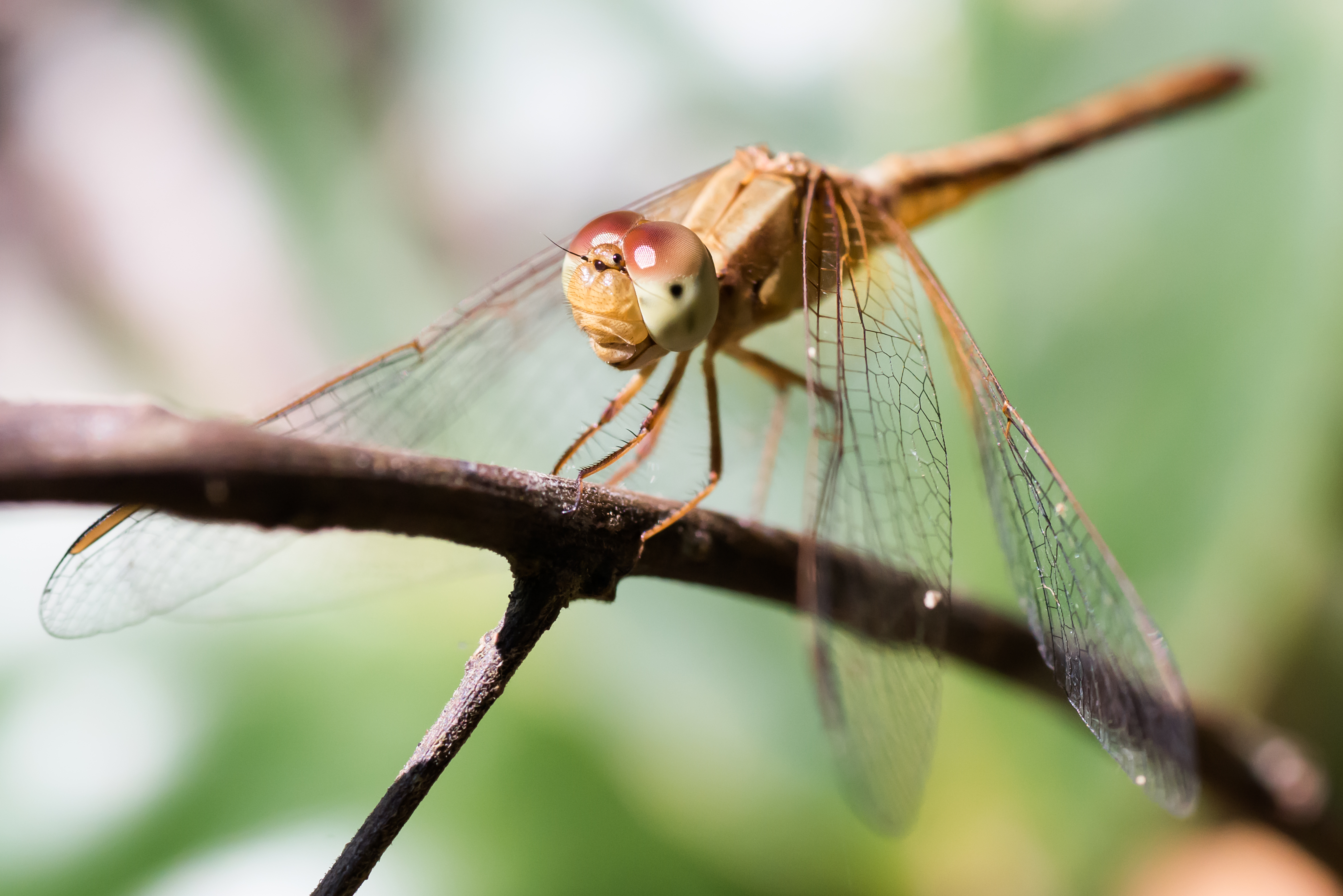
Libellule non identifiée (anisoptère)
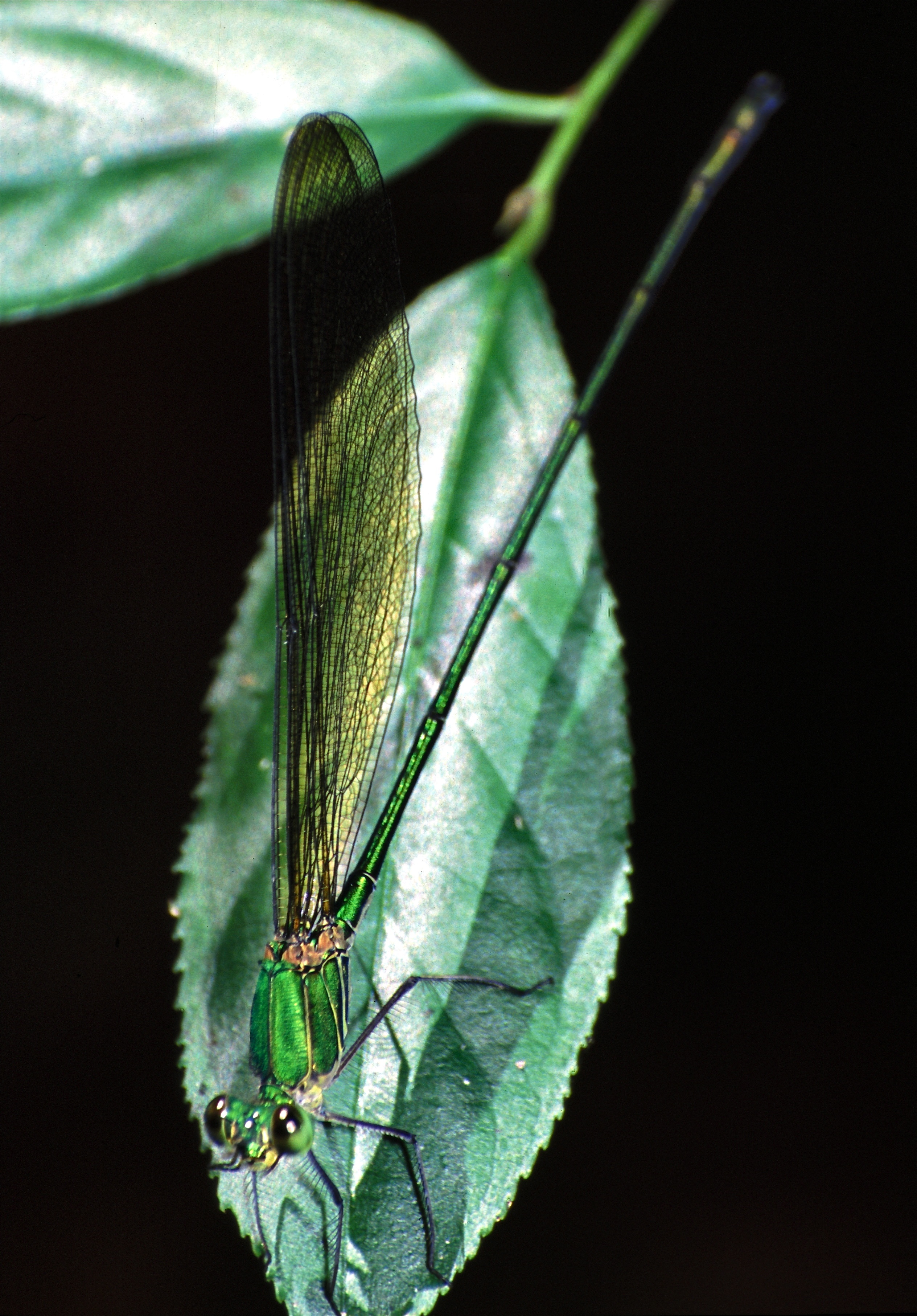
Demoiselle vestalis amoena (zygoptère)
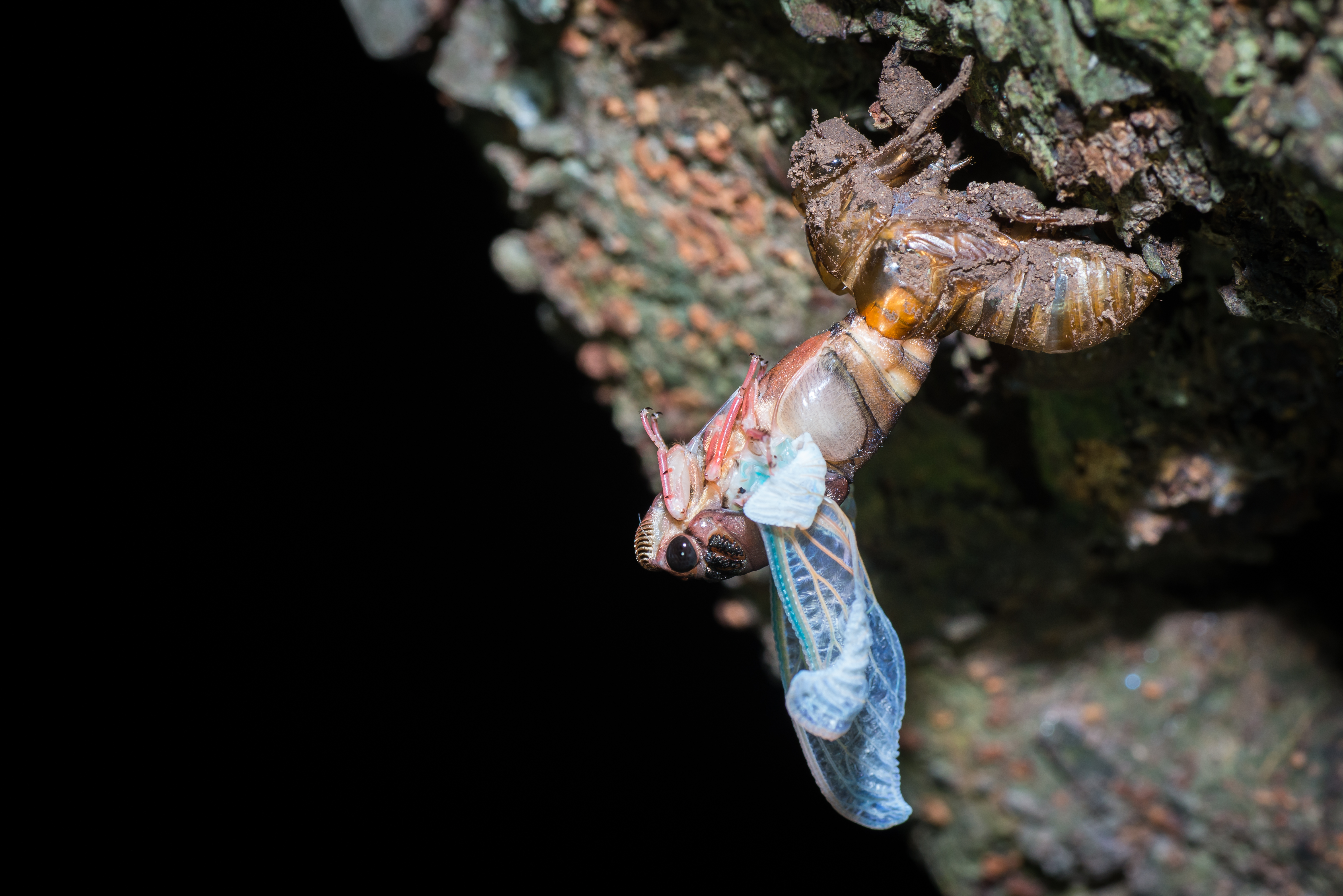
Cicada non identifié (hémiptère, cigale)
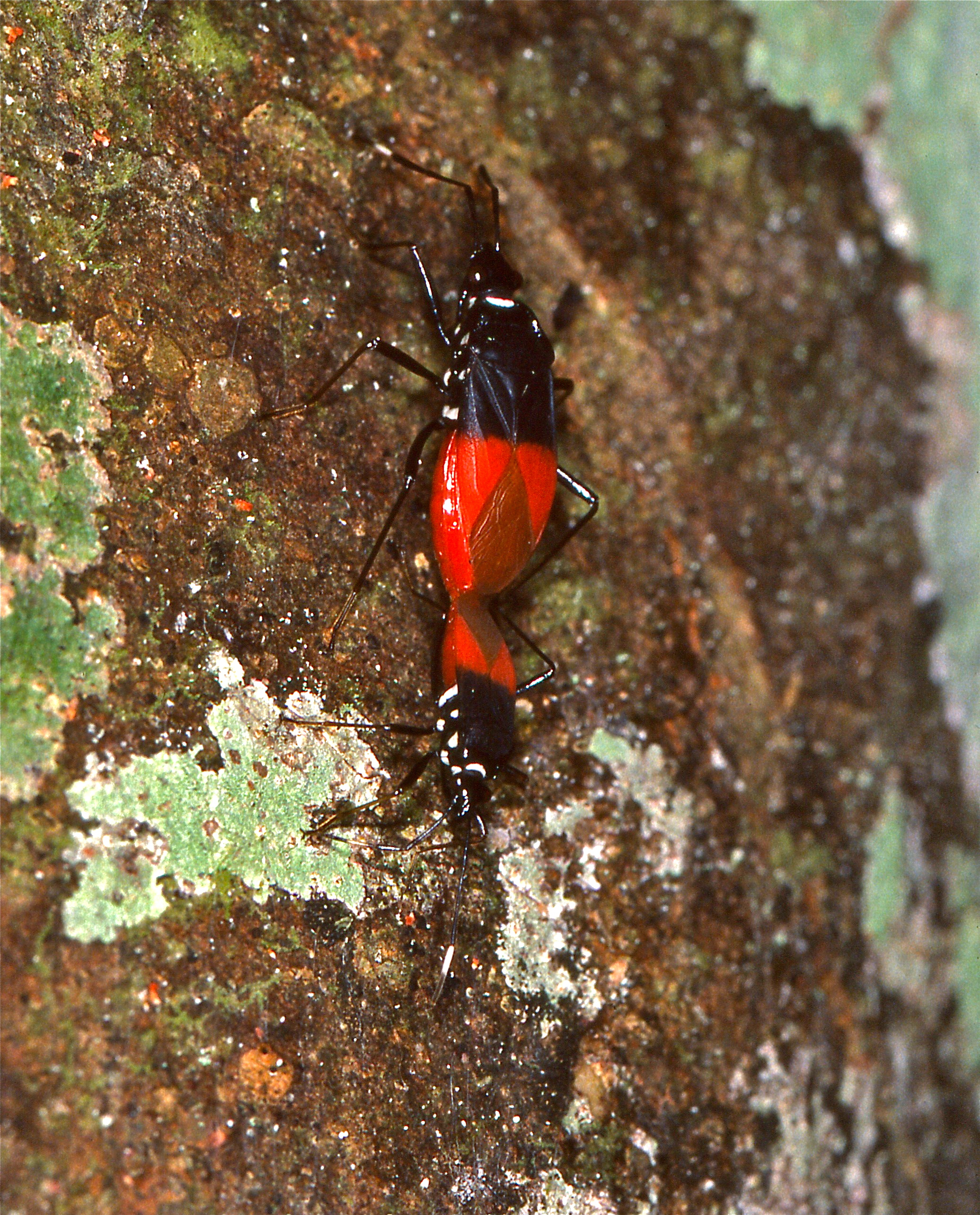
Dindymus pulcher (hémiptère, punaise)
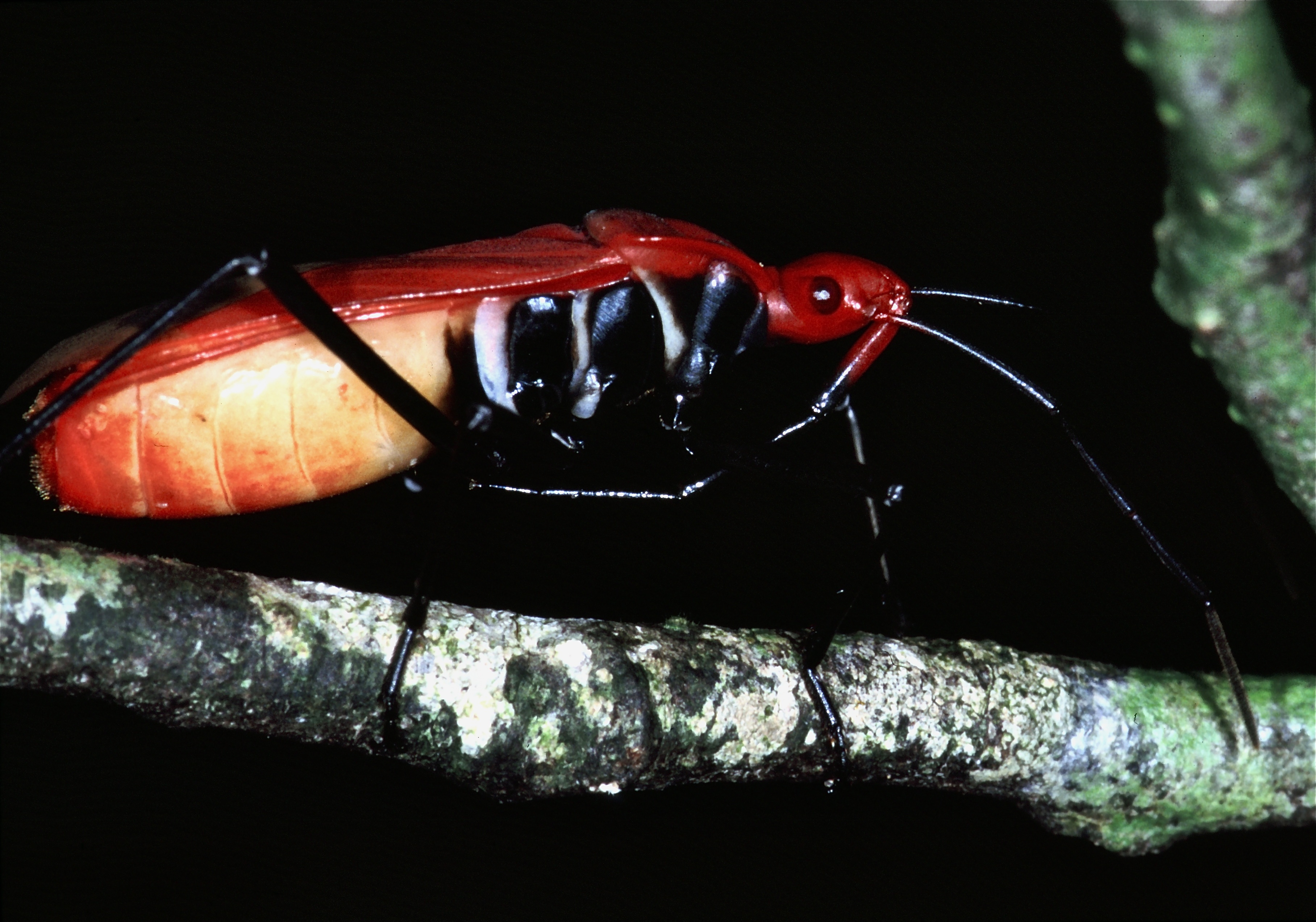
Dindymus rubiginosus (hémiptère, punaise)
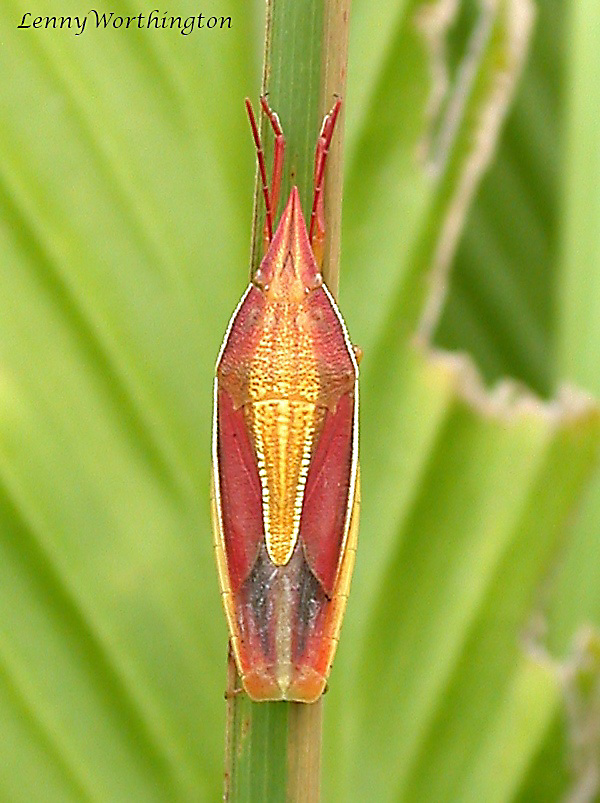
Megarrhamphus truncatus (hémiptère, punaise)
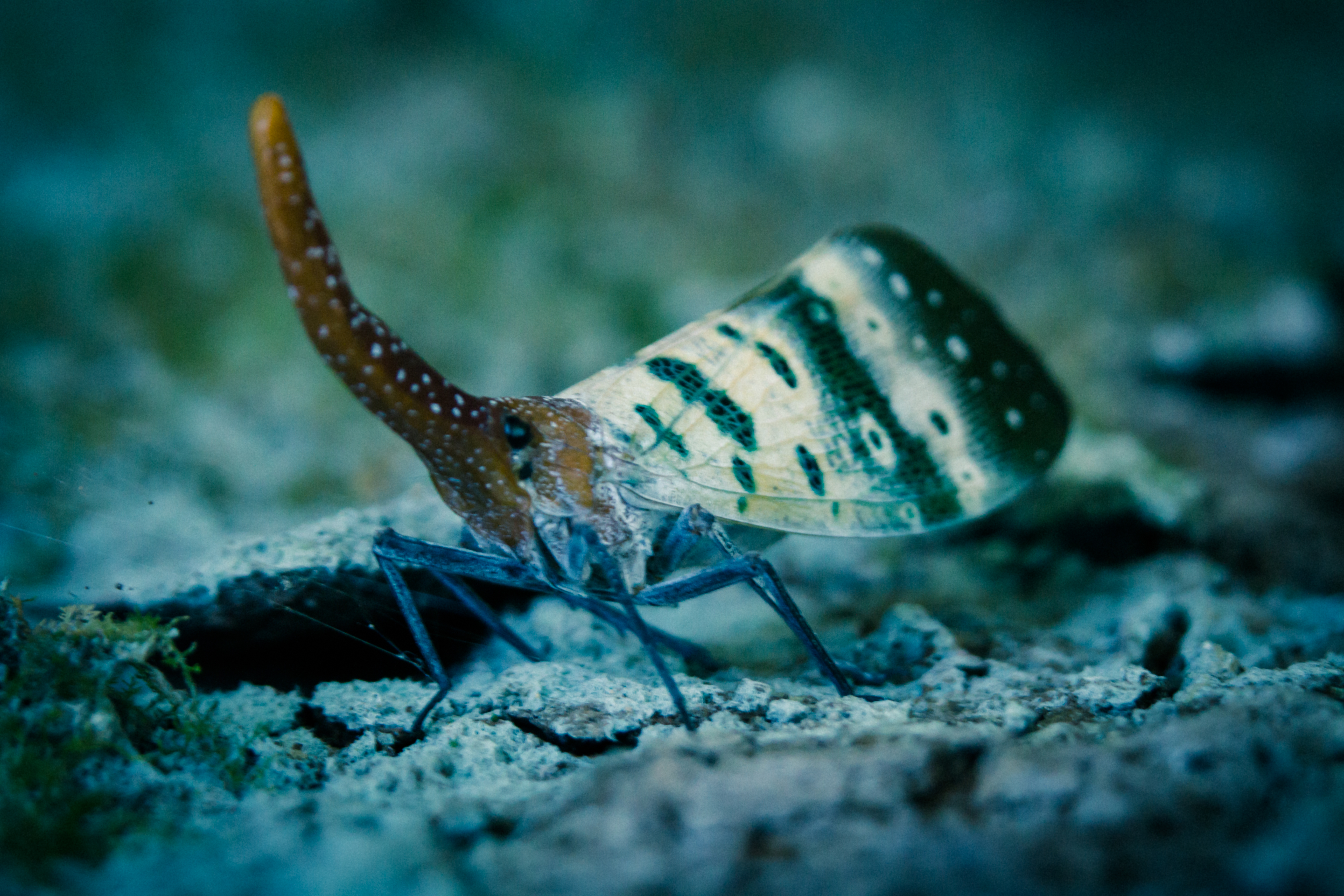
Pyrops ducalis (hémiptère suceur de sève)
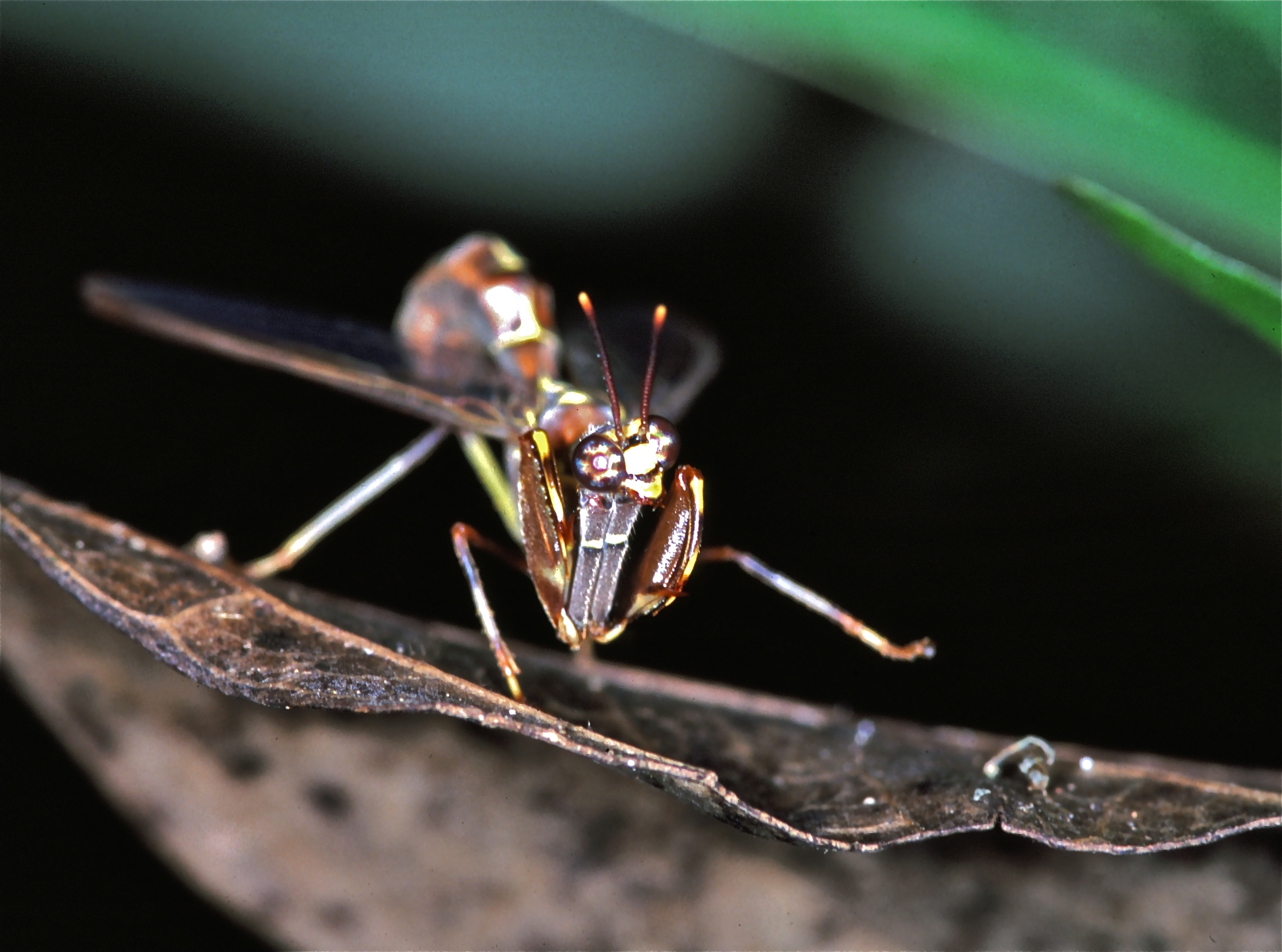
Mantispidé (neuroptère)
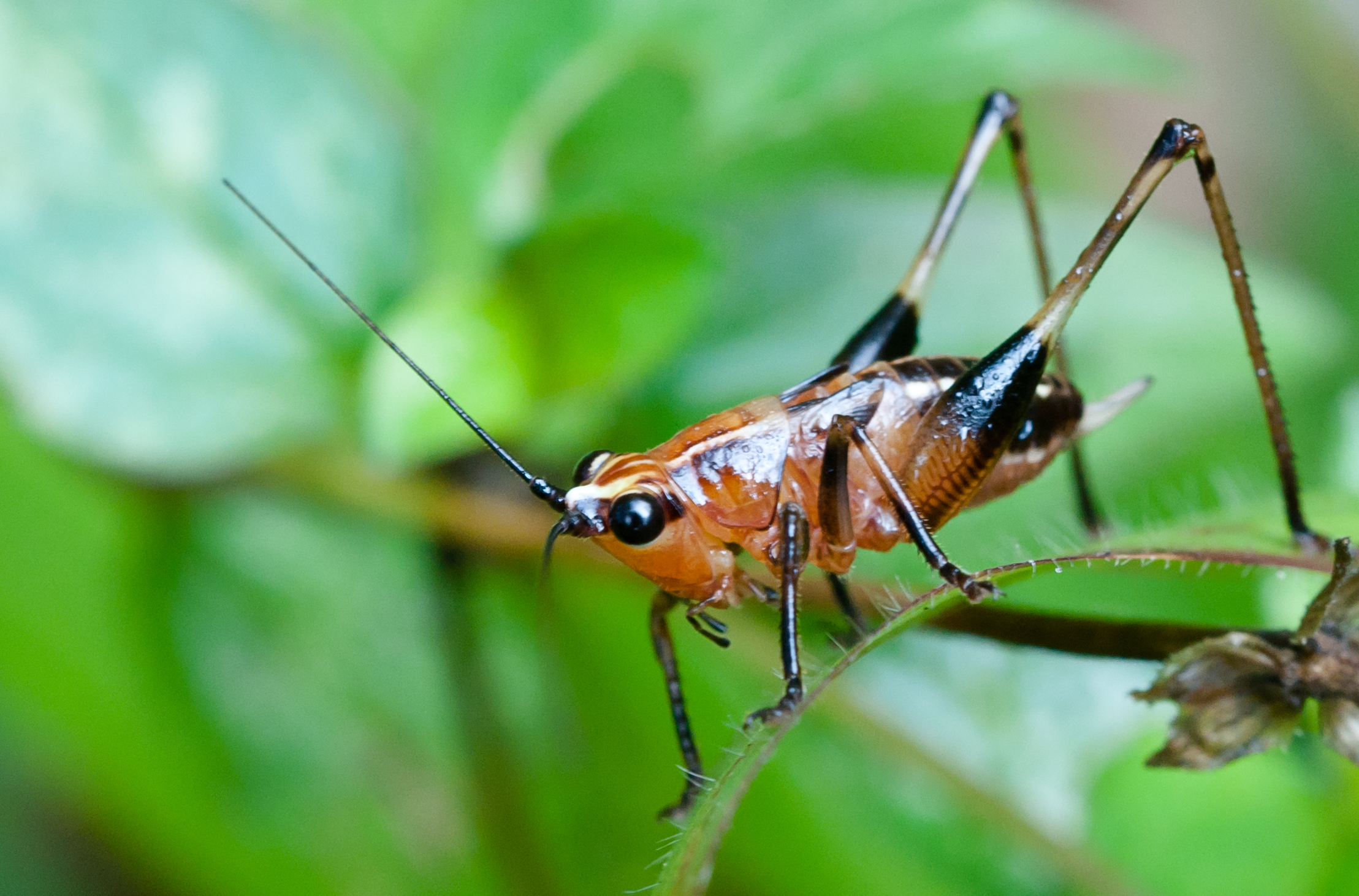
Nymphe de Conophalus melaenus (orthoptère, criquet et sauterelle)
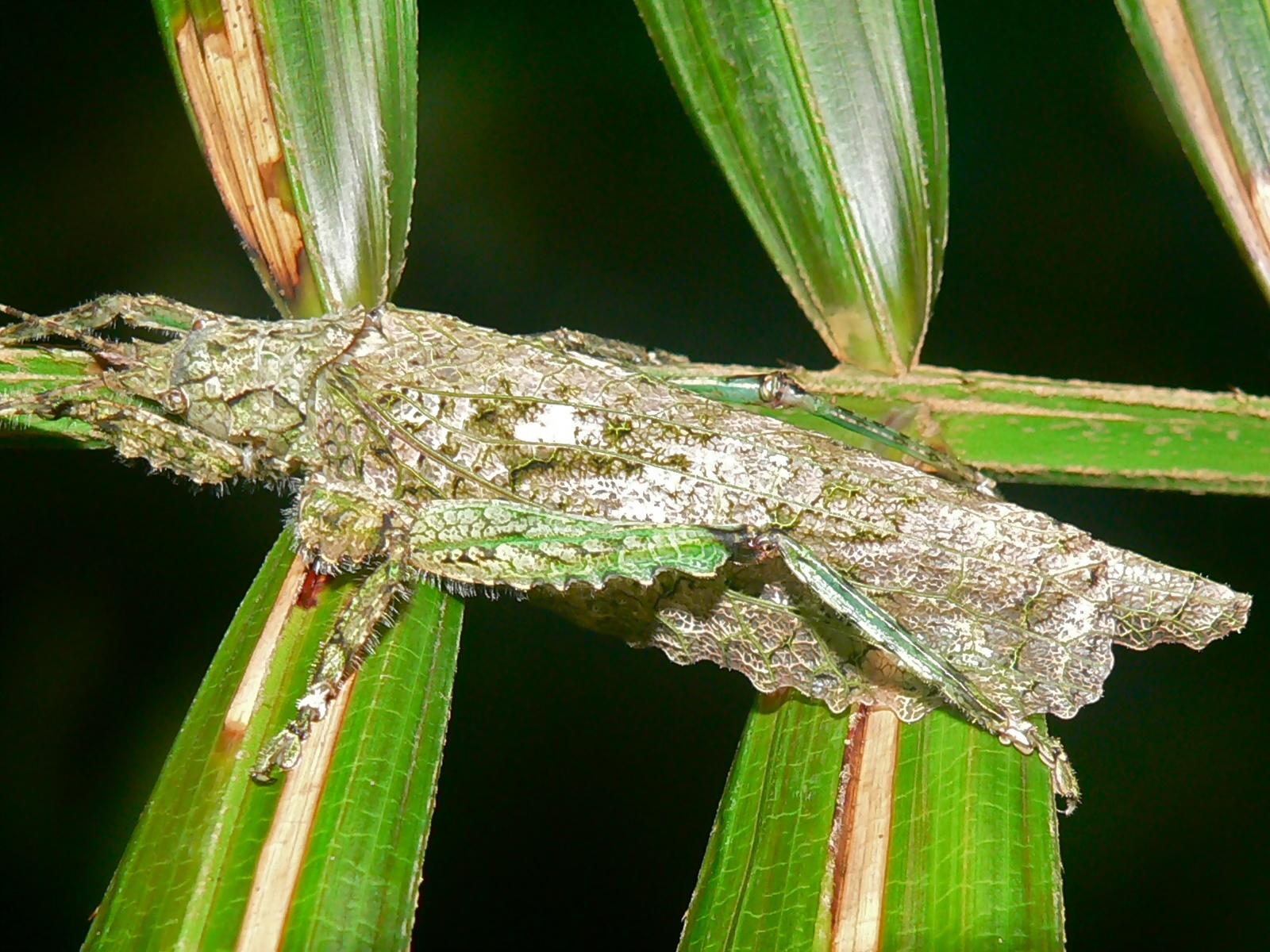
Tegra novaehollandia immunis (orthoptère, criquet et sauterelle)
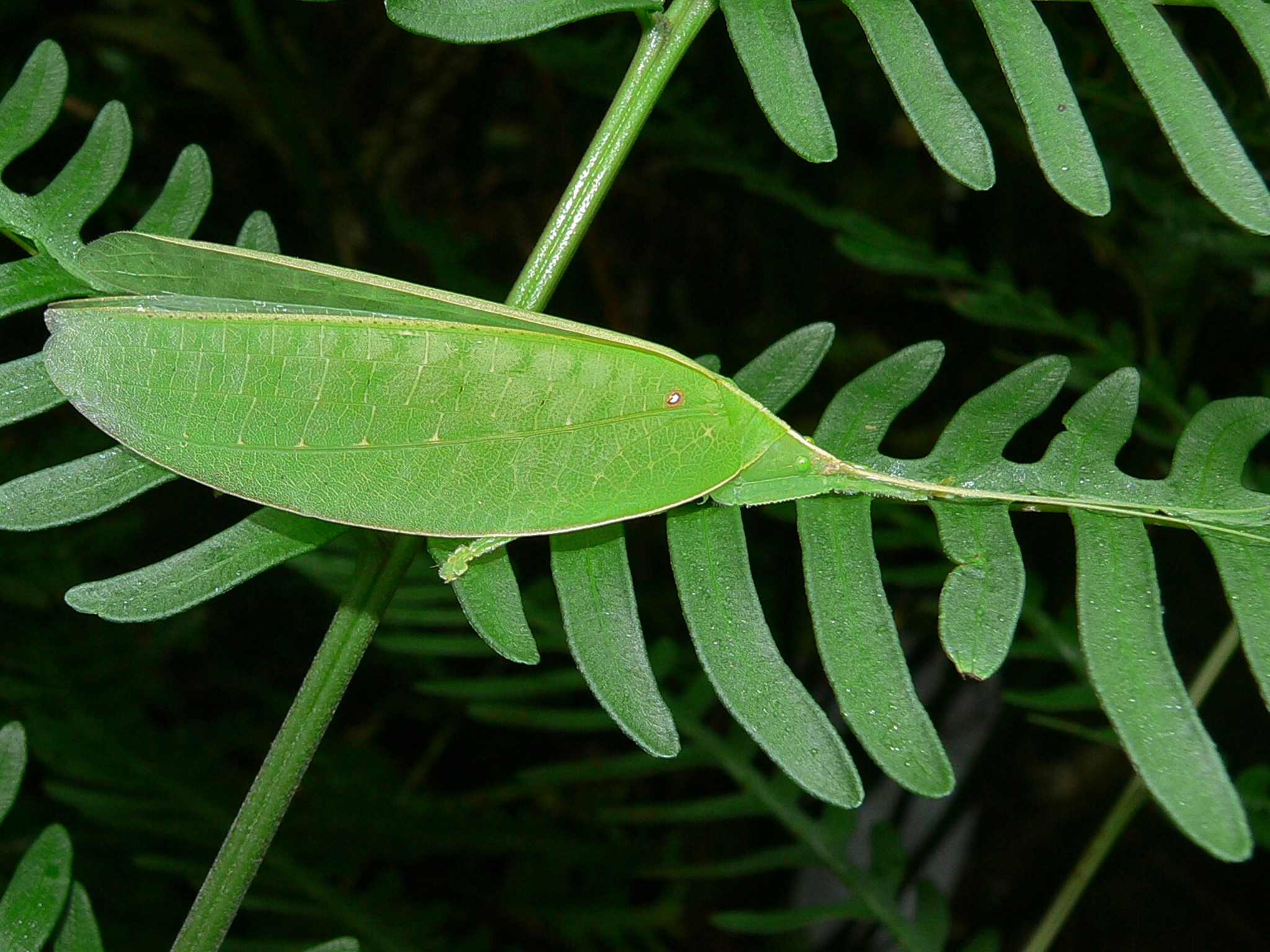
Pseudophyllus titan (orthoptère, cricket et sauterelle)
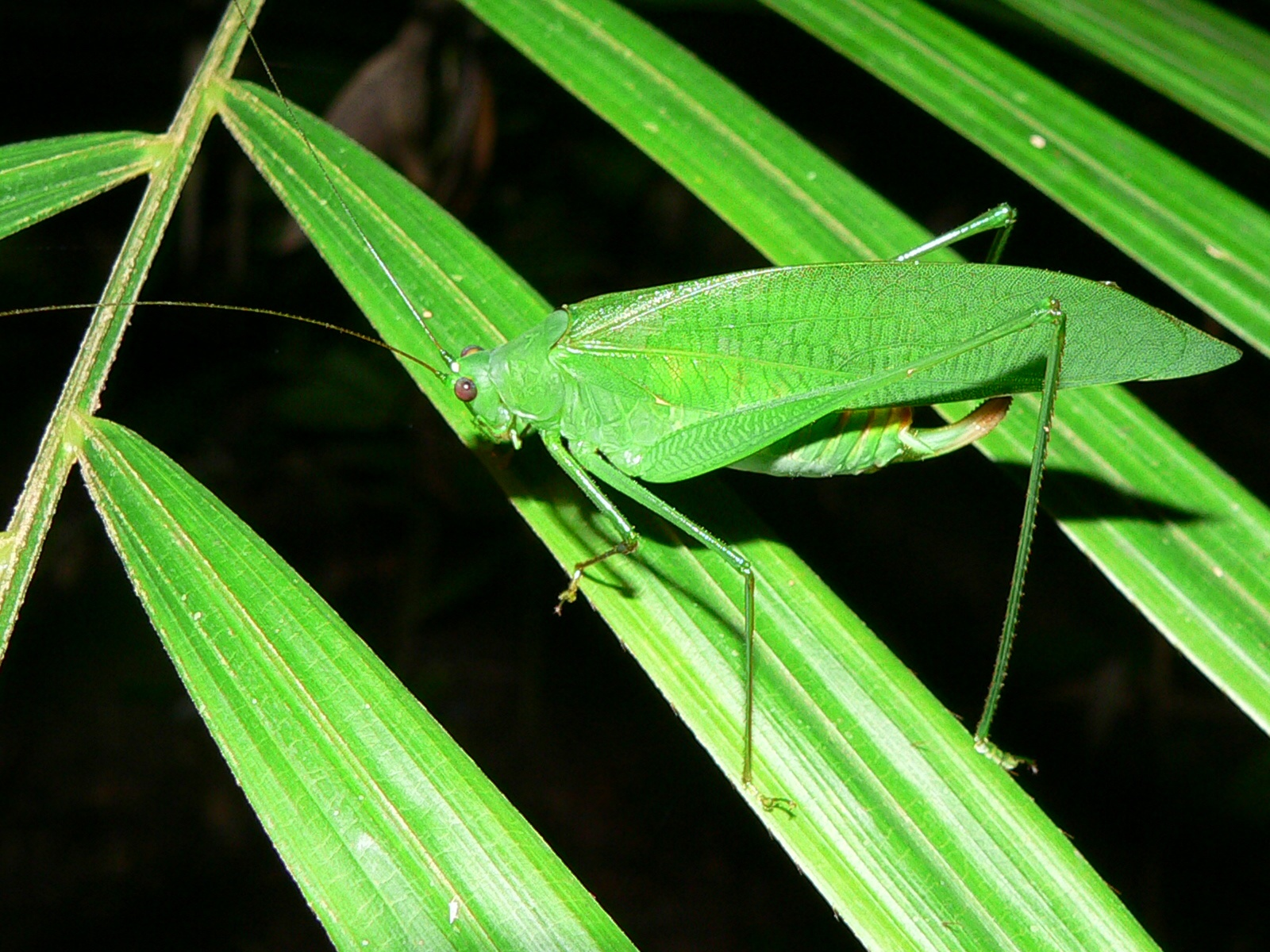
Tettigoniidae non identifié (orthoptère, cricket et sauterelle)
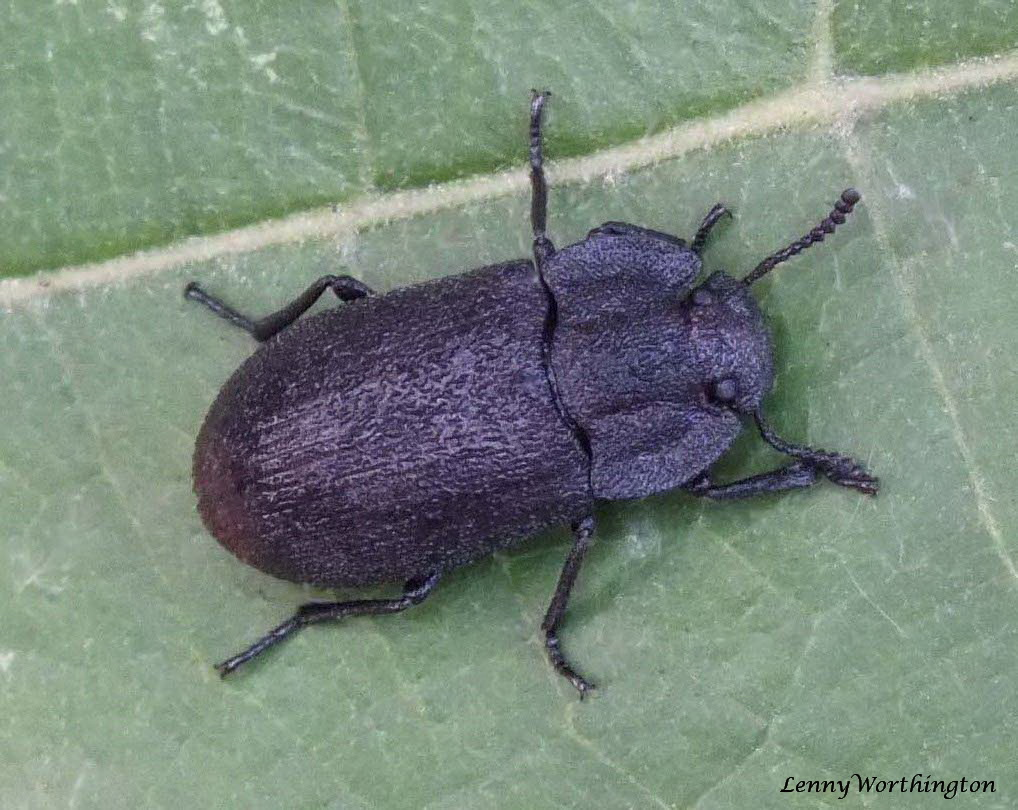
Ténébrionides non identifié (coléoptère)
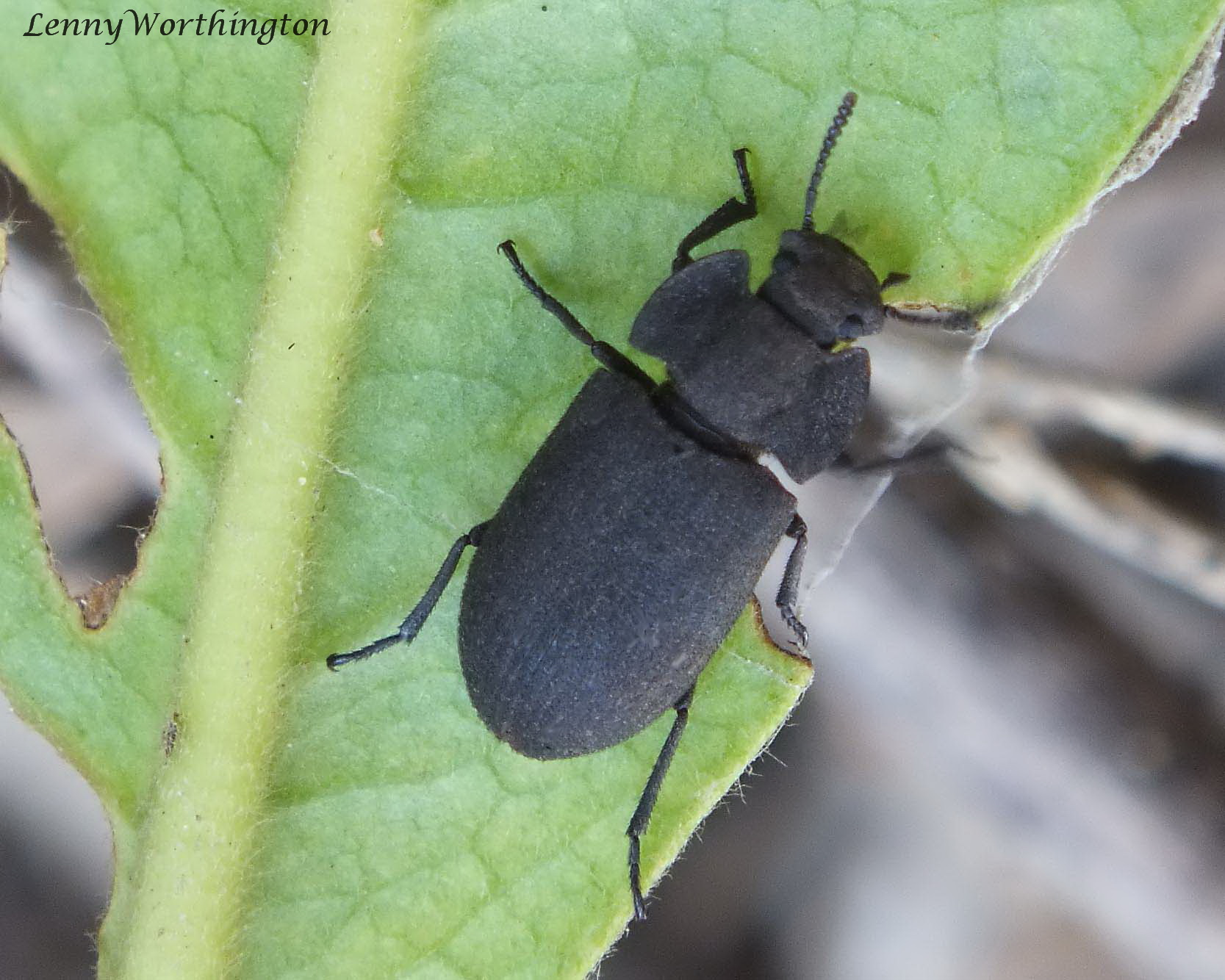
Ténébriondes non identifié (coléoptère)
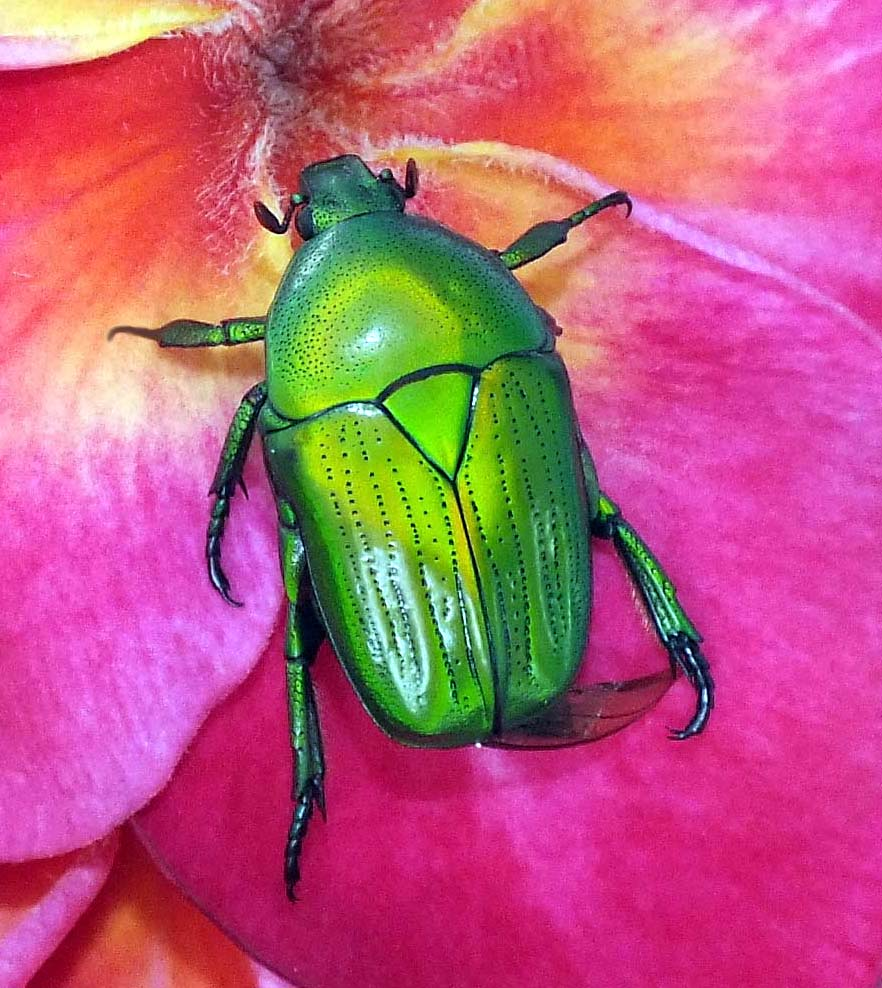
Heterorrhina micans (coléoptère, scarabée)
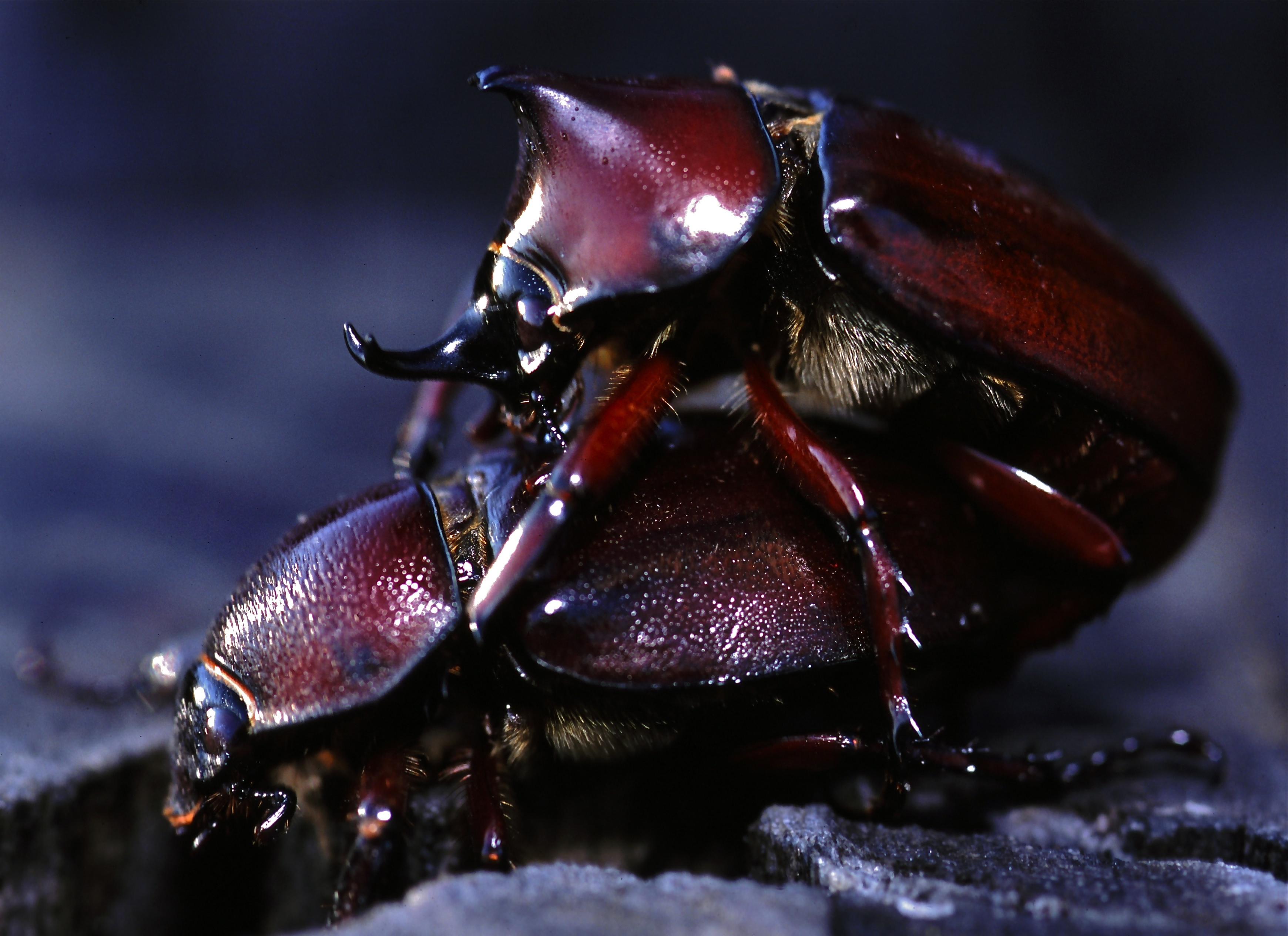
Xylotrupes socrates (coléoptères, scarabées)
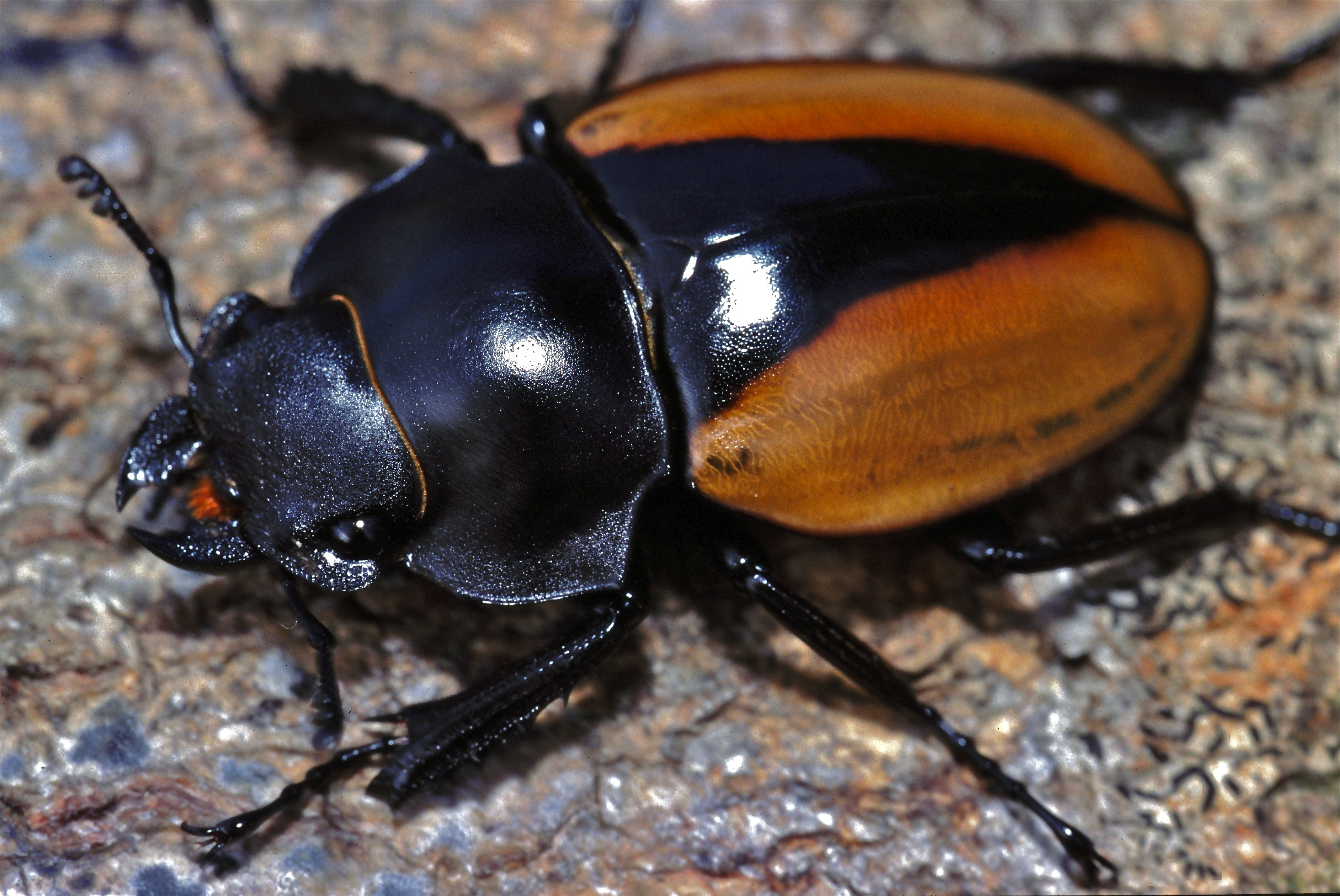
Odontolabis mouhoti elegans femelle (coléoptère, lucaninae)
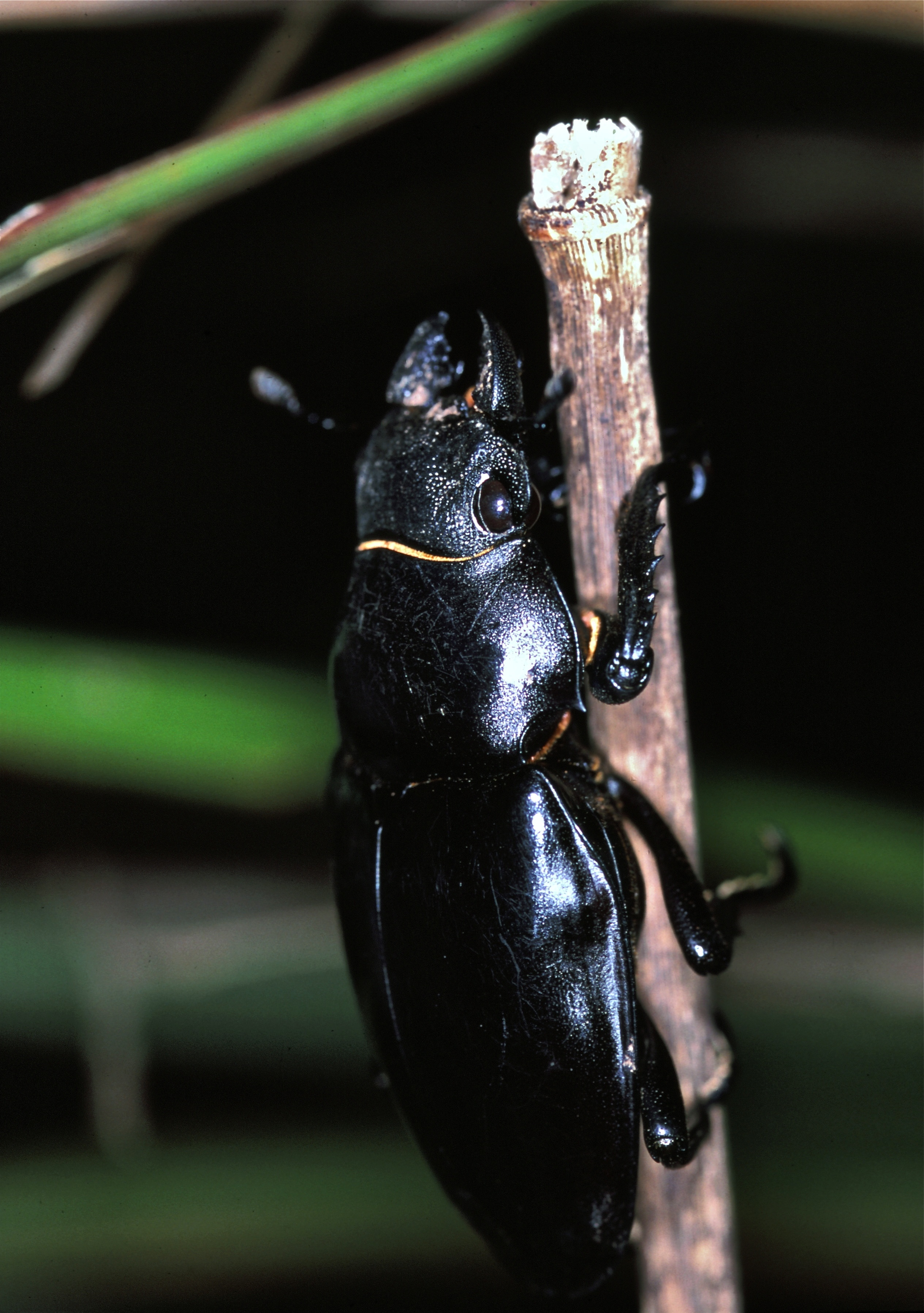
Odontolabis siva femelle (coléoptère, lucininae)
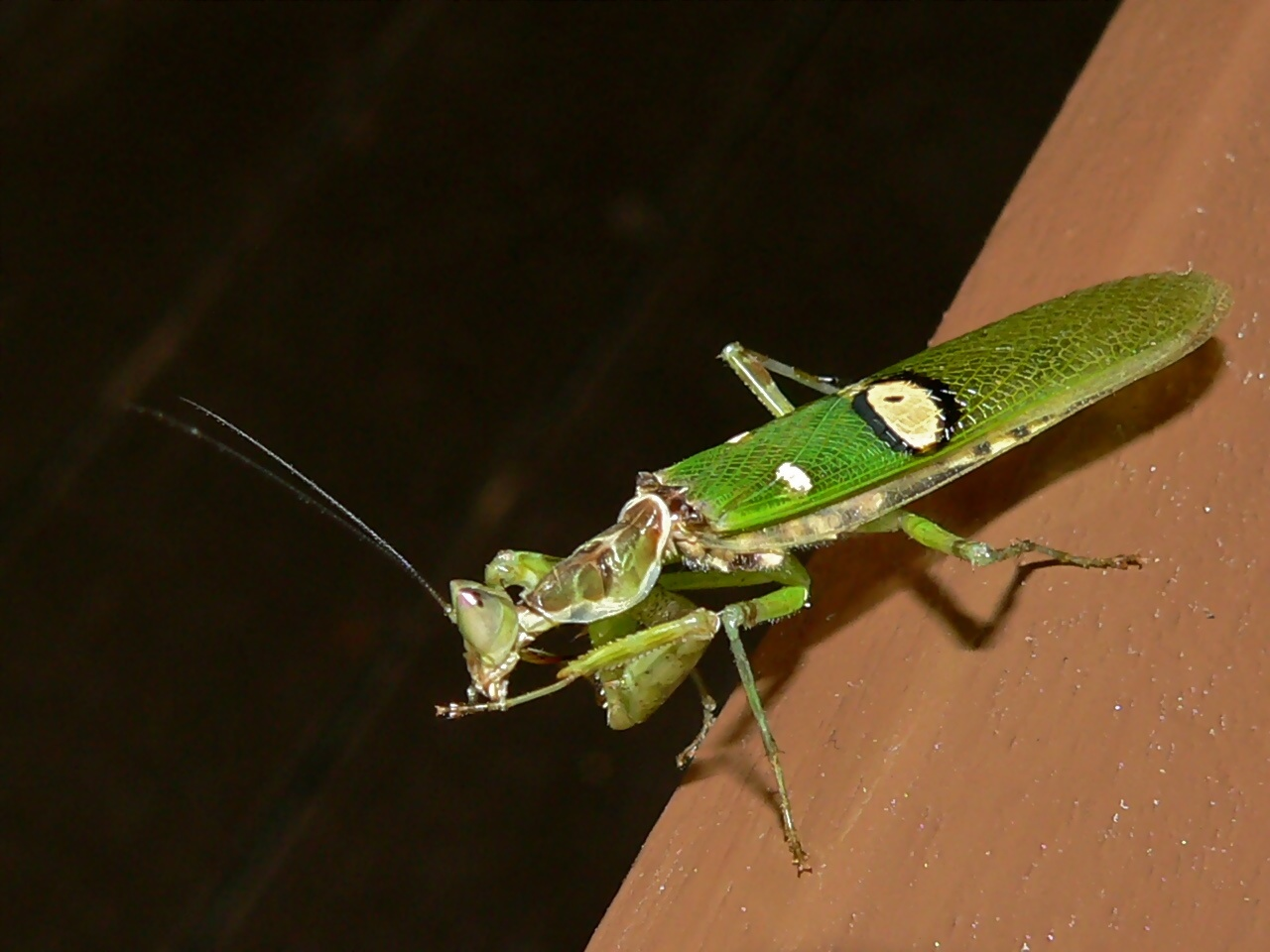
Mante Creobroter gemmatusa (mantodea)

et aussi de splendides insectes lépidoptères (papillons) :
Rhopalocères (essentiellement des papillons de jour) :
- famille des Papilionidae : Troides aeacus ; Graphium doson, Graphium nomius et Voilier bleu (Graphium sarpedon) ; Papilio helenus, Voilier Mormon (Papilio polytes), Papilio memnon, Voilier lustré (Papilio paris)...
- famille des Lycaenidae : Cigaritis syama ; Jamides celeno ; Pycnophallium roxus...
- famille des Nymphalidae : Chersonesia intermedia ; Dichorragia nesimachus ; Euploea algea et Euploea mulciber ; Papillon feuille (Kallima inachus) ; Ideopsis vulgaris ; Parantica aspasia ; Polyura athamas et Polyura blanc Polyura delphis ; Prothoe franck ; Bouffon de l'Himalaya (Symbrenthia hypselis) ; Tirumala septentrionis...

Papillons de jour Rhopalocères
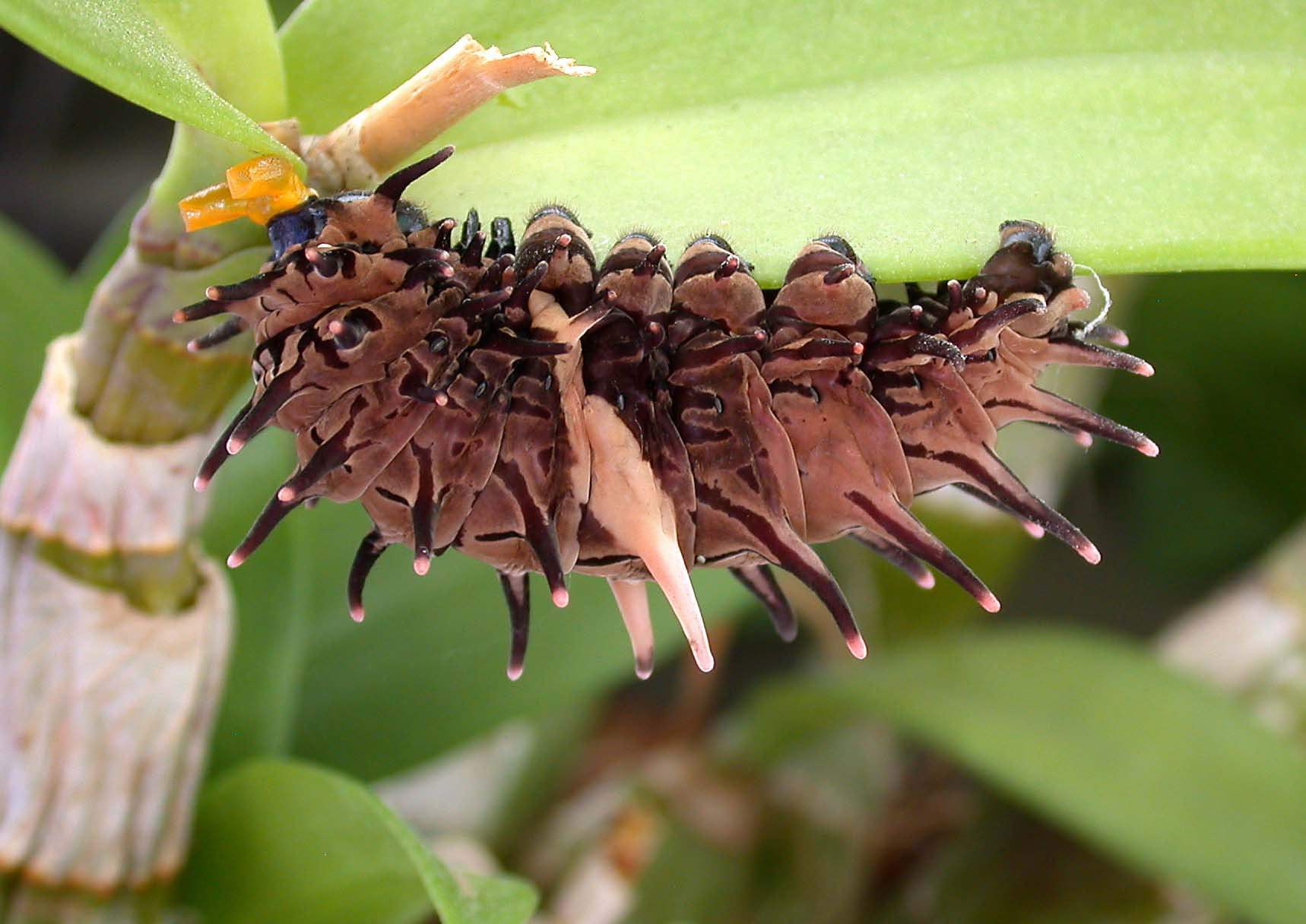
Troides aeacus (Papilionidae)
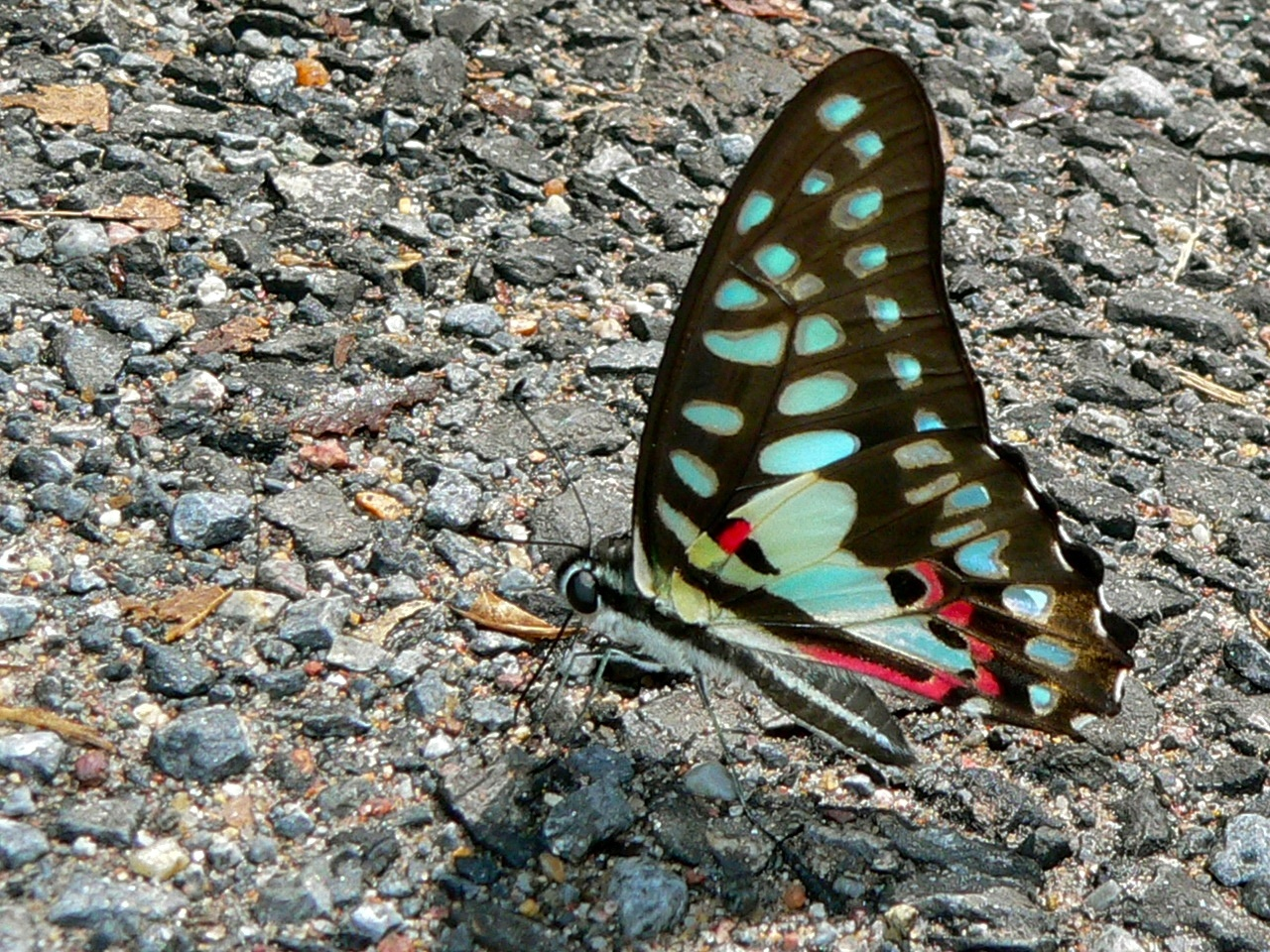
Graphium doson (Papilionidae)
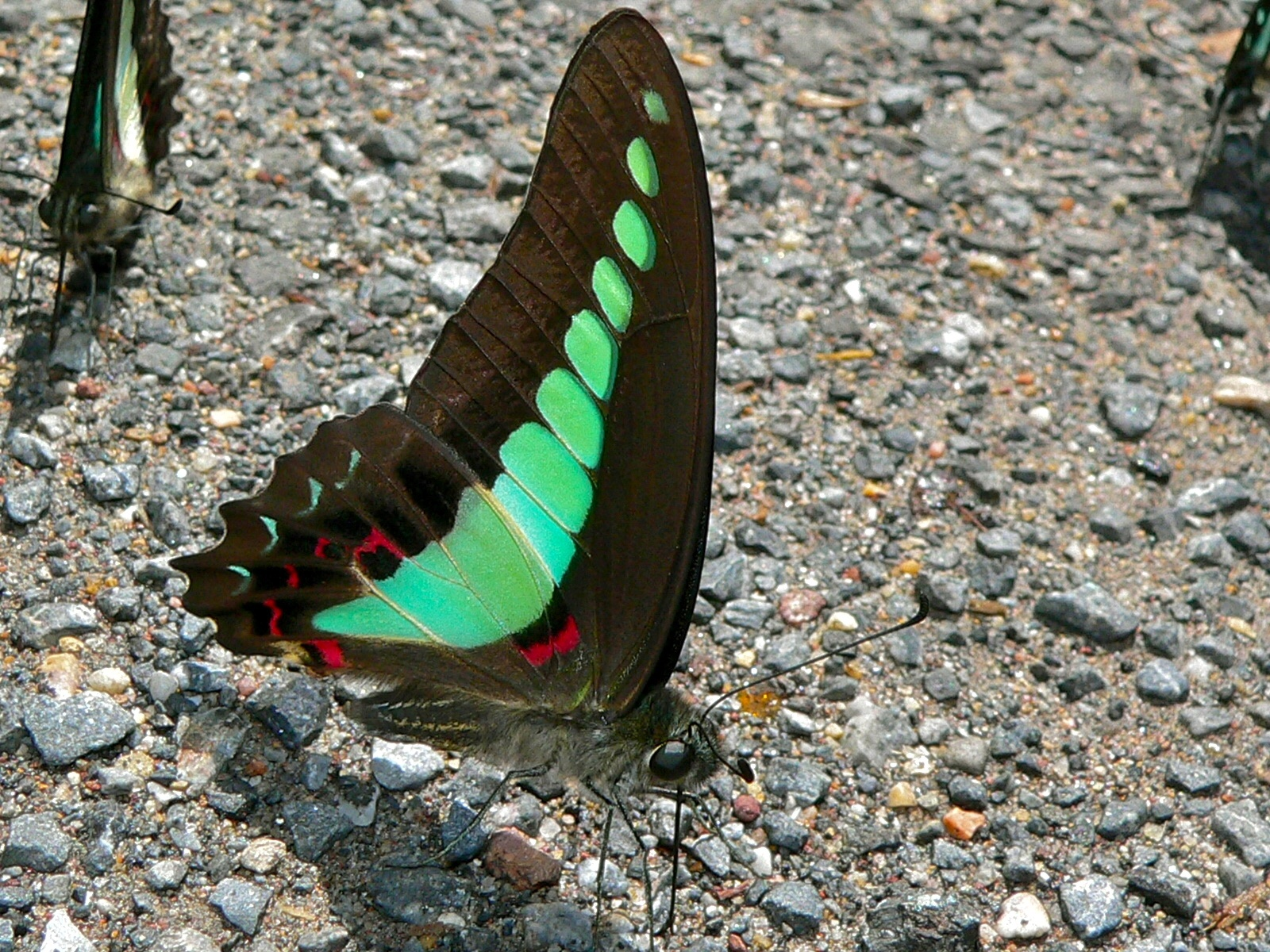
Voilier bleu Graphium sarpedon (Papilionidae)
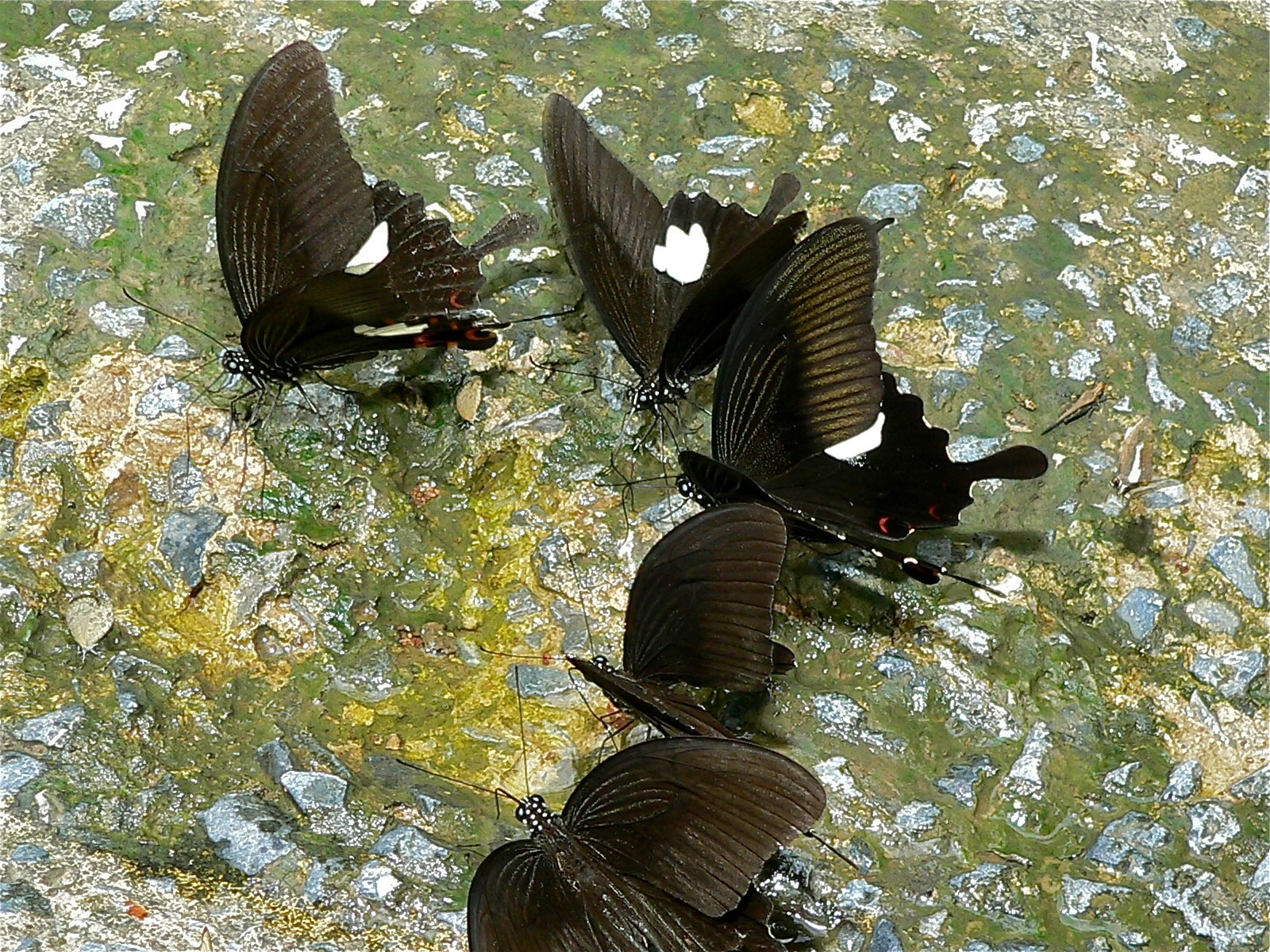
Papilio helenus (Papilionidae)
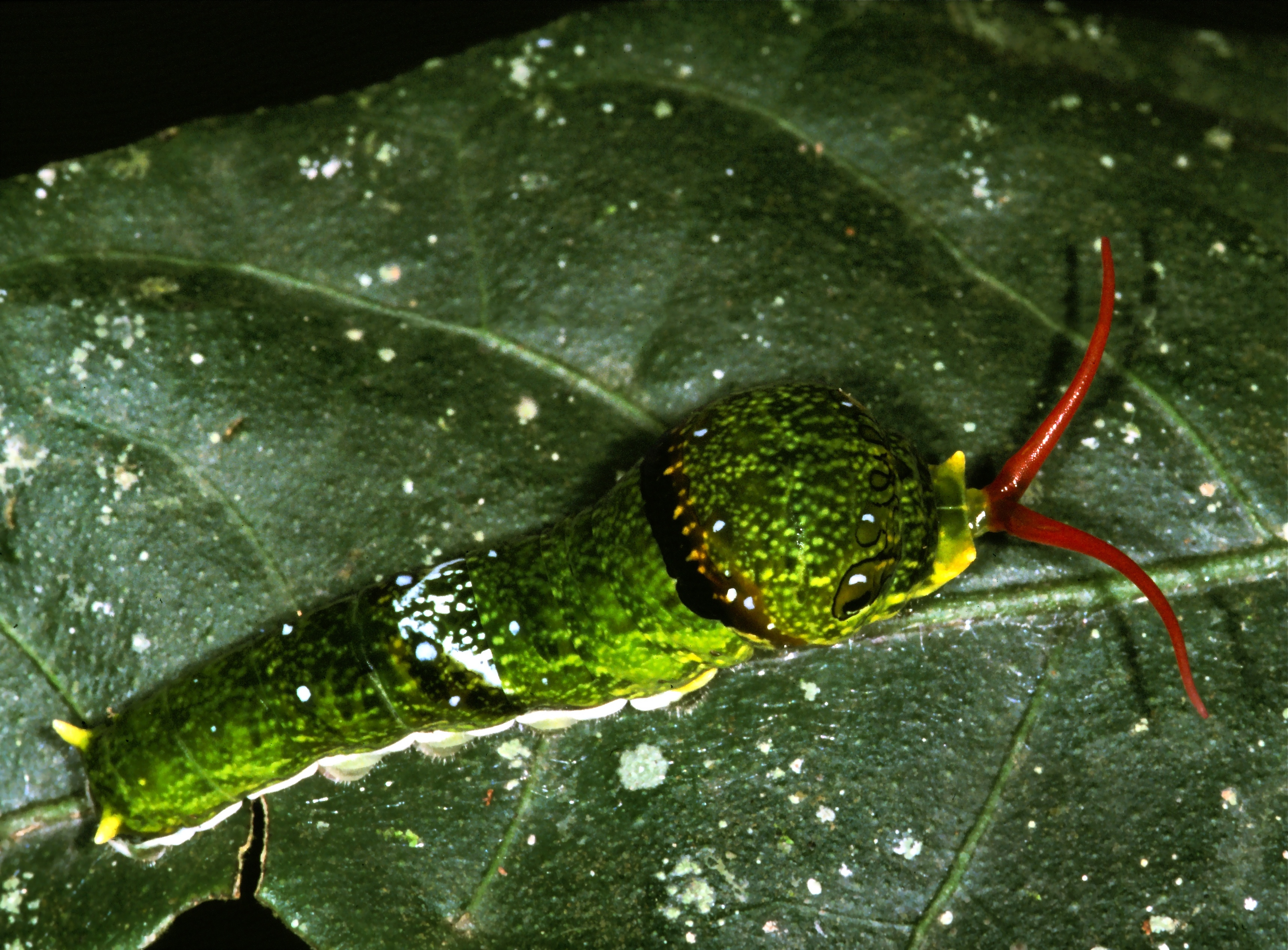
Chenille de Voilier Mormon Papilio polytes (Papilionidae)
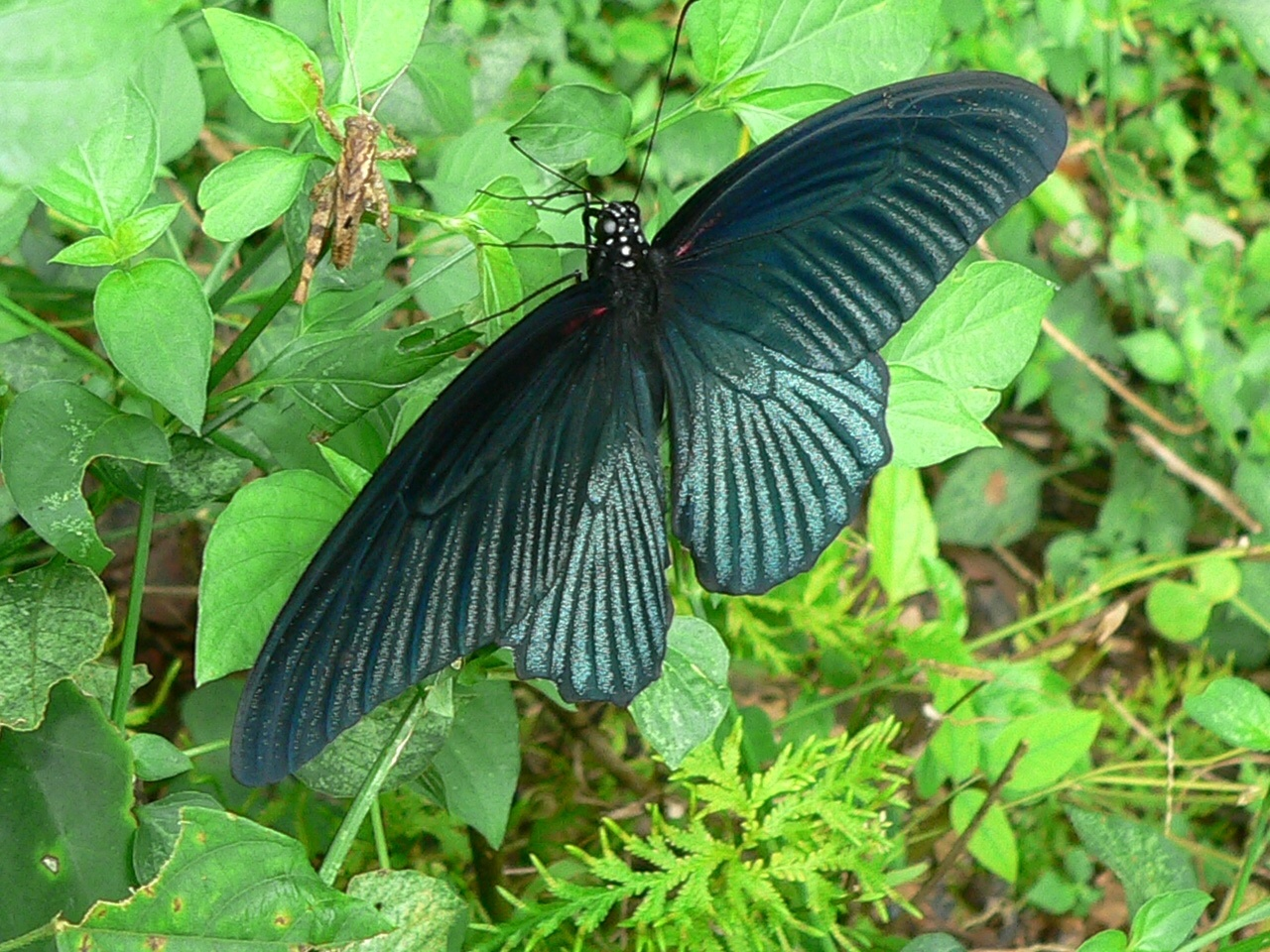
Papilio memnon femelle (Papilionidae)
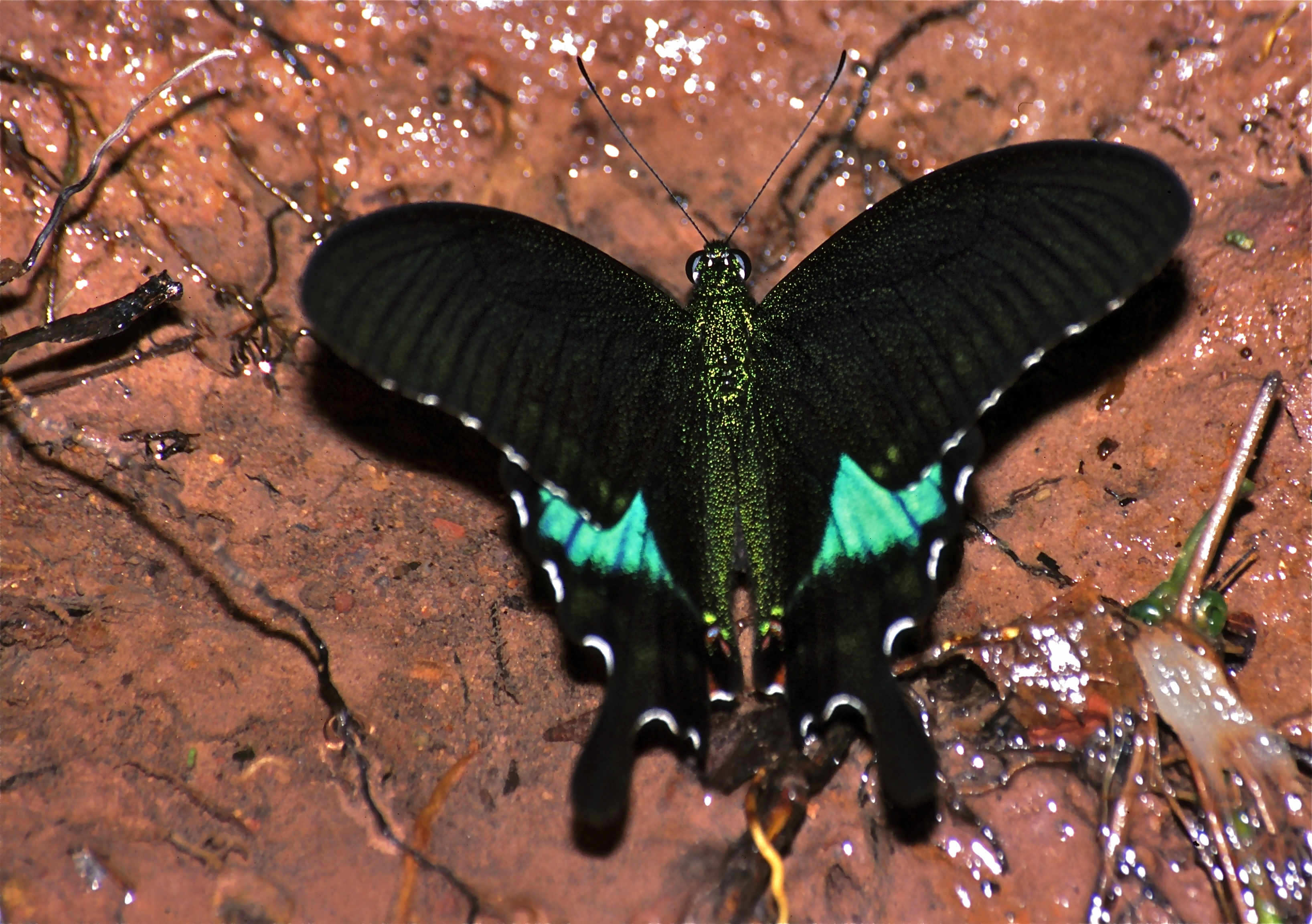
Voilier lustré Papilio paris (Papilionidae)
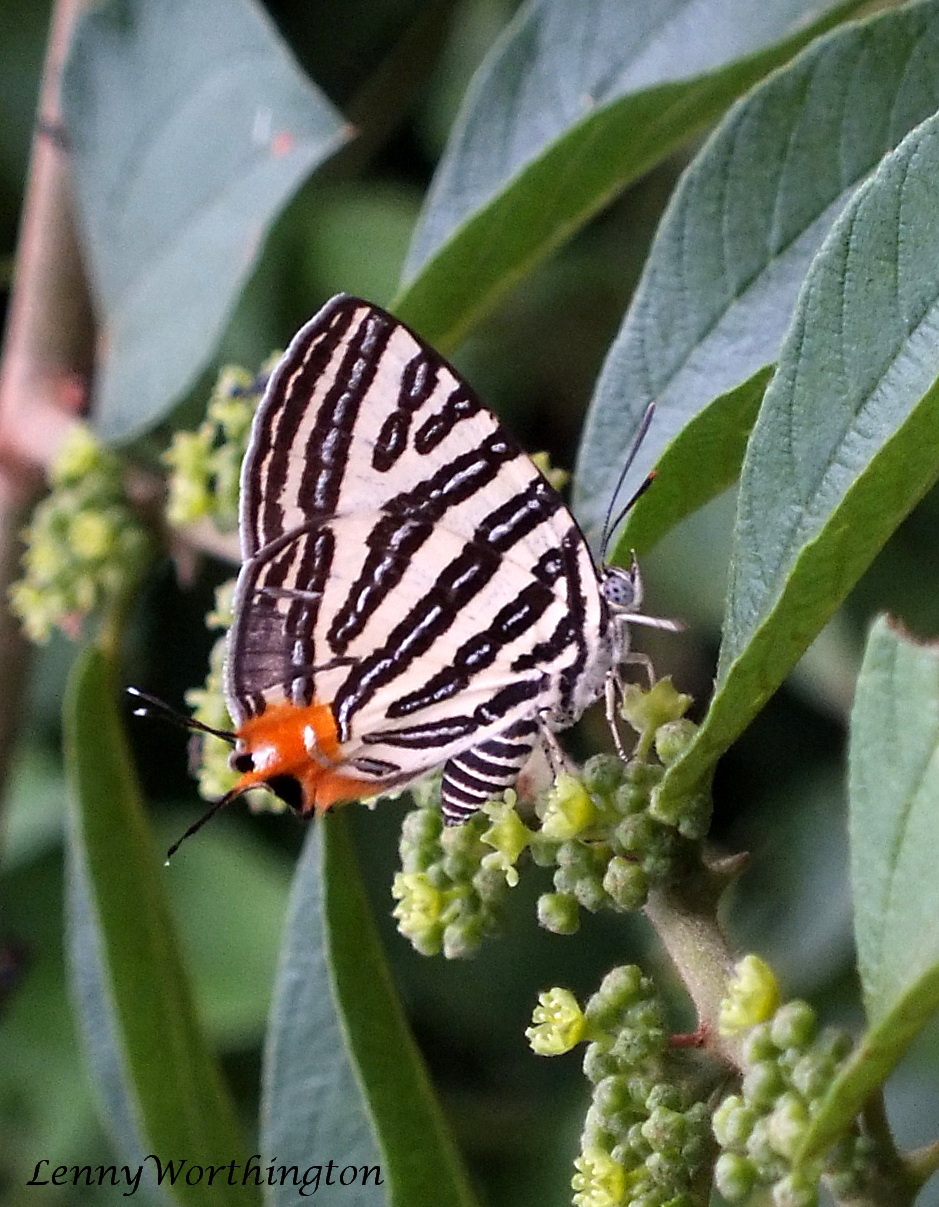
Cigaritis syama (Lycaenidae)
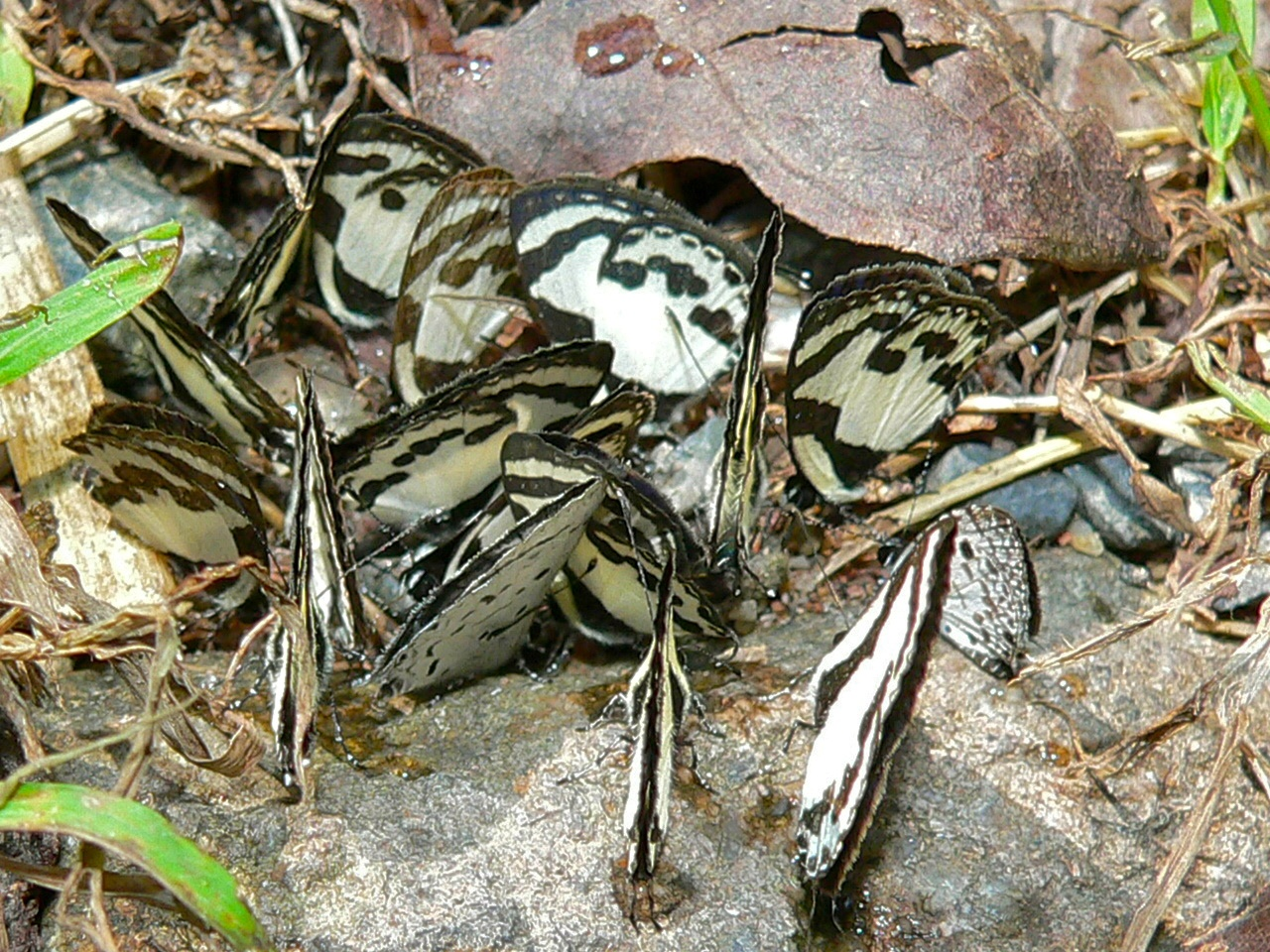
Pycnophallium roxus (Lycaenidae)
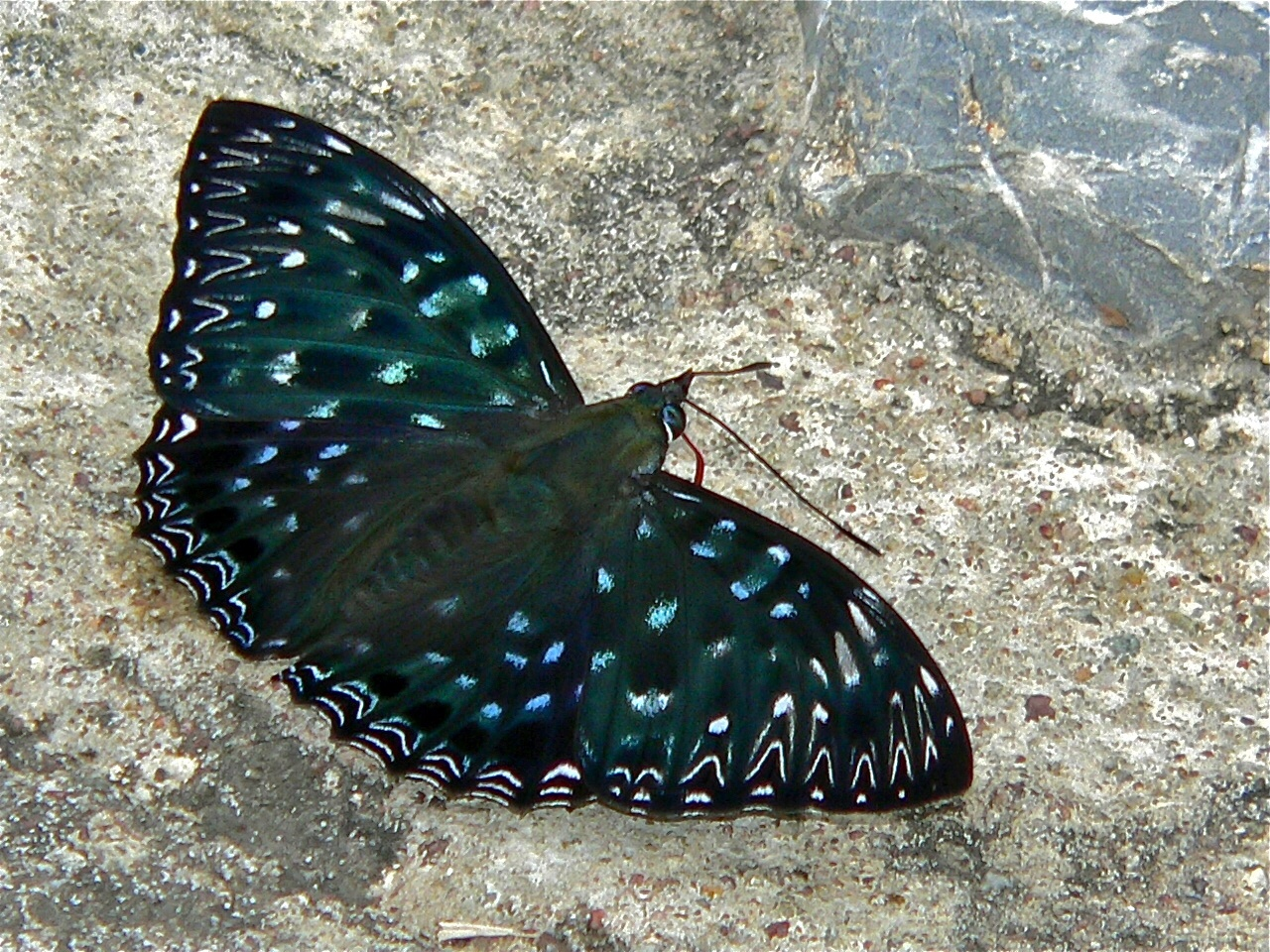
Dichorragia nesimachus (Nymphalidae)
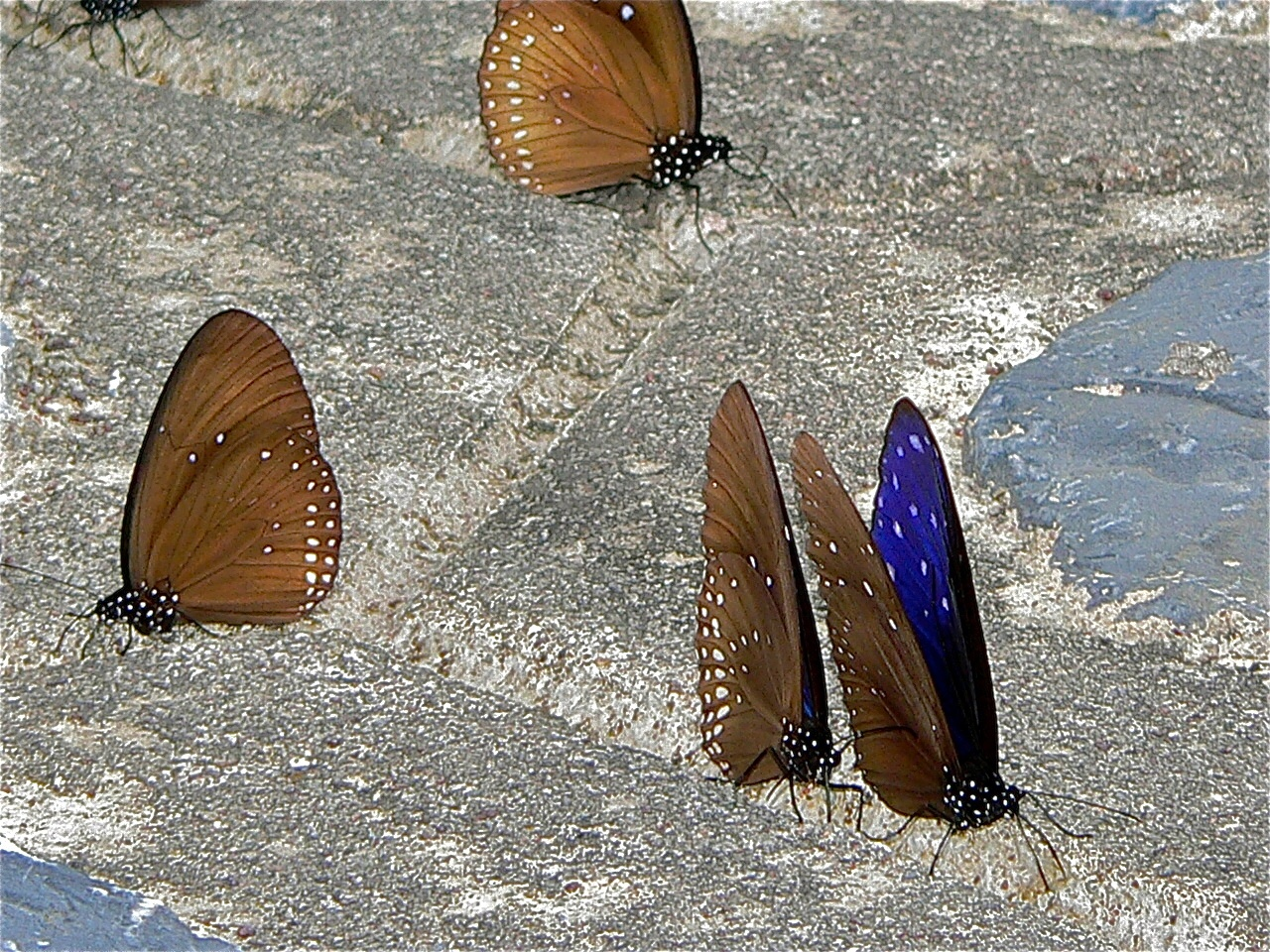
Euploea mulciber (Nymphalidae)
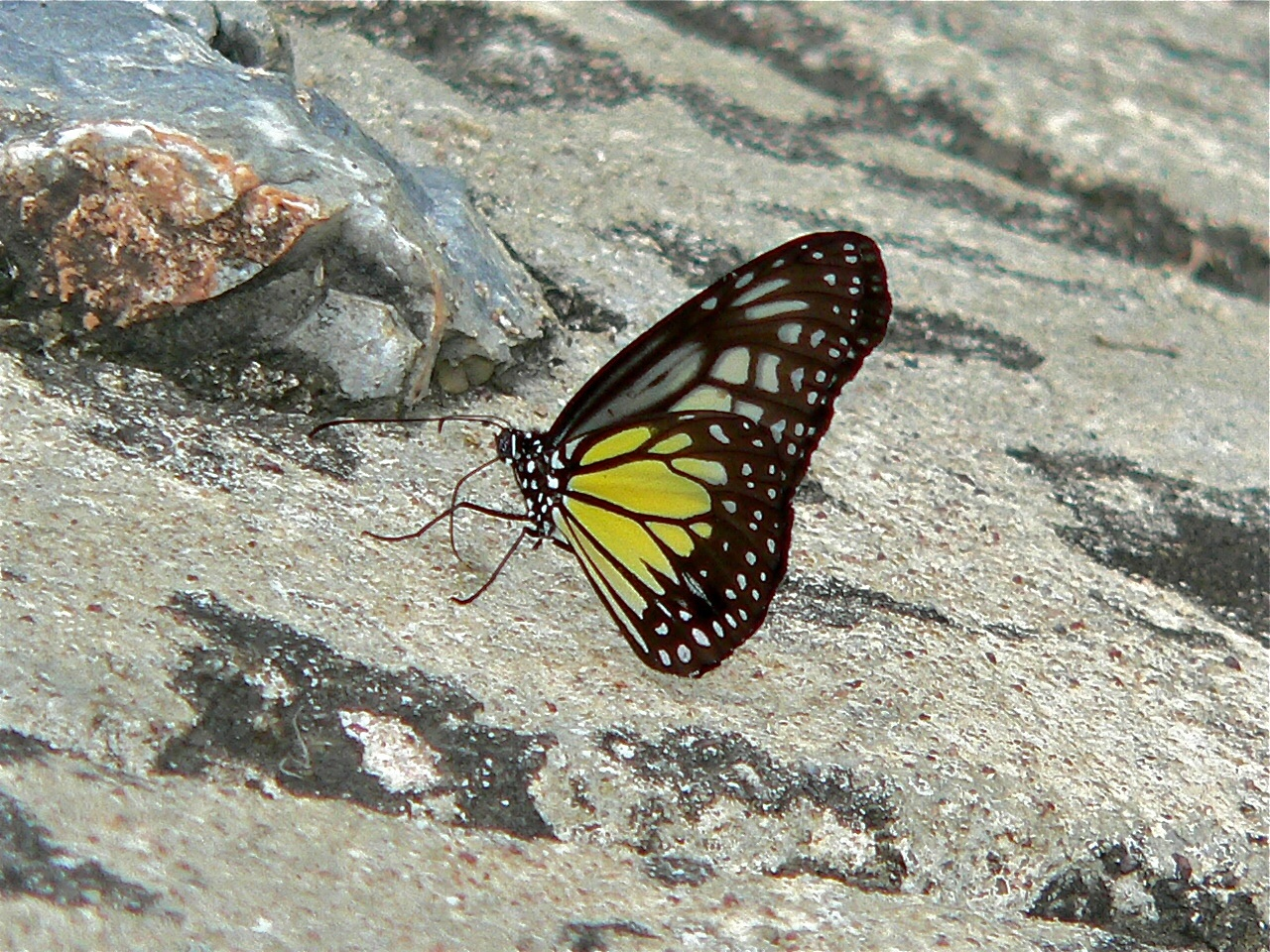
Parantica aspasia (Nymphalidae)
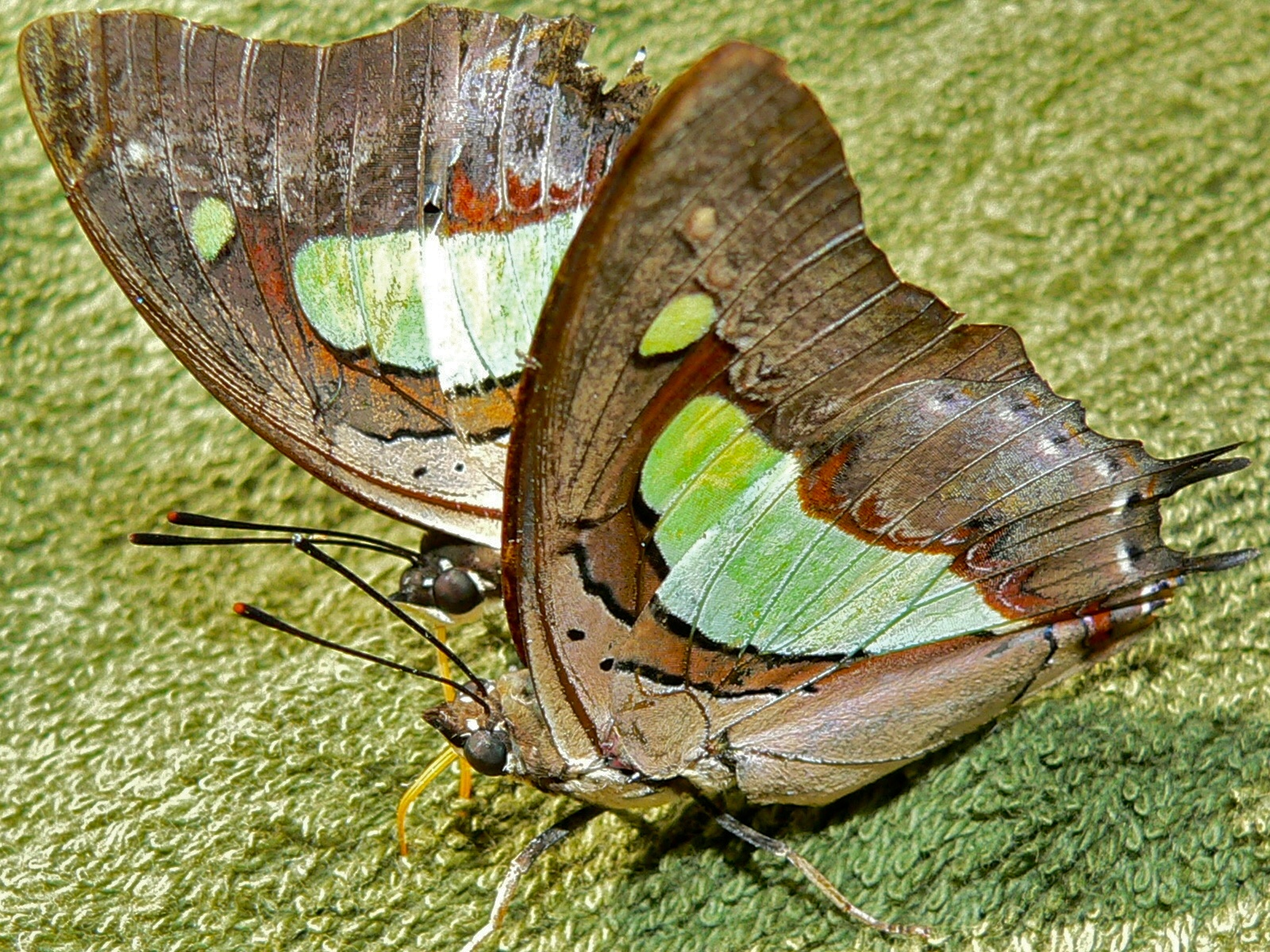
Polyura athamas (Nymphalidae)
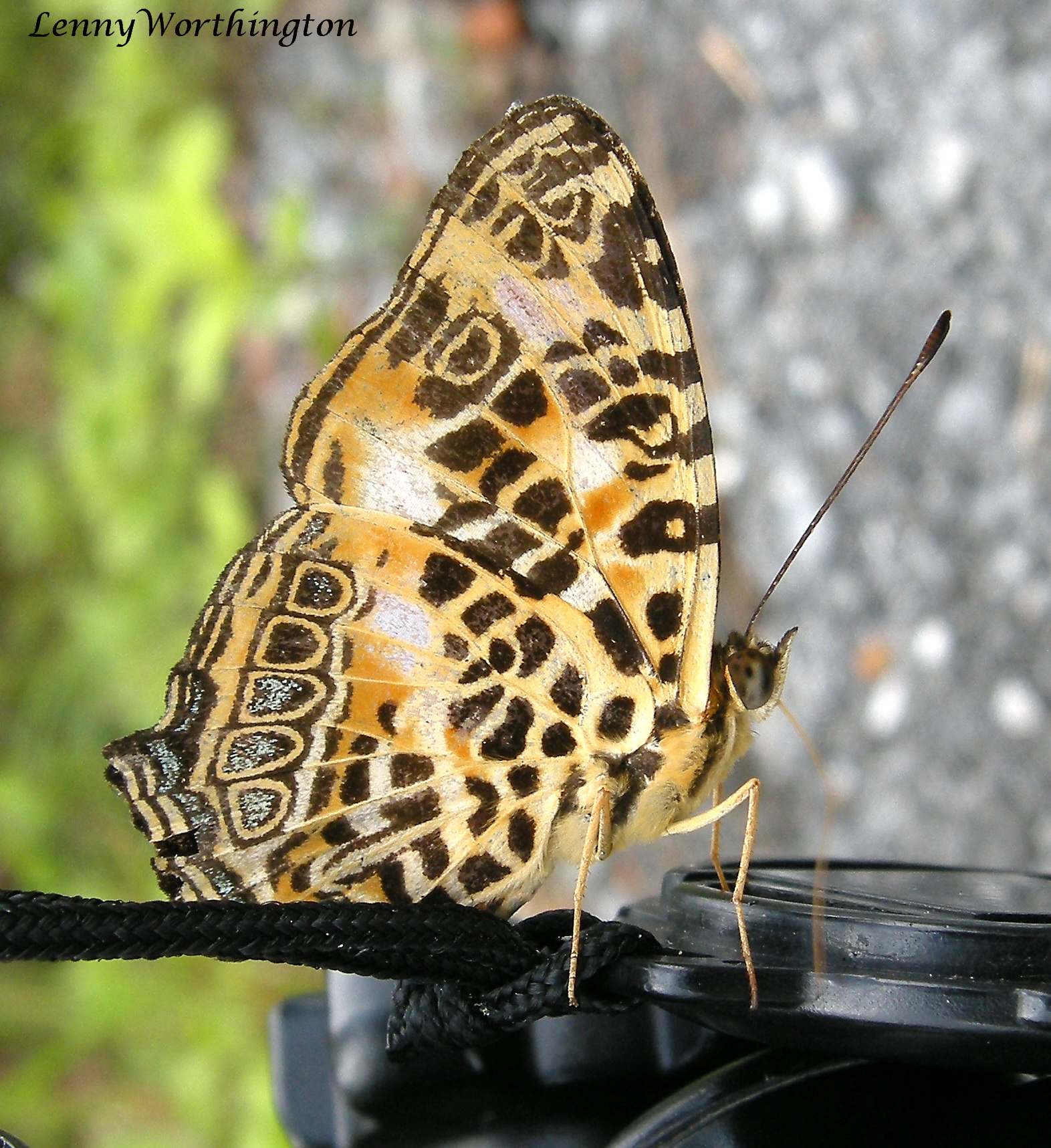
Bouffon de l'Himalaya Symbrenthia hypselis (Nymphalidae)
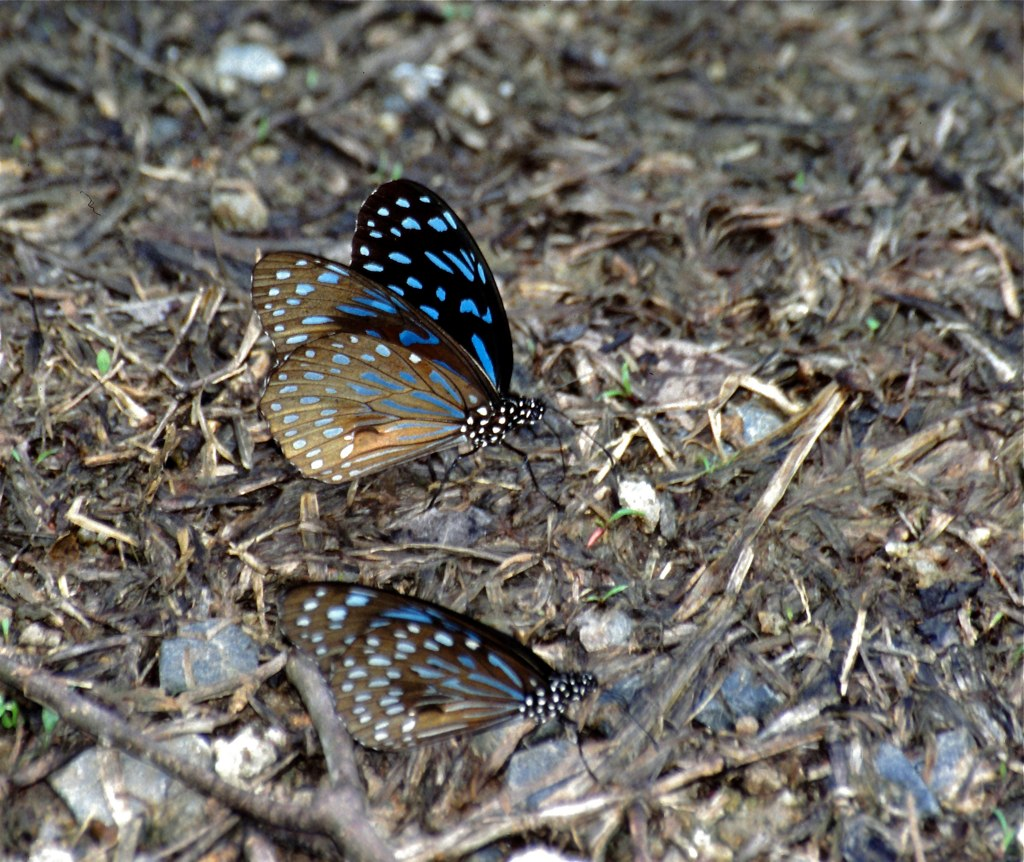
Tirumala septentrionalis (Nymphalidae)

Hétérocères (essentiellement des papillons de nuit) :
- famille des Geometridae : Krananda diversa, Ornithospila esmeralda, Sarcinodes yazakii, Tanaorhinus rafflesii...
- famille des Lasiocampidae : Gastropacha pardale, Trabala Vishnou (Gastropacha Vishnou)...
- famille des Pieridae : Eurema hecabe et Eurema simulatrix...
- famille des Zygaenidae : Eterusia aedea...
- famille des Sphingidae : Callambulyx rubricosa, Theretra nessus...
- famille des Erebidae : Cyana bianca, Eressa confinis, Lygniodes endoleucus, Lymantria mathura, Macotasa orientalis...
- famille des Crambidae : Heortia vitessoides, Pygospila tyres etc.

Papillons de nuit Hétérocères
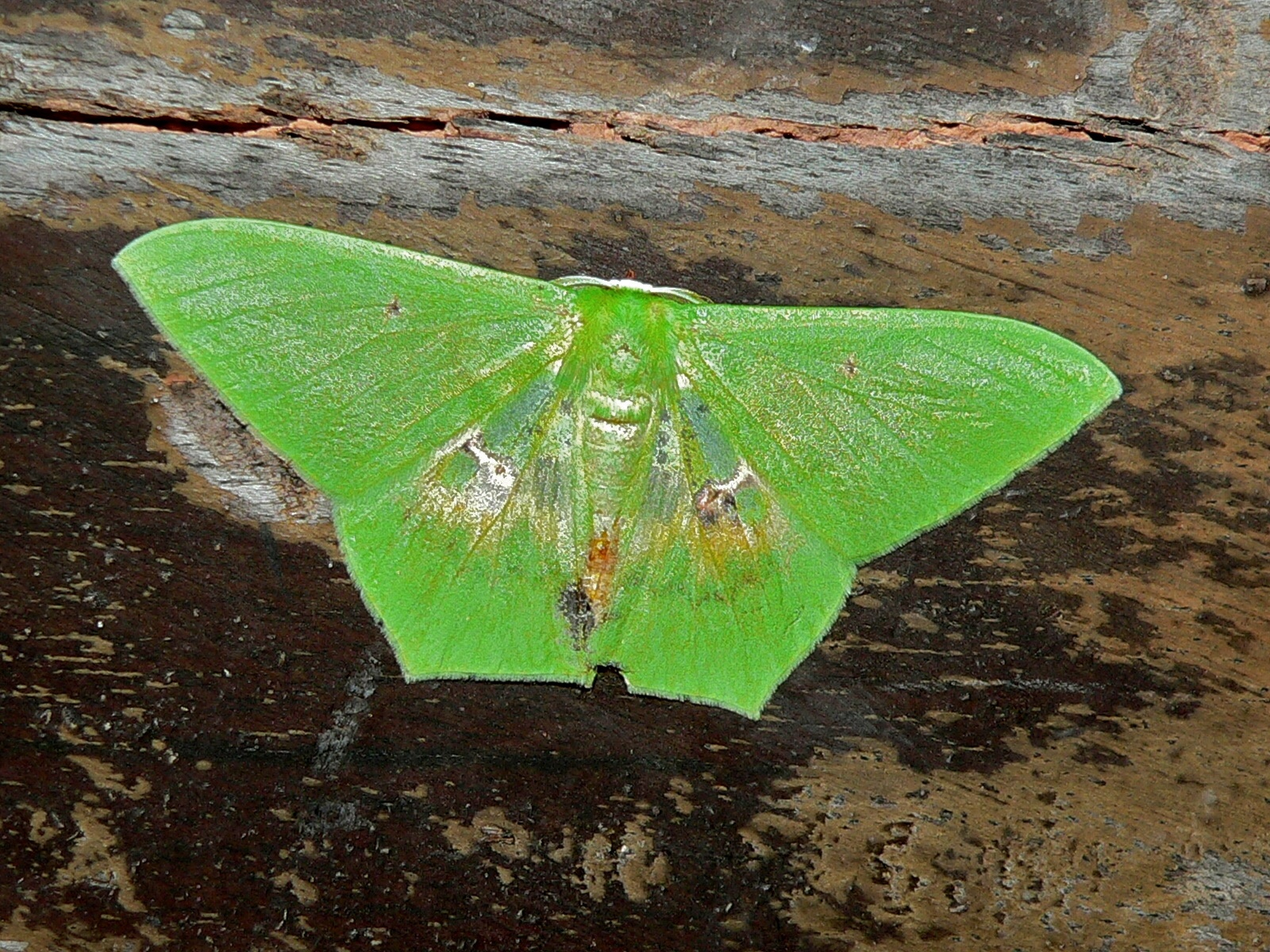
Aporandria specularia (Geometriadae)
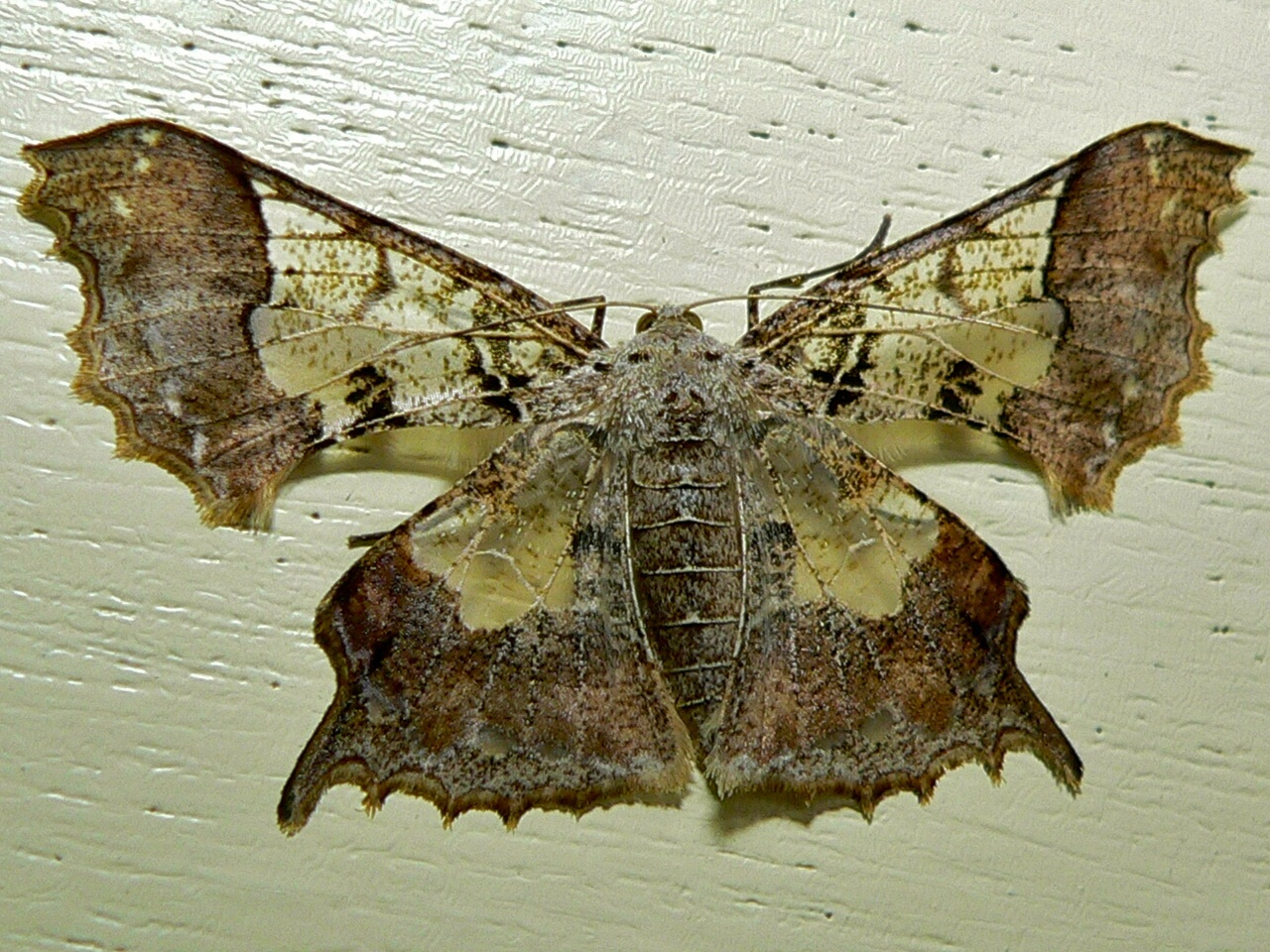
Krananda diversa (Geometriadae)
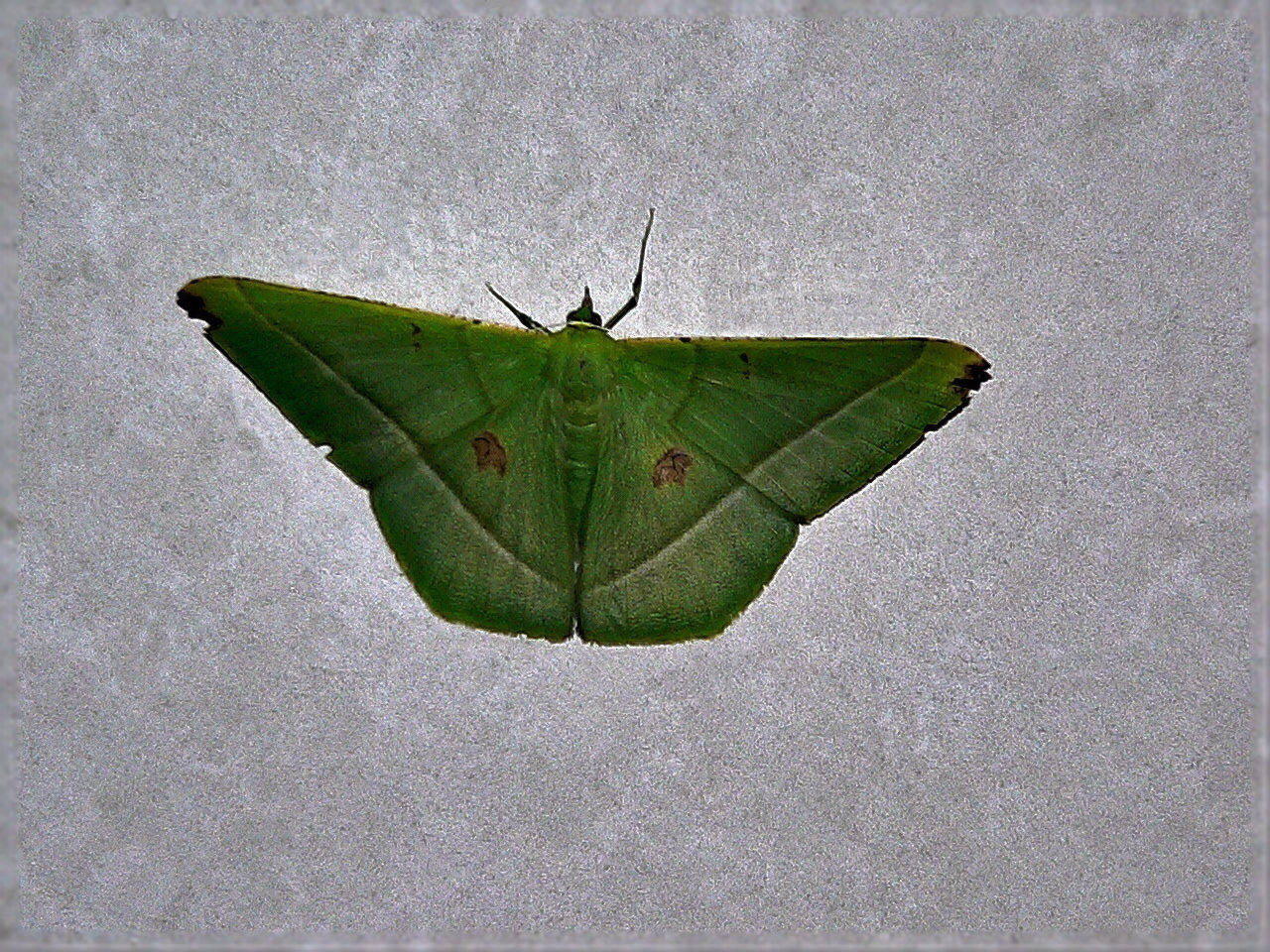
Ornithospila esmeralda (Geometriadae)
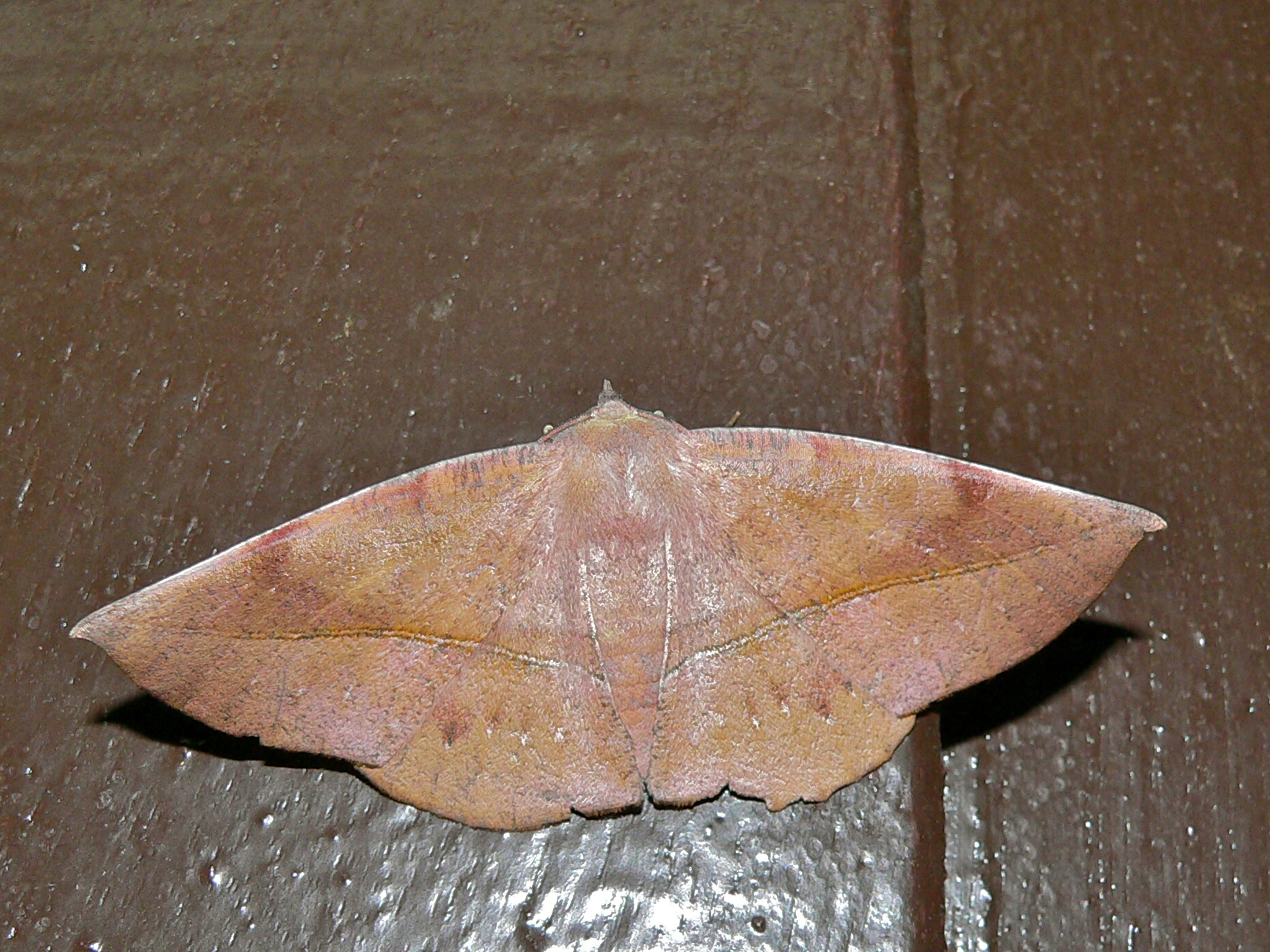
Sarcinodes yazakii (Geometriadae)
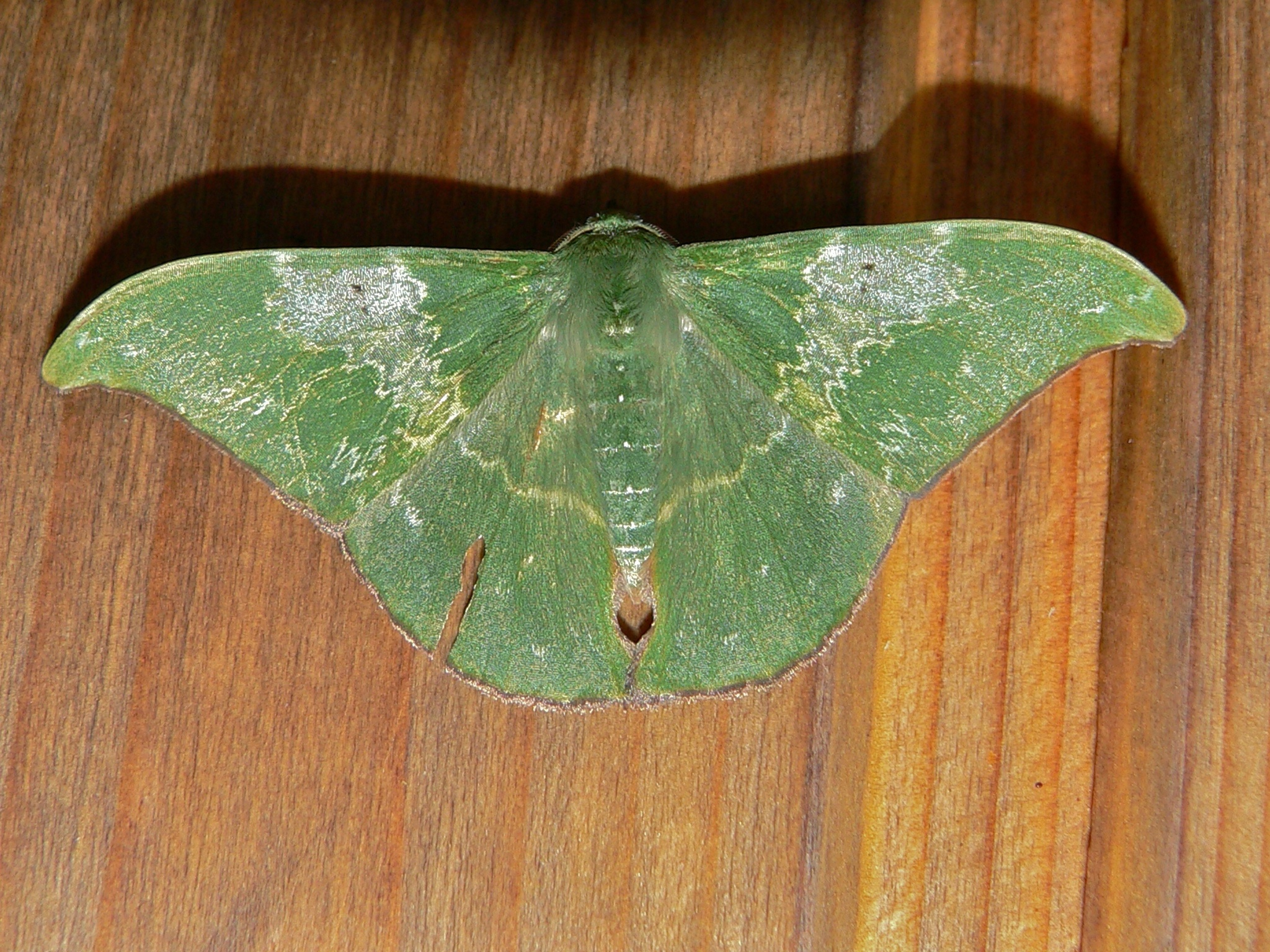
Tanaorhinus rafflesii (Geometriadae)
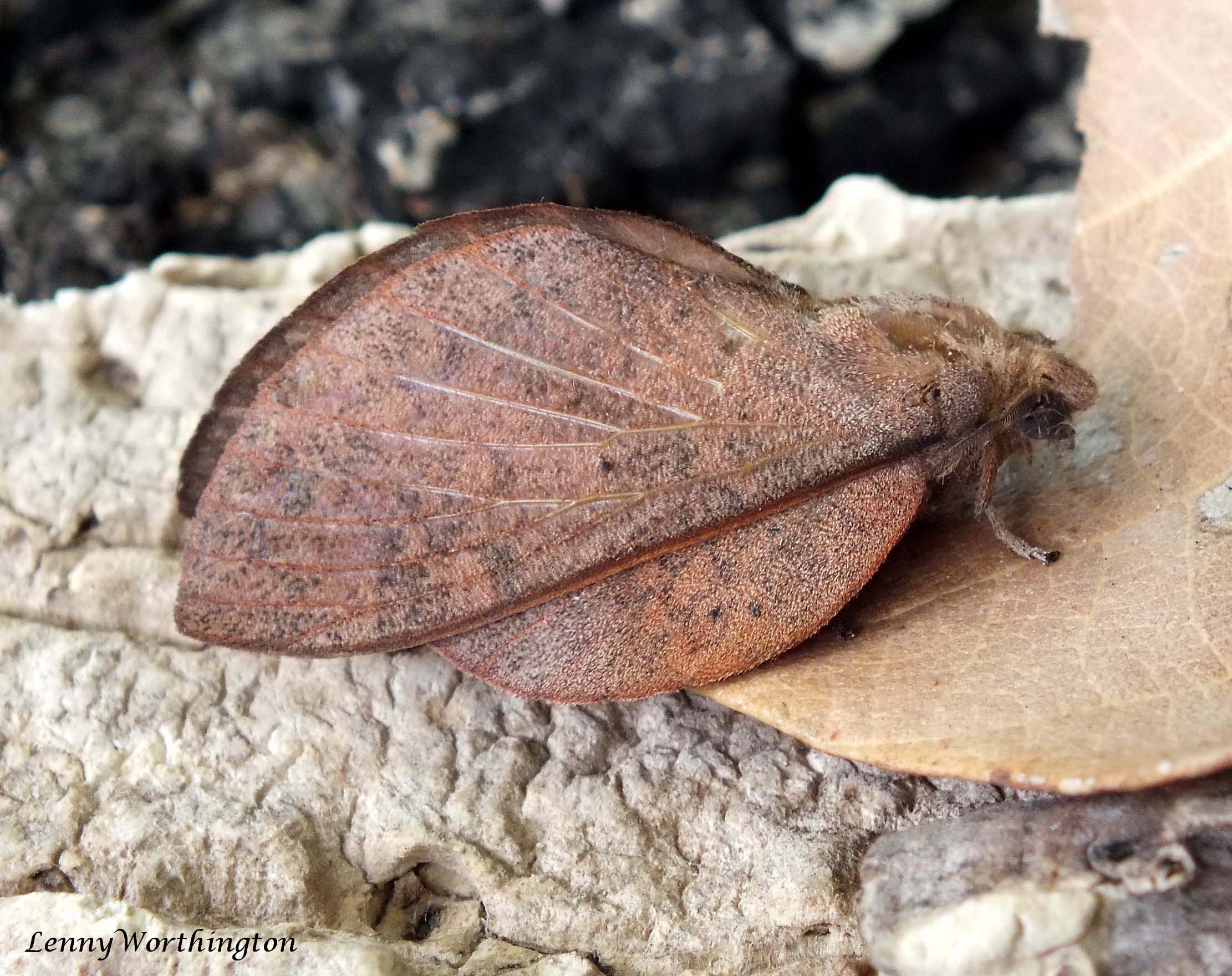
Gastropacha pardale (Lasiocampidae)
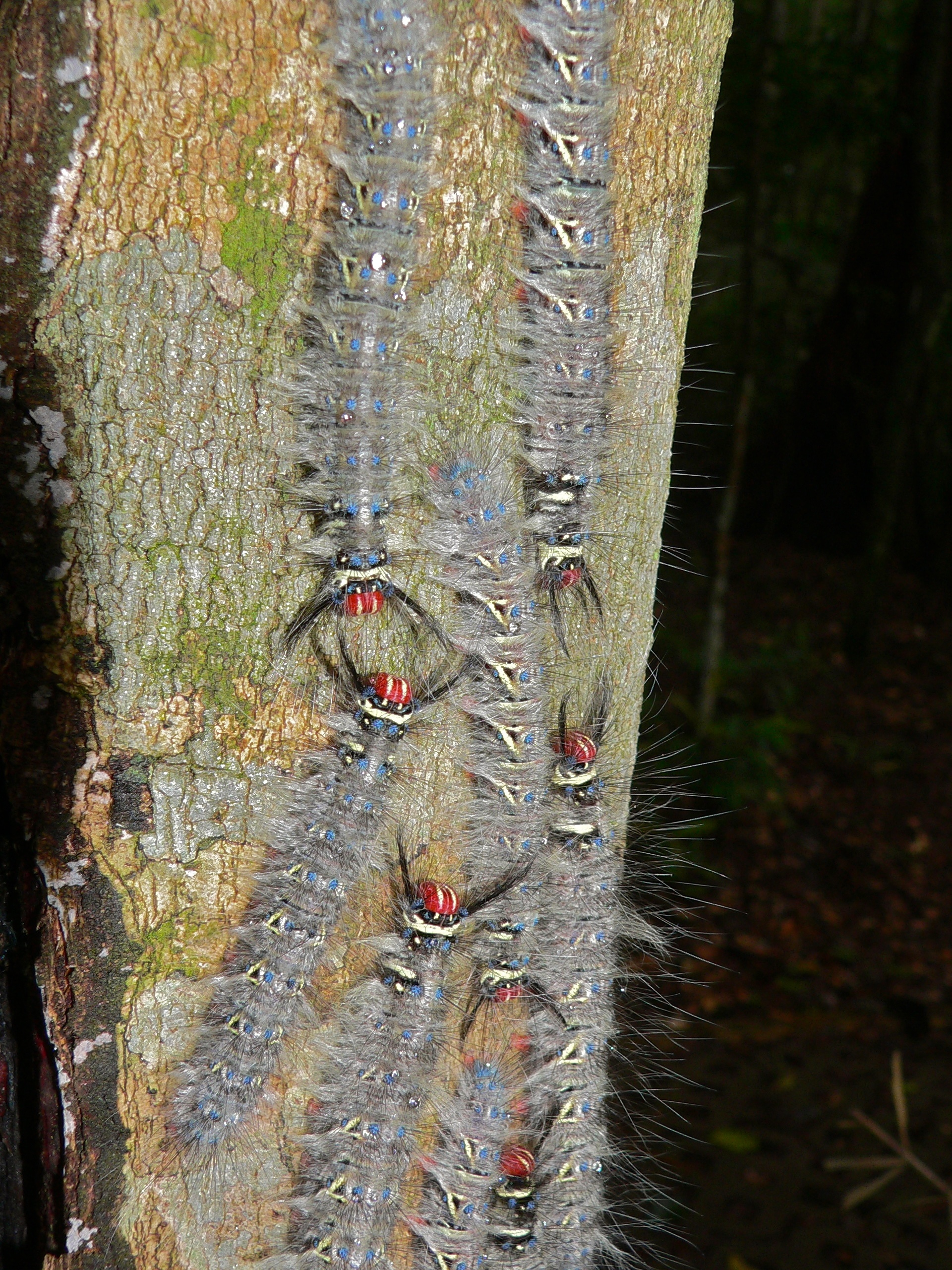
Chenilles de Trabala vishnou (Lasiocampidae)
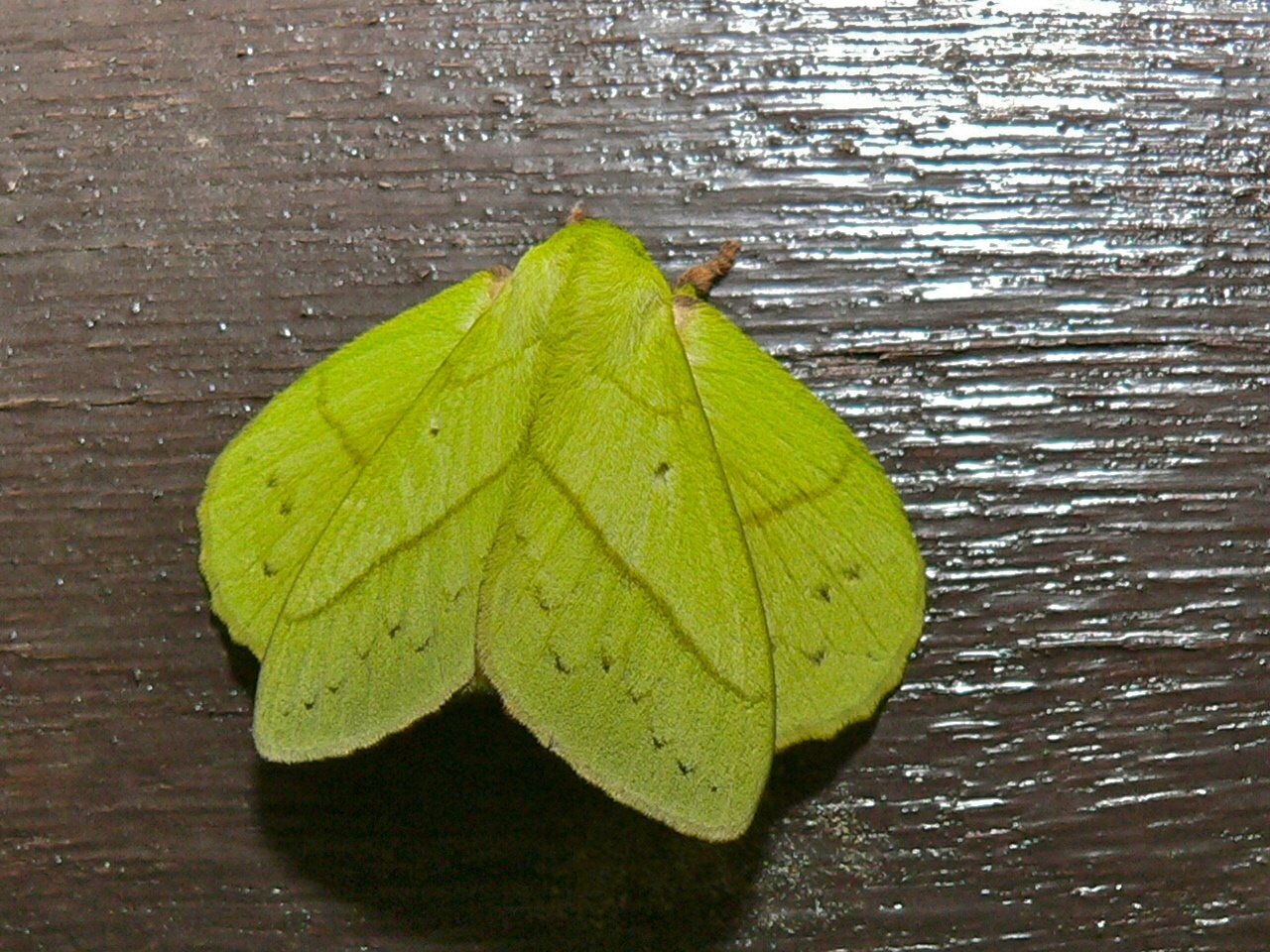
Papillon de Trabala vishnou (Lasiocampidae)
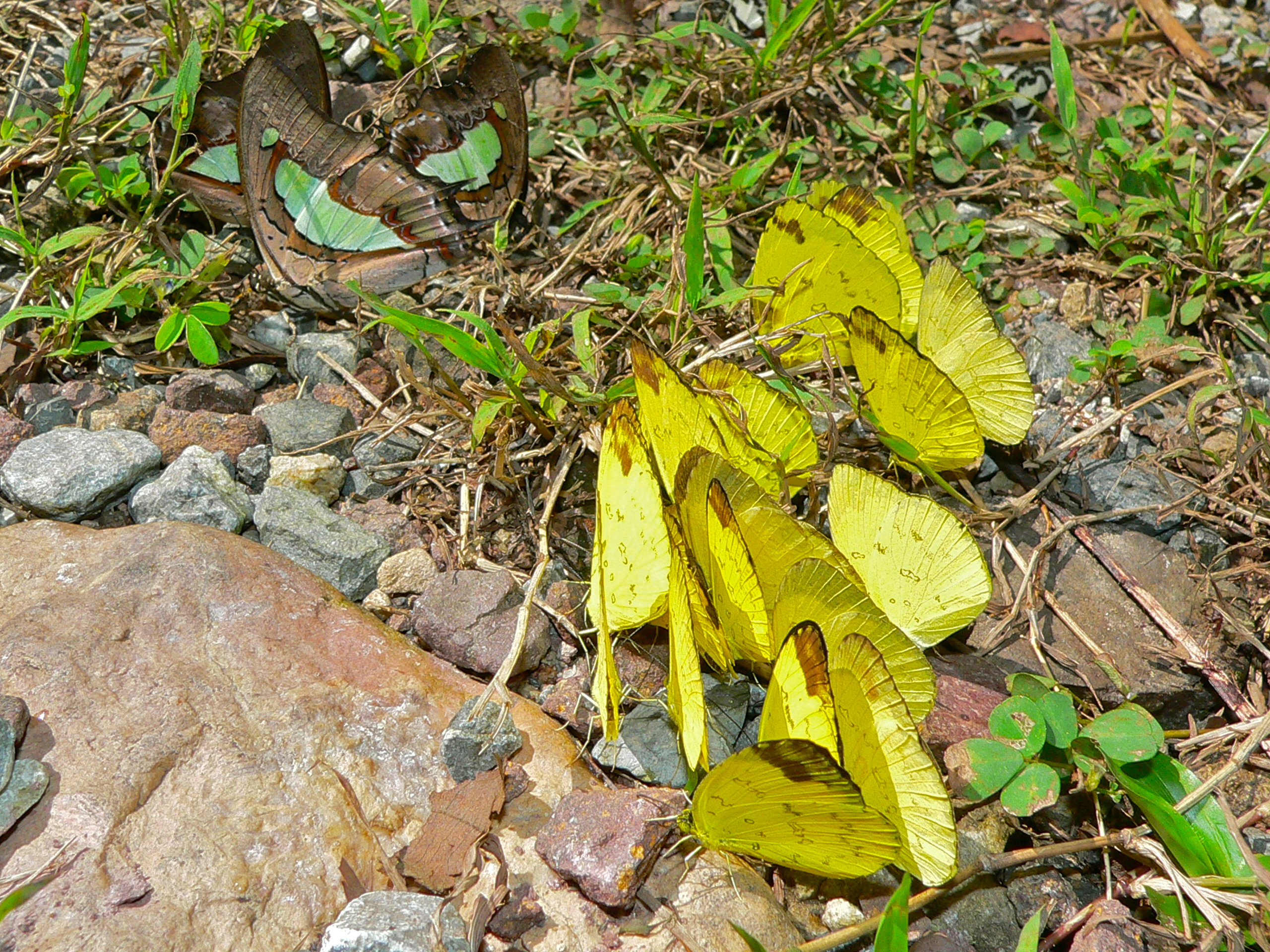
Eurema simulatrix (Pieridae)
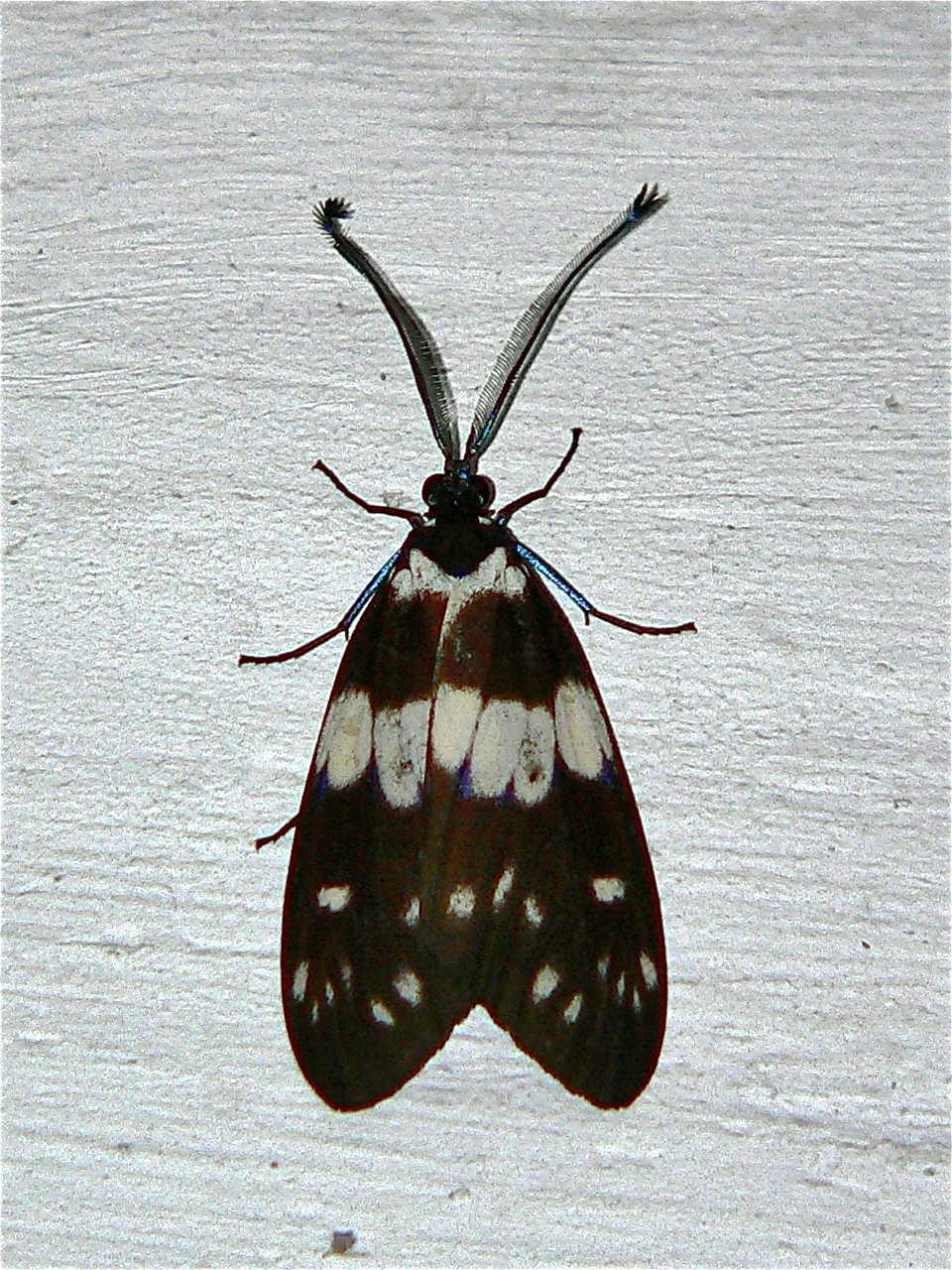
Eterusia aedea (Zygaenidae)
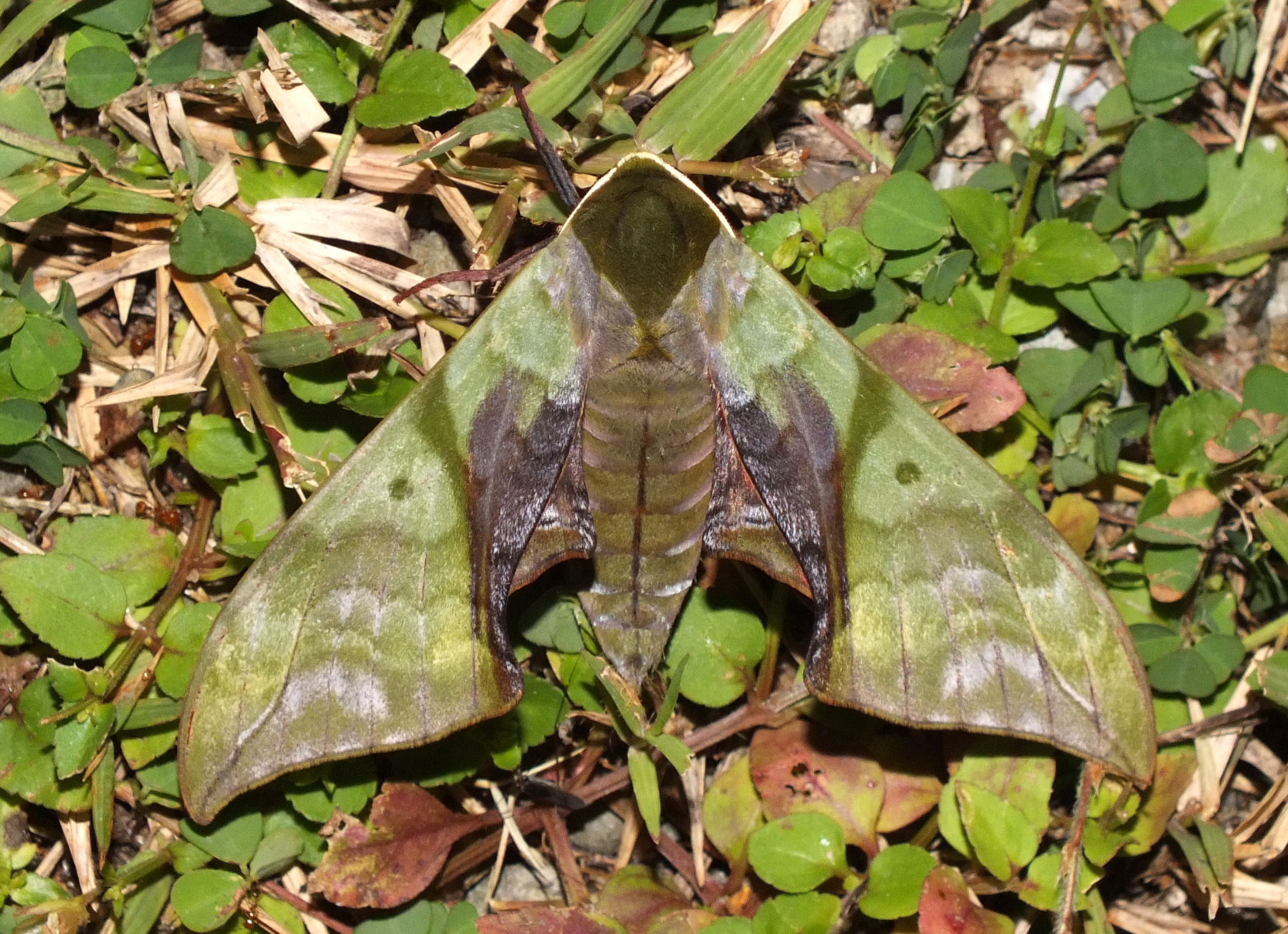
Callambulyx rubricosa (Sphingidae)
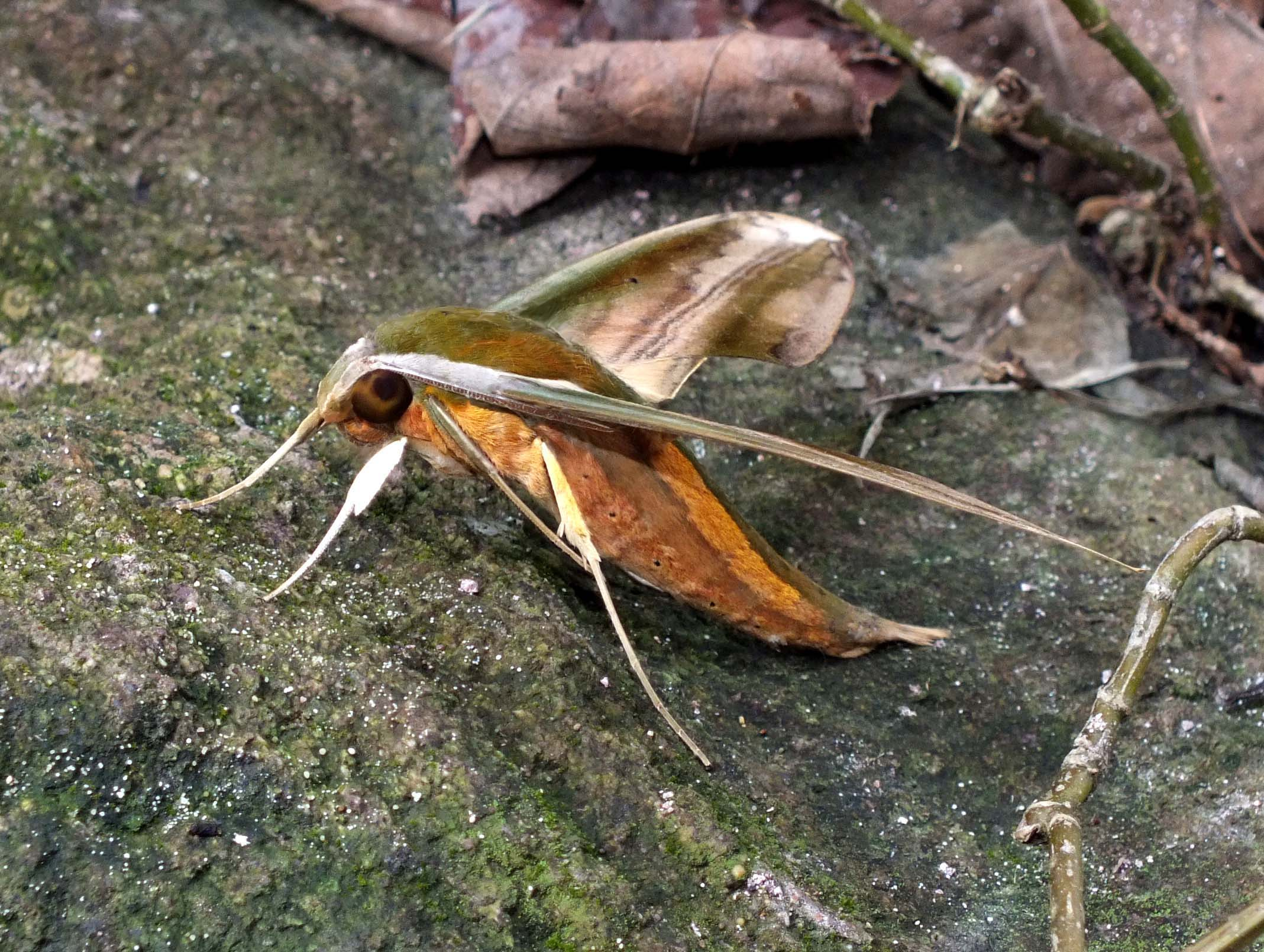
Theretra nessus (Sphingidae)
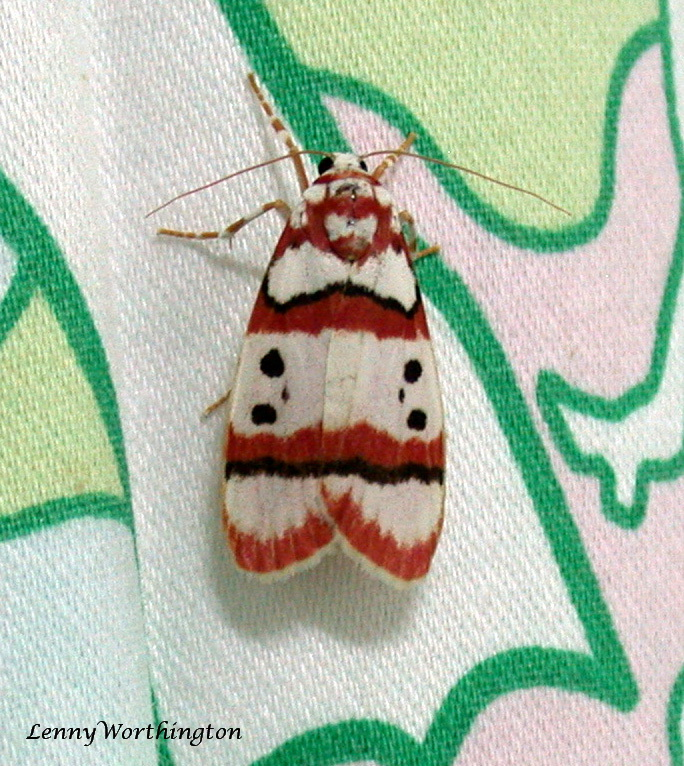
Cyana bianca (Erebidae)
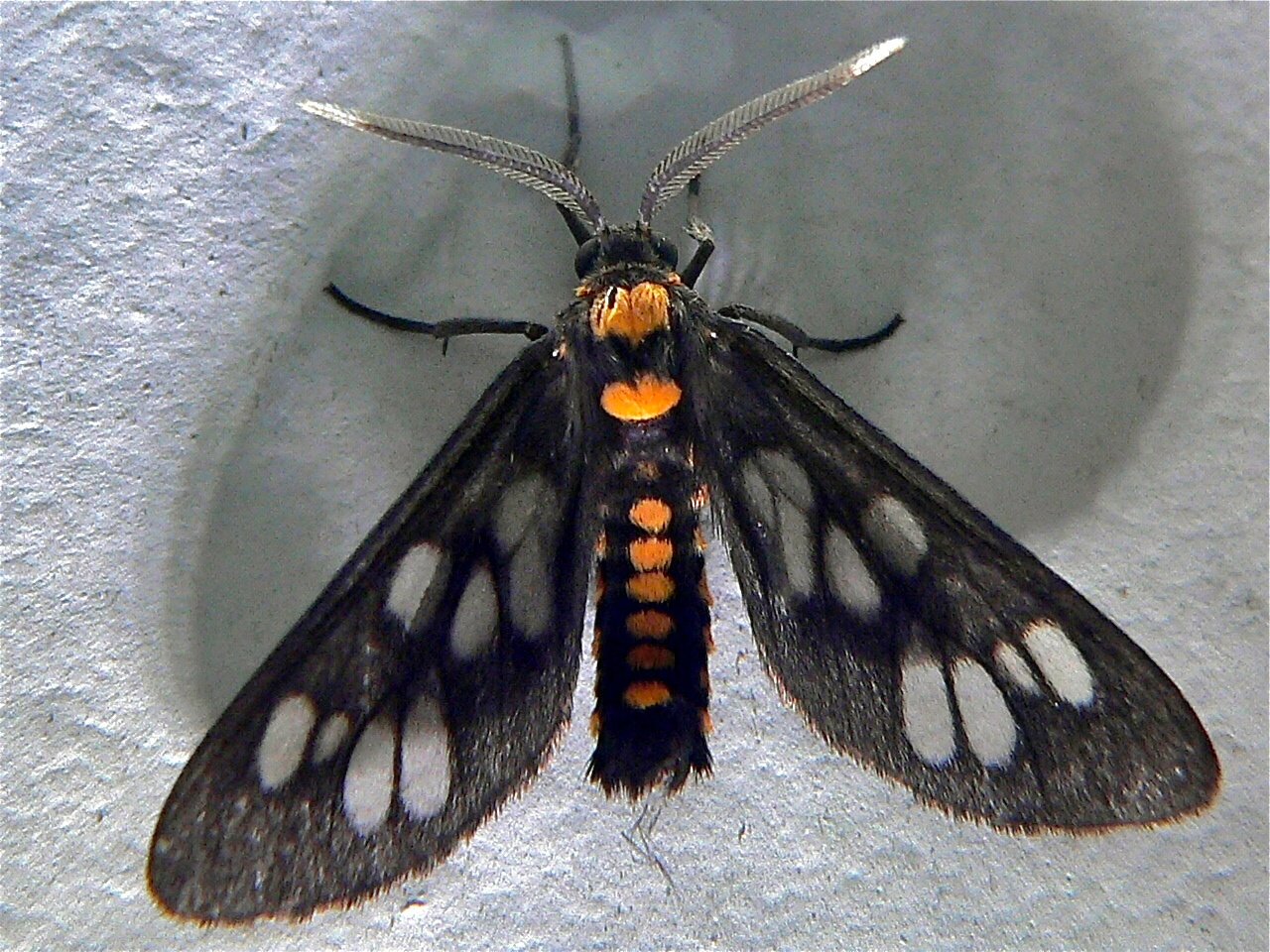
Eressa confinis (Erebidae)
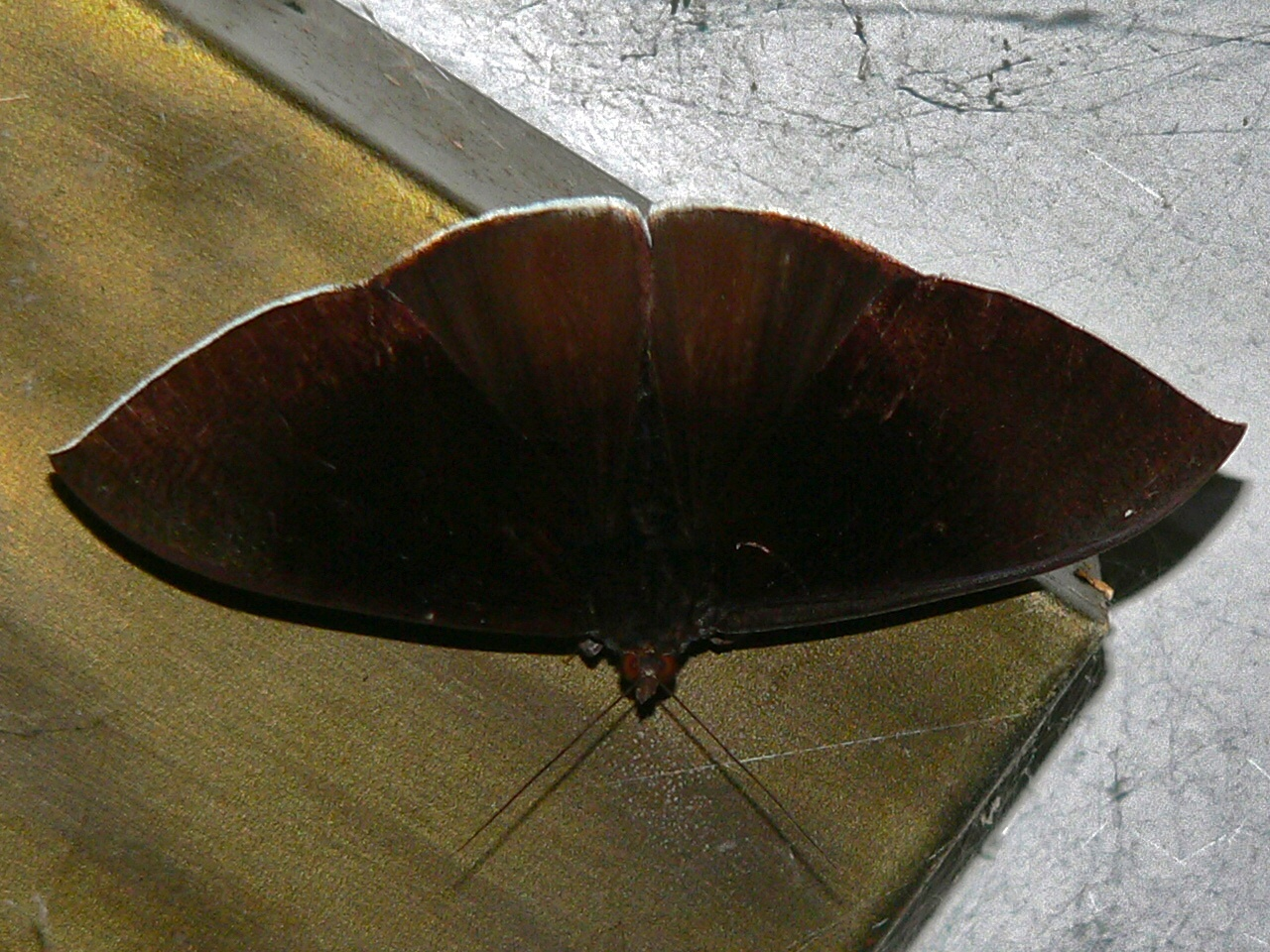
Lygniodes endoleucus (Erebidae)
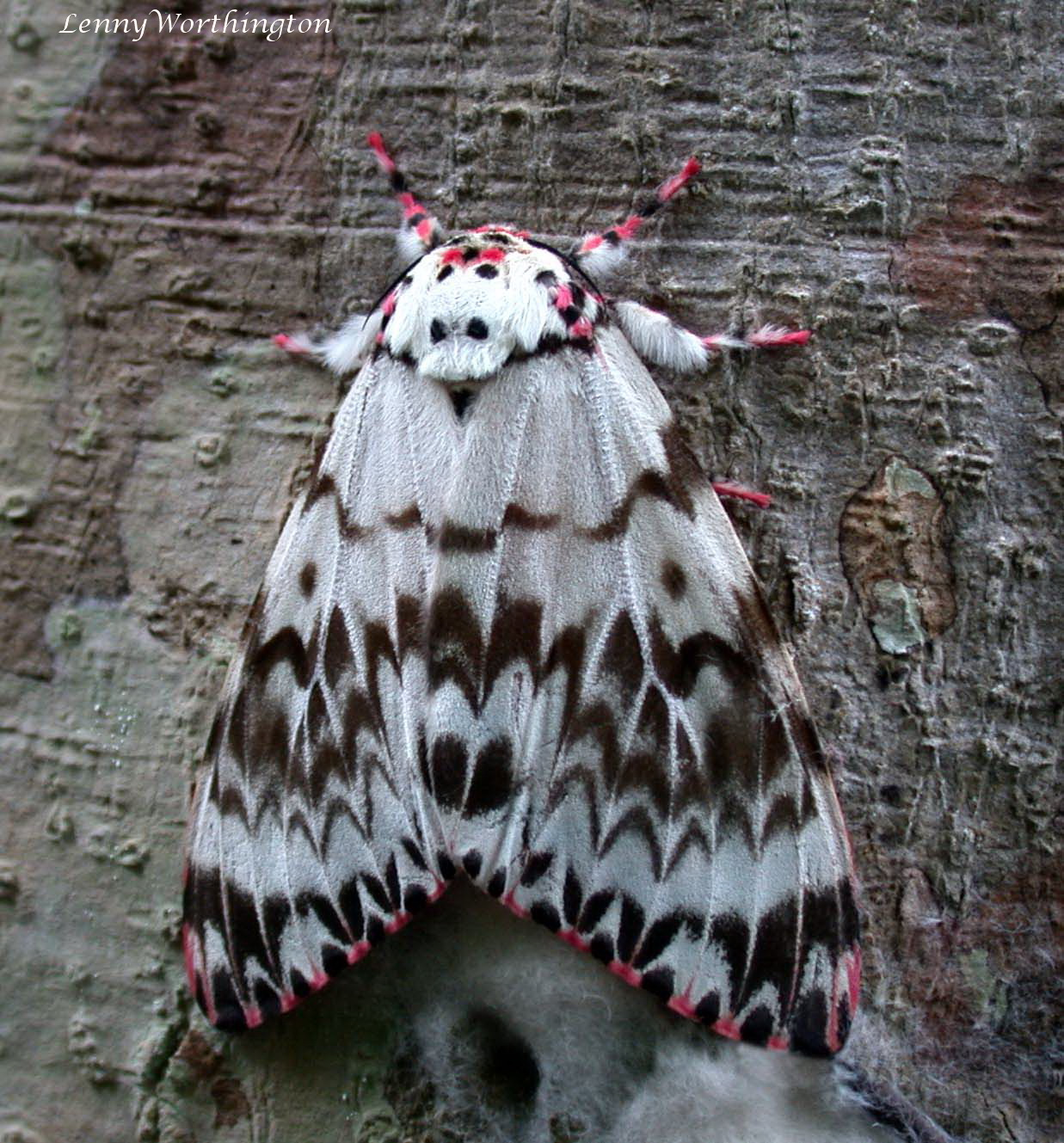
Lymantria mathura (Erebidae)
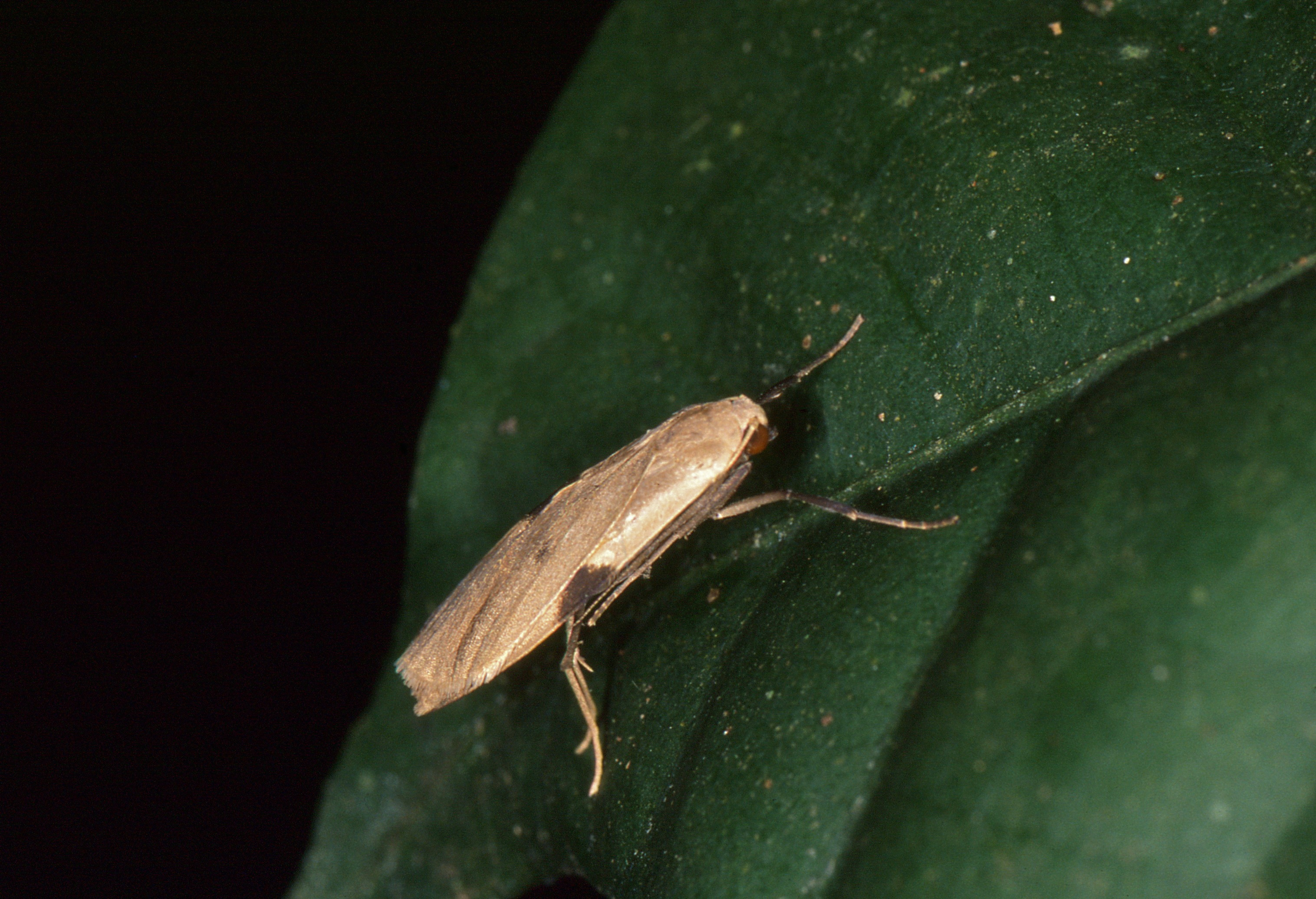
Macotasa orientalis (Erebidae)
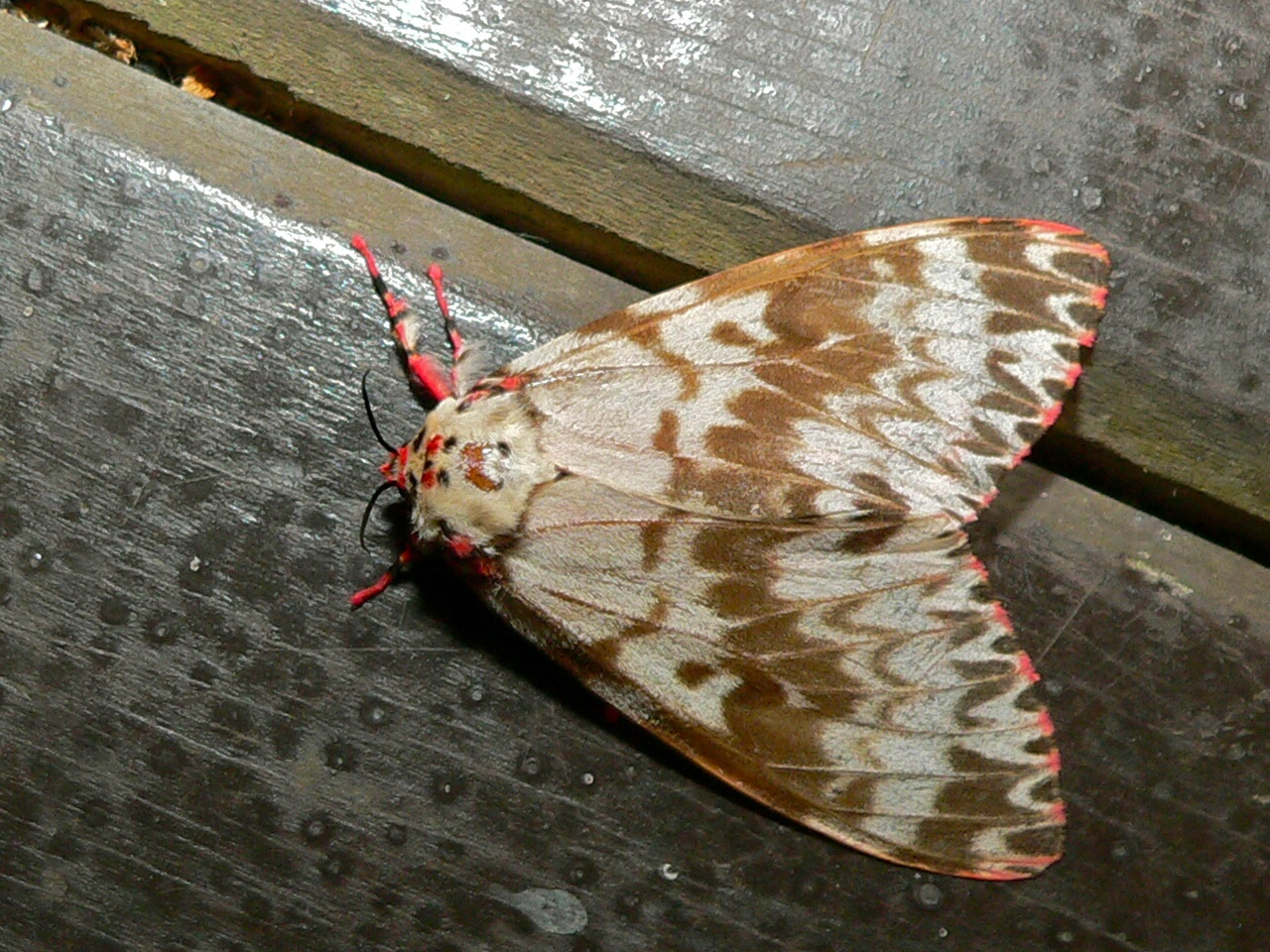
Arctiidae ou Erebidae à identifier
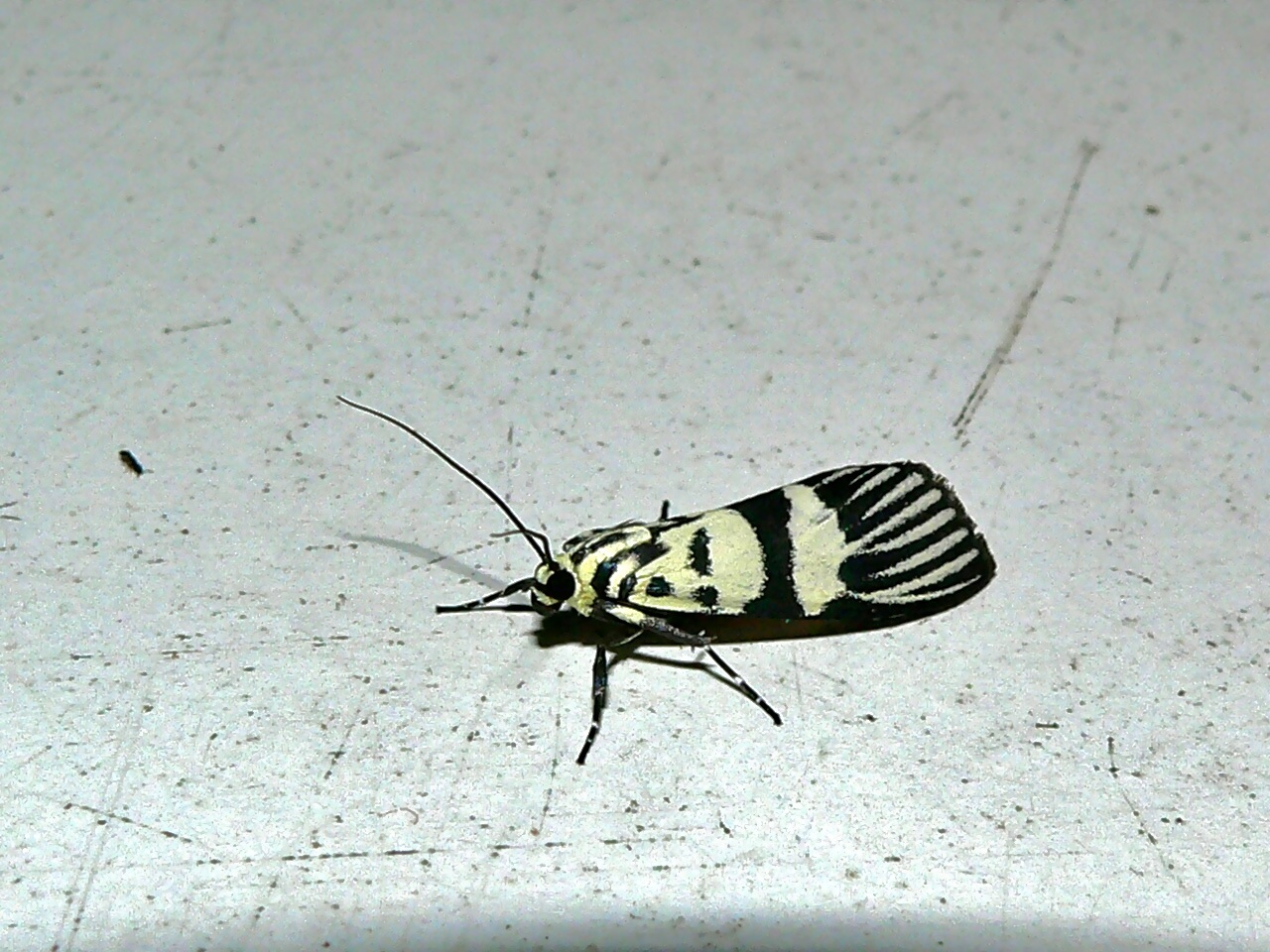
Heortia vitessoides (Crambidae)
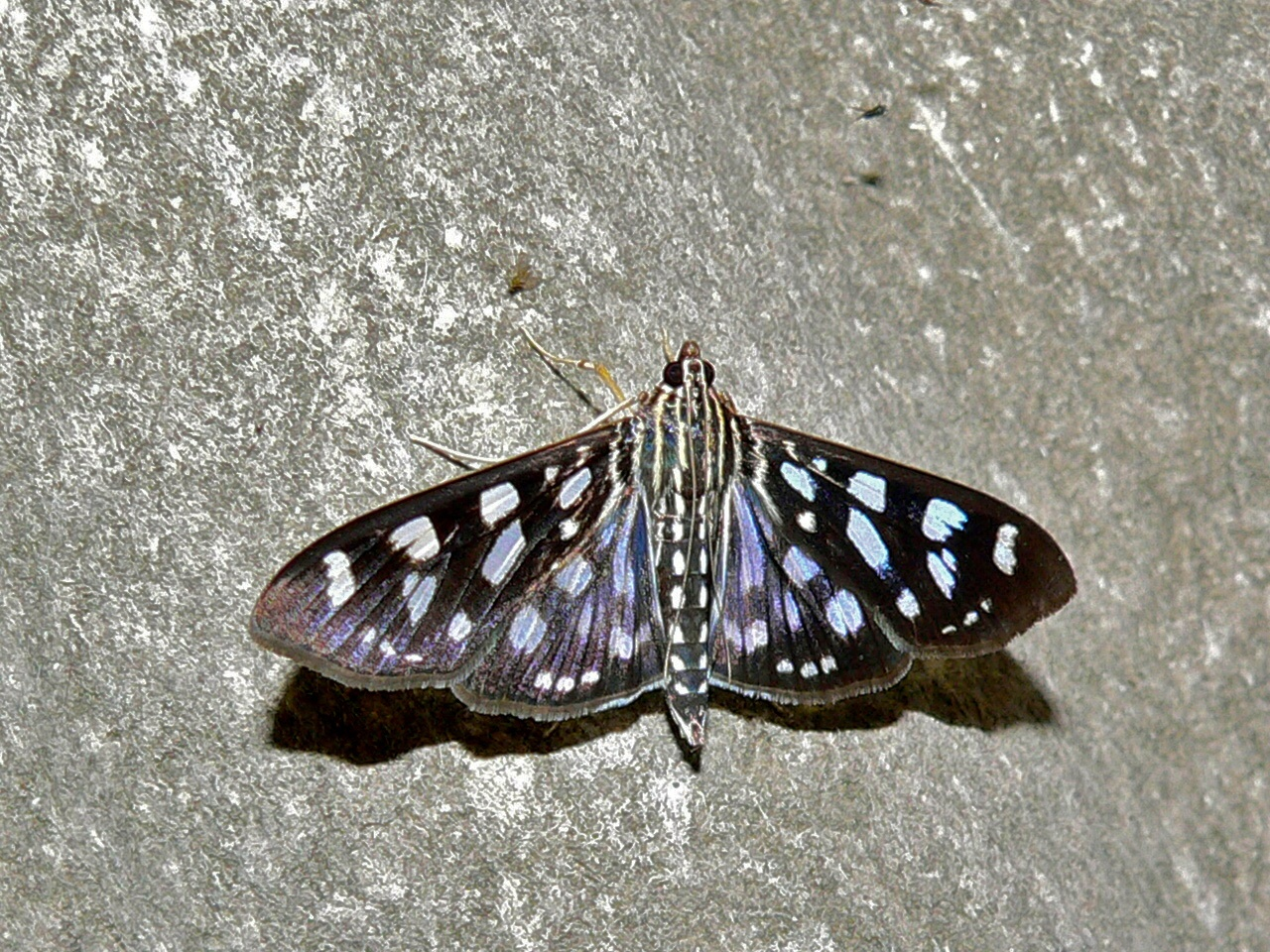
Pygospila tyres (Crambidae)

## Politique de protection de l'environnement
Au début des années 2000, la Thaïlande, en avance sur ses voisins en matière de lutte contre le trafic d'animaux sauvages, de bois et de plantes, a créé une unité spécialisée sur l'environnement, ainsi qu'un corps de police concentré sur le parc national de Khao Yai. Cependant, les 14000 gardes forestiers de Thaïlande manquent de moyens, ne sont pas suffisamment formés et, chaque année, quinze sont tués dans l'exercice de leur fonction.

### Politique de tourisme

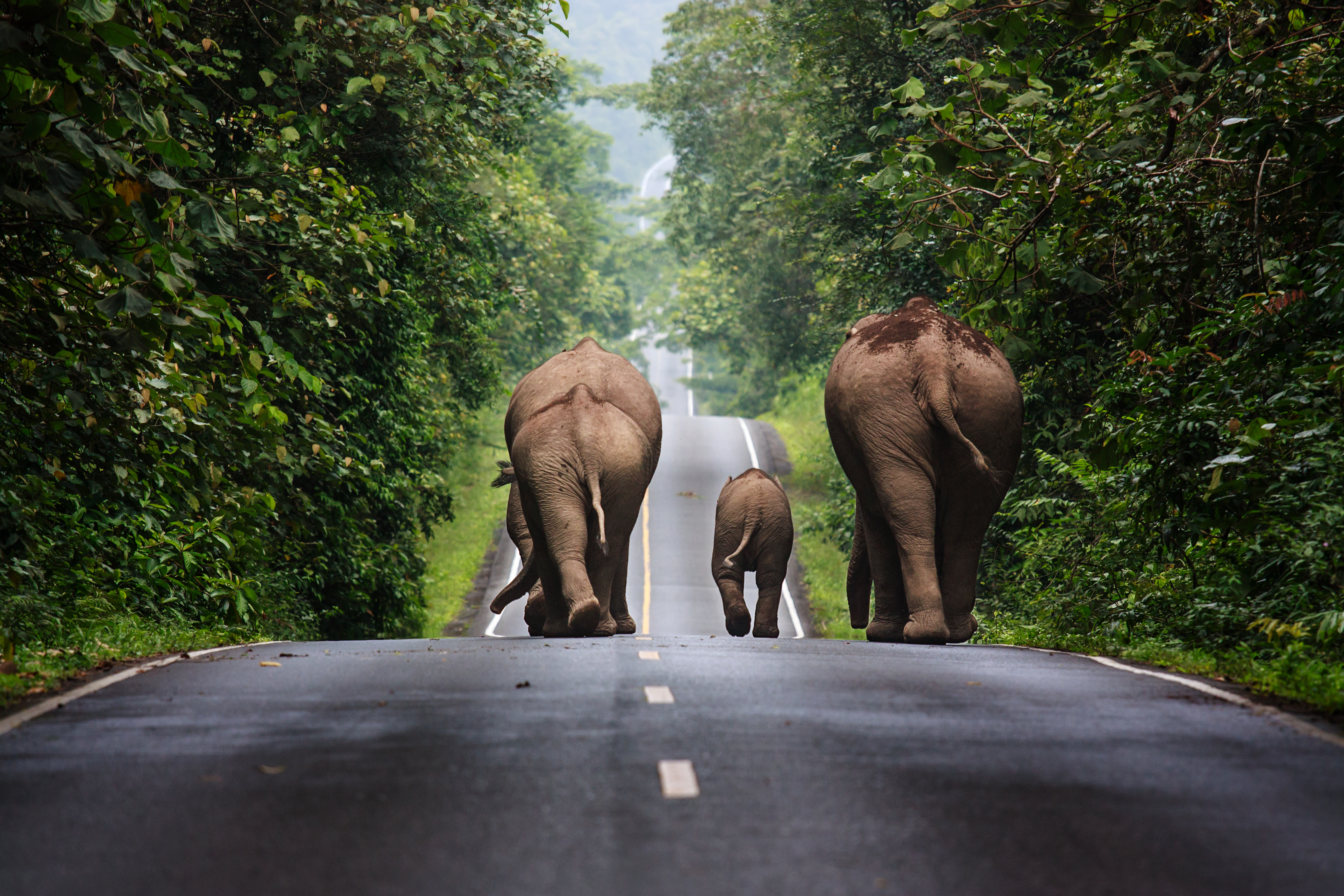
Éléphants sur une route du parc.

Le parc accueille un tourisme thaïlandais et étranger. Il est accessible à tous sous réserve de s'acquitter du forfait quotidien. Les forfaits pour les visiteurs thaïlandais et étrangers ont chacun un tarif spécifique. Il est interdit aux visiteurs de couper ou de ramasser des végétaux, comme de capturer des animaux.
À pied, les visiteurs sont autorisés à se déplacer seuls le long des routes et chemins du parc. Un garde forestier ou un guide est par contre requis pour se rendre en forêt. En voiture, seules les routes sont autorisées. Il n'est pas rare d'y croiser des éléphants et une conduite prudente est nécessaire. Enfin, les visiteurs ont la possibilité de séjourner au parc. Hôtellerie et restauration, locaux administratifs étant regroupés en une petite zone située à une quinzaine de kilomètres de l'entrée nord.
Le parc national de Khao Yai est l'un des trois parcs les plus visités de Thaïlande (avec le parc marin de Khao Laem Ya-Mu Ko Samed et le parc forestier de La montagne de la dame endormie Doi Nang Non) : en 2019, près de 1,5 million de touristes.
Cependant, en 2020, le parc national de Khao Yai a été temporairement fermé pour lutter contre la propagation du covid-19 et des animaux sauvages ont même été observés dans les infrastructures touristiques, ; puis il a rouvert le 1er juillet 2020.
En 2020, le nombre de visiteurs a donc chuté : il n'y a eu que des touristes thaïlandais et aucun touriste étranger. Cette pause touristique a fait beaucoup de bien à la nature,.

## Population et activités humaines
Plusieurs villages sont installés dans le parc national de Khao Yai et 104 à sa bordure.
La majorité des habitants est agriculteur et pratique, soit la culture du maïs, de fleurs, de champignons, l'entretien de vergers ou l'élevage de poulets.
Les entretiens menés, en 2017, pour la thèse de Teh Kate Yng, montrent que les riverains apprécient la nature et les services de régulation du climat qu'apportent les montagnes et la forêt. Les relations avec les autorités du parc sont globalement bonnes et les locaux participent régulièrement à des activités de nettoyage et de reboisement. Une exception à ces bons sentiments généraux est l'insatisfaction quant aux dégâts de la faune sur les cultures et la lenteur du parc national à y apporter des réponses, insatisfaction éprouvée par quelques personnes.

## Sources
- Lonely Planet, Thaïlande, 2006